# Galerie der königlich-sächsischen Meilensteine
In dieser Galerie der königlich-sächsischen Meilensteine sollen die exakten Aufstellungsorte und sonstigen Charakteristika der ab 1859 bis 1866 im Königreich Sachsen aufgestellten Meilensteine näher erläutert sowie vorhandene Fotos dazu gesammelt werden. Eigentümer der Meilensteine sind in Sachsen i. d. R. die jeweiligen Straßenbaulastträger der Straßen und Wege, an denen diese Steine stehen.
Nach der 1840 im Königreich Sachsen erfolgten Umstellung auf eine neue Länge der Meile, nämlich von 7,5 km, begann erst 1858 auf Anordnung des sächsischen Finanzministeriums die Neuvermessung der Straßen und das Aufstellen neuer Entfernungssteine, die königlich-sächsische Meilensteine genannt werden. Stationssteine markieren den Ausgangspunkt einer Vermessung. Manche waren in besonderen Fällen dreikantig. Meilensteine und Halbmeilensteine wurden im Verlauf der Straße im dadurch gekennzeichneten Abstand aufgestellt. Beim Abzweig einer Nebenstraße, auf der eine Postroute verlief, von einer Hauptstraße wurde ein Abzweigstein aufgestellt. Grenzübergangssteine markierten die Grenzen Sachsens. Die Anfertigung aus Cottaer Sandstein und Aufstellung erfolgte 1859–66. Charakteristisch sind die je nach Art unterschiedlich großen Eisengusskronen an diesen Meilensteinen, die sandsteinfarben zu streichen waren. Von 1875 an galt im Deutschen Reich das metrische System. Damit waren die Meilensteine Geschichte. Diese Umstellung auf das metrische System führte oftmals zur Umgestaltung der Meilensteine mit entsprechenden Änderungen der Angaben auf den Meilensteinen. Im Vergleich zu den kursächsischen Postmeilensäulen sind die Steine aus der Mitte des 19. Jahrhunderts eher schmucklos. Auch deswegen wurden sie nicht überall als Denkmale angesehen, erhalten und gepflegt. In Sachsen stehen die Königlich-sächsischen Meilensteine als Sachgesamtheit unter Denkmalschutz, was auch originalgetreue Nachbildungen und Reststücke dieser Technischen Denkmale einschließt.

## Noch vorhandene Steine

### Adorf/Vogtl.
Adorf/Vogtl.
1. Stationsstein von 1861 an der Markneukirchner Straße
2. Stationsstein von 1861 an der Elsterstraße (B 92)

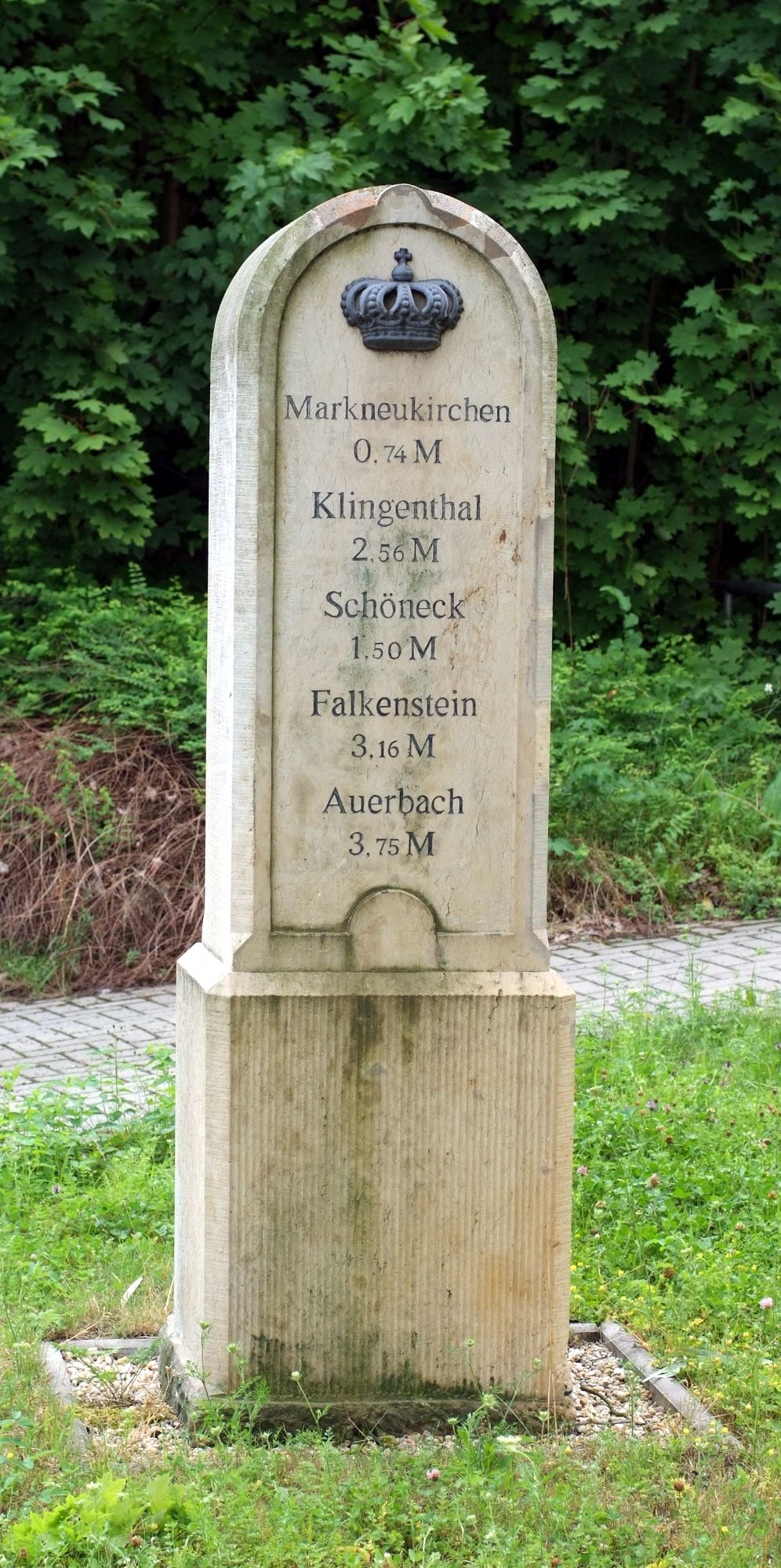
Stationsstein in der Markneukirchner Straße
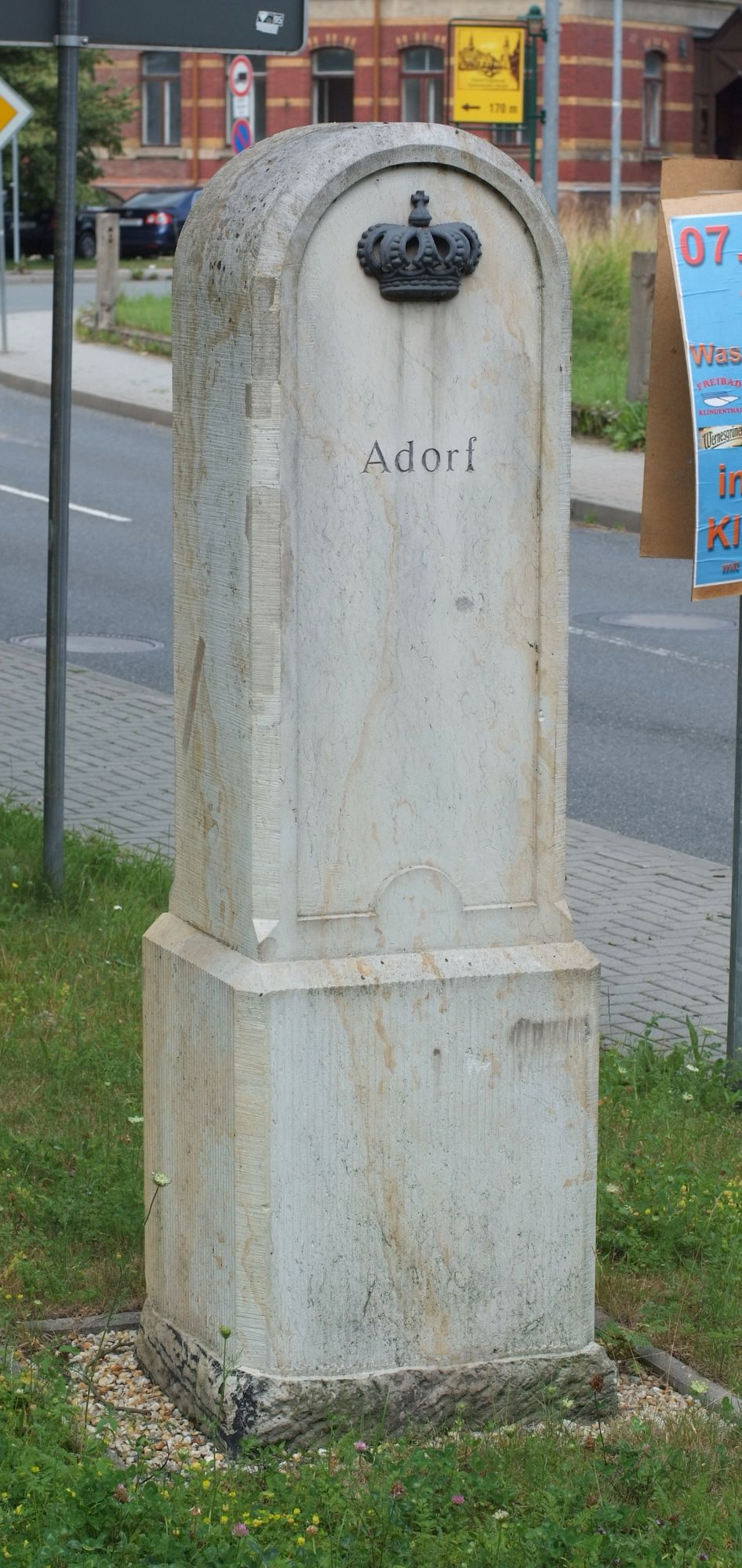
Stationsstein in der Markneukirchner Straße
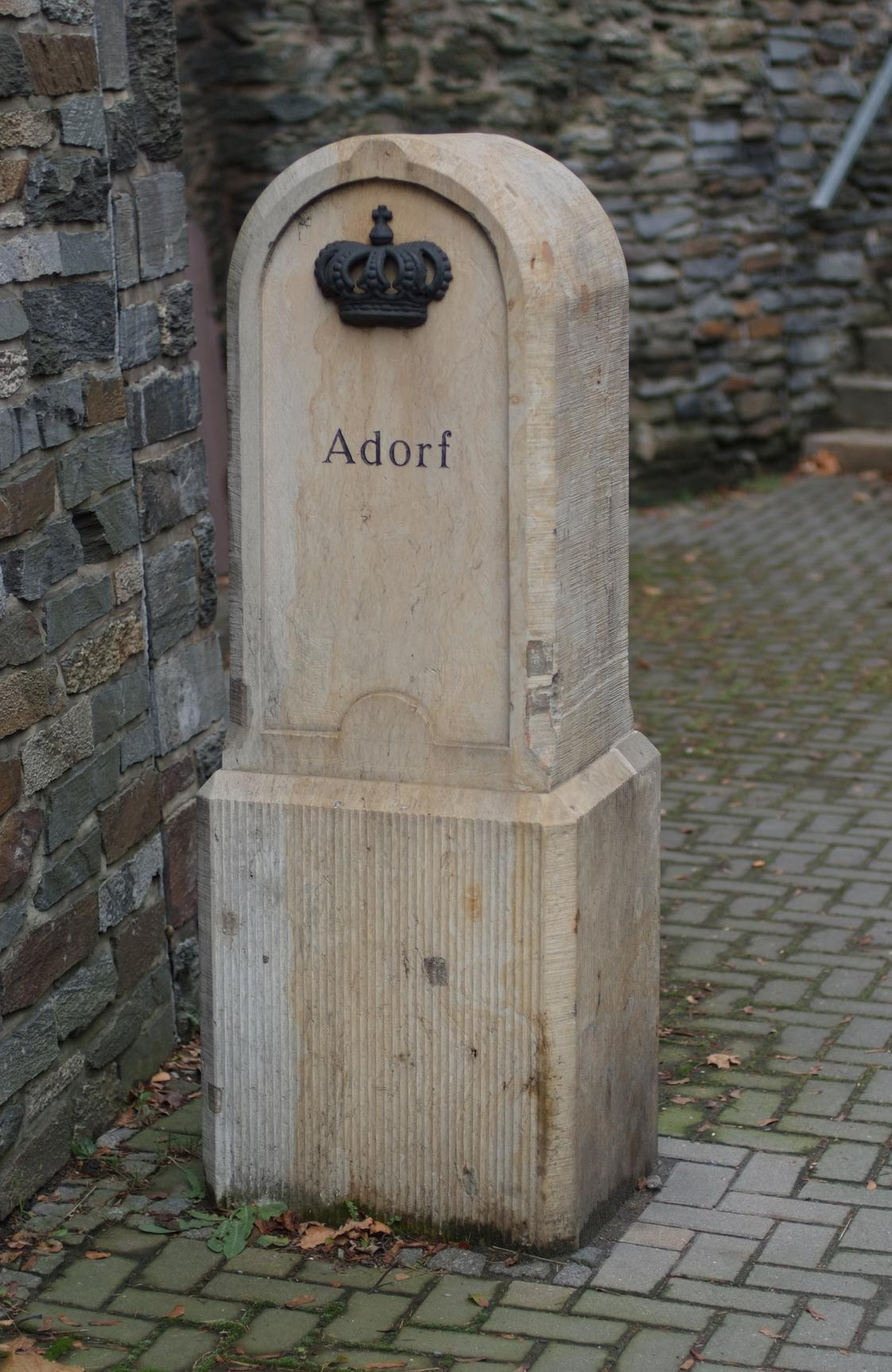
Stationsstein an der Elsterstraße (B 92) / Markneukirchner Straße
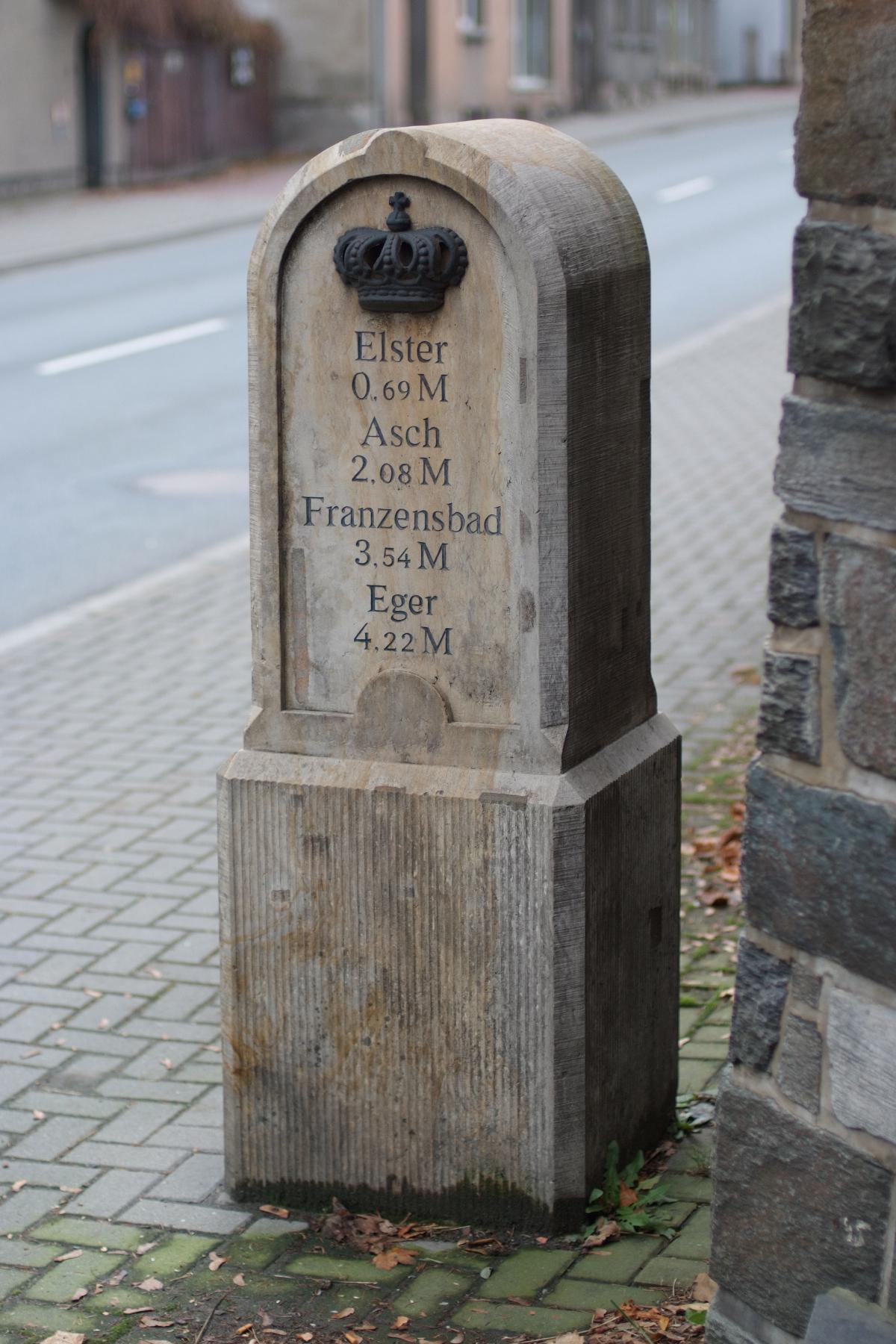
Stationsstein an der Elsterstraße (B 92) / Markneukirchner Straße

### Altenberg
Altenberg (Erzgebirge)
1. Stationsstein in Altenberg von 1860/61 neben der Distanzsäule an der B 170
2. Stationsstein im OT Lauenstein als Kilometerstein an der Bahnhofstraße
3. Ganzmeilenstein als Kilometerstein an der S 182 von Altenberg nach Rehefeld-Zaunhaus
4. Ganzmeilenstein als Kilometerstein an der Müglitztalstraße (S 178) zwischen OT Geising und Lauenstein
5. Ganzmeilenstein als Kilometerstein an der Müglitztalstraße (S 178), am Bahnhof im OT Bärenstein
6. Ganzmeilenstein (um 1860) an der S 184 (Kammstraße) von Neuhermsdorf nach Neurehefeld im Hemmschuhwald
7. Abzweigstein (um 1860) an der S 184 (Kammstraße) von Neuhermsdorf nach Neurehefeld, Abzweig Rehefeld-Zaunhaus, am Parkplatz Hemmschuh

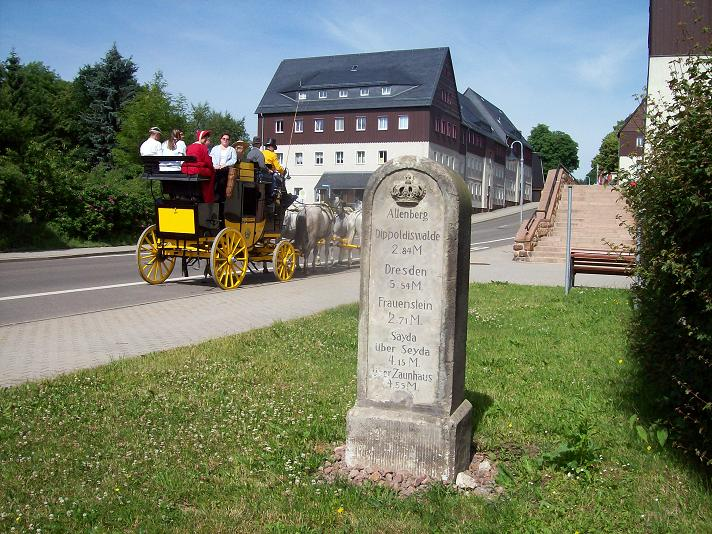
Stationsstein Altenberg
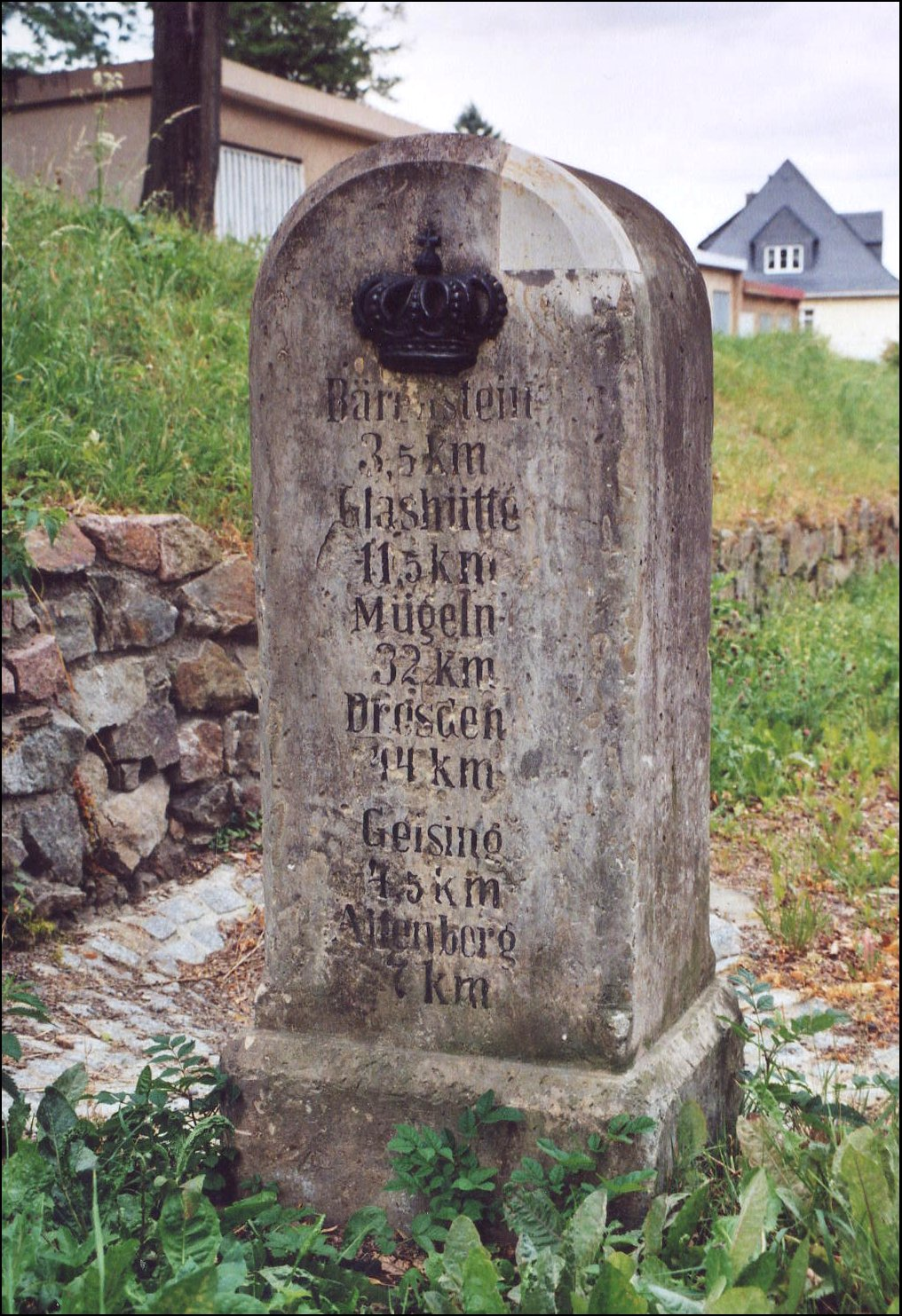
Stationsstein Lauenstein
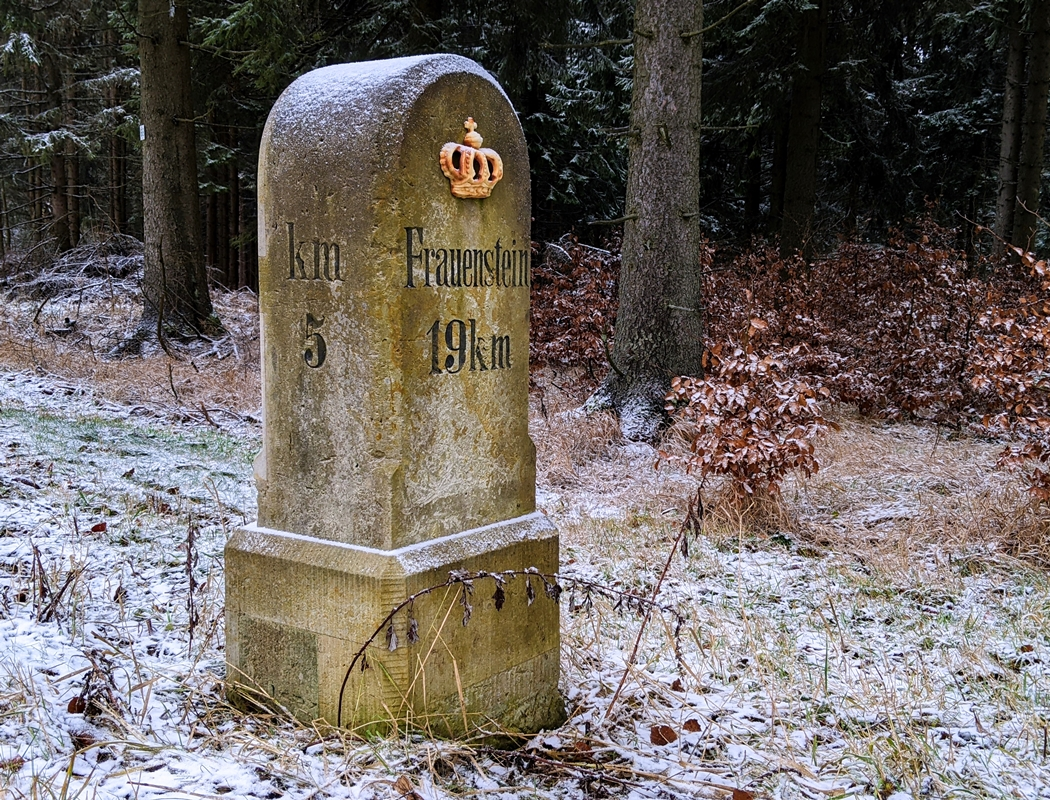
Ganzmeilenstein als Kilometerstein an der Straße nach Rehefeld-Zaunhaus
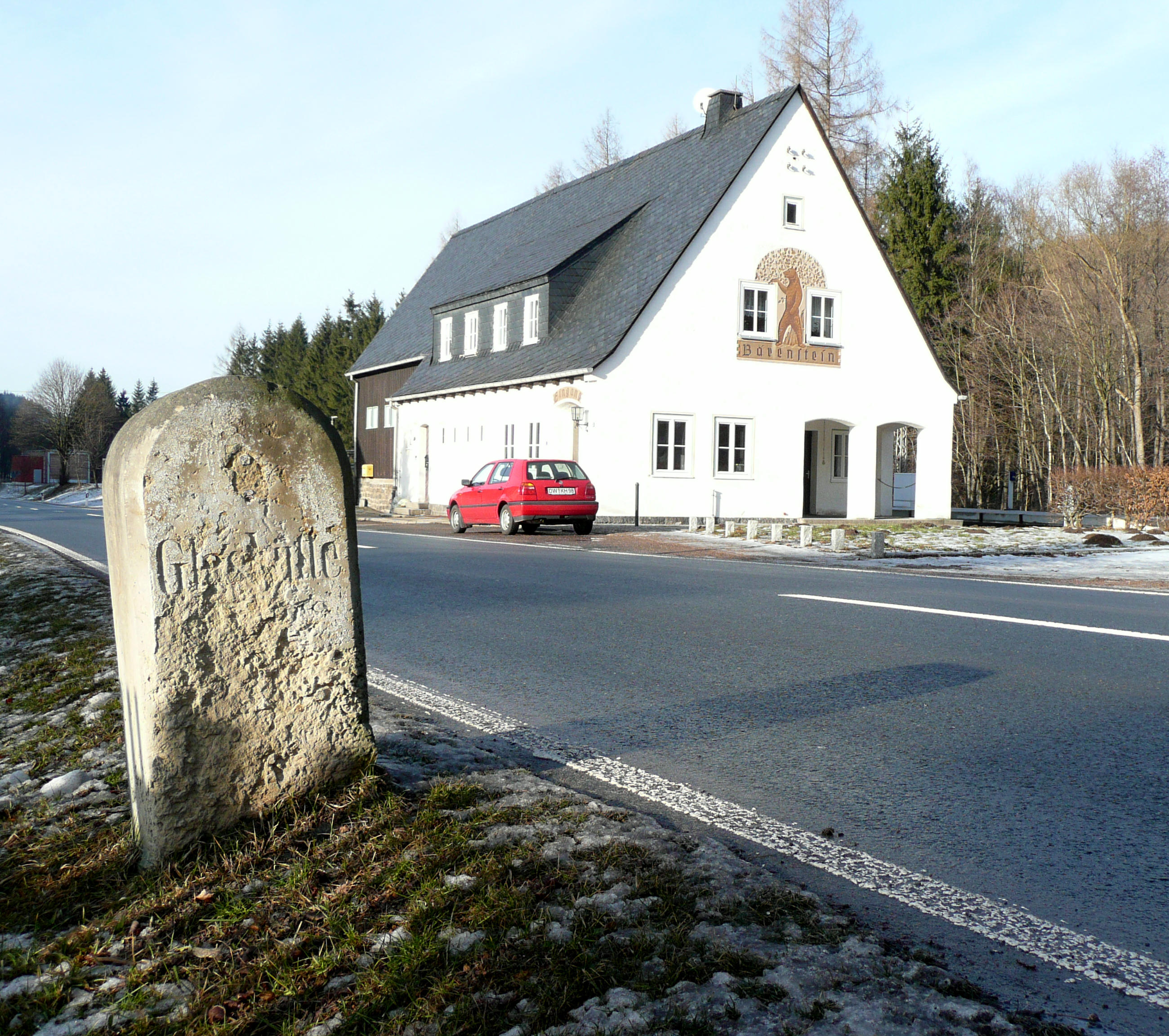
Ganzmeilenstein an der Müglitztalstraße in Bärenstein
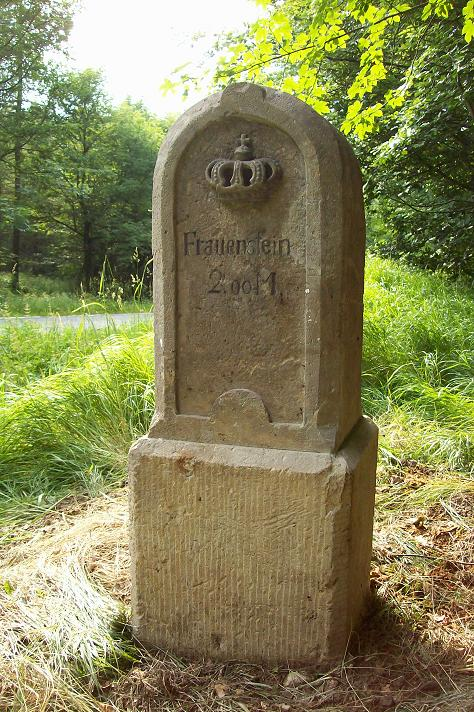
Ganzmeilenstein an der Straße nach Neurehefeld
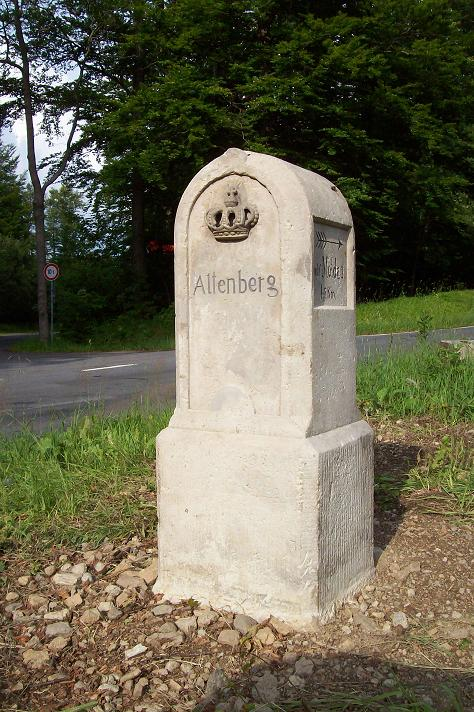
Abzweigstein an der Straße nach Neurehefeld, Abzweig Rehefeld-Zaunhaus

### Annaberg-Buchholz
Annaberg-Buchholz
1. Stationsstein in der Buchholzer Straße (Zick-Zack-Promenade/Fußgängerzone)
2. Stationsstein in der Geyersdorfer Straße (Nähe Busbahnhof)
3. Ganzmeilenstein an der B 95, Richtung Oberwiesenthal, an der Kreuzung beim Gasthaus Morgensonne
4. Nachbildung des Abzweigsteines an der Feldschlösschen-Kreuzung B 95 / B 101 (Tankstelle)

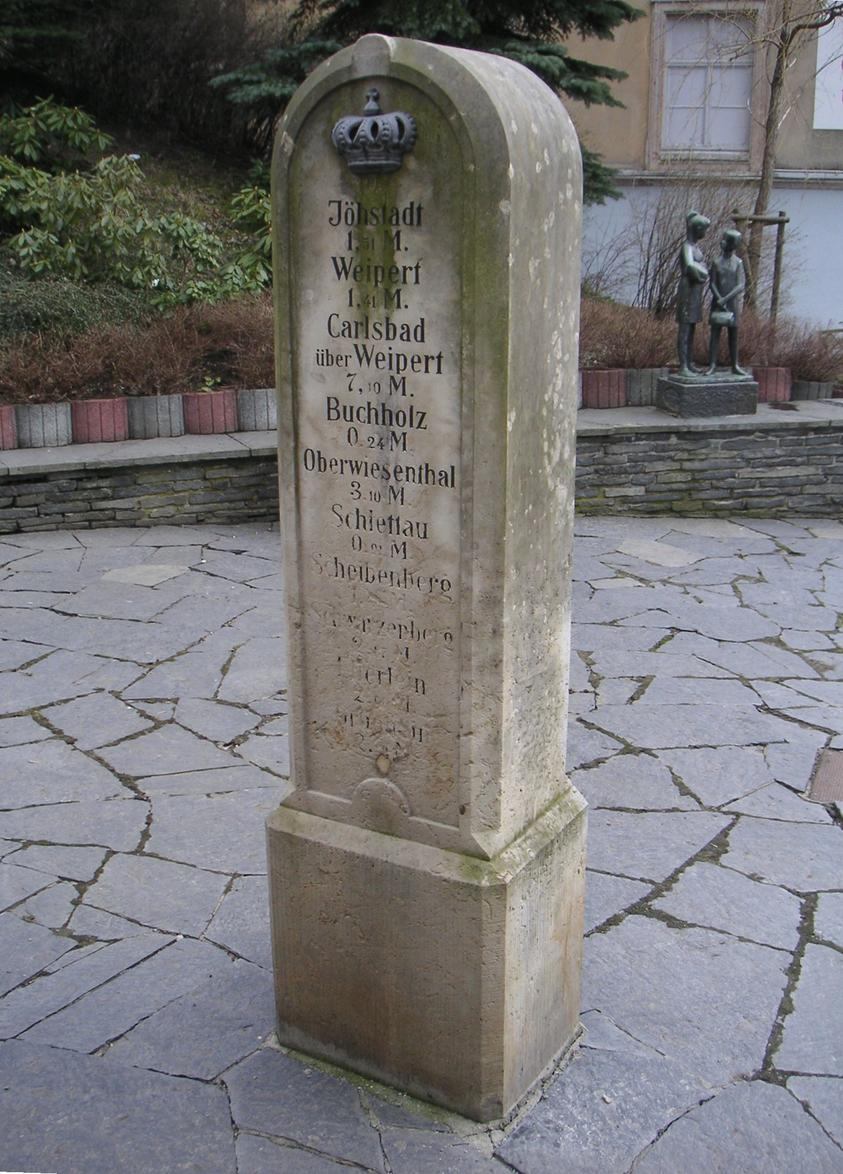
Stationsstein Buchholzer Straße
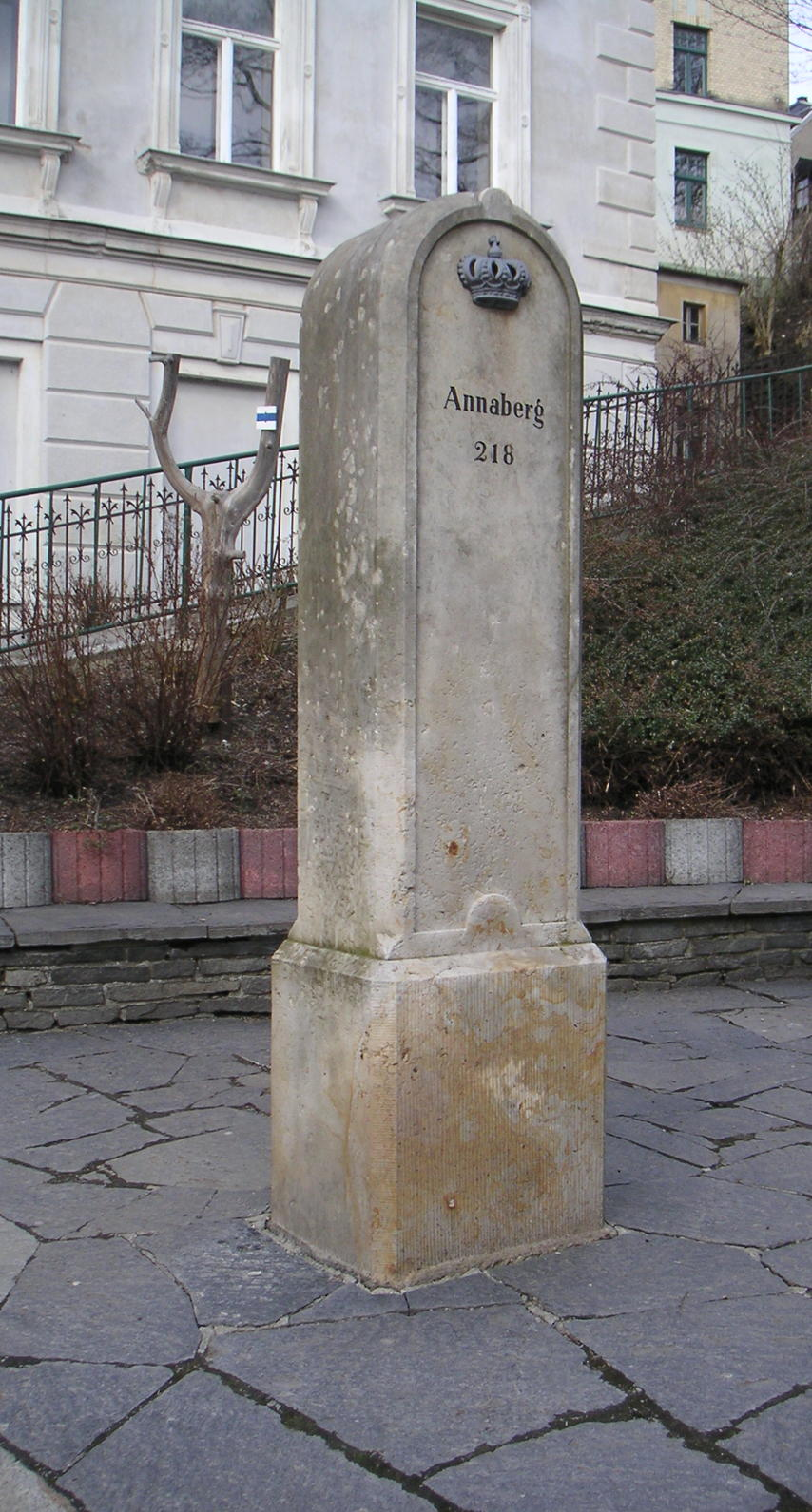
Stationsstein Buchholzer Straße
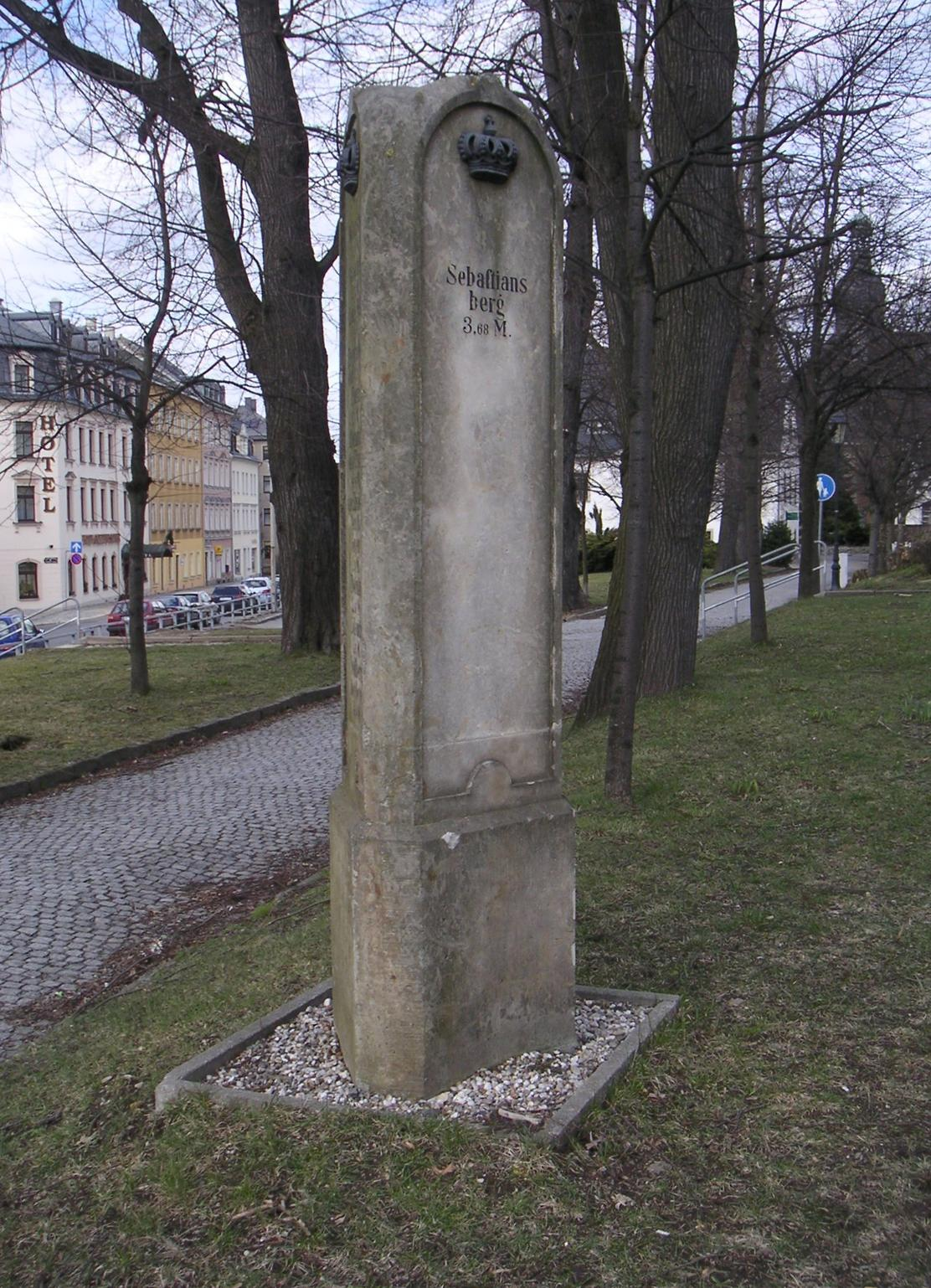
Stationsstein Geyersdorfer Straße
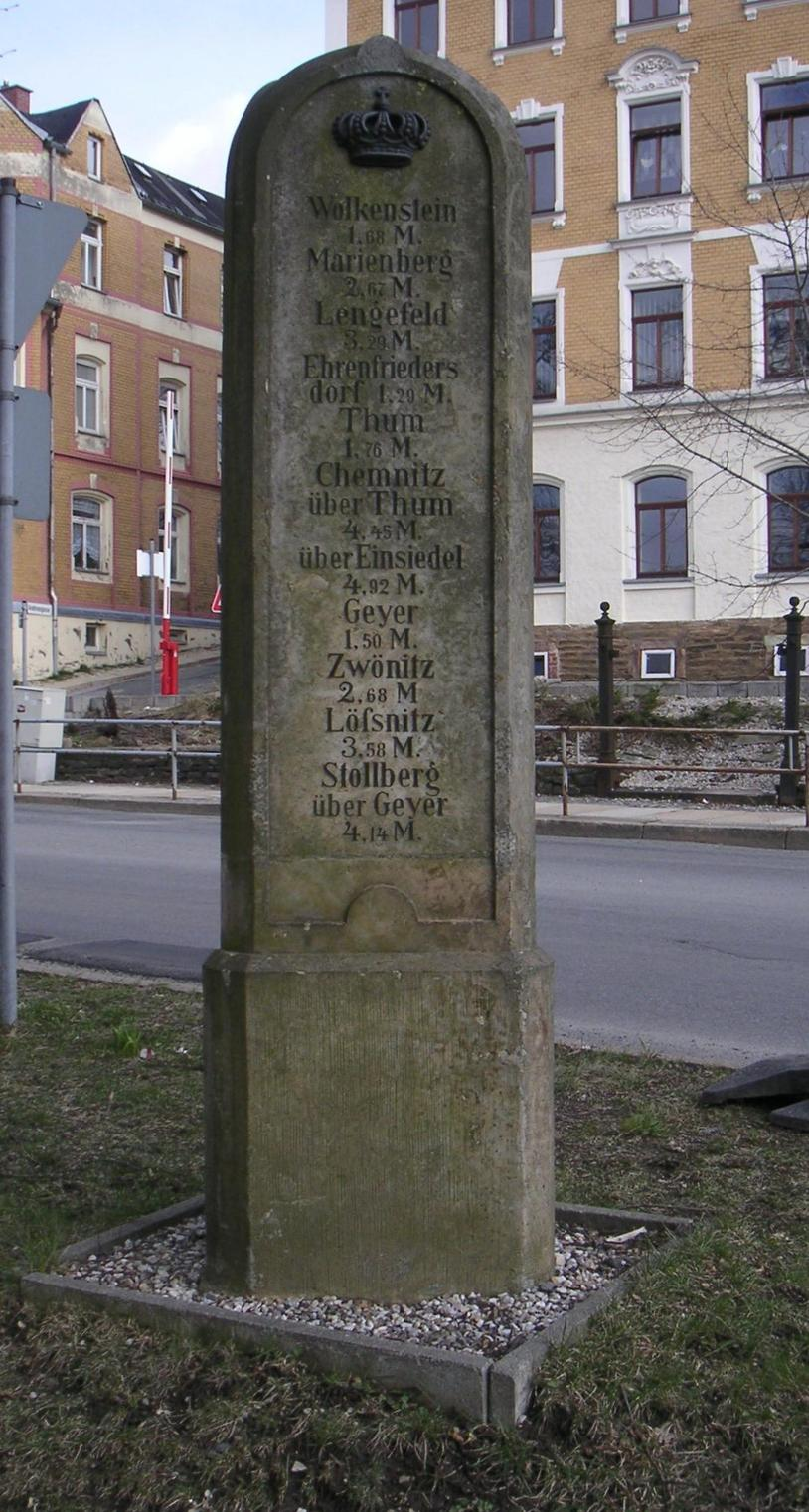
Stationsstein Geyersdorfer Straße
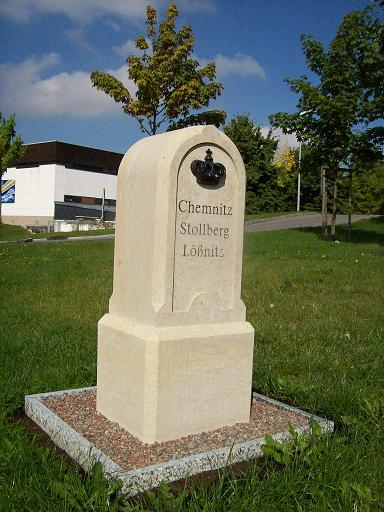
Abzweigstein an der Kreuzung B 95 / B 101 (Tankstelle)
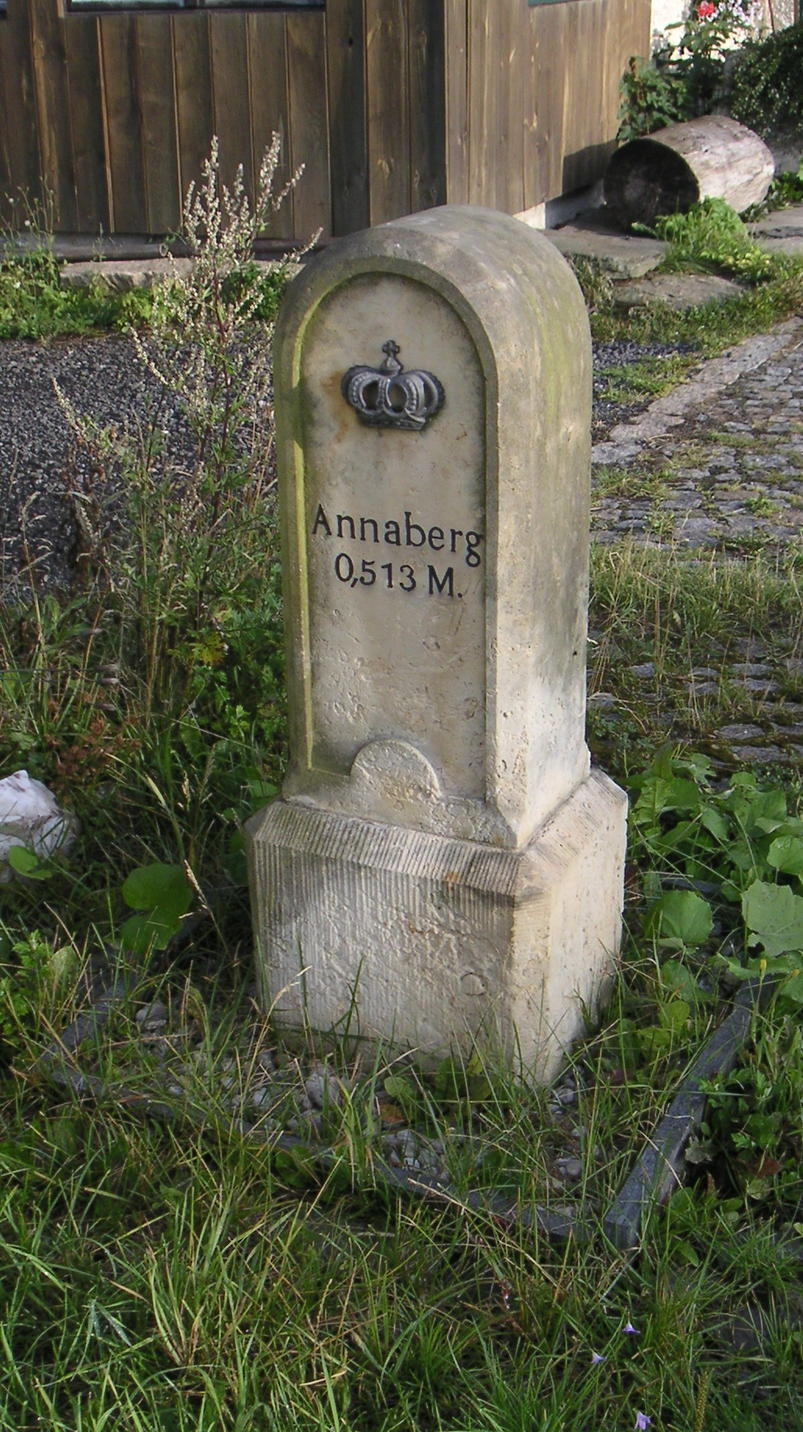
überarbeiteter Ganzmeilenstein an der B 95 beim Gasthaus Morgensonne
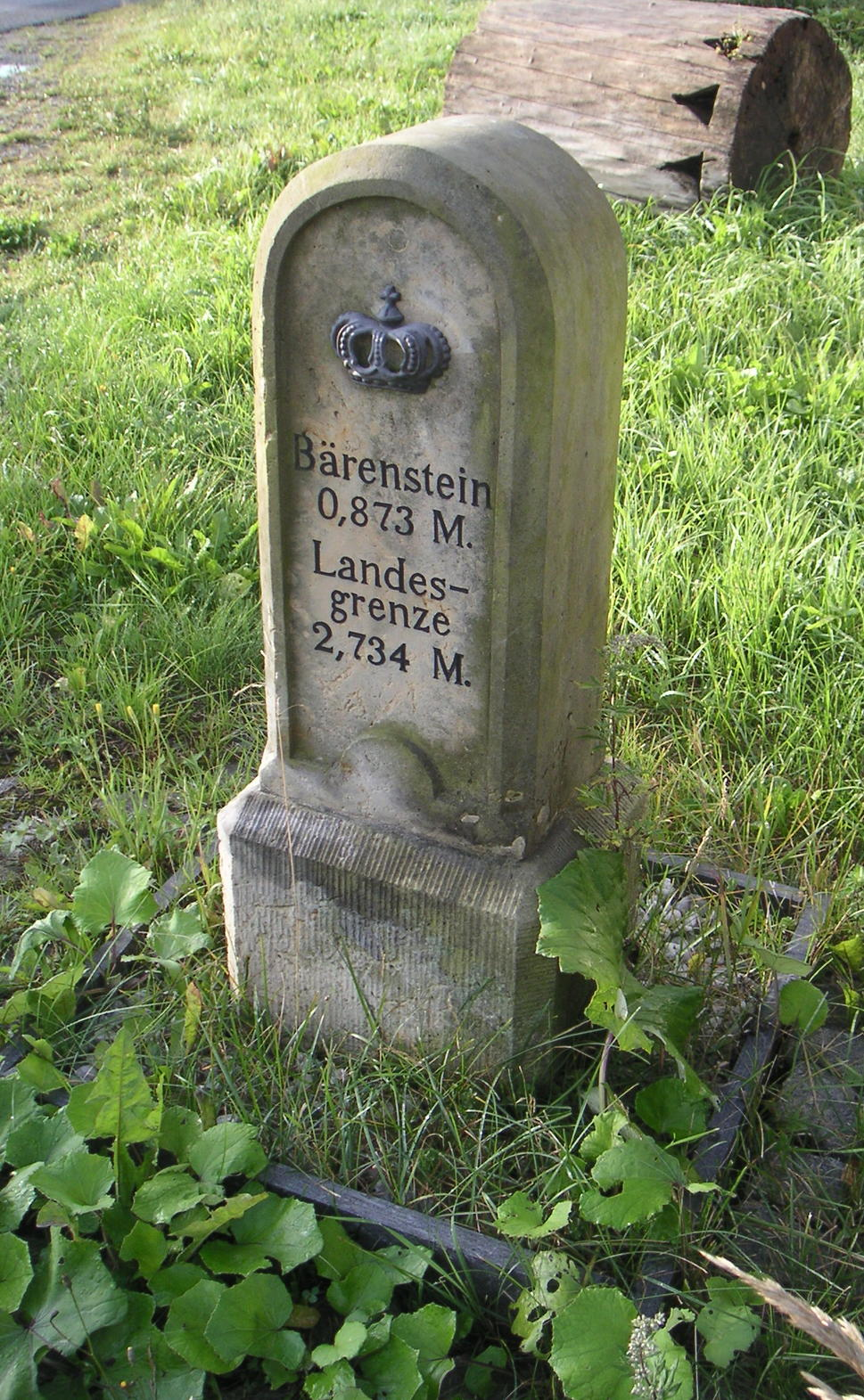
überarbeiteter Ganzmeilenstein an der B 95 beim Gasthaus Morgensonne

### Arnsdorf
Arnsdorf: Der mehrfach restaurierte, unzugängliche Stationsstein auf dem Spielplatz vor der Schule stand zuerst am ehemaligen Bahnhof im OT Fischbach

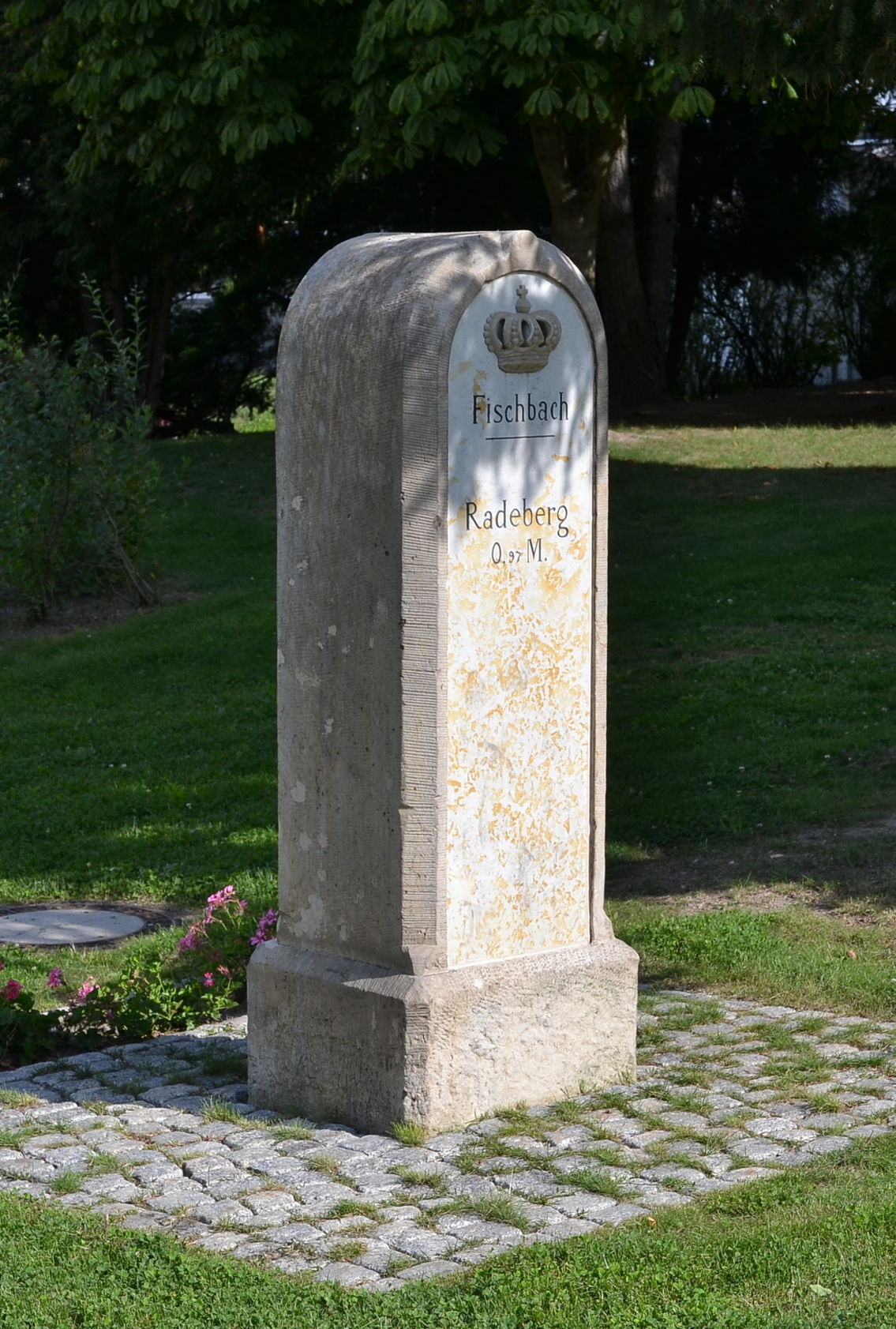
Stationsstein vor der Schule

### Augustusburg
Augustusburg
1. Halbmeilenstein an der Marienberger Straße (S 223) im OT Augustusburg (N50°48.714 E013°06.143)
2. Halbmeilenstein an der Chemnitzer Straße (S 236), gegenüber Seilergasse, im OT Erdmannsdorf (N50°49.101 E013°03.709)

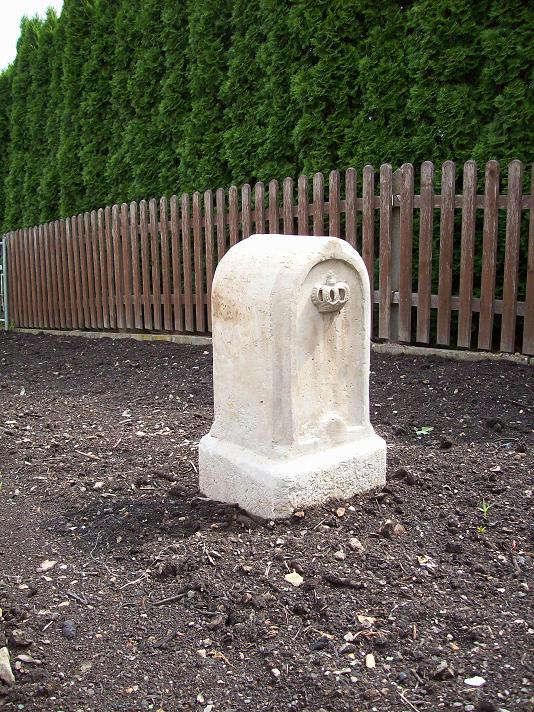
Halbmeilenstein Augustusburg

### Bad Brambach
Bad Brambach: Ganzmeilenstein an der B 92 / Einmündung Schönberger Straße

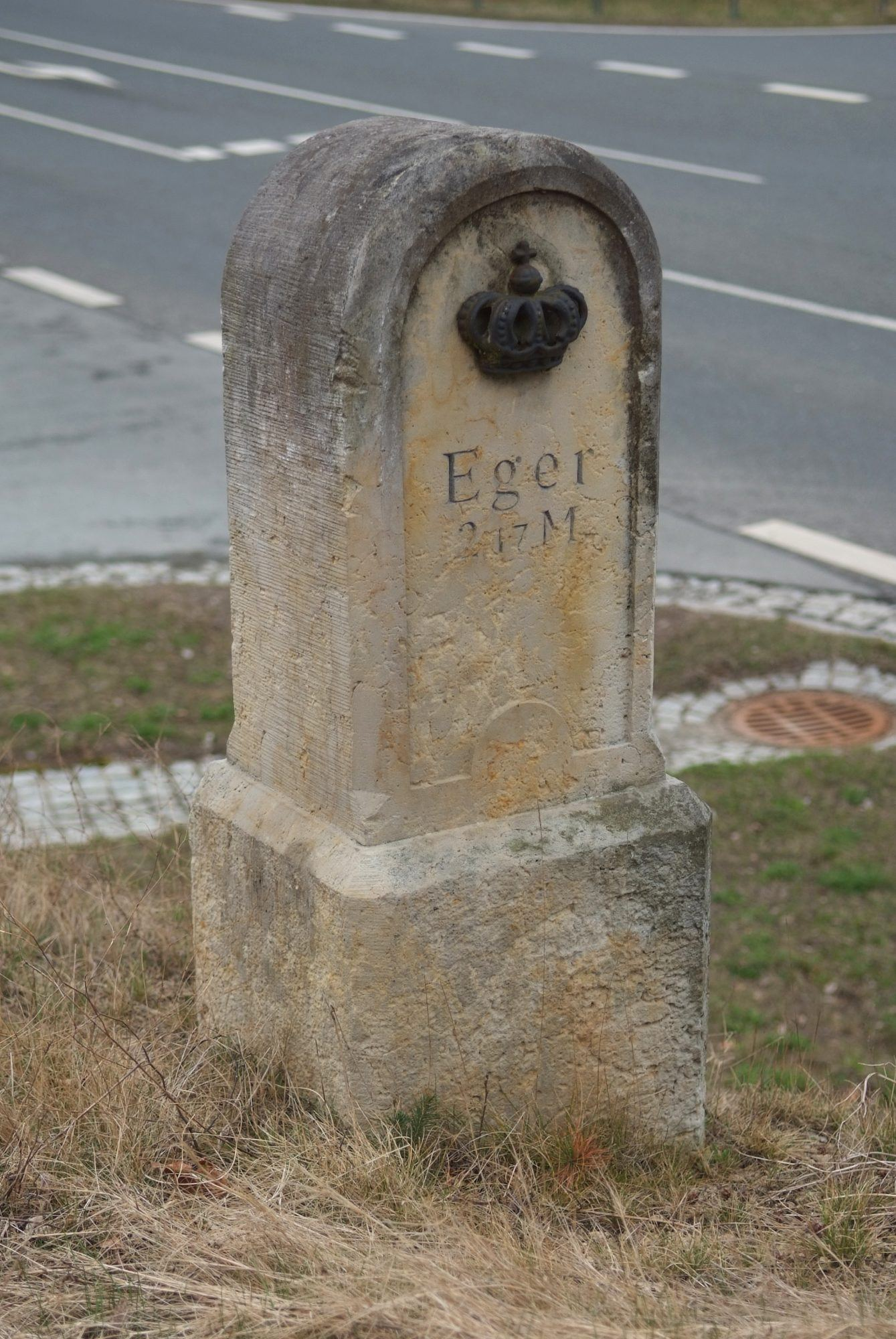
Meilenstein an der B 92 / Einmündung Schönberger Straße
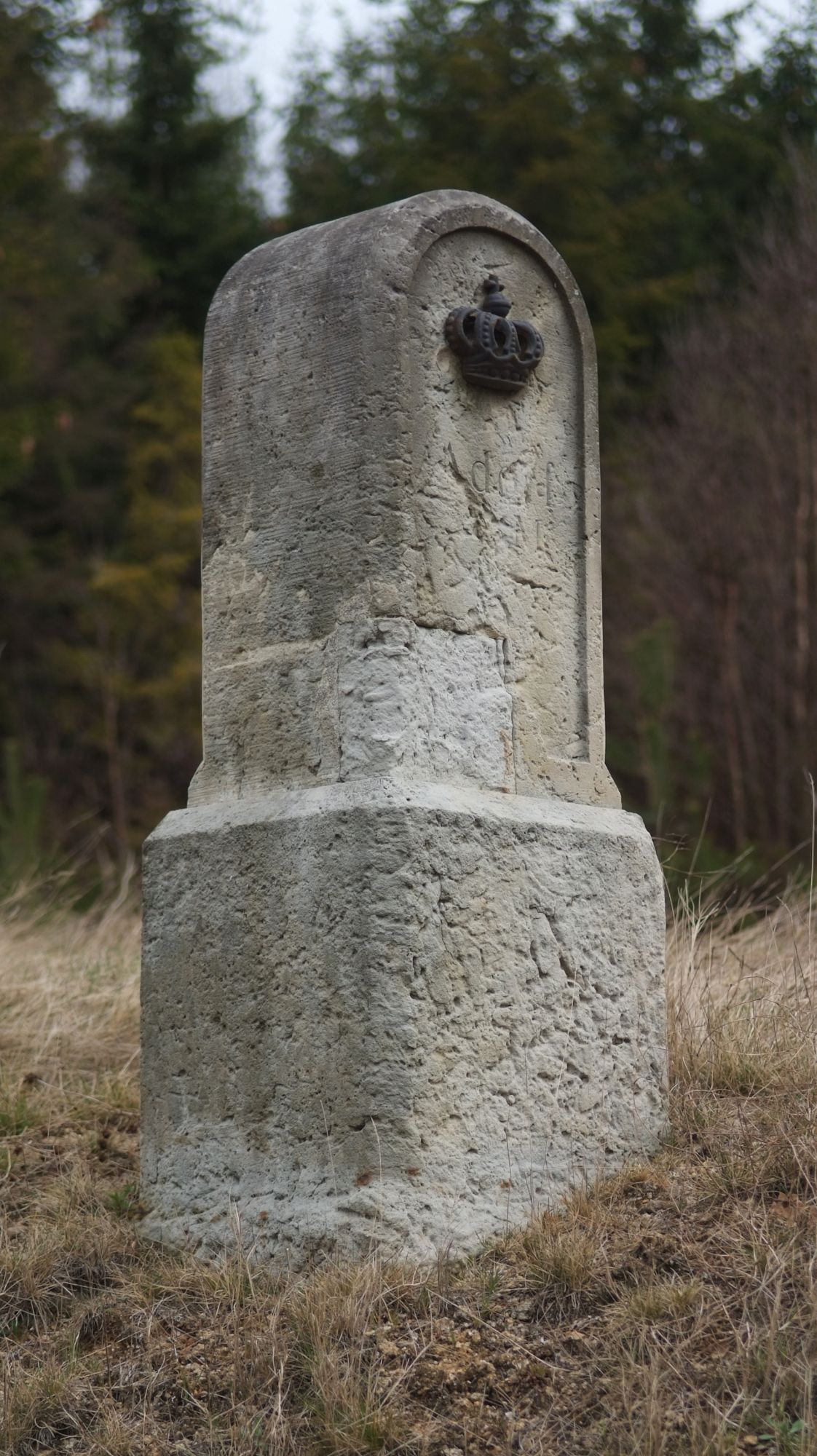
Meilenstein an der B 92 / Einmündung Schönberger Straße

### Bad Lausick
Bad Lausick
1. Stationsstein als Kilometerstein an der Kreuzung S 49 / K 8308 im OT Lauterbach
2. Meilenstein an der Grimmaer Straße im OT Lauterbach
3. Ganzmeilenstein an der B 176 im OT Ballendorf

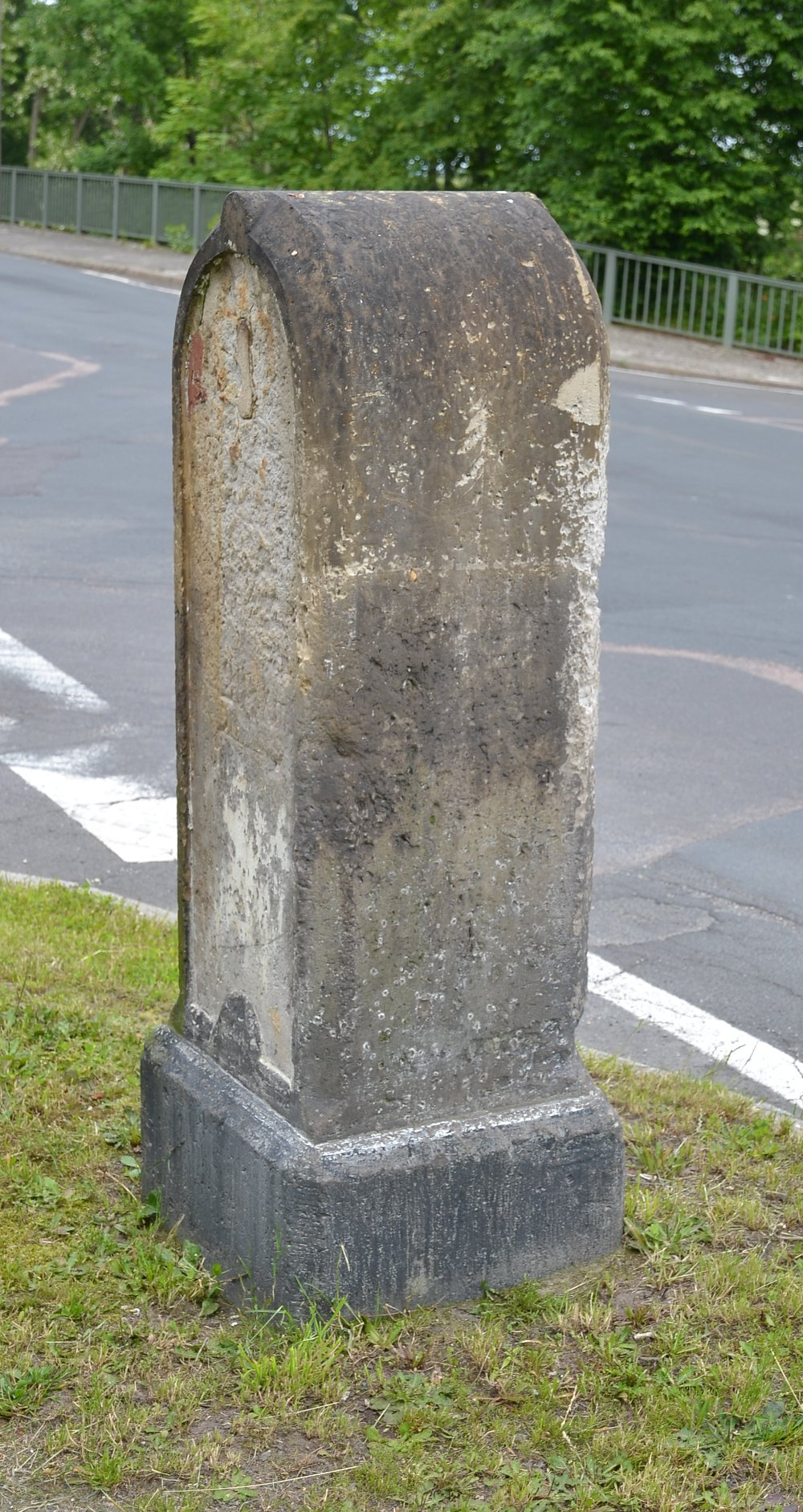
Stationsstein im OT Lauterbach
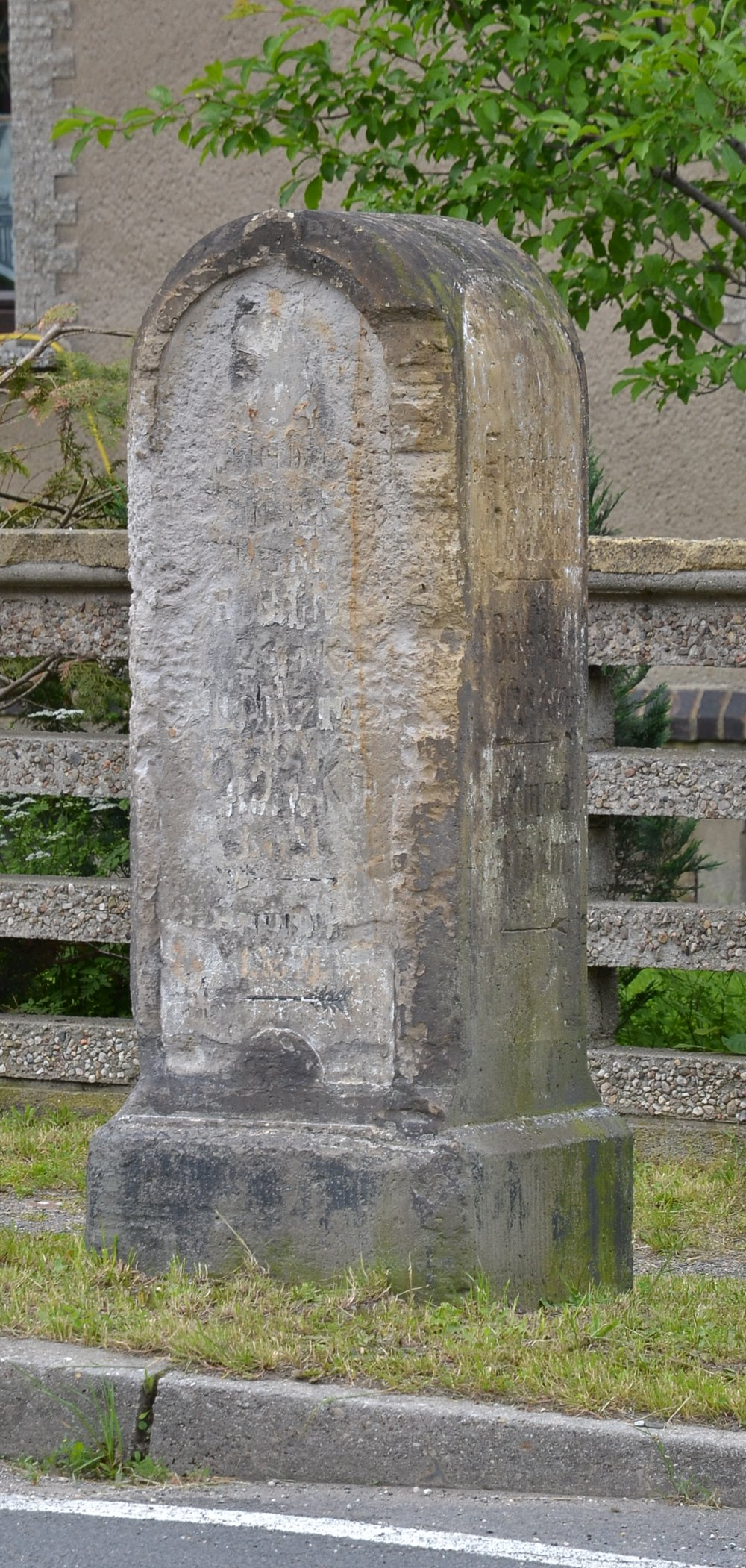
Stationsstein im OT Lauterbach
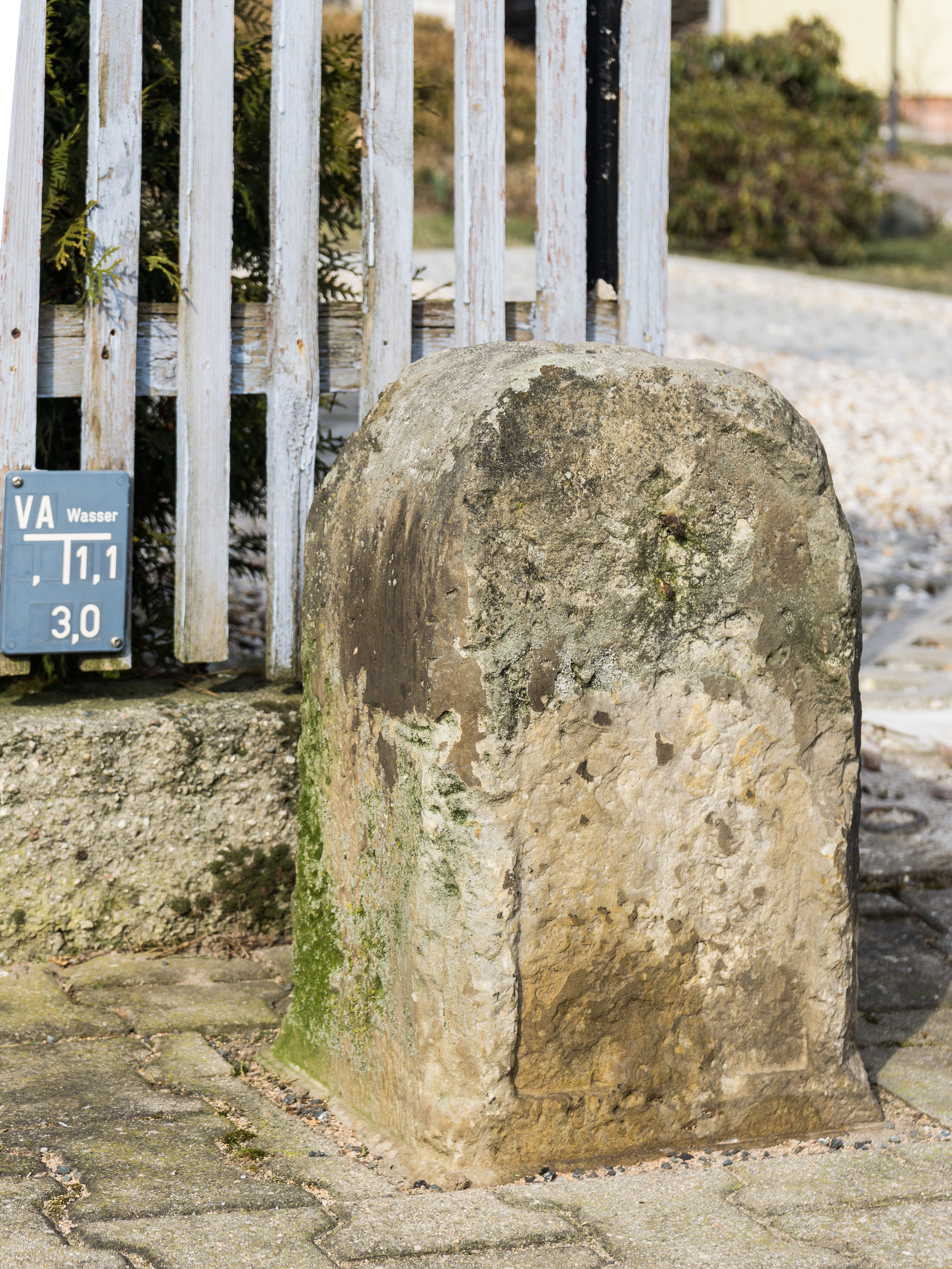
Meilenstein Grimmaer Straße im OT Lauterbach
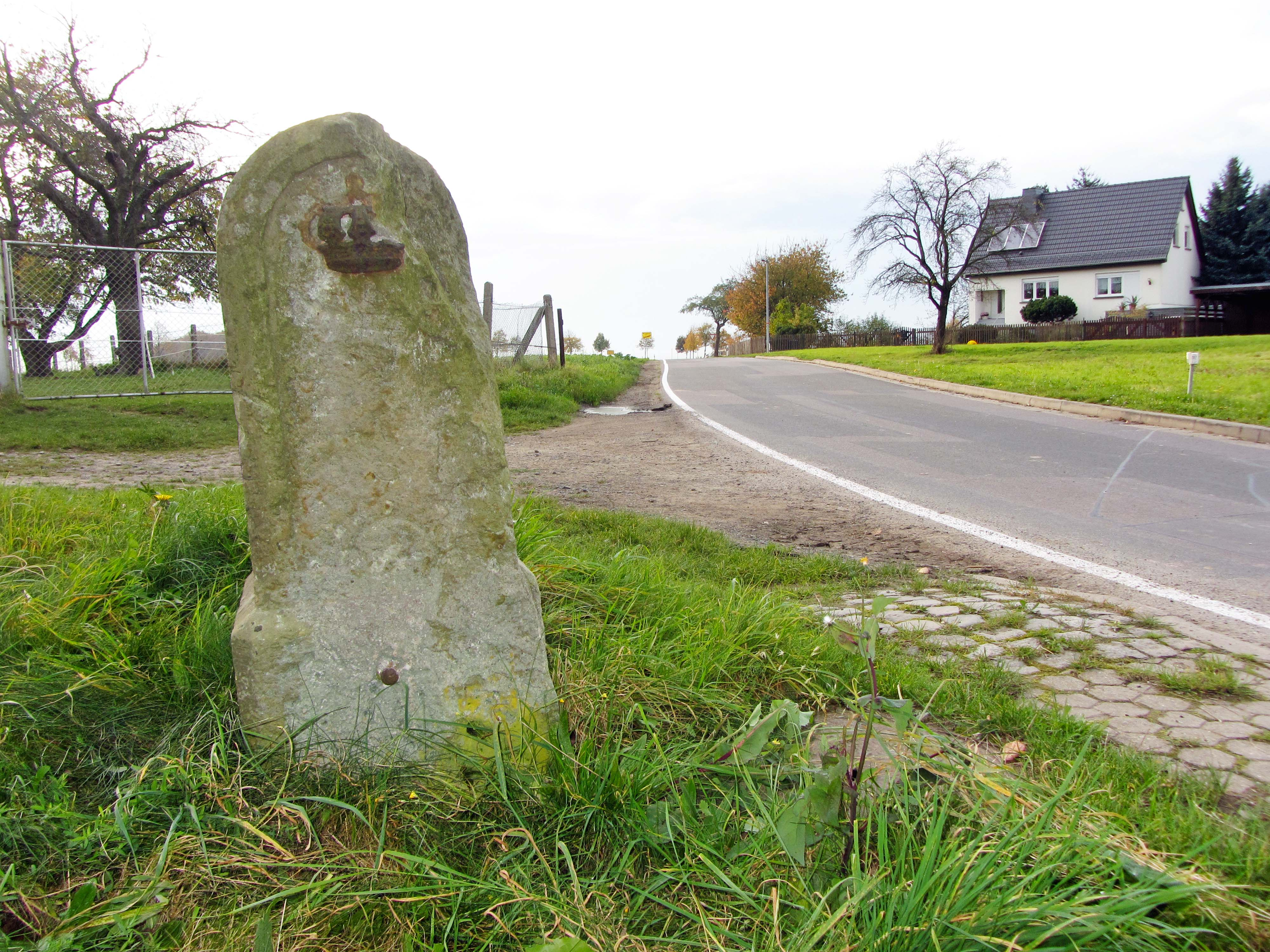
Ganzmeilenstein im OT Ballendorf

### Bad Schlema
Bad Schlema: Halbmeilenstein an der Hartensteiner Straße am Ortsausgang Richtung Schneeberg im OT Wildbach

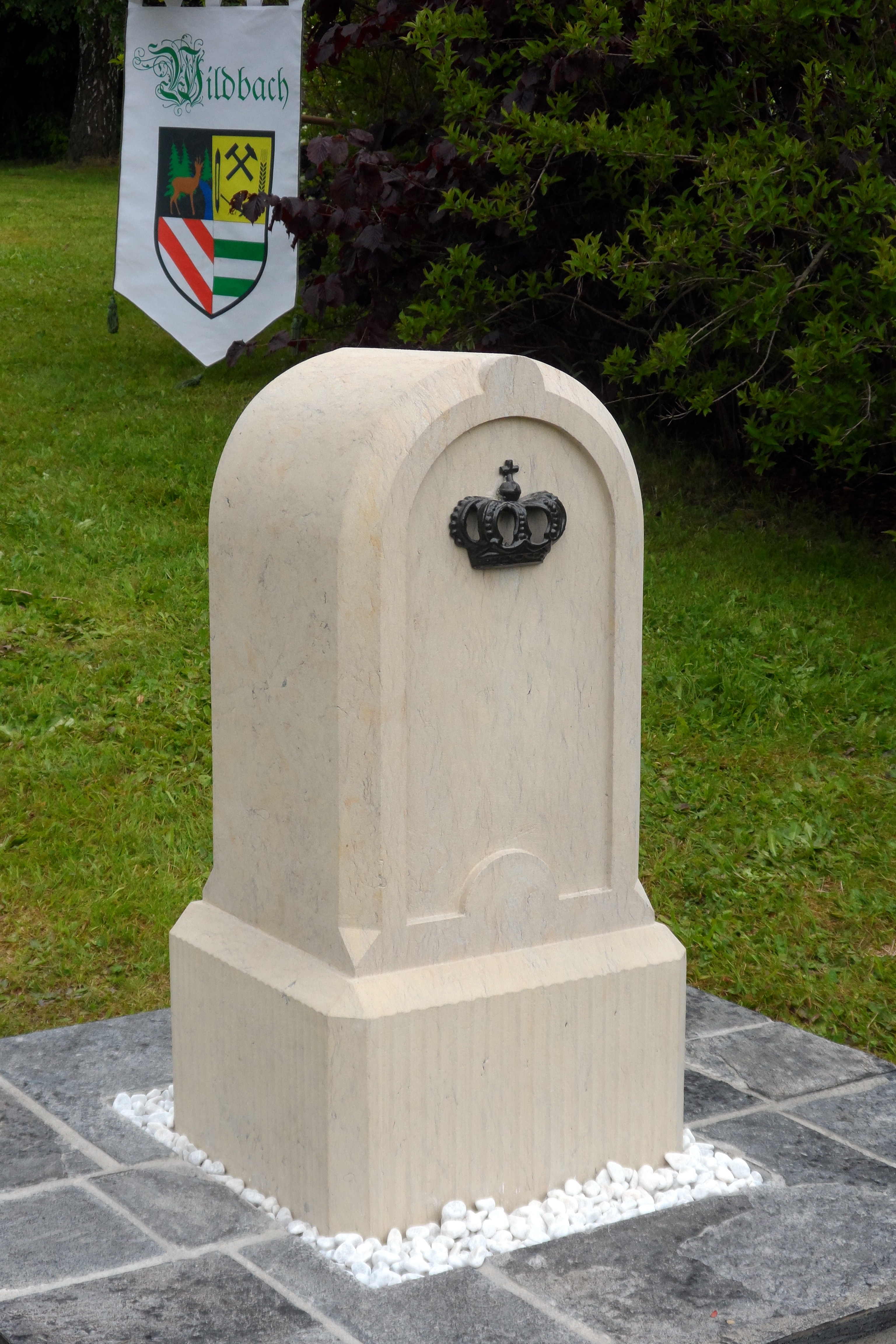
Halbmeilenstein Wildbach

### Bärenstein (Erzgebirge)
Bärenstein (Erzgebirge)
1. Ganzmeilenstein in der alten Annaberger Straße
2. Ganzmeilenstein an der B 95, etwas südlich der Ortschaft

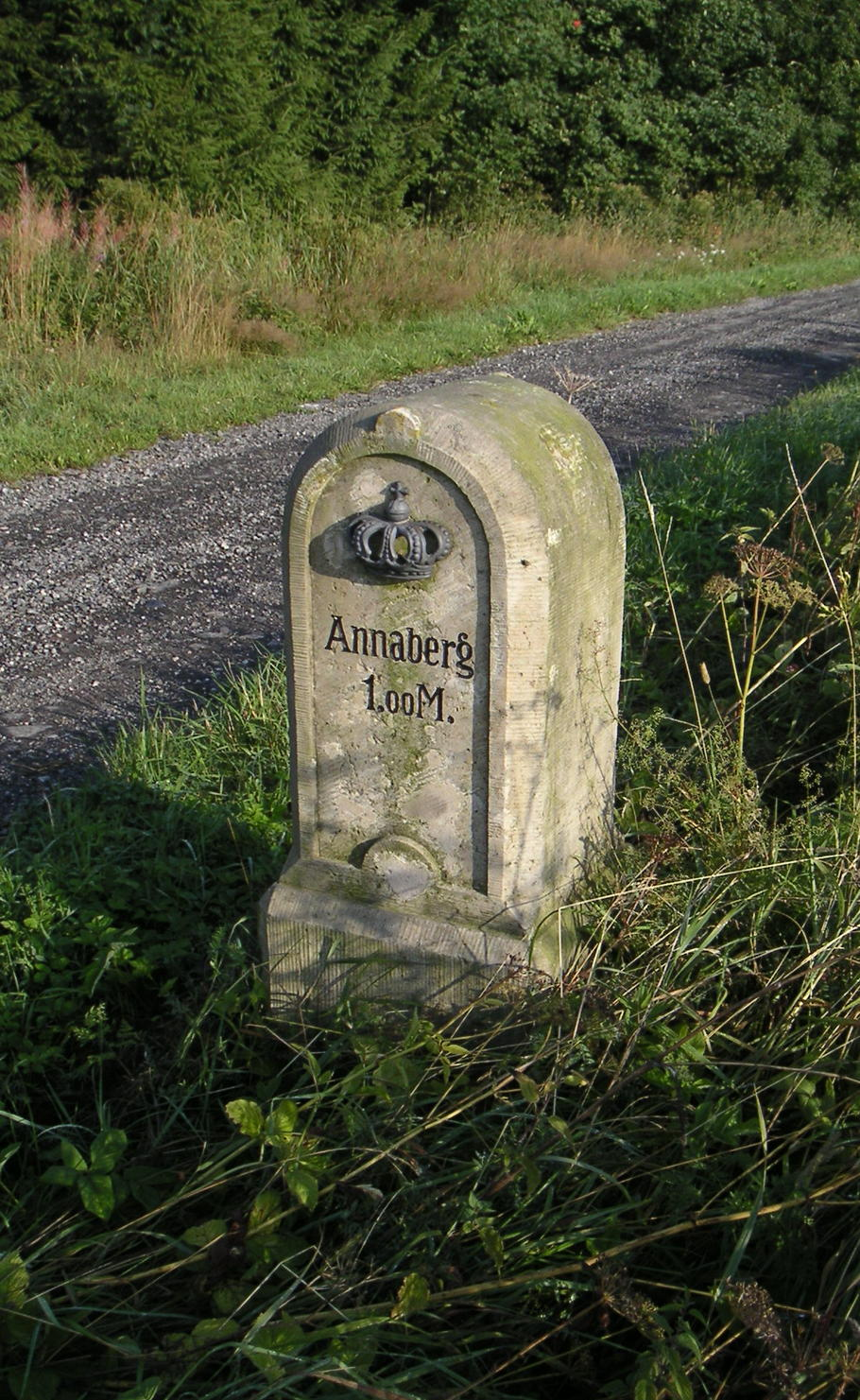
Ganzmeilenstein an der alten Annaberger Straße
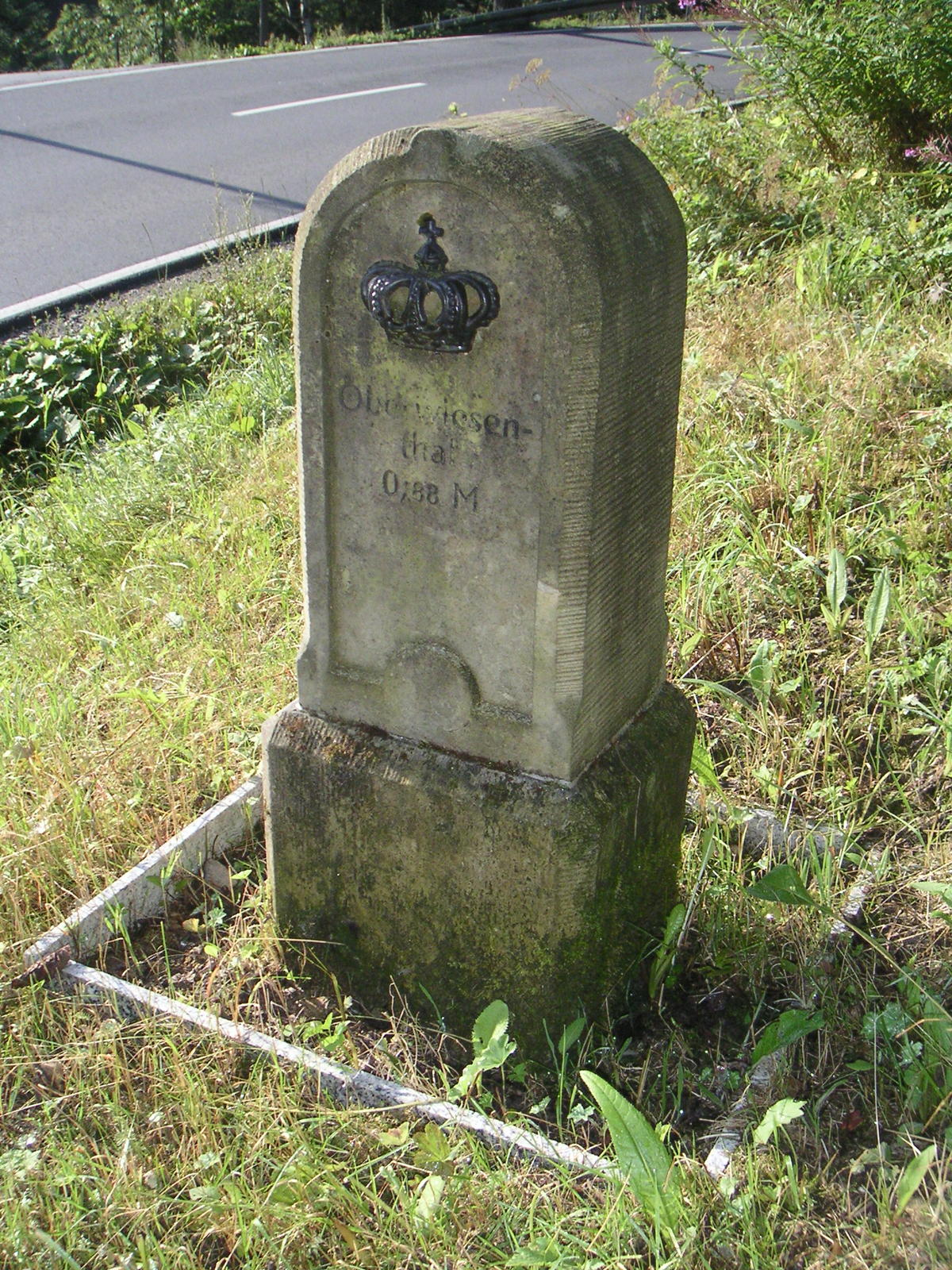
Ganzmeilenstein südlich von Bärenstein an der B 95
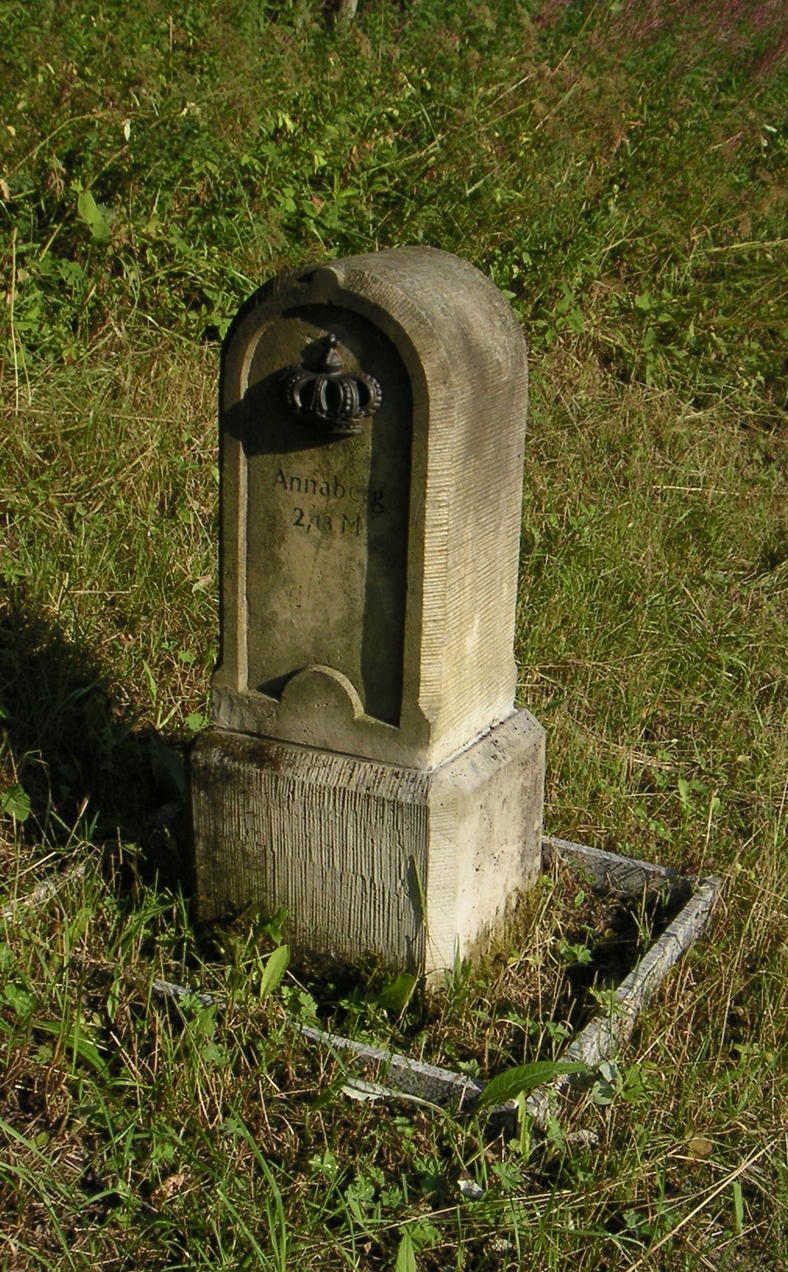
Ganzmeilenstein südlich von Bärenstein an der B 95

### Bautzen
Bautzen
1. Ganzmeilenstein als Kilometerstein im OT Seidau
2. Halbmeilenstein als Kilometerstein an der B 6 im OT Stiebitz

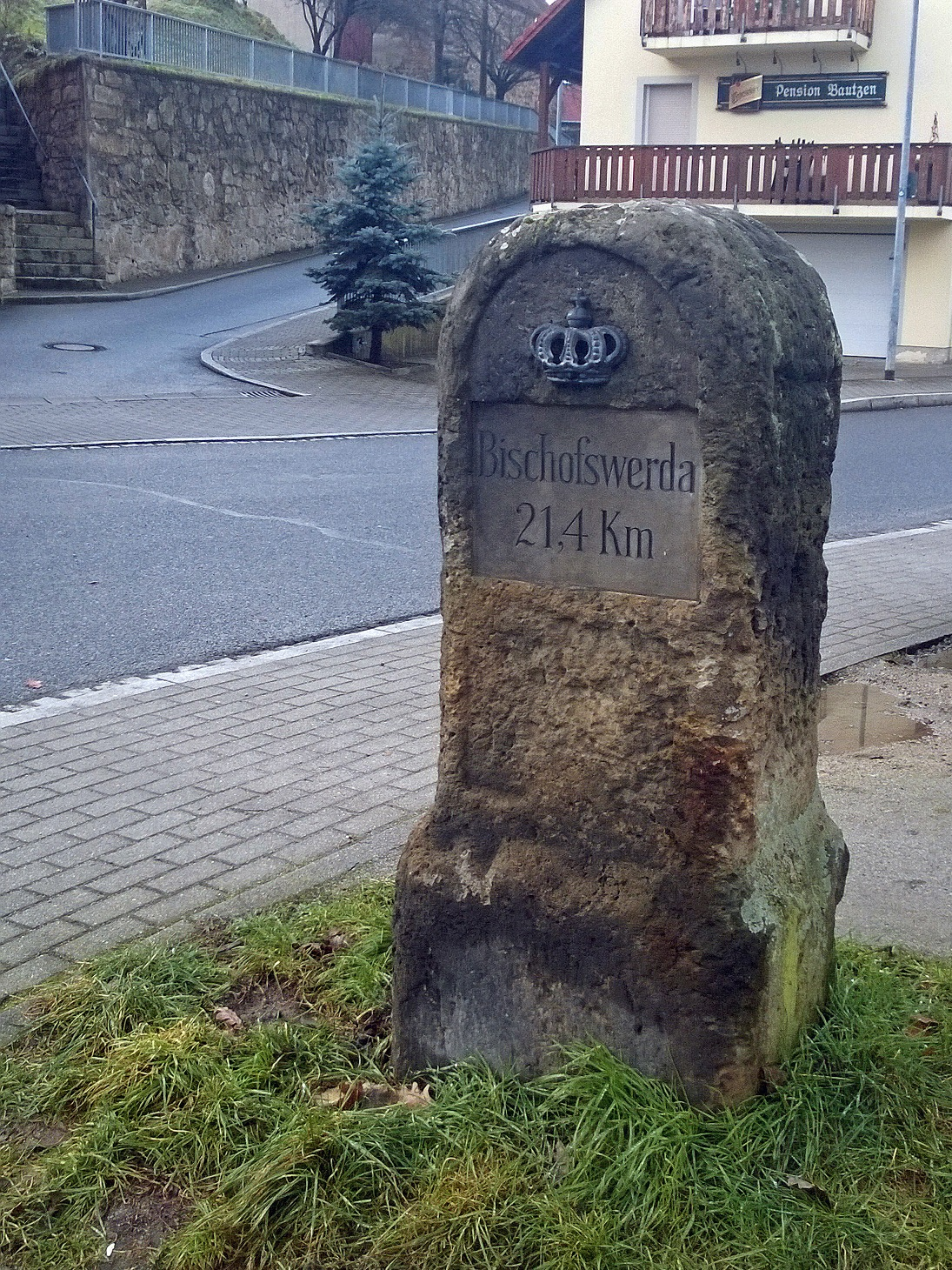
Ganzmeilenstein in der Seidau
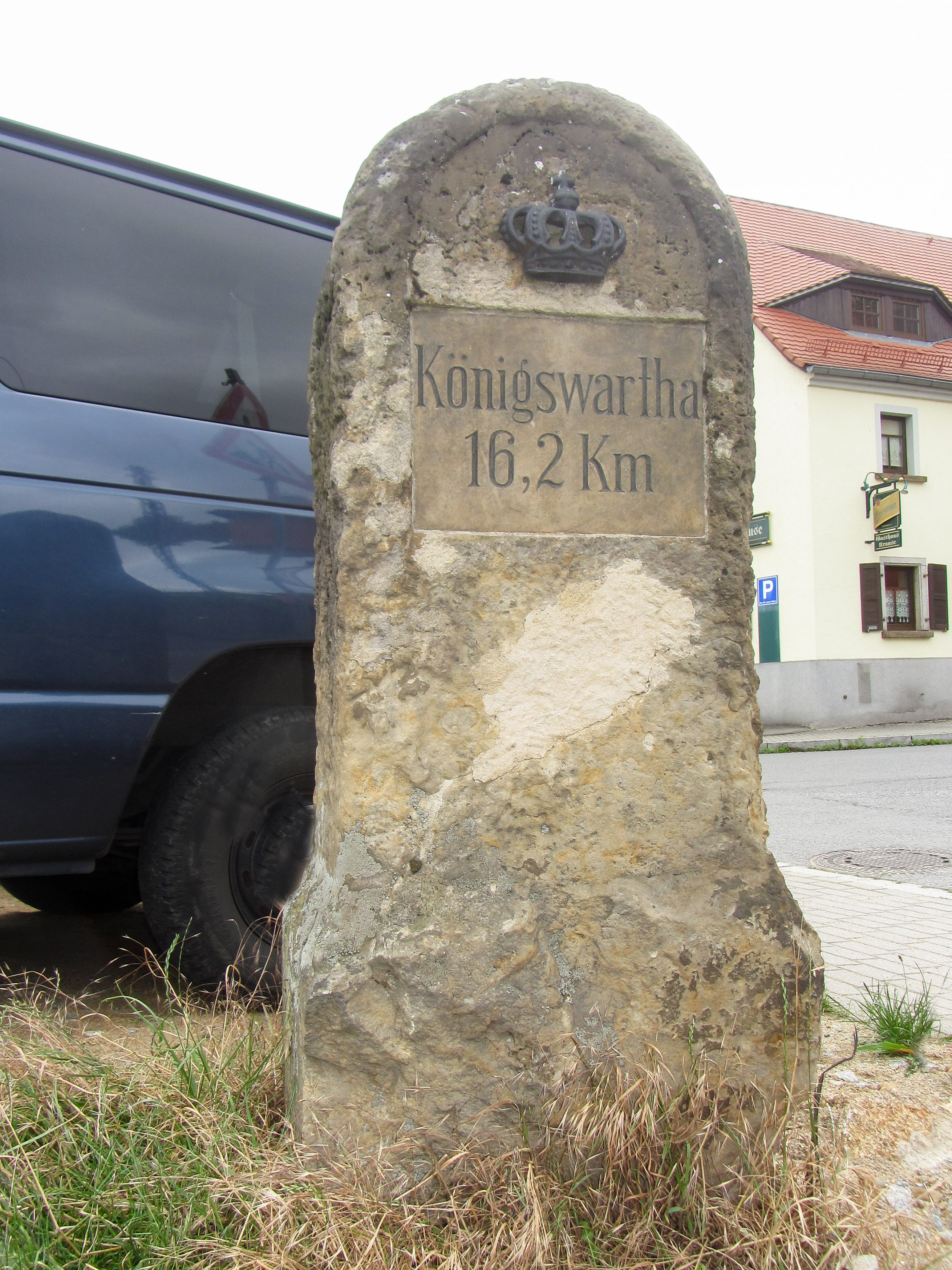
Ganzmeilenstein in der Seidau
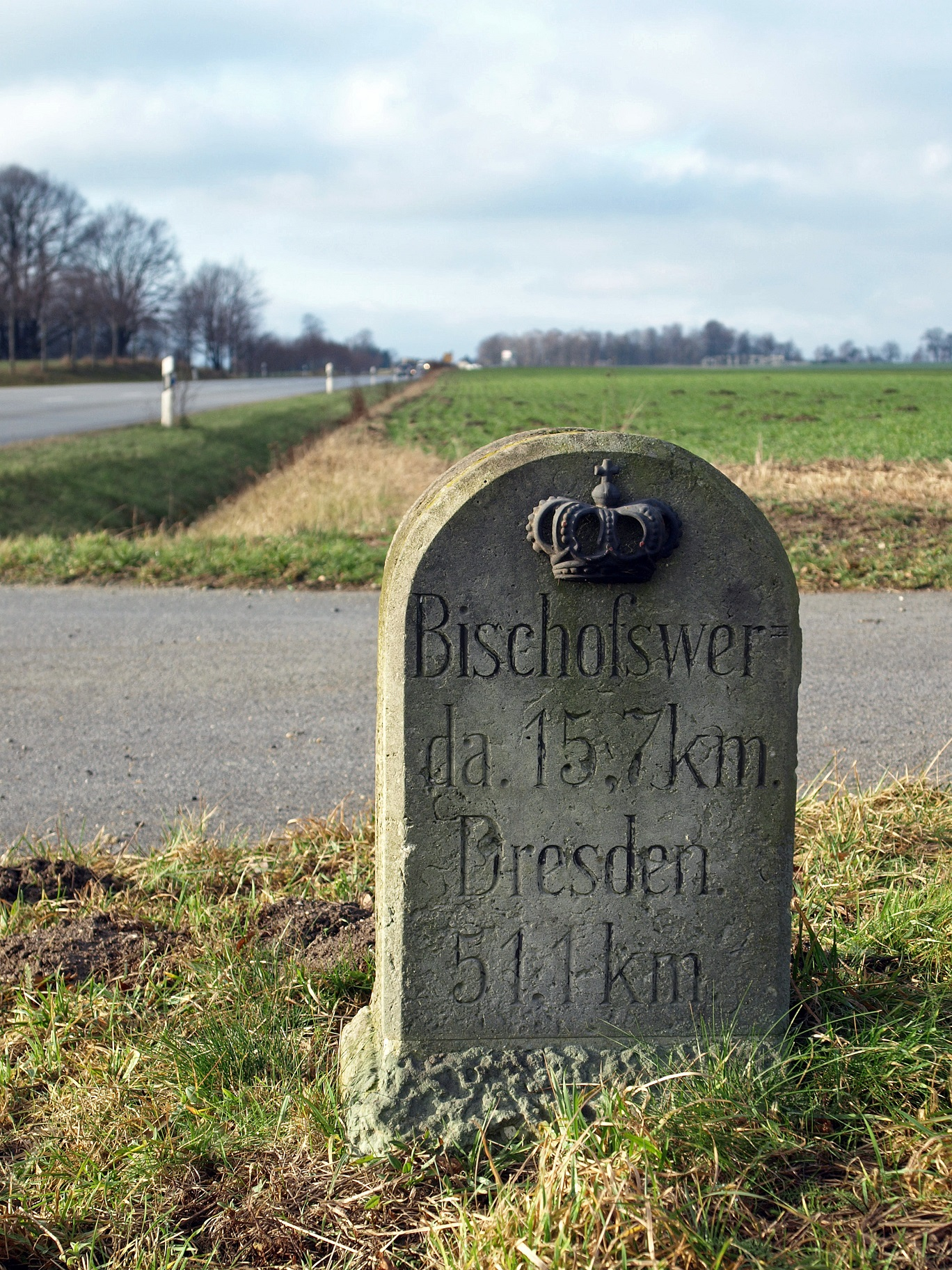
Halbmeilenstein in Stiebitz
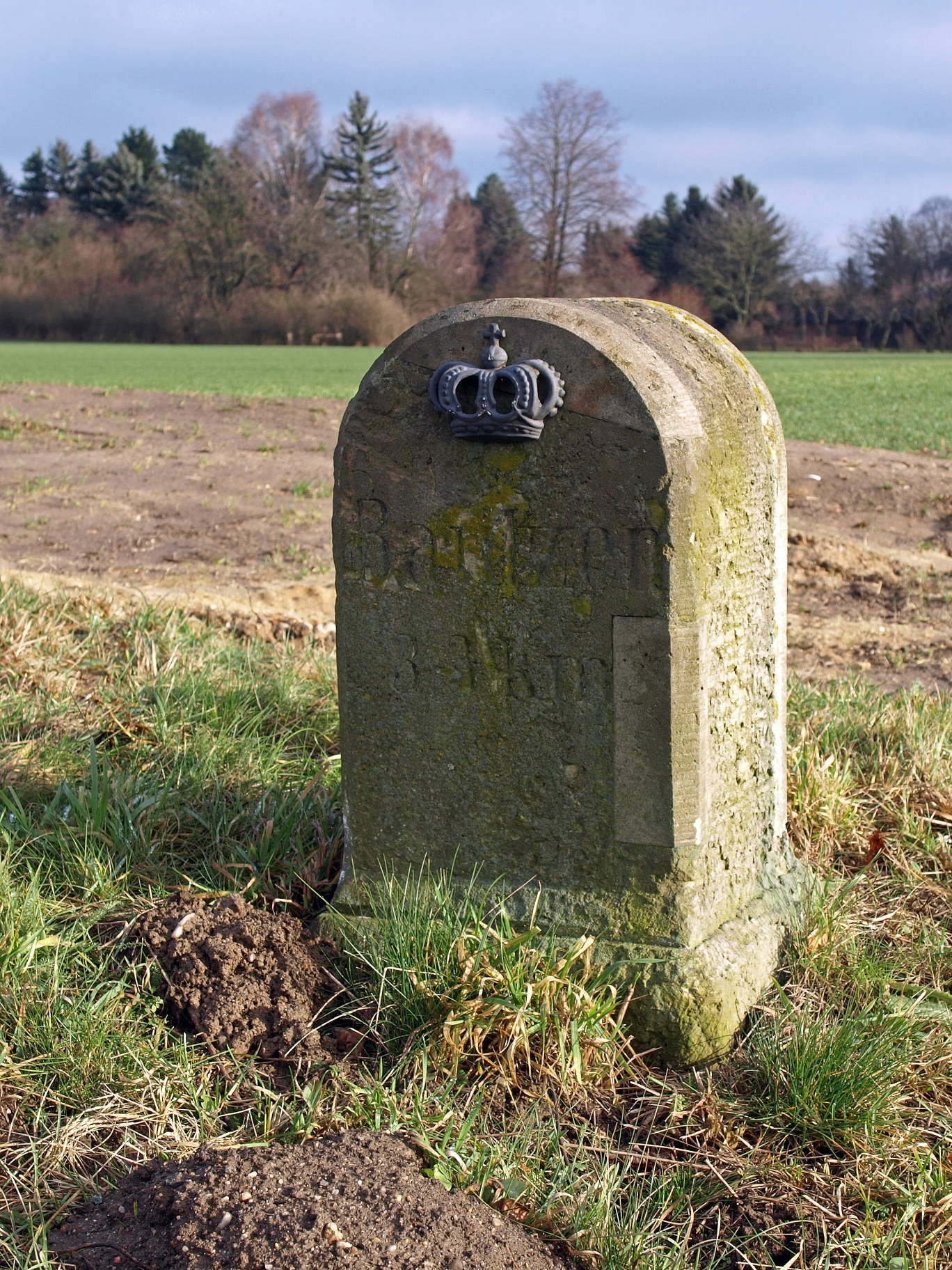
Halbmeilenstein in Stiebitz

### Bennewitz
Bennewitz: Abzweigstein als Kilometerstein an der B 107

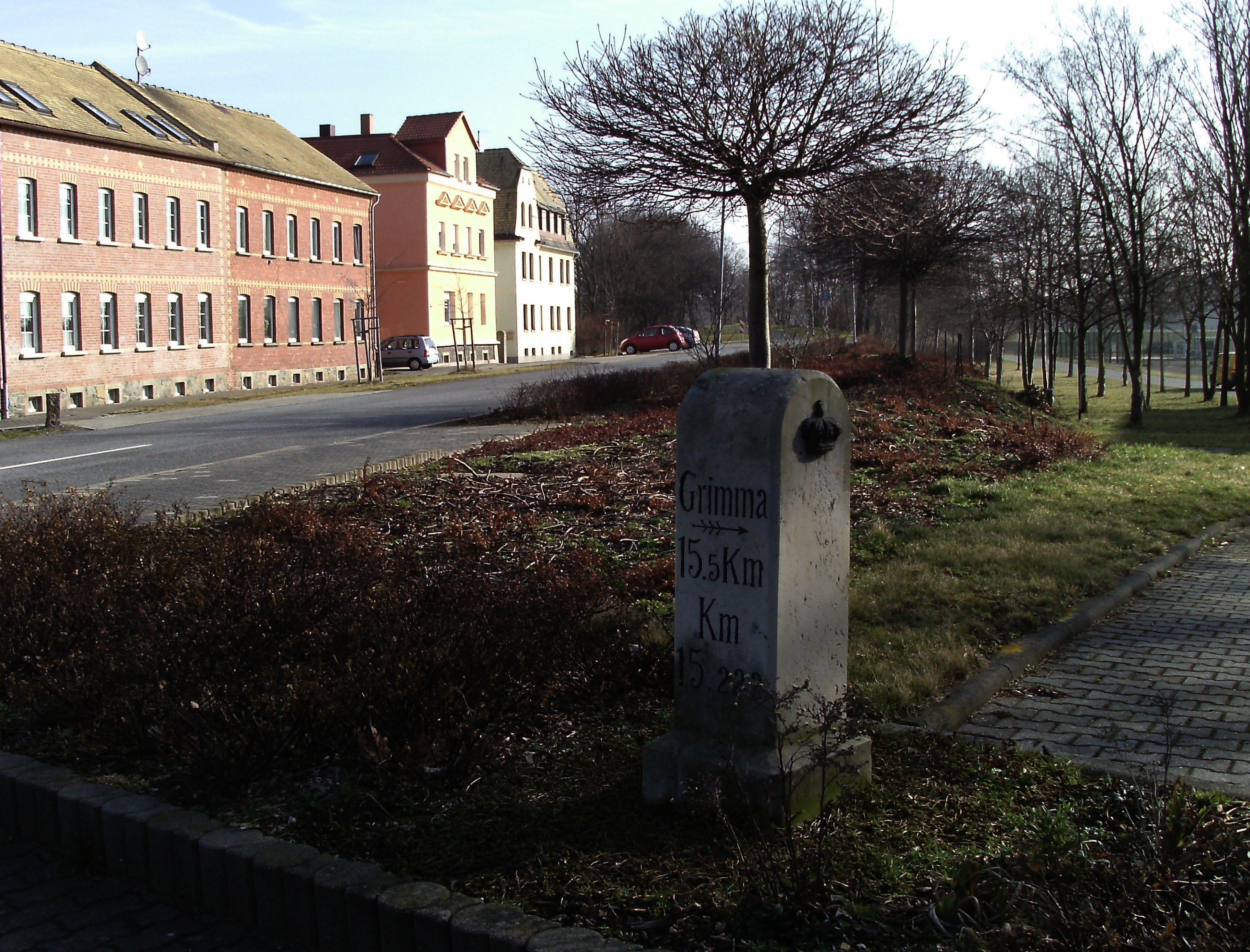
Abzweigstein an der B 107
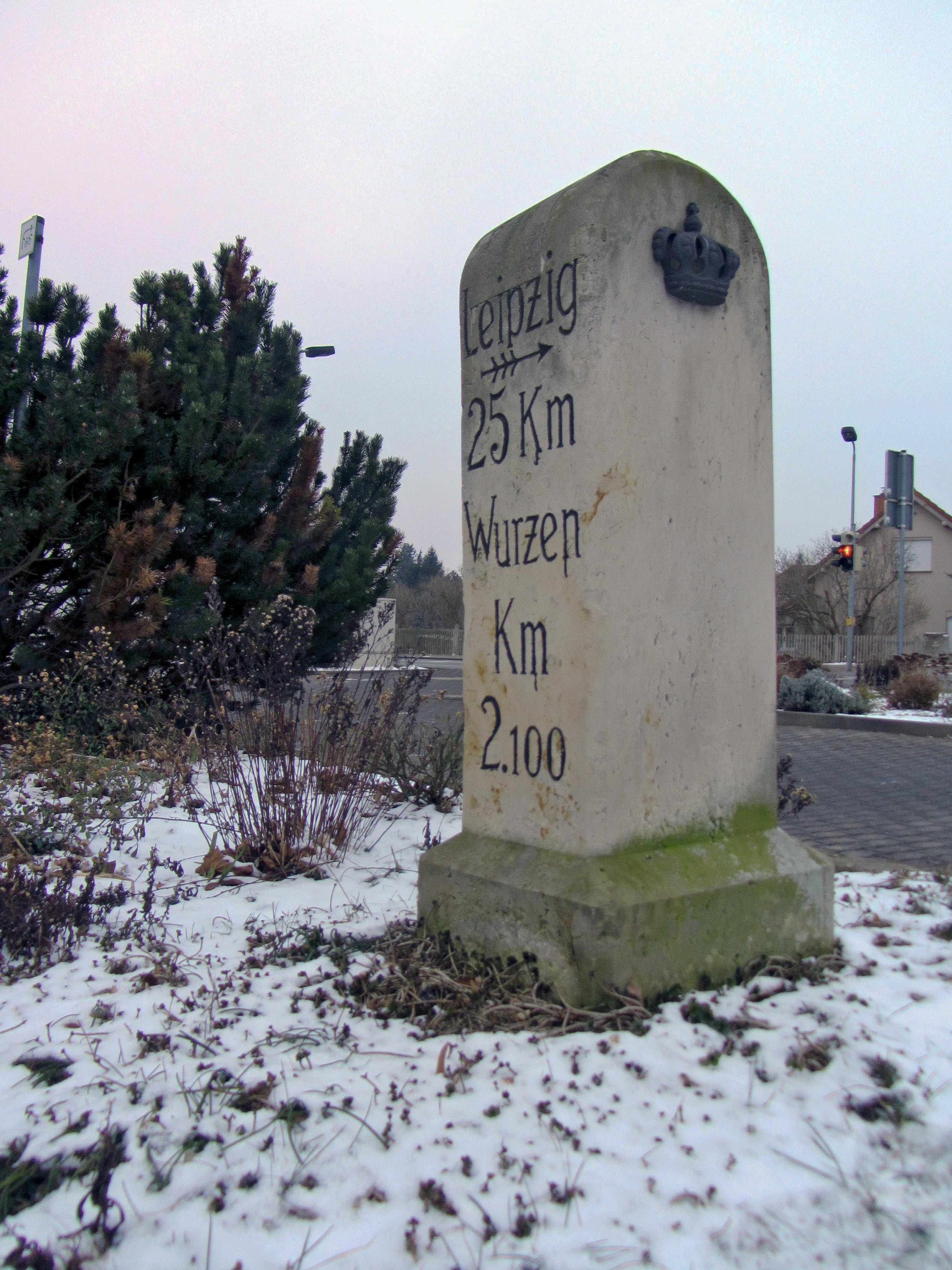
Abzweigstein an der B 107
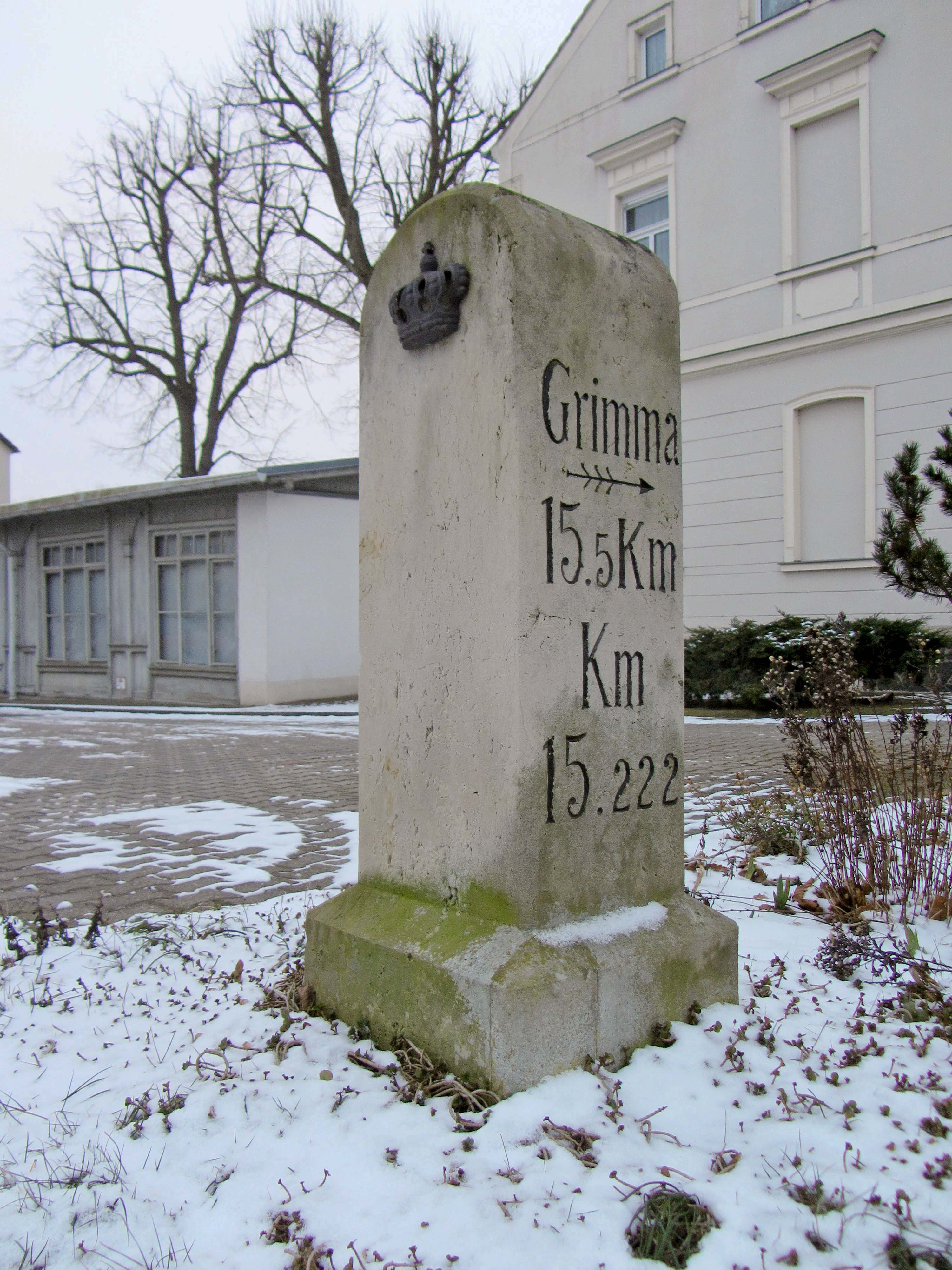
Abzweigstein an der B 107

### Bernstadt a. d. Eigen
Bernstadt a. d. Eigen: Abzweigstein an der Russenstraße im OT Kemnitz

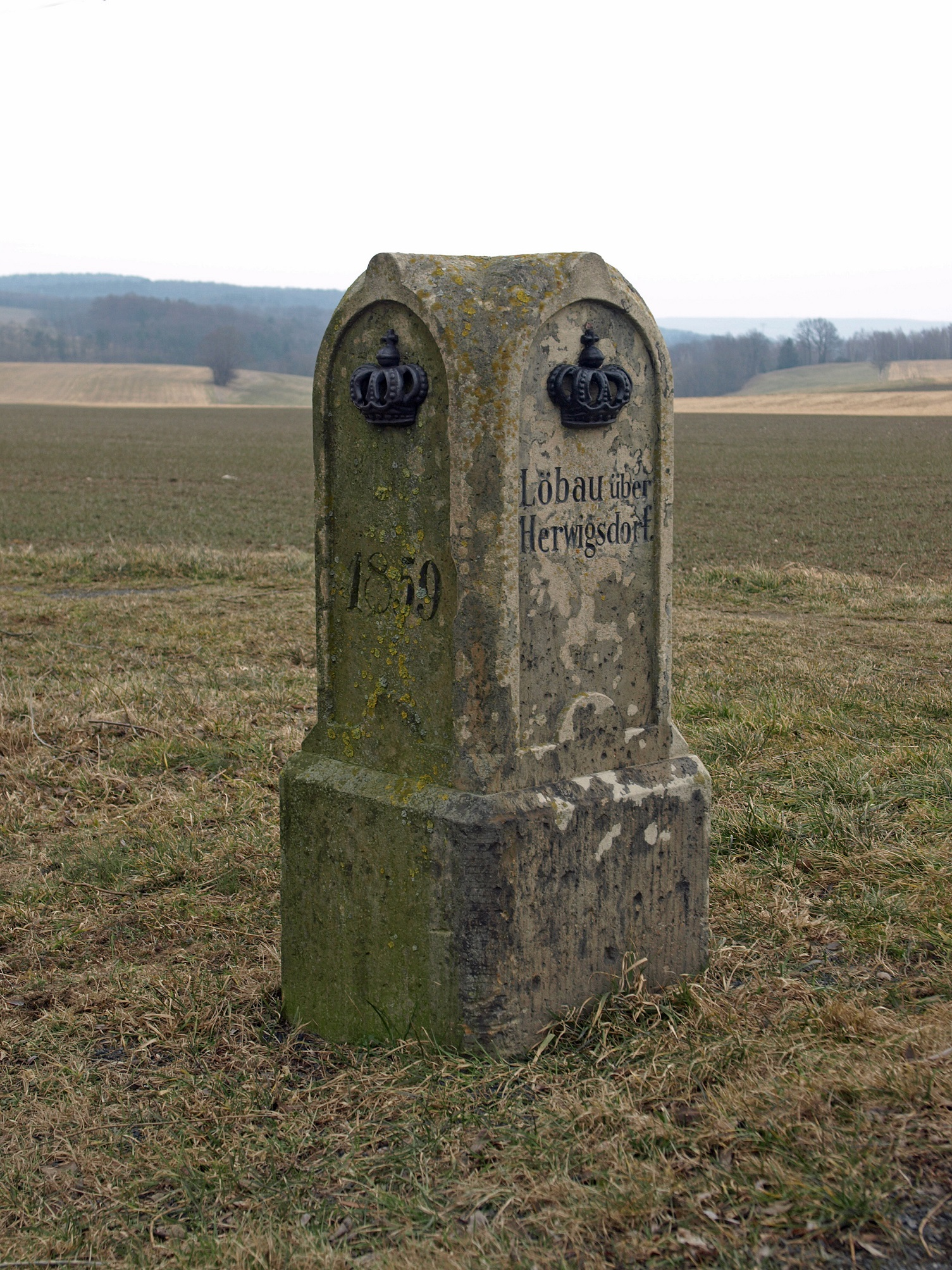
Abzweigstein in Kemnitz
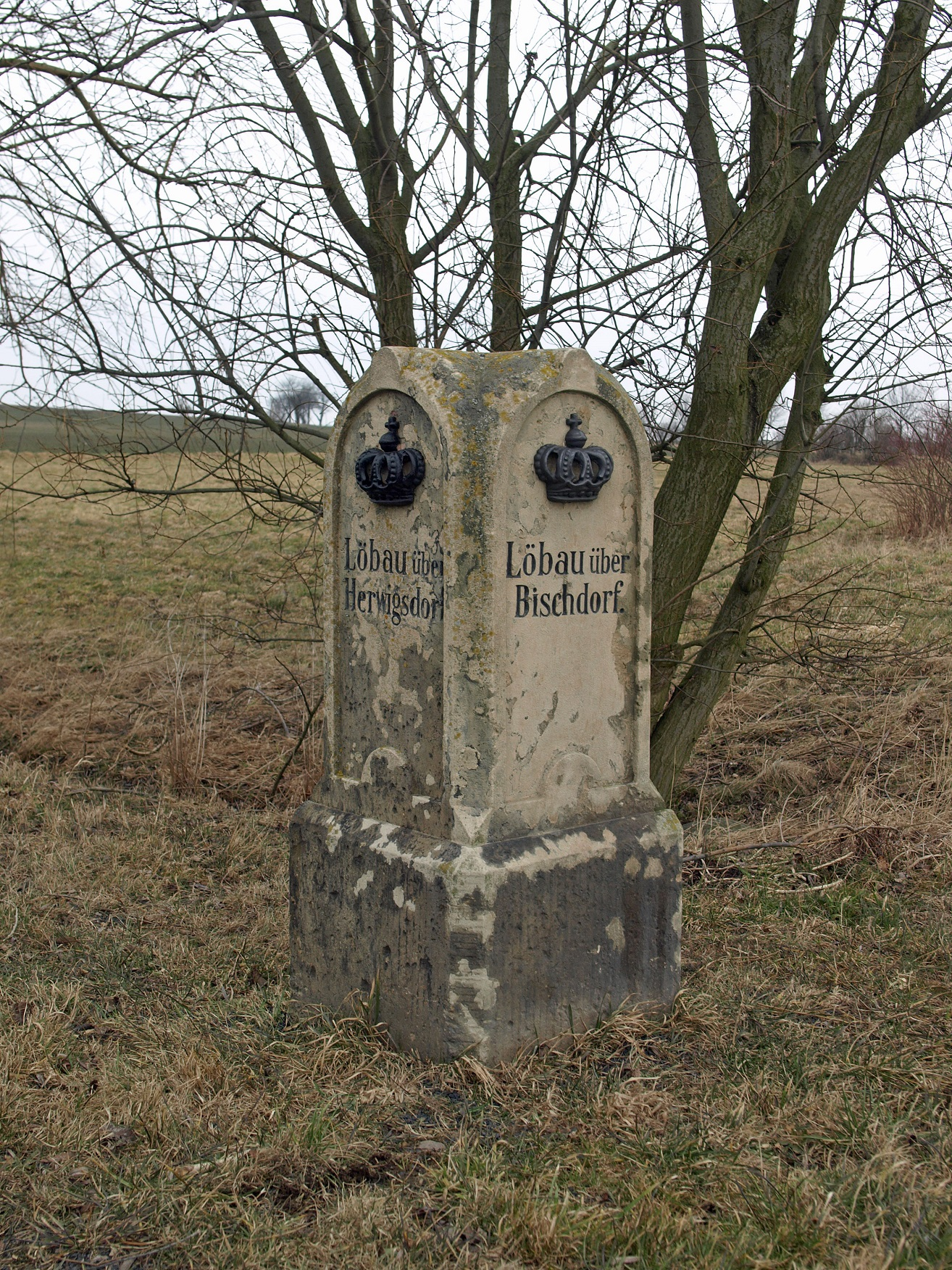
Abzweigstein in Kemnitz

### Bobritzsch-Hilbersdorf
Bobritzsch-Hilbersdorf: Ganzmeilenstein an der Grillenburger Straße unweit des Originalstandorts an der alten Dresden-Freiberger Chaussee im OT Naundorf

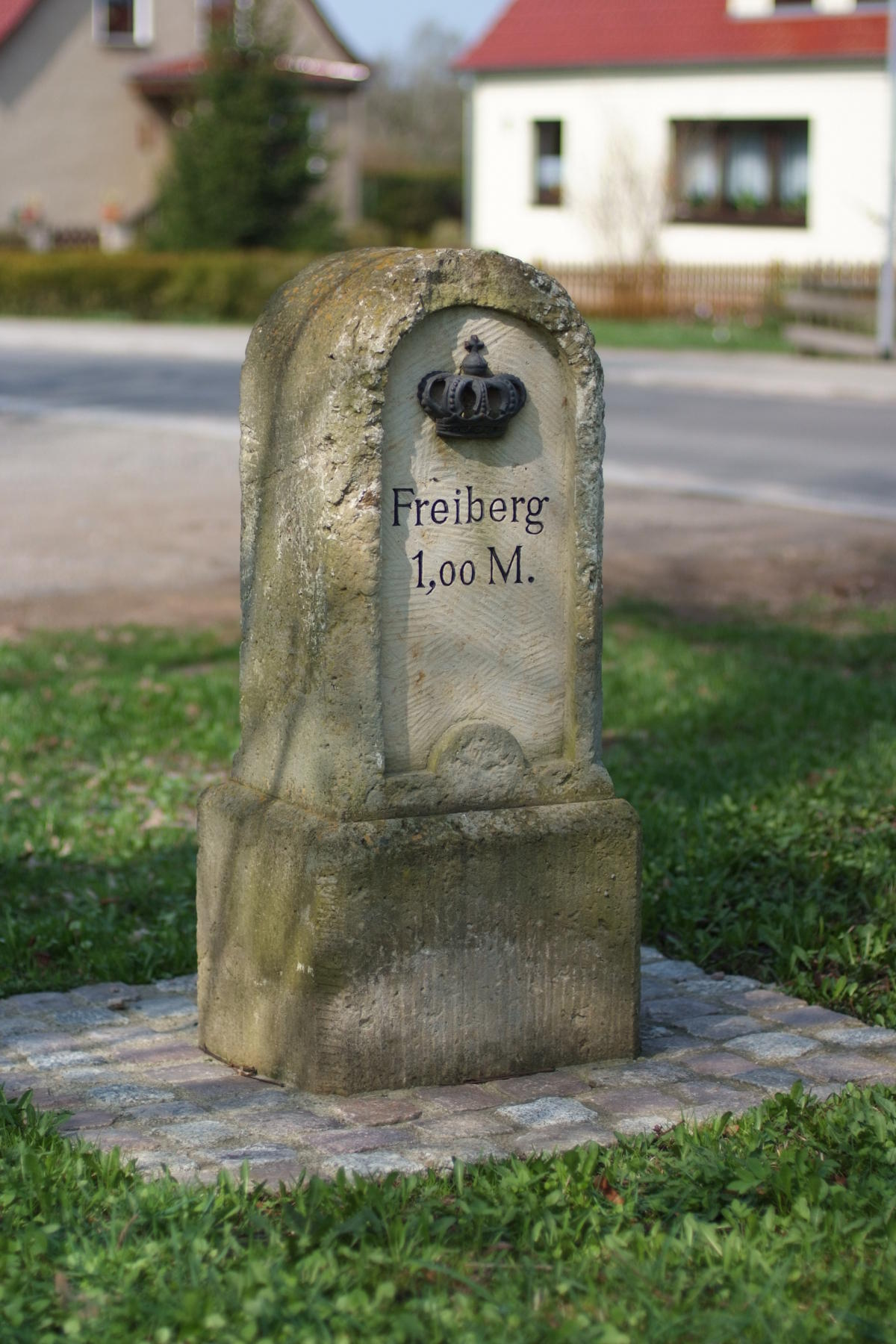
Ganzmeilenstein in Naundorf, Grillenburger Straße
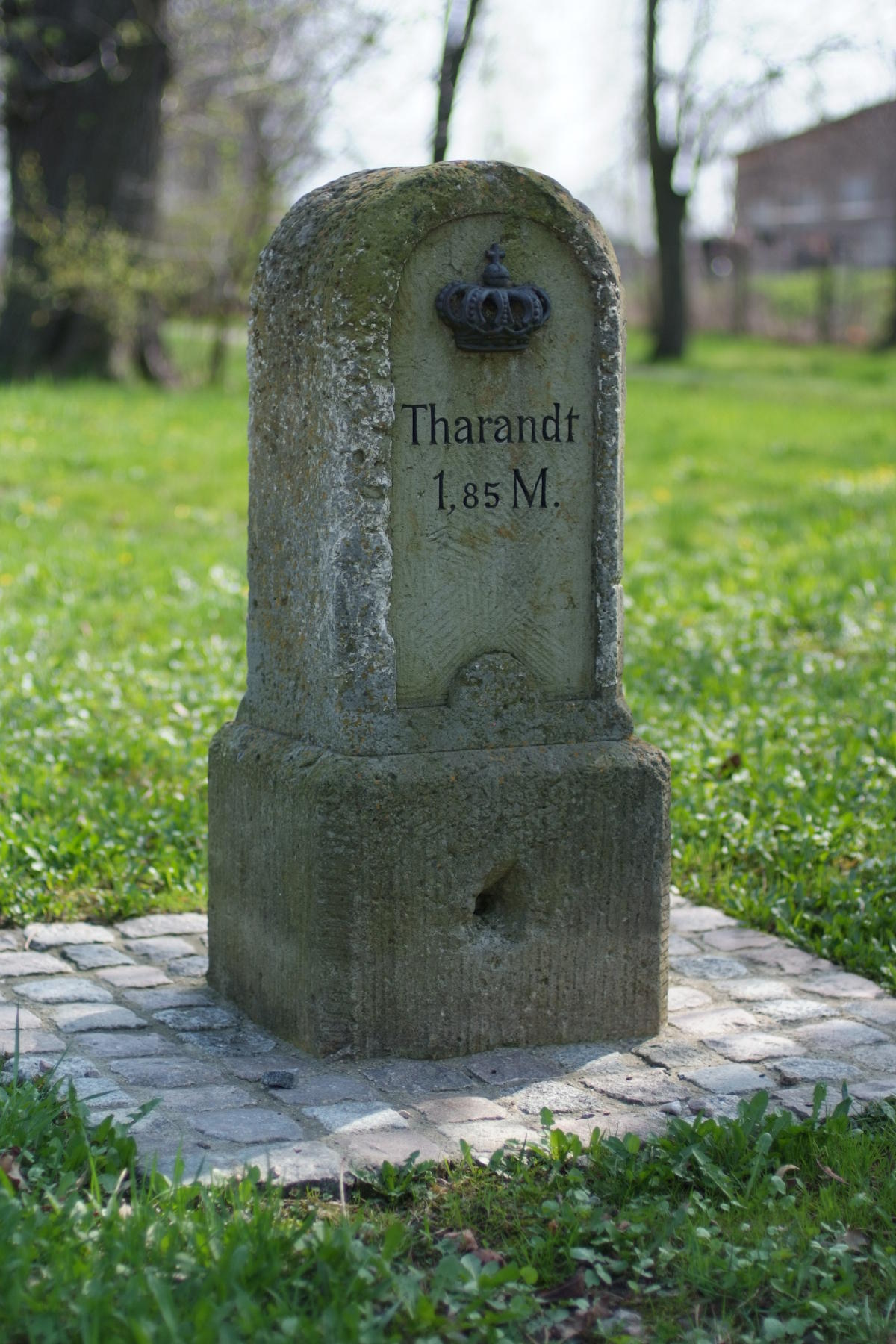
Ganzmeilenstein in Naundorf, Grillenburger Straße

### Burgstädt
Burgstädt
1. in Rochlitzer Porphyr statt Cottaer Sandstein ausgeführte Nachbildung eines Stationssteines am Ahnataler Platz
2. zu einem Flurgrenzstein umgearbeiteter Halbmeilenstein an der Mittweidaer Straße

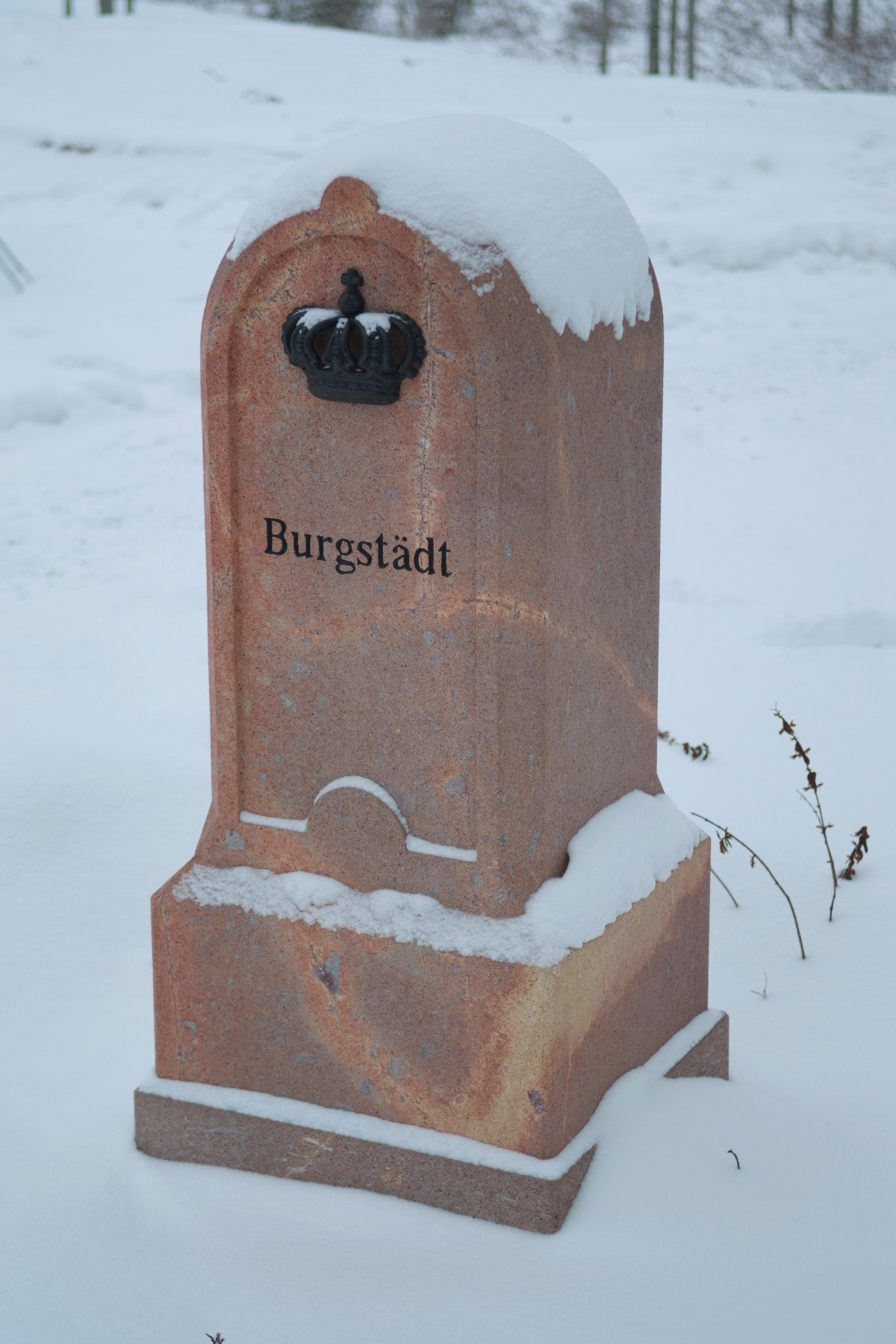
Stationsstein am Ahnataler Platz
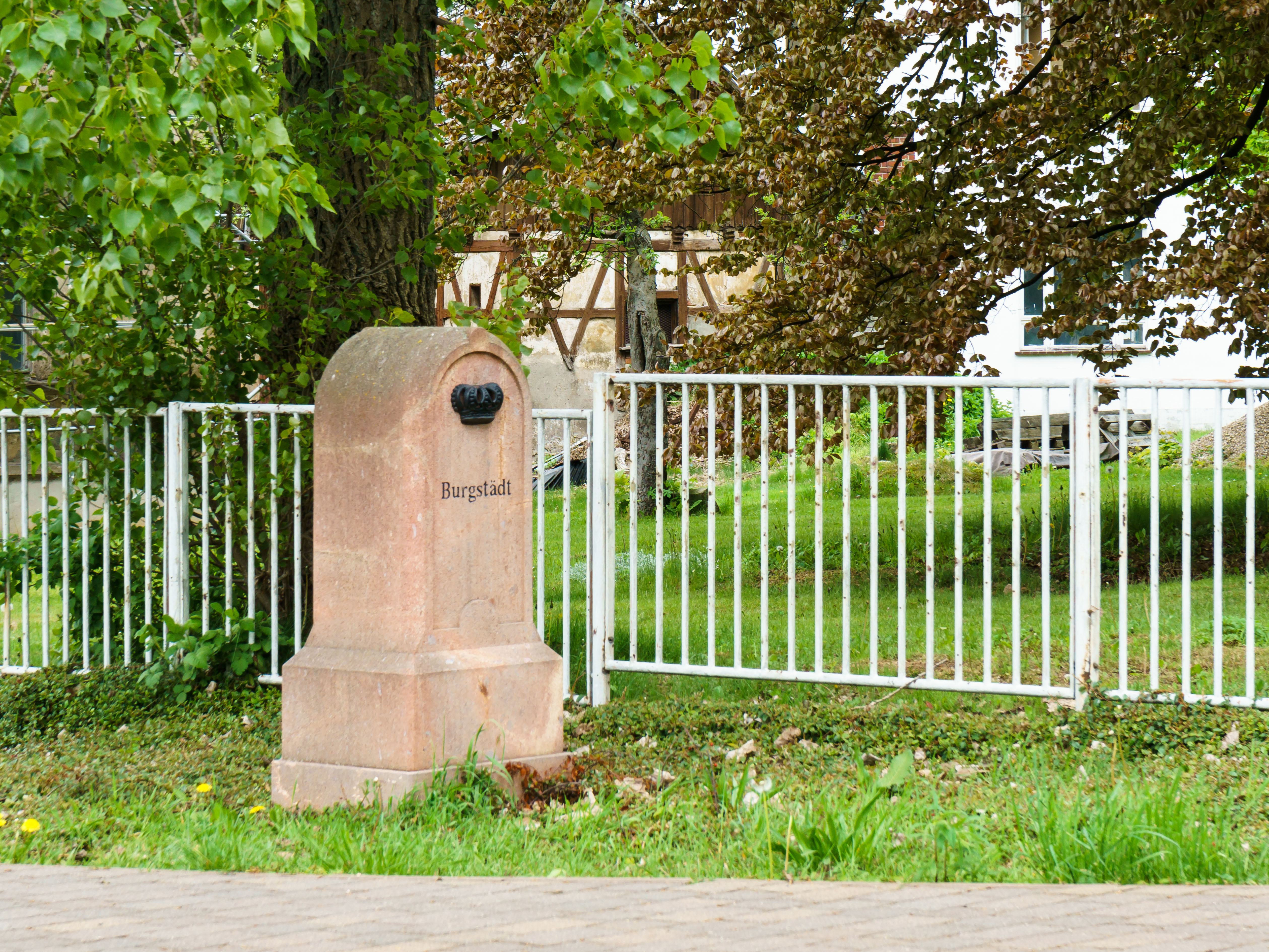
Stationsstein am Ahnataler Platz
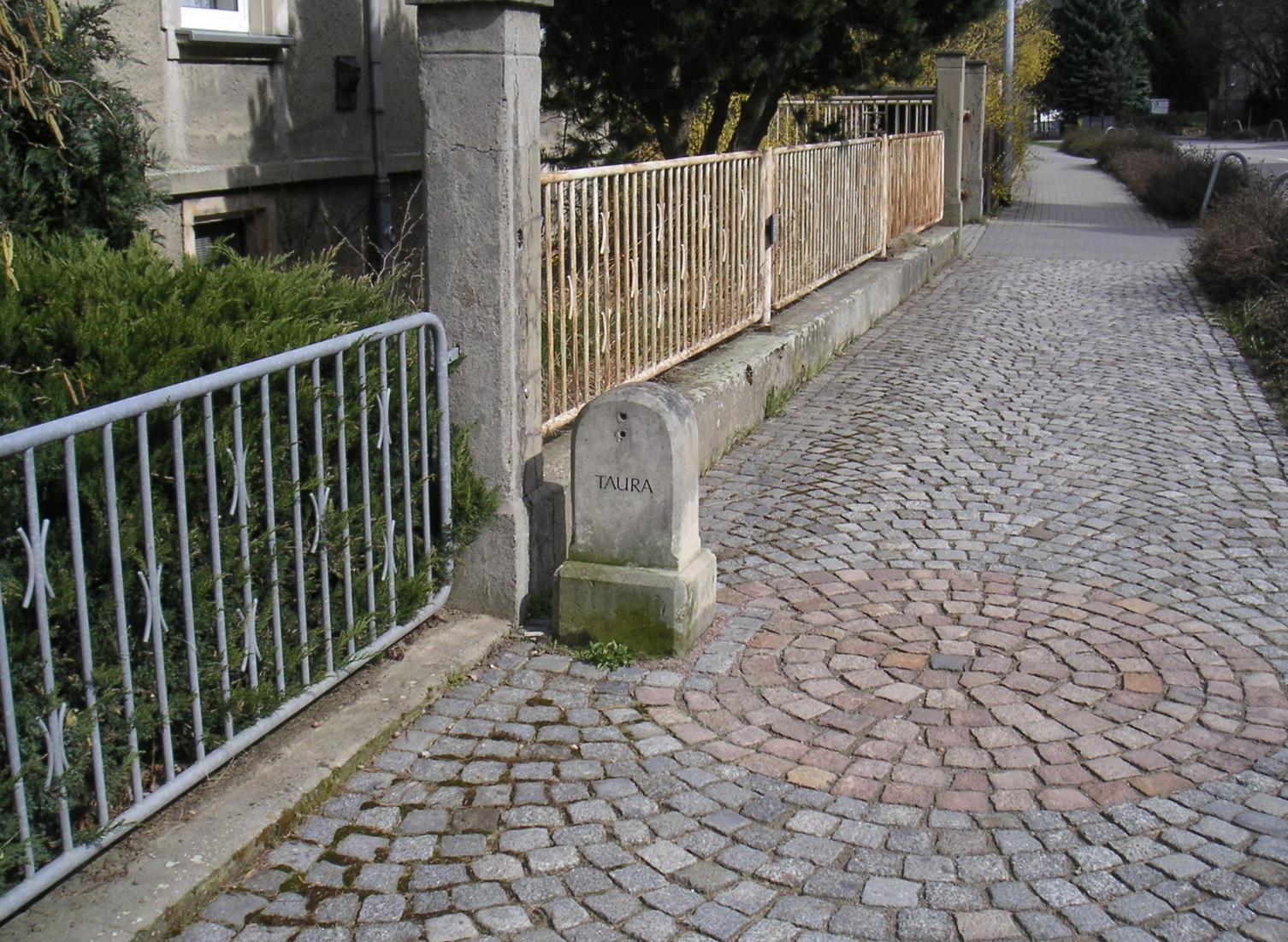
Halbmeilenstein an der Mittweidaer Straße
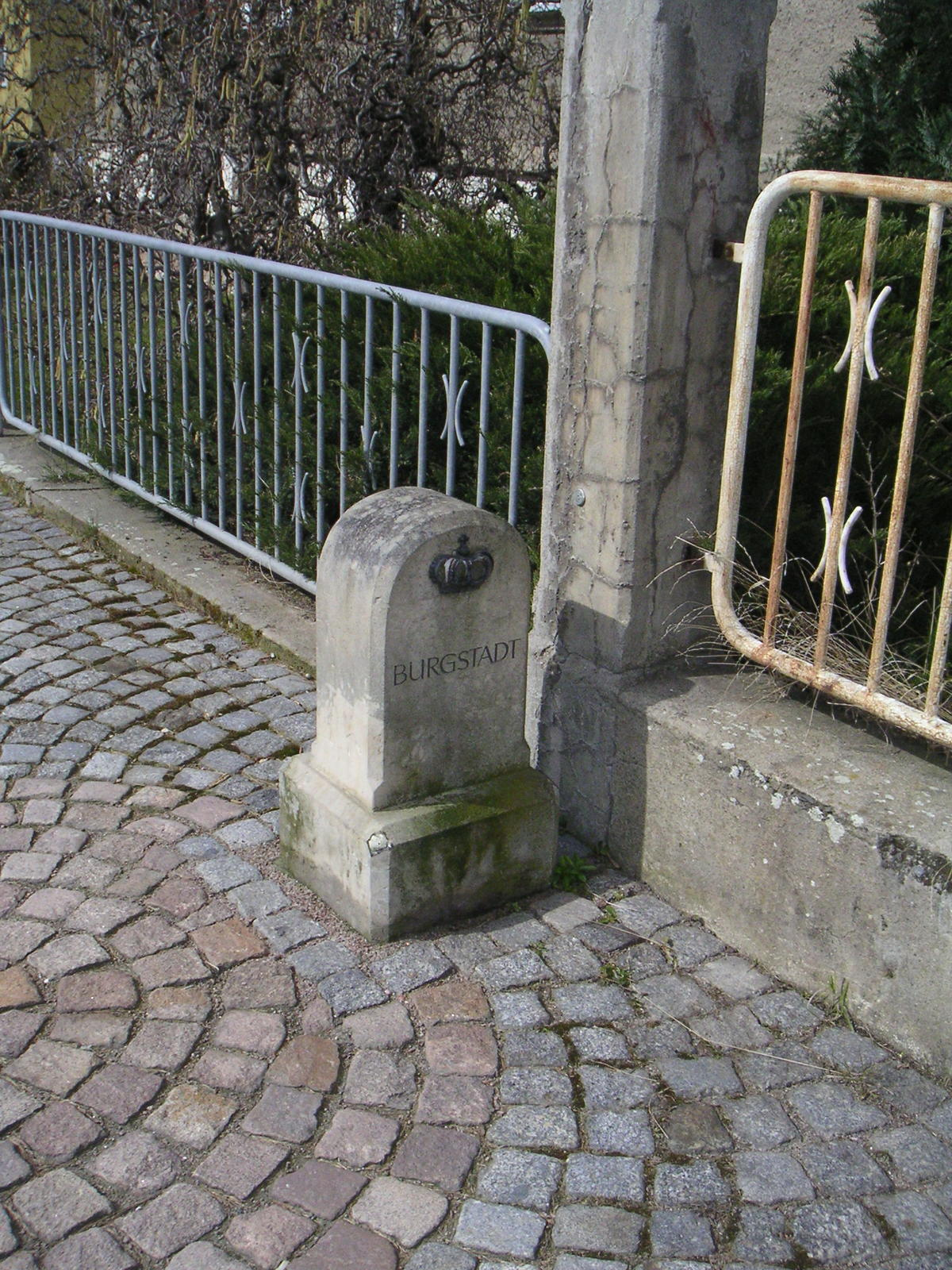
Halbmeilenstein an der Mittweidaer Straße

### Colditz
Colditz
1. Stationsstein an der B 7, eingelassen in die Stützmauer eines Bahndammes
2. Ganzmeilenstein an der S 44 im OT Skoplau
3. Halbmeilenstein an der S 44 im OT Skoplau

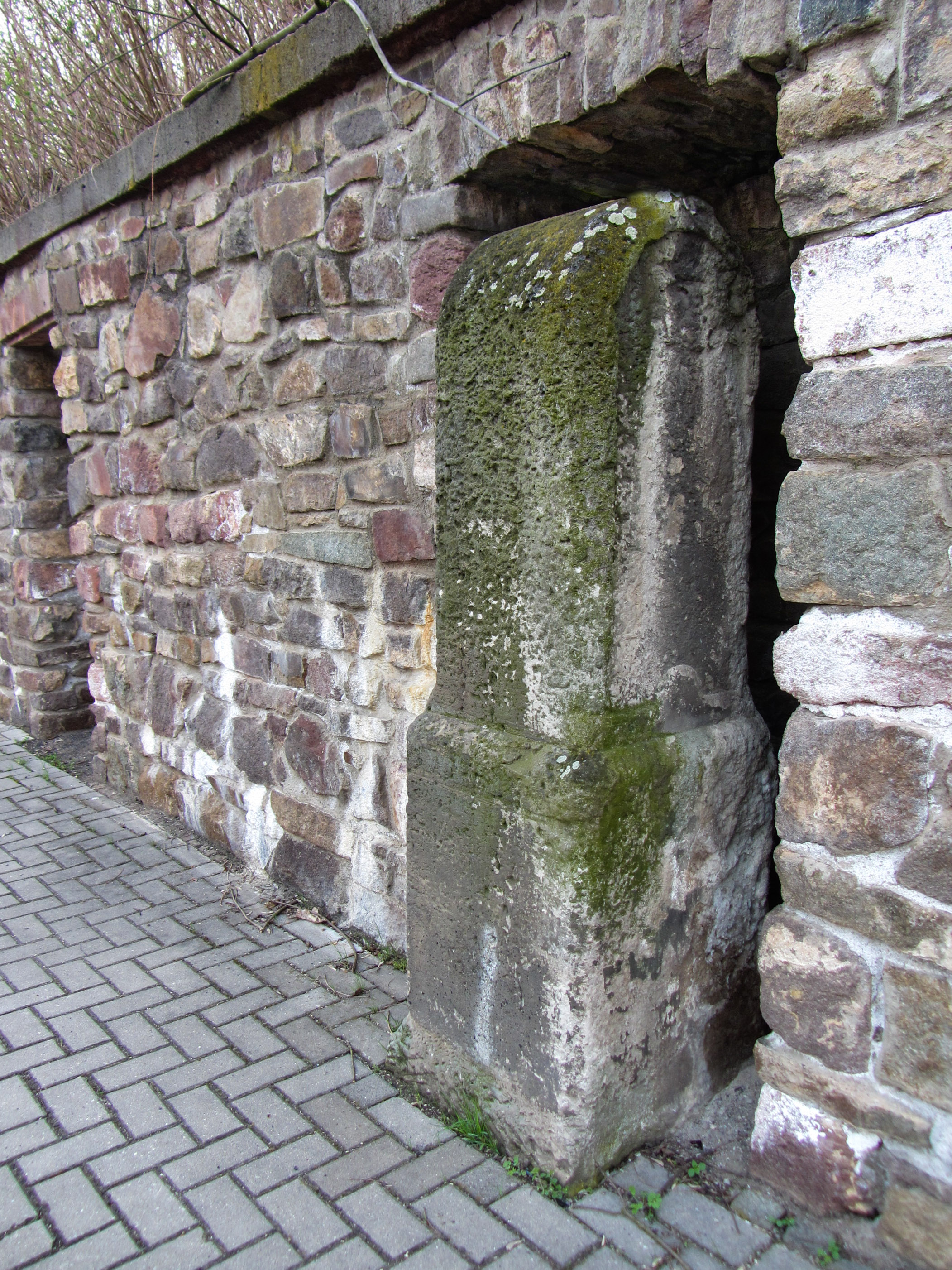
Stationsstein an der B 107

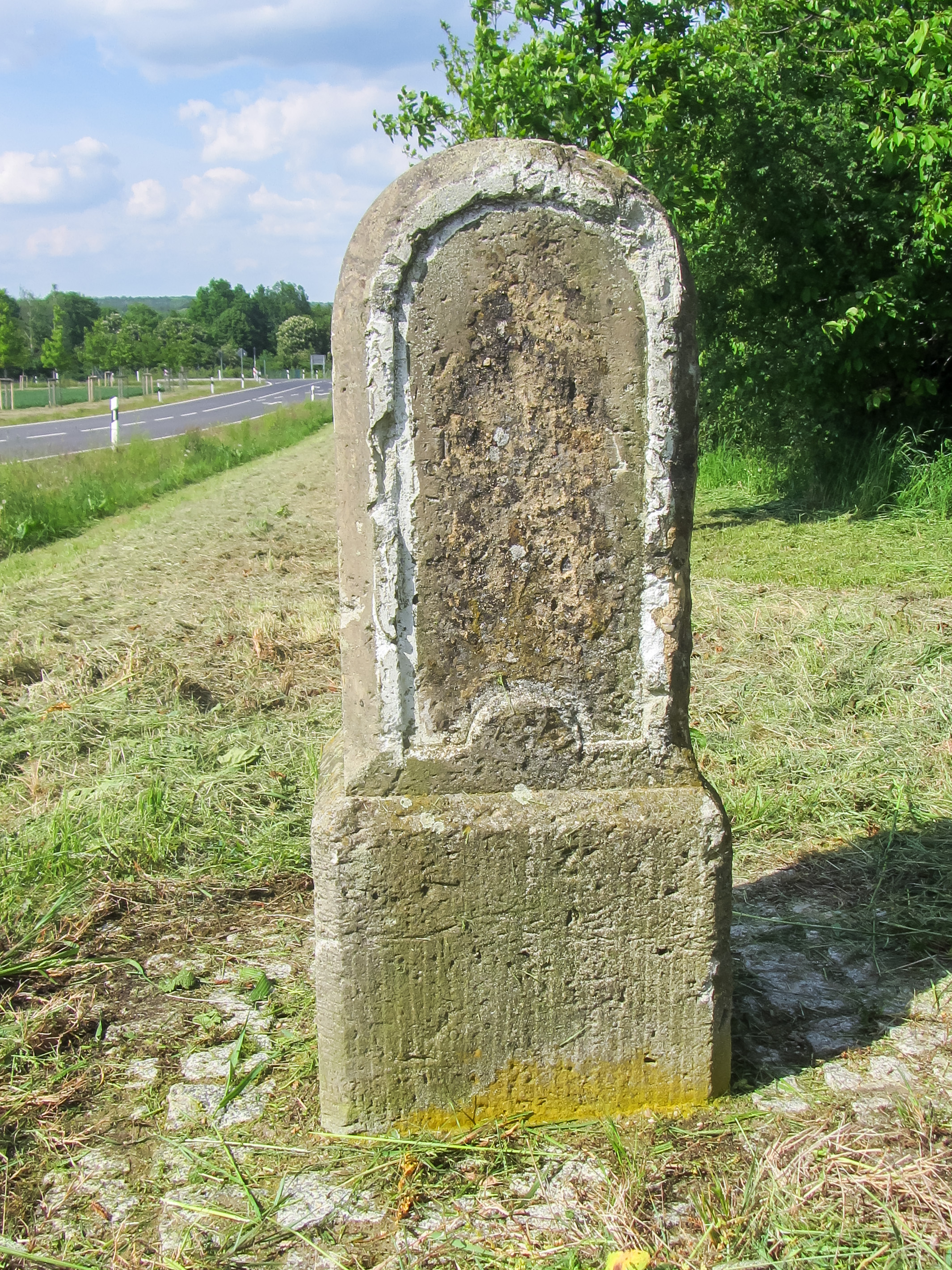
Ganzmeilenstein an der S 44
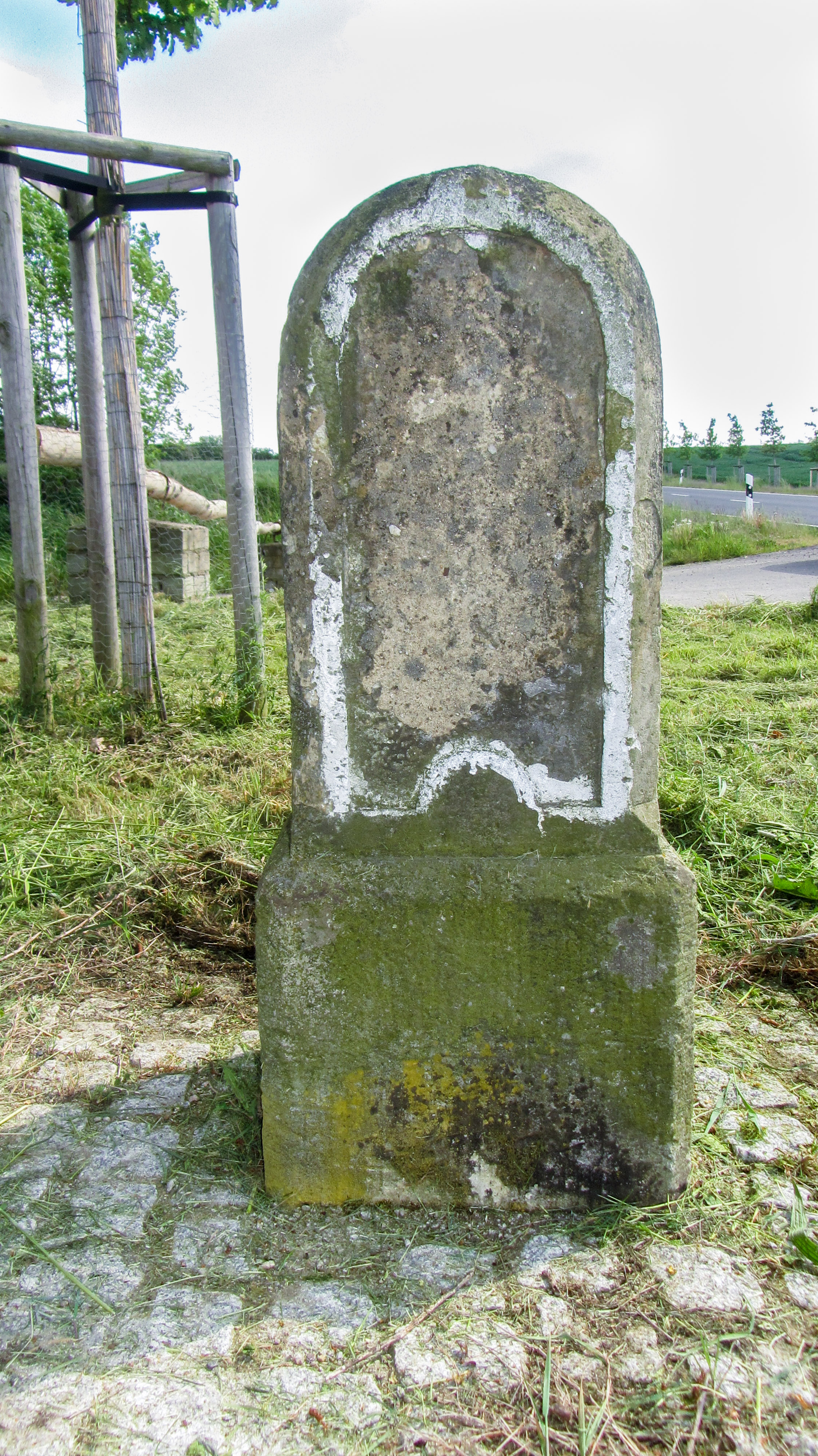
Ganzmeilenstein an der S 44
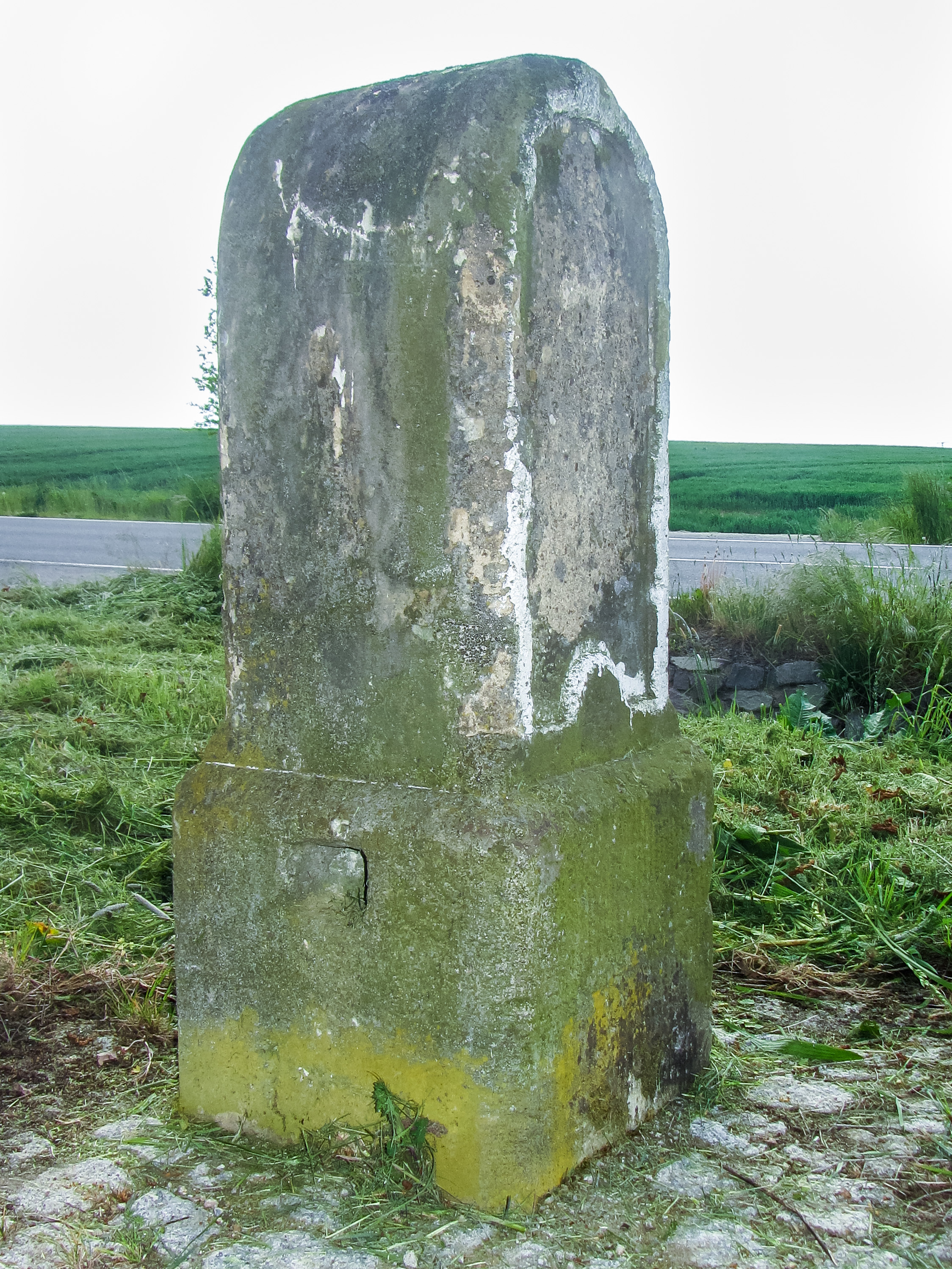
Ganzmeilenstein an der S 44
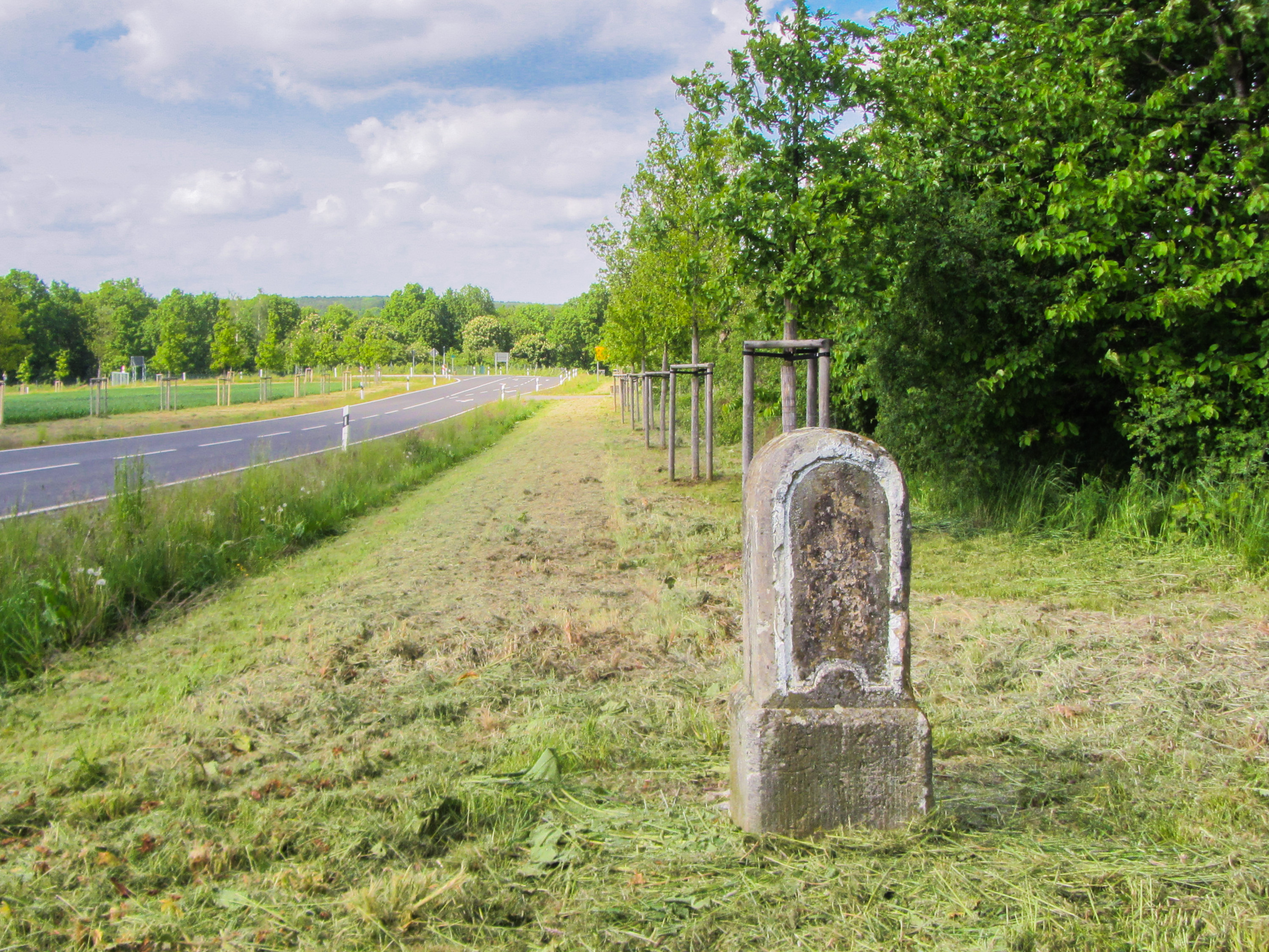
Ganzmeilenstein an der S 44

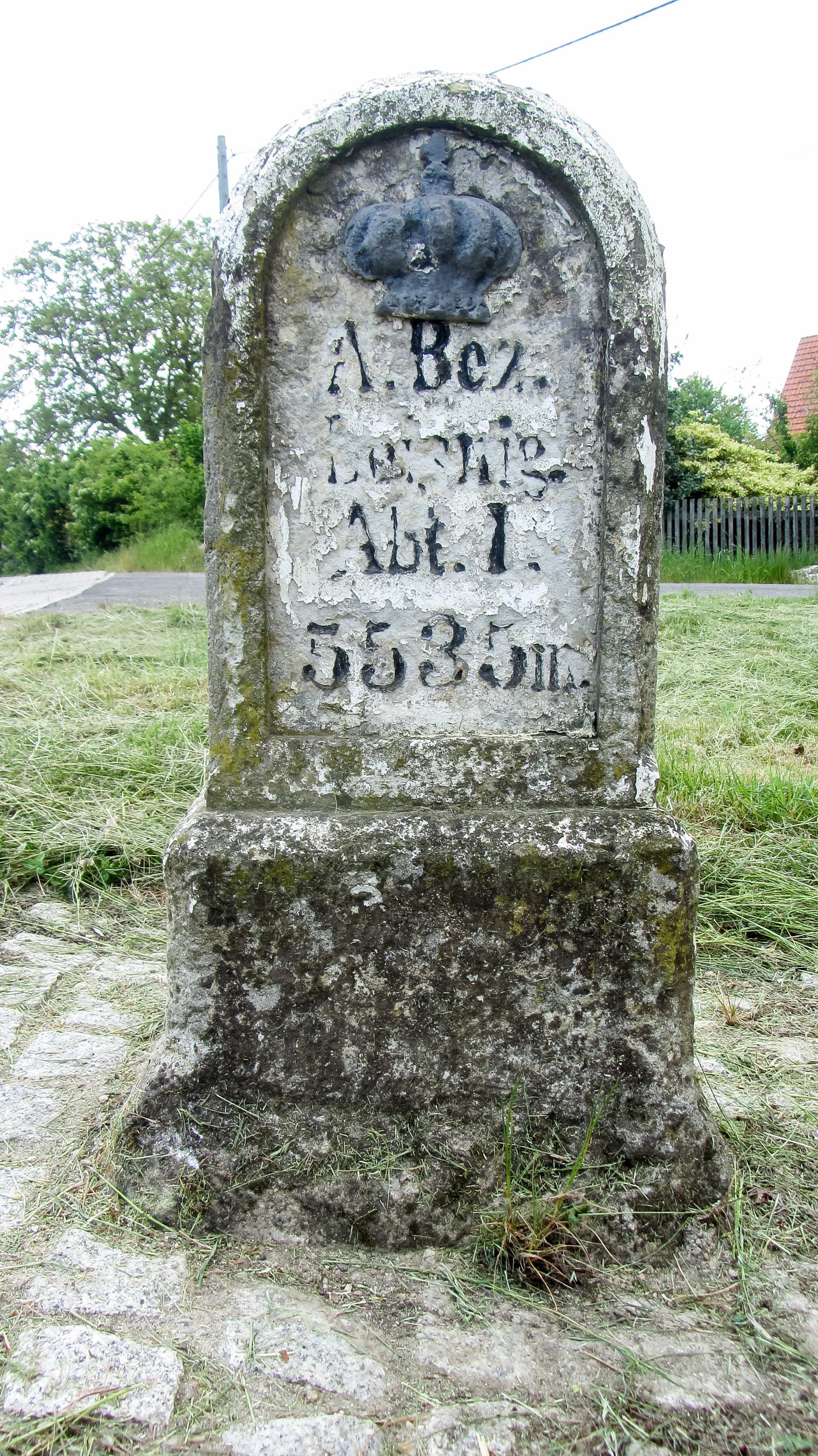
Halbmeilenstein an der S 44
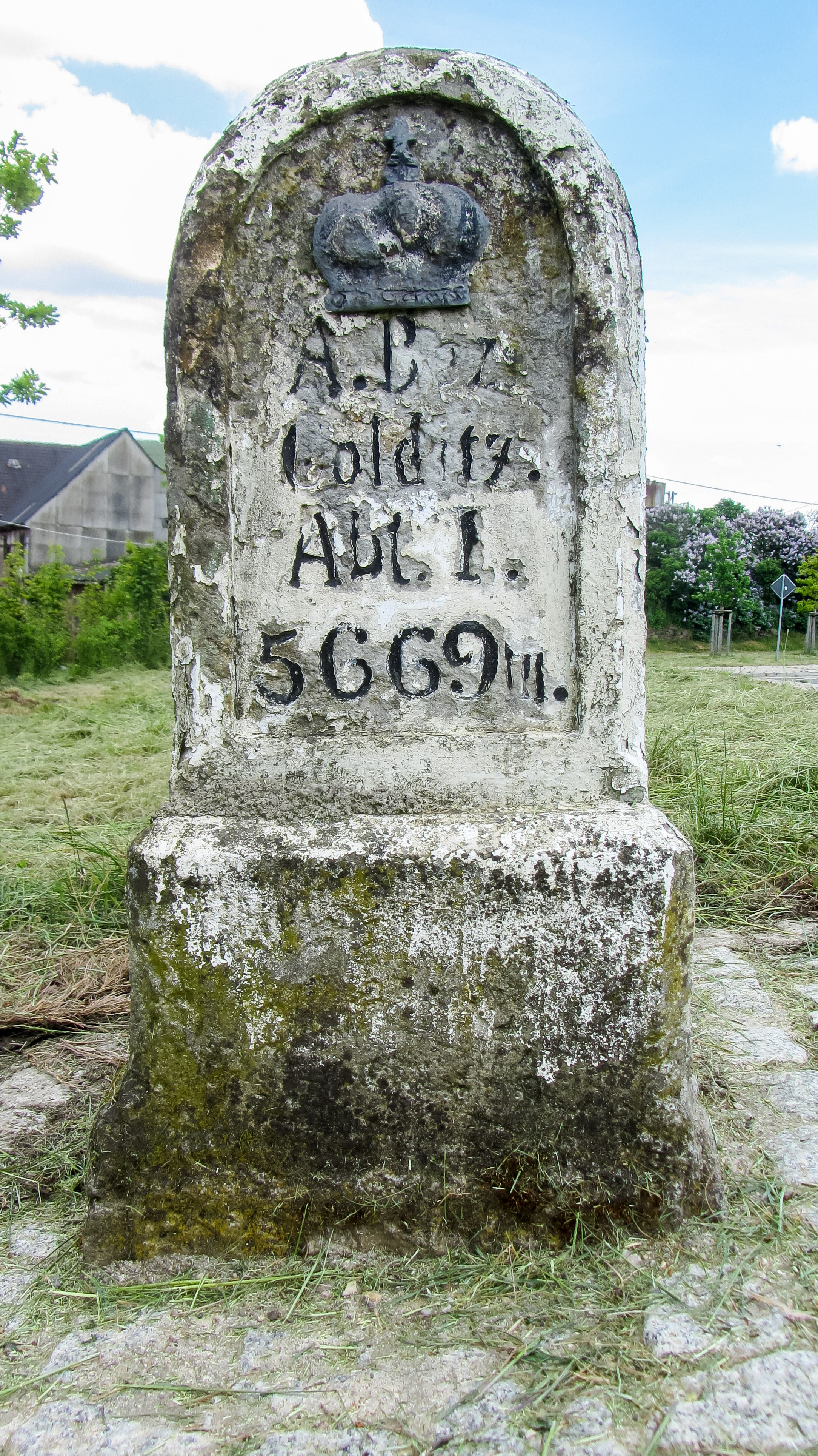
Halbmeilenstein an der S 44
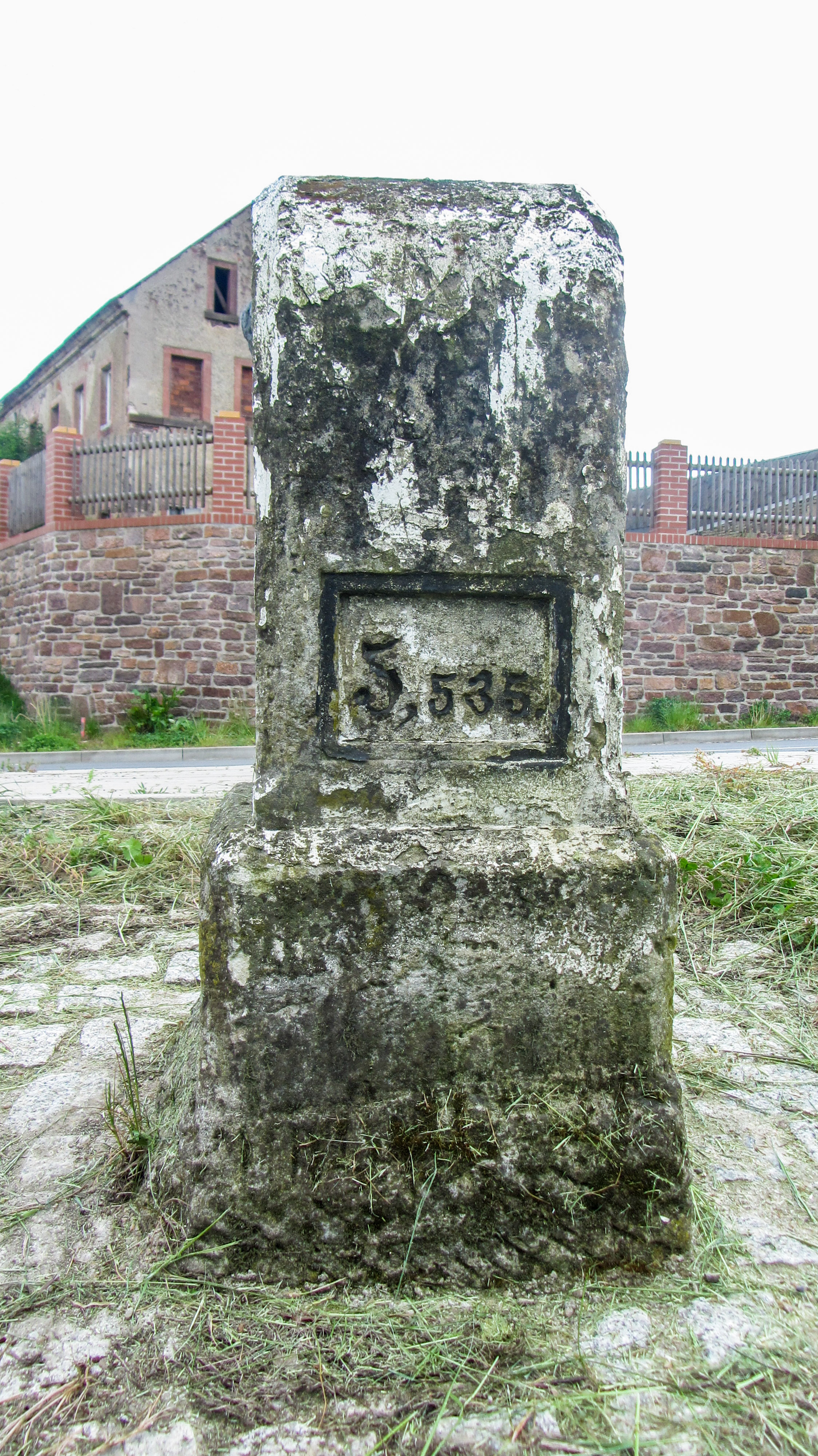
Halbmeilenstein an der S 44
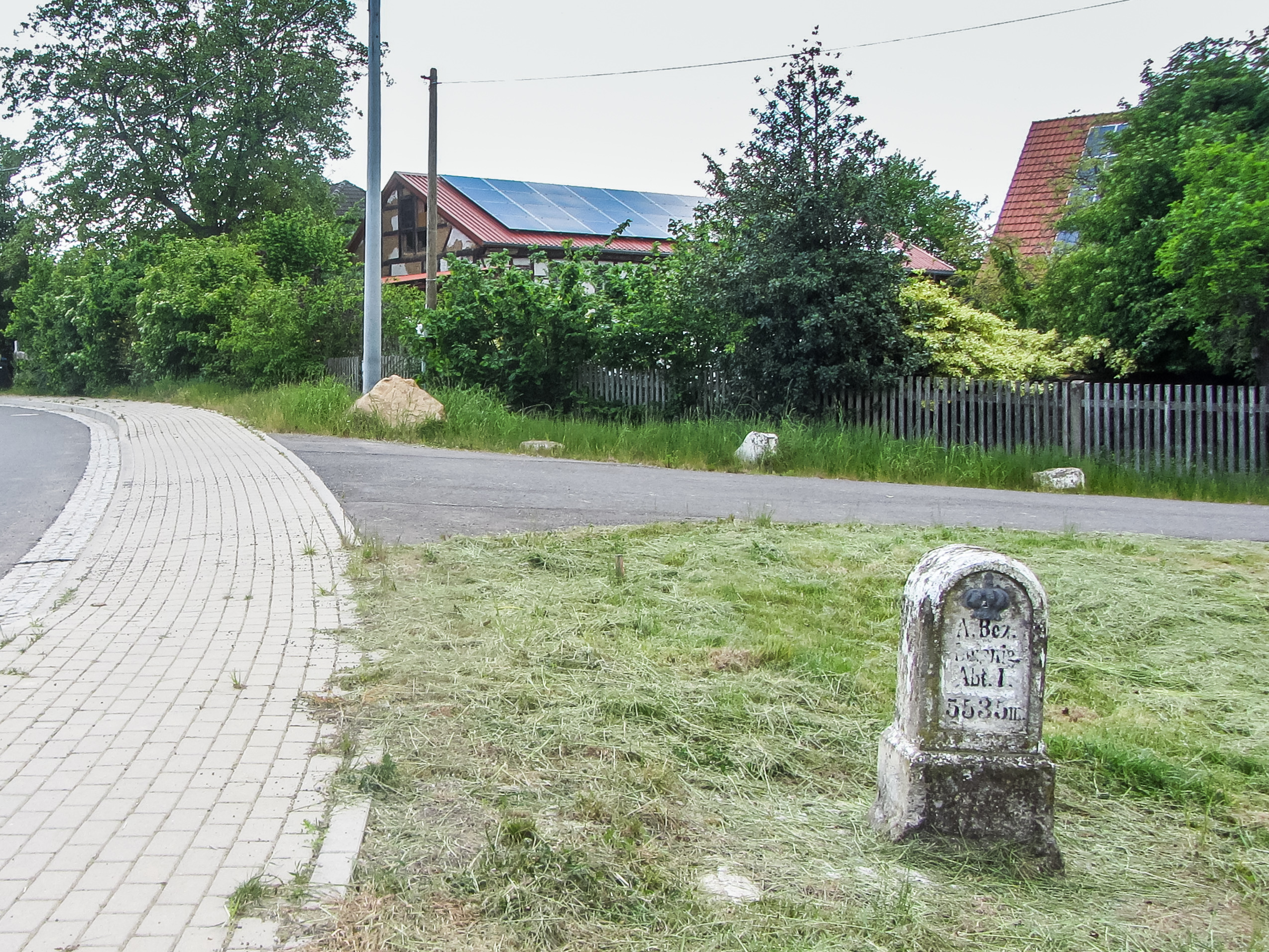
Halbmeilenstein an der S 44

### Dahlen
Dahlen
1. Stationsstein am Bahnhof Luppa-Dahlen
2. Grenzübergangsstein zwischen OT Schmannewitz und Sitzenroda

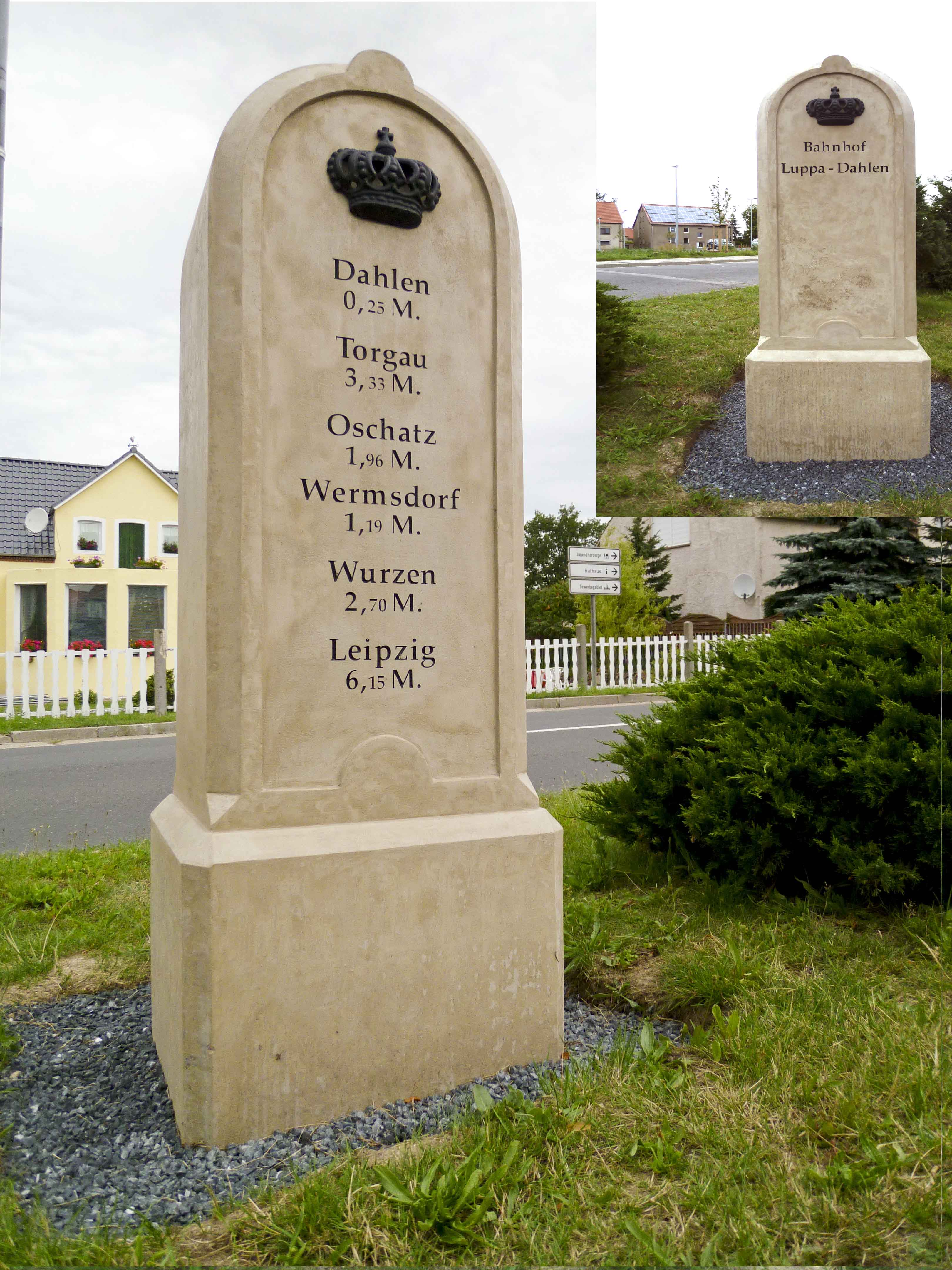
Stationsstein Bahnhof Luppa-Dahlen
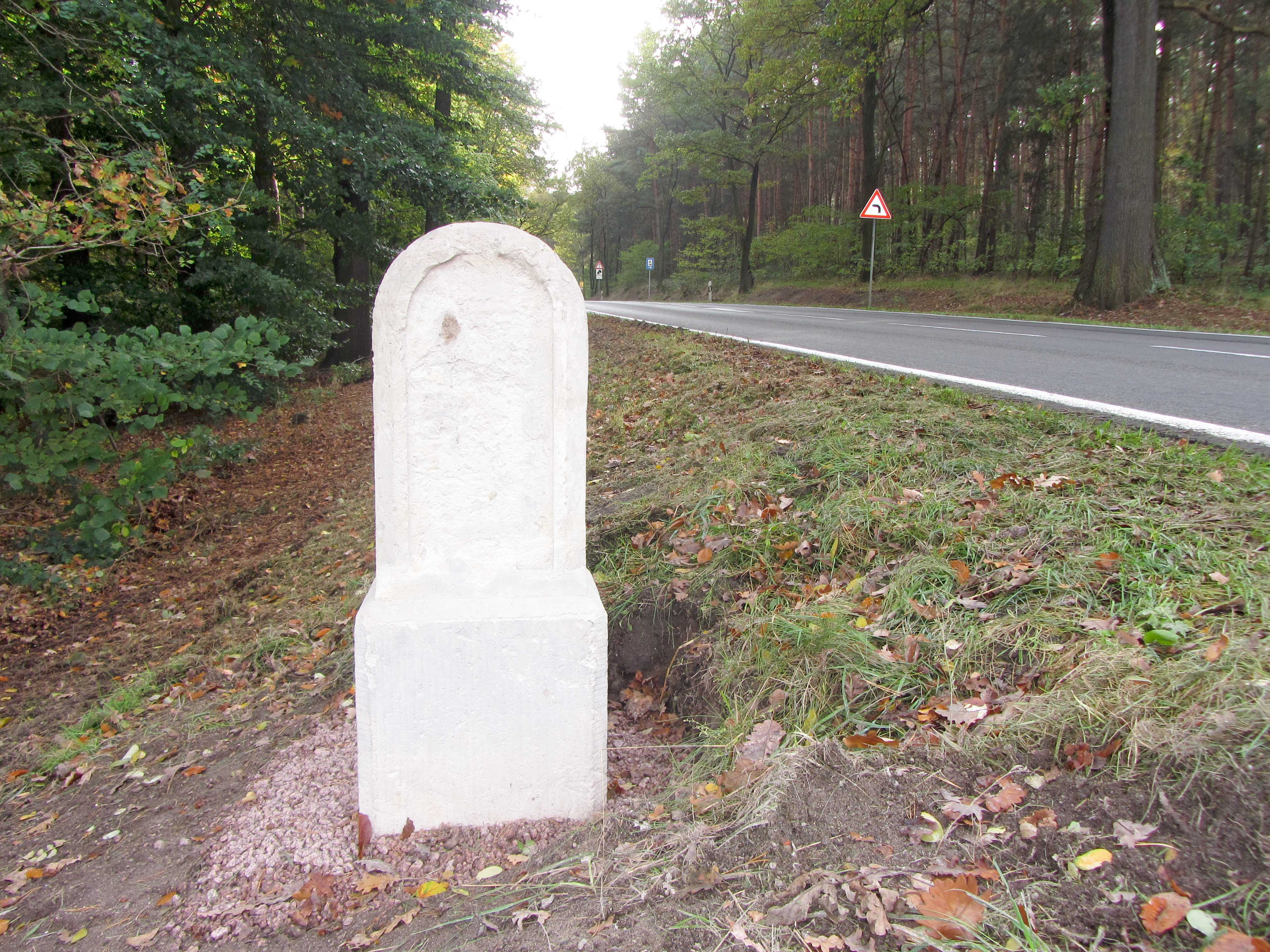
Grenzübergangsstein zwischen Schmannewitz und Sitzenroda

### Dippoldiswalde
Dippoldiswalde: Ganzmeilenstein von der Obergebirgischen Poststraße (B 171) als Gemarkungsstein zwischen Sadisdorf und Reichstädt

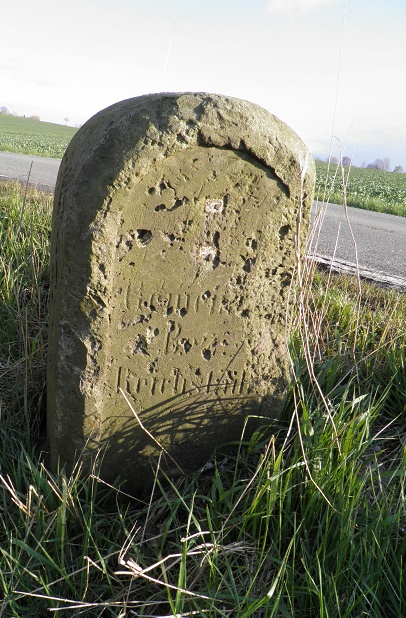
Ganzmeilenstein Sadisdorf-Reichstädt

### Döbeln
Döbeln
1. Abzweigstein in der Dresdner Straße (Bundesstraße 175|B 175), am Friedhof in Döbeln
2. umgearbeiteter Ganzmeilenstein an der Straße von Meila nach Dreißig im OT Mochau

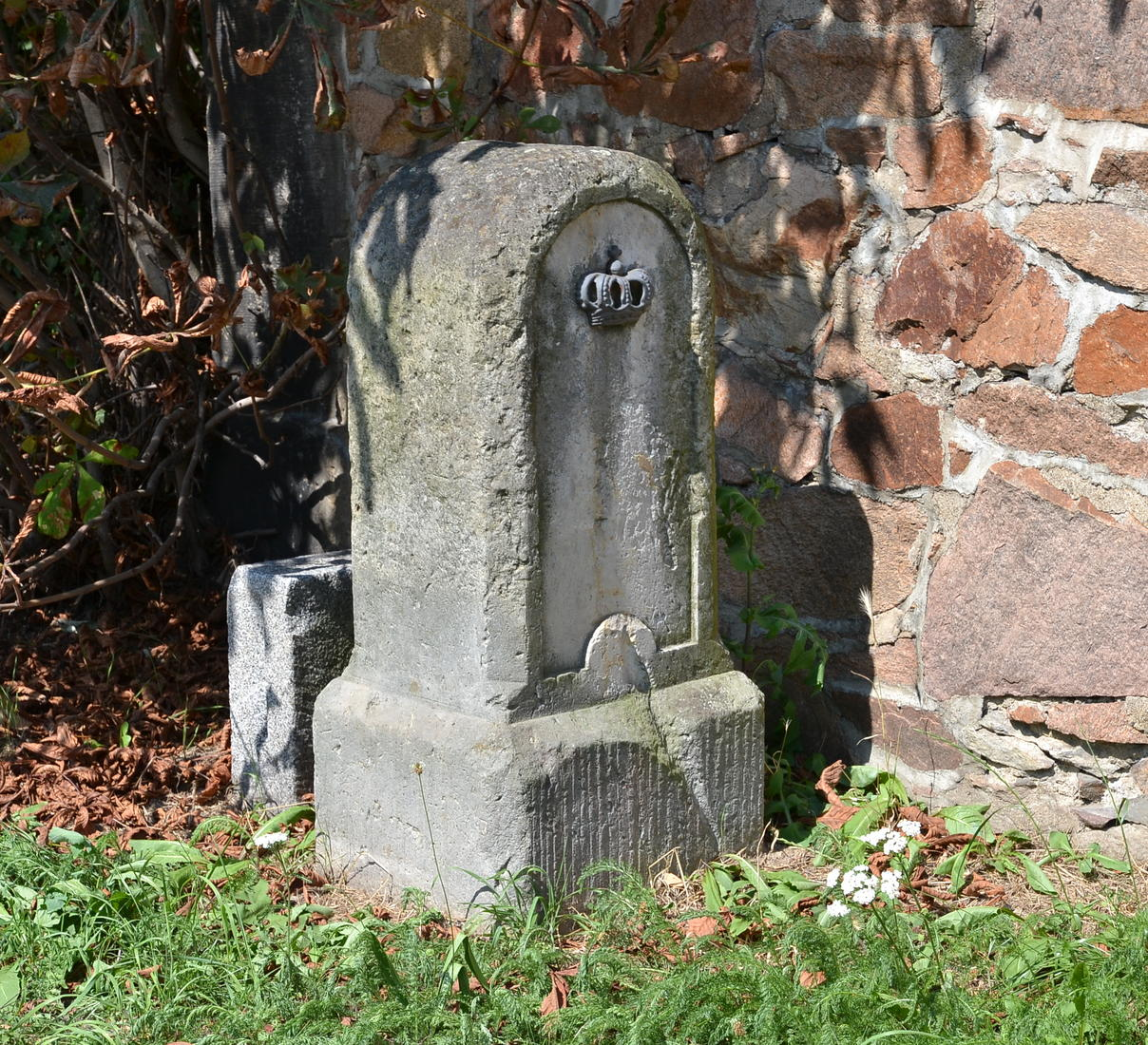
Abzweigstein in der Dresdner Straße in Döbeln
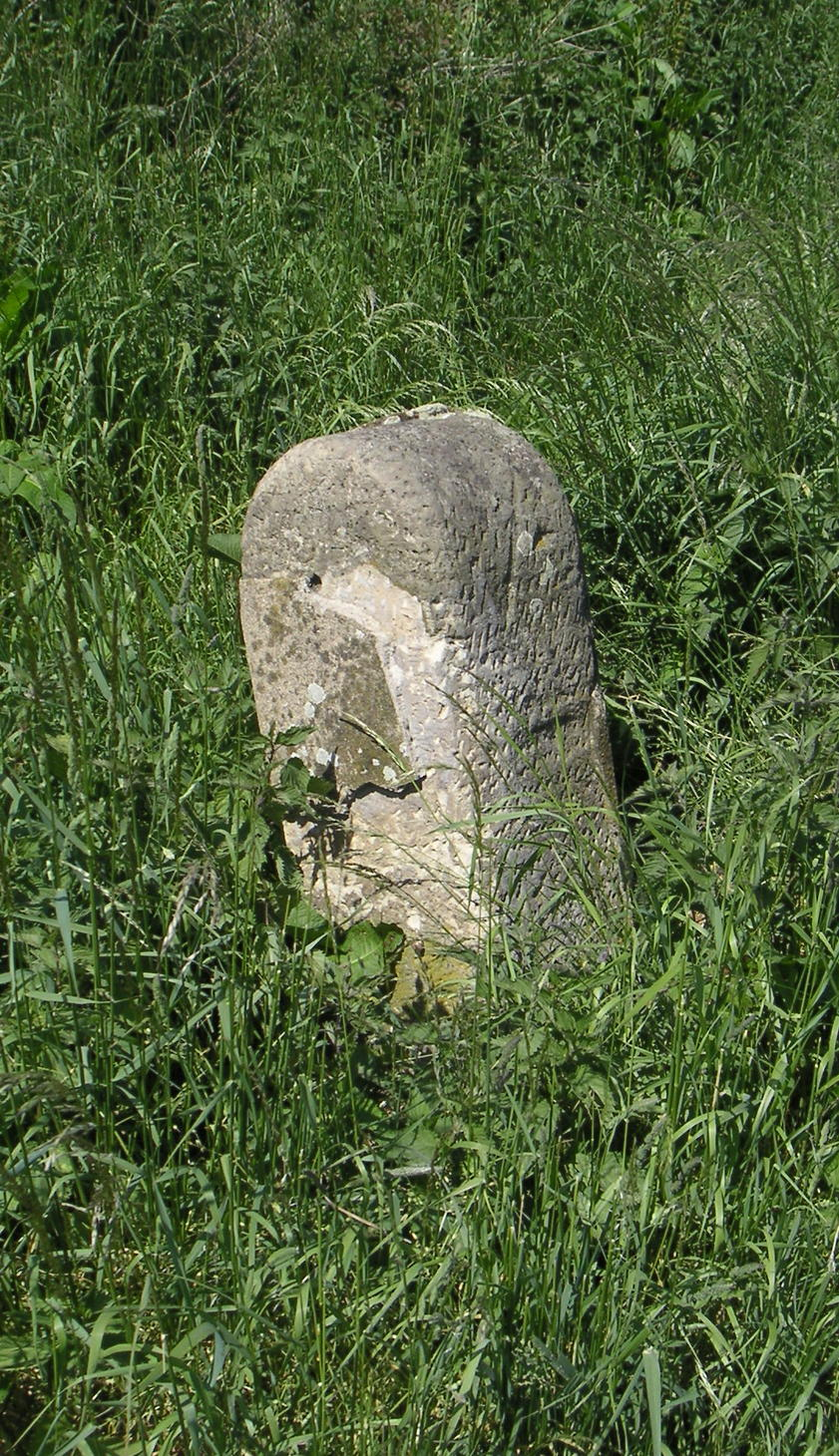
Ganzmeilenstein an der Straße Meila – Dreißig
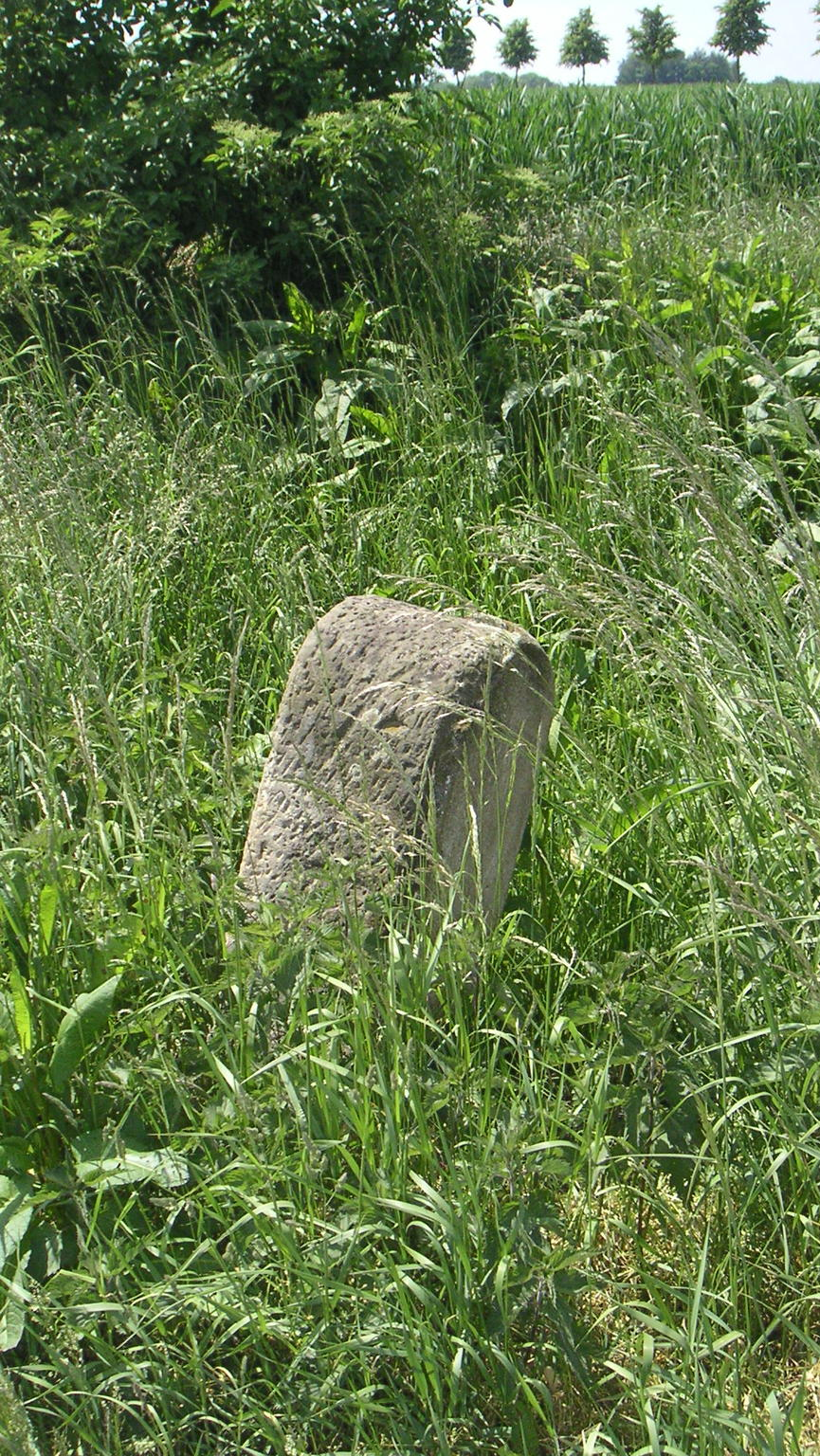
Ganzmeilenstein an der Straße Meila – Dreißig

### Dresden
Dresden: Halbmeilenstein als Kilometerstein an der S 95 in der Dresdner Heide

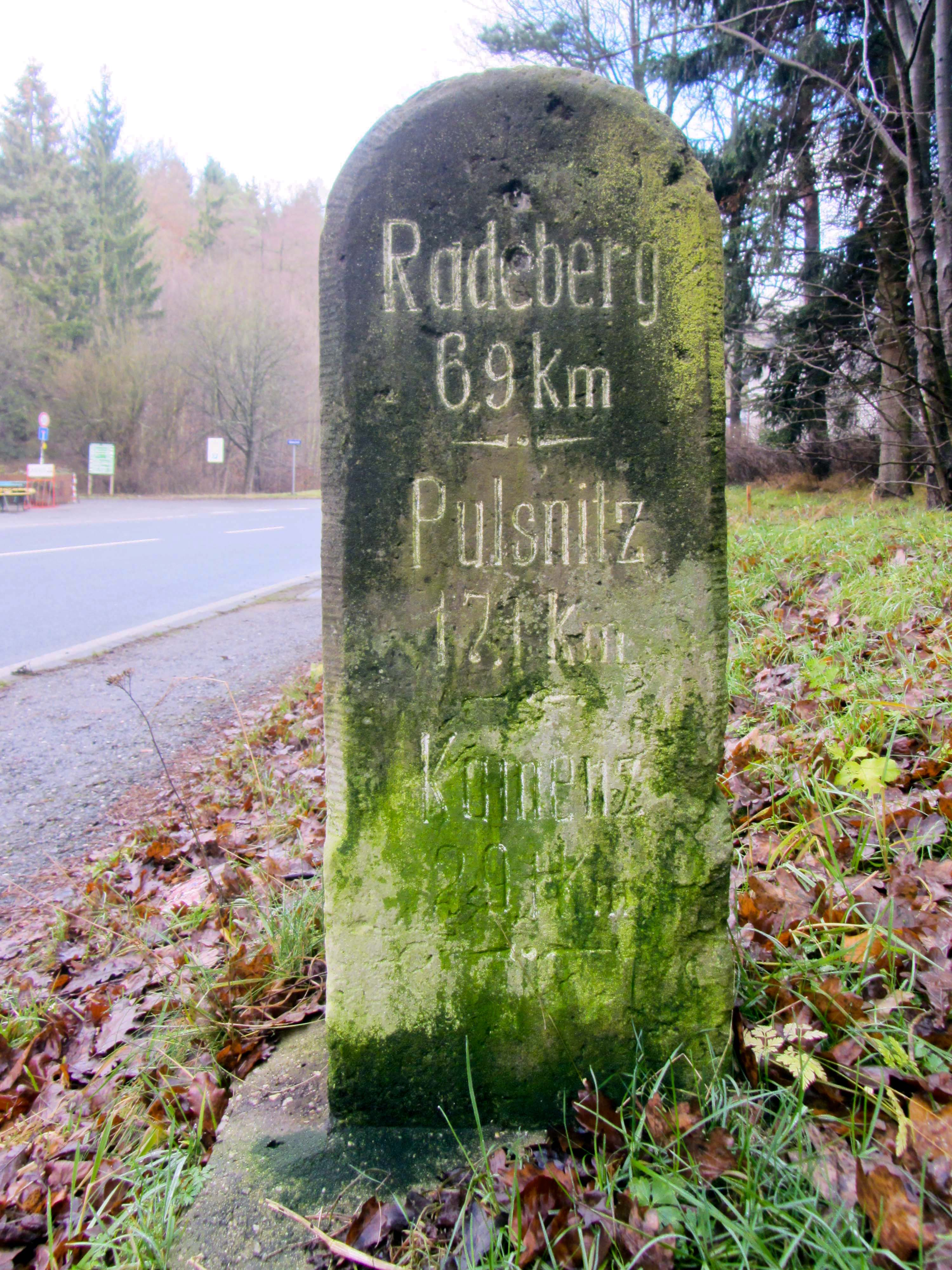
Halbmeilenstein an der S 95

### Ebersbach/Sa.
Ebersbach/Sa.: restaurierter Stationsstein an der B 96

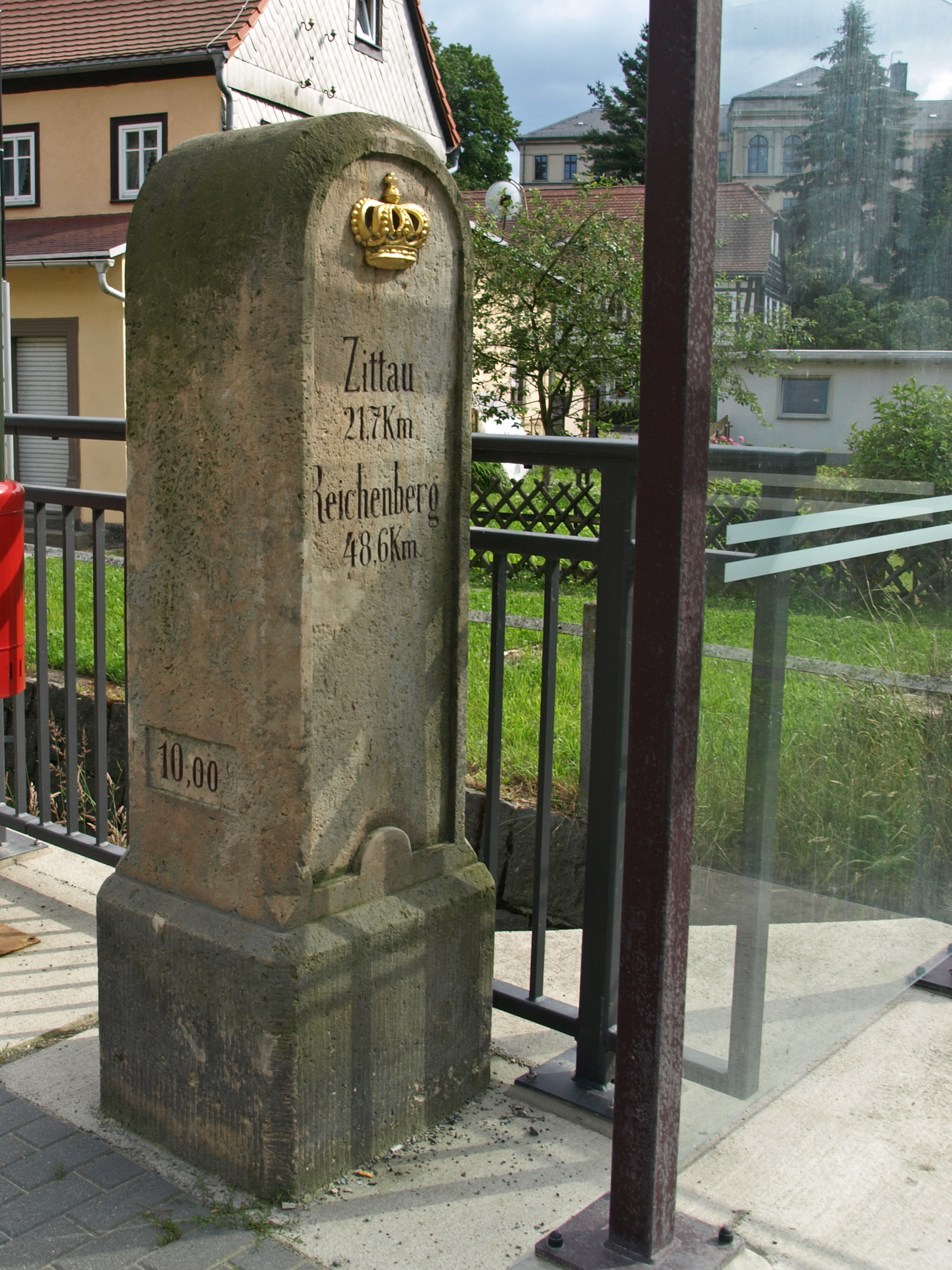
Stationsstein an der Hauptstraße
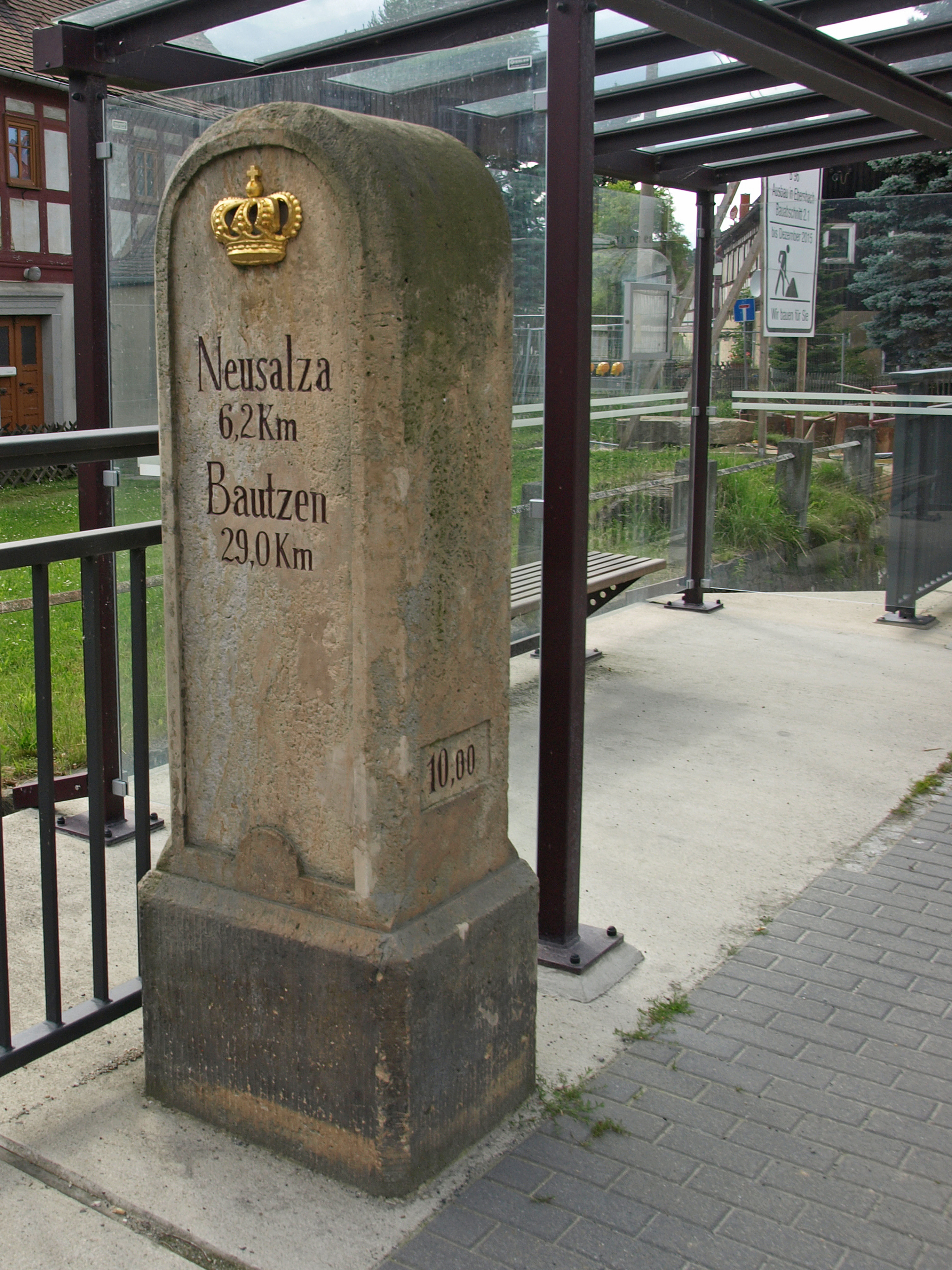
Stationsstein an der Hauptstraße

### Ehrenfriedersdorf
Ehrenfriedersdorf:
1. rekonstruierter Stationsstein am Neumarkt
2. Ganzmeilenstein an der Wolkensteiner Straße, unweit OT Neundorf
3. Abzweigstein in der Herolder Straße

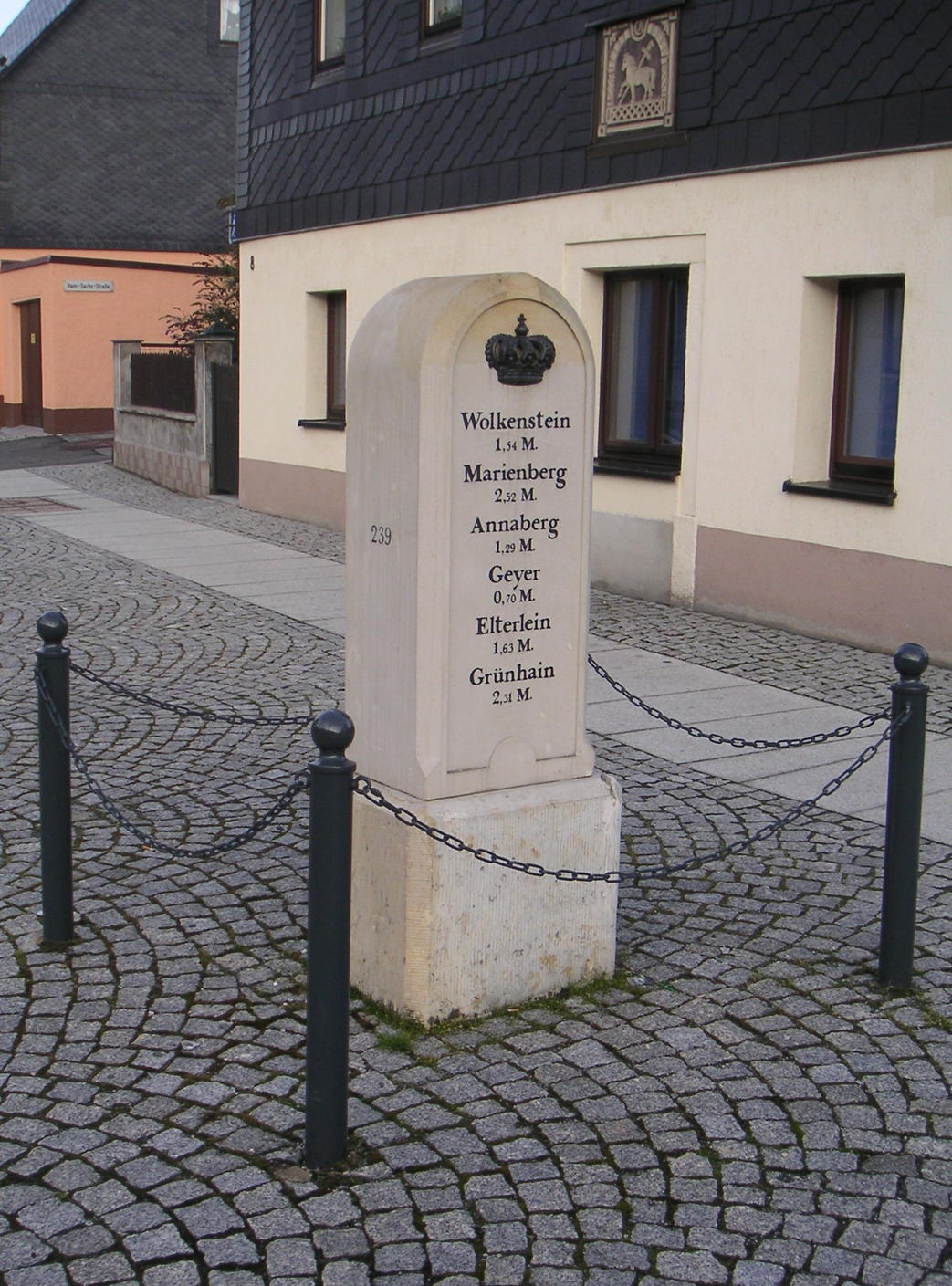
Stationsstein am Neumarkt
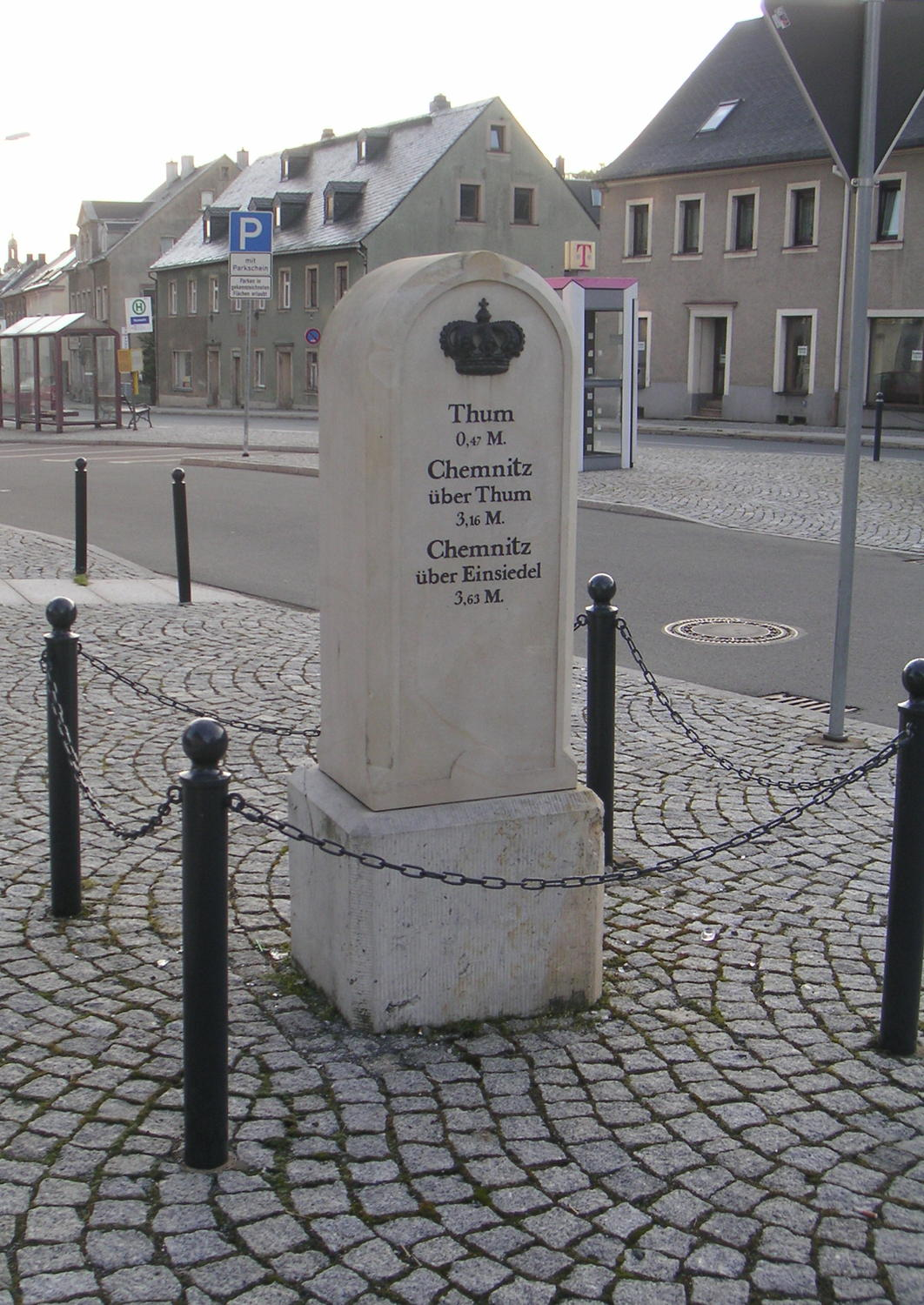
Stationsstein am Neumarkt
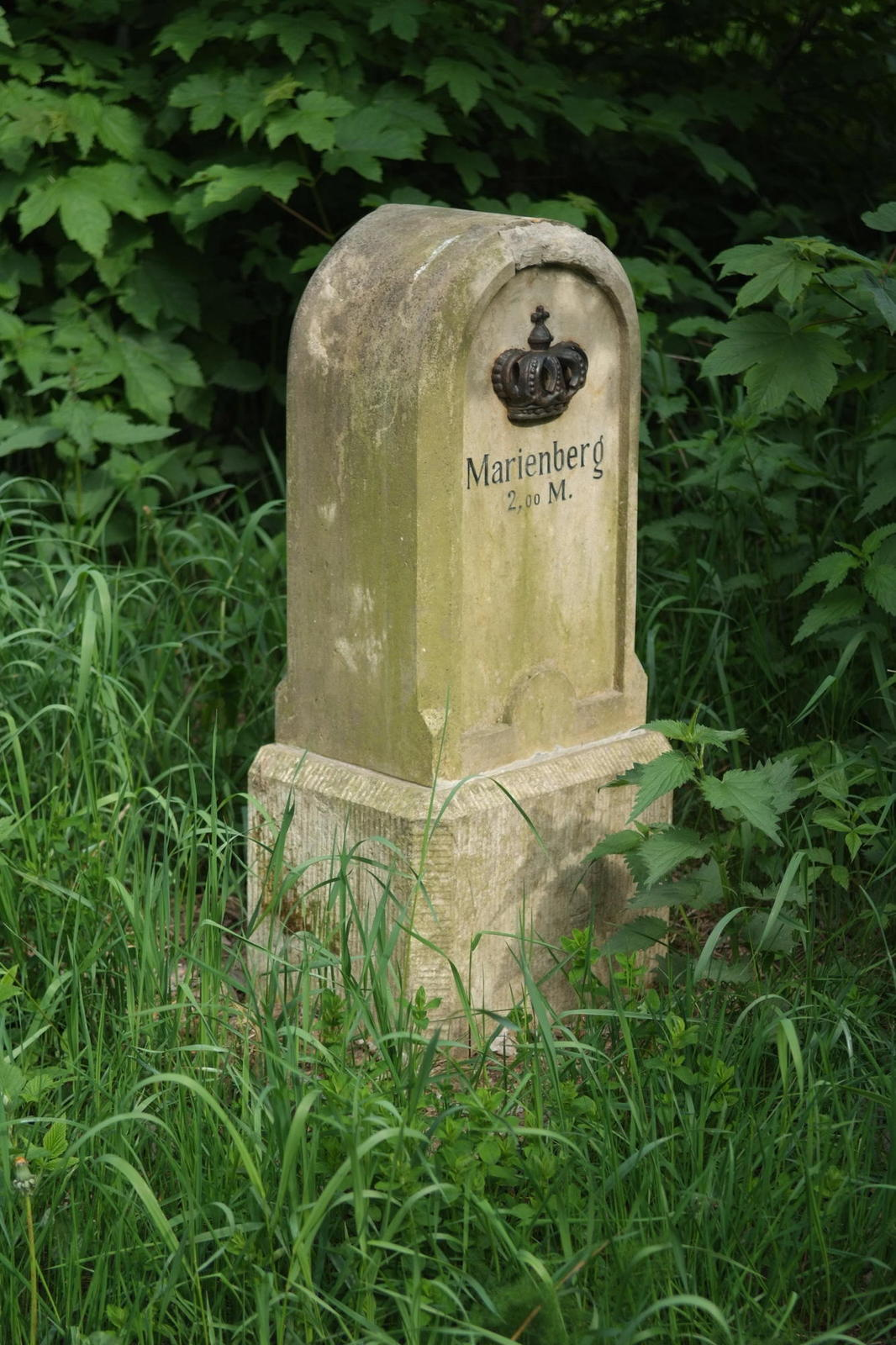
Ganzmeilenstein an der Wolkensteiner Straße, unweit Neundorf
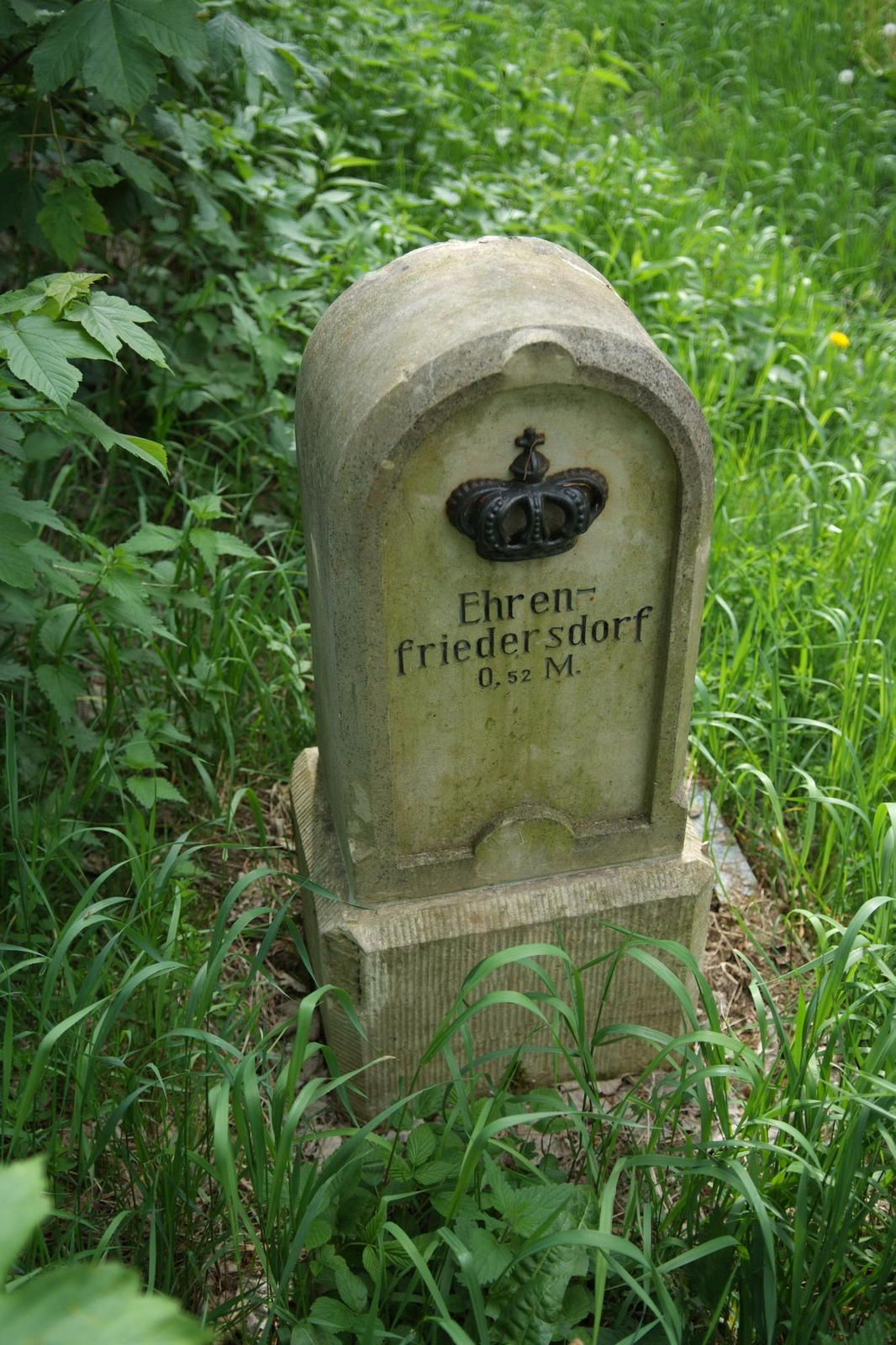
Ganzmeilenstein an der Wolkensteiner Straße, unweit Neundorf
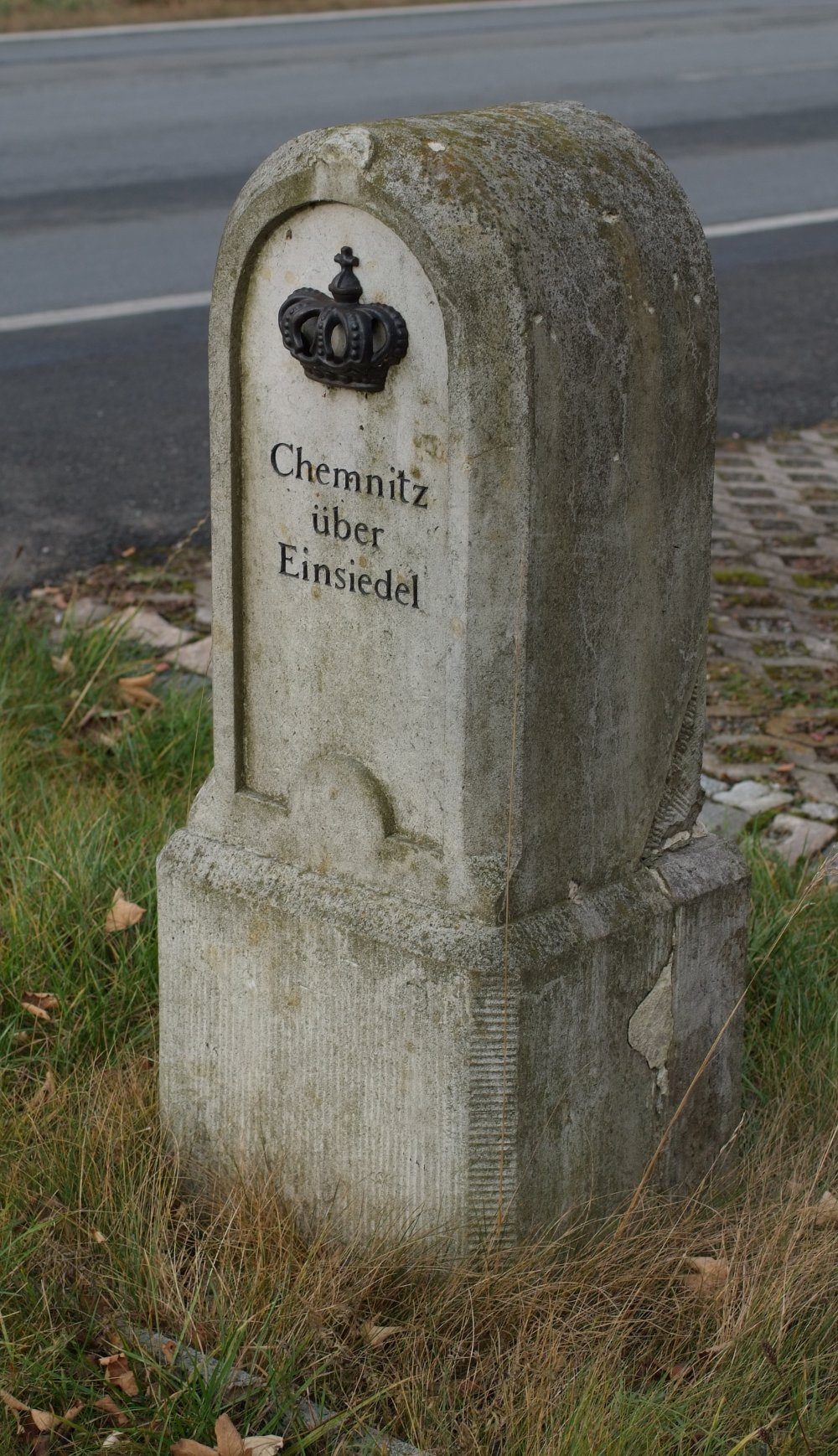
Abzweigstein in der Herolder Straße
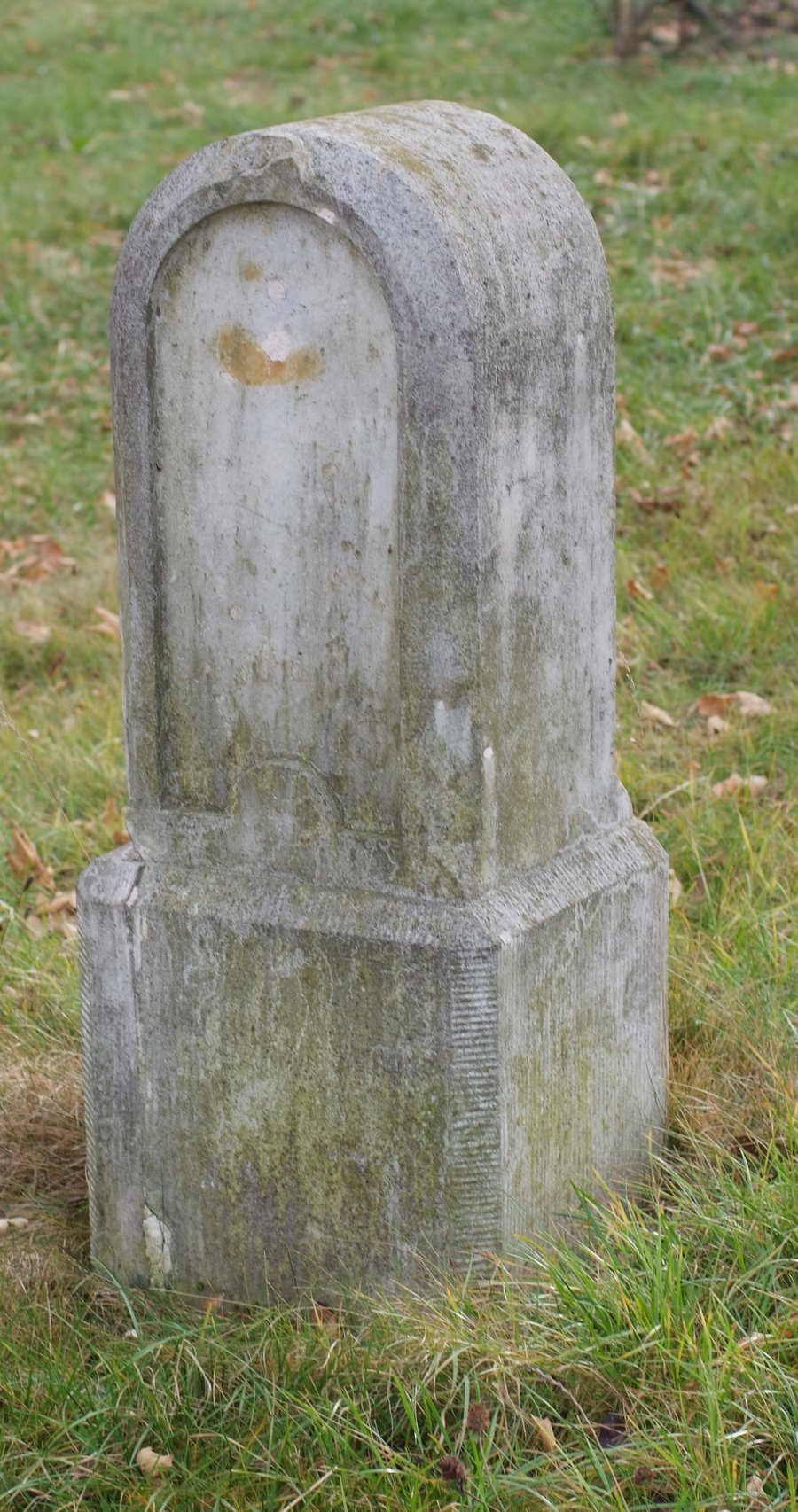
Abzweigstein in der Herolder Straße

### Eibenstock
Eibenstock
1. Stationsstein am ehem. Zollhaus, an der Karlsbader Straße, „an der Ecke nach der Einfahrt nach dem Haupt-Zoll-Amte in der Vorstadt Eibenstock, 0,085 Meilen vom Ausgangspunkt der Vermessung, dem mittelsten Eingang der Kirche am Marktplatz“.[2]
2. Stationsstein am Kirchplatz
3. Stationsstein am ehem. Forstamt, Schneeberger Straße
4. Halbmeilenstein südwestlich von Eibenstock an der Rautenkranzer Straße (Verbindungsstraße zum Neuen Wiesenhaus) ganz in der Nähe des Riedertberges. Er ist stark beschädigt und konnte noch nicht restauriert werden.[2]
5. Ganzmeilenstein an der S 276 im OT Blechhammer. Der Ganzmeilenstein des Postkurses Nr. 205 Eibenstock–Klingenthal konnte nach Restaurierung wieder aufgestellt werden. Unter der sächsischen Krone trägt er die Inschriften „Klingenthal 2,60 M.“ und „Eibenstock 1,00 M.“[2]
6. Ganzmeilenstein an der S 276 im OT Neues Wiesenhaus. An der Staatsstraße S 276 ließ das Straßenbauamt Zwickau einen weiteren restaurierten Ganzmeilenstein in der Nähe des Originalstandortes aufstellen. Die Restaurierung hatte hier die Steinmetzfirma Bergers aus Schlettau durchgeführt.[2]
7. Ganzmeilenstein im OT Wildenthal, gegenüber dem Parkplatz am Drechselweg (Staatsstraße S 275) wurde 2004 ein restaurierter Ganzmeilenstein aufgestellt. Die Restaurierung erfolgte im Auftrag des Straßenbauamtes Zwickau (das auch die Arbeiten finanzierte) durch den Steinmetzbetrieb Bergers aus Schlettau.[2]
8. Ganzmeilenstein im OT Wildenthal, an der S 272 Richtung Oberwildenthal
9. Abzweigstein im OT Wildenthal (z. Zt. im Bauhof Eibenstock eingelagert)
10. Ganzmeilenstein im OT Oberwildenthal. Hier wurde der Ganzmeilenstein in Richtung böhmischer Grenze um das Jahr 2010 zwecks Rekonstruktion abgebaut. Am Postkurs Nr. 206 stehend, trägt er folgende Inschriften: Johanngeorgenstadt 1,12 M., Carlsbad 4,79 M., Eibenstock 1,00 M., Auerbach 3,12 M.[2]
11. Halbmeilenstein im OT Oberwildenthal (z. Zt. im Bauhof Eibenstock eingelagert)
12. Ganzmeilenstein im OT Sosa, an der S 274 in Richtung Blauenthal
13. Ganzmeilenstein im OT Sosa, Riesenberger Straße
14. Halbmeilenstein im OT Sosa, an der Sosaer Straße, Riesenberger Häuser in Richtung Steinbach
15. Halbmeilenstein im OT Sosa, an der S 274 in Richtung Jägerhaus

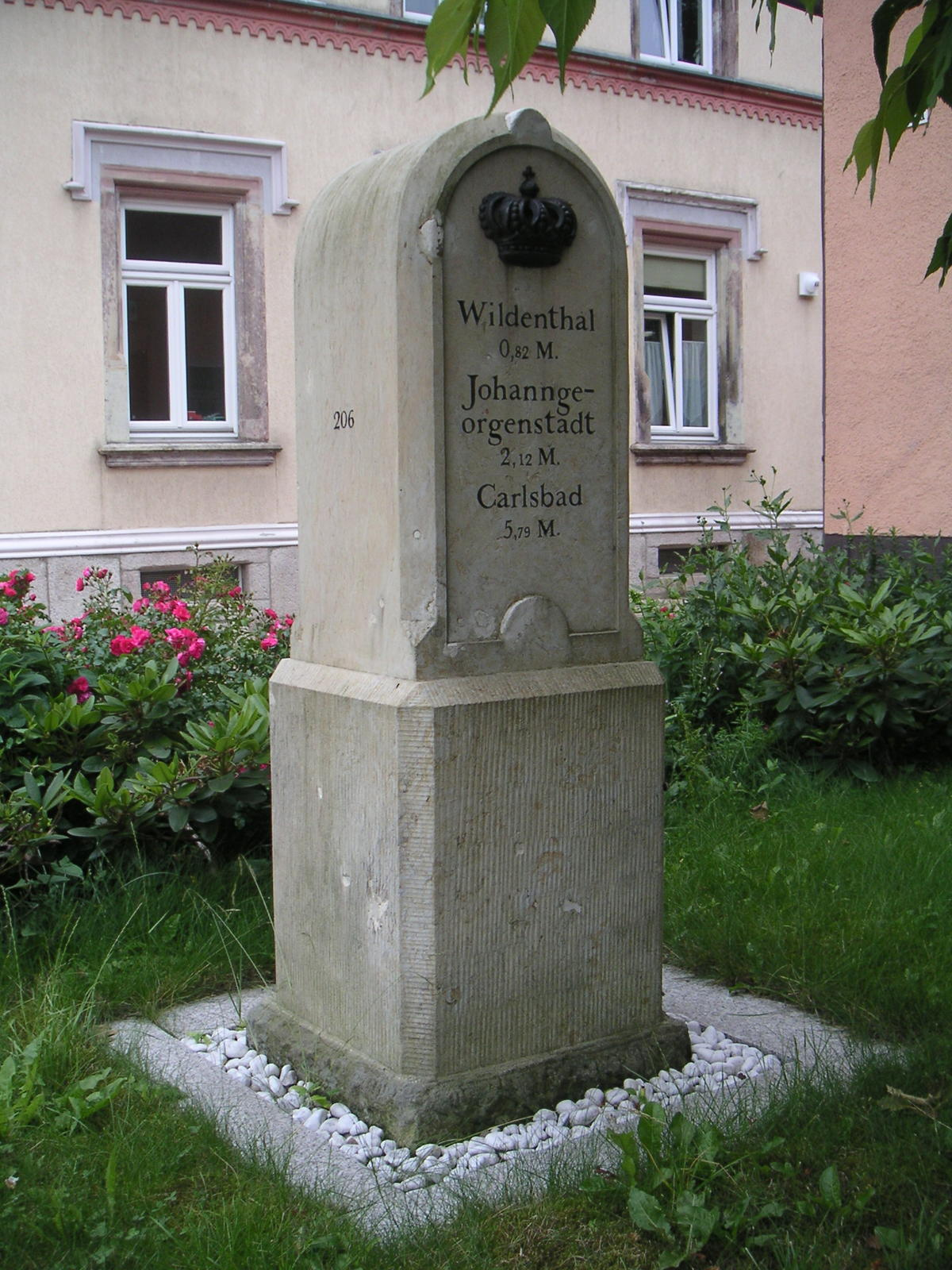
Stationsstein an der Karlsbader Straße, ehem. Zollamt
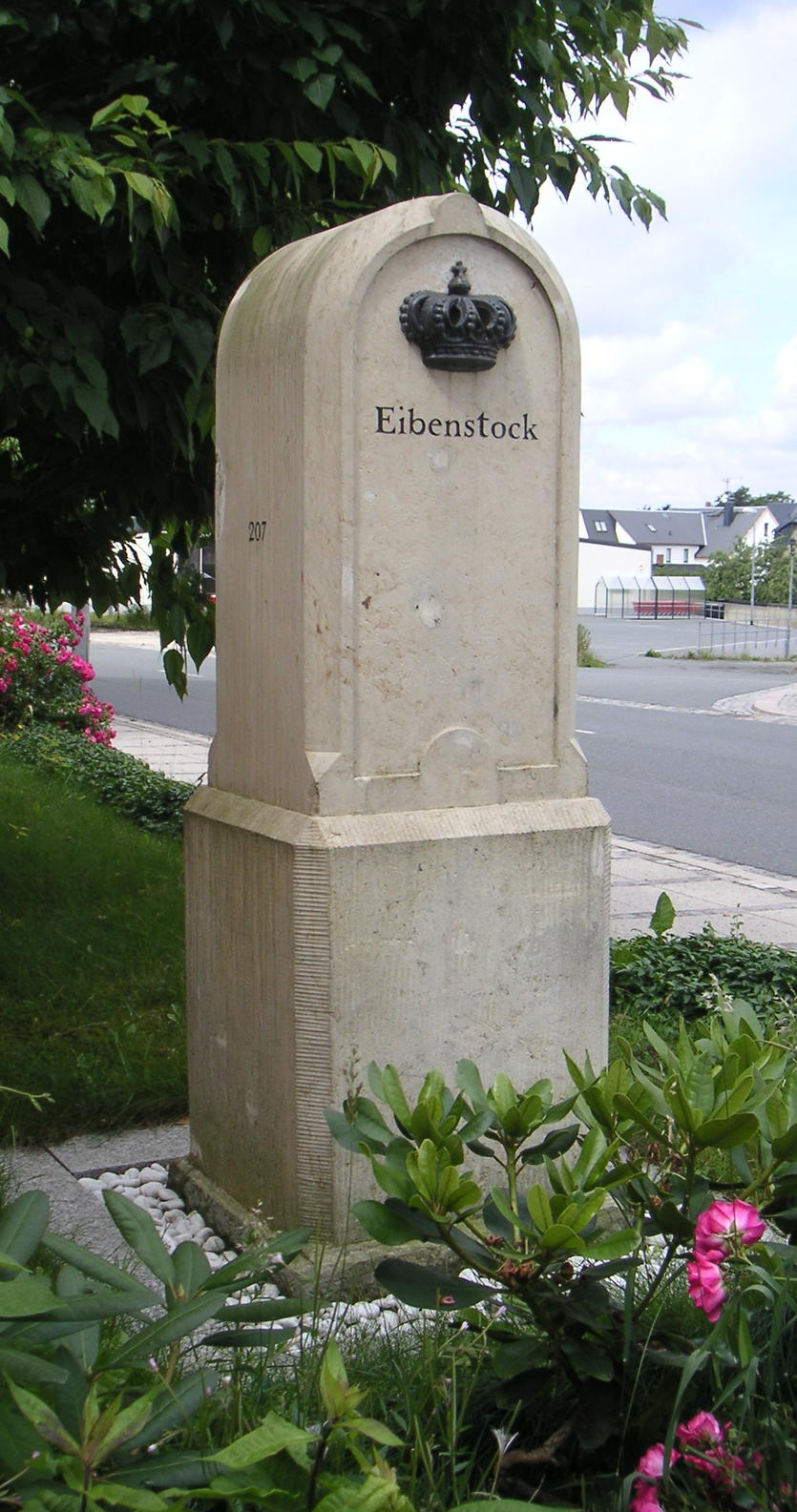
Stationsstein an der Karlsbader Straße, ehem. Zollamt
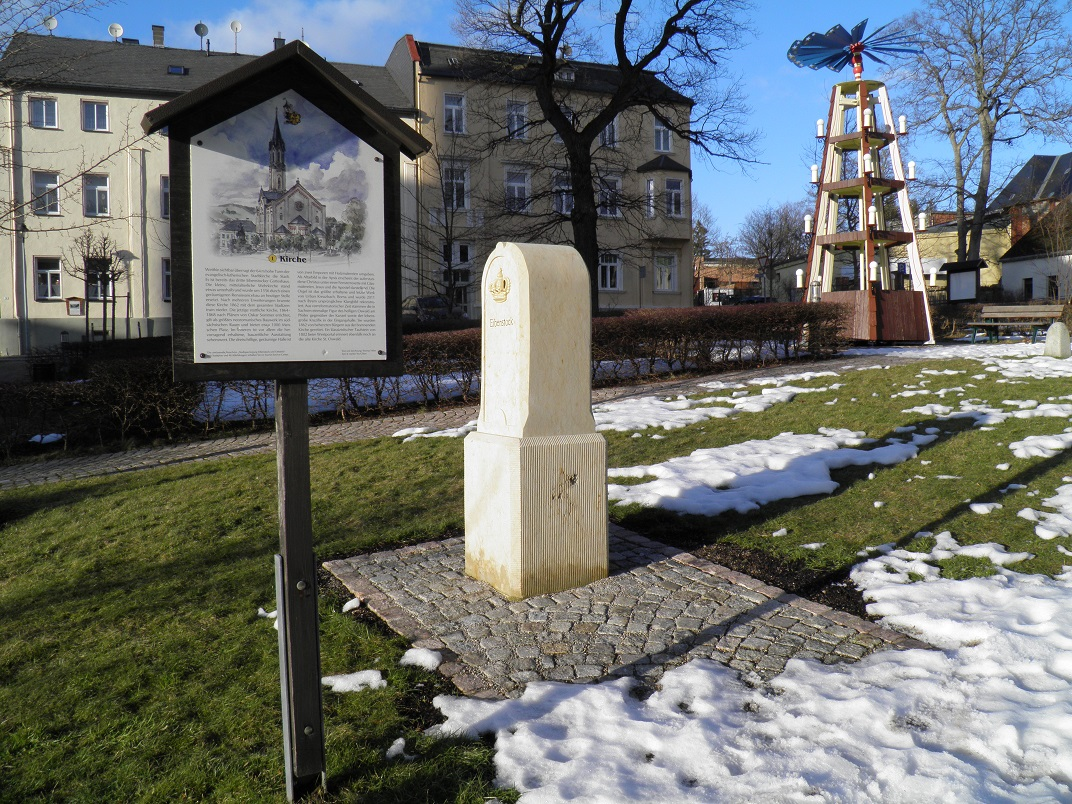
Stationsstein am Kirchplatz
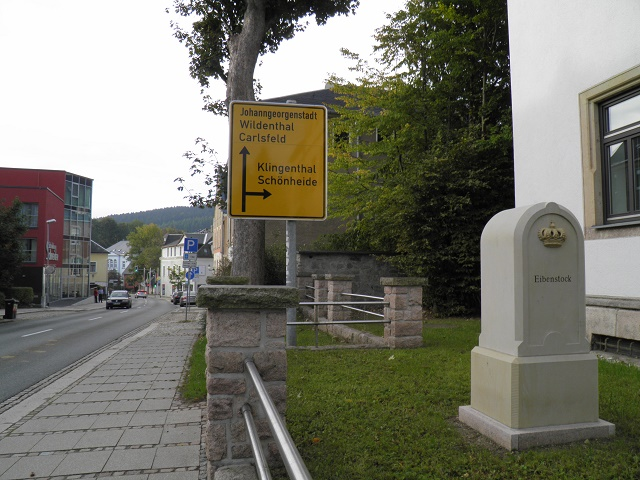
Stationsstein am ehem. Forstamt
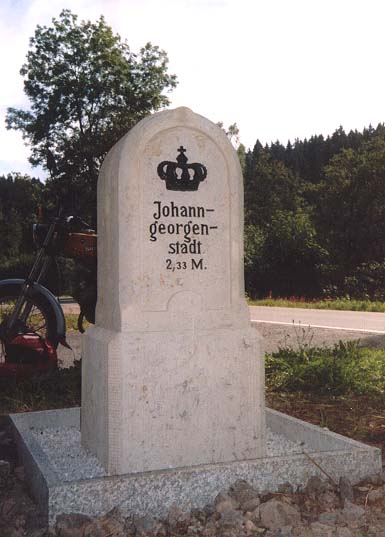
Ganzmeilenstein in Neues Wiesenhaus
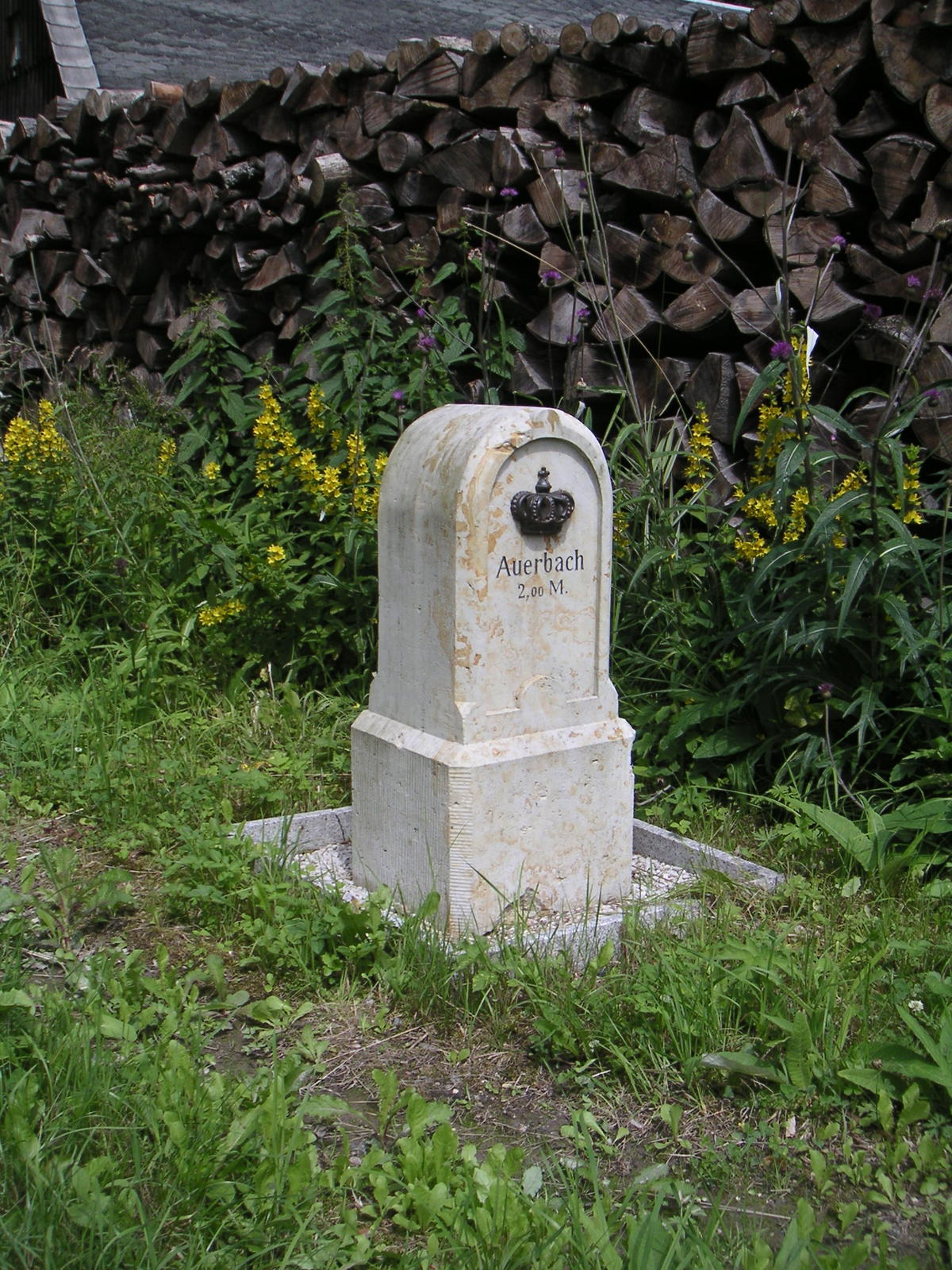
Ganzmeilenstein in Neues Wiesenhaus
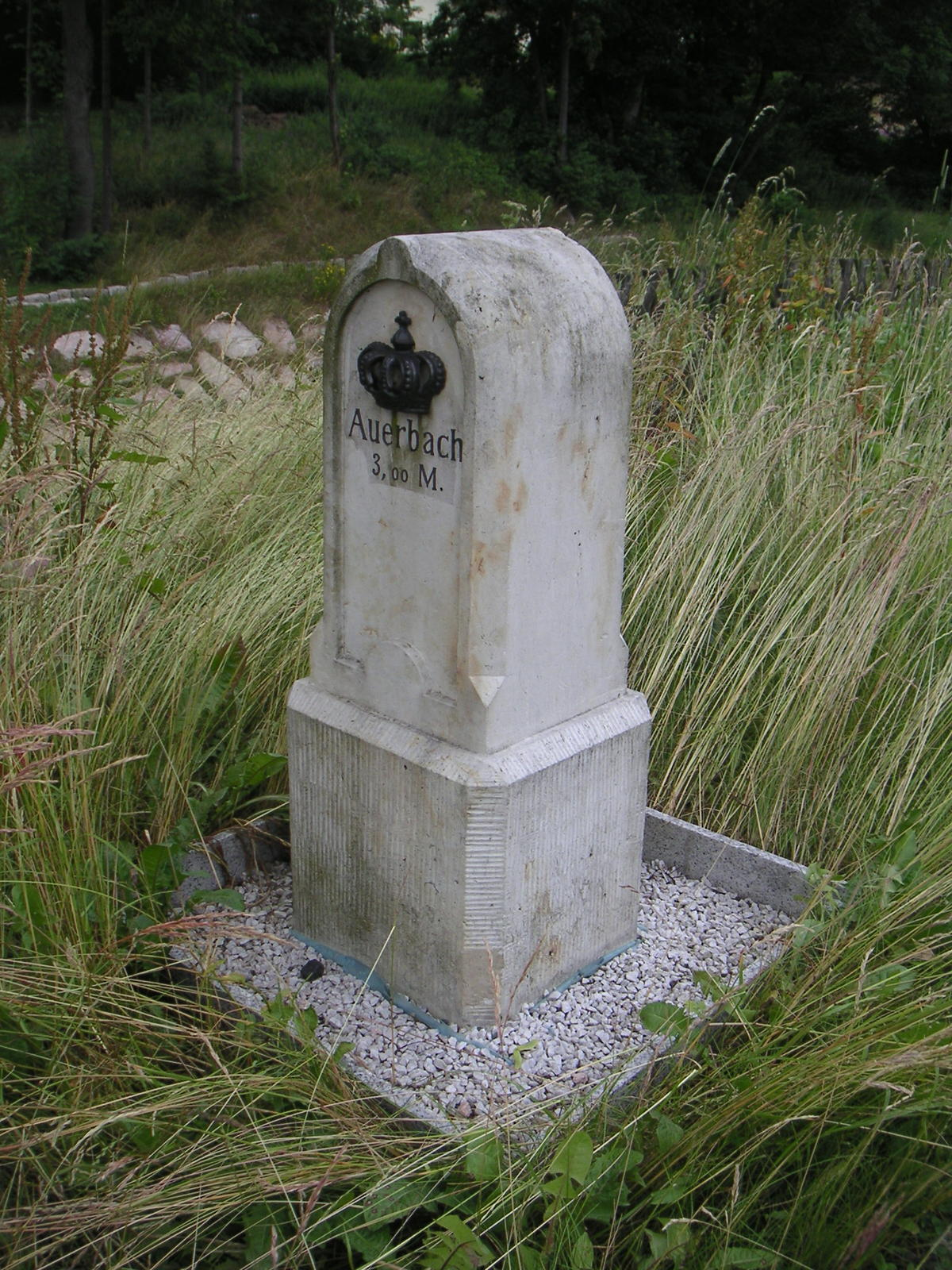
Ganzmeilenstein in Wildenthal
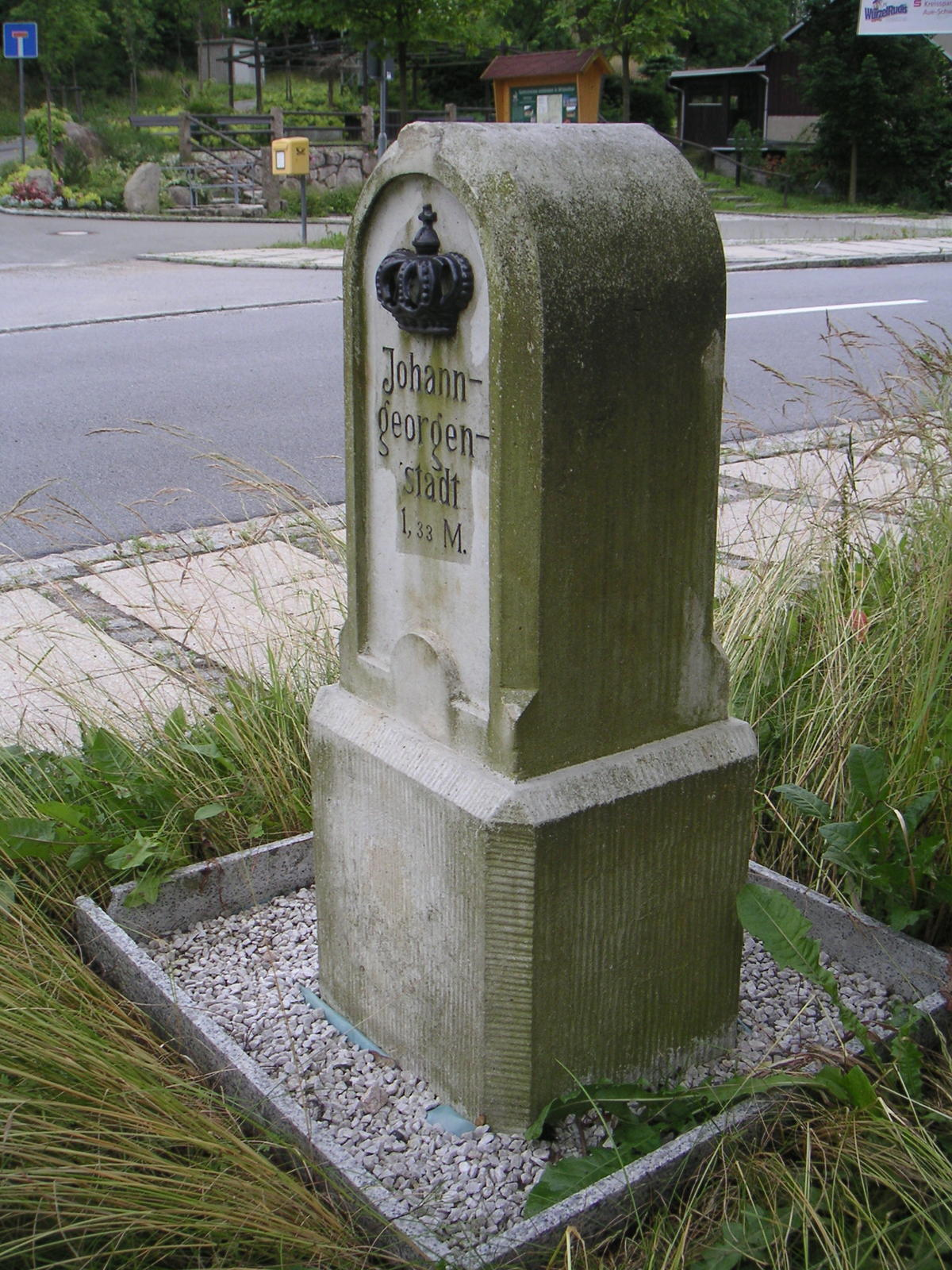
Ganzmeilenstein in Wildenthal
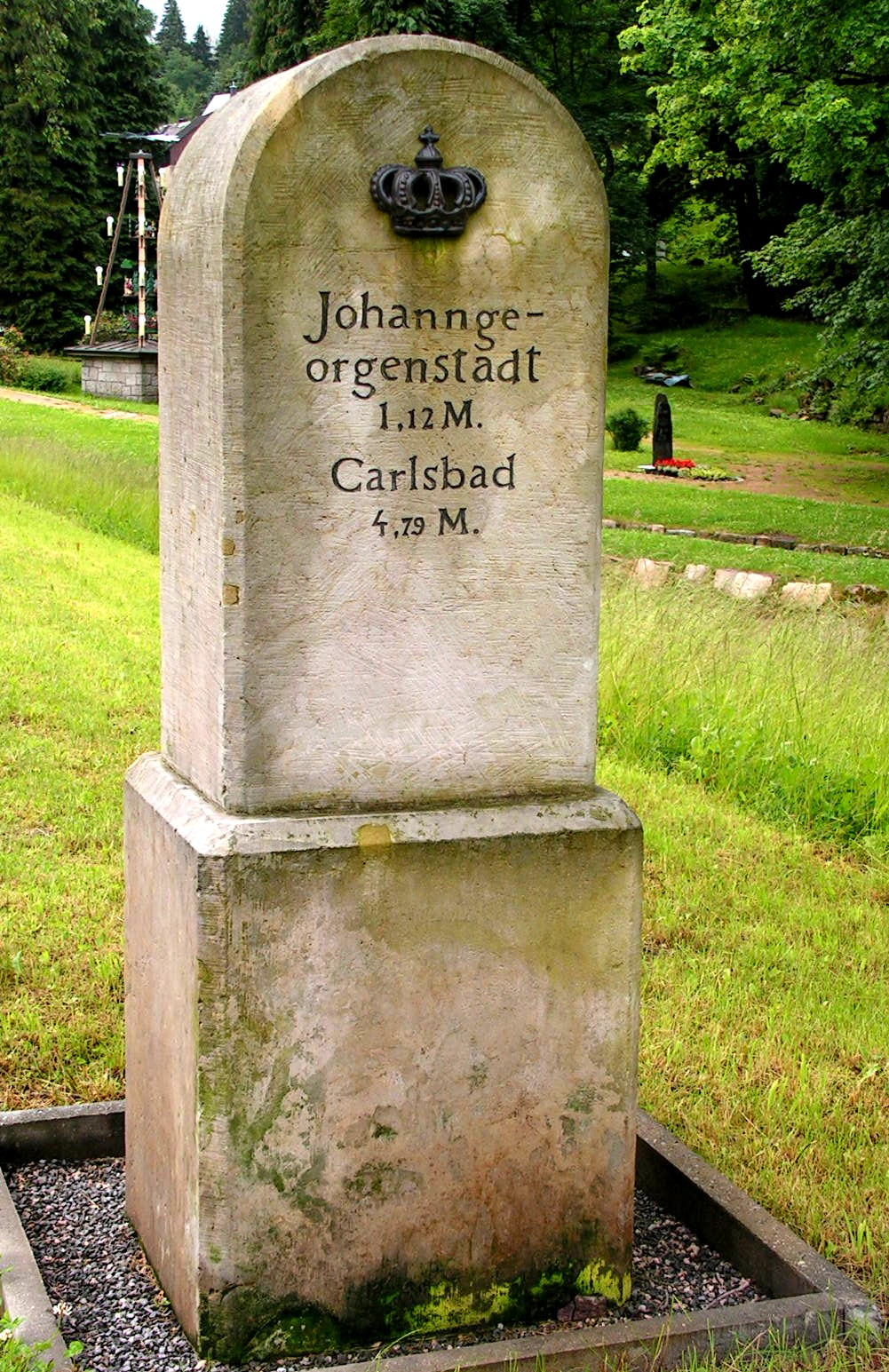
Abzweigstein in Wildenthal
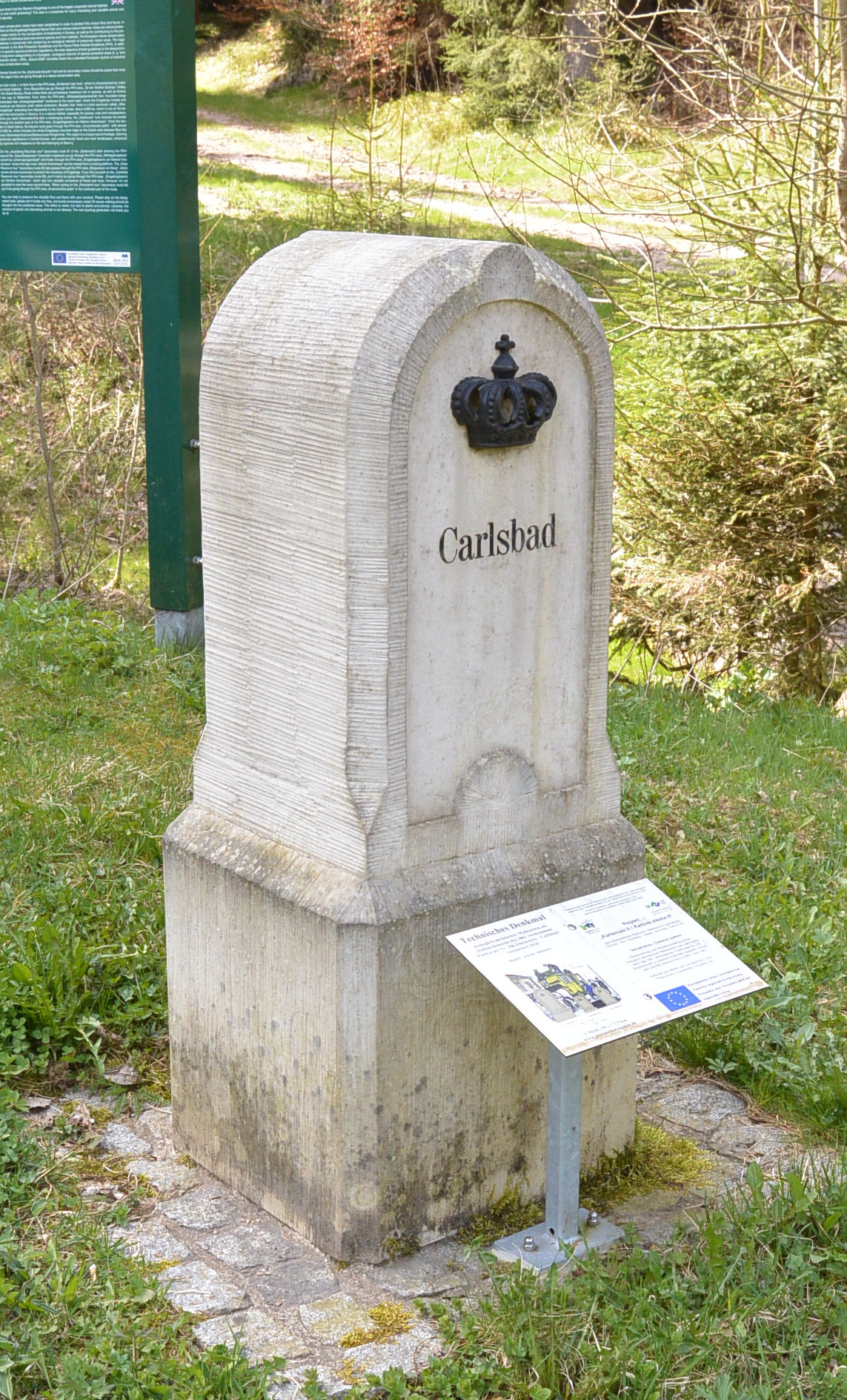
Meilenstein Oberwildenthal
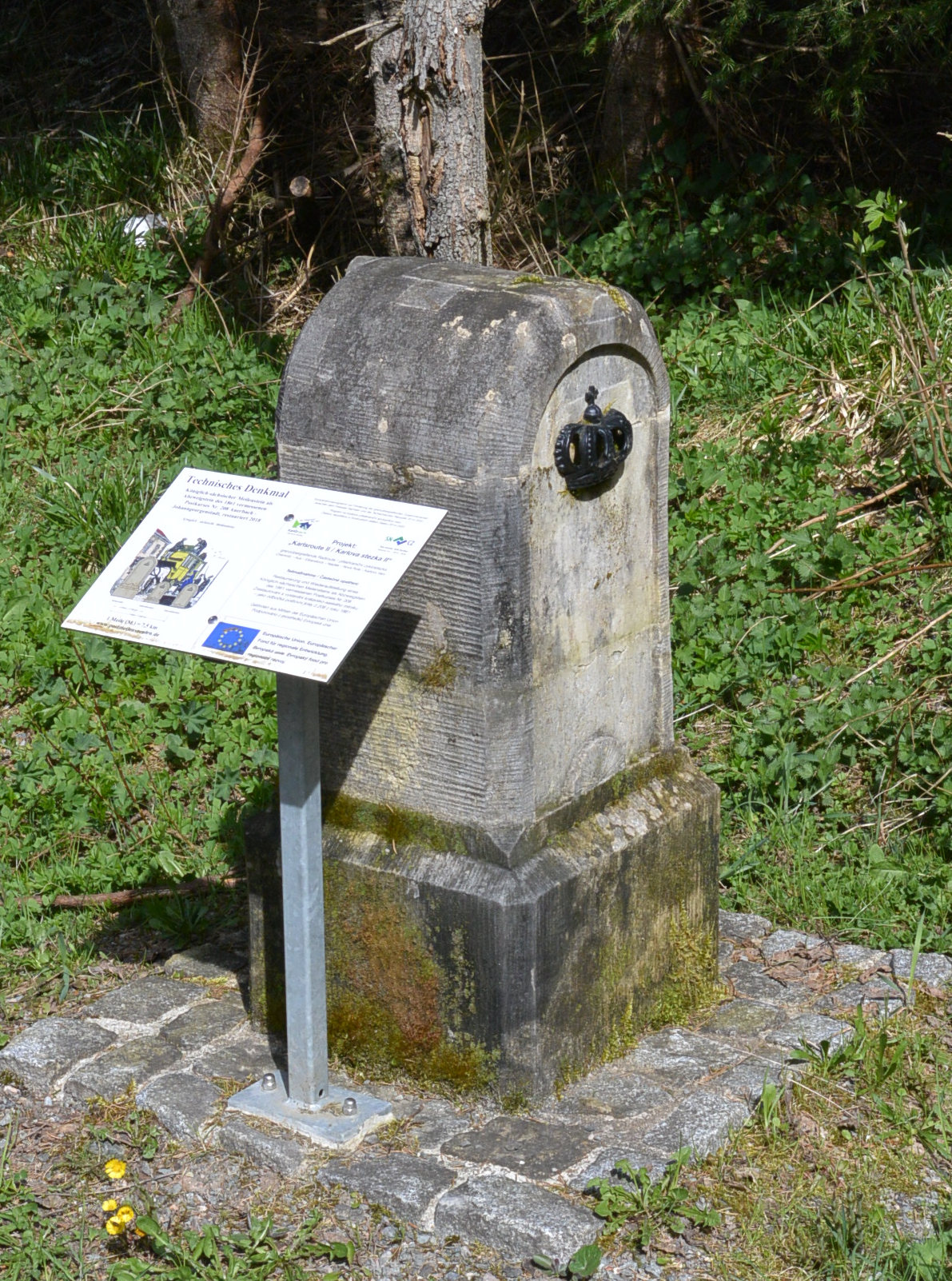
Halbmeilenstein Oberwildenthal
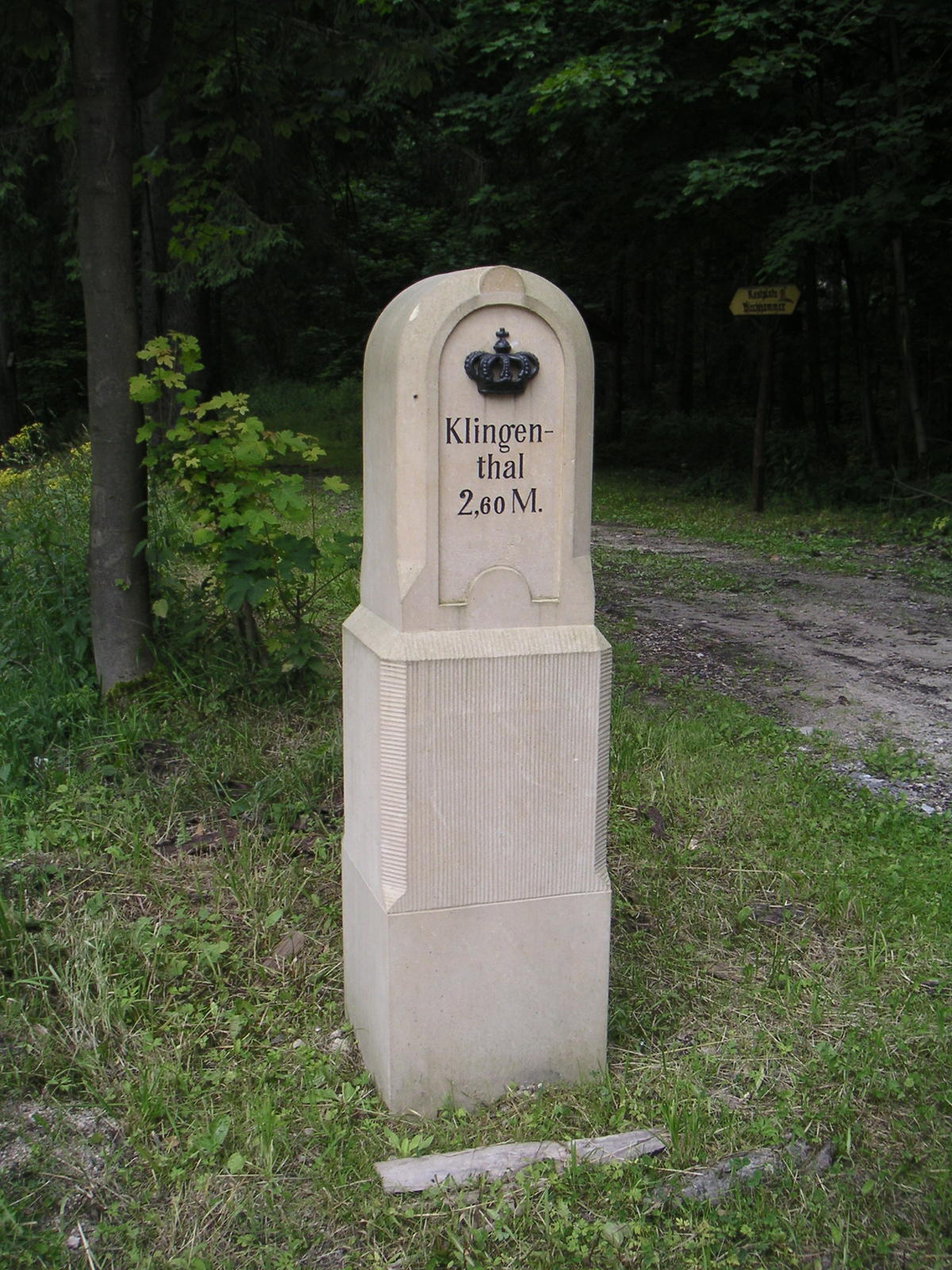
Ganzmeilenstein bei Blechhammer
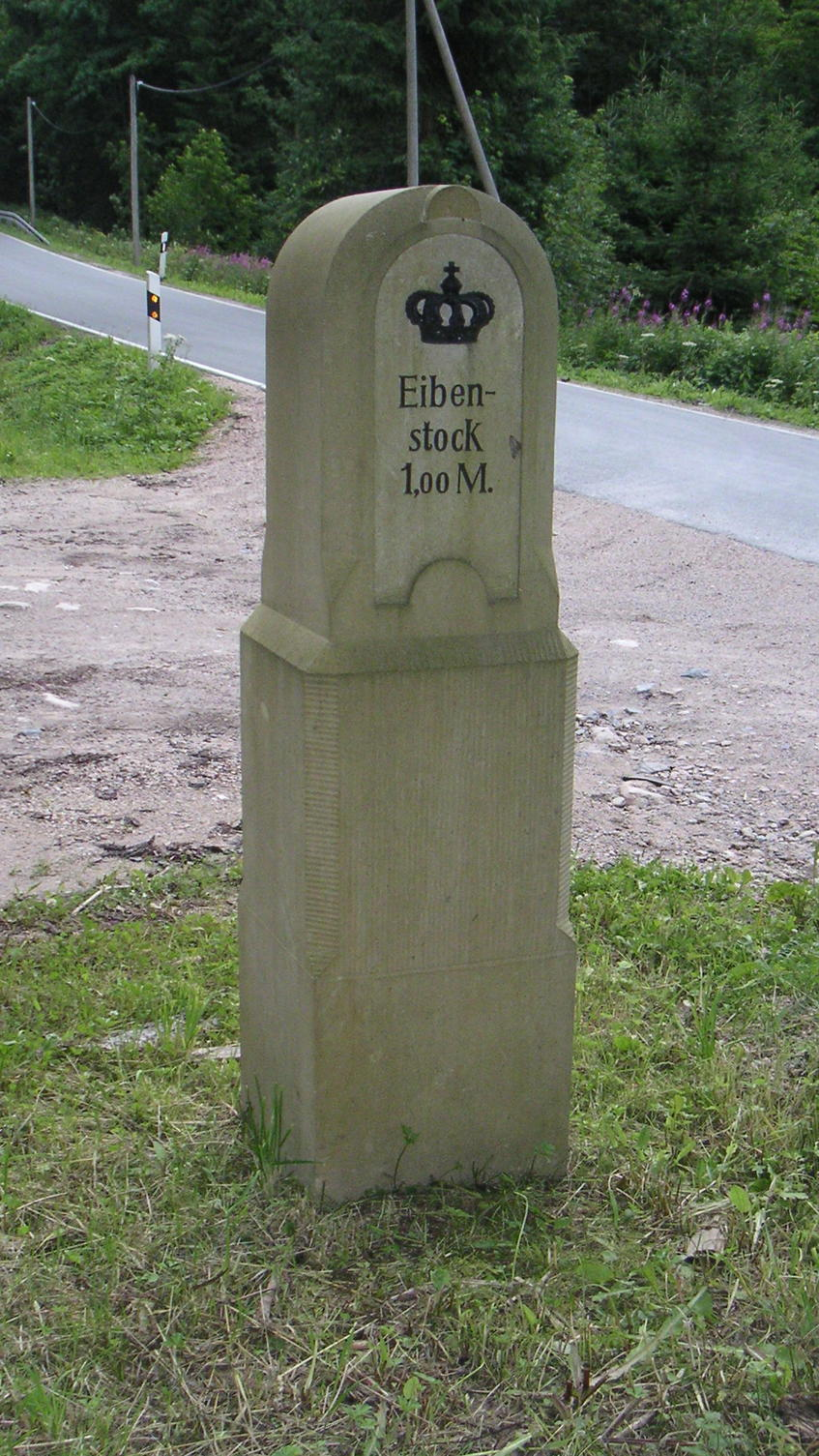
Ganzmeilenstein bei Blechhammer
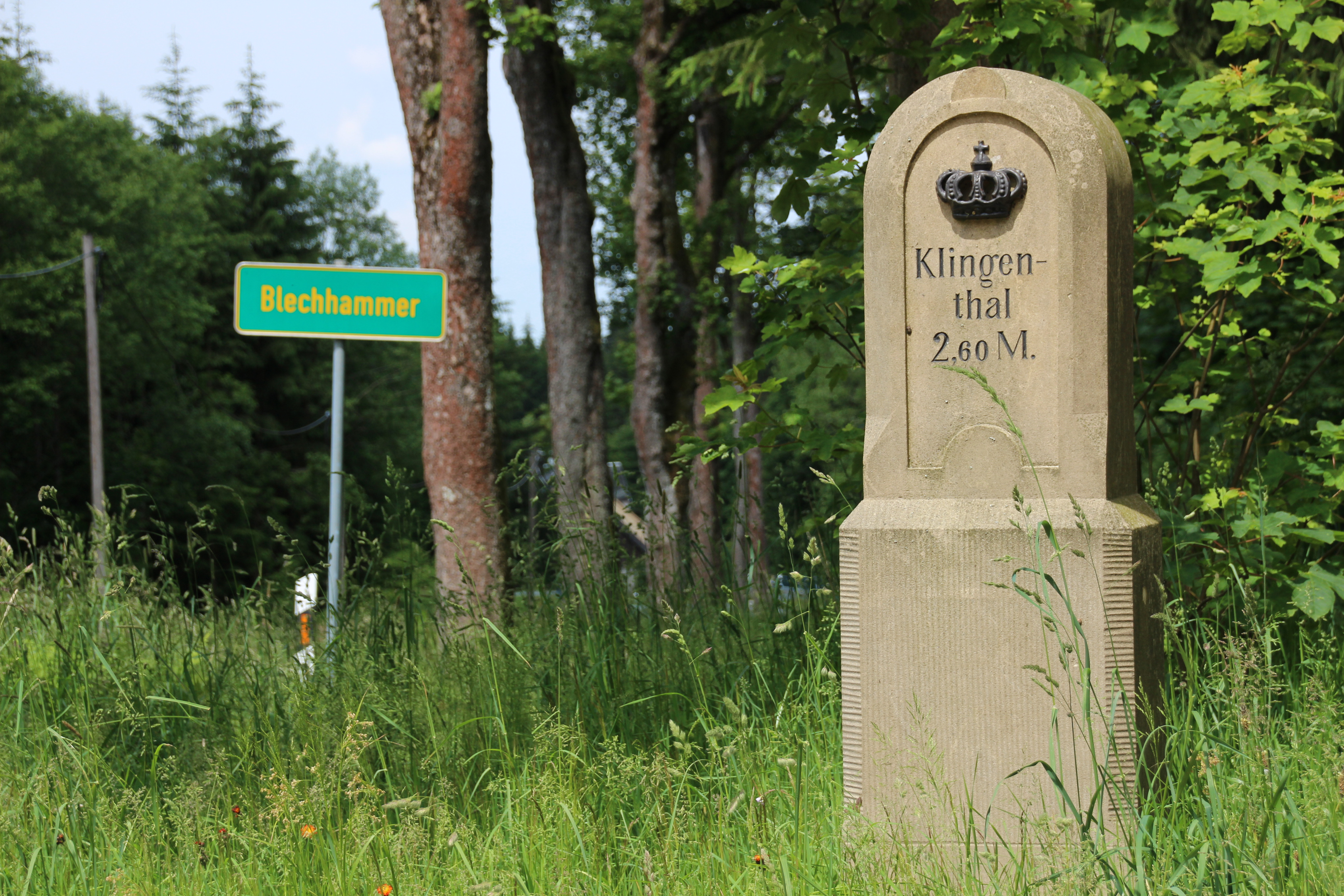
Blechhammer: Mit Ortseingangsschild aus Richtung Carlsfeld
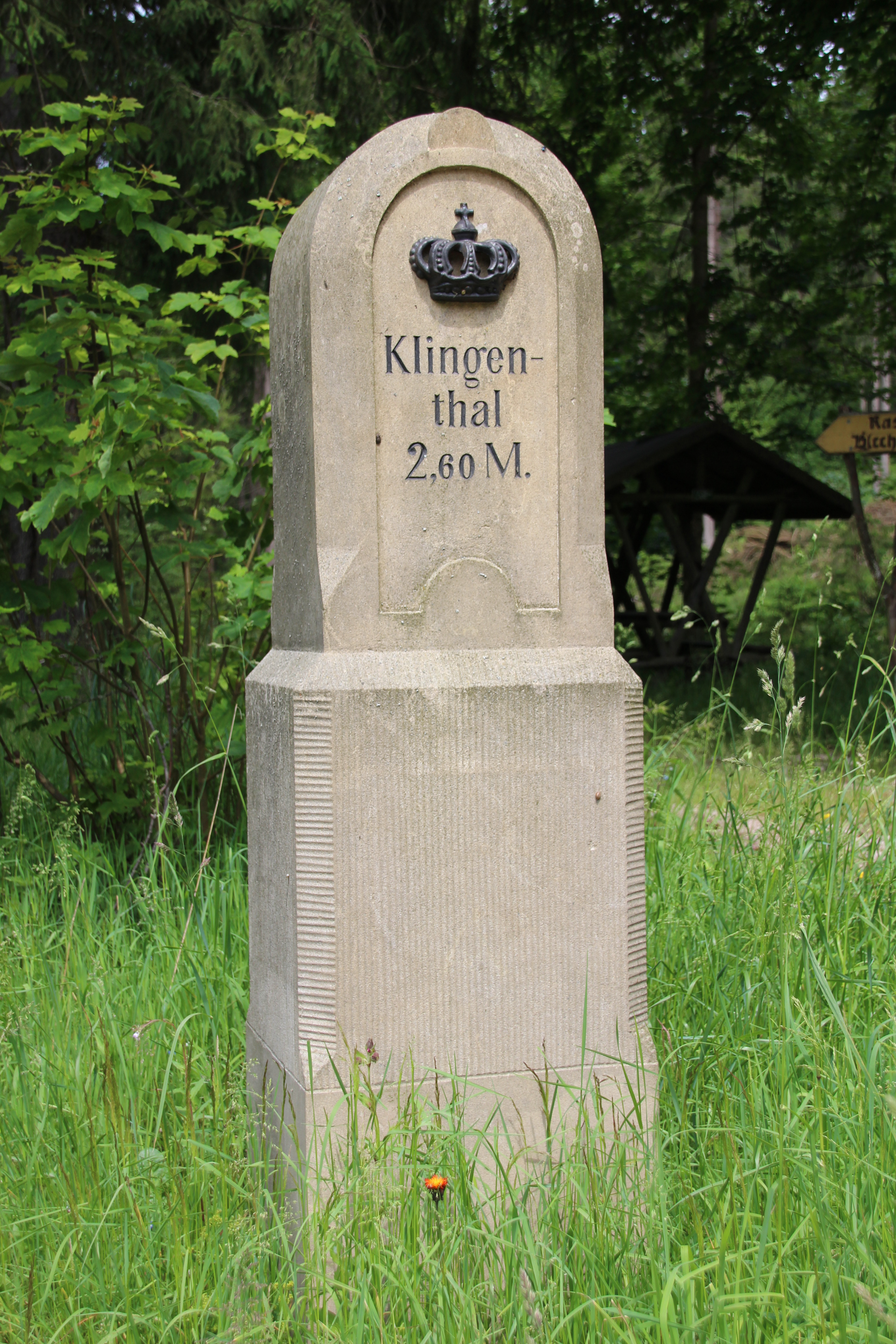
Blechhammer: Im Hintergrund der frühere Bahn-Haltepunkt
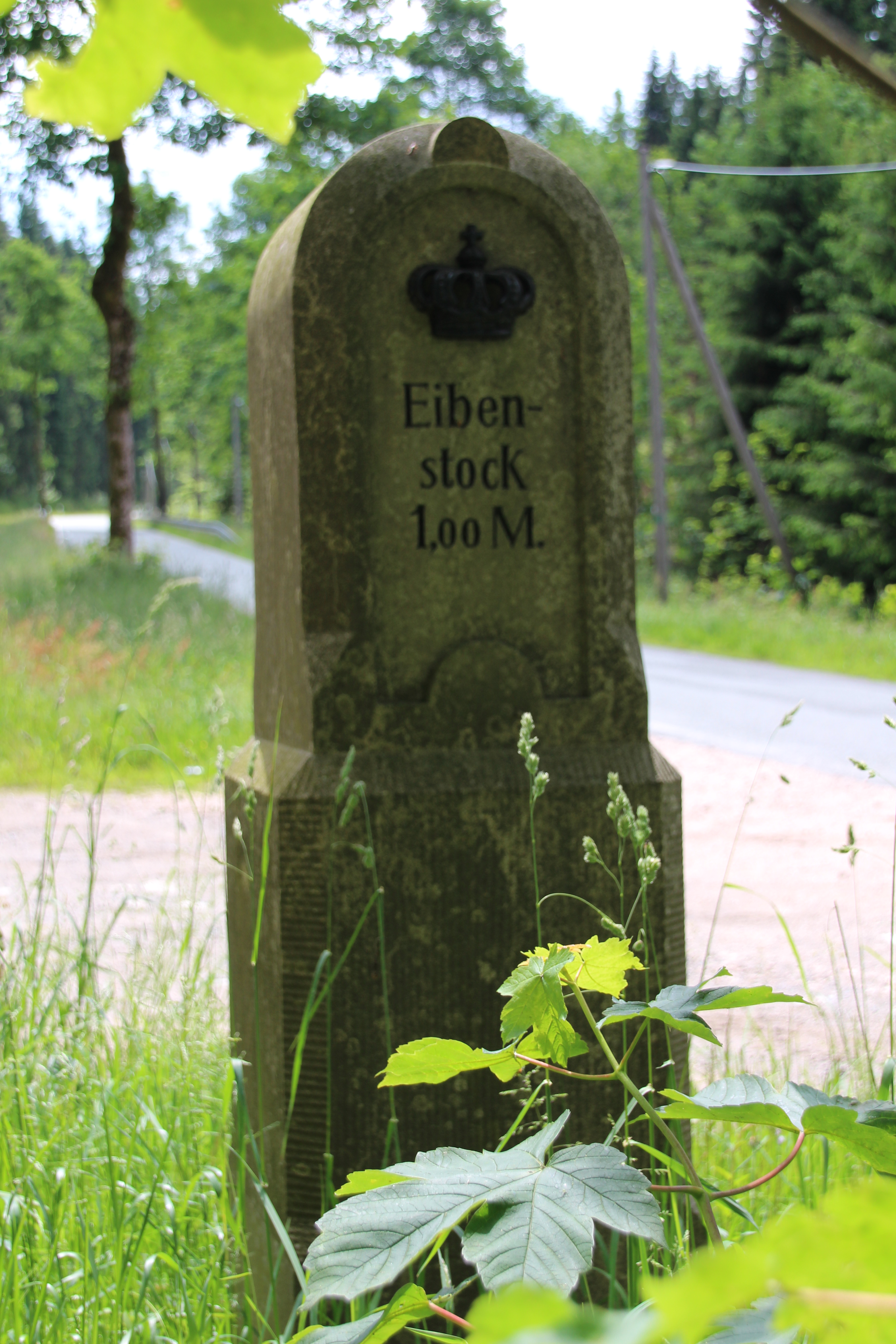
Blechhammer: Aufschriftseite „Eibenstock 1,00 M.“
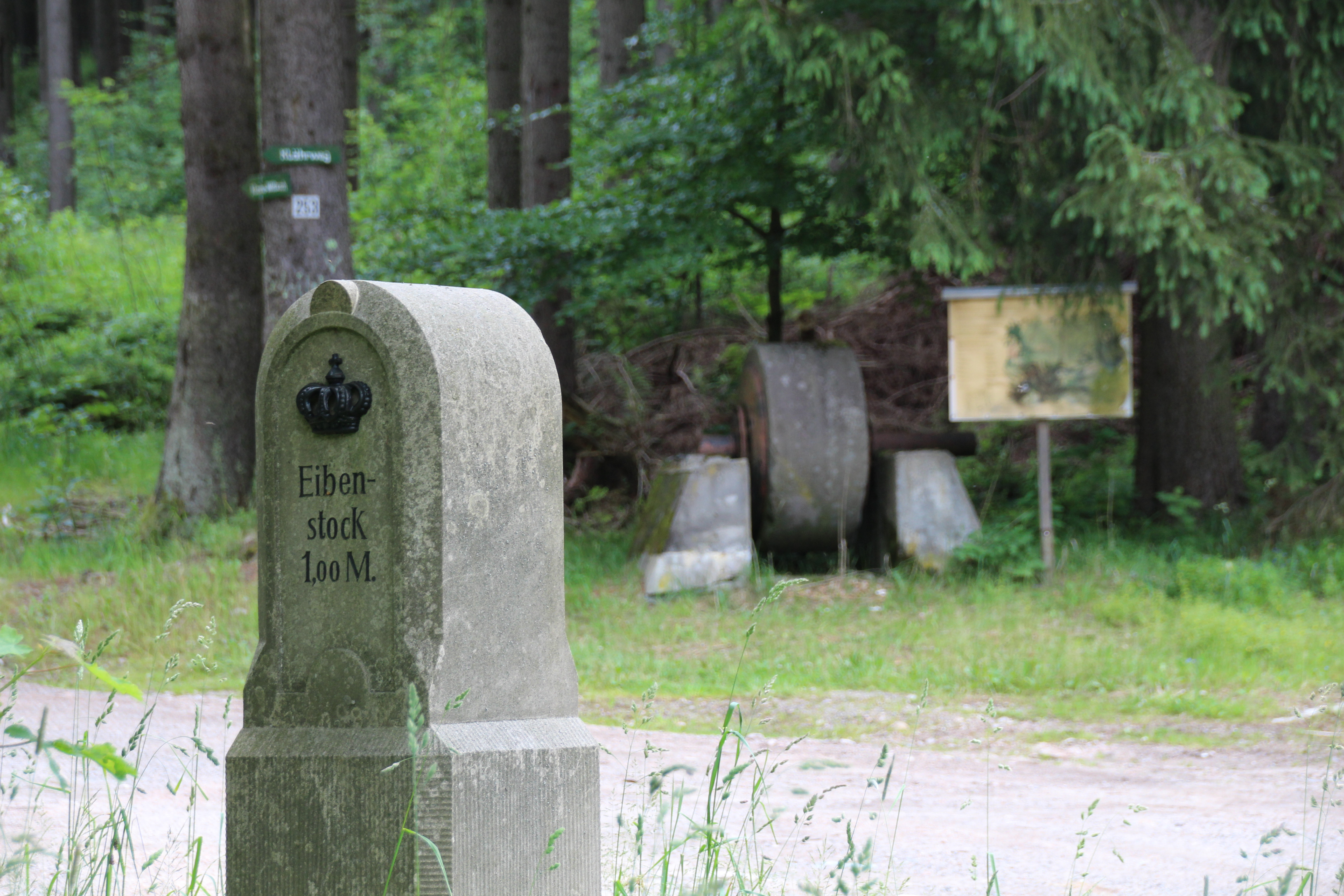
Blechhammer: Im Hintergrund beginnt der „Kleine Wilzschweg“
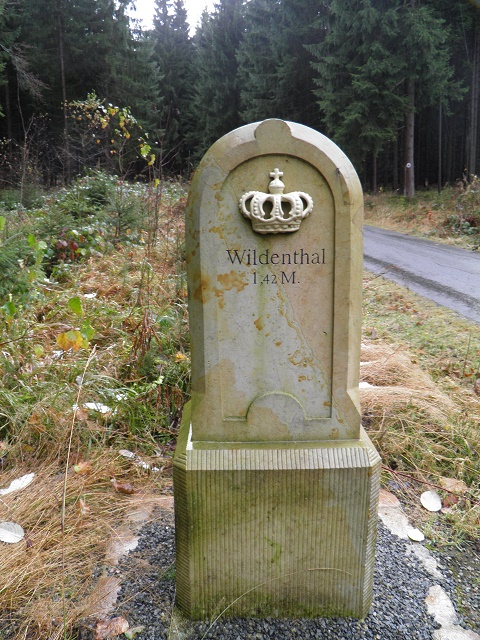
Ganzmeilenstein Sosa, Riesenberger Straße
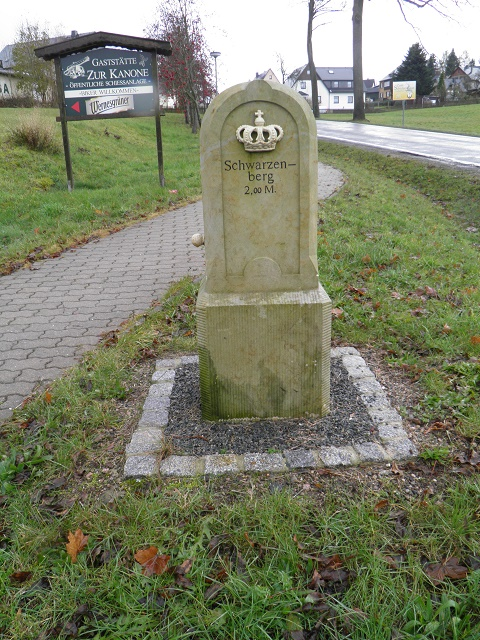
Ganzmeilenstein Sosa, S. 274
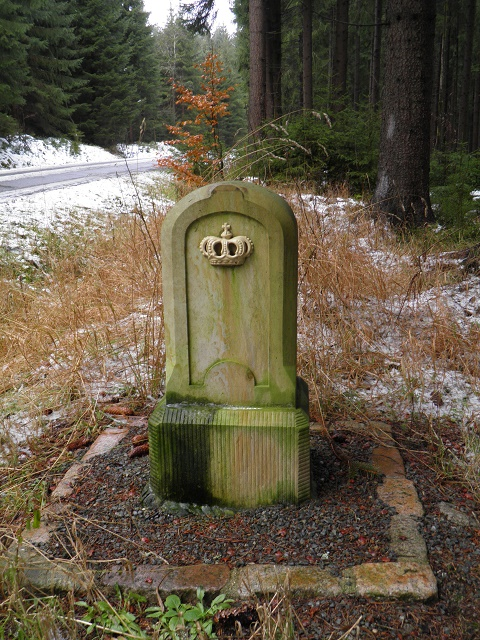
Halbmeilenstein Sosa, Richtung Steinbach

### Elstertrebnitz
Elstertrebnitz: Grenzübergangsstein neben glockenförmigem preußischen Halbmeilenstein an der alten Fernverkehrsstraße 2

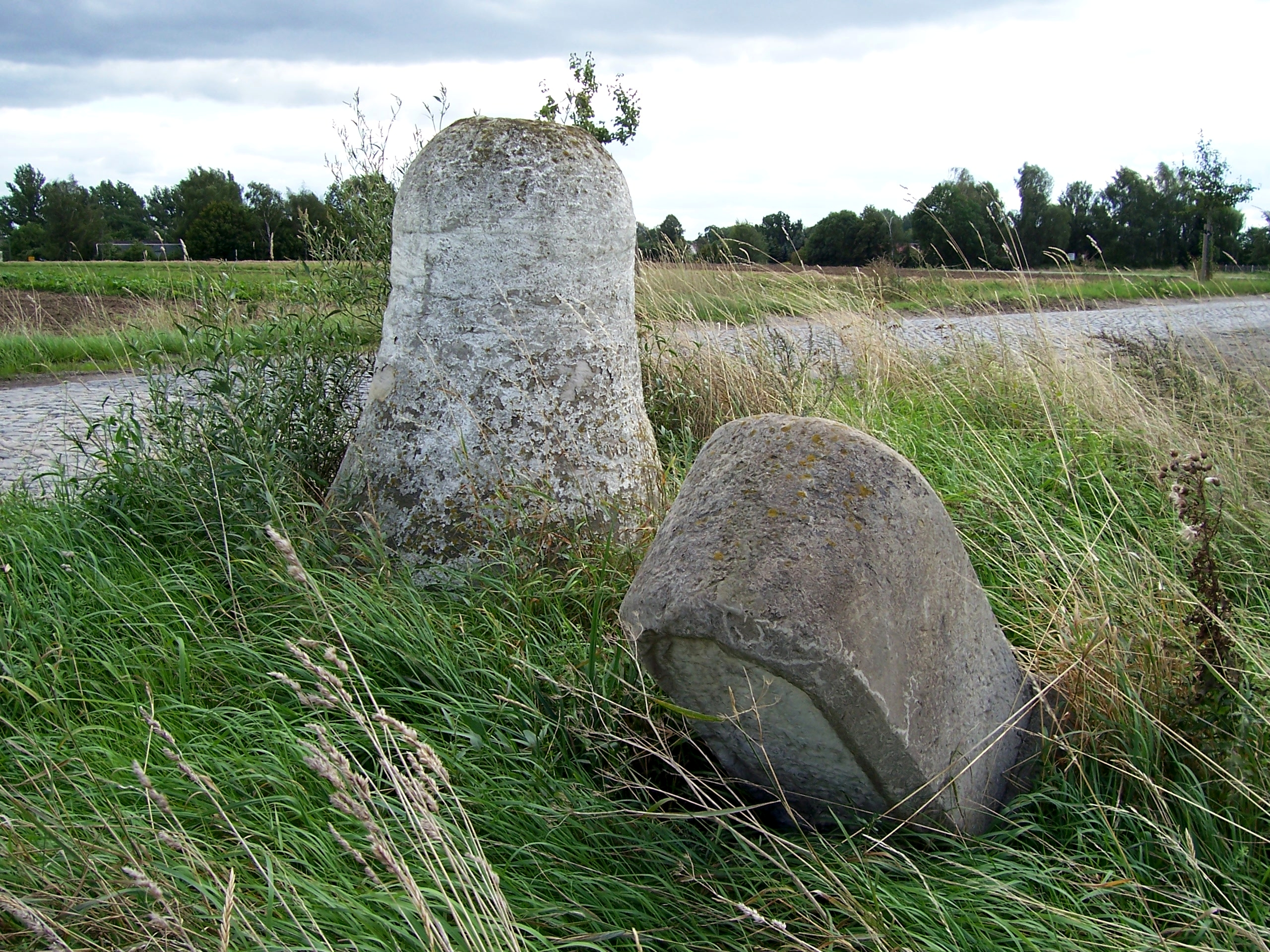
Grenzübergangsstein
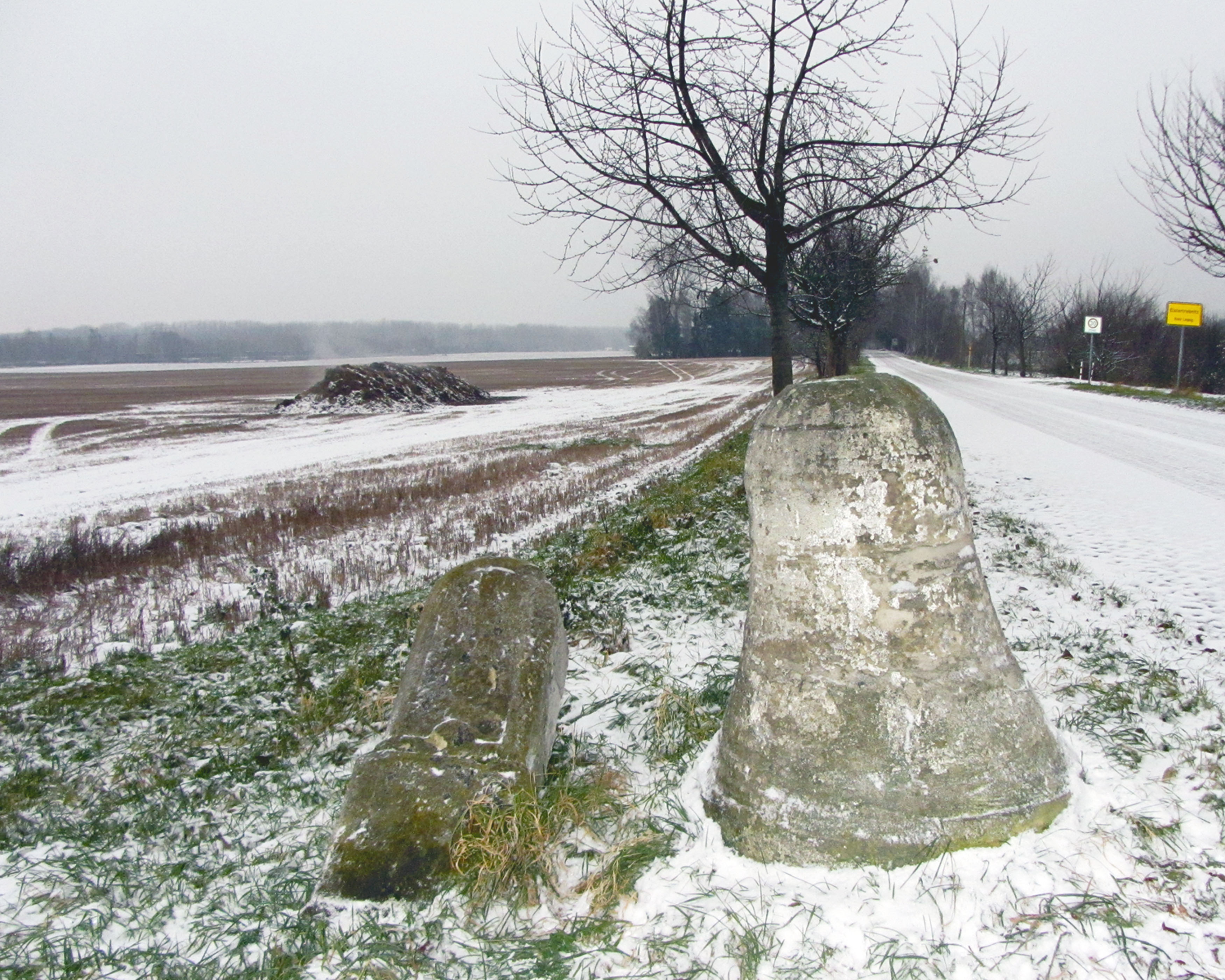
Grenzübergangsstein

### Elterlein
Elterlein Ganzmeilenstein an der S 258 beim OT Burgstädtel

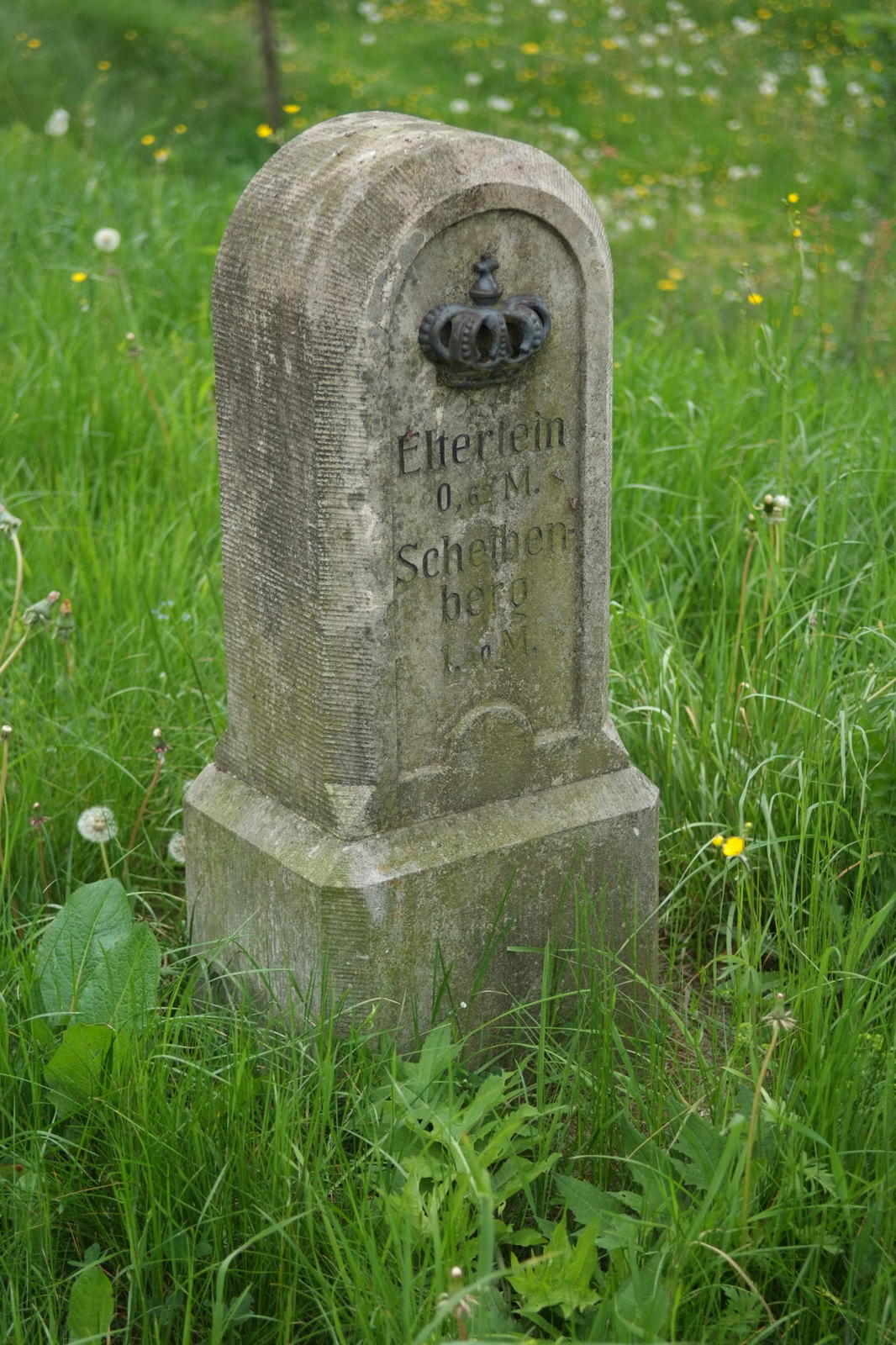
Ganzmeilenstein bei Burgstädtel
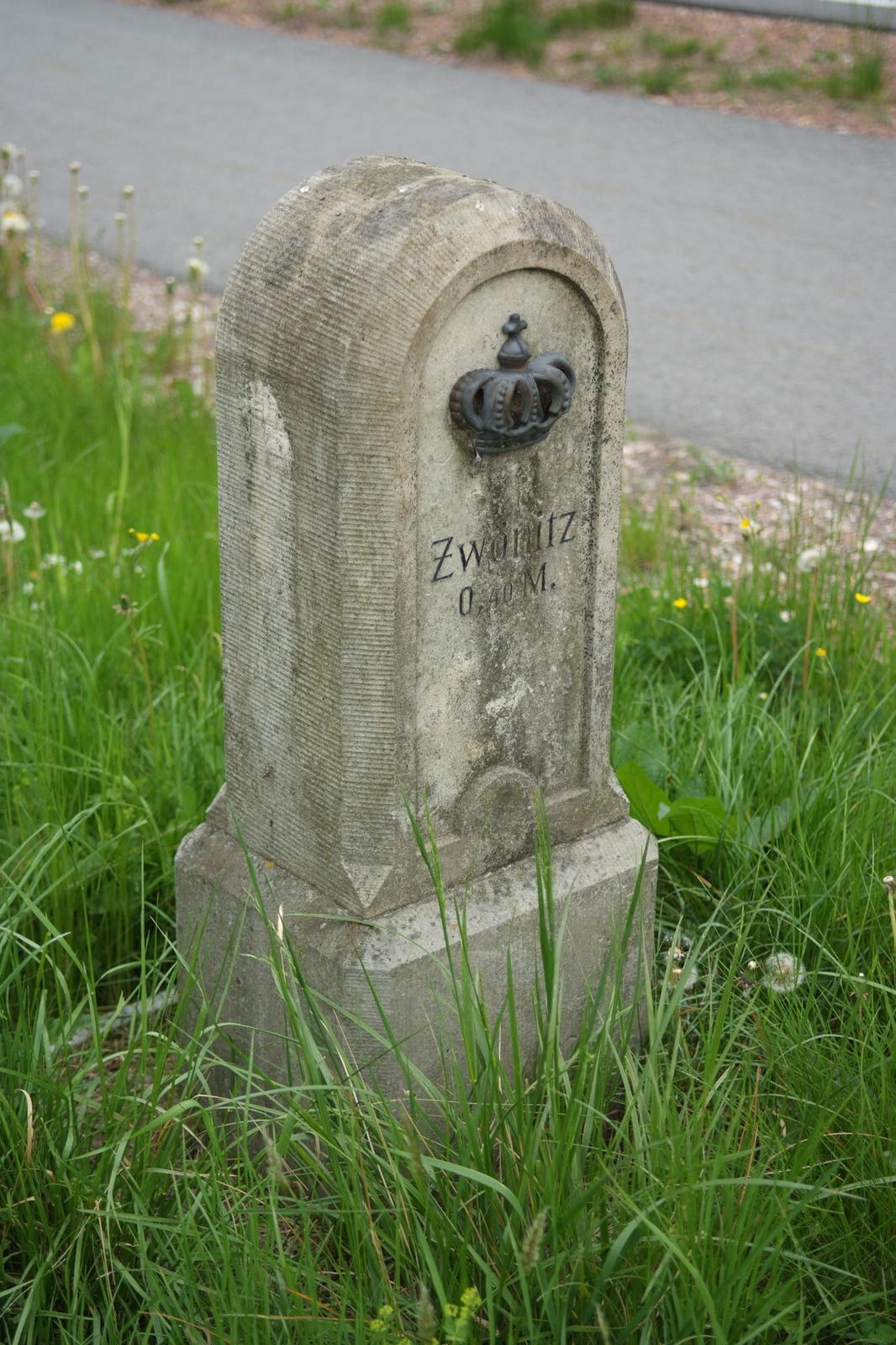
Ganzmeilenstein bei Burgstädtel

### Eppendorf
Eppendorf: Halbmeilenstein an der Borstendorfer Straße im OT Ebersbach (N50°47.028 E013°13.575); Originaloberteil in der örtlichen Heimatsammlung

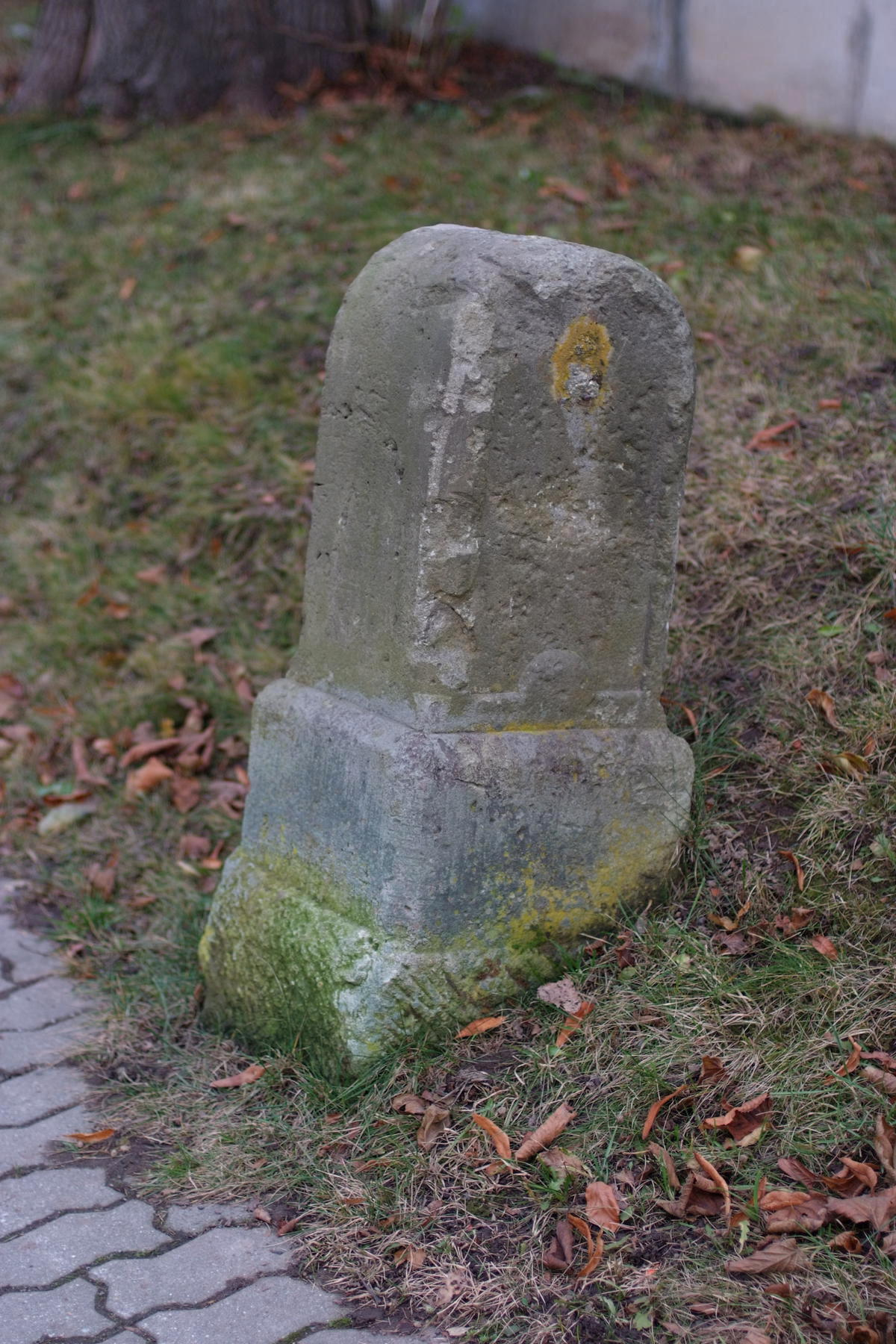
Halbmeilenstein vor der Restaurierung
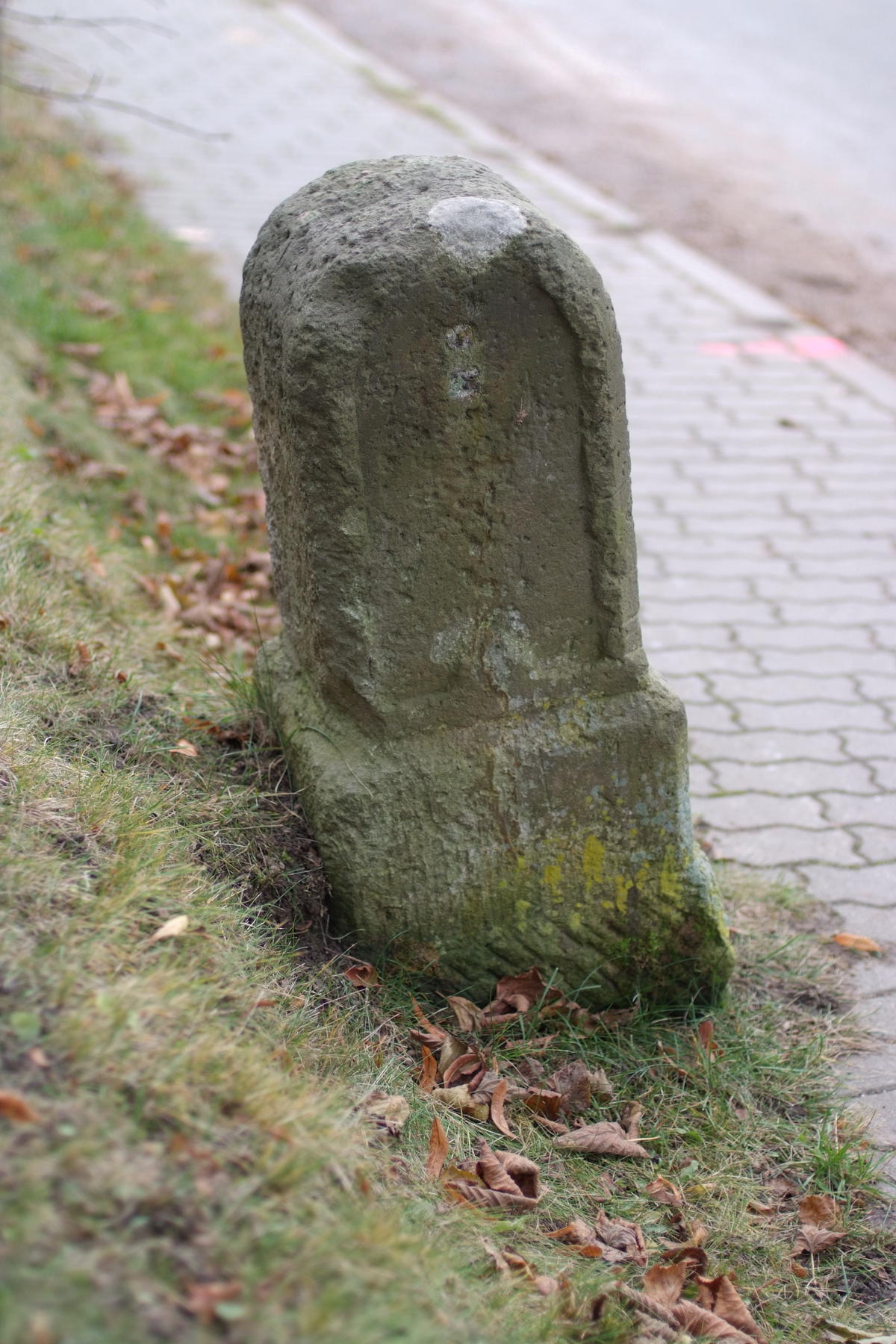
Halbmeilenstein vor der Restaurierung
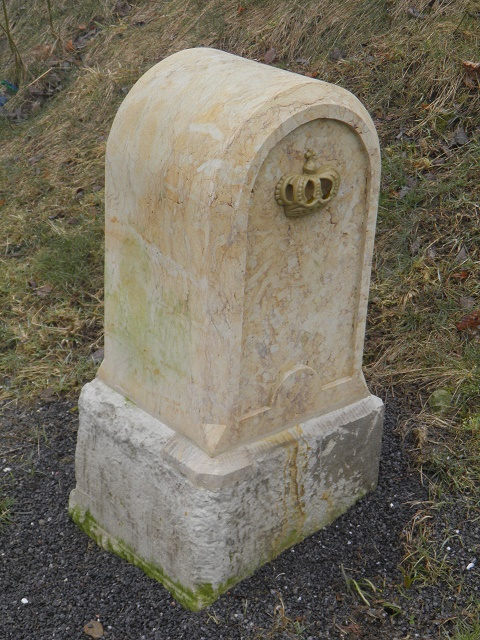
Halbmeilenstein nach der Restaurierung

### Erlau
Ganzmeilenstein an der S 200, Hauptstraße in Erlau, OT Schweikershain, am Sportkomplex, mit Originalstandort an der S 200, auf halbem Weg zum Bahnhof (unweit Flurgrenze Crossen) bzw. zuletzt als Kilometer- bzw. Straßenwärterstein an der S 200 Richtung Holzhausen.

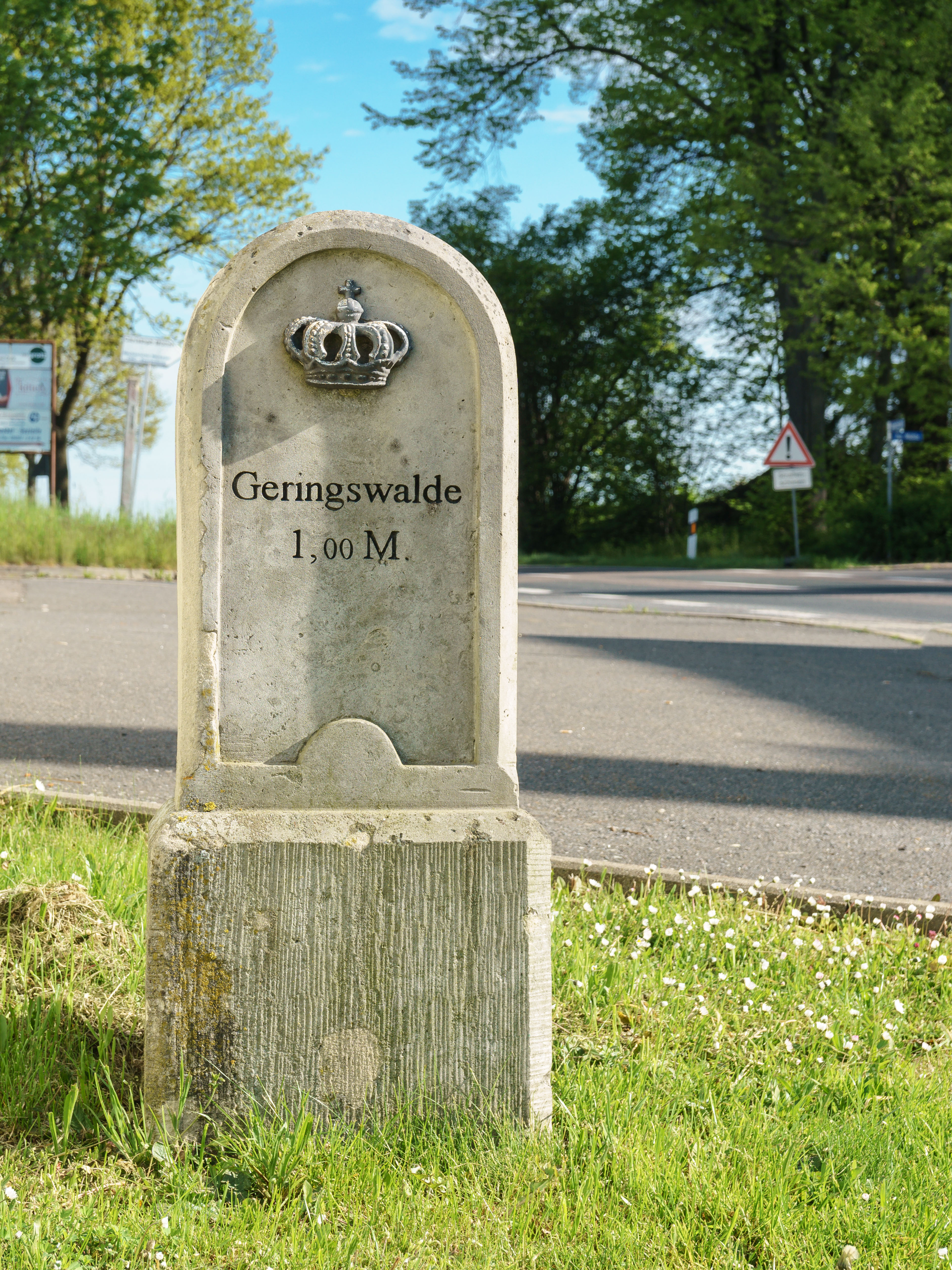
Ganzmeilenstein in Schweikershain
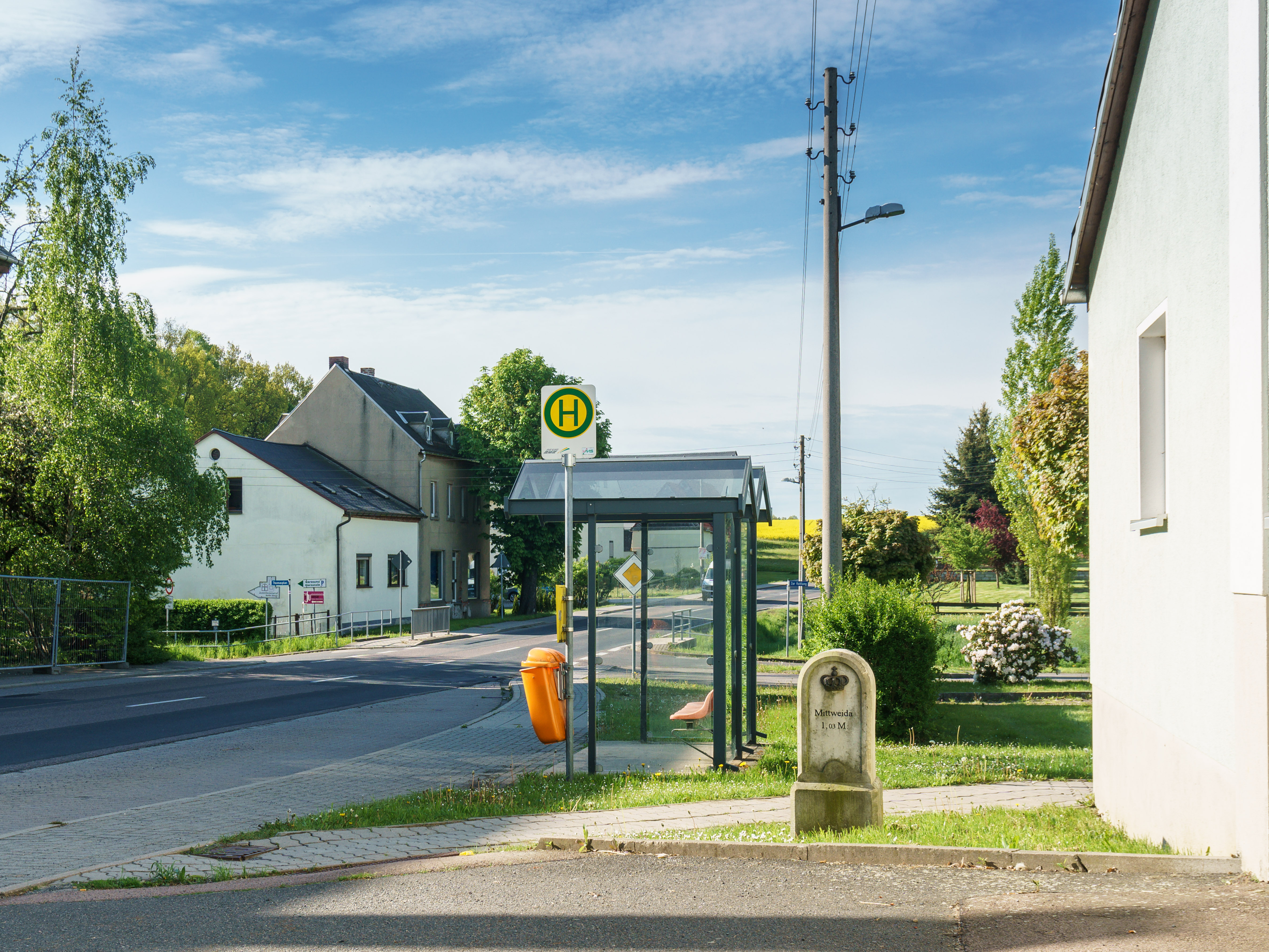
Ganzmeilenstein in Schweikershain

### Frauenstein
Frauenstein
1. Stationsstein I (verändert um 1900) an der B 171 im Zuge der Obergebirgischen Poststraße, unweit der Kreuzung mit der Freiberg-Teplitzer Poststraße (S 184 – Kammstraße), 2008 restauriert und einige Meter weiter nach Süden versetzt
2. Stationsstein II (original), bis 2008 in einer gepflasterten Einfahrt unweit des Stationssteins (ehem. Straßenwärterhütte), dann restauriert und zum Markt, in die Nähe des Originalstandortes (Abzweig nach Tharandt) versetzt.
3. Halbmeilenstein vom Postkurs Tharandt-Frauenstein am Silbermannweg im OT Kleinbobritzsch

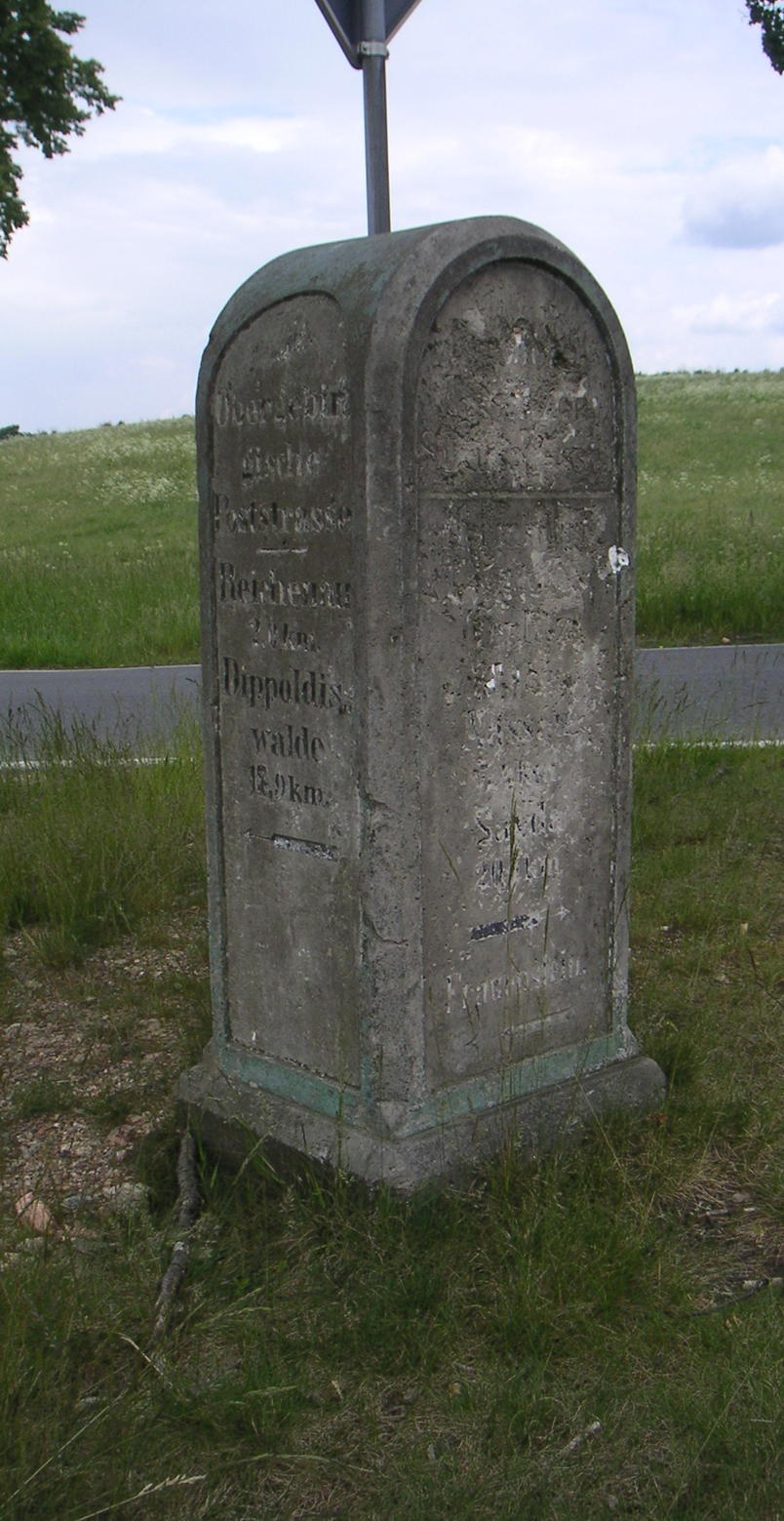
Stationsstein I, an der B 171 (vor der Restaurierung)
Stationsstein I, an der B 171 nach der Restaurierung und Versetzung 2008
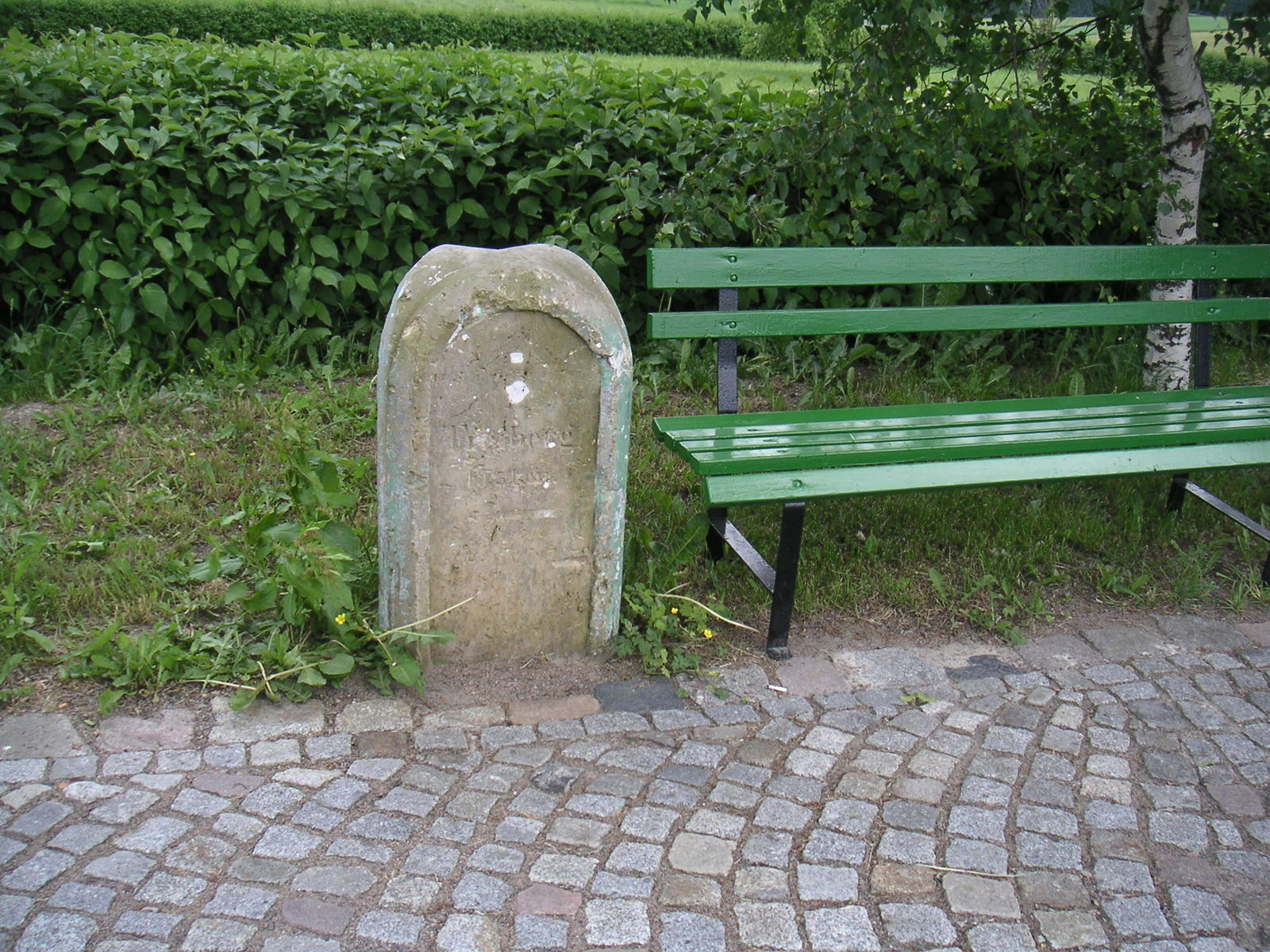
Stationsstein II, am Fundort (vor der Restaurierung)
Stationsstein II, restauriert seit 2008 am Markt
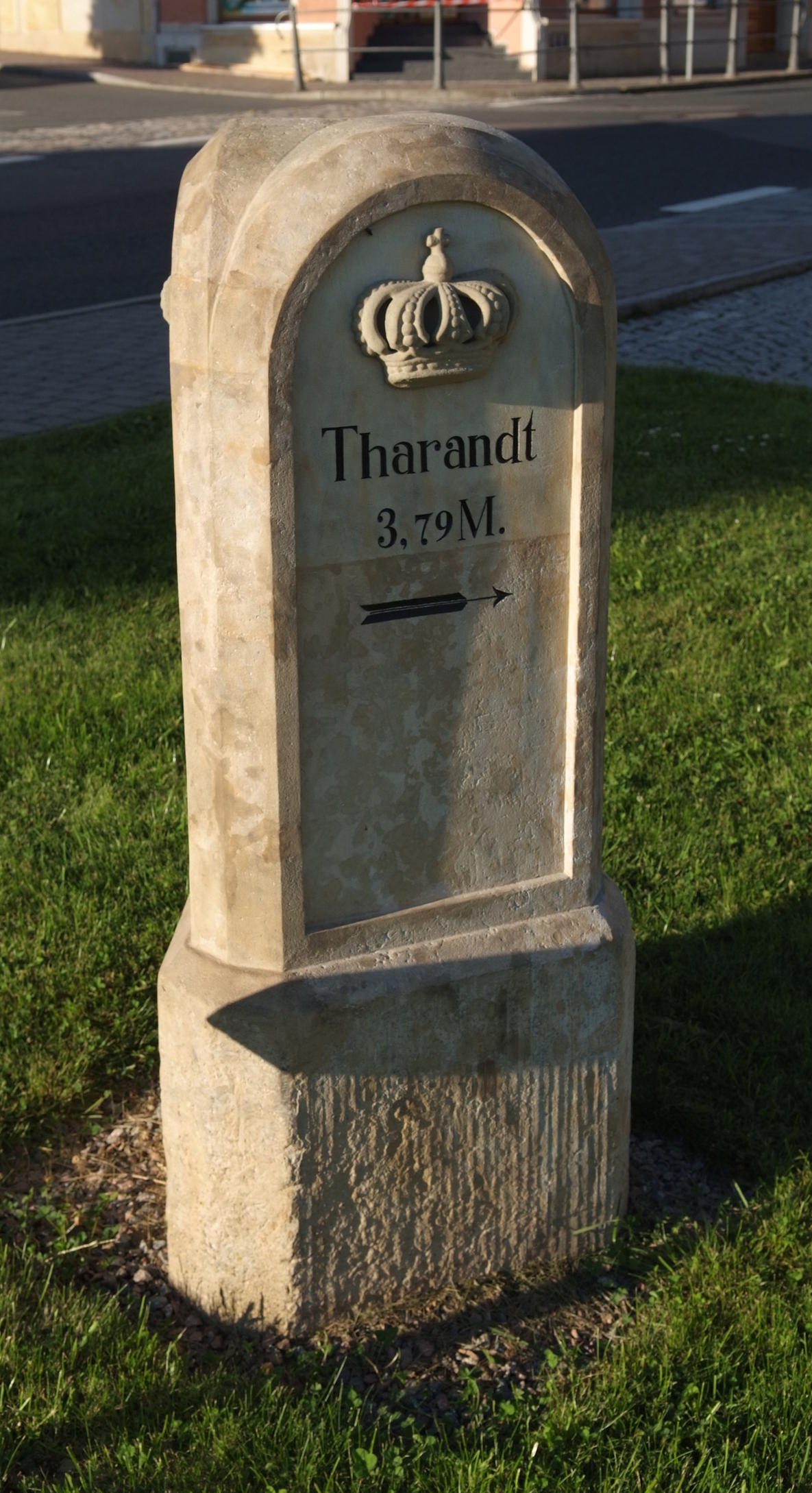
Stationsstein II, restauriert seit 2008 am Markt
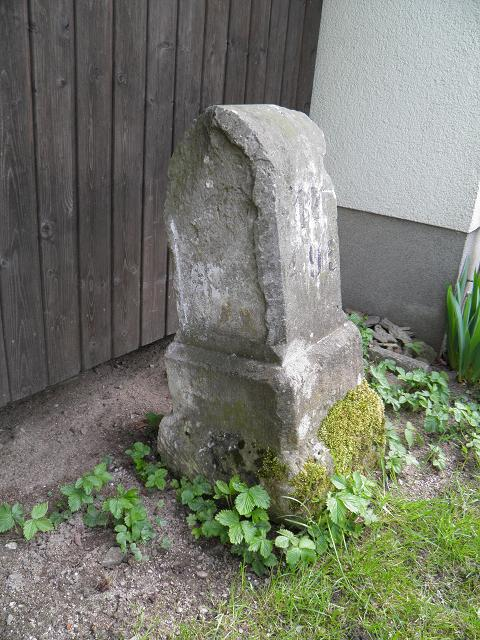
Halbmeilenstein in Kleinbobritzsch

### Freiberg
Freiberg
1. Halbmeilenstein als Straßenwärterstein an der Leipziger Straße (B 101)
2. Halbmeilenstein von der Annaberger Straße (B 101) als Gedenkstein an der Straße Am Seilerberg

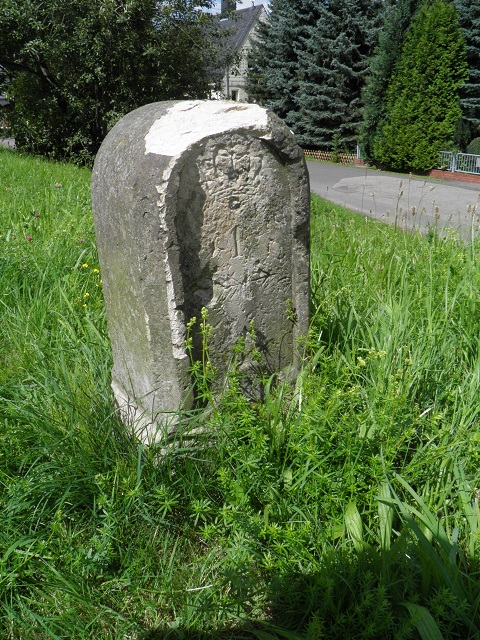
Halbmeilenstein, Leipziger Straße
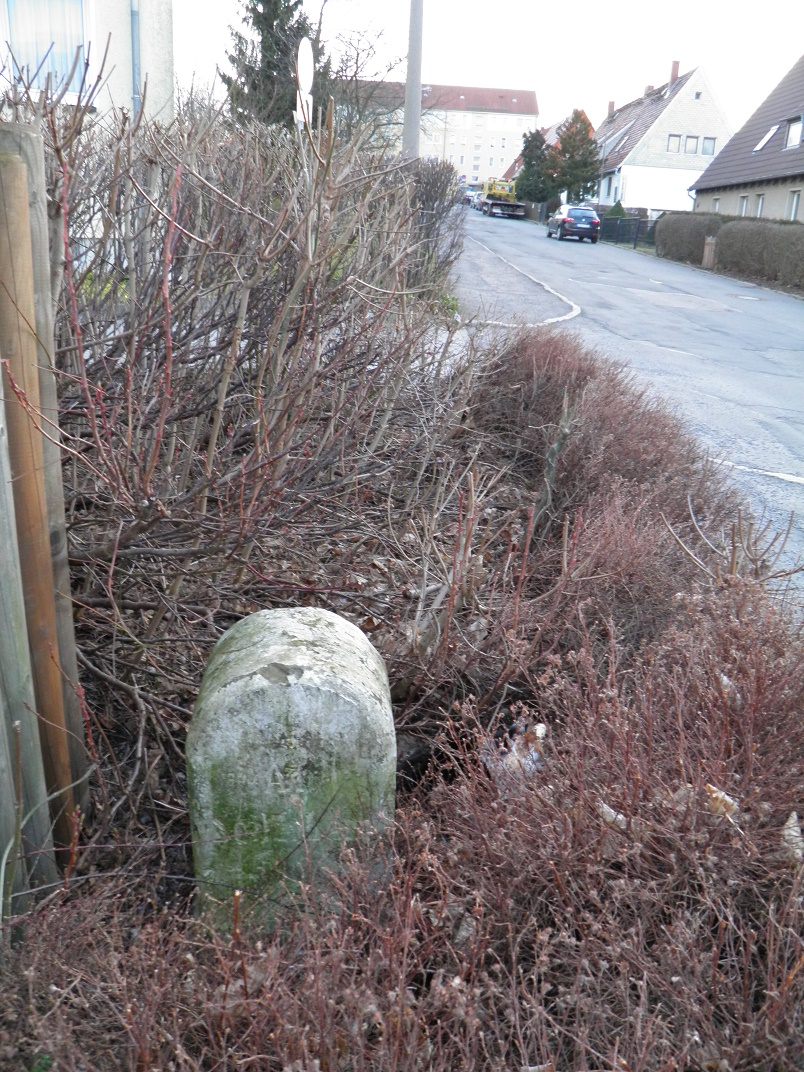
Halbmeilenstein, Am Seilerberg

### Geithain
Geithain
1. Ganzmeilenstein neben der kursächsischen Distanzsäule im Stadtpark am Untertor
2. überarbeiteter Stationsstein an der B 7, am Abzweig nach Wechselburg (Tankstelle)
3. Abzweigstein an der Straße nach Bad Lausick, Kreuzung Colditzer Str./S 49

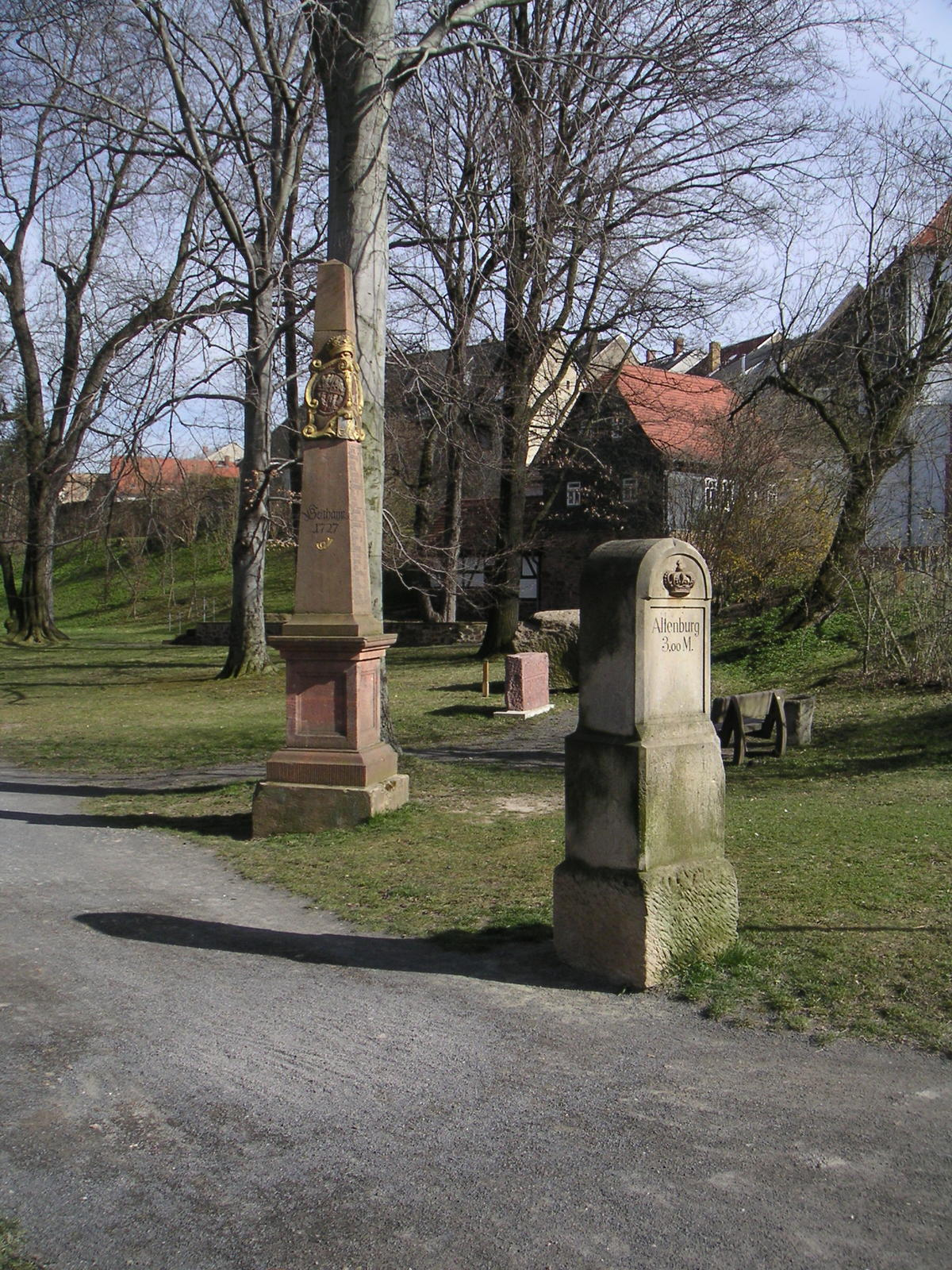
Ganzmeilenstein neben der Distanzsäule
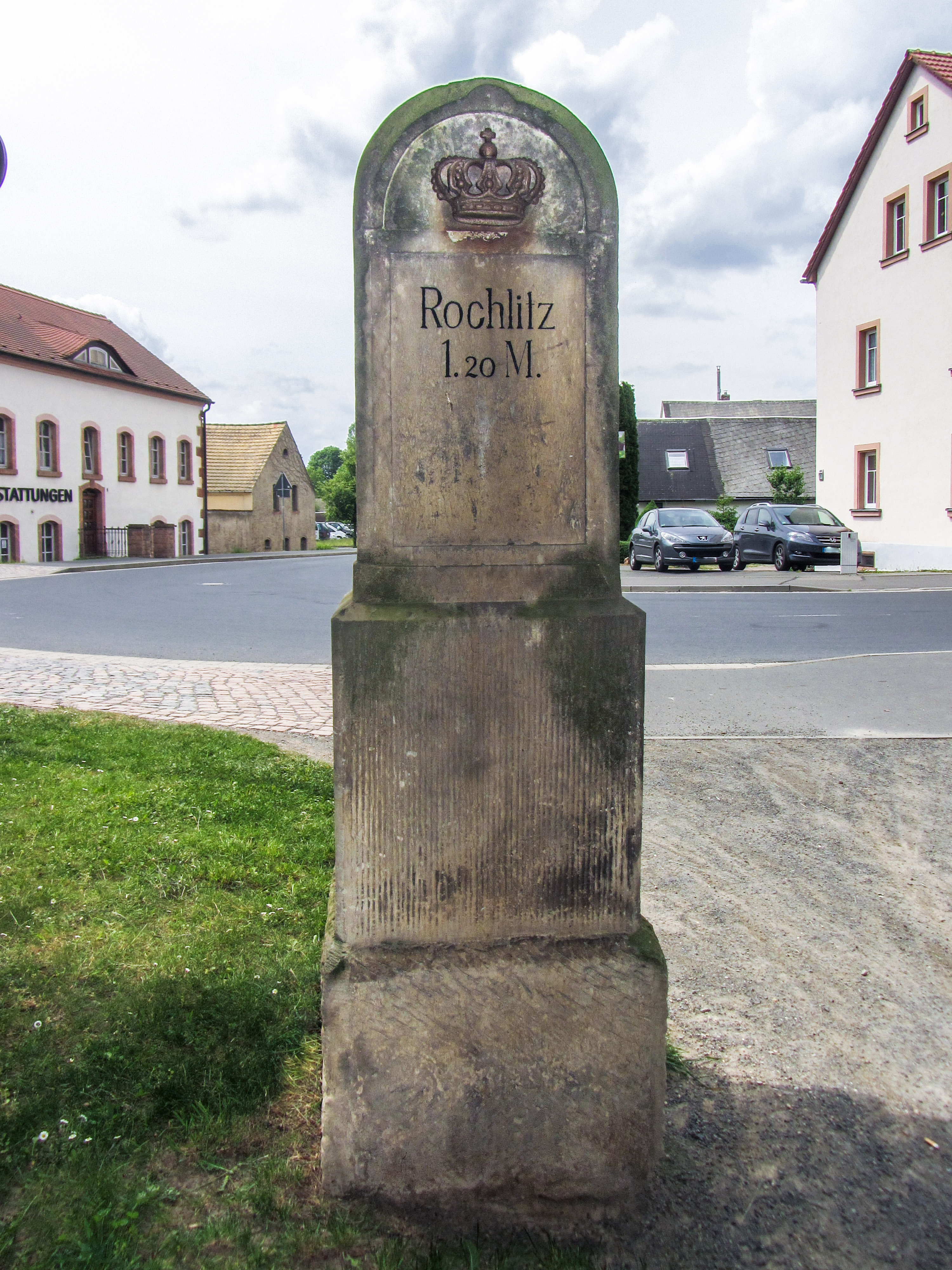
Ganzmeilenstein neben der Distanzsäule
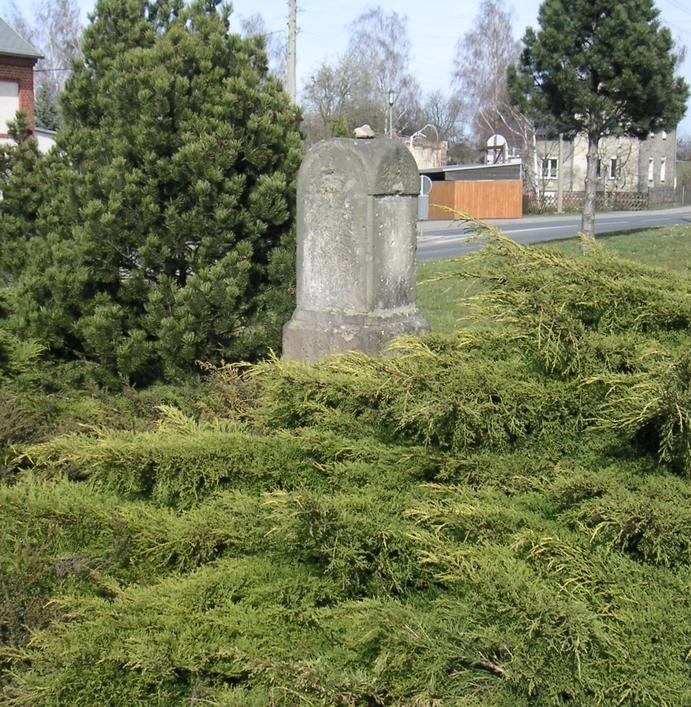
Stationsstein an der B 7, am Abzweig Wechselburg
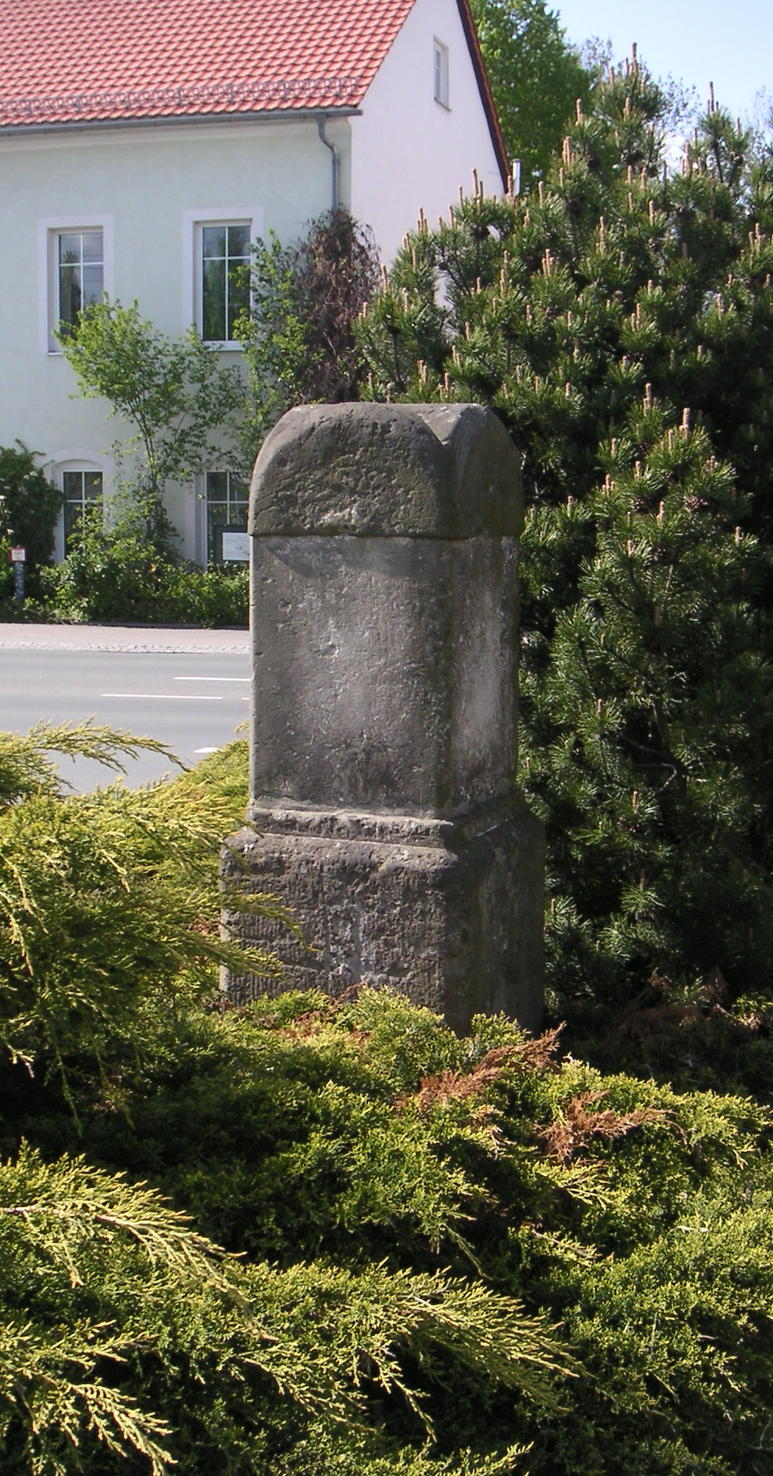
Stationsstein an der B 7, am Abzweig Wechselburg
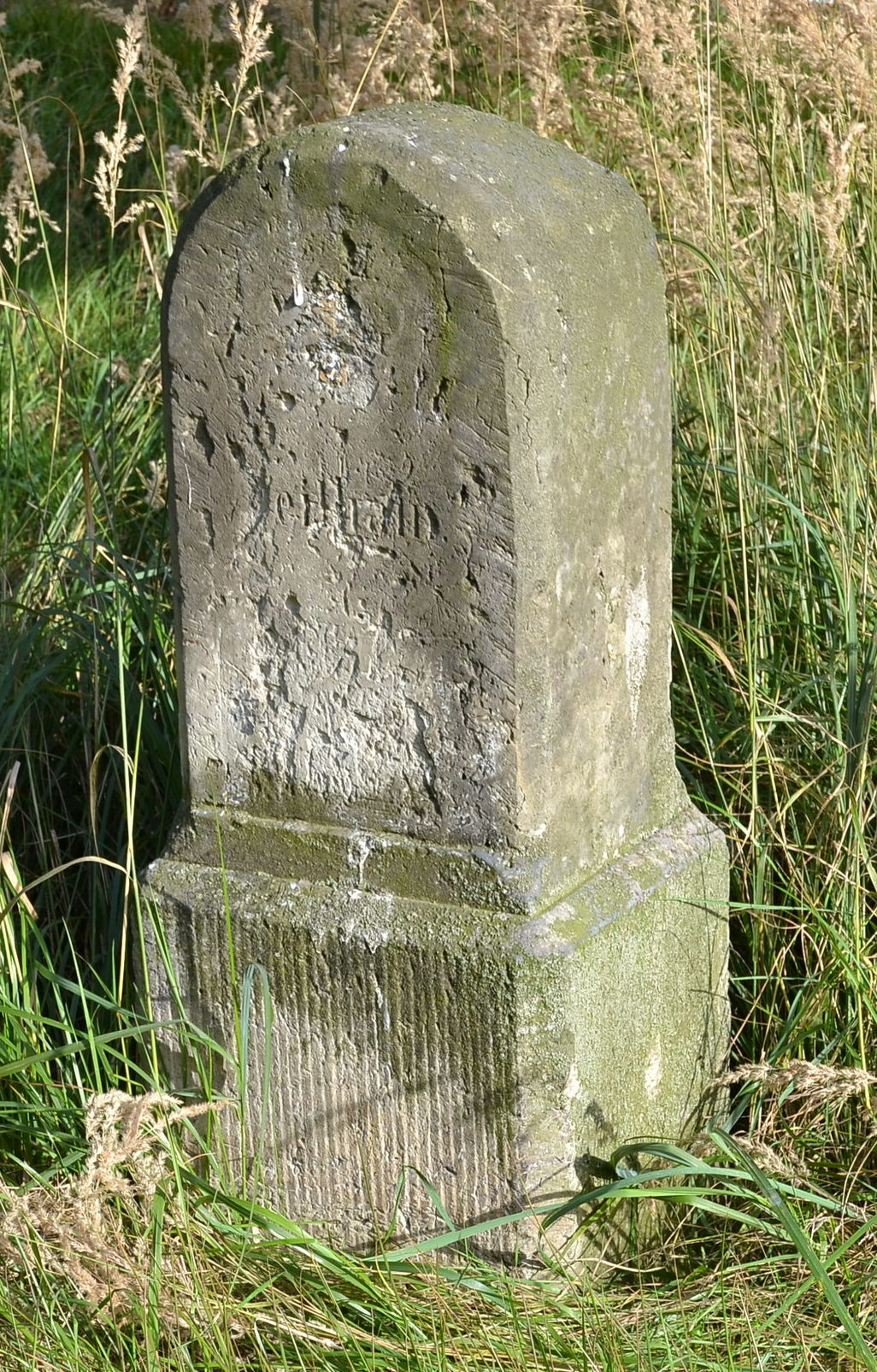
Abzweigstein an der Straße nach Bad Lausick, Kreuzung Colditzer Str./S 49
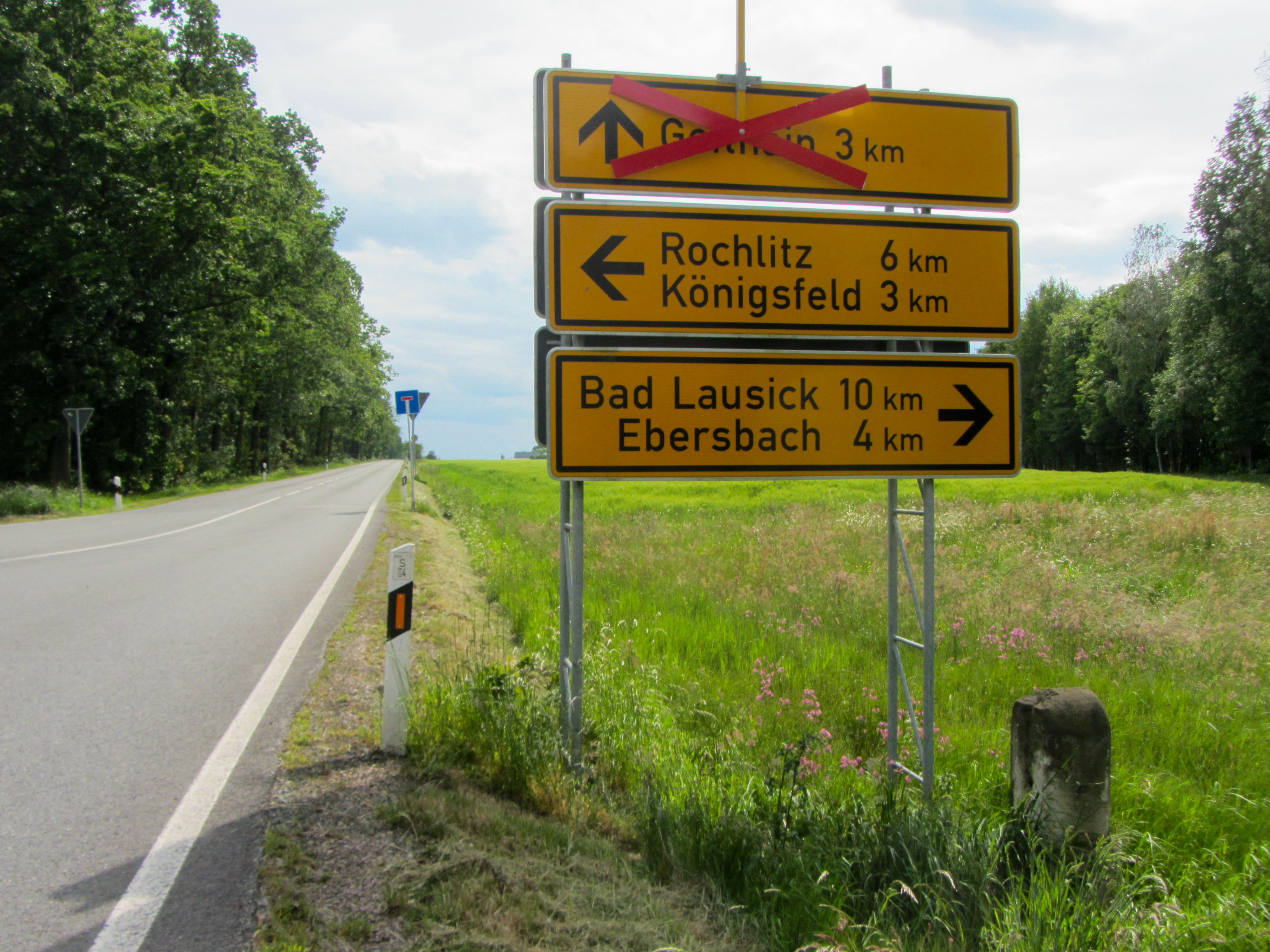
Abzweigstein an der Straße nach Bad Lausick, Kreuzung Colditzer Str./S 49

### Glauchau
Glauchau
1. Stationsstein in der Lichtensteiner Straße
2. Abzweigstein an der Straßenmeisterei B 175 / S 252
3. Halbmeilenstein im OT Gesau

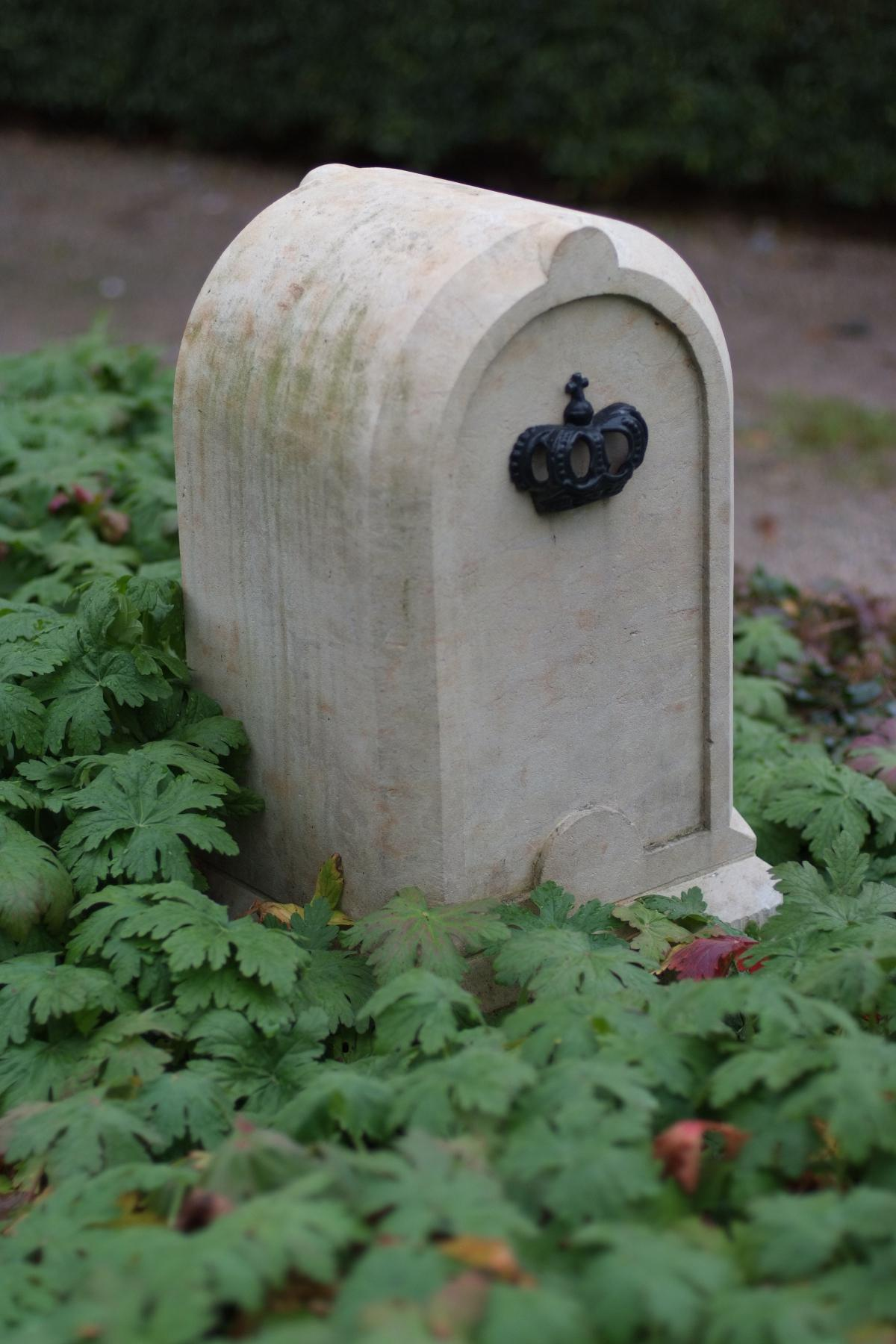
Halbmeilenstein im OT Gesau
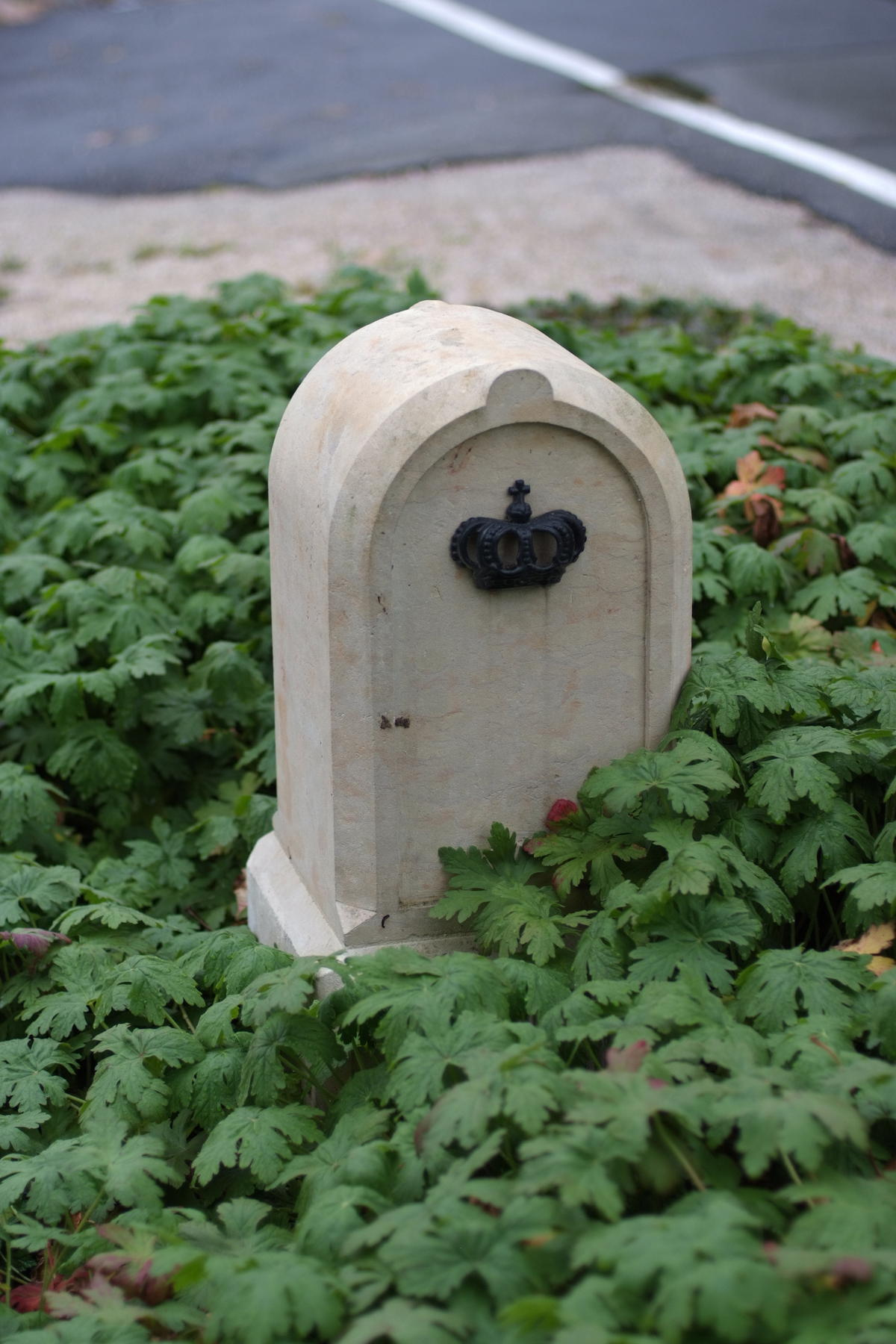
Halbmeilenstein im OT Gesau

### Grimma
Grimma:
1. Halbmeilenstein bei Großbardau
2. Abzweigstein an der S 11, Abzweig Lauterbach, in Großbardau
3. Ganzmeilenstein in Kleinbardau
4. Halbmeilenstein an der B 107 in Grimma

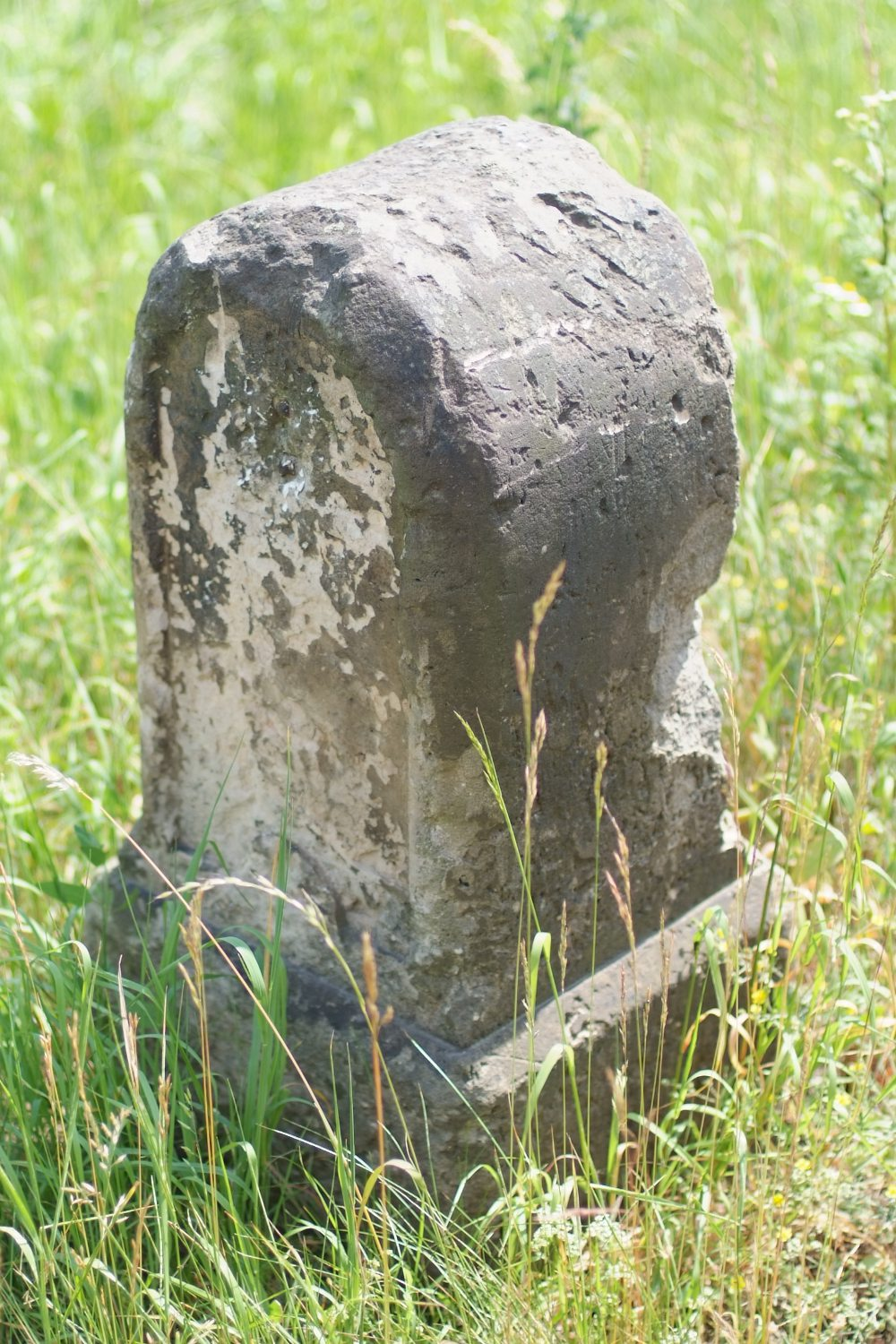
verwitterter Halbmeilenstein an der S 11 bei Großbardau
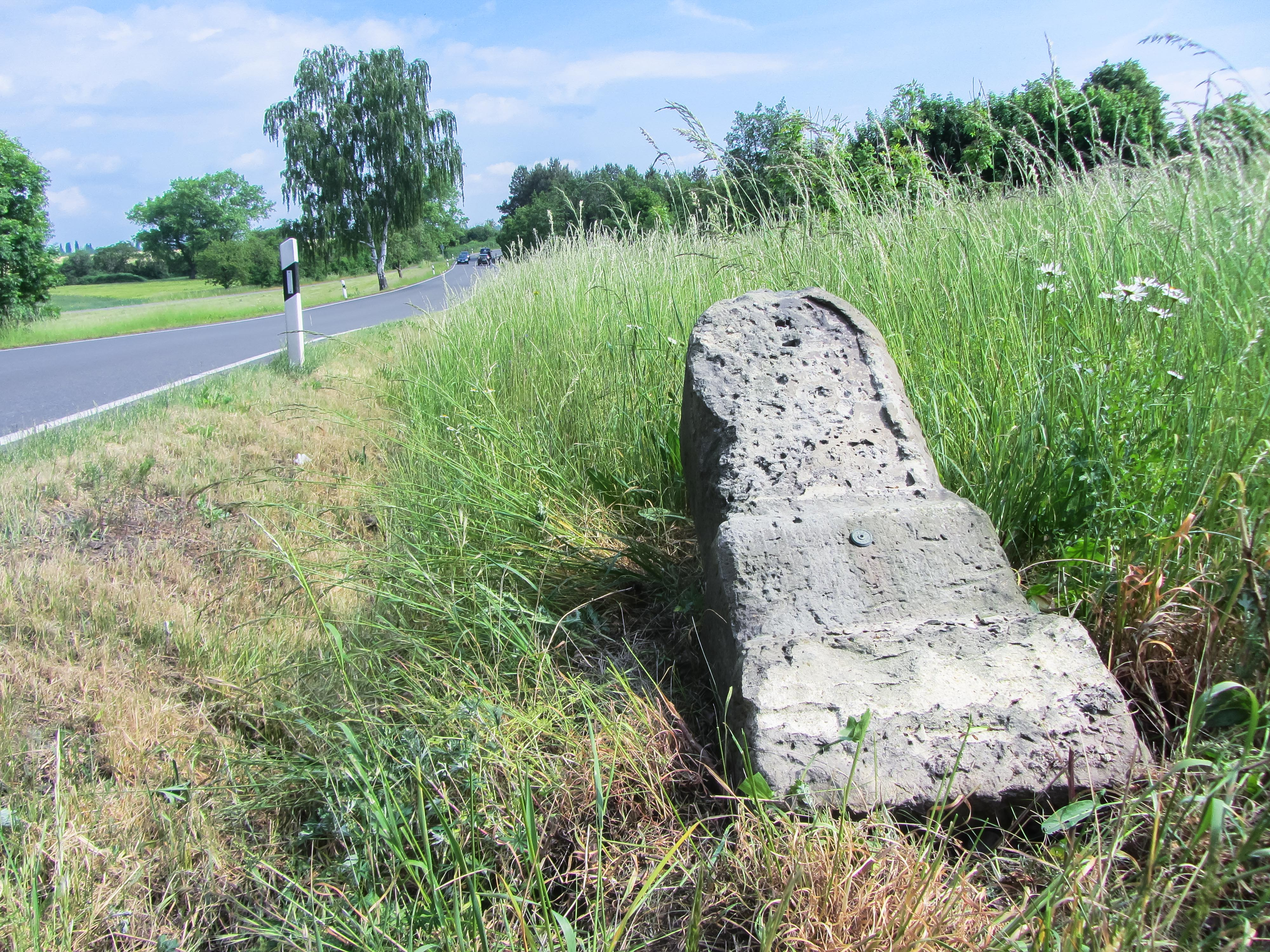
verwitterter Halbmeilenstein an der S 11 bei Großbardau
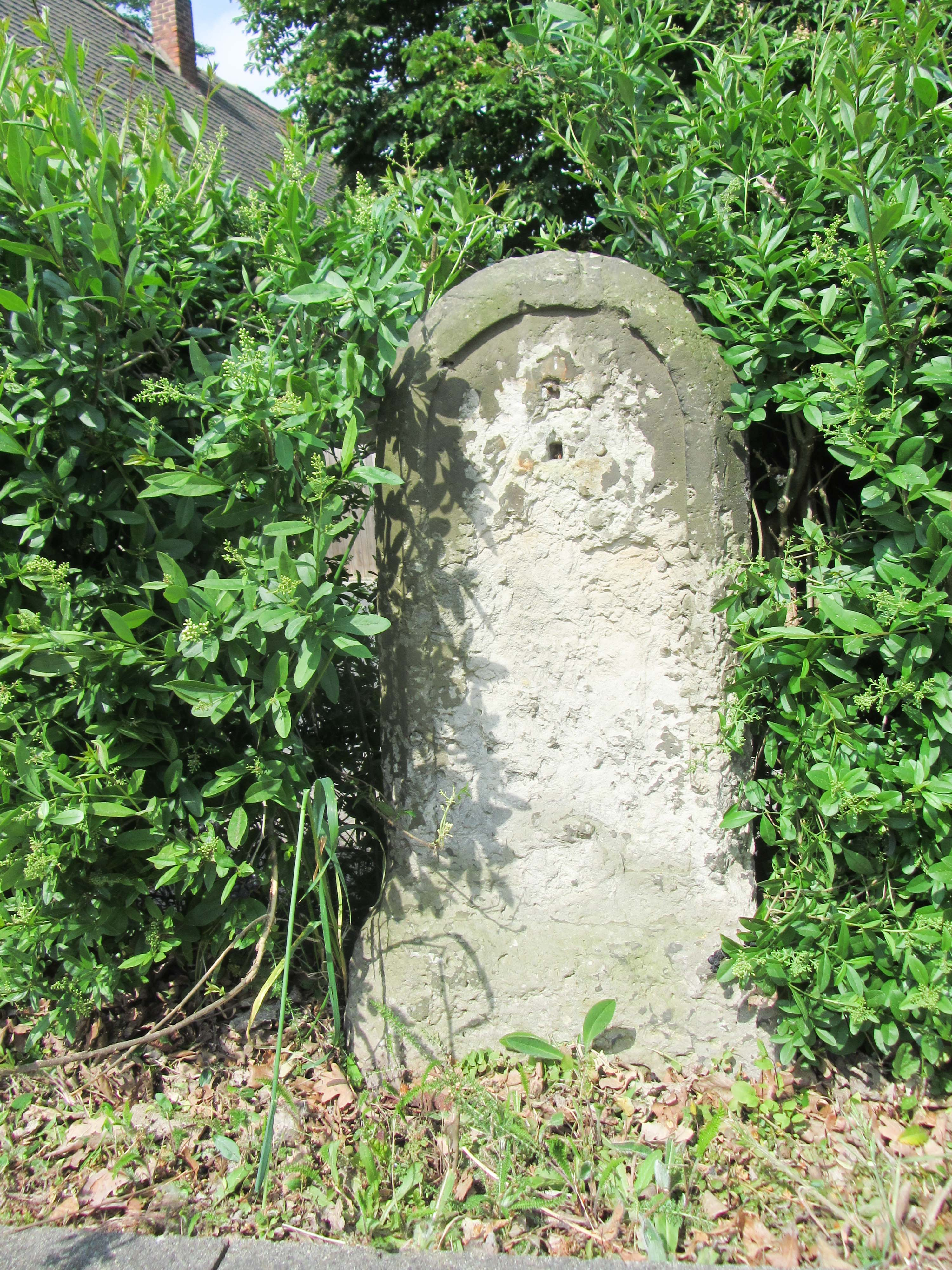
Abzweigstein an der S 11 in Großbardau
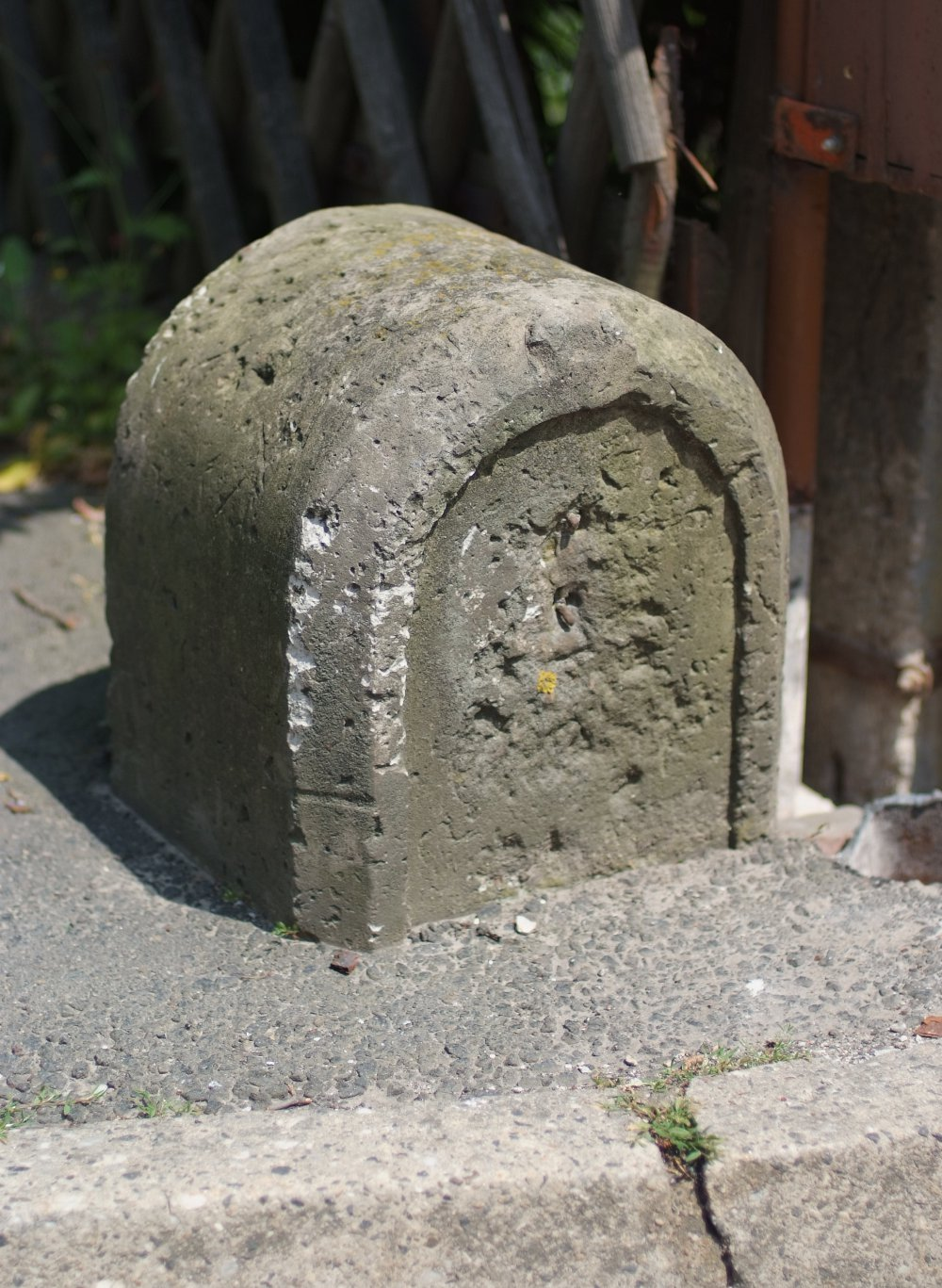
halb im Gehsteig versenkter Ganzmeilenstein an der S 11 in Kleinbardau
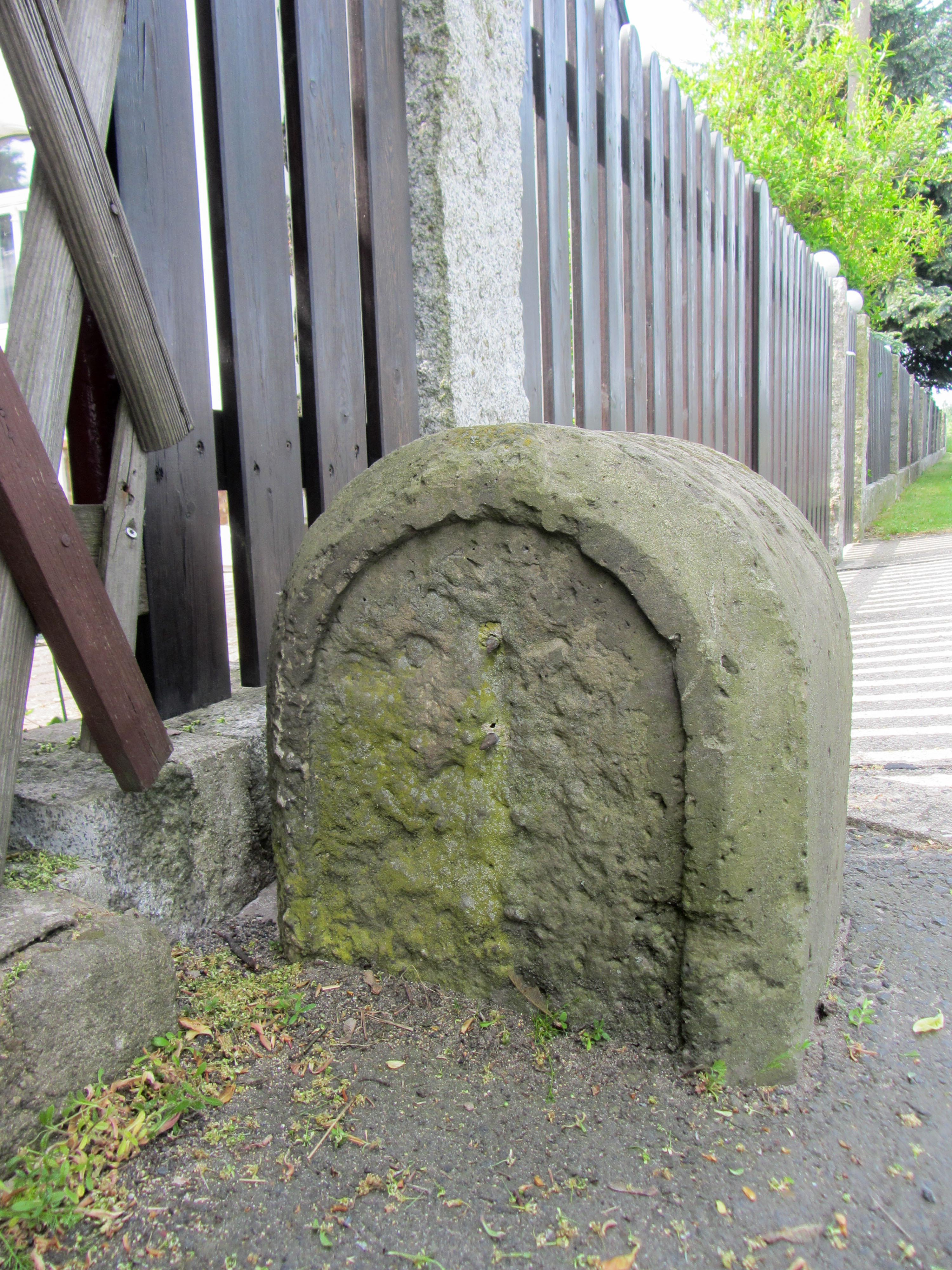
halb im Gehsteig versenkter Ganzmeilenstein an der S 11 in Kleinbardau
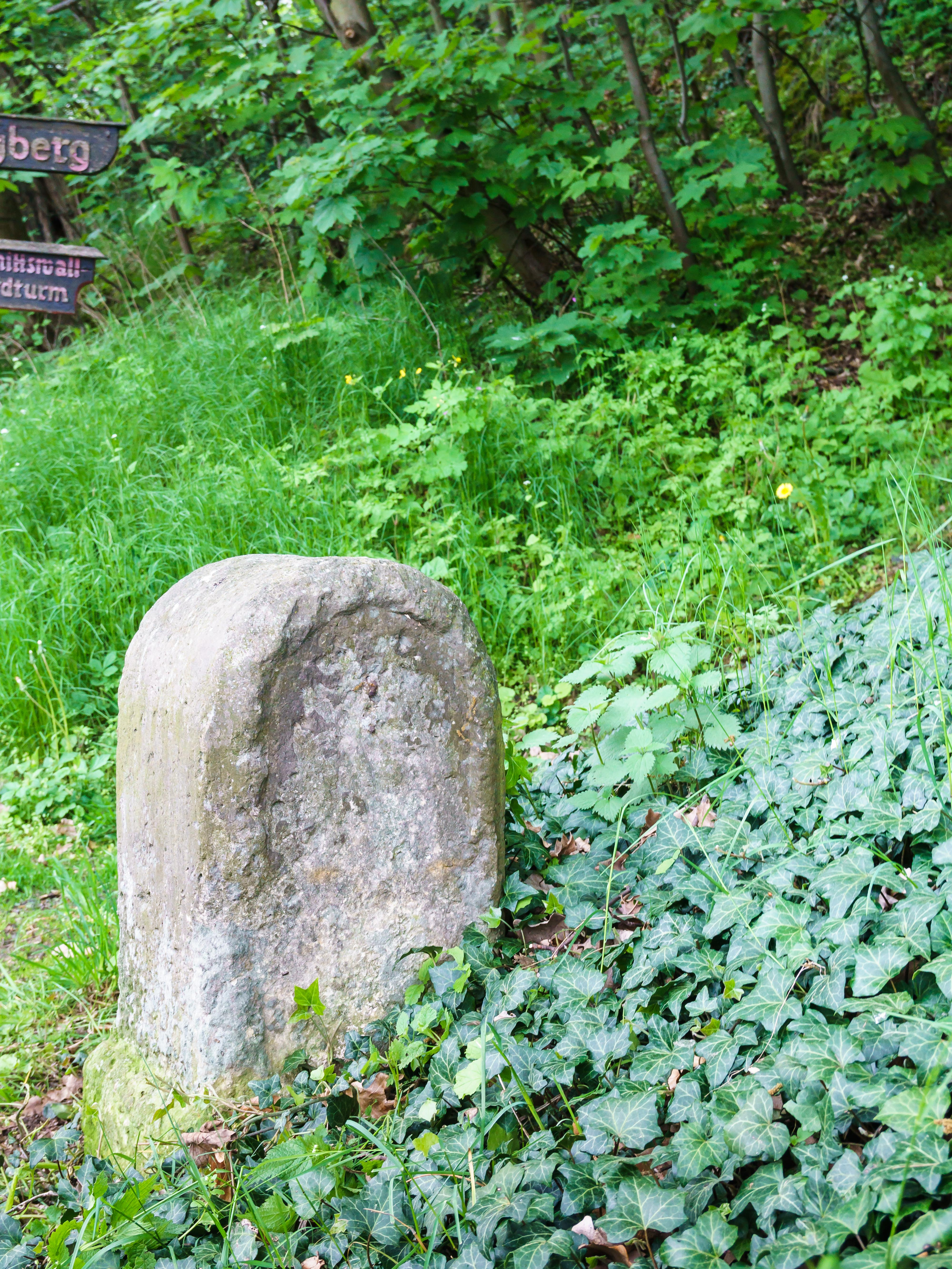
Halbmeilenstein an der B 107

### Groitzsch
Groitzsch
1. Grenzübergangsstein als Ausstellungsstück (Objekt Nr. 2) im Flursteinlapidarium der Wiprechtsburg
2. Halbmeilenstein als Ausstellungsstück (Objekt Nr. 8) im Flursteinlapidarium der Wiprechtsburg, ursprünglicher Standort im westlichen Teil des abgebrochenen Ortes Breunsdorf an der Straßengabelung nach Heuersdorf (Poststraße Borna – Pegau)
3. Meilenstein als Ausstellungsstück im Flursteinlapidarium (Objekt Nr. 9) der Wiprechtsburg, 1913 anlässlich 100 Jahren Völkerschlacht bei Leipzig als Gedenkstein aufgestellt, ursprünglicher Standort am nordwestlichen Teil von Breunsdorf an der Straße zum ehemaligen OT Droßdorf

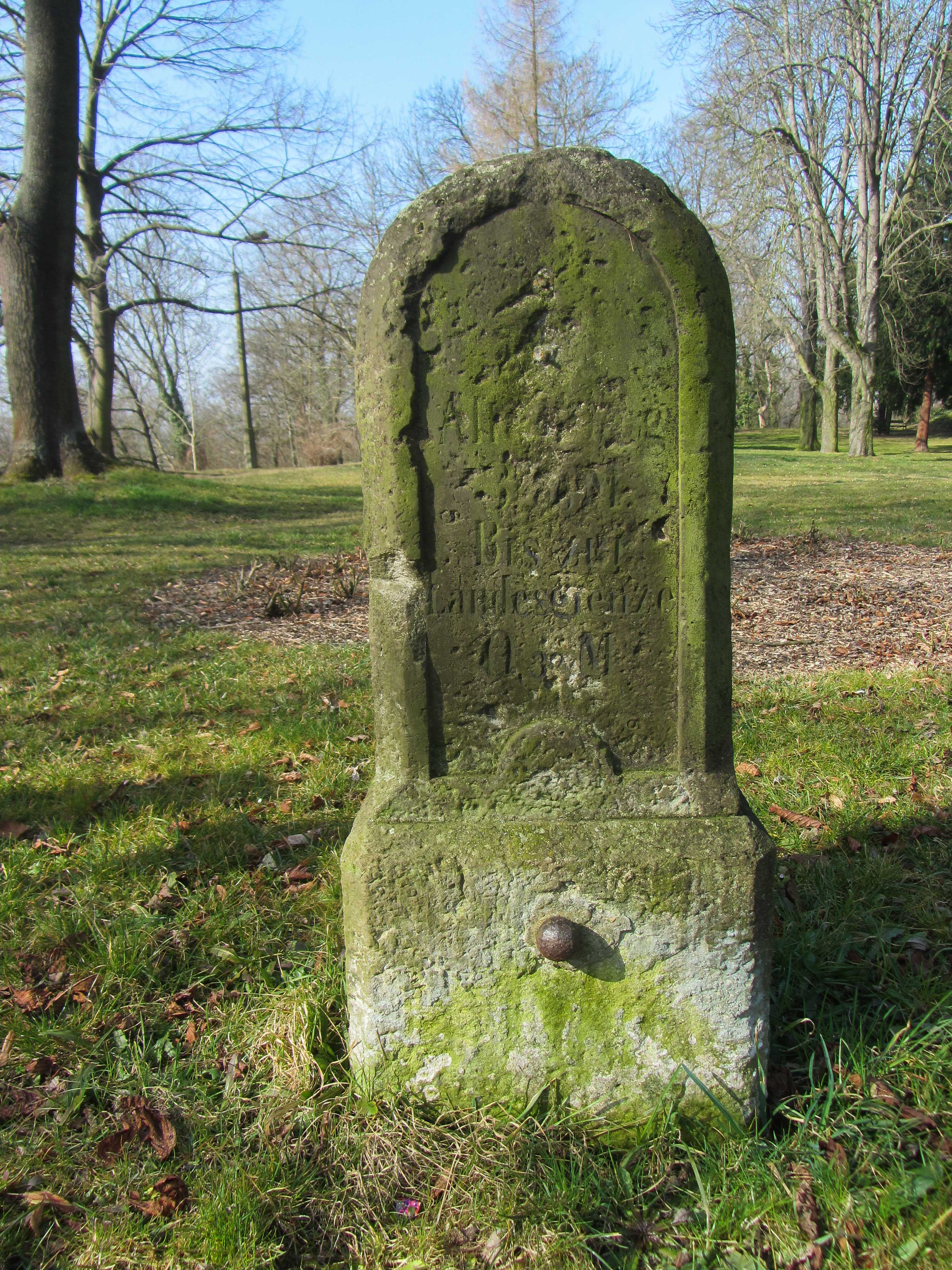
Grenzübergangsstein in Groitzsch
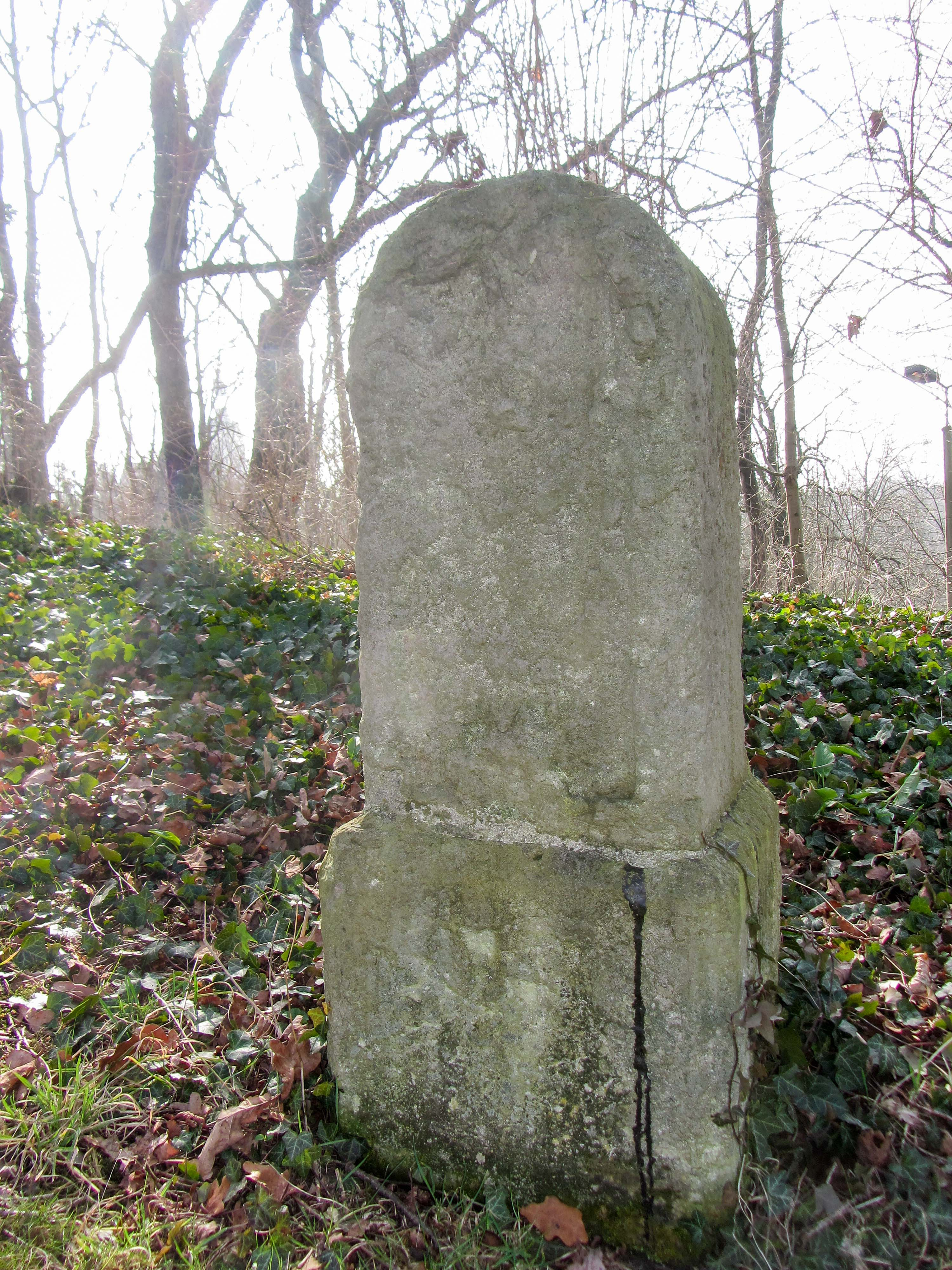
Halbmeilenstein in Groitzsch
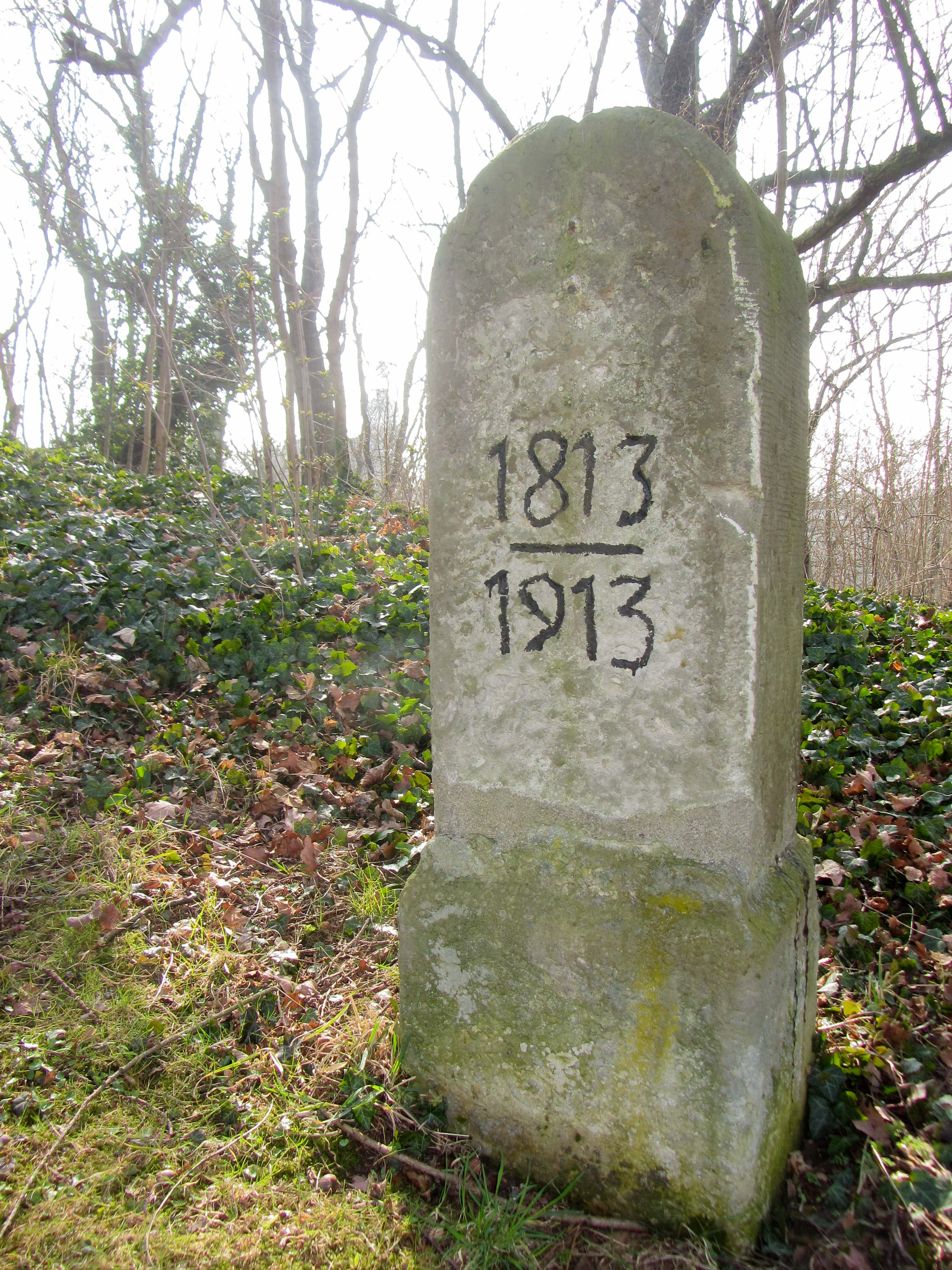
Meilenstein in Groitzsch

### Großdubrau
Großdubrau
1. Ganzmeilenstein an der B 156 im OT Commerau
2. Halbmeilenstein an der B 156 im OT Sdier

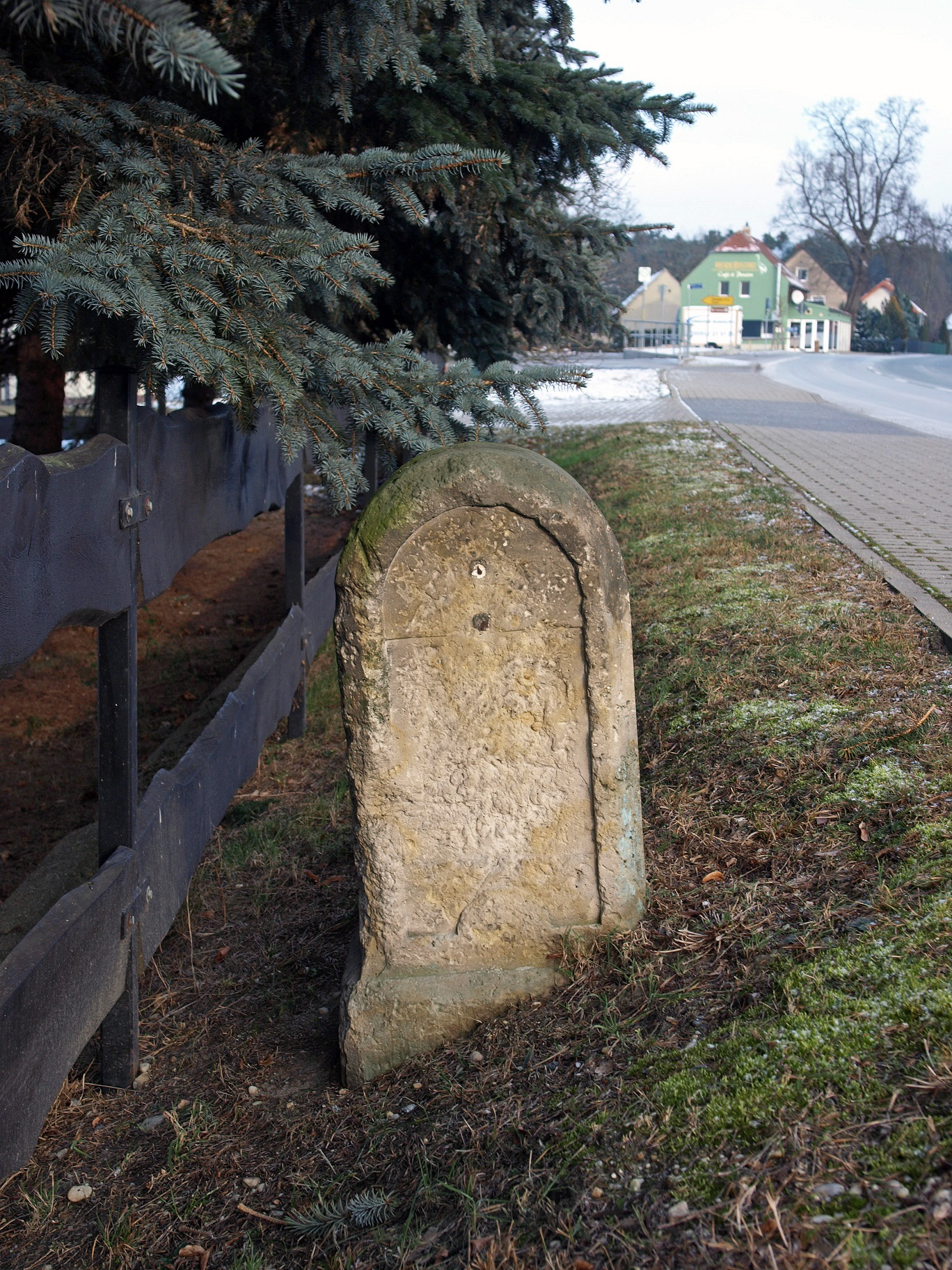
Ganzmeilenstein in Commerau
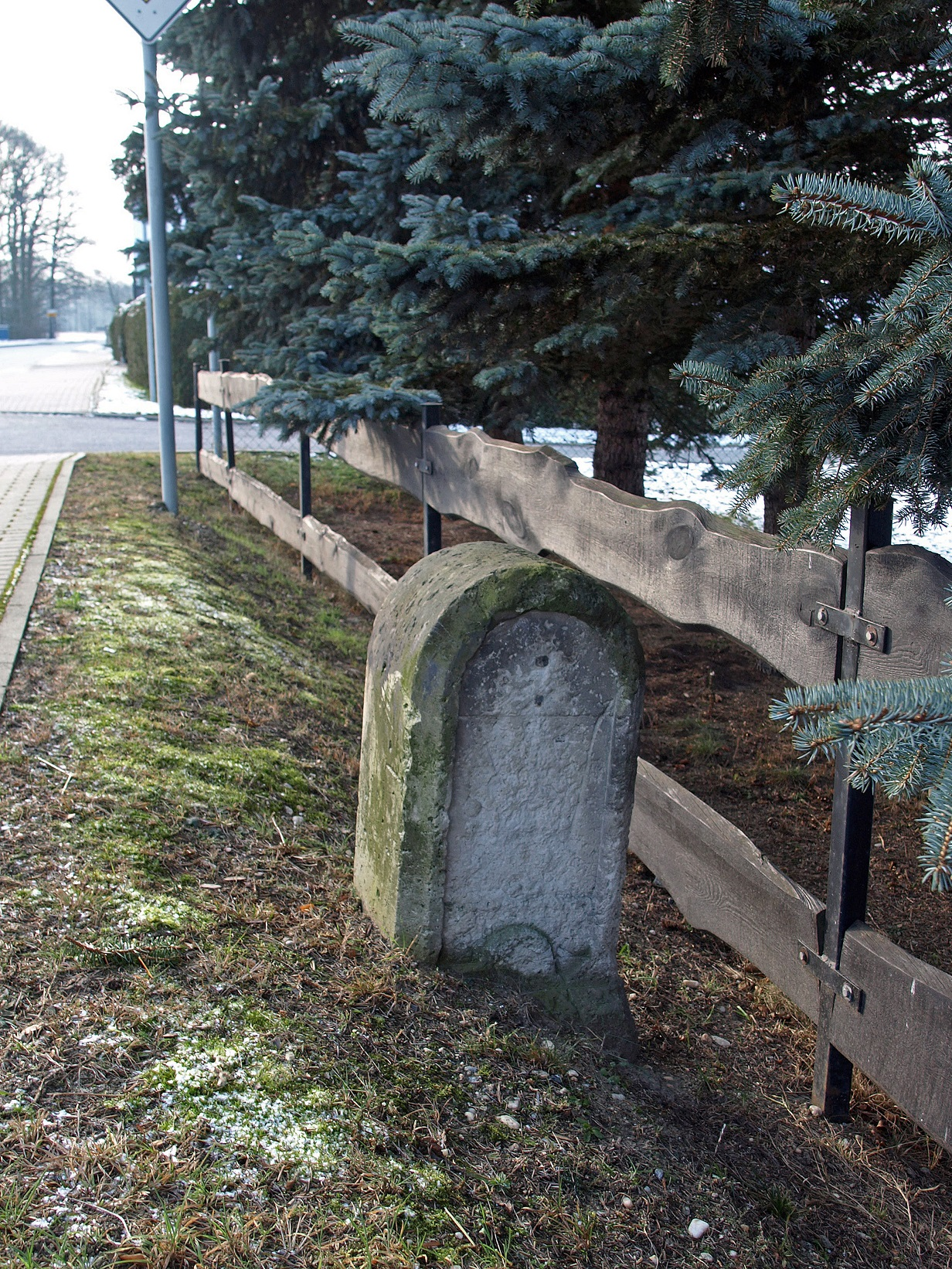
Ganzmeilenstein in Commerau
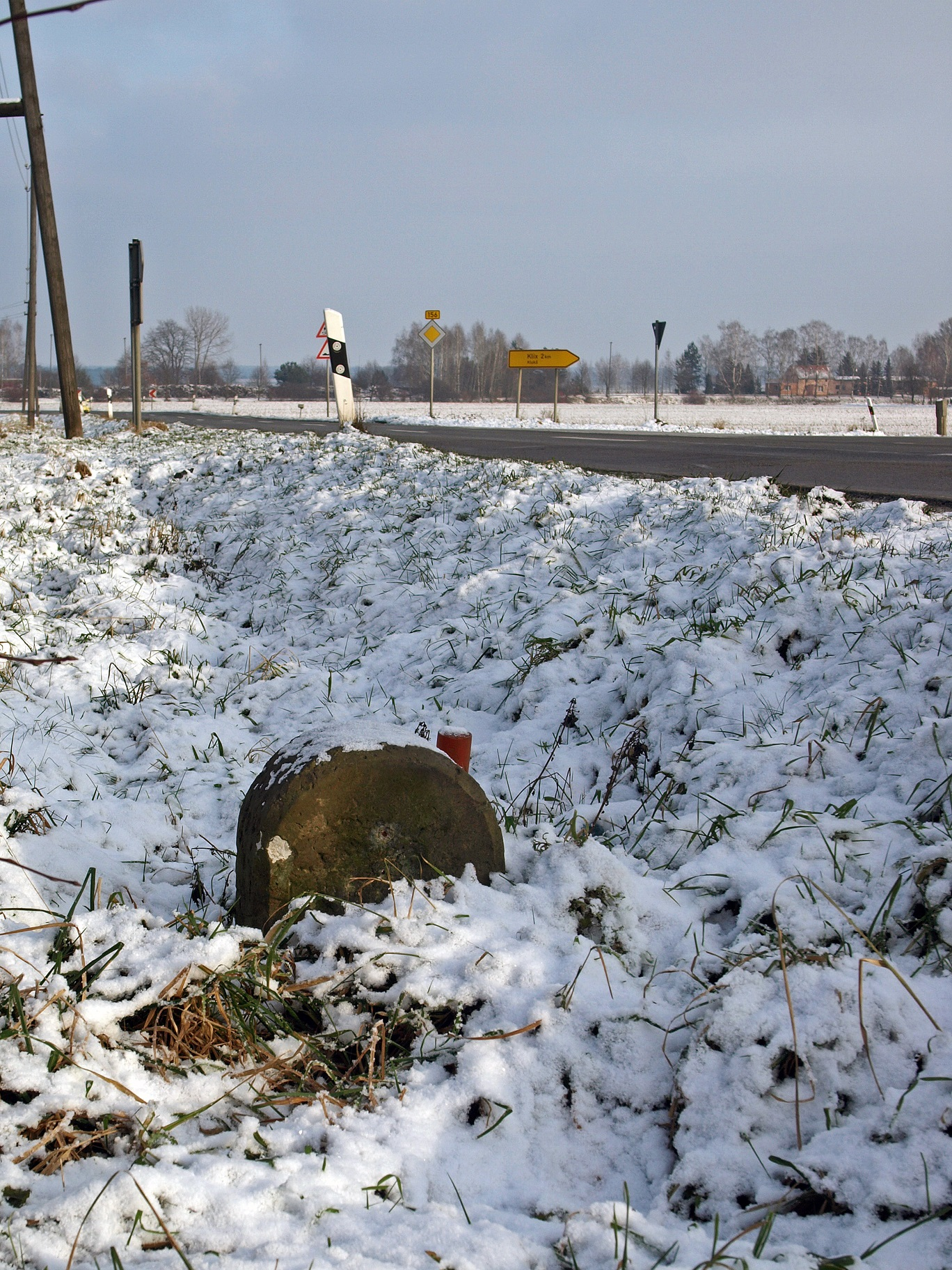
Halbmeilenstein in Sdier

### Großschönau
Großschönau: Abzweigstein an der S 137

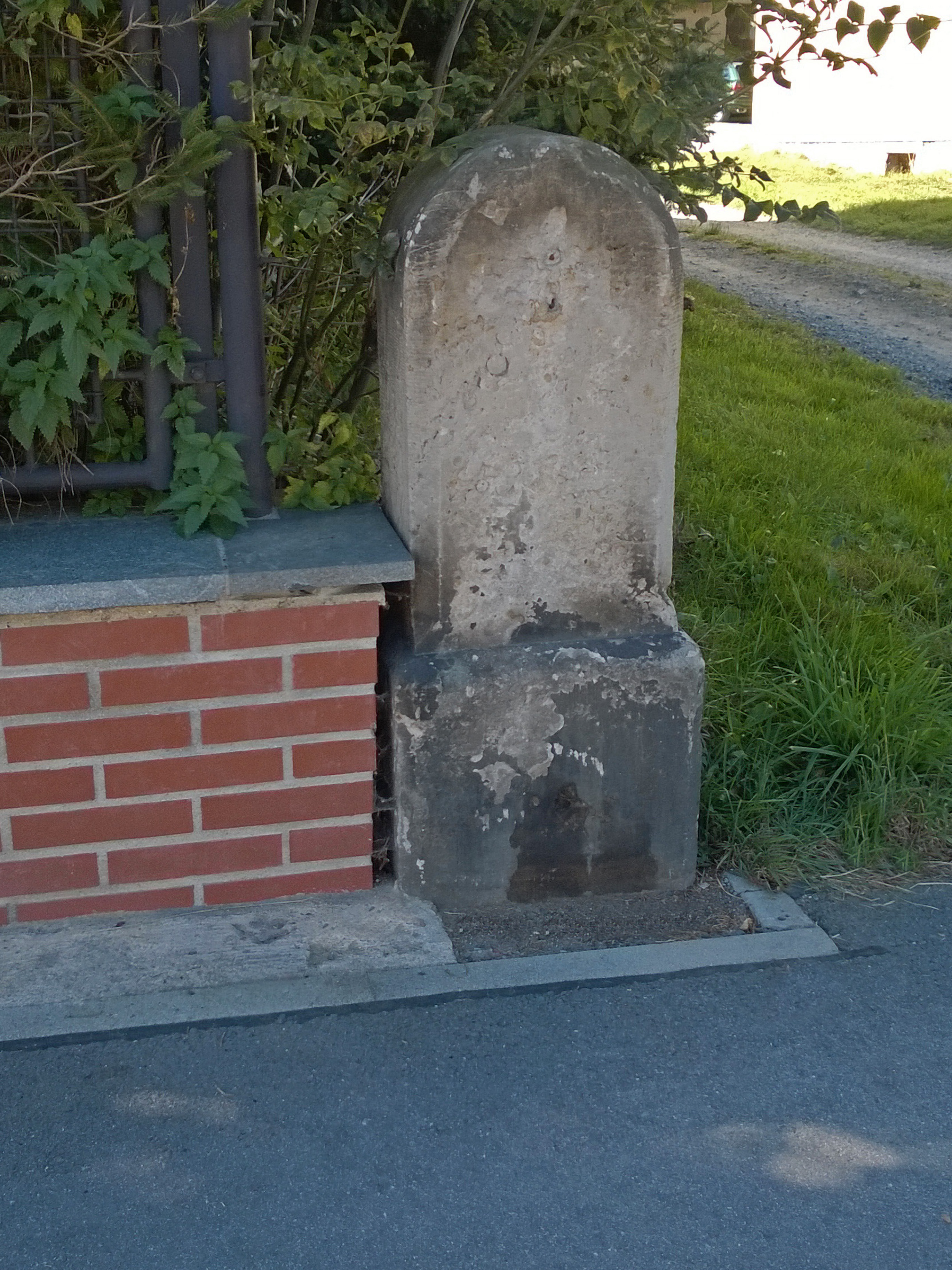
Abzweigstein an der S 137

### Grünhainichen
Grünhainichen: Halbmeilenstein unweit Hennersdorf (N50°47.334 E013°05.747)

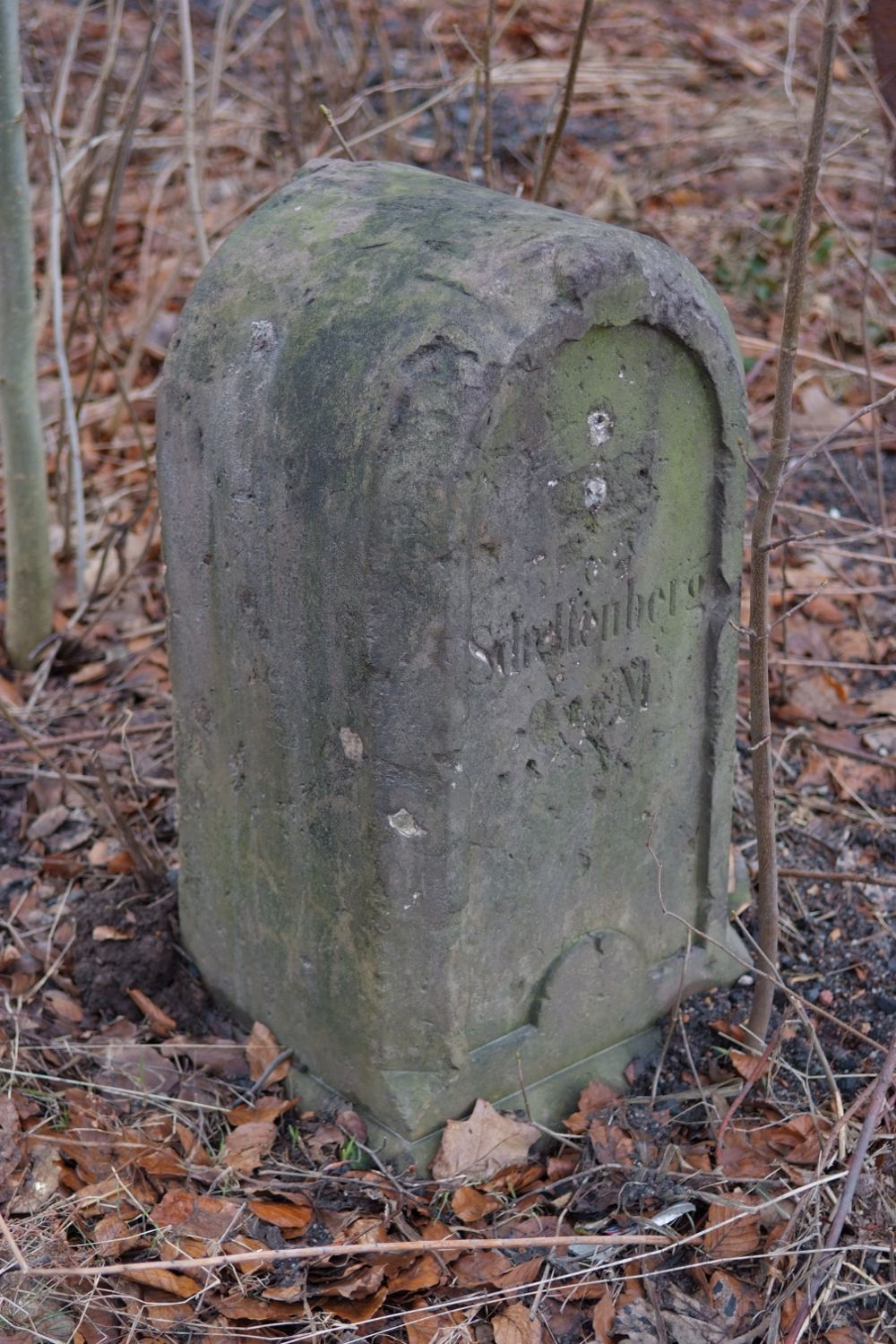
Halbmeilenstein unweit Hennersdorf

### Grünhain-Beierfeld
Grünhain-Beierfeld
1. Halbmeilenstein im OT Beierfeld, August-Bebel-Straße
2. Ganzmeilenstein im OT Beierfeld, August-Bebel-Straße
3. Stationsstein im OT Grünhain, Zwönitzer Straße

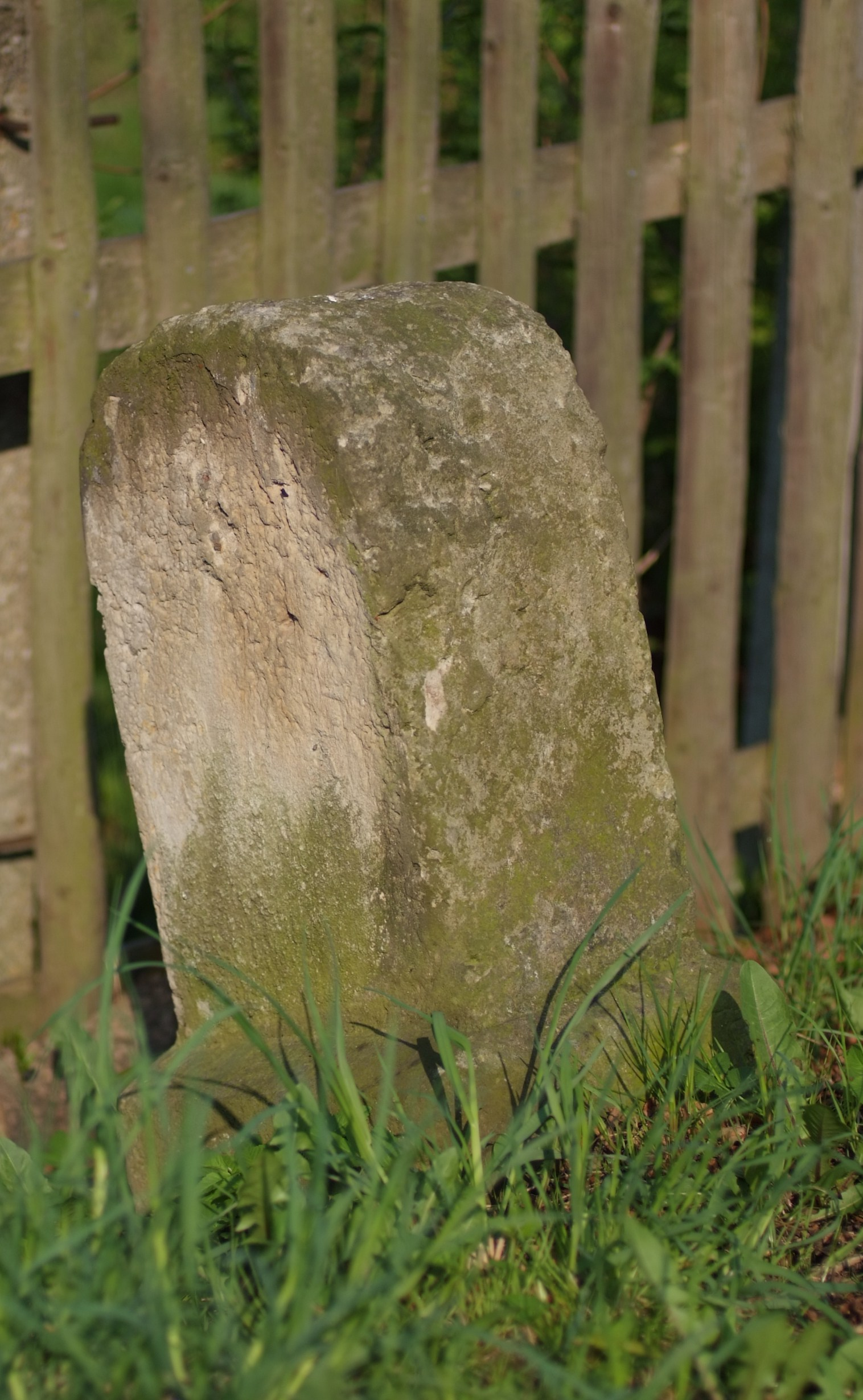
Halbmeilenstein Beierfeld vor der Restaurierung
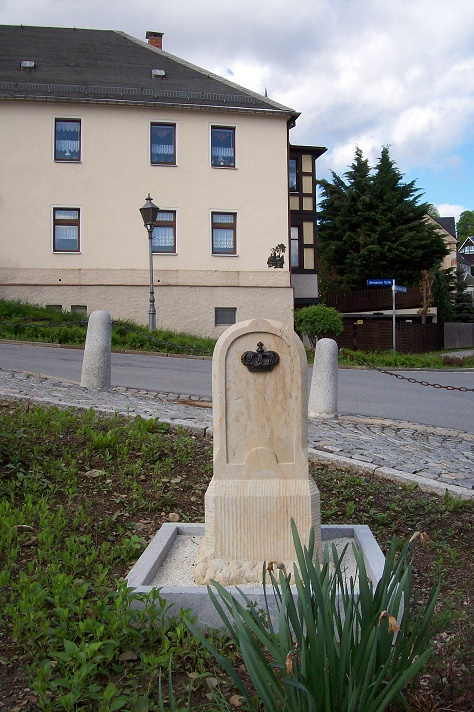
Halbmeilenstein Beierfeld nach der Restaurierung
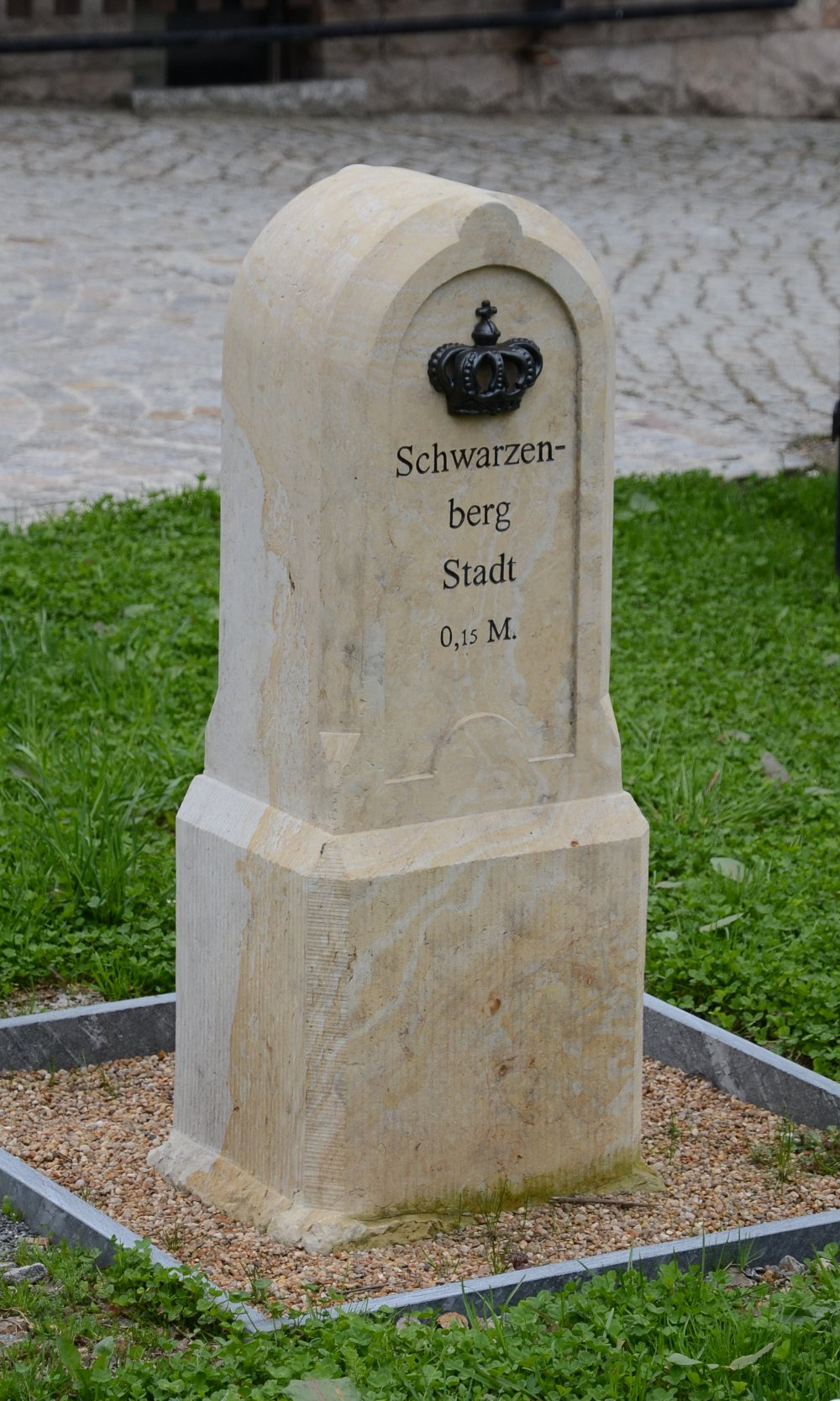
Ganzmeilenstein
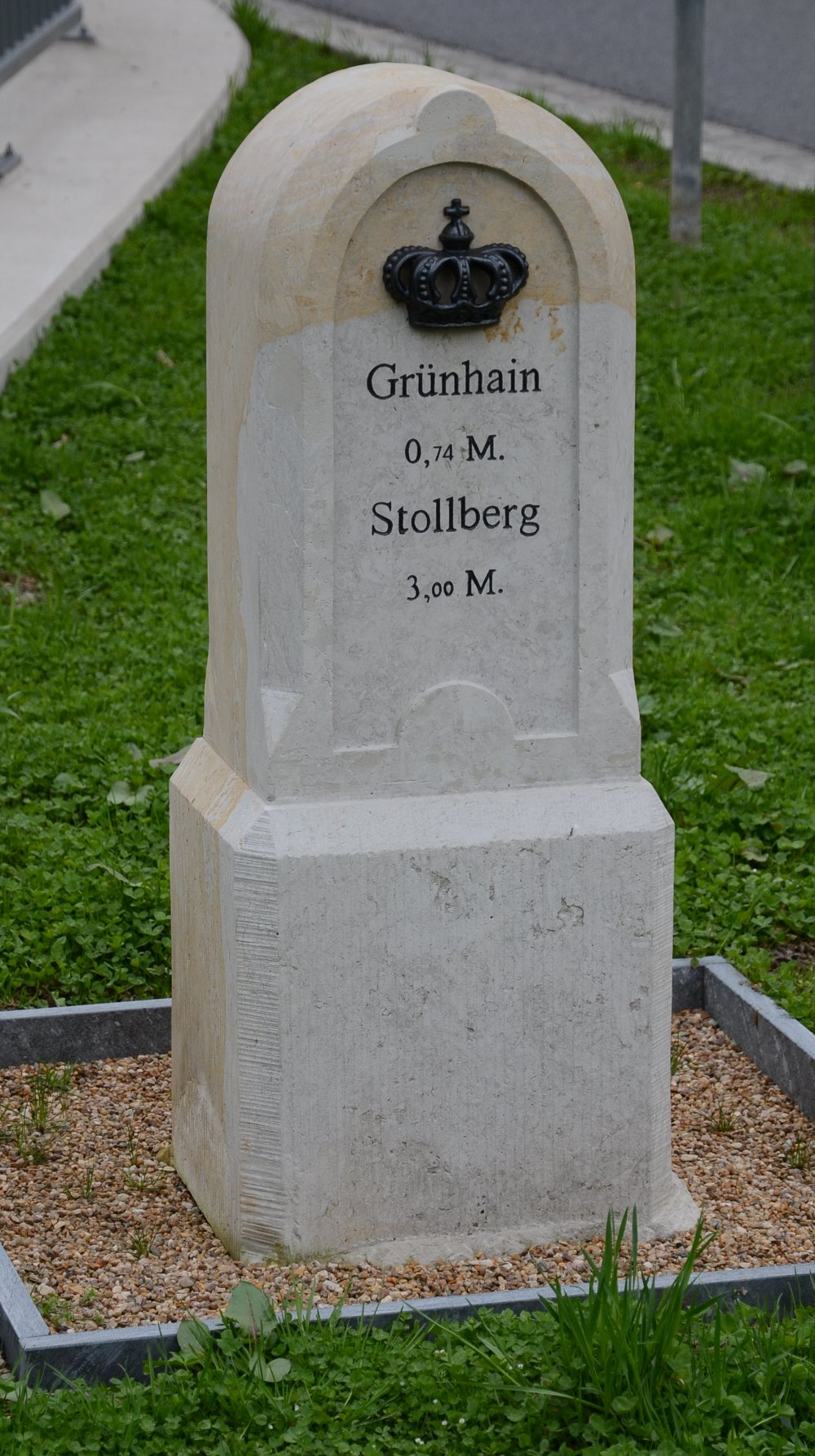
Ganzmeilenstein
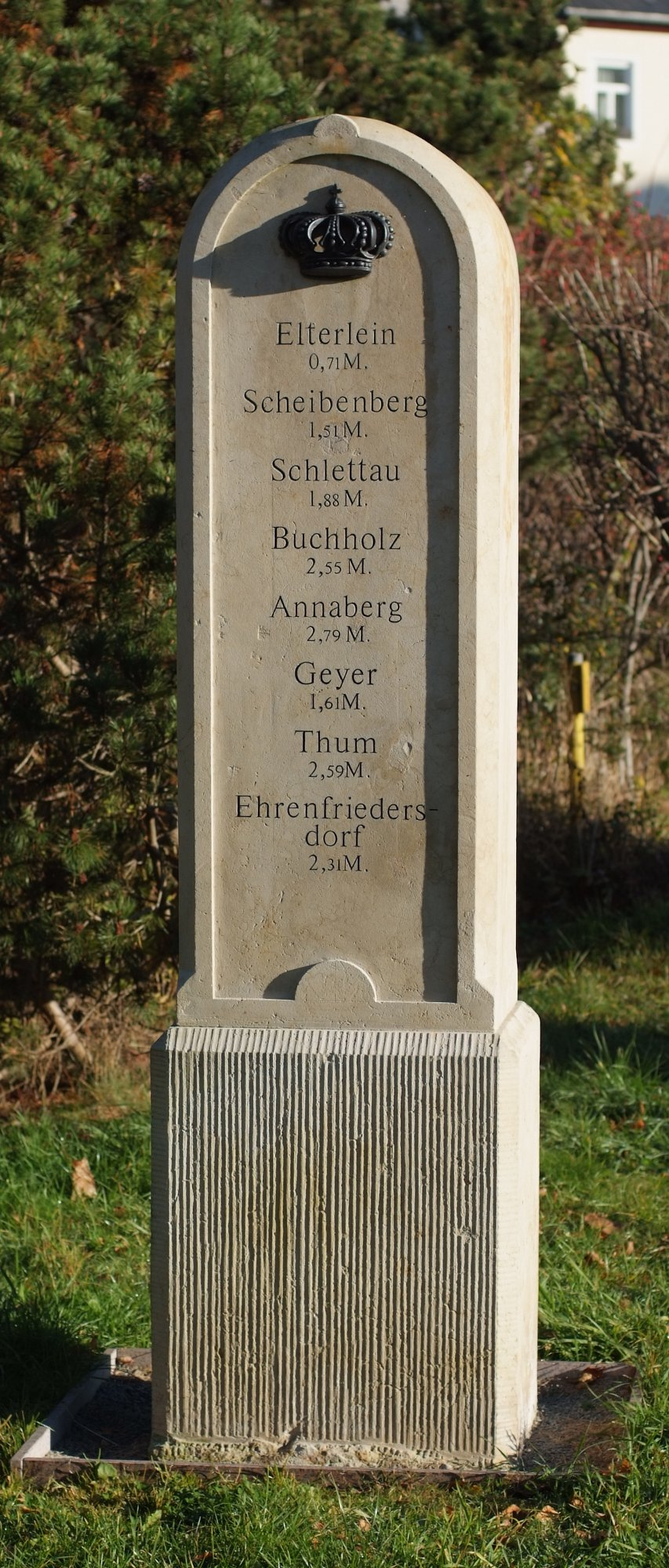
Stationsstein

### Hainewalde
Hainewalde: Ganzmeilenstein östlich der Breiteberghäuser

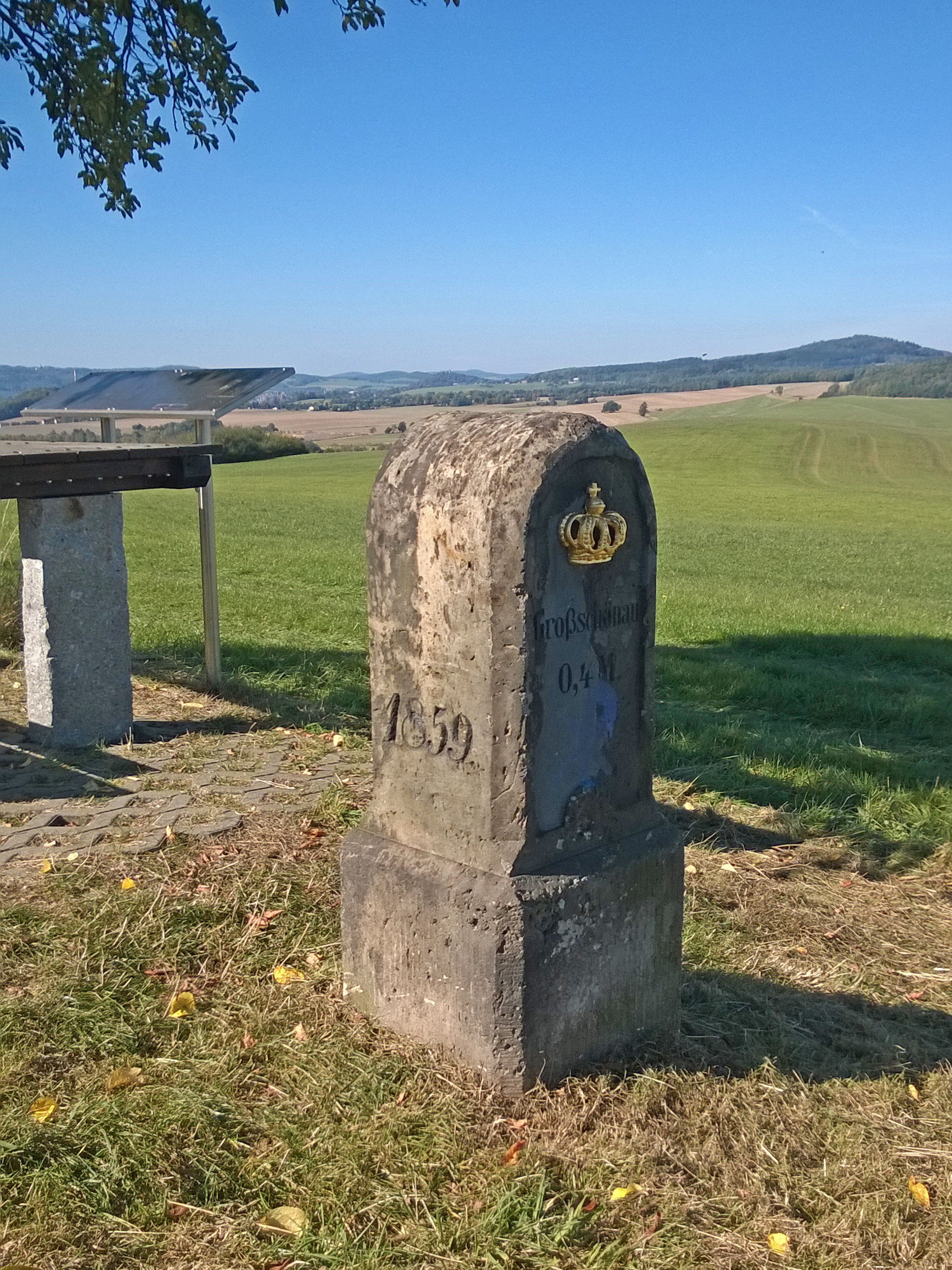
Ganzmeilenstein bei Hainewalde
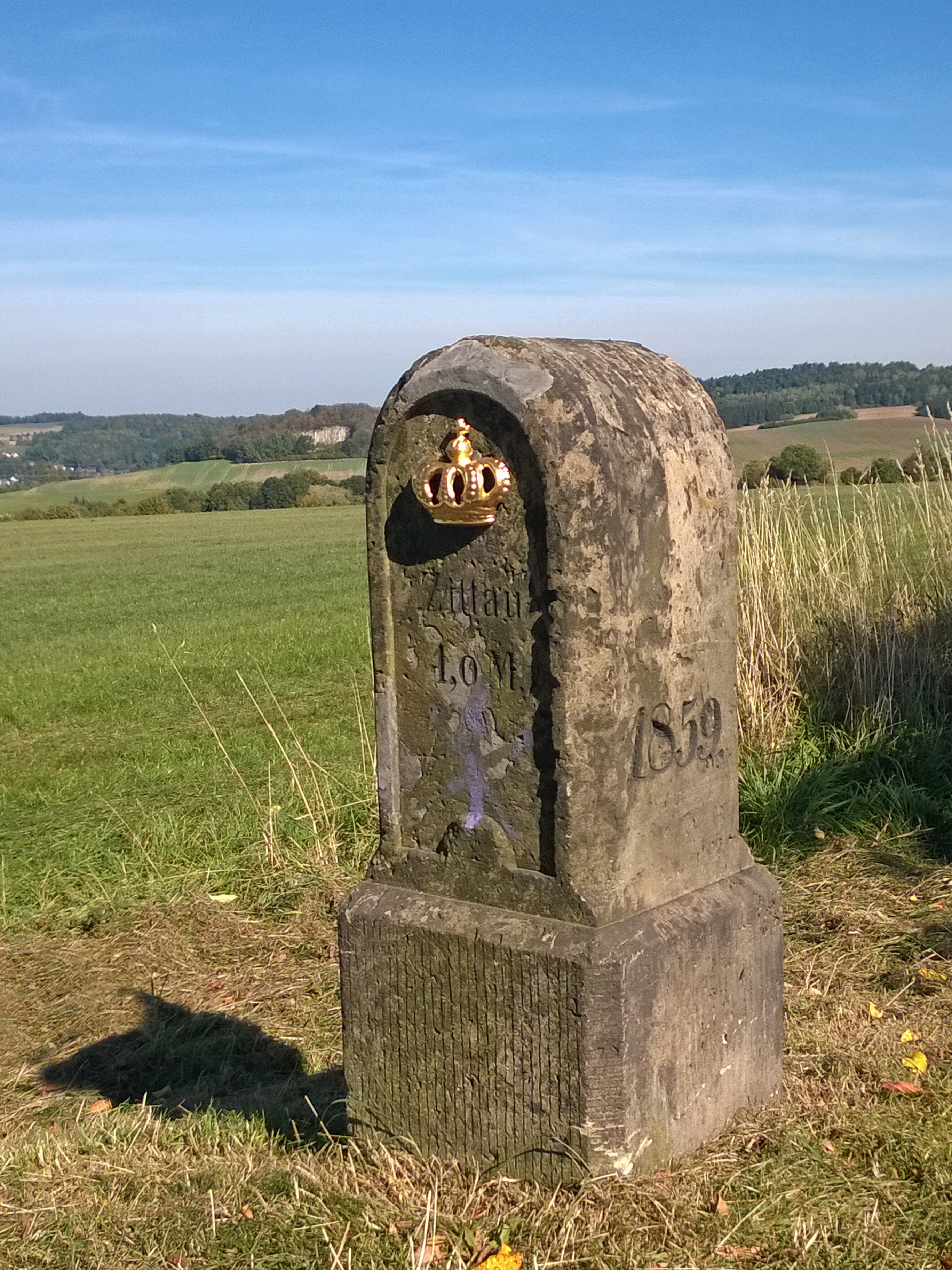
Ganzmeilenstein bei Hainewalde

### Hainichen
Hainichen
1. Halbmeilenstein an der B 169 im OT Falkenau
2. Ganzmeilenstein an der B 169 im OT Schlegel (Juchhöh)

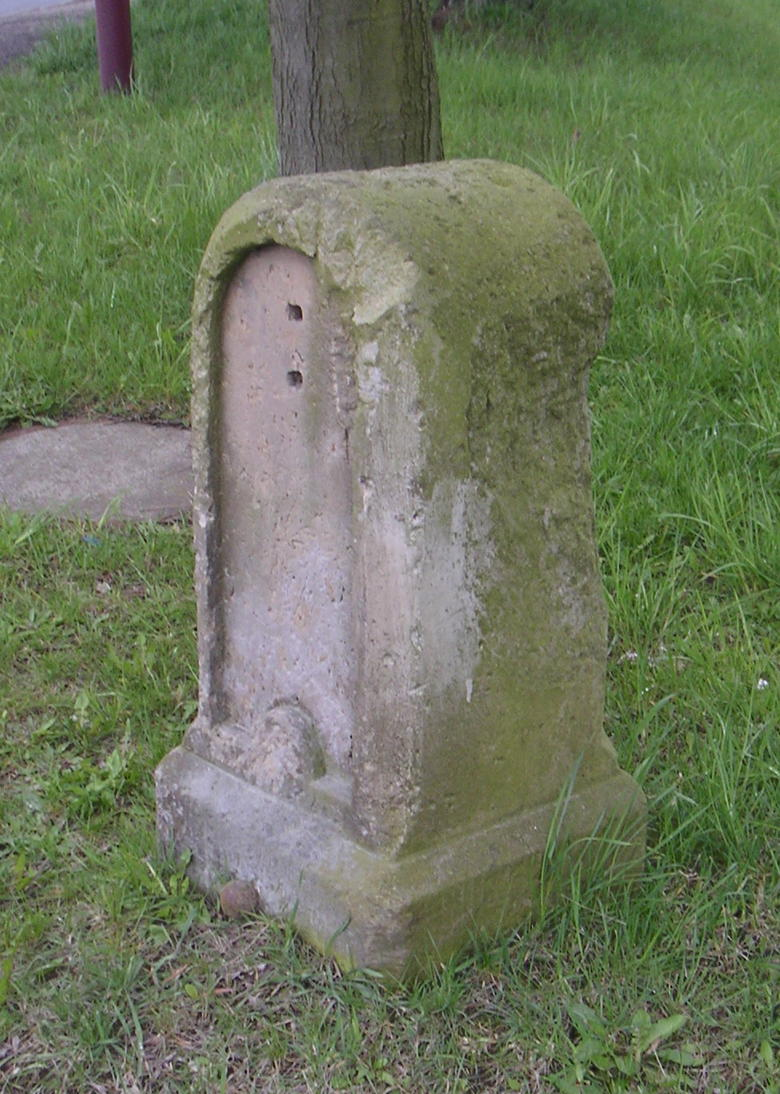
Ganzmeilenstein in Schlegel
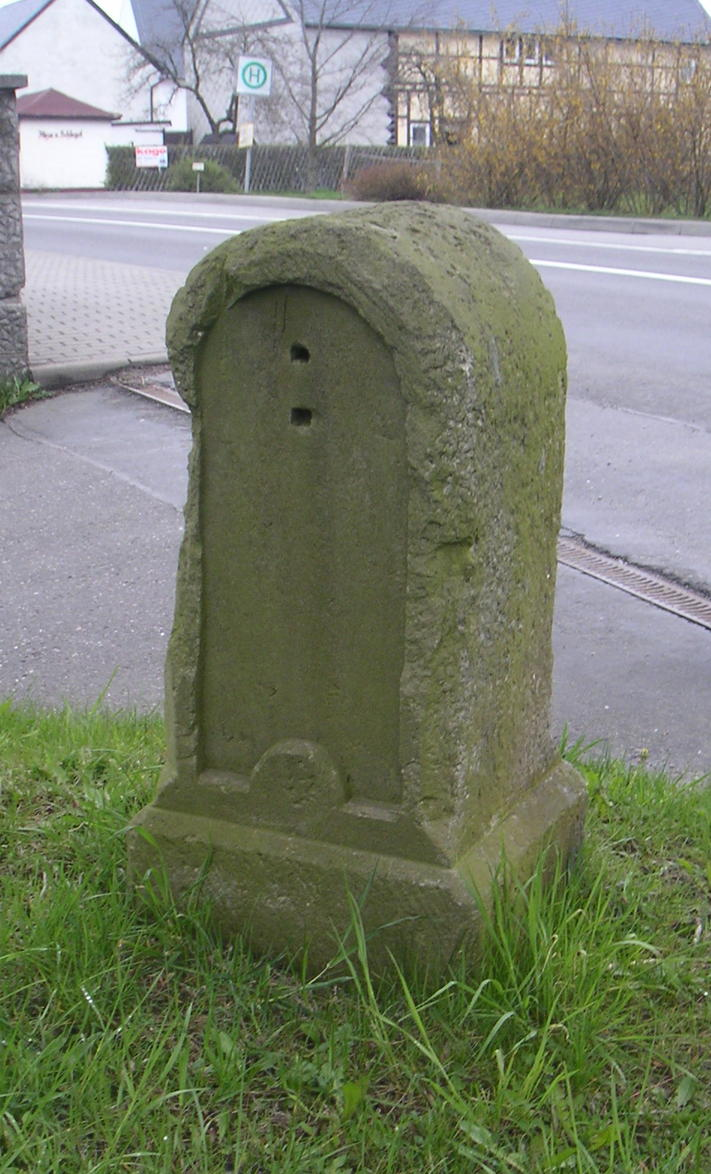
Ganzmeilenstein in Schlegel
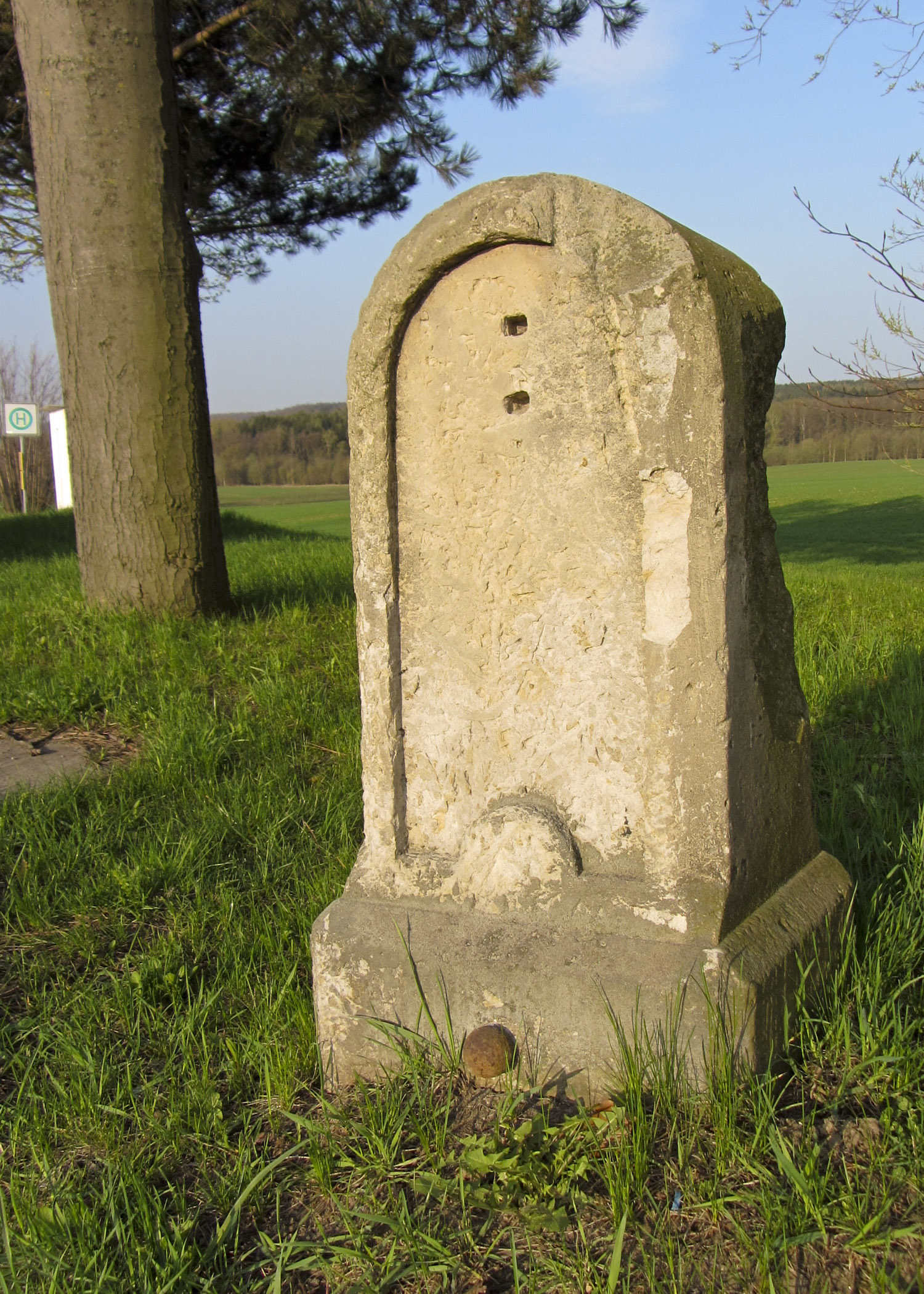
Ganzmeilenstein in Schlegel
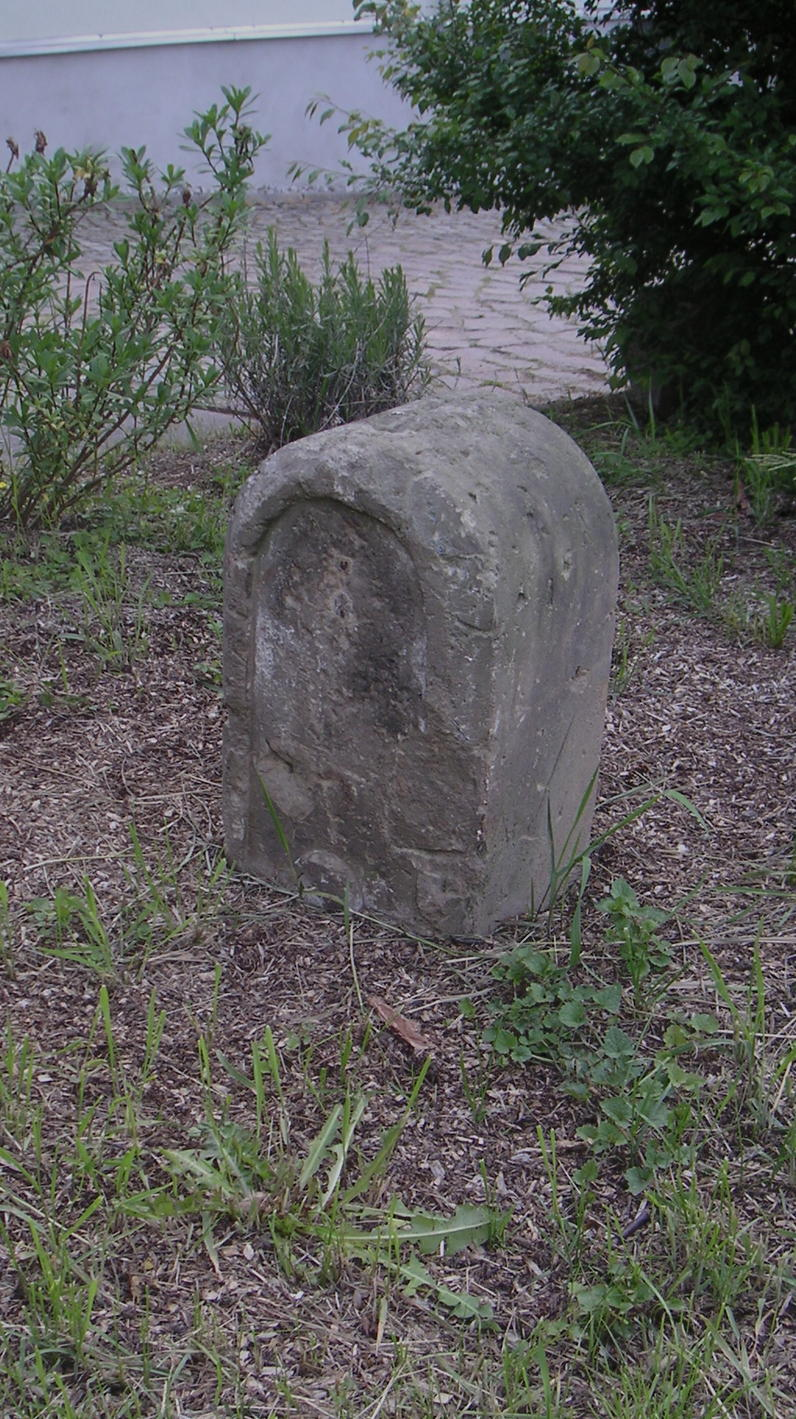
Halbmeilenstein in Falkenau
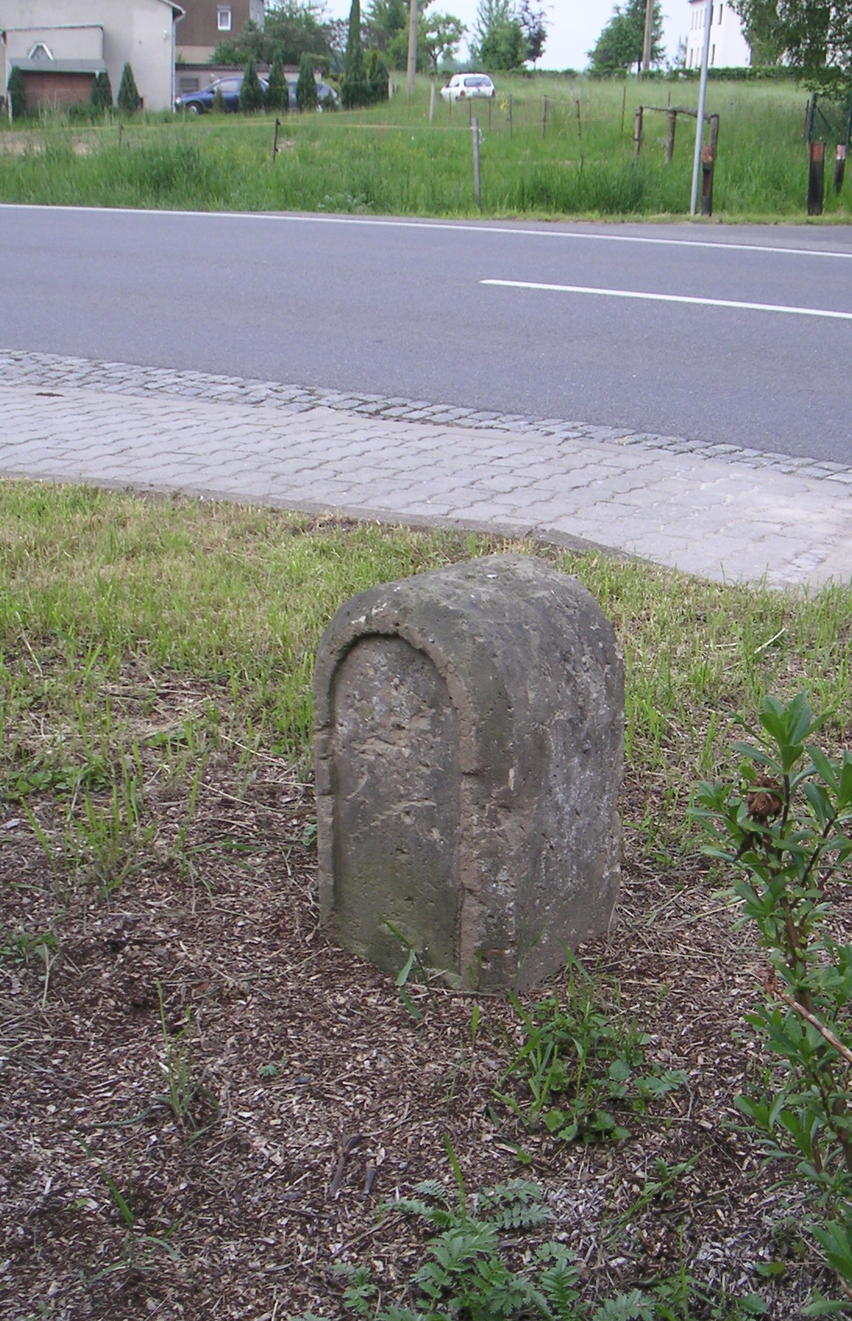
Halbmeilenstein in Falkenau

### Hartenstein
Hartenstein
1. Ganzmeilenstein am Marktplatz
2. Ganzmeilenstein am Ortsausgang Richtung OT Zschocken
3. Halbmeilenstein an der Katzenstraße im OT Thierfeld
4. Abzweigstein aus dem OT Zschocken, Reststück auf der Burg Schönfels

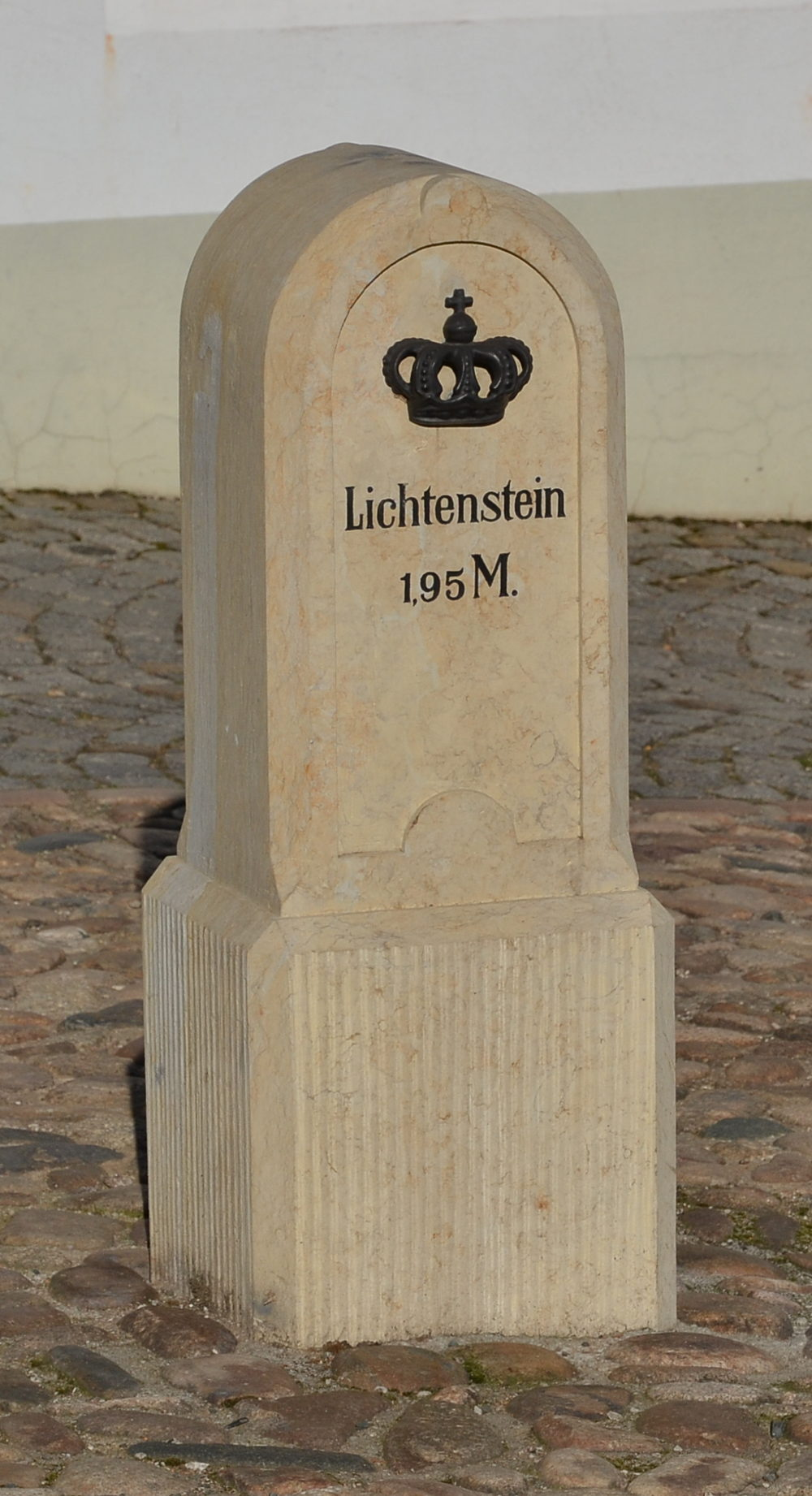
Ganzmeilenstein am Marktplatz
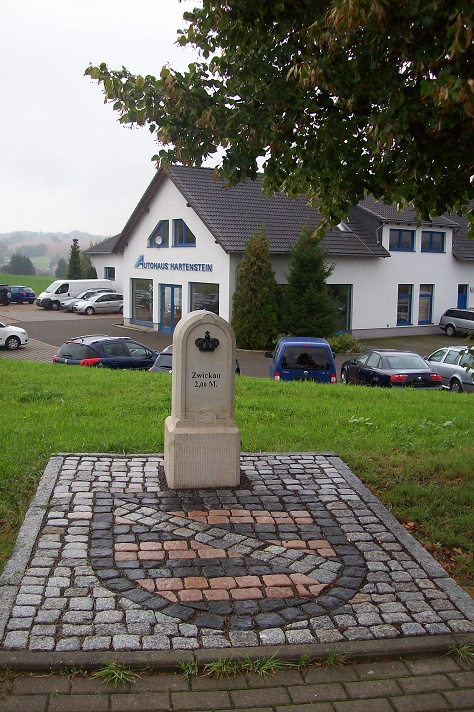
Ganzmeilenstein Richtung Zschocken
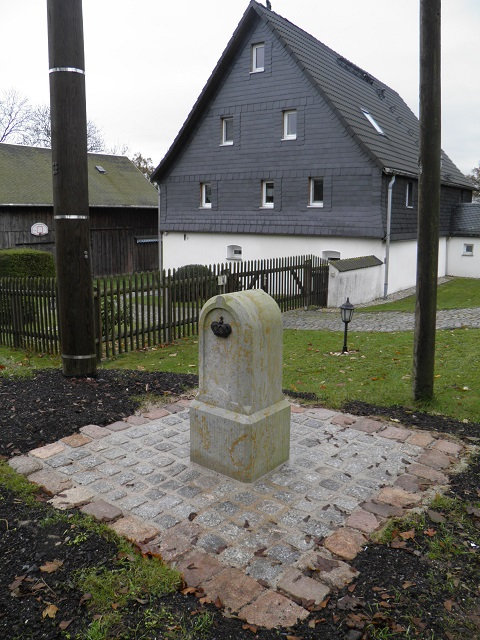
Halbmeilenstein Thierfeld
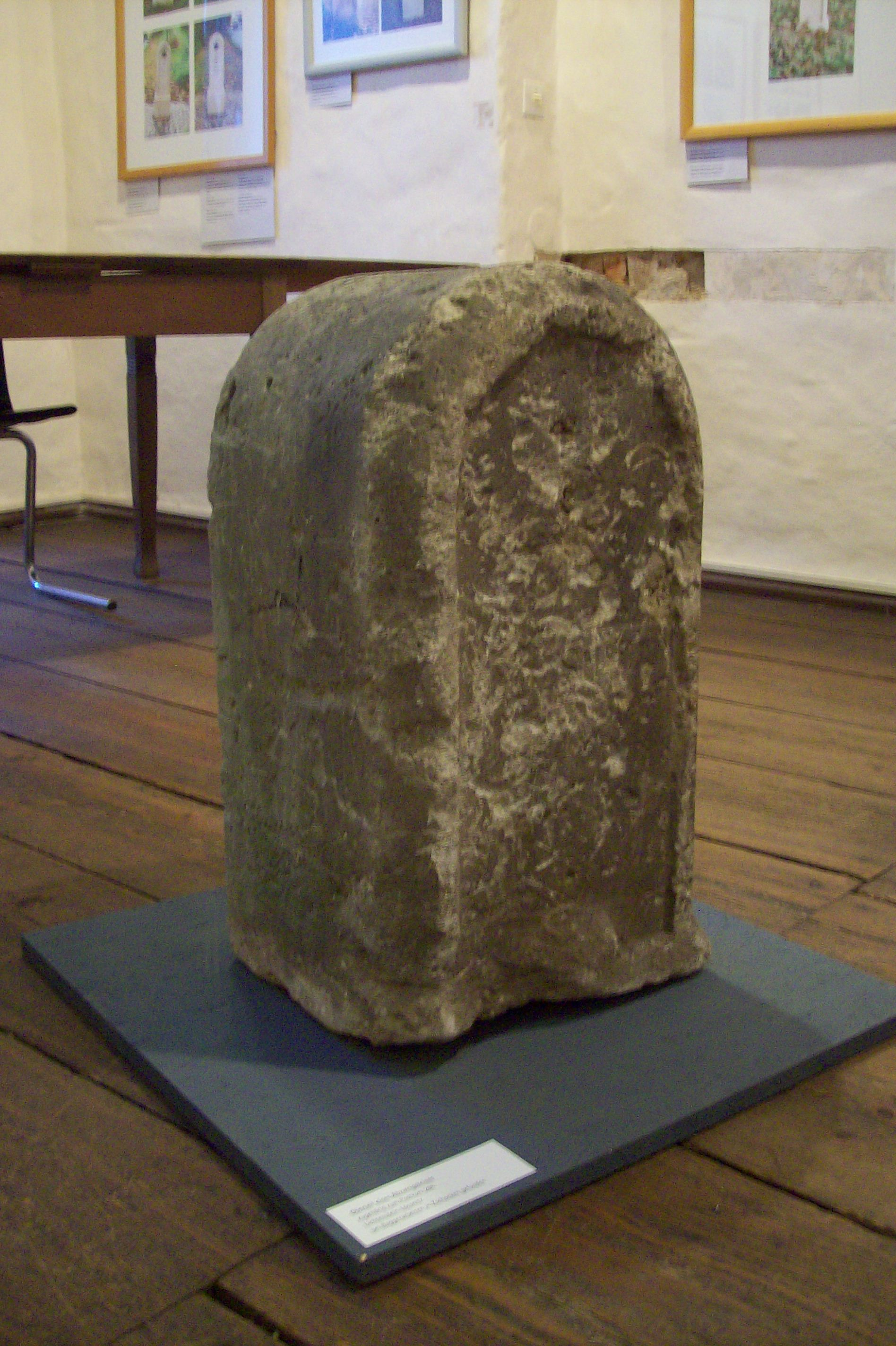
Reststück Abzweigstein Zschocken auf Burg Schönfels

### Hartmannsdorf-Reichenau
Hartmannsdorf-Reichenau
1. Abzweigstein an der S 184 (Kammstraße), ca. 1 km südlich von Frauenstein, am Abzweig Reichenau (Butterstraße)
2. stark verwitterter Halbmeilenstein an der S 184 (Kammstraße), ca. 2 km südlich von Frauenstein (jetzt in Reichenau eingelagert und Nachbildung am Parkplatz Weicheltmühle)

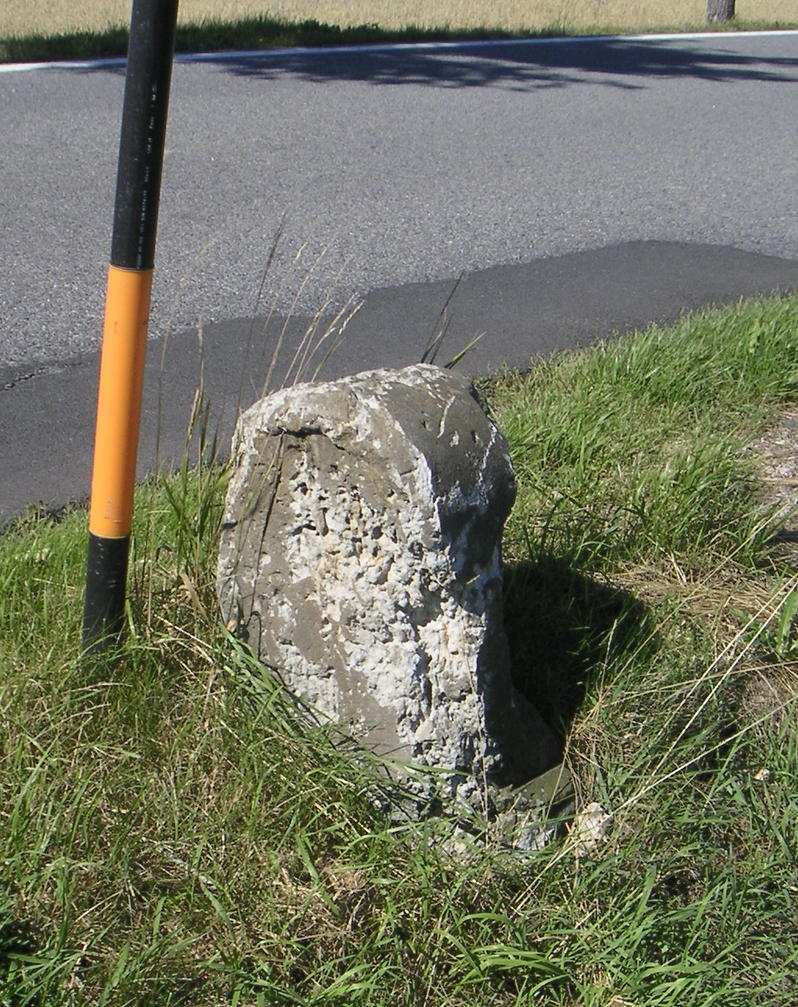
verwitterter Halbmeilenstein bis 2011 einige Kilometer südlich von Frauenstein (jetzt in Reichenau eingelagert)
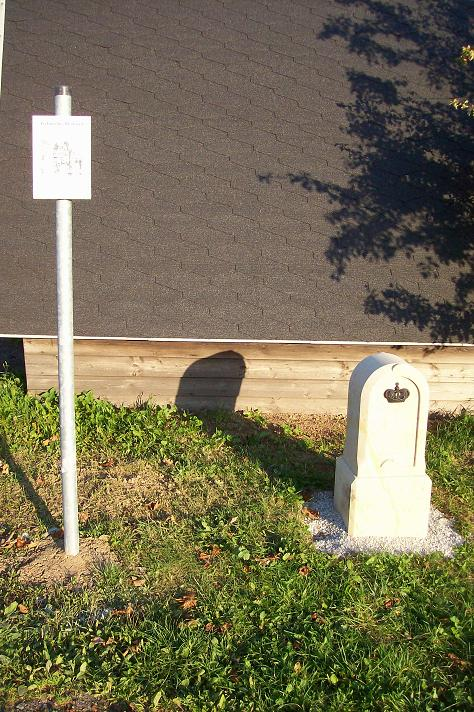
Nachbildung des Halbmeilensteines von 2011 am Parkplatz Weicheltmühle
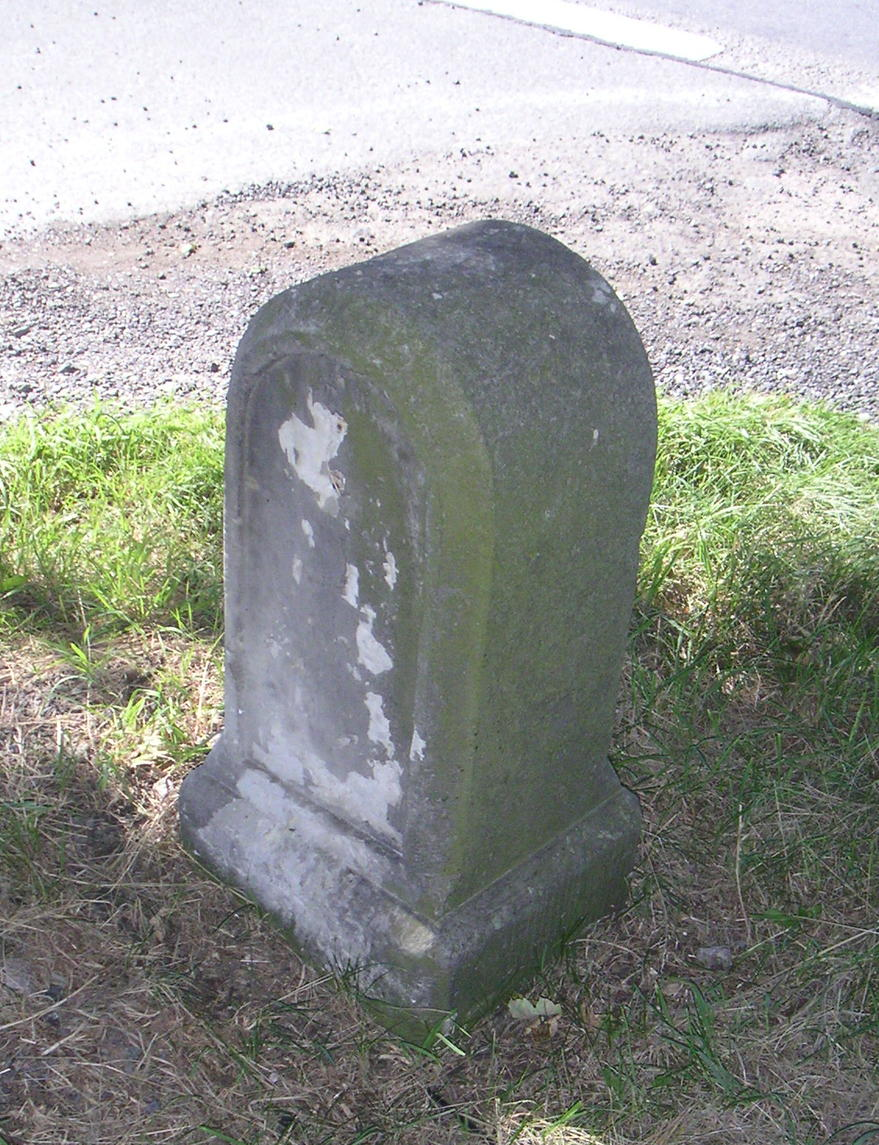
Abzweigstein ca. 1 km südlich von Frauenstein (vor der Restaurierung)
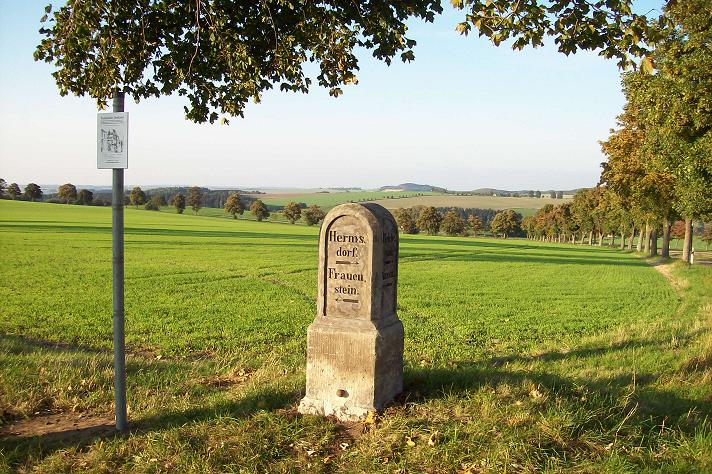
Abzweigstein nach der Restaurierung 2011 an der Ecke Obergebirgische / Alte Freiberg-Teplitzer Poststraße

### Hermsdorf/Erzgeb.
Hermsdorf/Erzgeb.
1. Ganzmeilenstein an der S 184 (Kammstraße), am Parkplatz vom Gasthaus Buschhaus (vorher zeitweise am Hotel Wettin in Neuhermsdorf)
2. Ganzmeilenstein im Ortsteil Seyde, am Becherbachweg/Stempelsternweg nach Neuhermsdorf/Seyde, unweit der Zinnbrücke bzw. Herklotzmühle

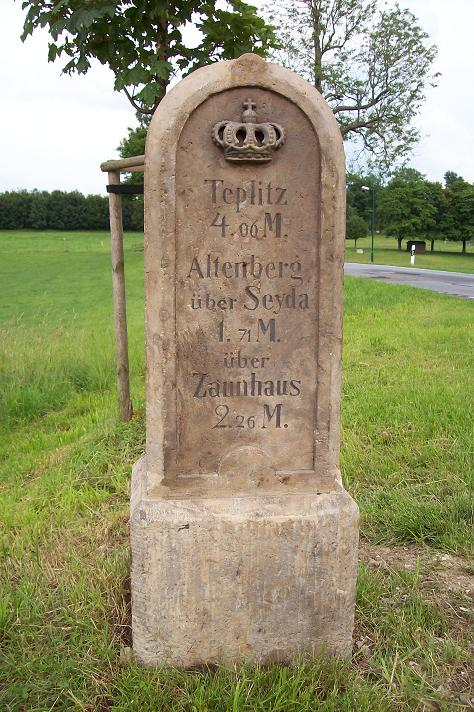
Ganzmeilenstein Hermsdorf/Erzgeb.
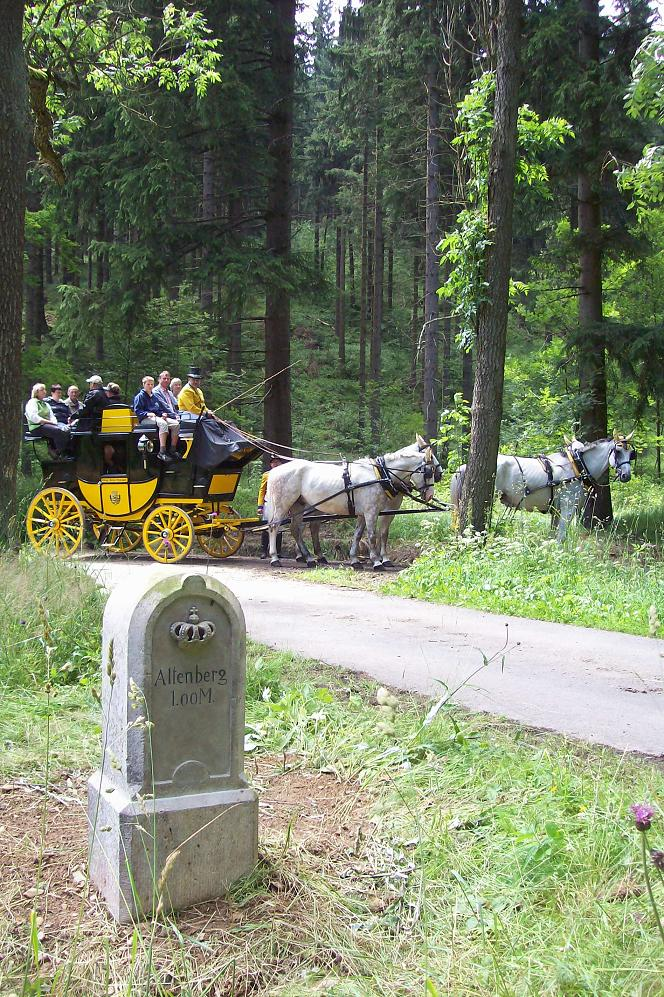
Ganzmeilenstein Seyde

### Herrnhut
Herrnhut
1. Kopie eines Stationssteines an der S 144
2. Ganzmeilenstein als Kilometerstein an der K 8610
3. Ganzmeilenstein als Kilometerstein an der S 144 im OT Ruppersdorf

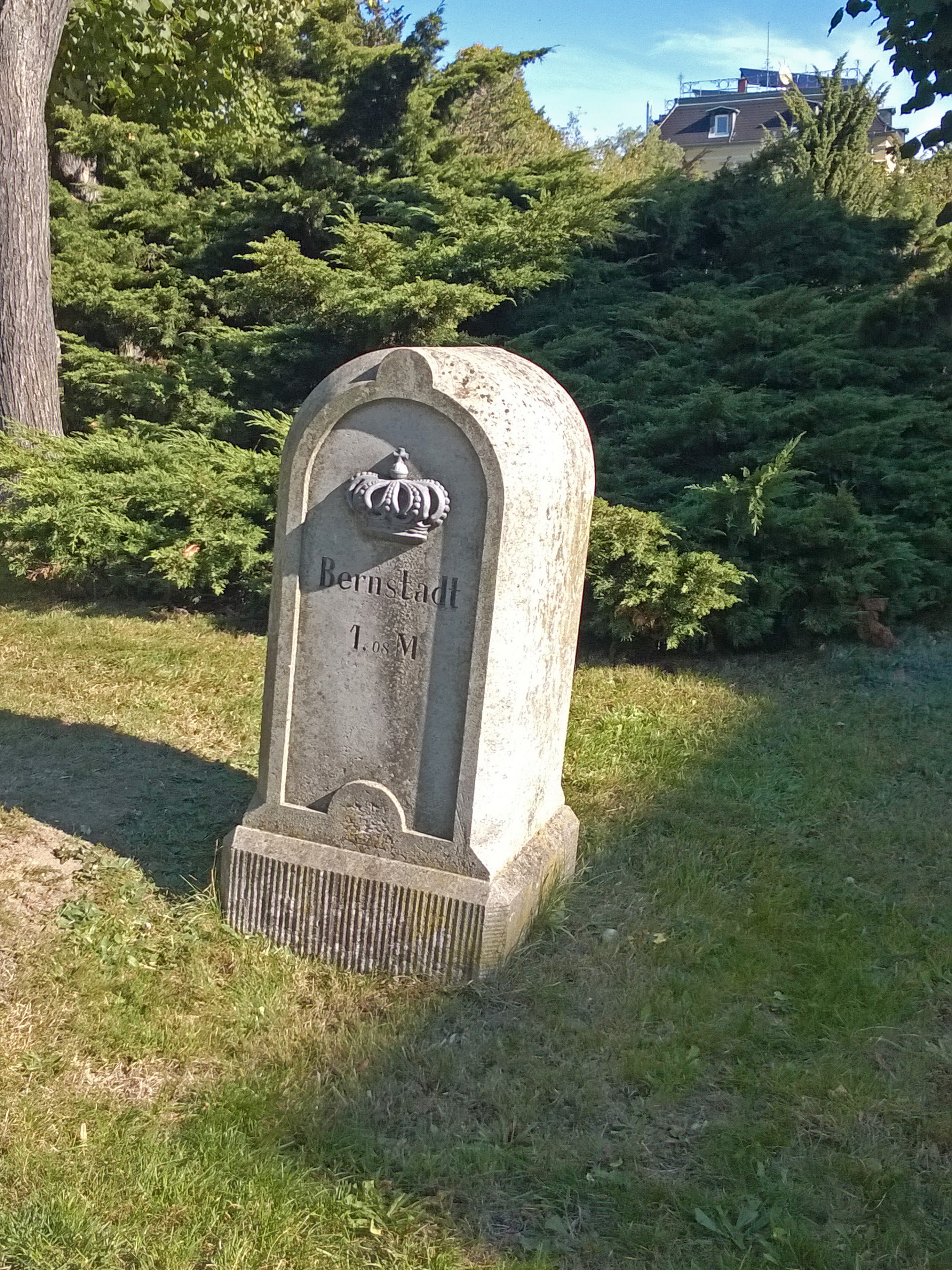
Kopie eines Stationssteines
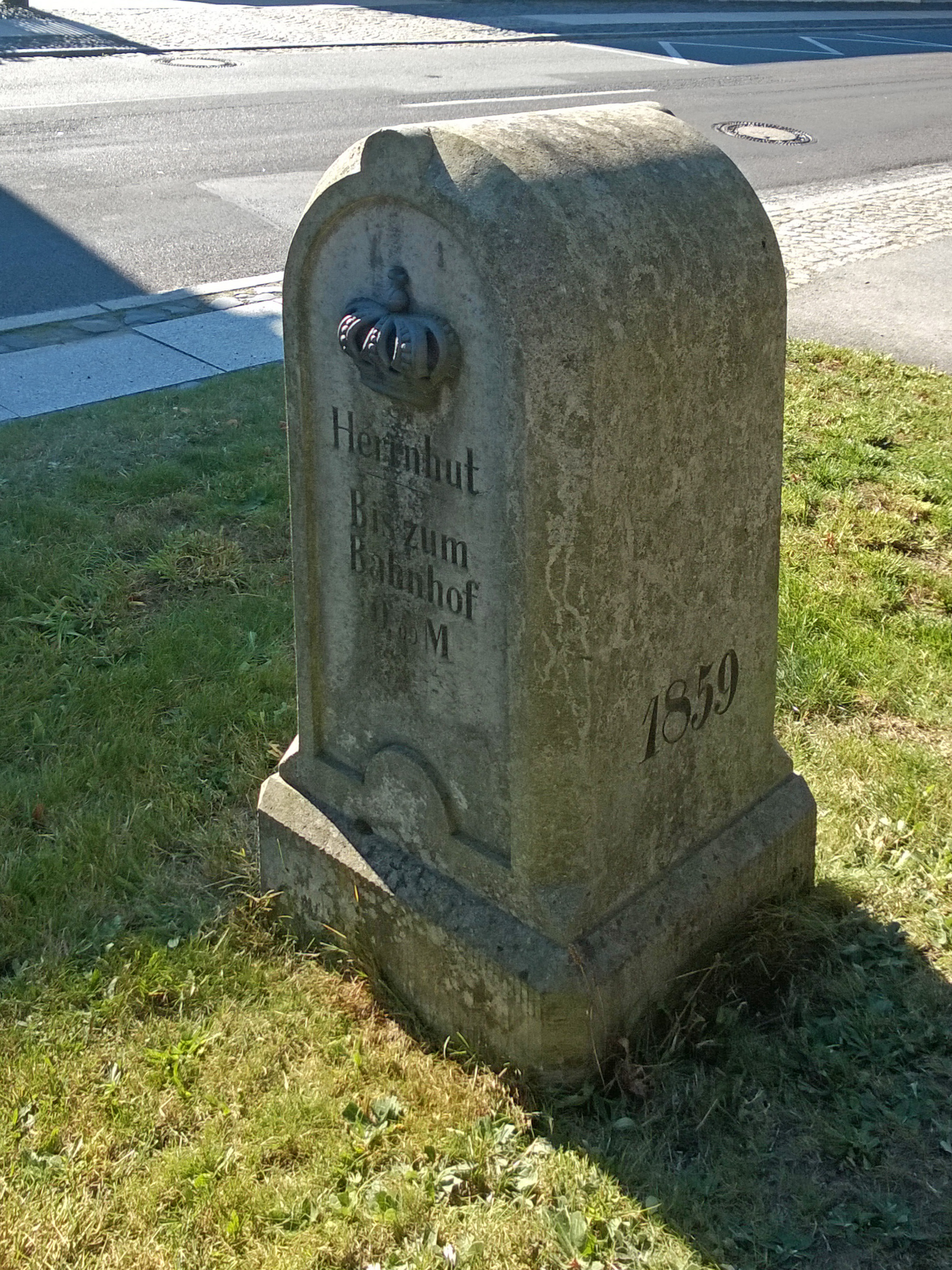
Kopie eines Stationssteines
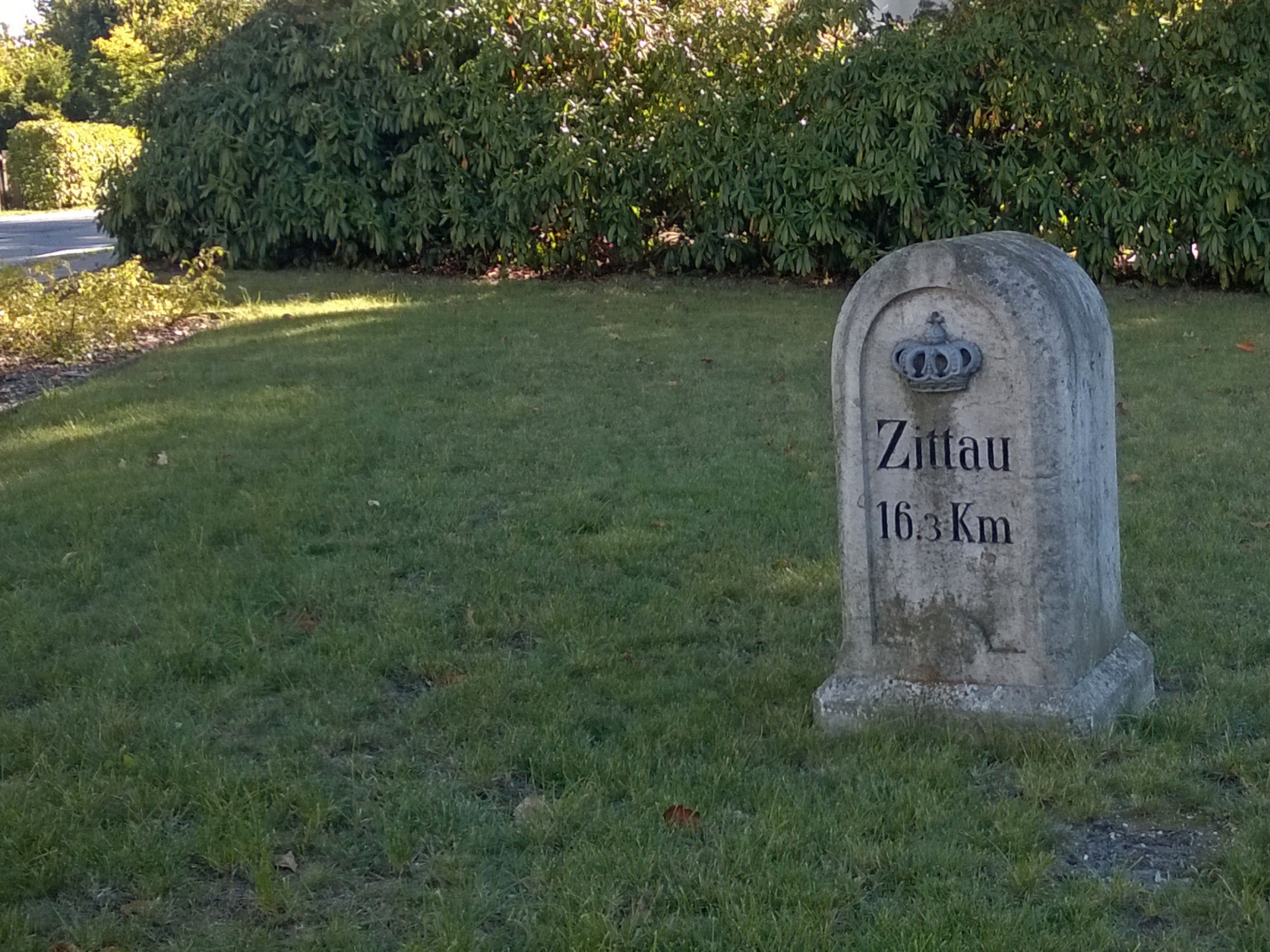
Ganzmeilenstein
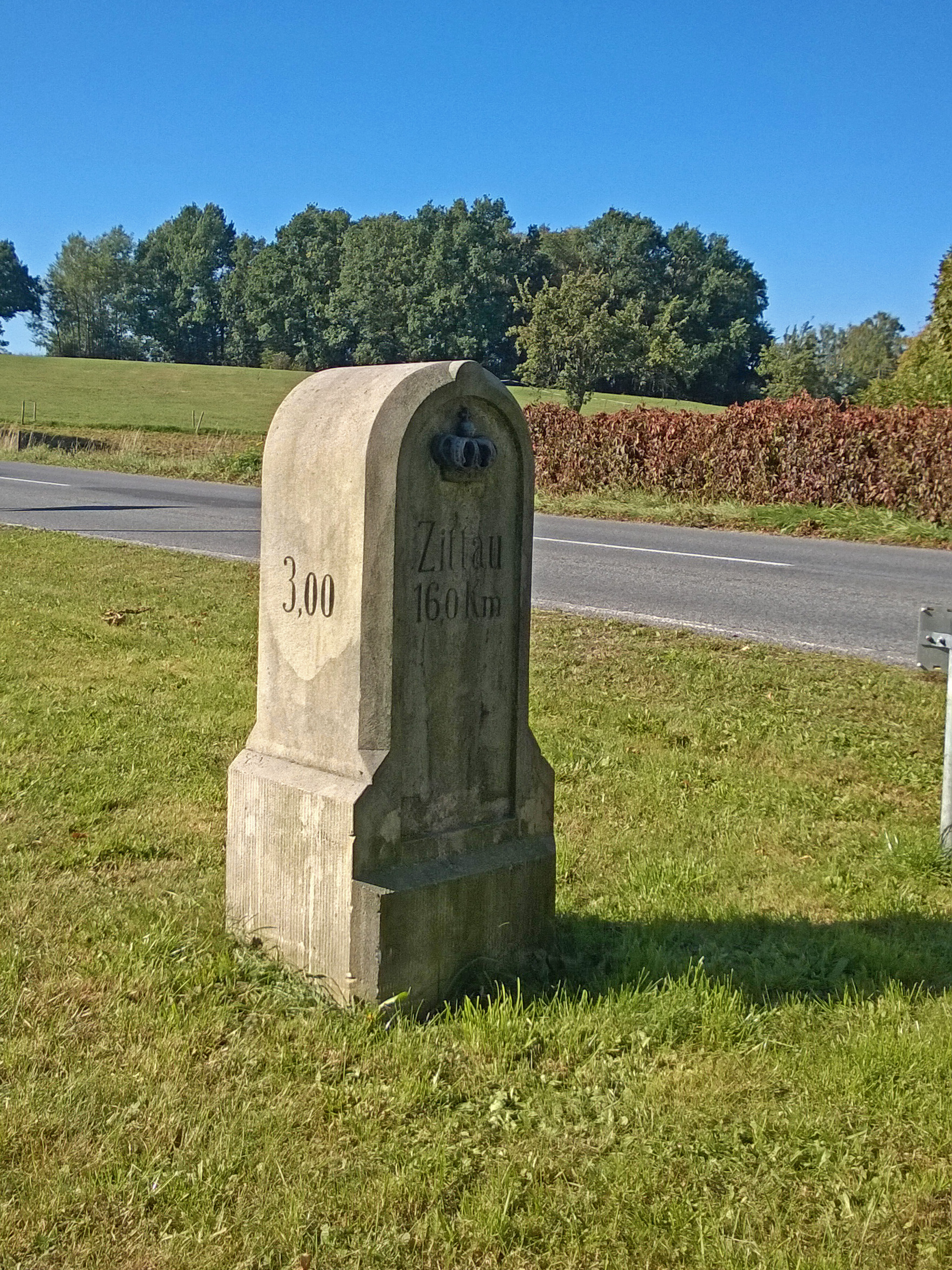
Ganzmeilenstein im OT Ruppersdorf
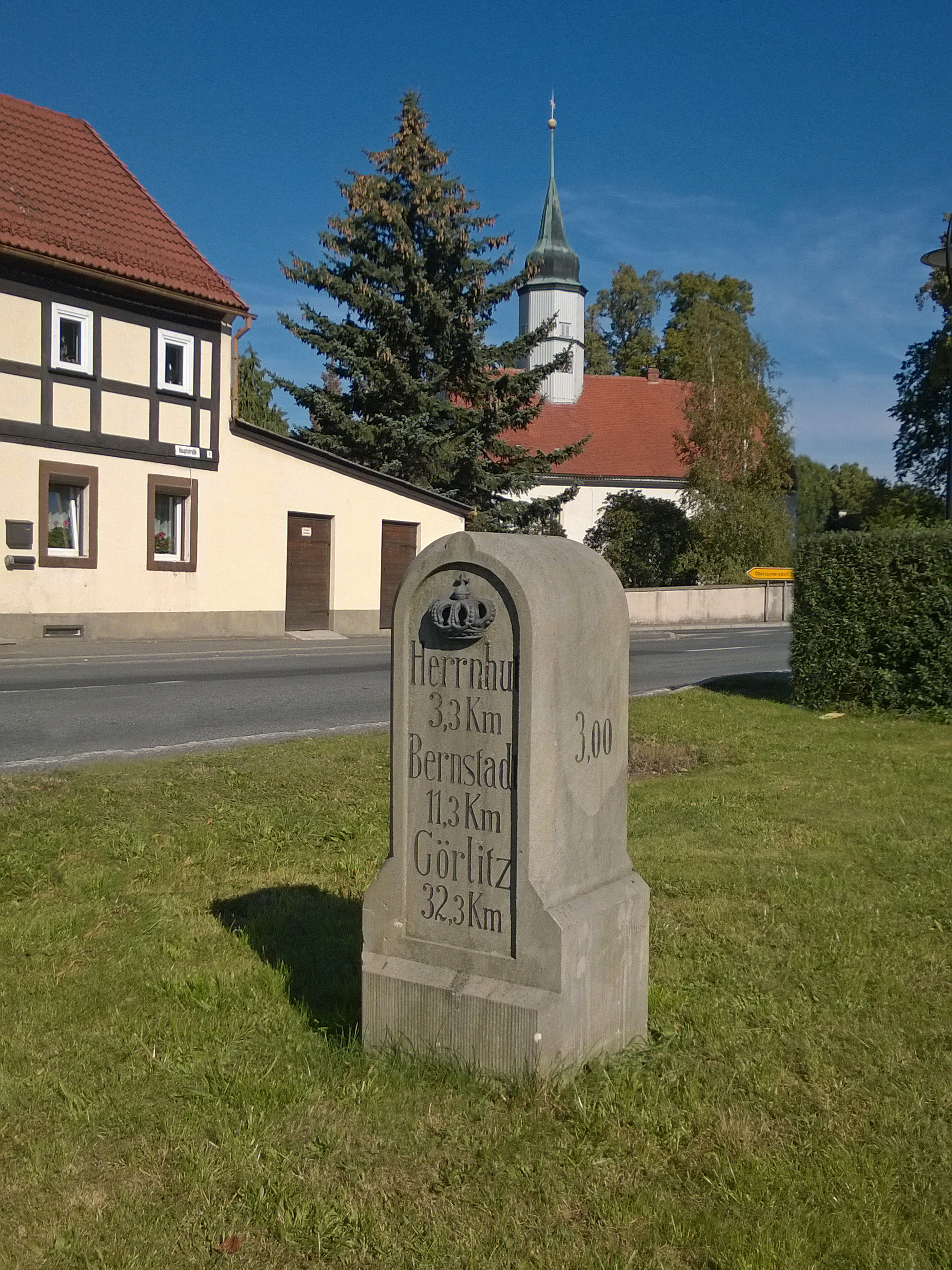
Ganzmeilenstein im OT Ruppersdorf

### Hirschfeld
Hirschfeld: Ganzmeilenstein an der Hauptstraße im Ortsteil Voigtsgrün

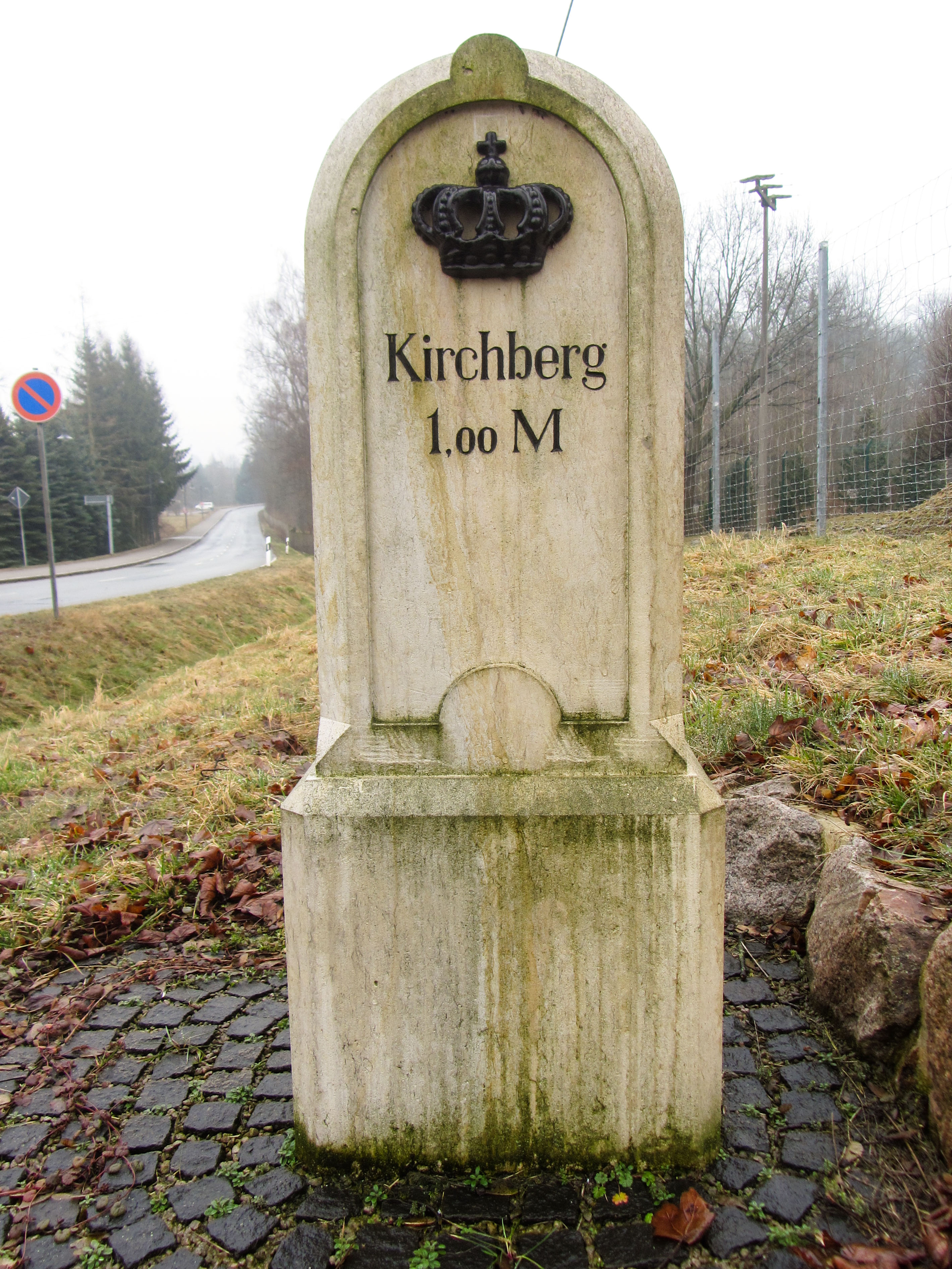
Ganzmeilenstein an der Hauptstraße

### Hochkirch
Hochkirch, Ganzmeilenstein als Kilometerstein an der B 6 im OT Steindörfel

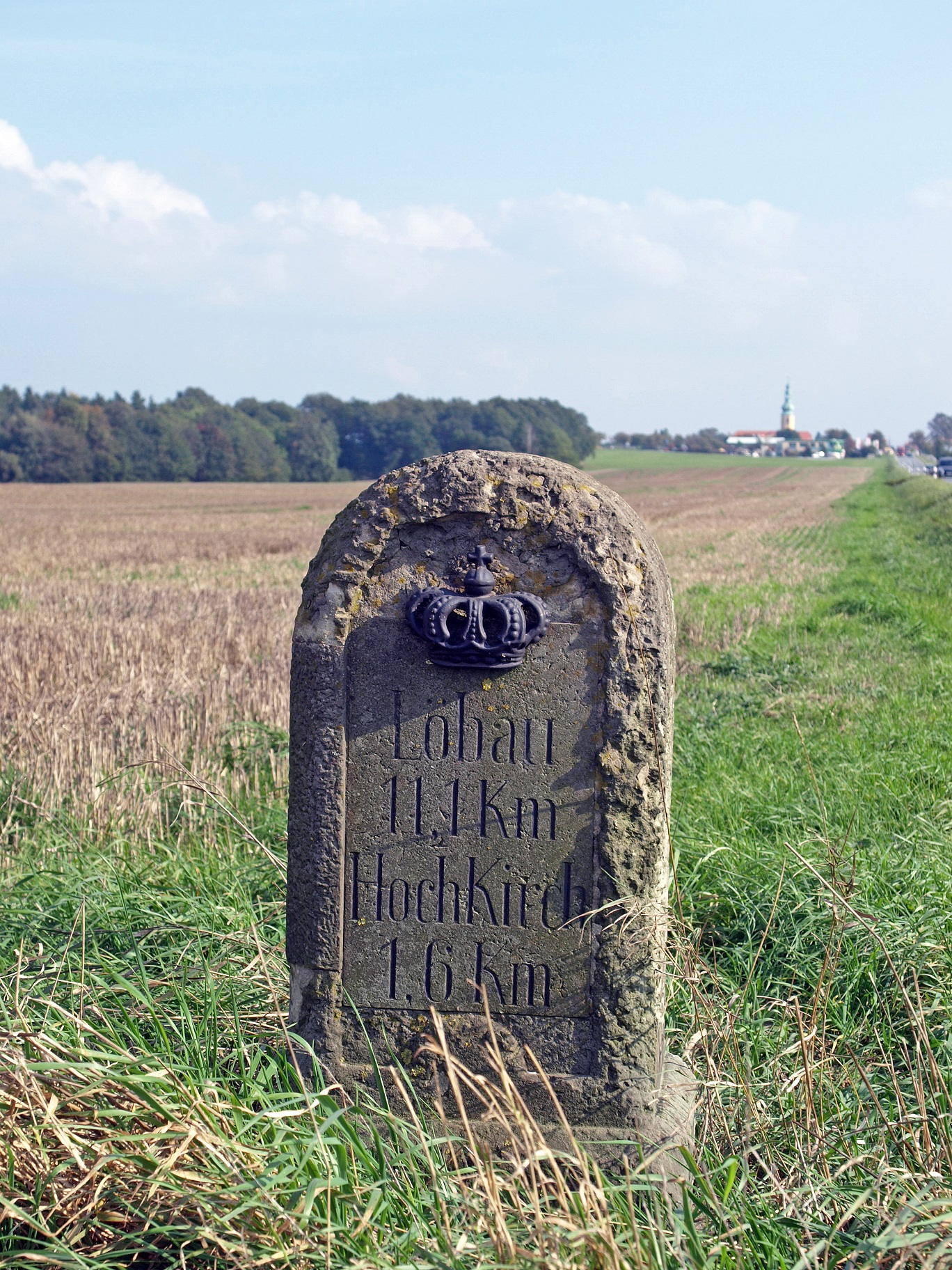
Meilenstein an der B 6
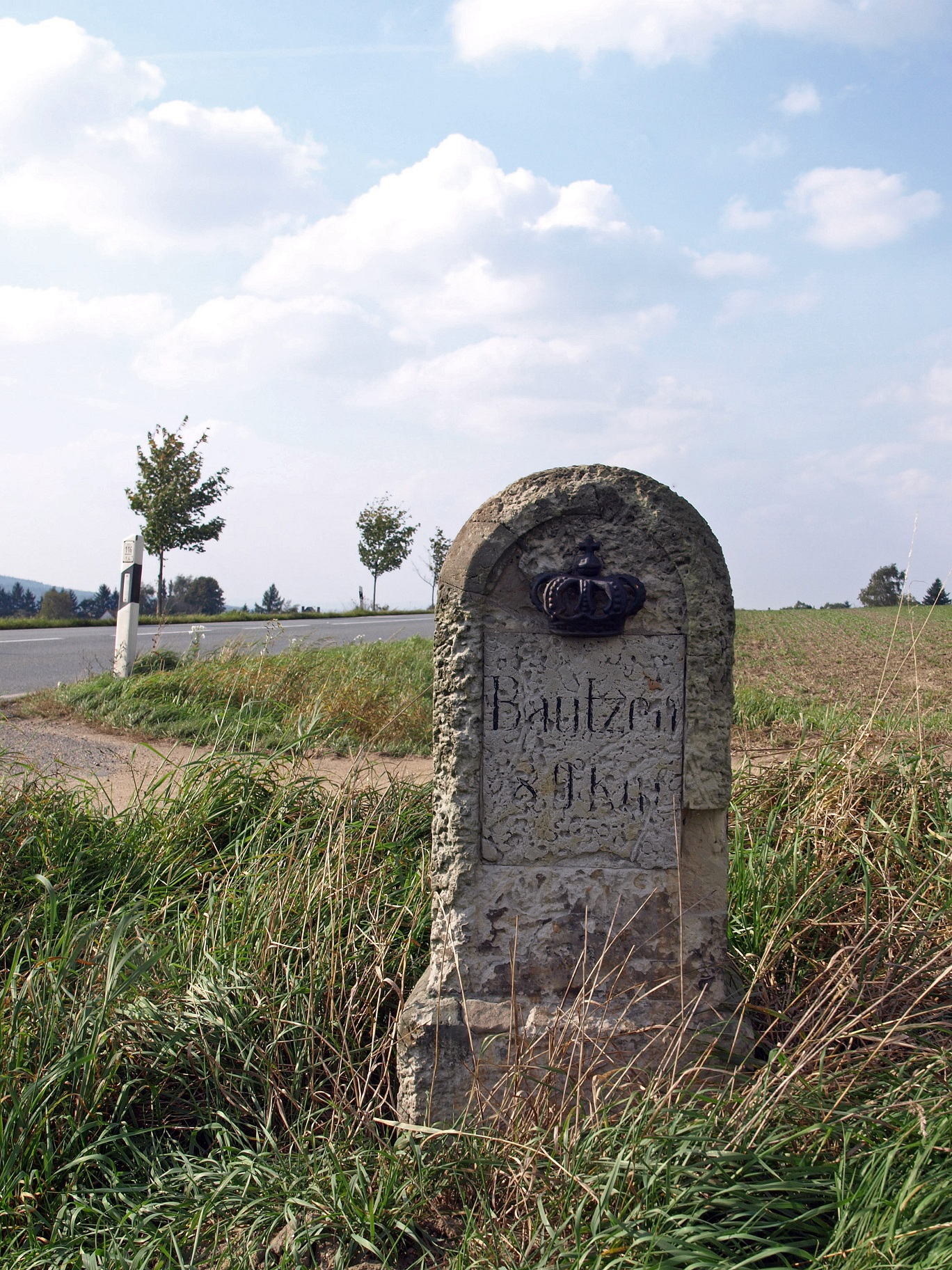
Meilenstein an der B 6

### Hohnstein
Hohnstein
1. Stationsstein an der Straßenkreuzung Schandauer Straße / Sebnitzer Straße
2. Stationsstein an der Schulbergstraße
3. umgearbeiteter Meilenstein am Abzweig zur Bastei

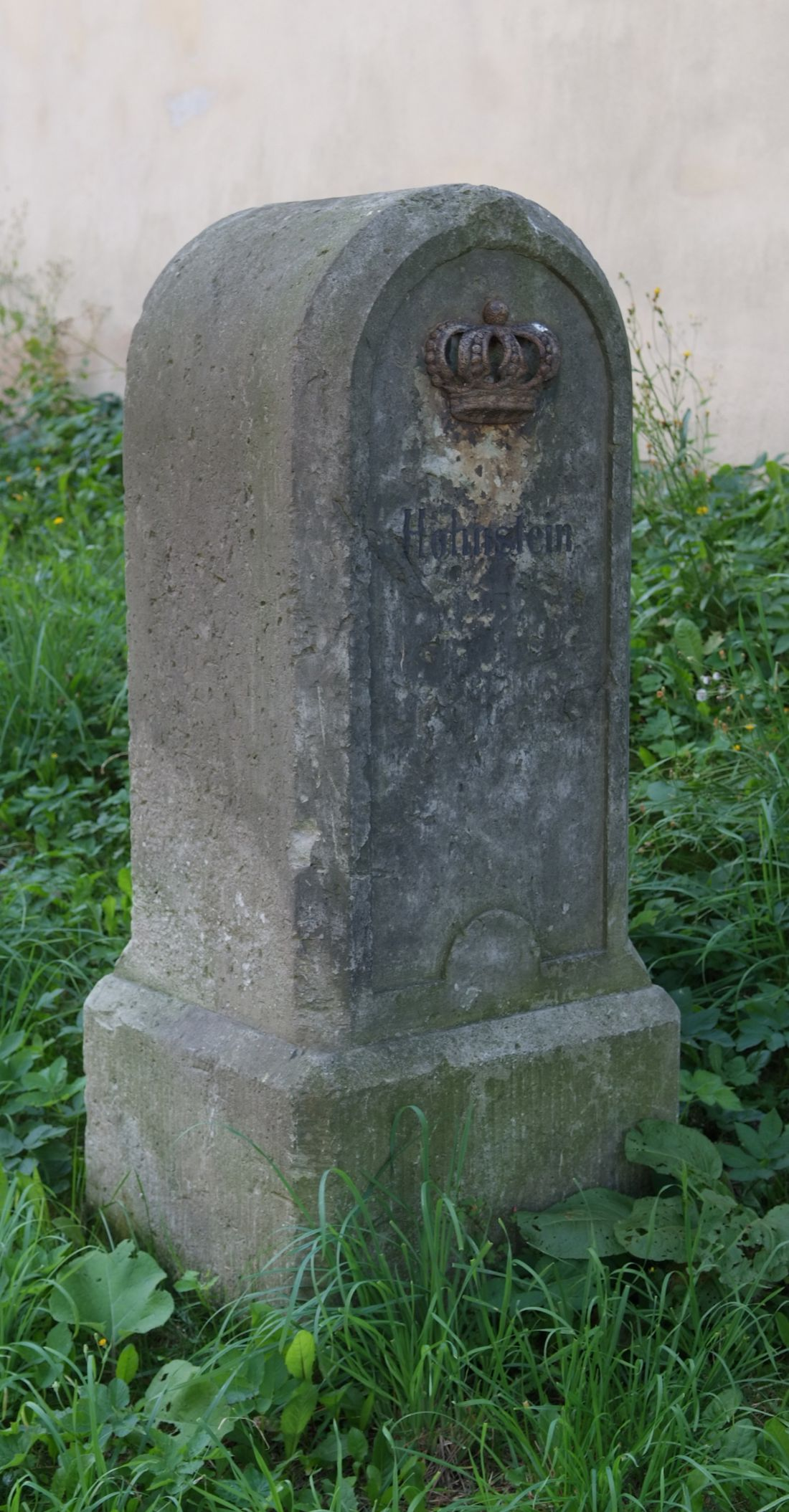
Stationsstein an der Schulbergstraße
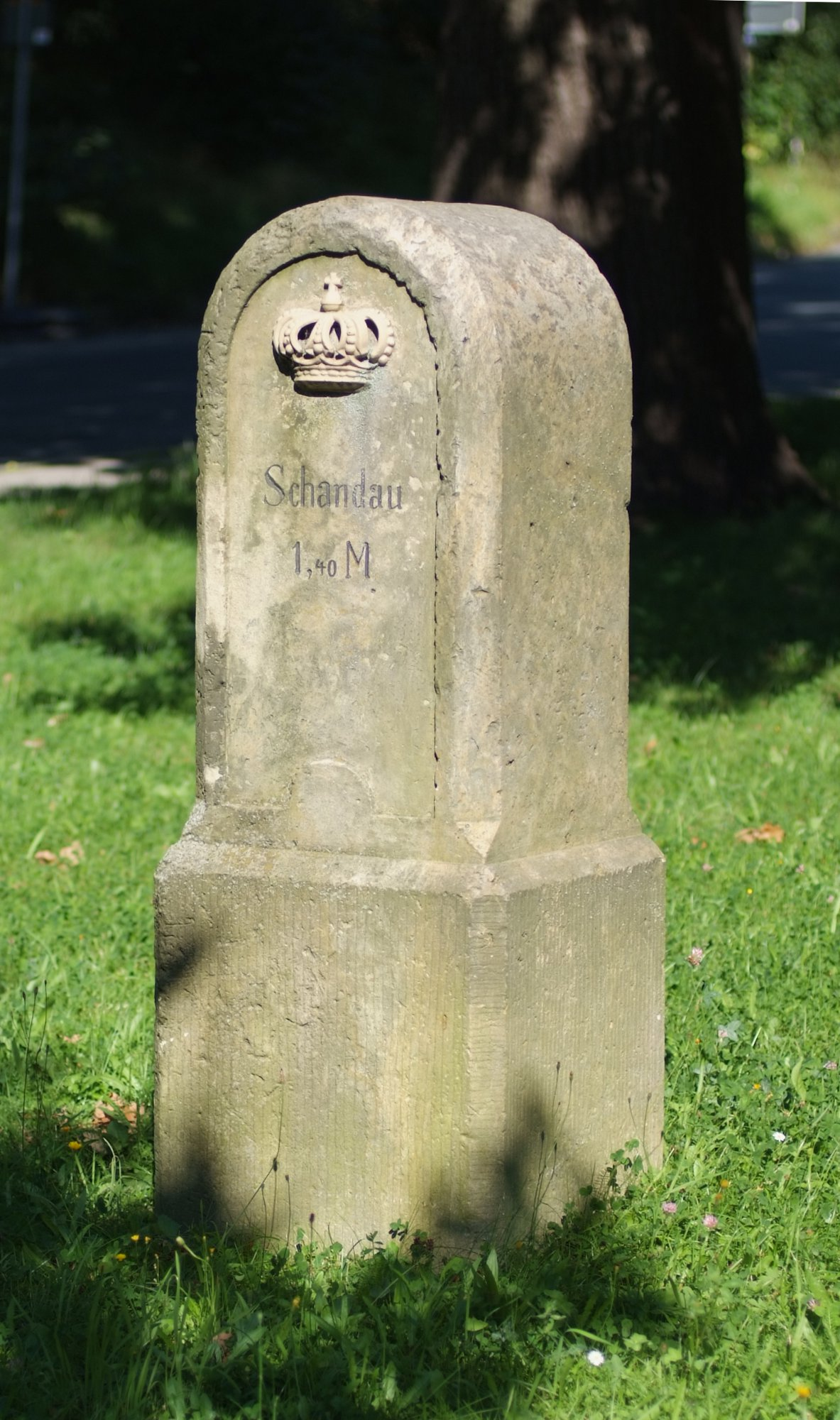
Stationsstein an der Straßenkreuzung Schandauer Straße / Sebnitzer Straße
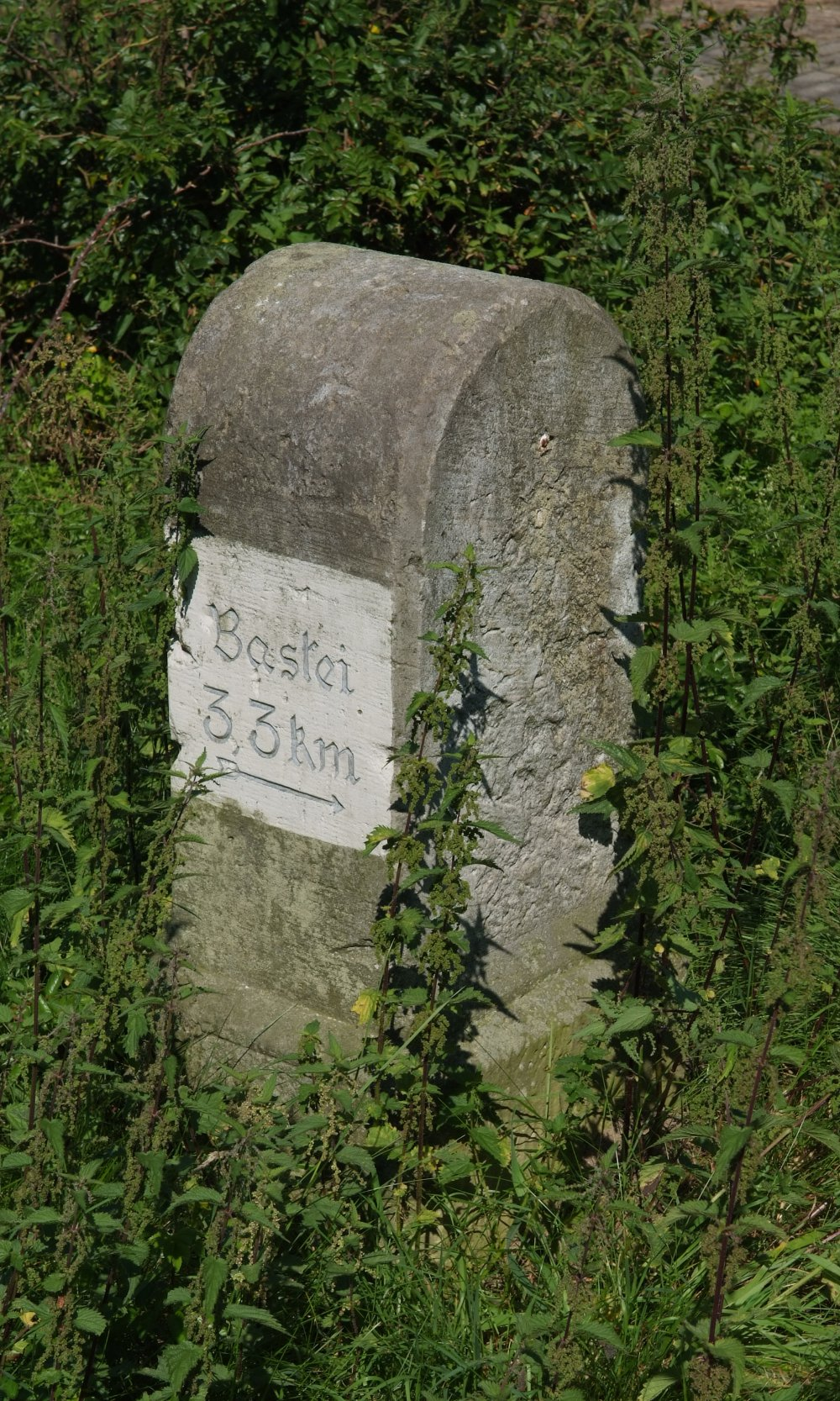
umgearbeiteter Meilenstein am Abzweig zur Bastei

### Johanngeorgenstadt
Johanngeorgenstadt: Stationsstein am Abzweig der Steinbachtalstraße. Im Jahr 1909 wurden die Meilenangaben in Kilometer und die Inschriften entsprechend umgearbeitet (Nach Platten 6,4, Oberwiesenthal 22,0, Karlsbad 31,9 km). Er befand sich am Abzweig der Steinbachtalstraße an der Staatsstraße S 275, seit August 2014 nach erfolgter Restaurierung mit den Originalinschriften mit Meilenangaben (um 1860) wieder auf dem Markt

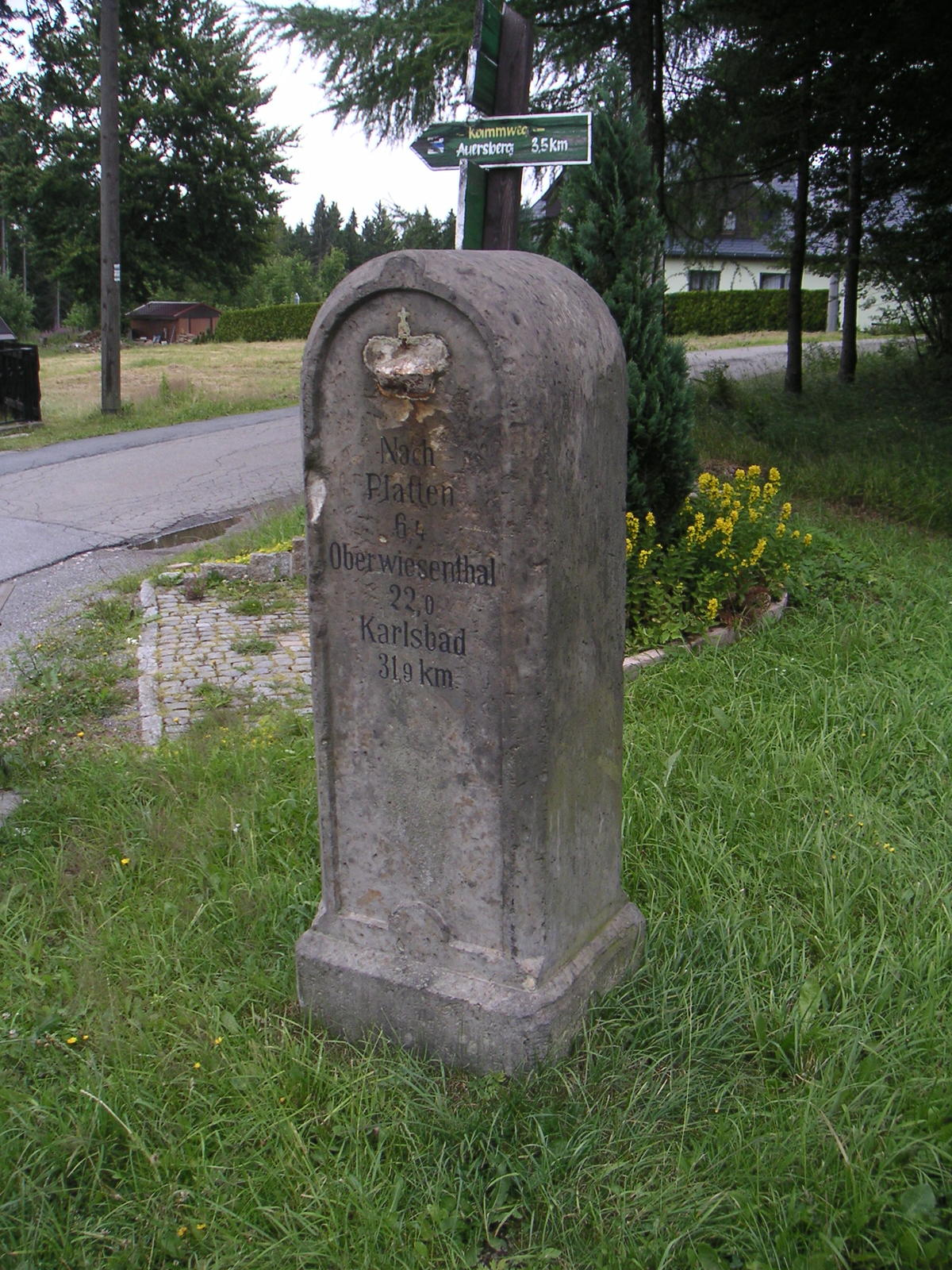
Stationsstein als Kilometerstein im OT Steinbach
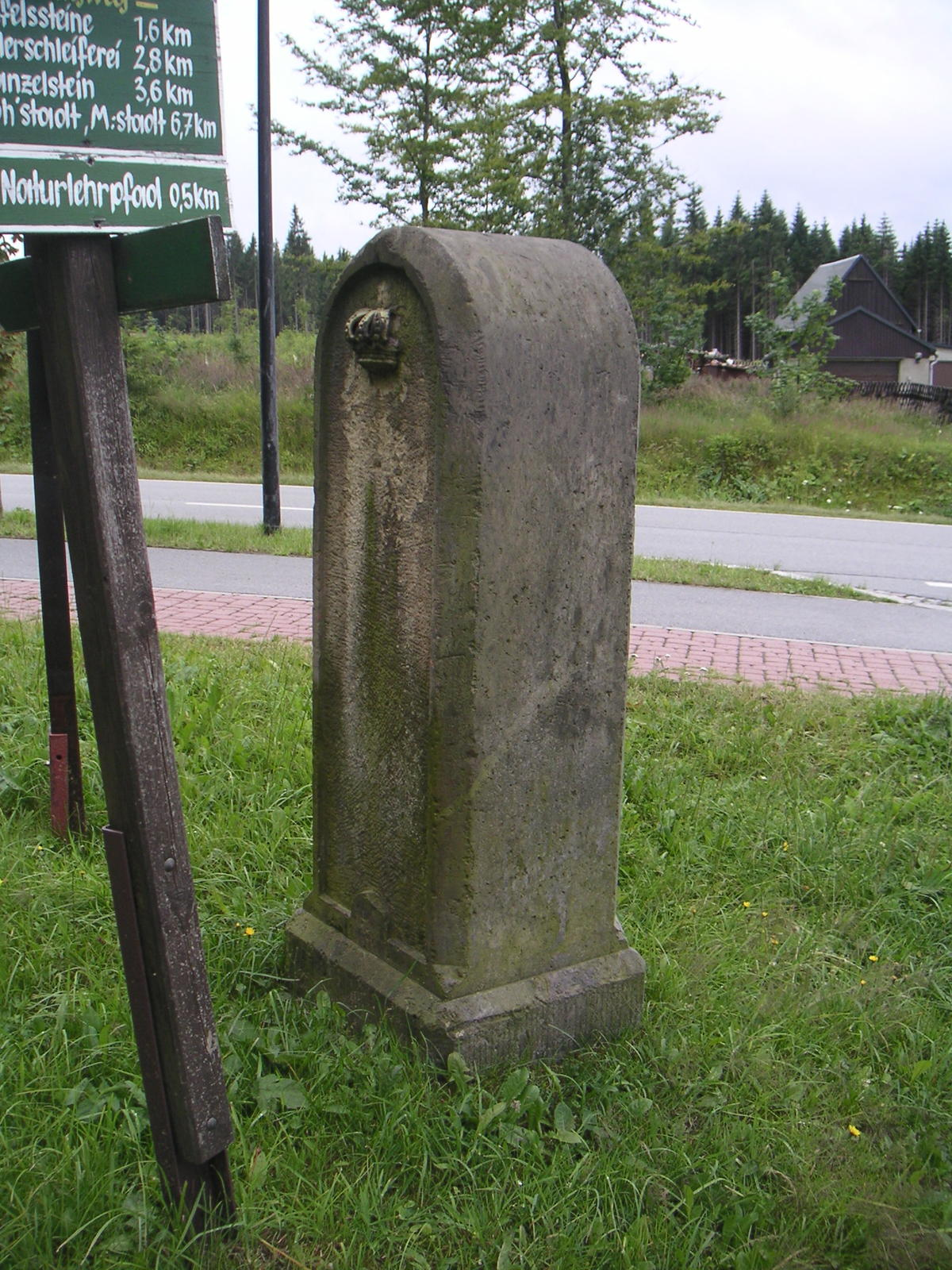
Stationsstein als Kilometerstein im OT Steinbach
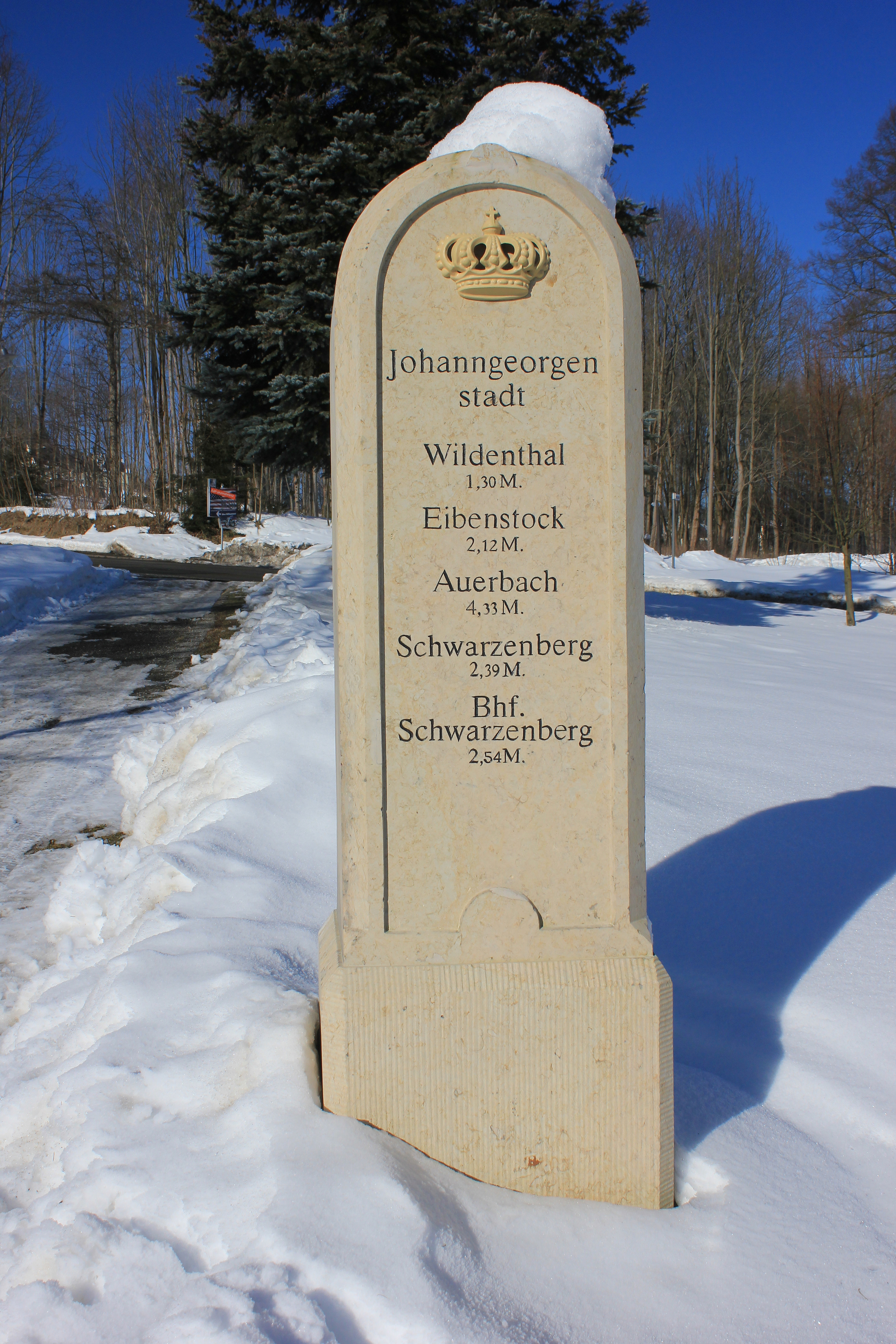
Stationsstein originalgetreu restauriert am Markt

### Jöhstadt
Jöhstadt
1. Stationsstein am Markt, gegenüber der kursächsischen Distanzsäule
2. überarbeiteter Halbmeilenstein als Kilometerstein im OT Steinbach

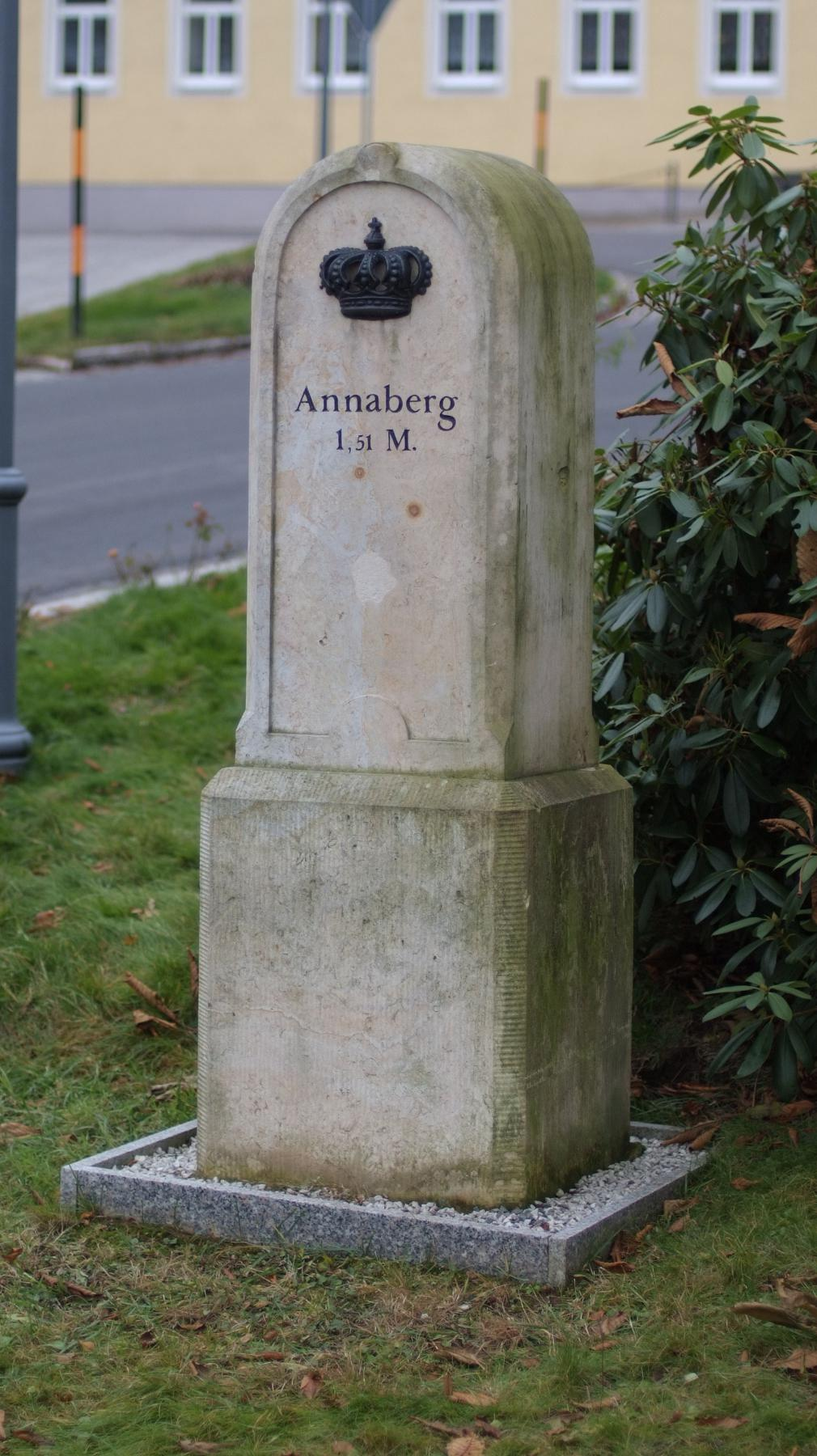
Stationsstein
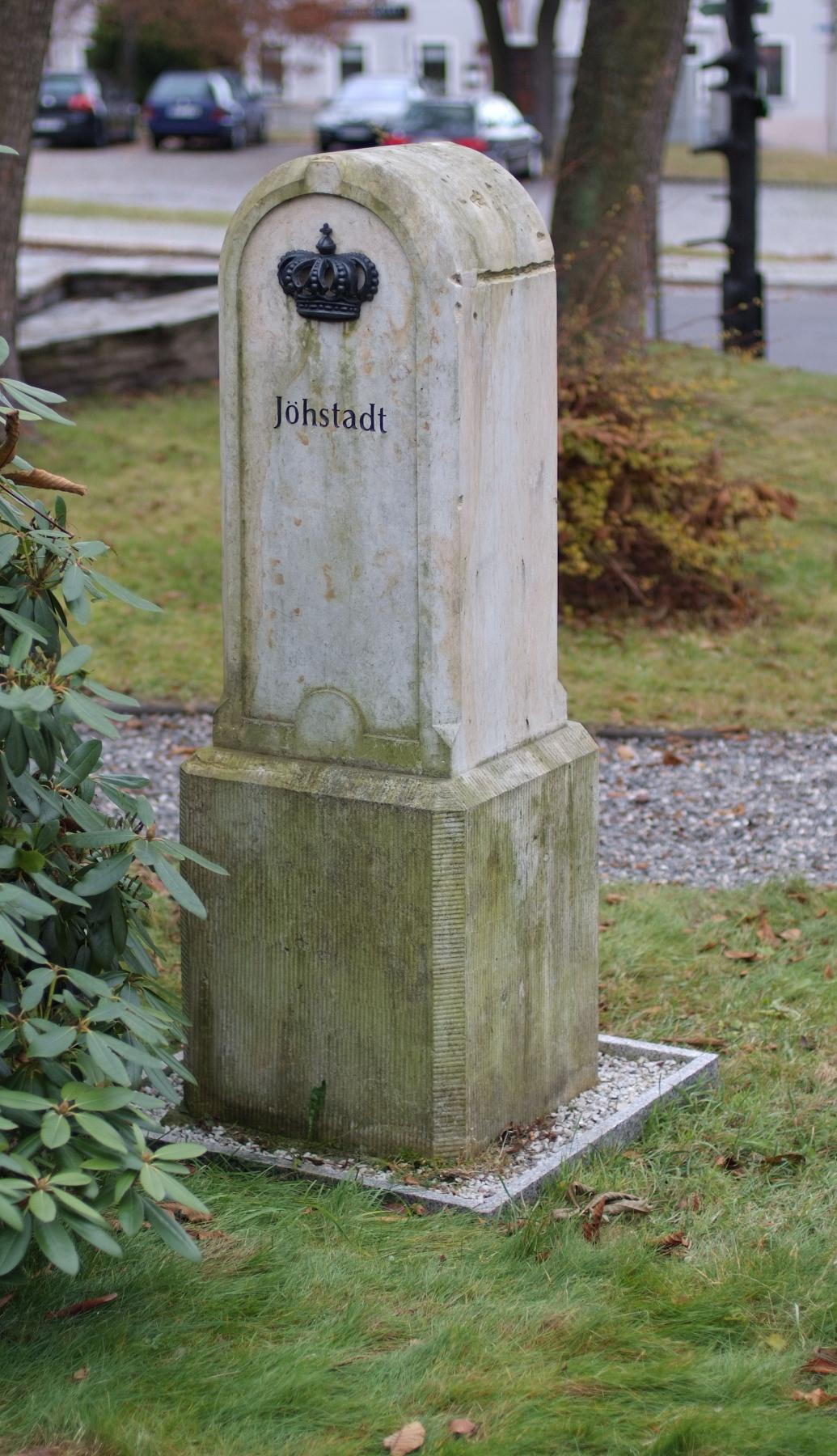
Stationsstein
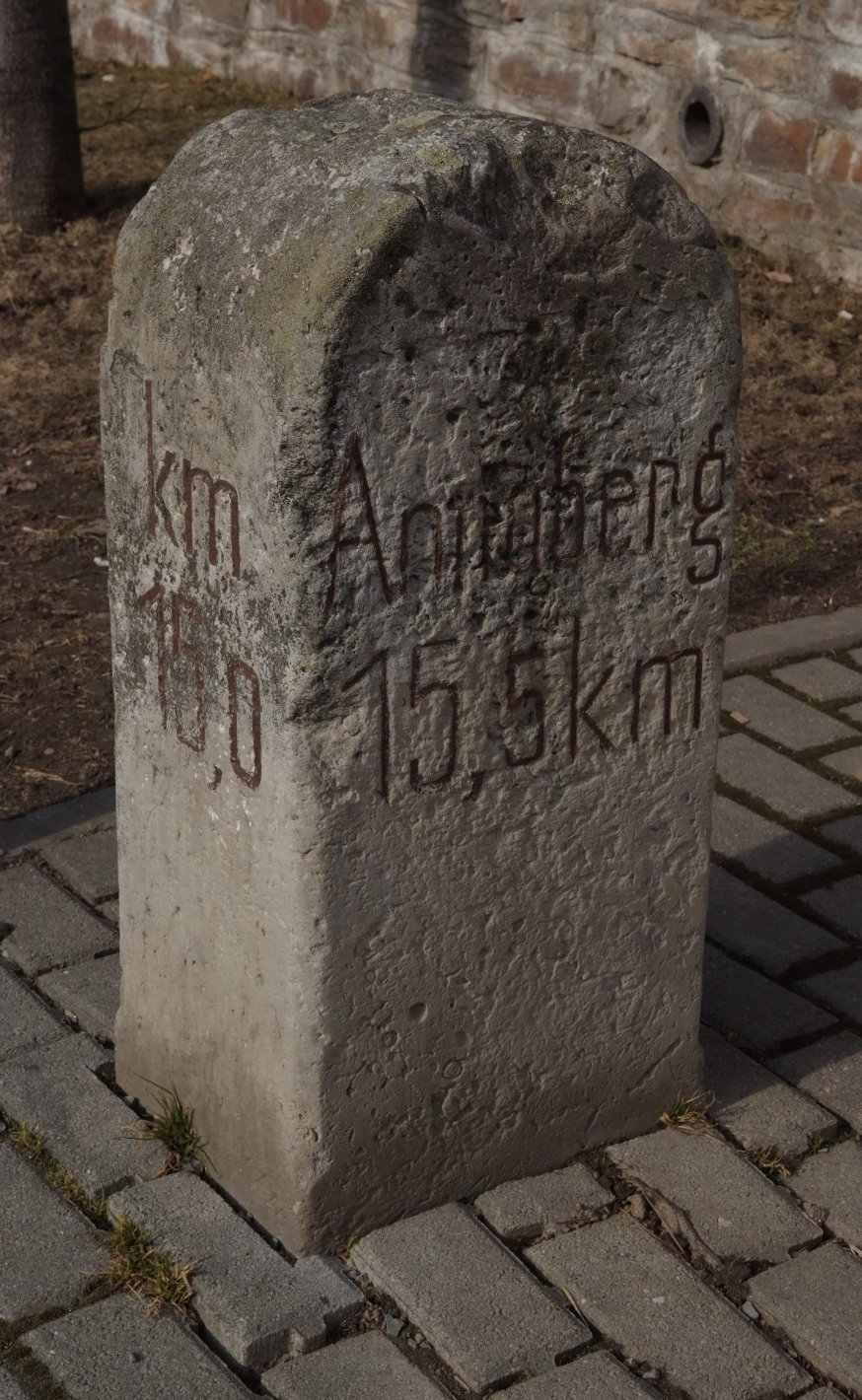
Halbmeilenstein als Kilometerstein im OT Steinbach

### Kamenz
Kamenz
1. Ganzmeilenstein an der S 95 Richtung Pulsnitz
2. Halbmeilenstein an der Bautzner Straße
3. Ganzmeilenstein an der S 100 bei Thonberg

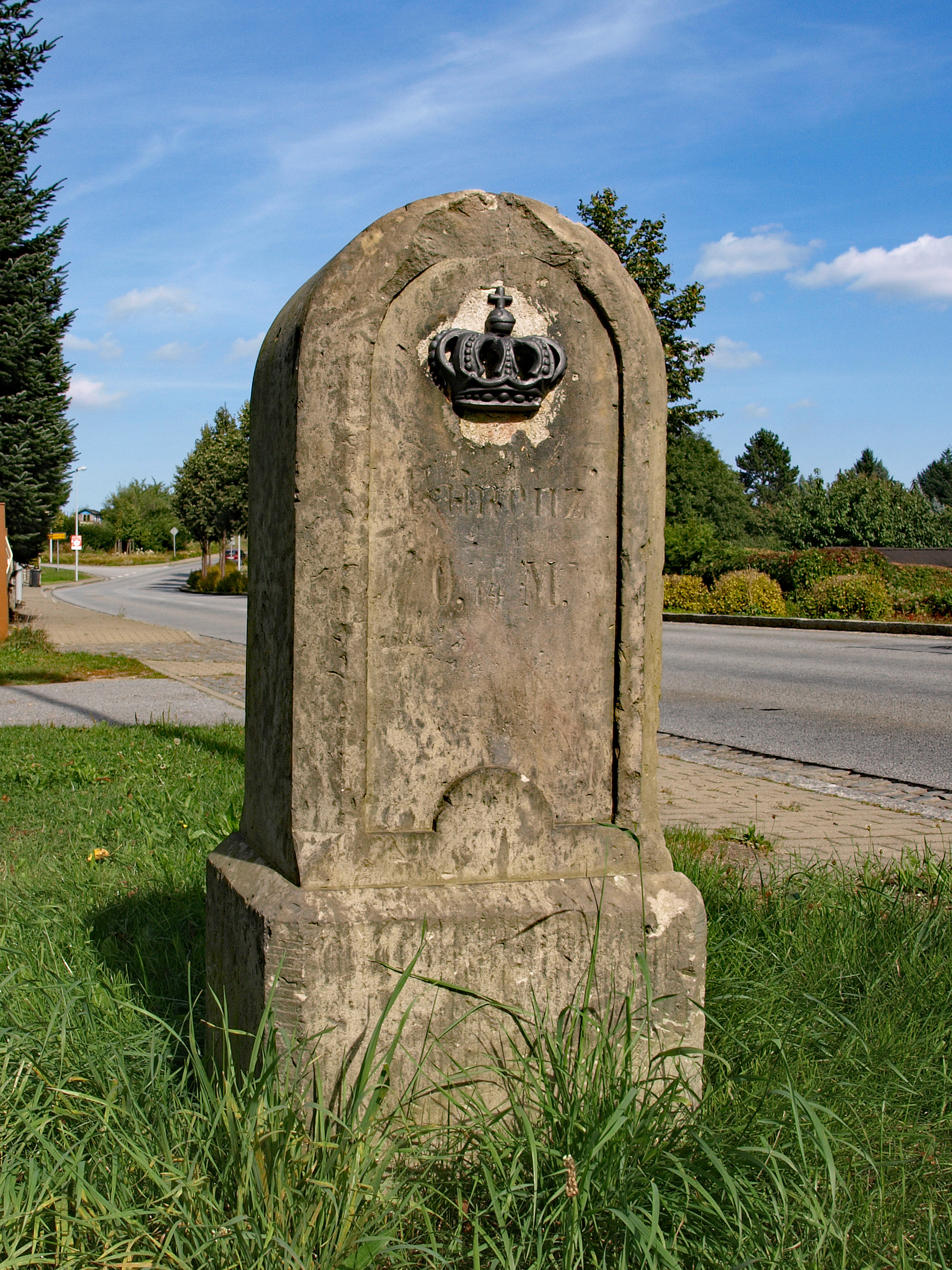
Ganzmeilenstein an der S 95
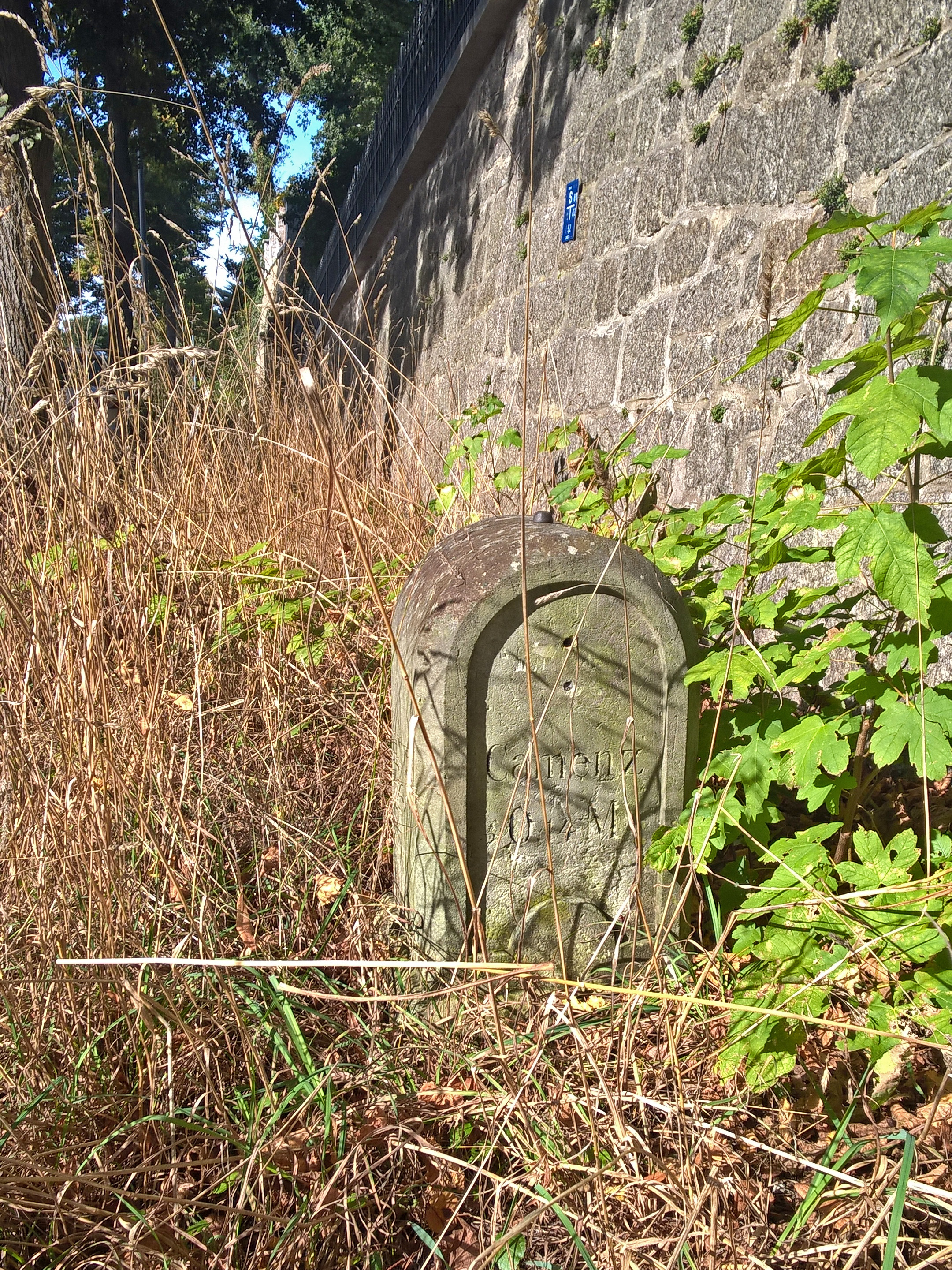
Halbmeilenstein an der Bautzner Straße
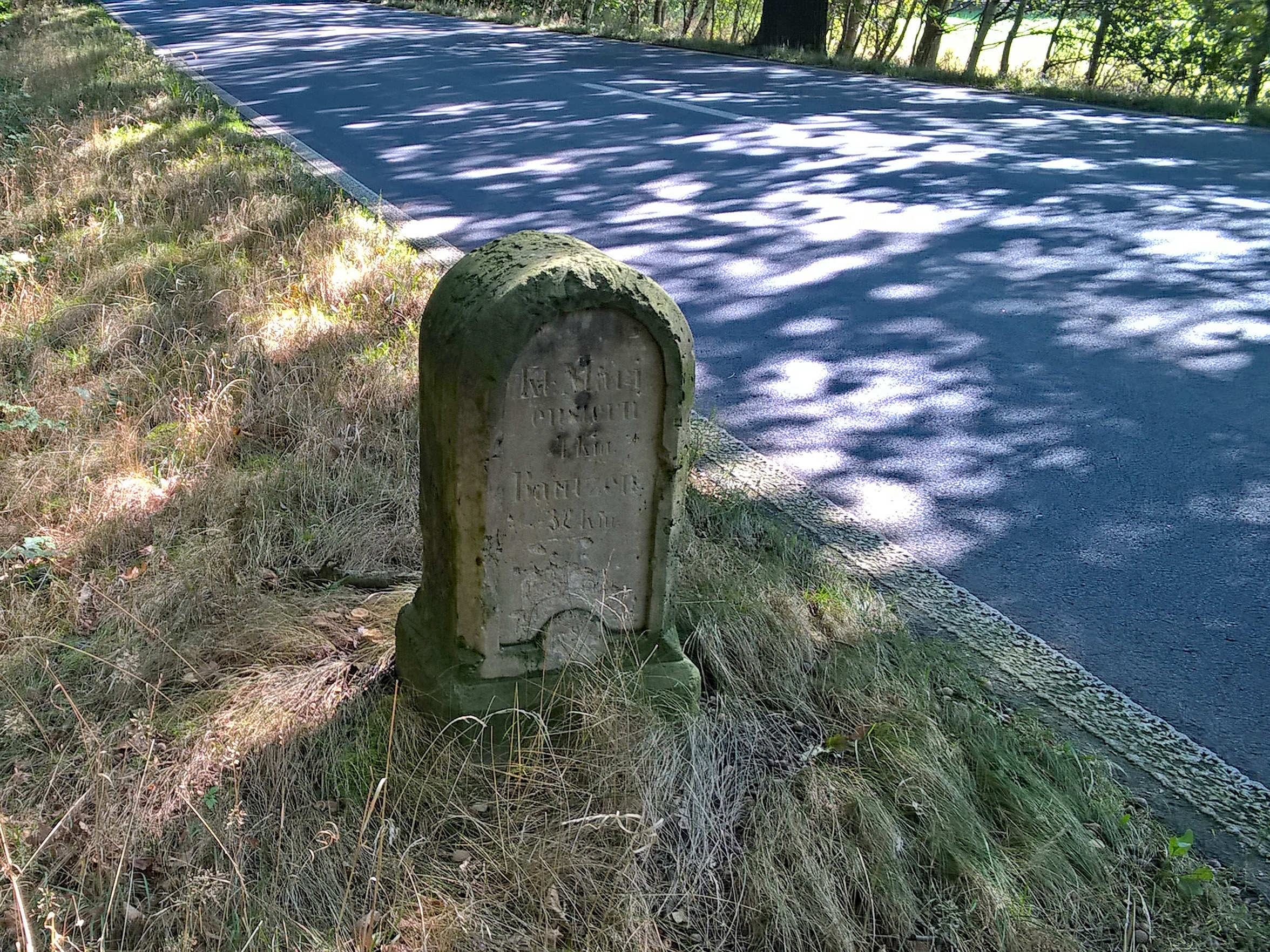
Ganzmeilenstein an der S 100

### Kirchberg
Kirchberg: Stationsstein an der S 282

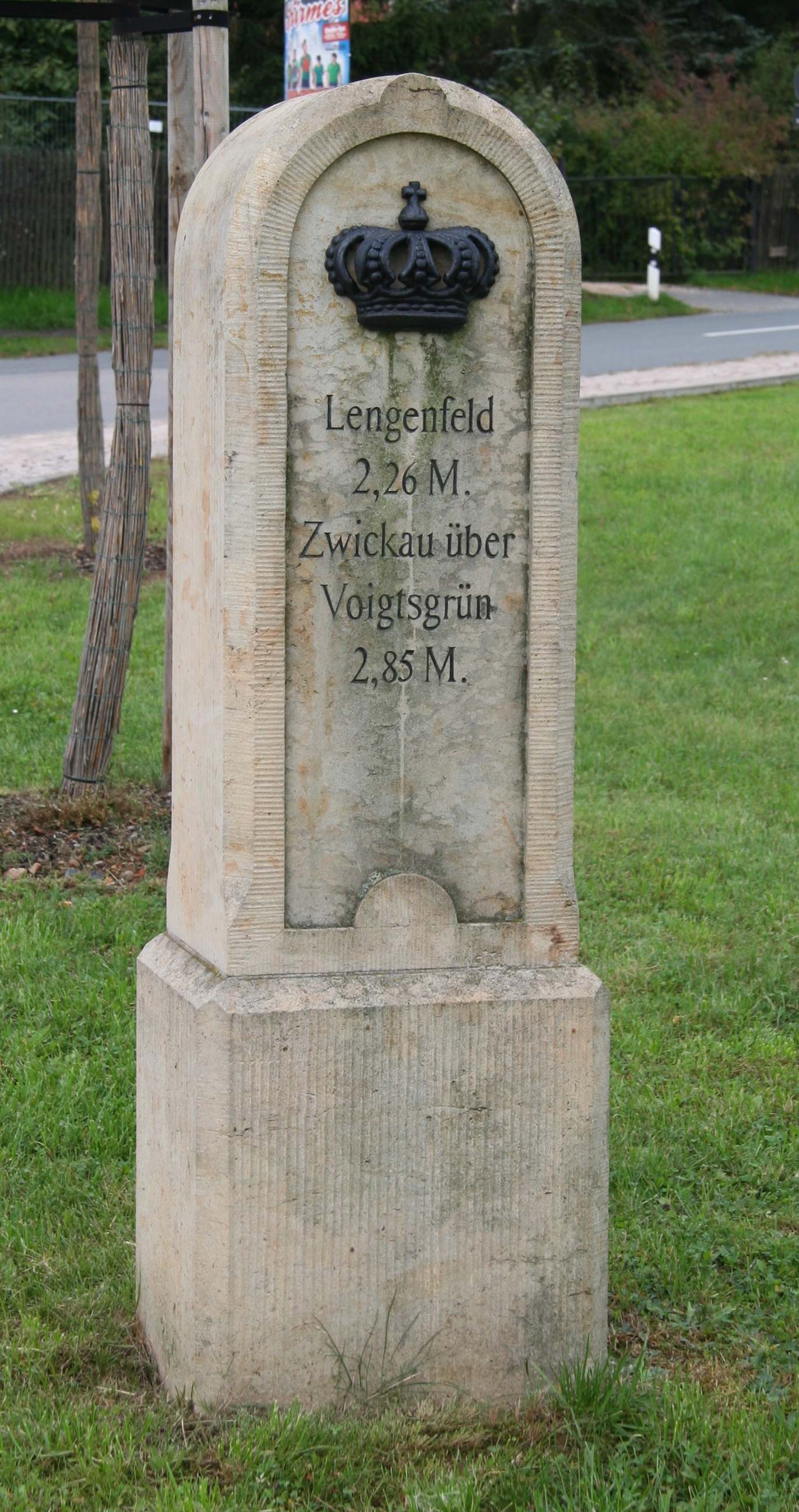
Vorderseite
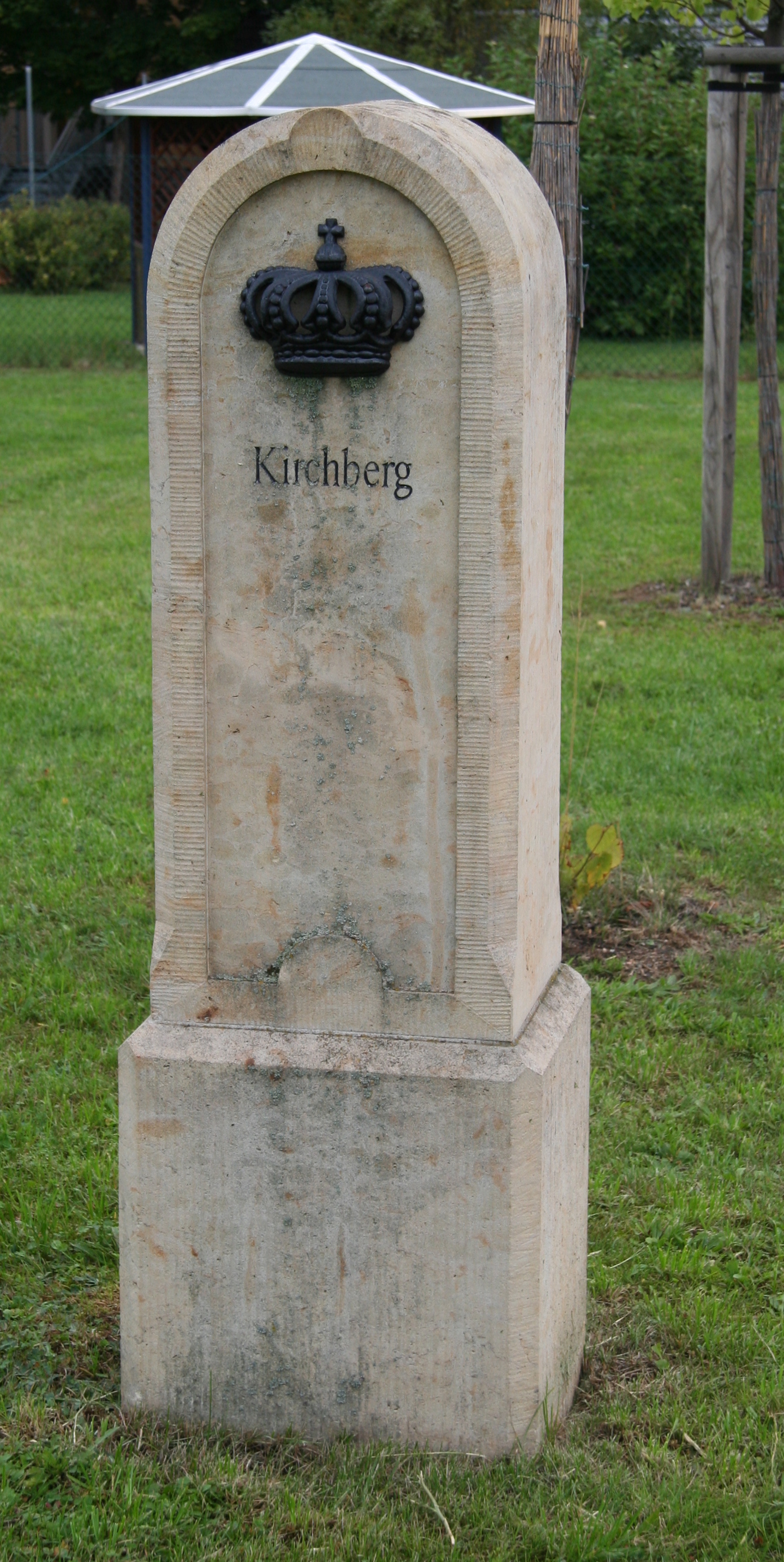
Rückseite

### Klingenberg
Klingenberg
1. Ganzmeilenstein zwischen den OT Klingenberg-Sachsenhof und Ober-Colmnitz, an der Straße nach Frauenstein
2. Halbmeilenstein als Straßenwärter- bzw. Chausseestein im Klingenberger OT Sachsenhof, an der Straße nach Grillenburg

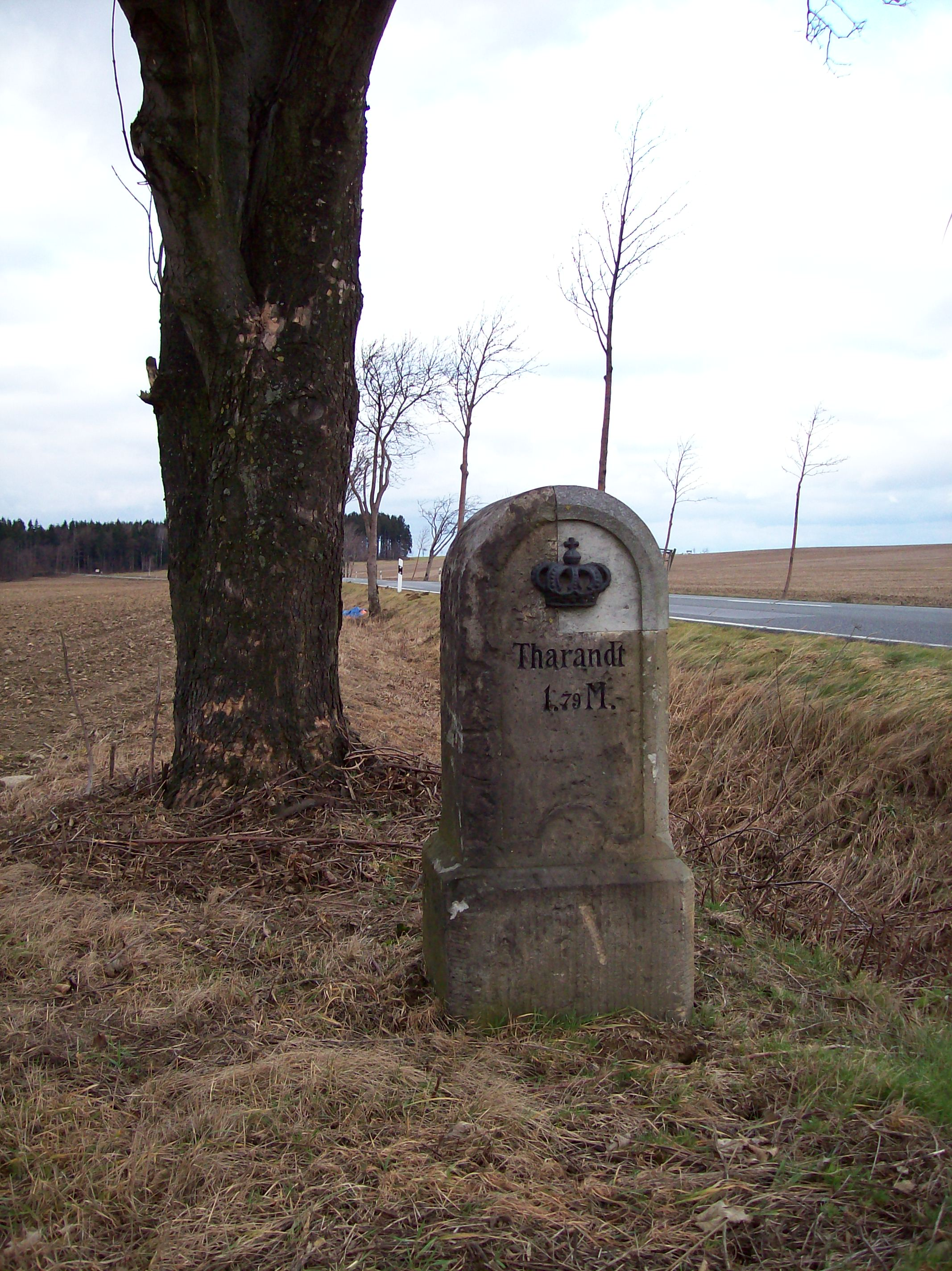
Ganzmeilenstein in Obercolmnitz an der Straße nach Frauenstein

### Klingenthal
Klingenthal
1. Stationsstein von der B 283, derzeit in der ehem. Straßenmeisterei, Auerbacher Str. 176
2. Halbmeilenstein an der B 283, im OT Mühlleithen, nur wenige Meter östlich des Scheitelpunkts des Erzgebirgskamms

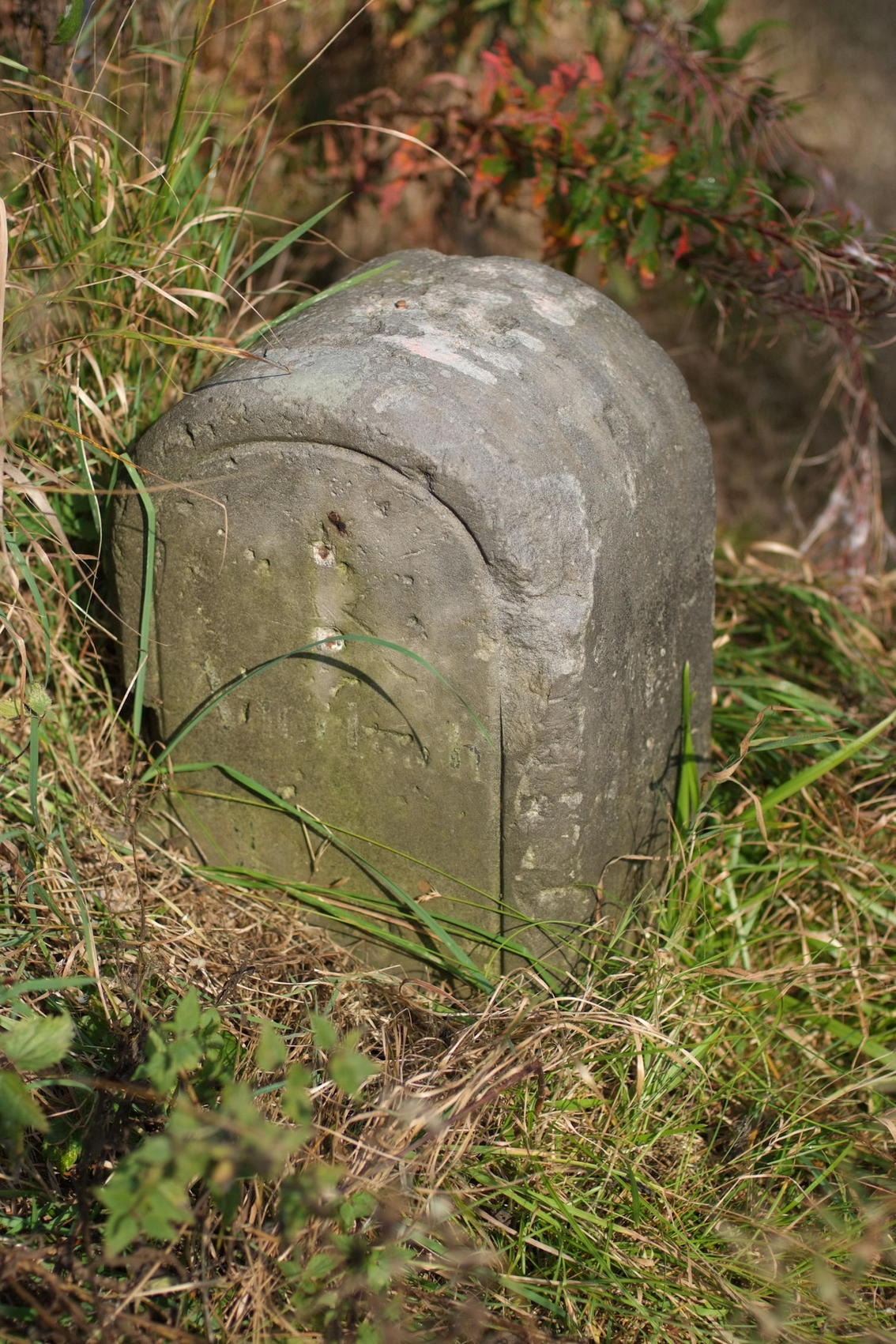
Halbmeilenstein in Mühlleithen

### Kohren-Sahlis
1. Ganzmeilenstein als Kilometerstein an der B 95 unweit OT Altmörbitz
2. Ganzmeilenstein im OT Dolsenhain

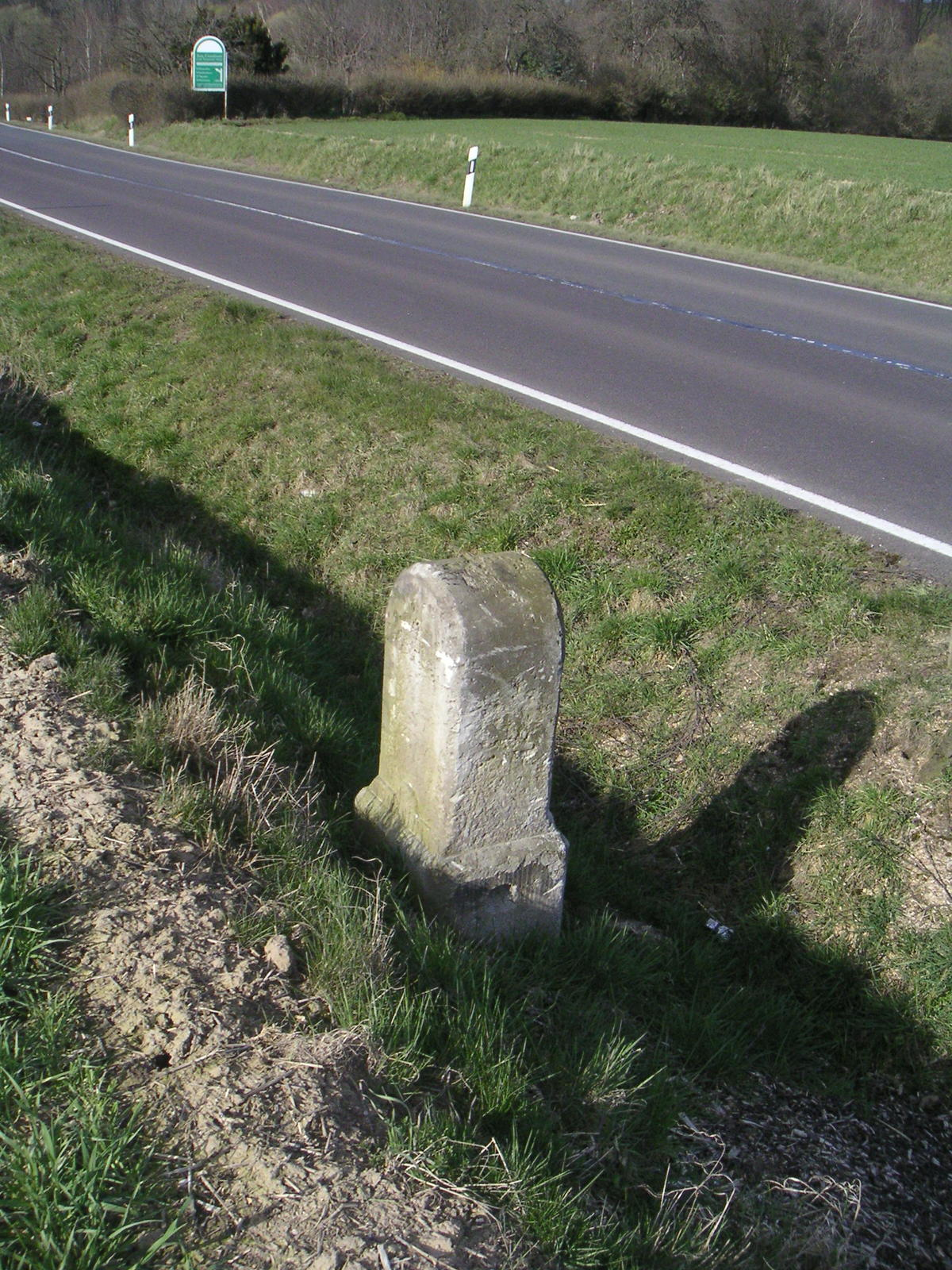
Kilometerstein an der B 95 unweit Altmörbitz
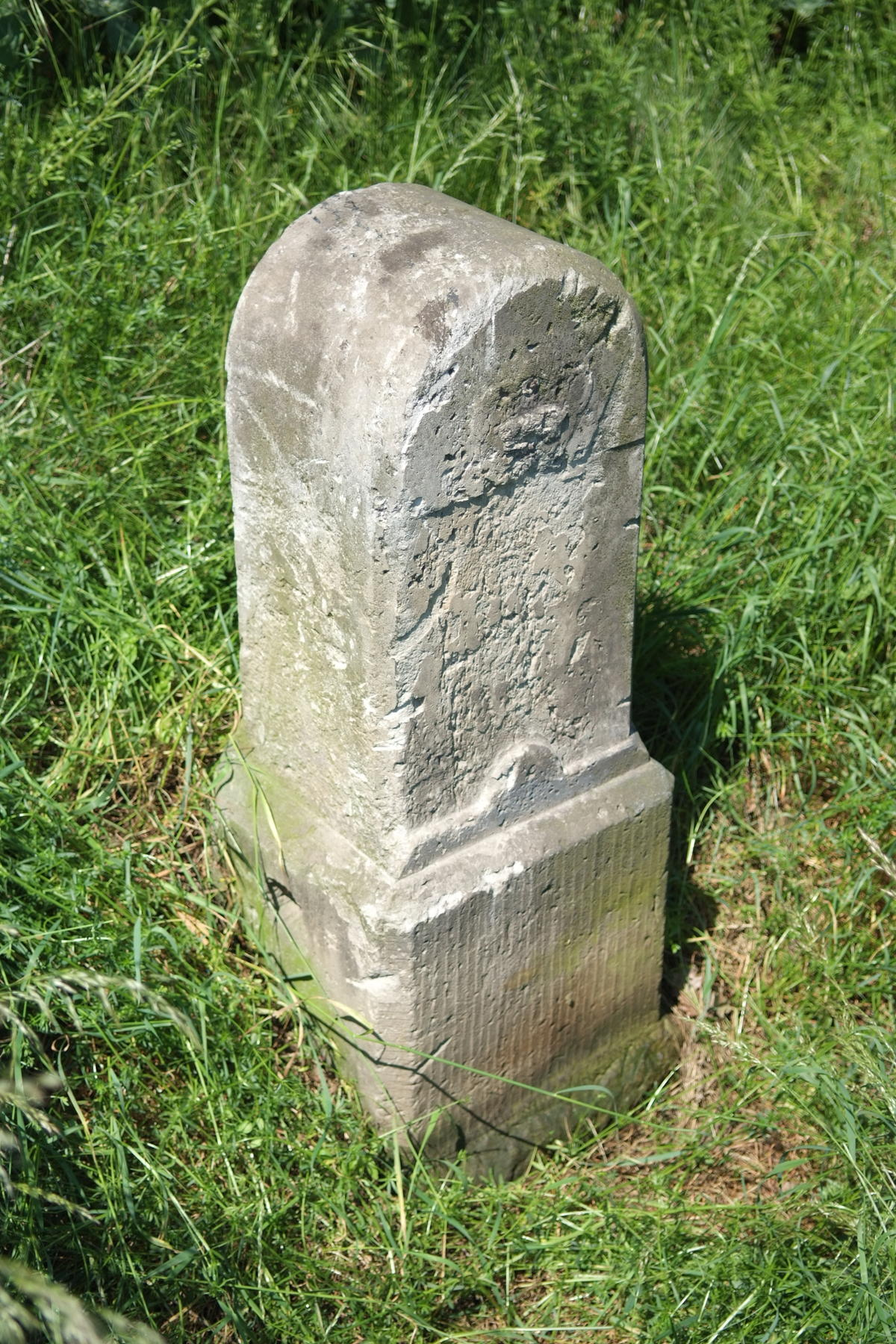
Kilometerstein an der B 95 unweit Altmörbitz
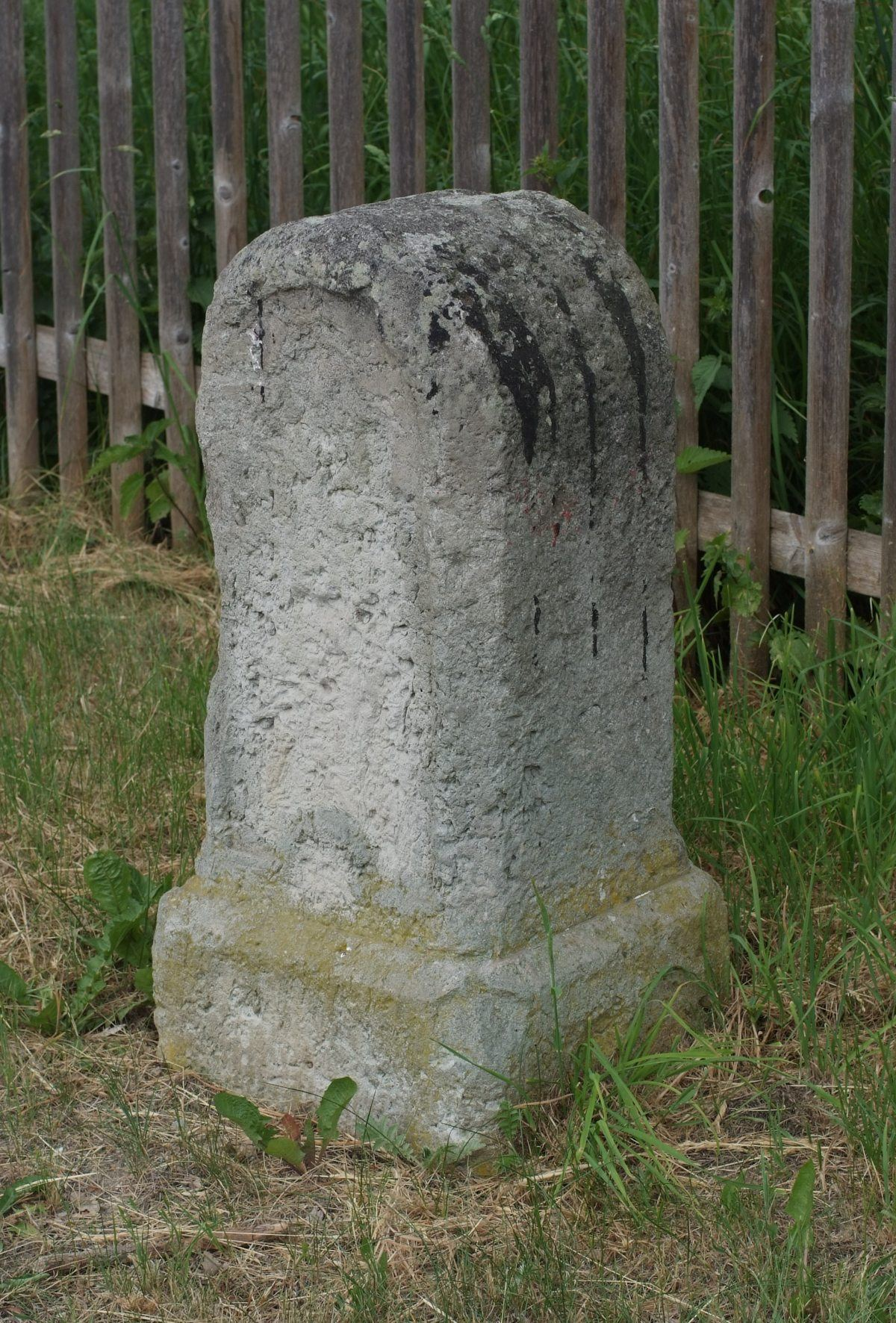
Ganzmeilenstein im OT Dolsenhain
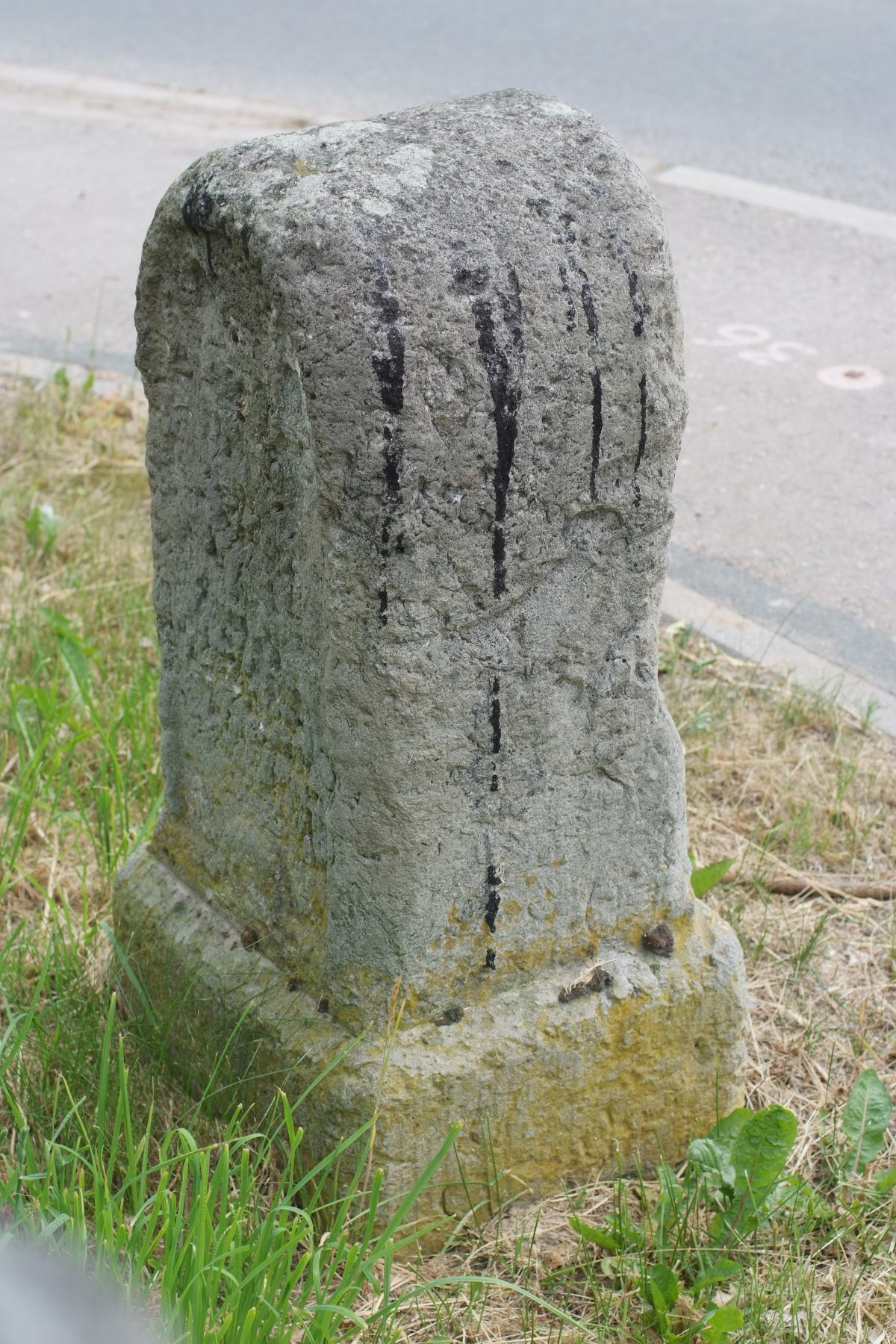
Ganzmeilenstein im OT Dolsenhain

### Königsfeld
Königsfeld: Ganzmeilenstein als Kilometerstein an der Hauptstraße / Geithainer Straße

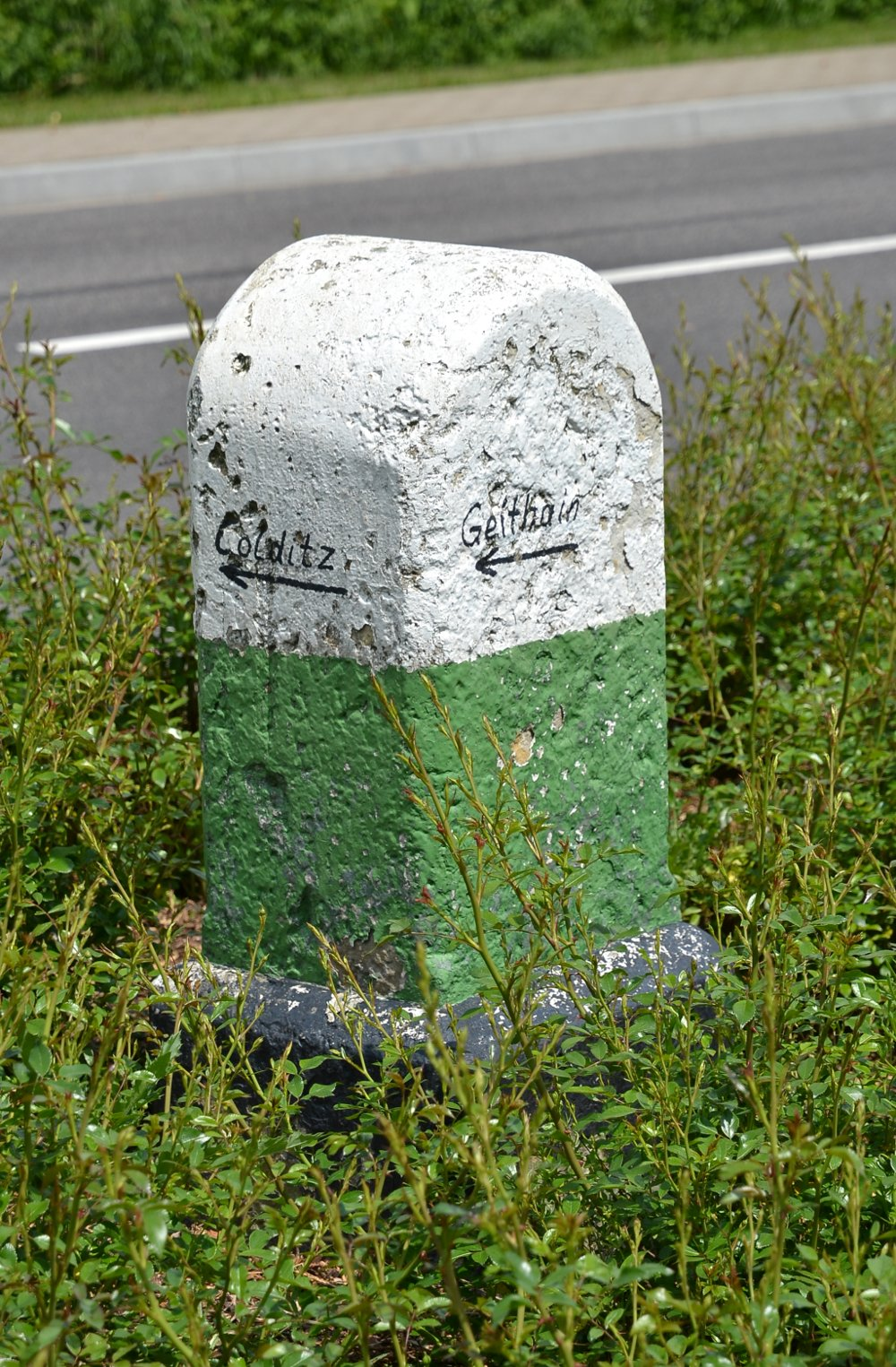
Ganzmeilenstein Königsfeld
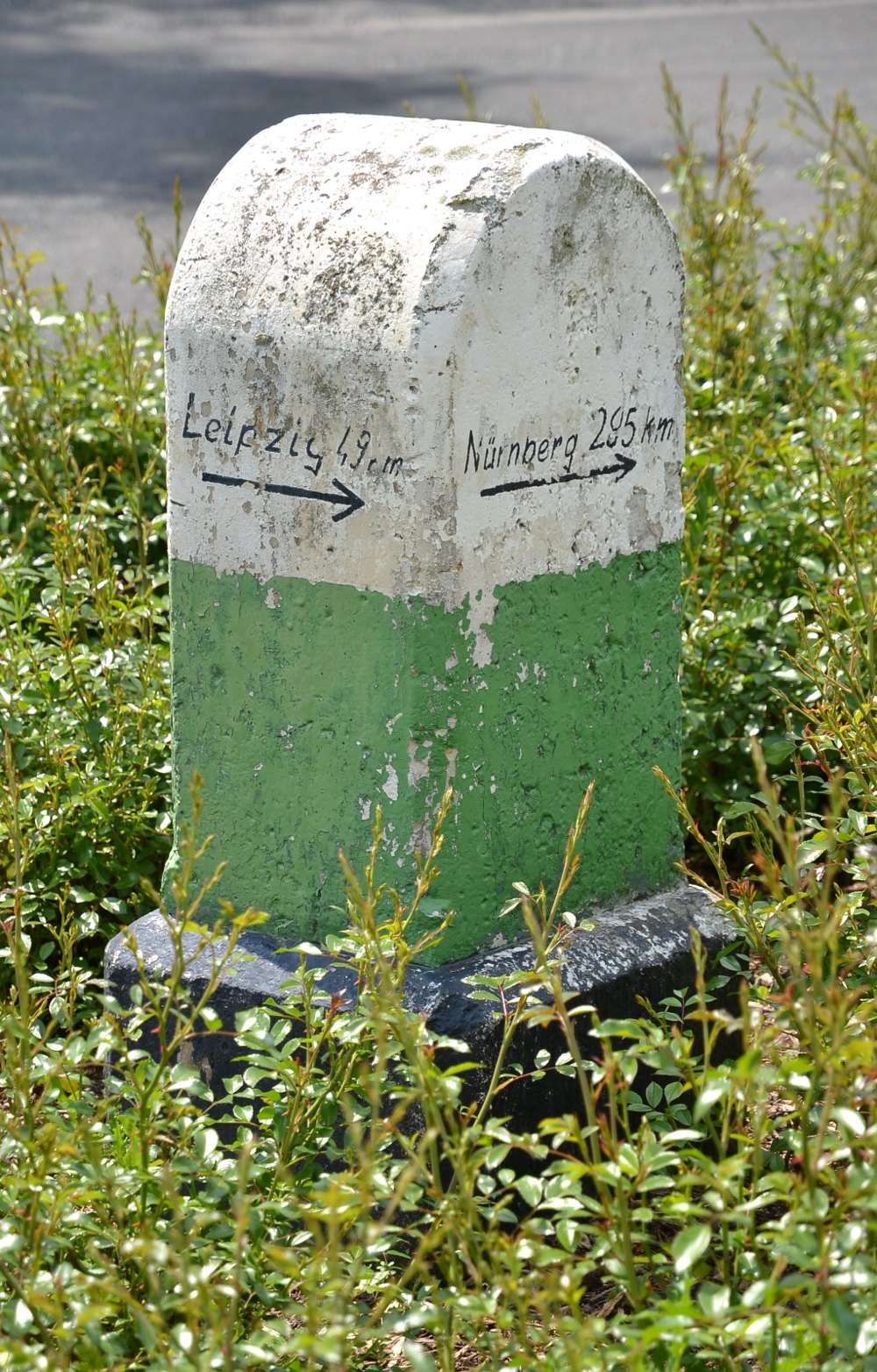
Ganzmeilenstein Königsfeld

### Königswalde
Königswalde: Ganzmeilenstein an der Straße nach Jöhstadt, am Abzweig nach Grumbach

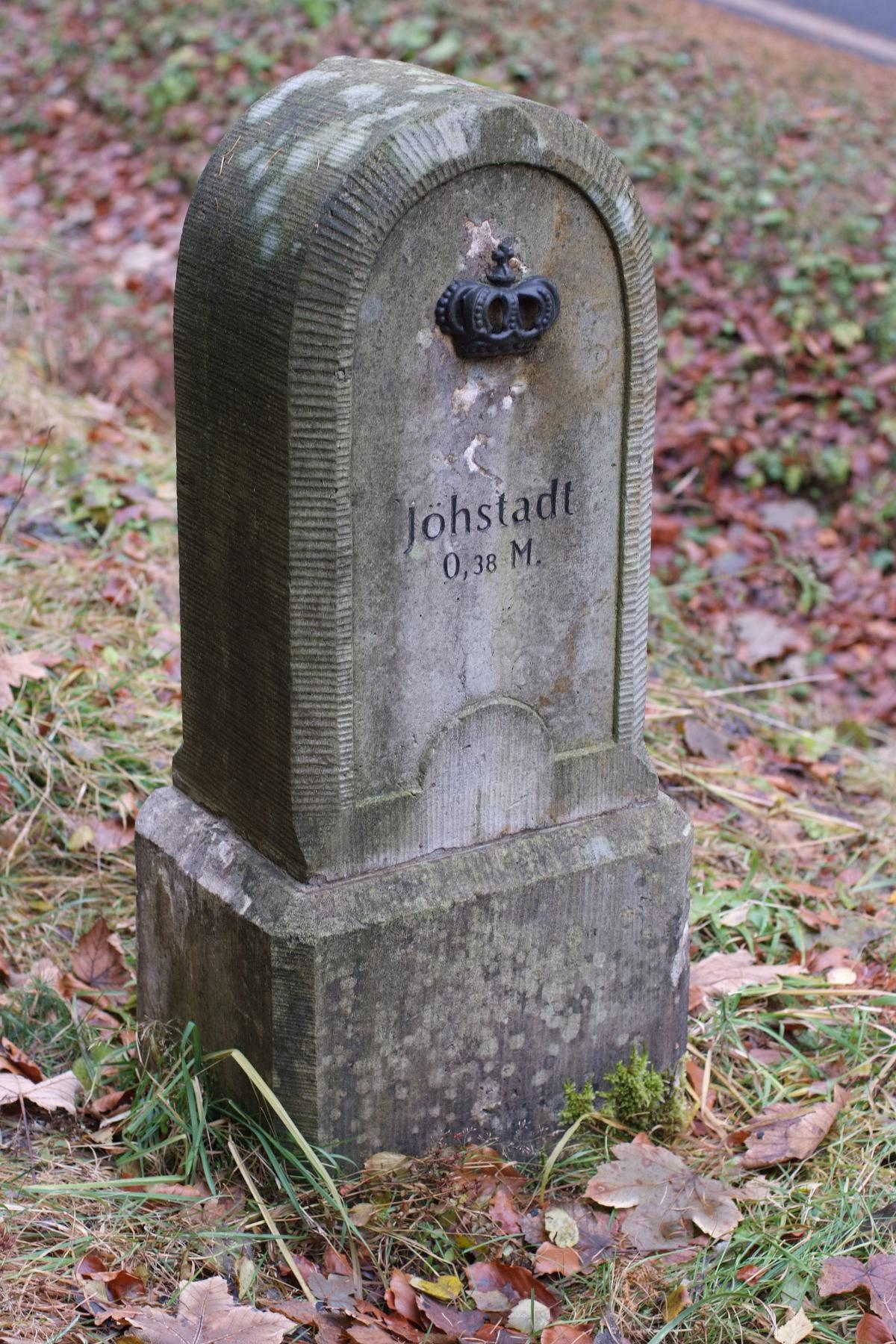
Ganzmeilenstein
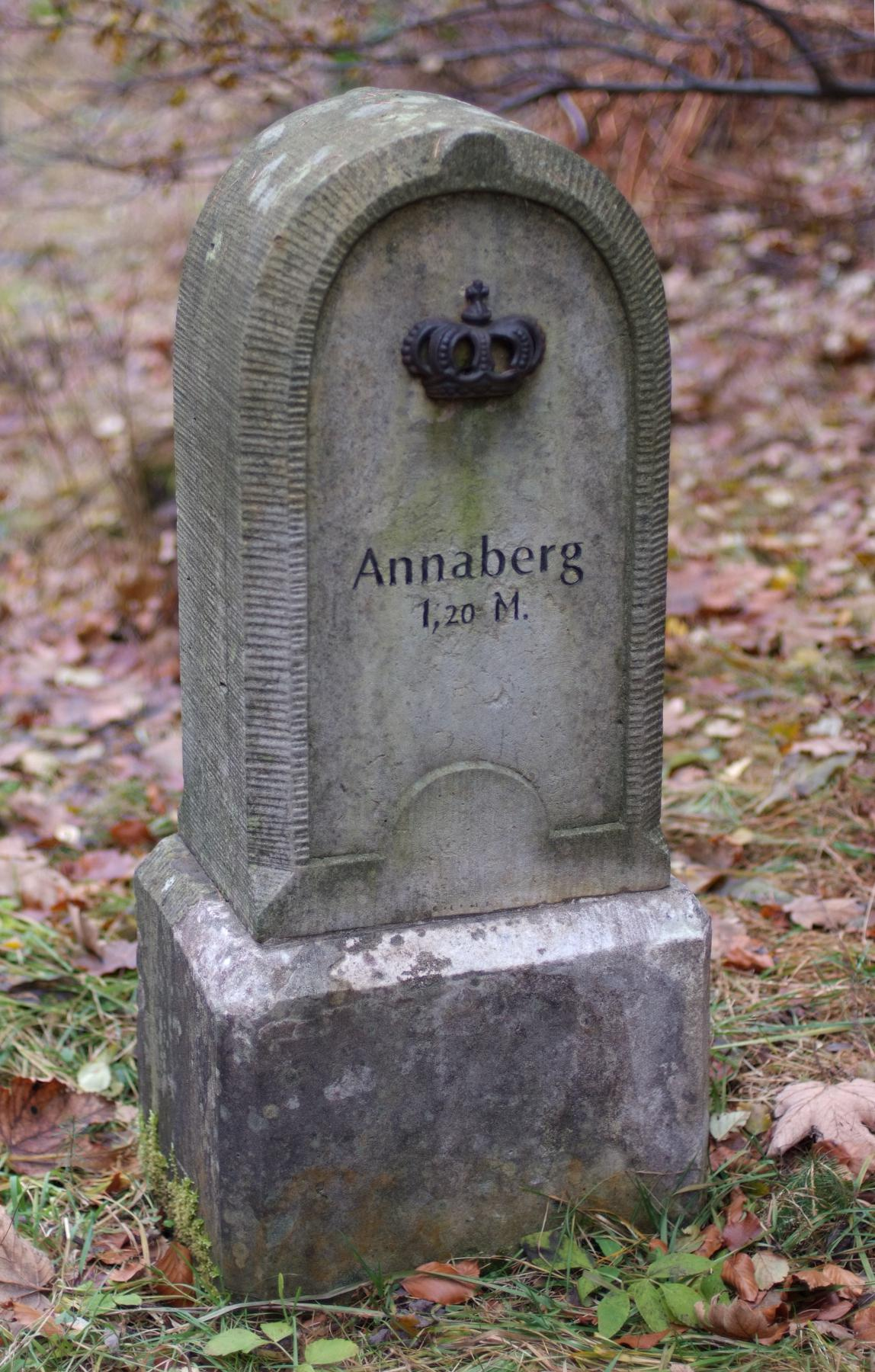
Ganzmeilenstein

### Kriebstein
Kriebstein
1. Ganzmeilenstein als Straßenwärterstein im OT Reichenbach, an der S 36 von Waldheim nach Nossen, z. Zt. in der Straßenmeisterei Hainichen
2. Abzweigstein im OT Reichenbach, an der S 36, am Abzweig nach Waldheim (Trompeter)

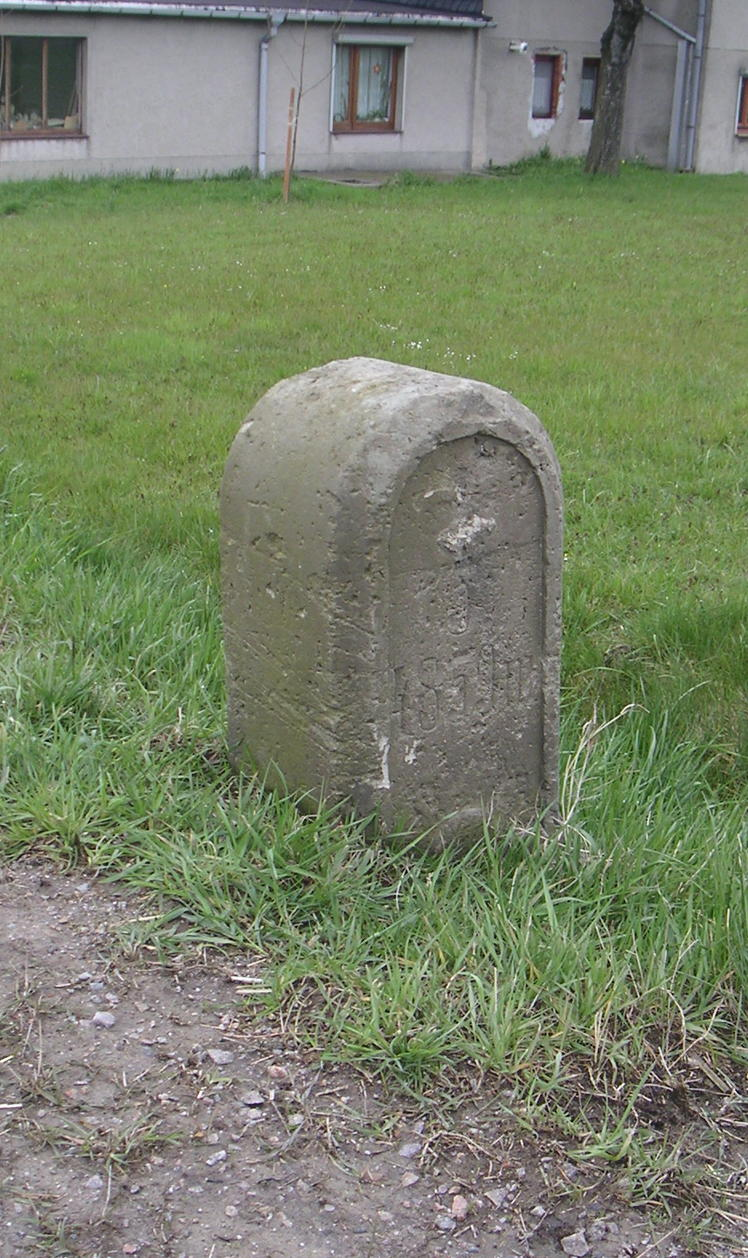
Ganzmeilenstein in Reichenbach
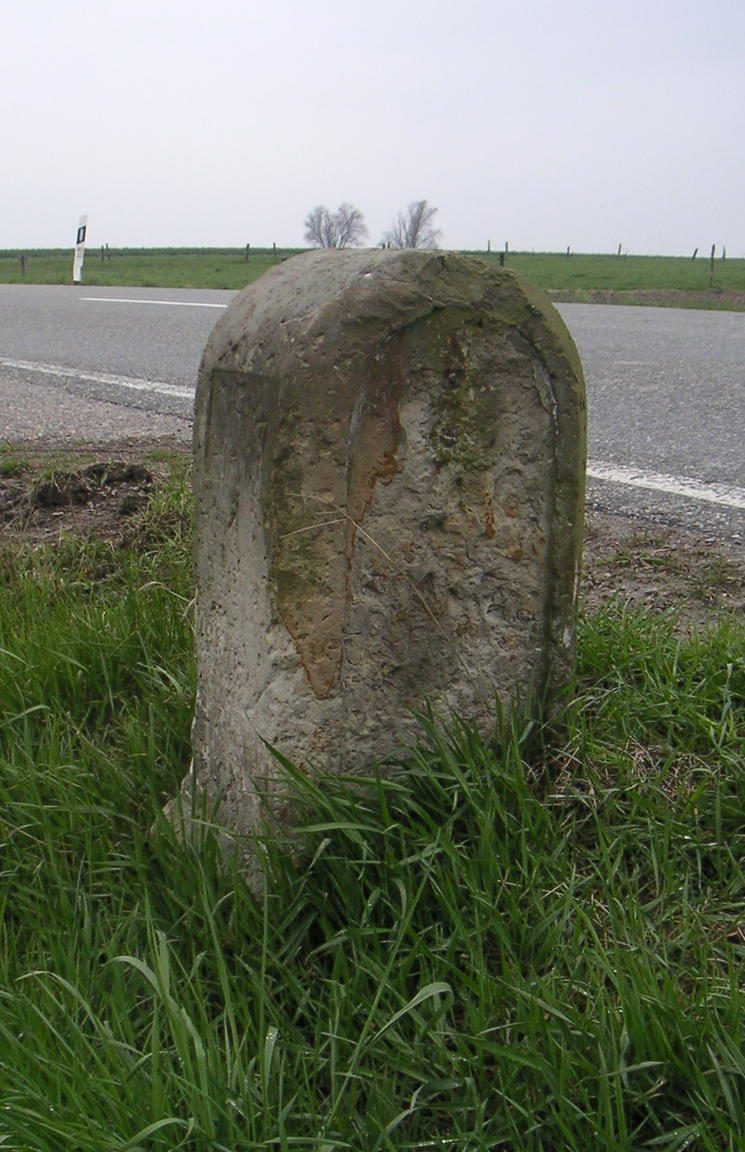
Ganzmeilenstein in Reichenbach
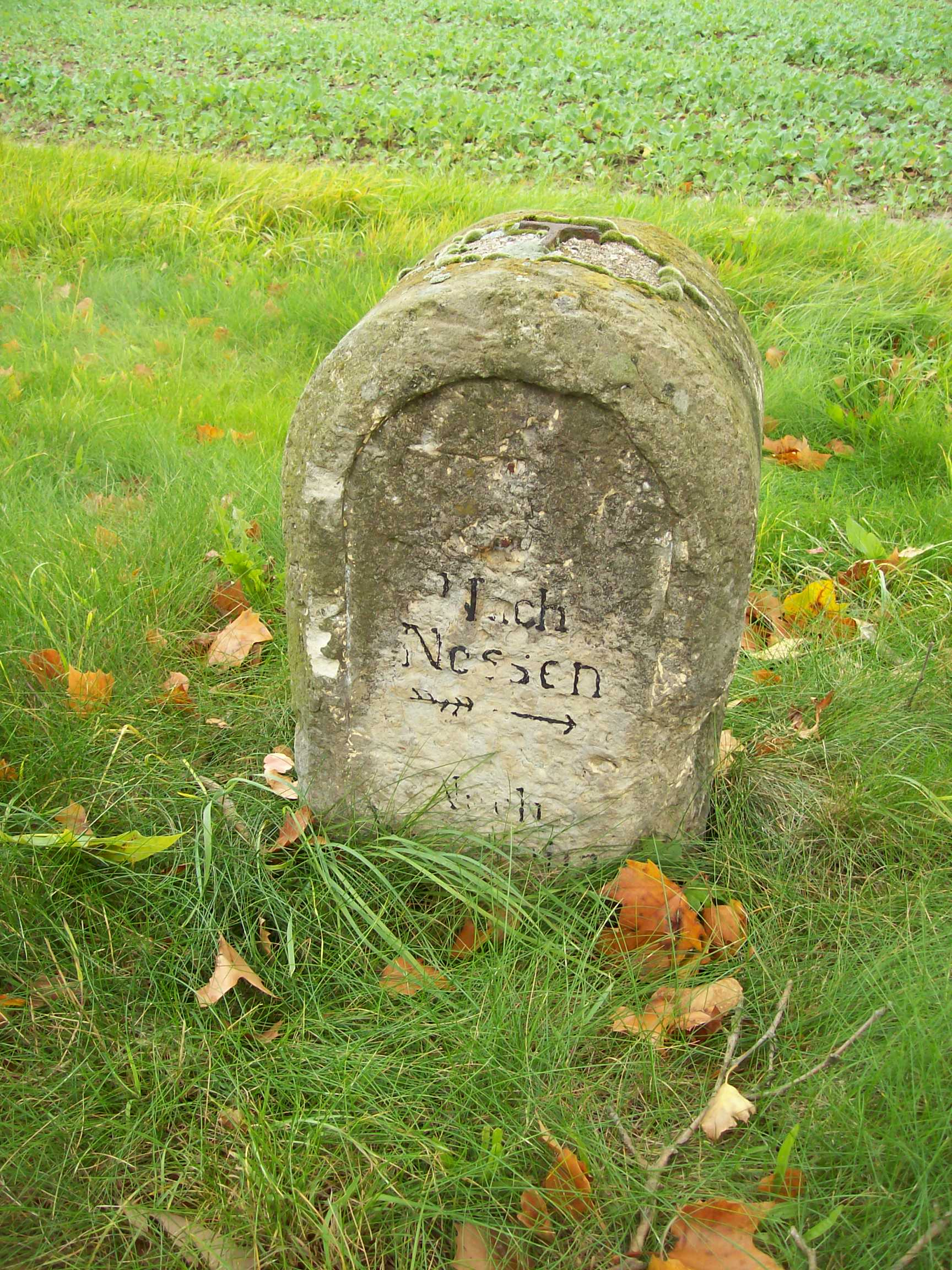
Abzweigstein in Reichenbach am Trompeter

### Langenbernsdorf
Langenbernsdorf: Ganzmeilenstein im OT Oberalbertsdorf

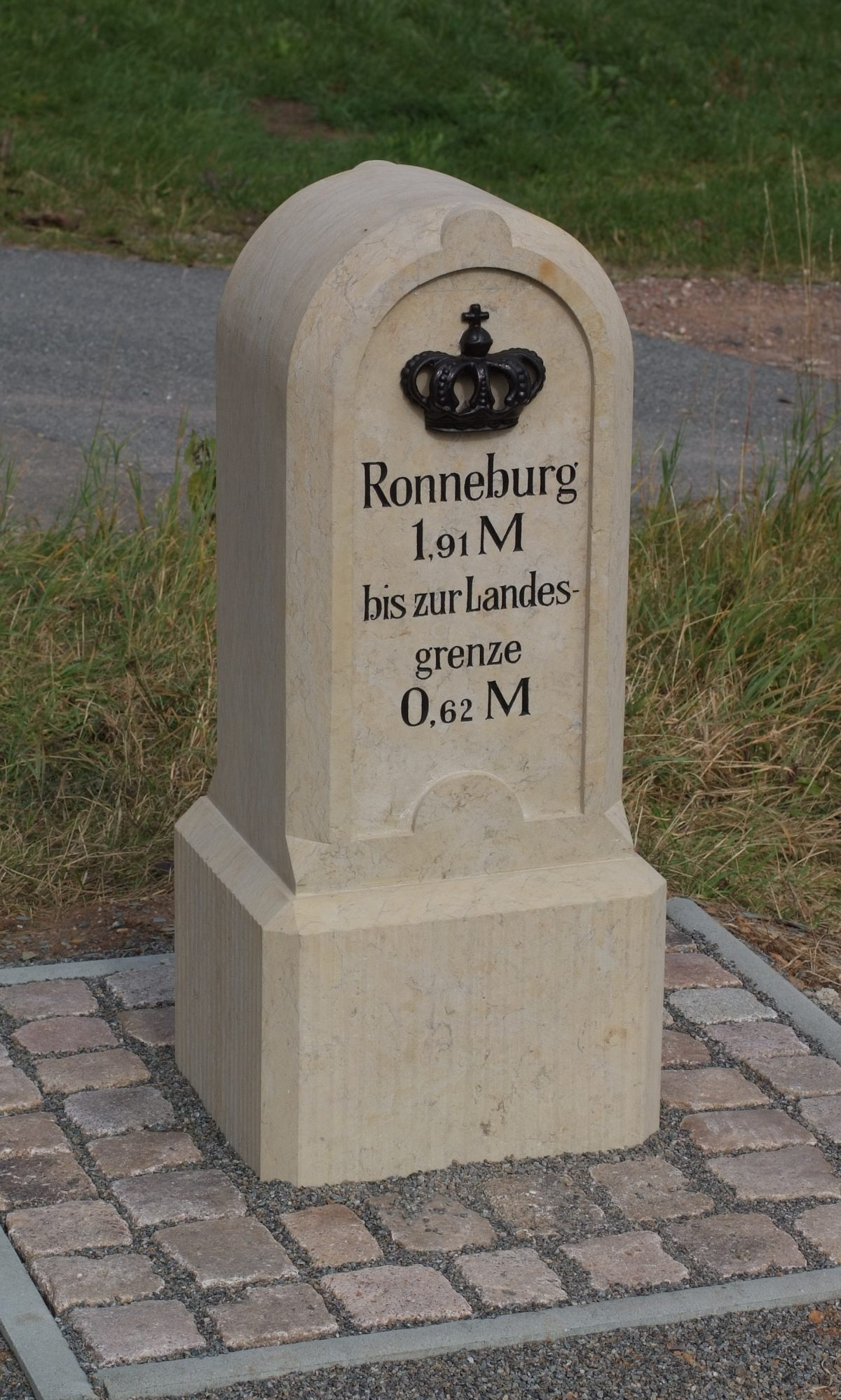
Ganzmeilenstein in Oberalbertsdorf
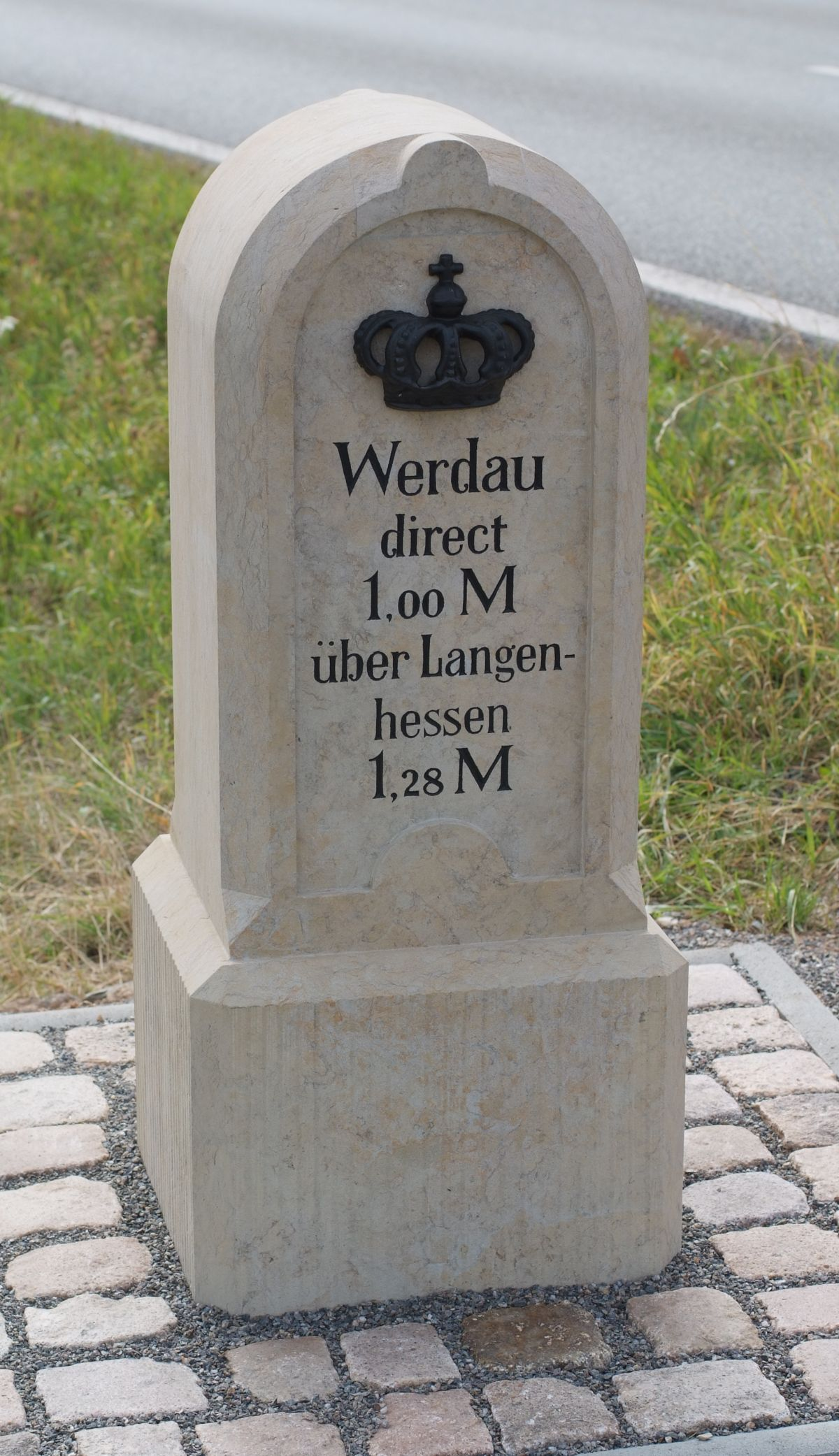
Ganzmeilenstein in Oberalbertsdorf

### Laußnitz
Laußnitz: Halbmeilenstein an der B 97

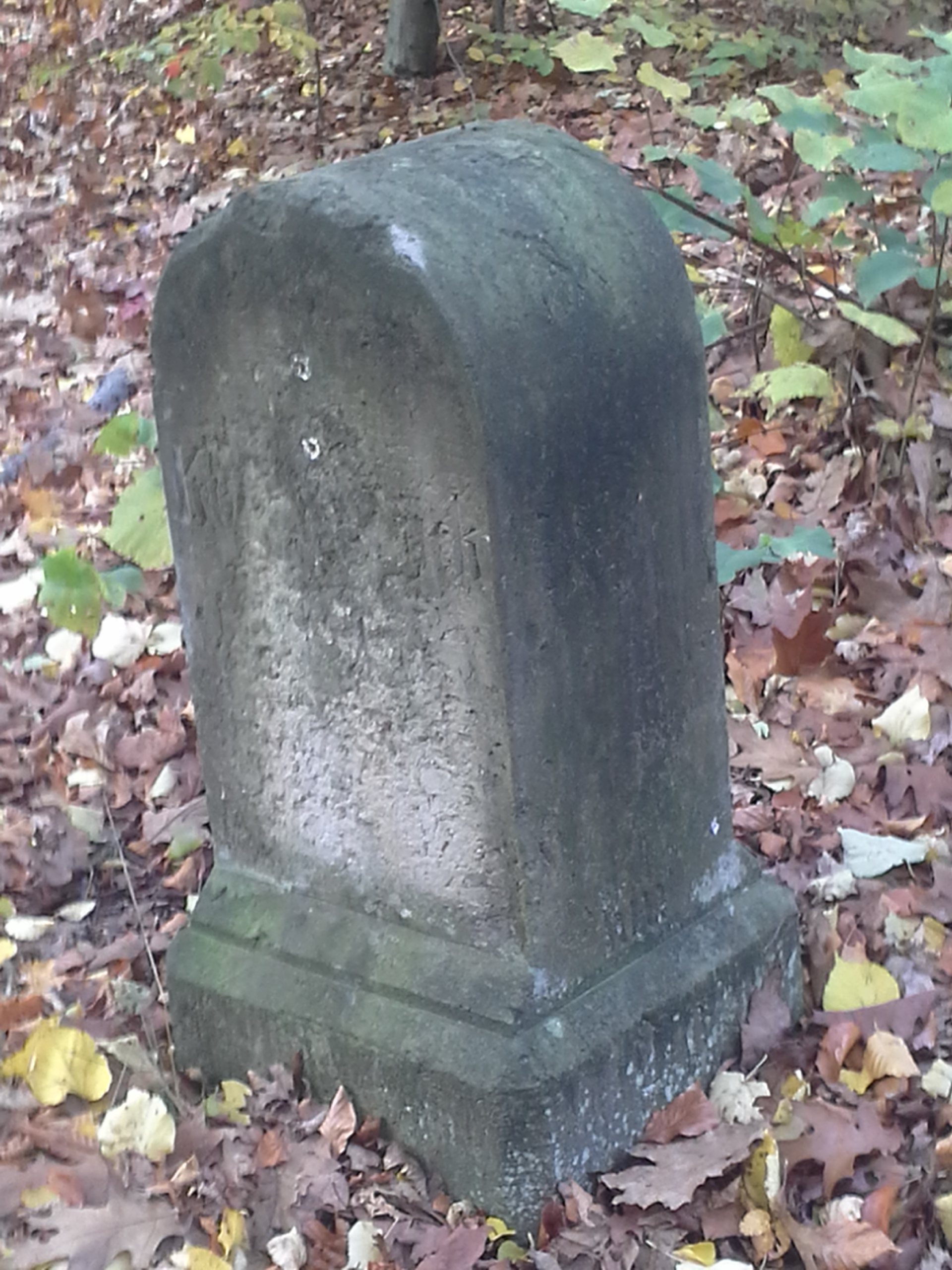

### Leubsdorf
Leubsdorf: dreiseitig gefasster Stationsstein als Kilometerstein beim OT Schellenberg, an der Straße nach Augustusburg, am Abzweig Hennersdorf (N50°47.475 E013°06.614)

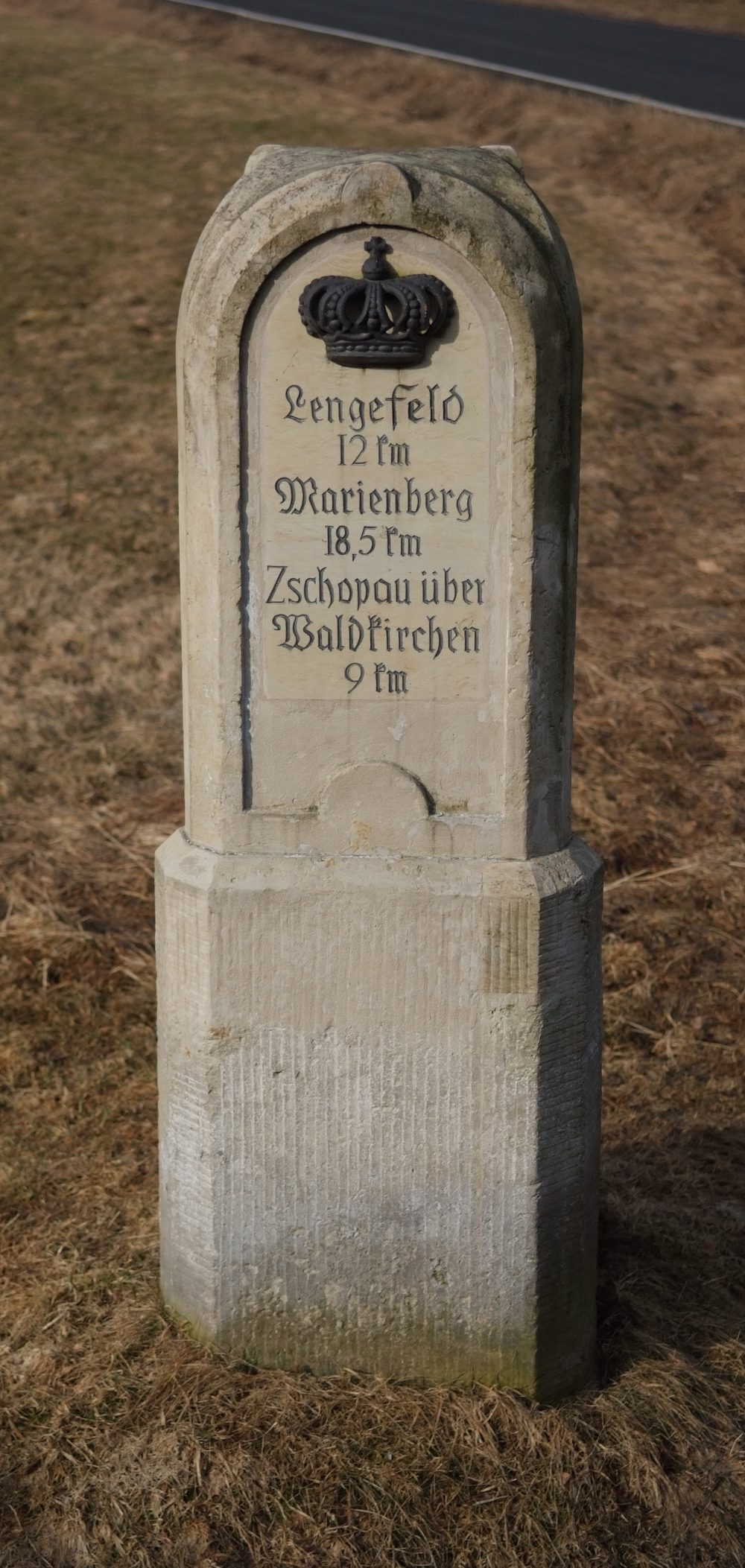
Stationsstein unweit Augustusburg
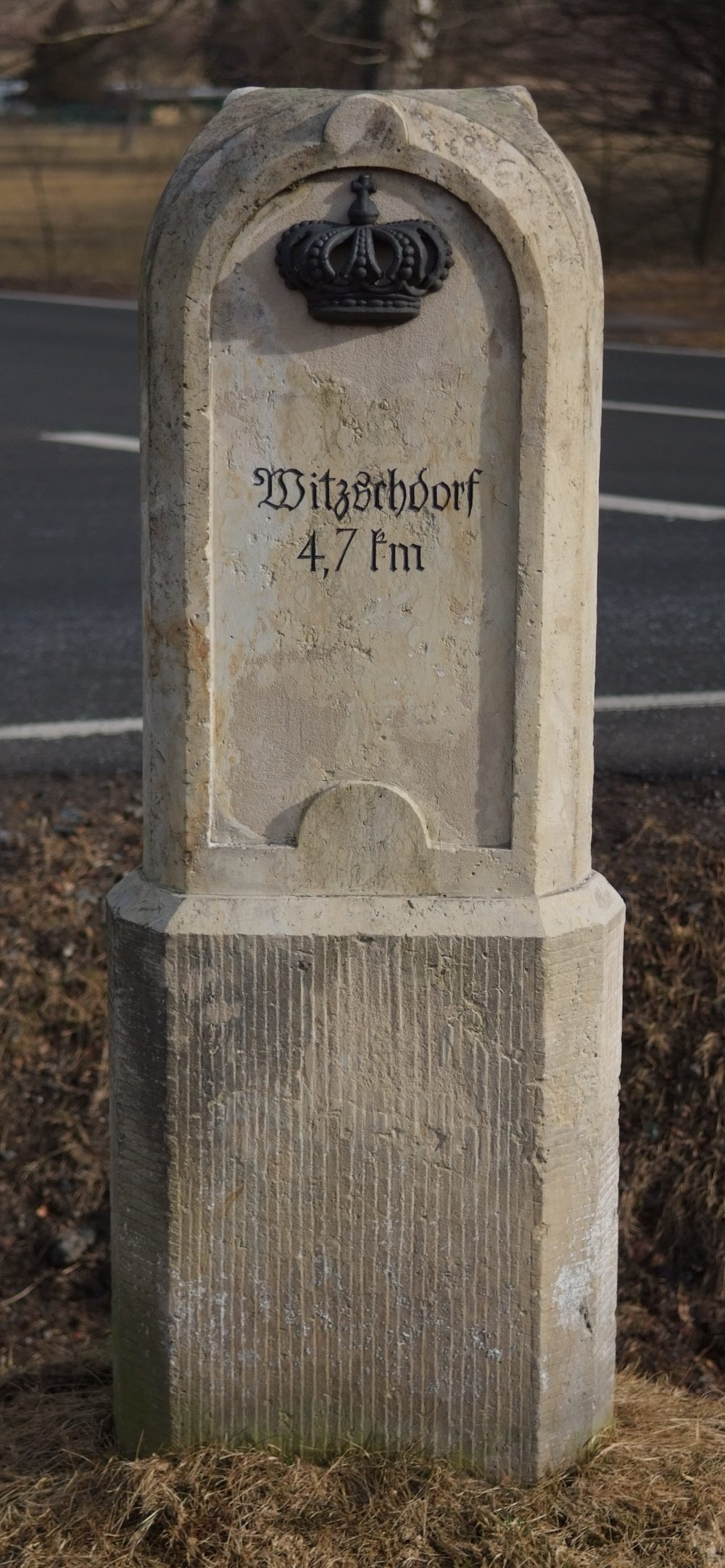
Stationsstein unweit Augustusburg
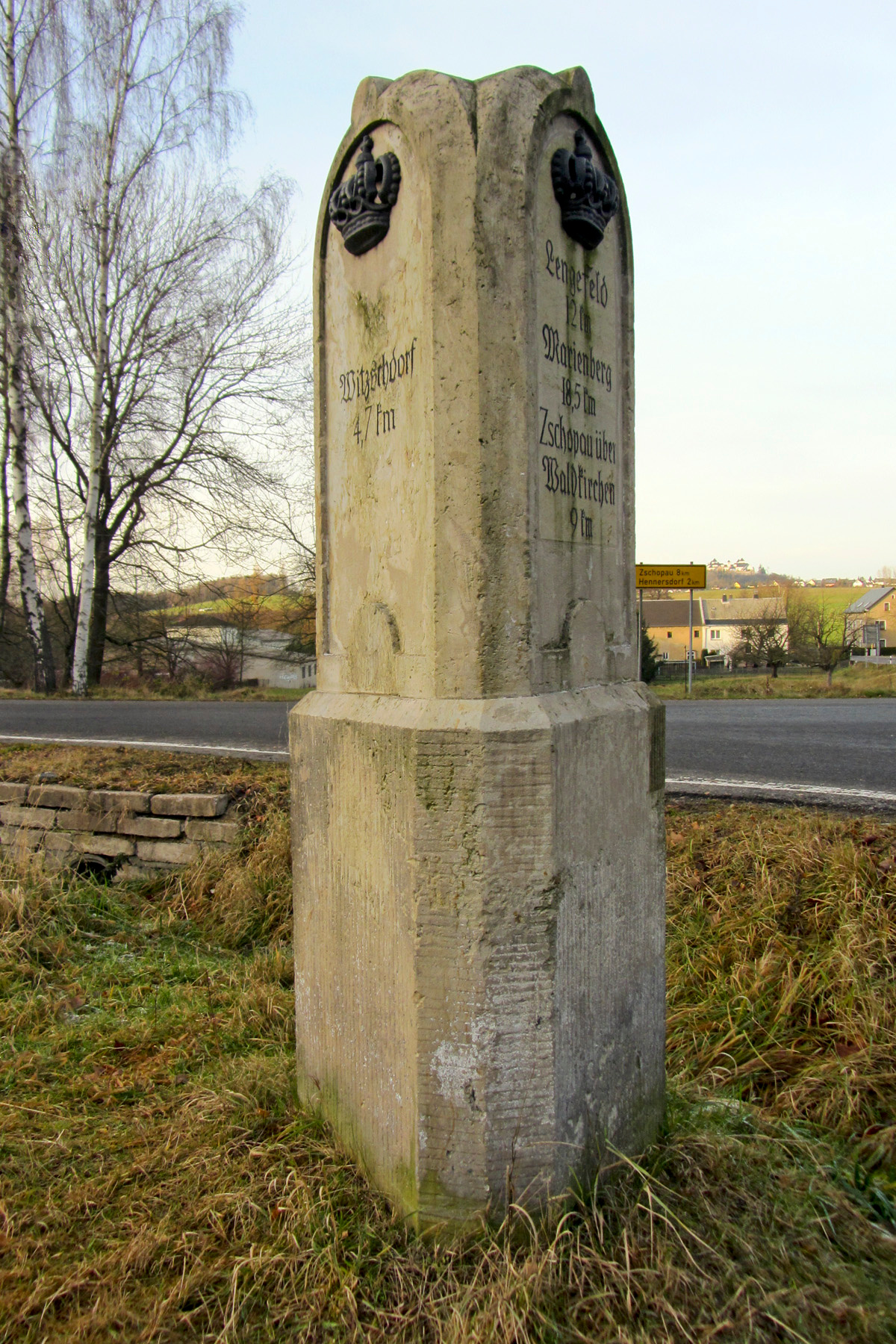
Stationsstein unweit Augustusburg
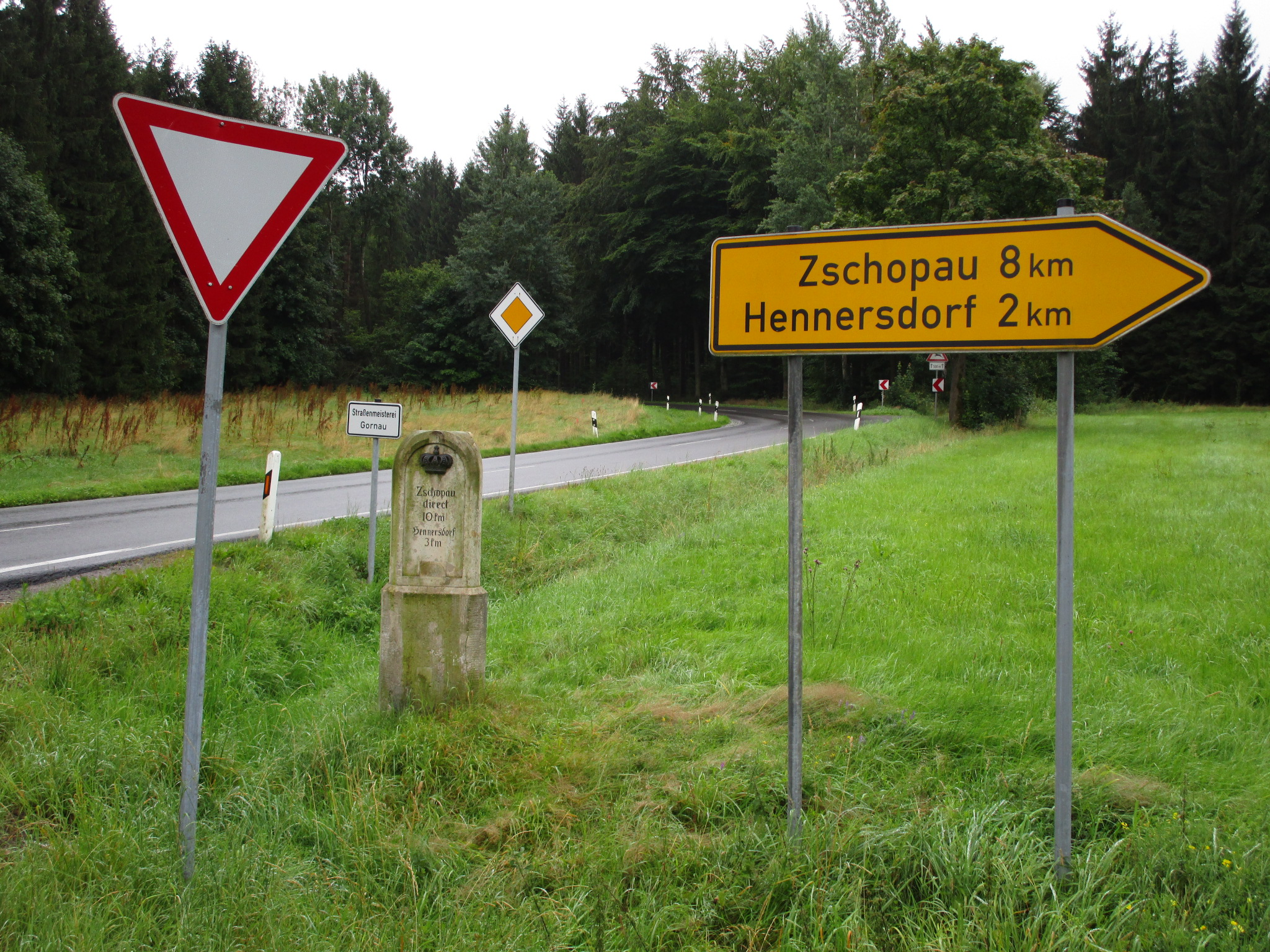
Stationsstein unweit Augustusburg
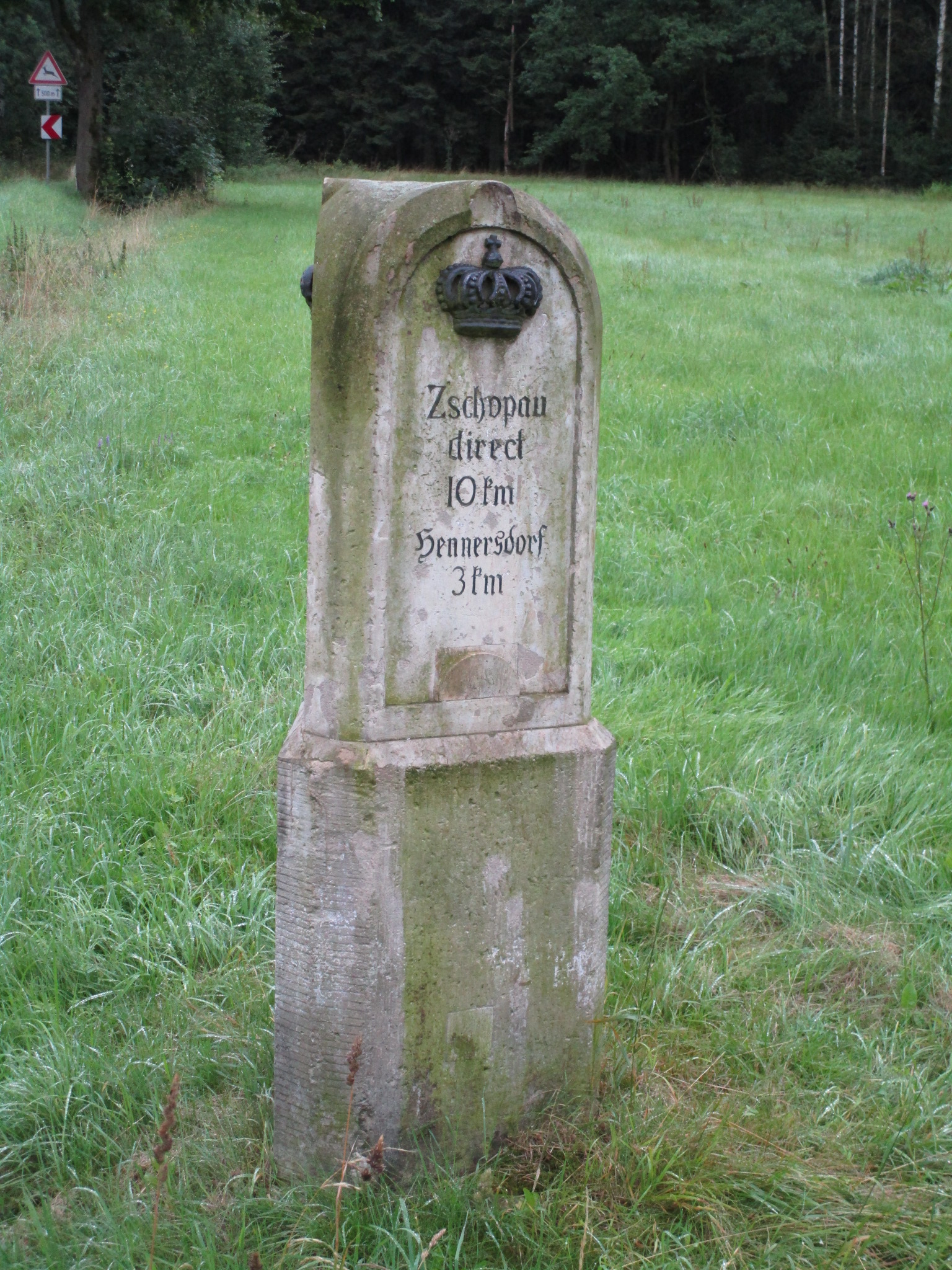
Stationsstein unweit Augustusburg

### Lichtenau
Lichtenau Ganzmeilenstein an der Straße von Chemnitz nach Mittweida, kurz vor dem OT Ottendorf

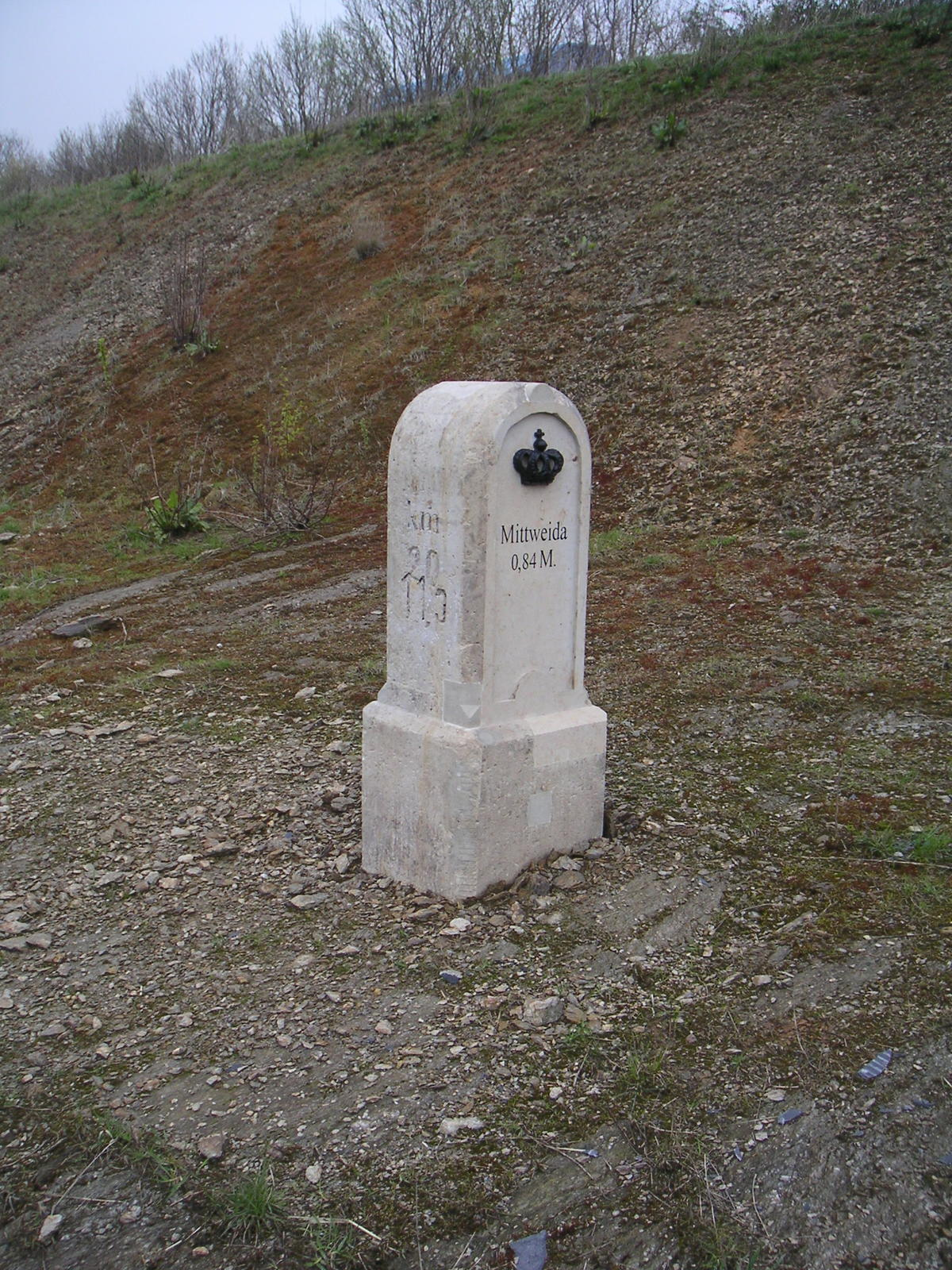
Ganzmeilenstein an der Straße von Chemnitz nach Mittweida kurz vor Ottendorf
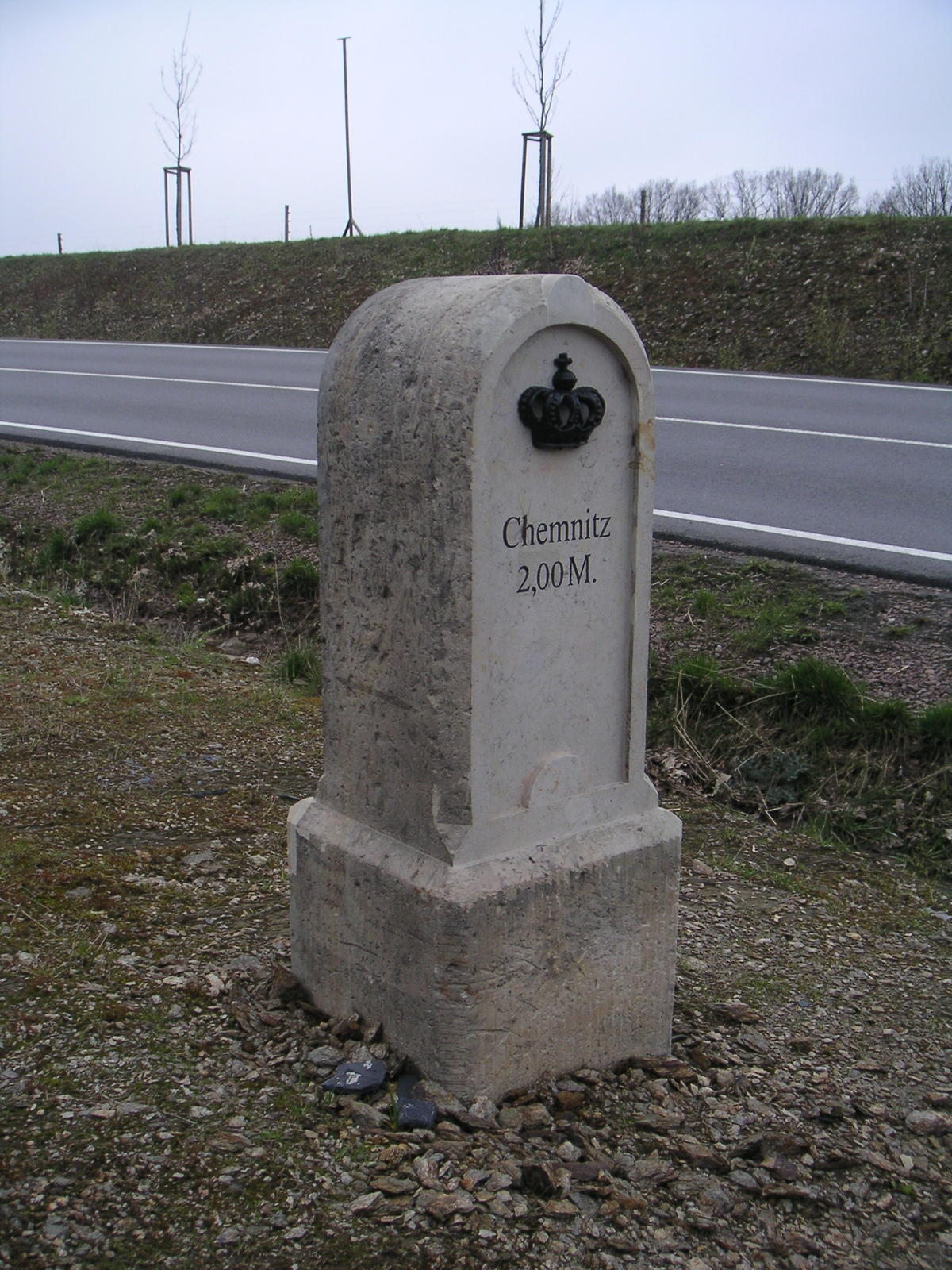
Ganzmeilenstein an der Straße von Chemnitz nach Mittweida kurz vor Ottendorf

### Lichtenstein/Sa.
Lichtenstein/Sa.
1. Stationsstein in der Glauchauer Straße

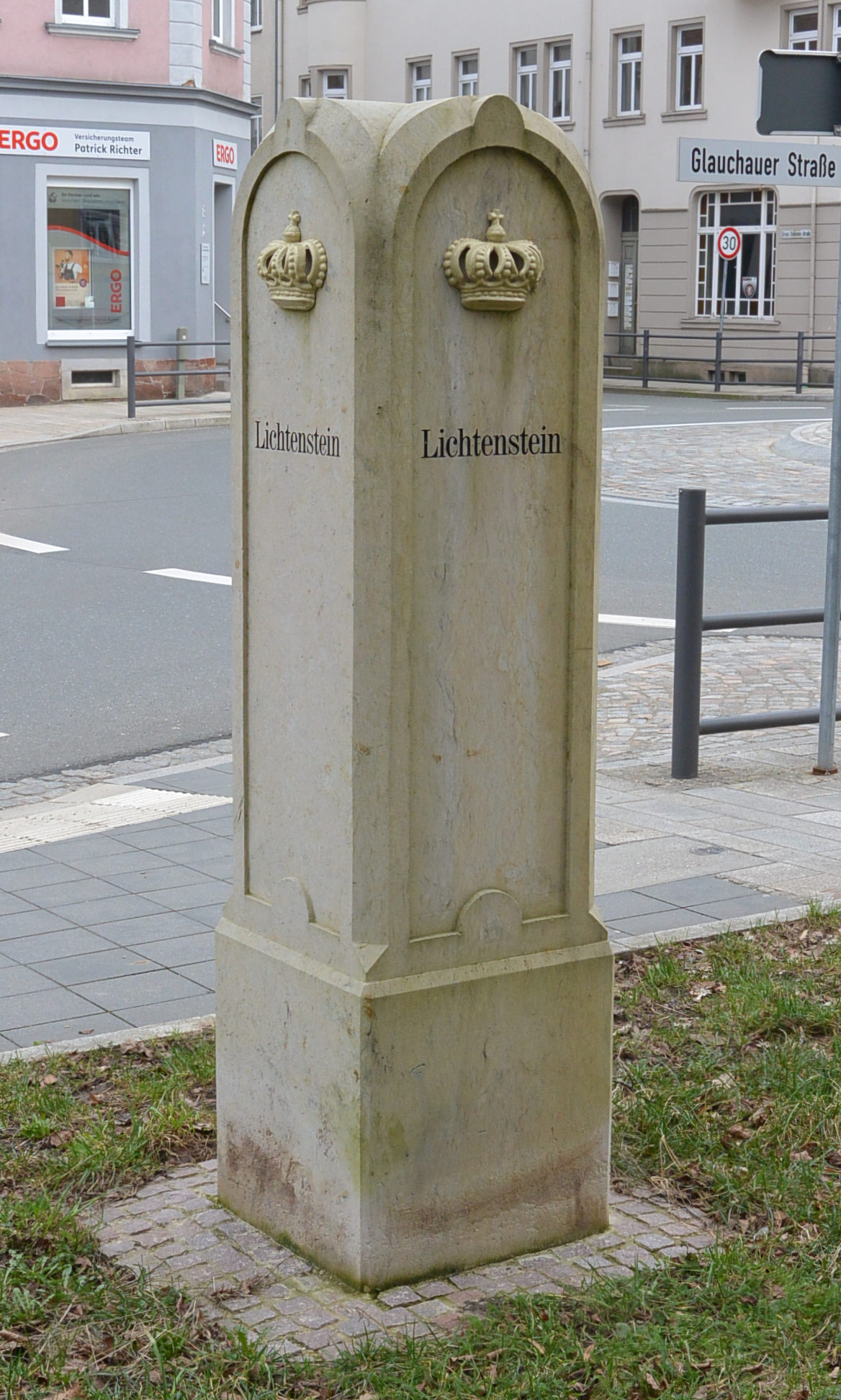
Stationsstein in der Glauchauer Straße
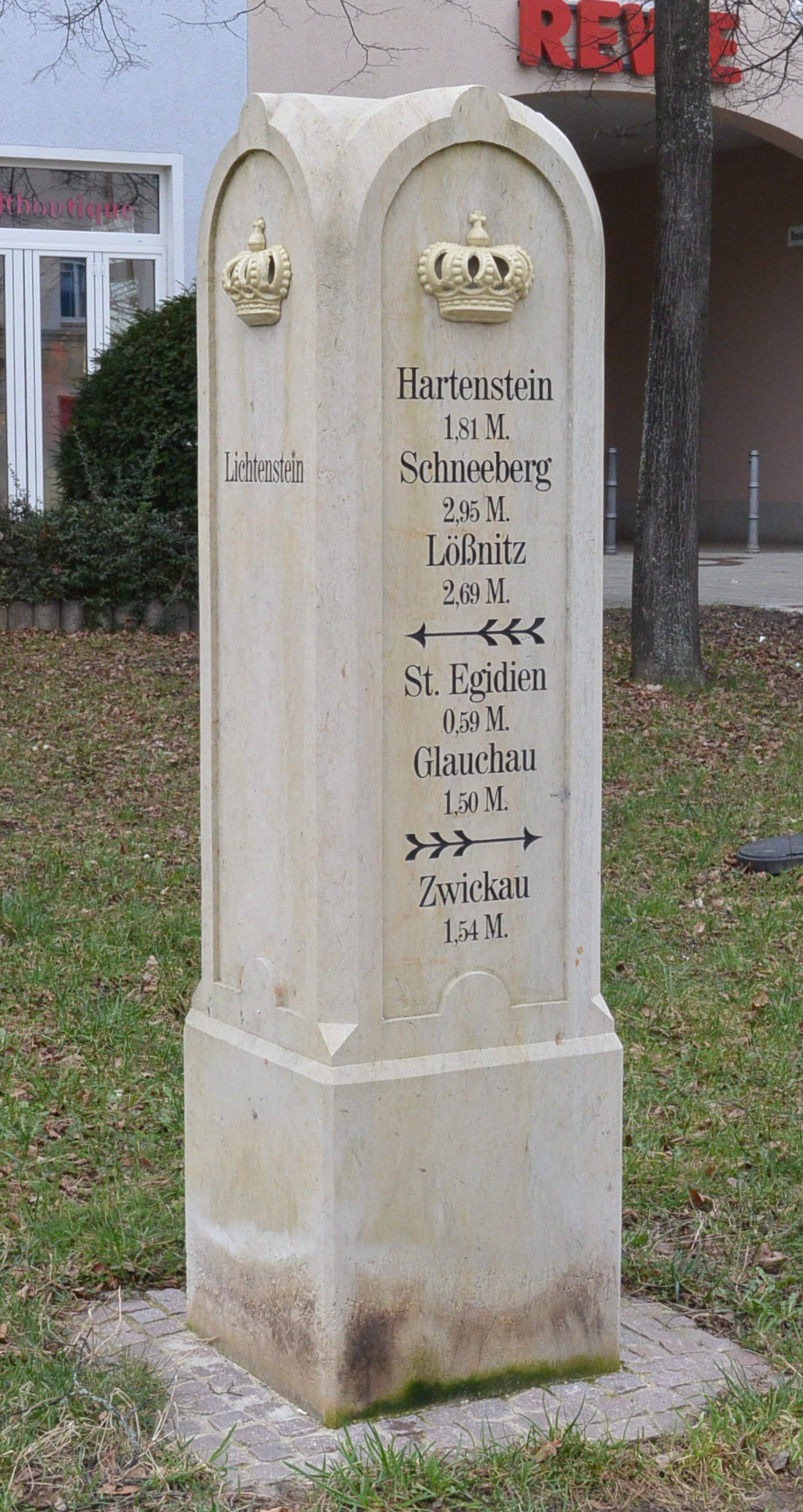
Stationsstein in der Glauchauer Straße

### Limbach (Vogtland)
Limbach, OT Buchwald überarbeiteter Halbmeilenstein an der B 173, Abzweigung nach OT Mühlwand

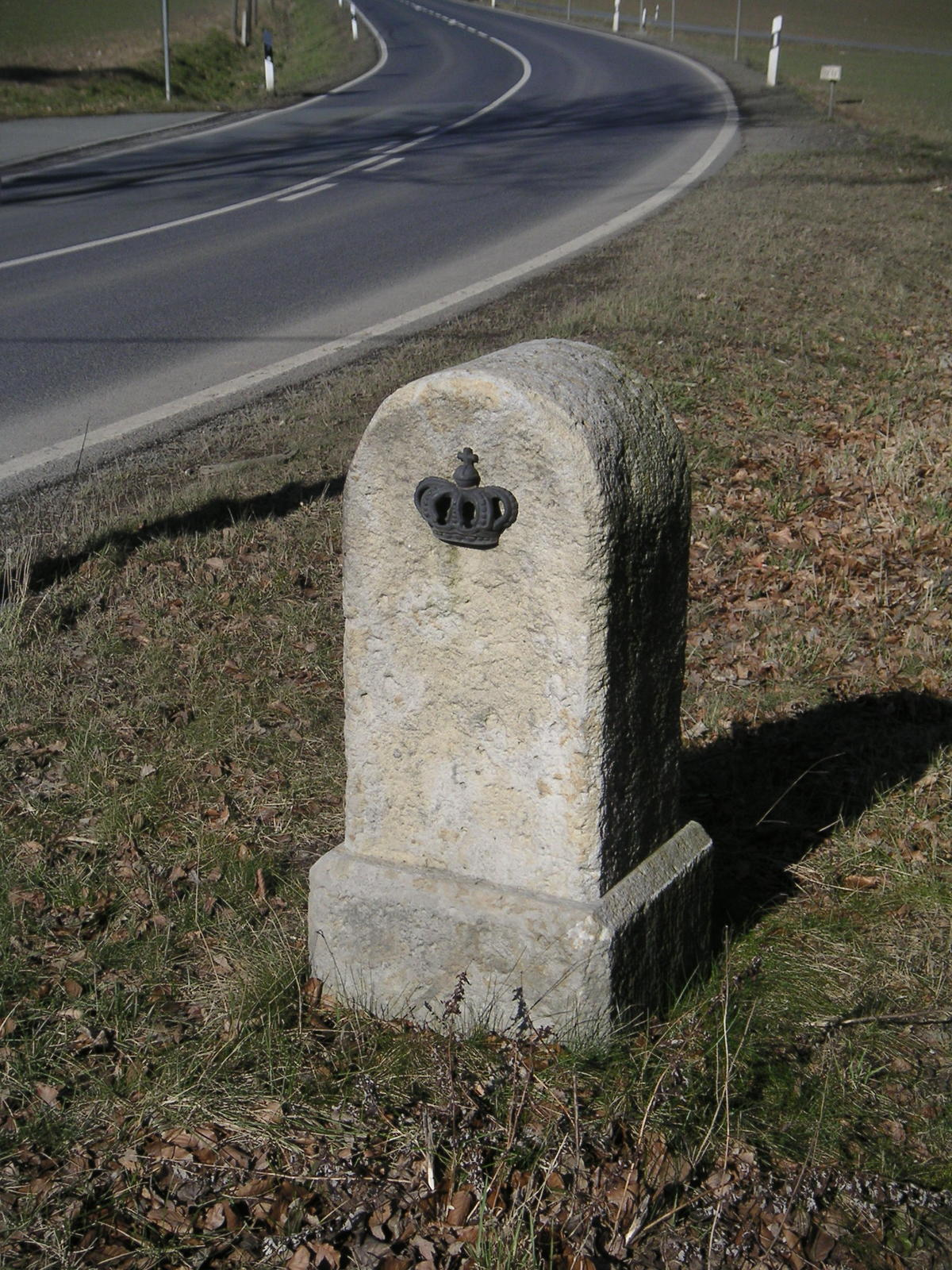
Halbmeilenstein an der B 173 im OT Buchwald
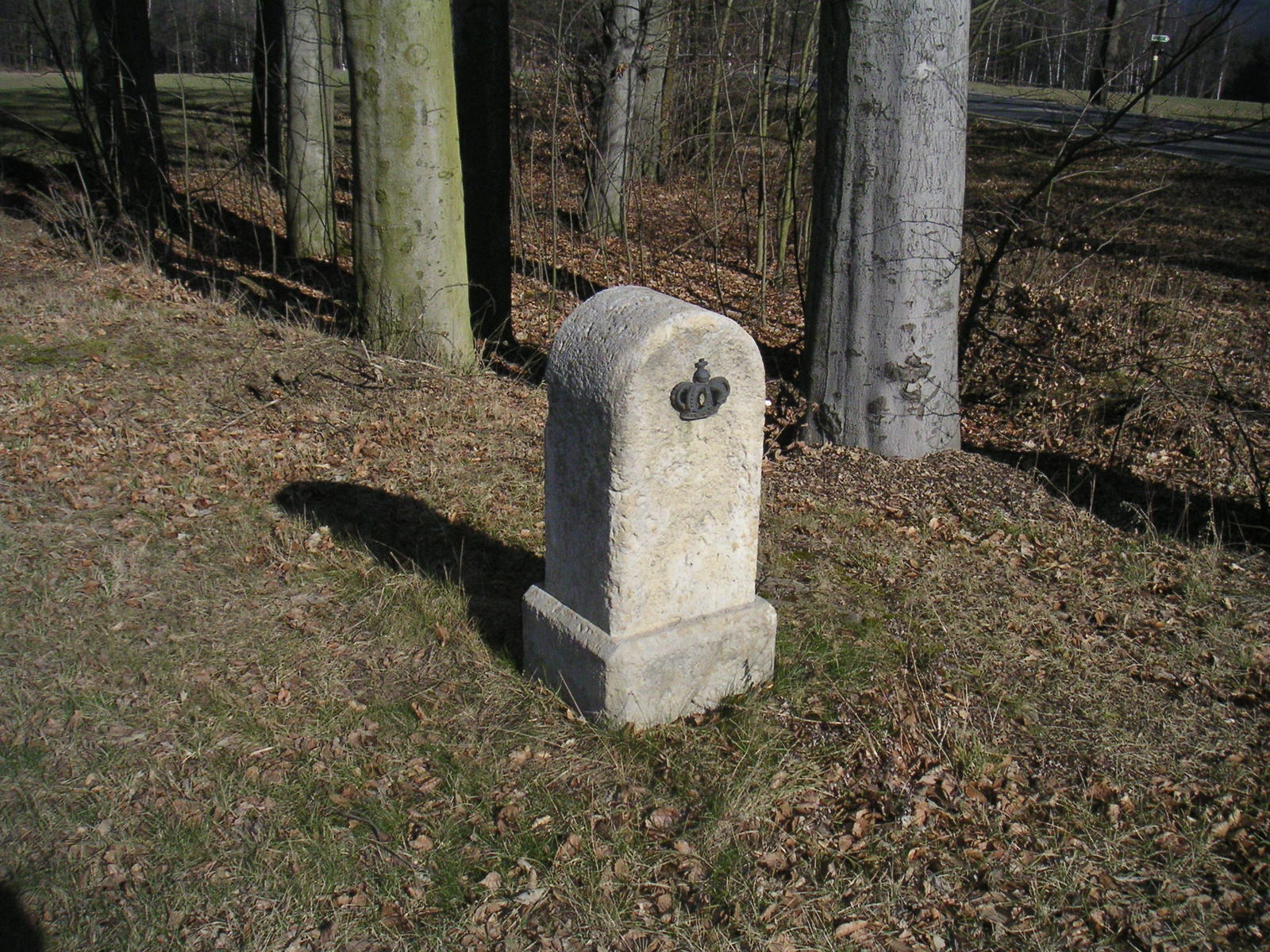
Halbmeilenstein an der B 173 im OT Buchwald

### Limbach-Oberfrohna
Limbach-Oberfrohna
1. überarbeiteter Stationsstein in der Chemnitzer Straße, Ecke Hohensteiner Straße
2. überarbeiteter Ganzmeilenstein in der Burgstädter Straße, Abzweig Ostring

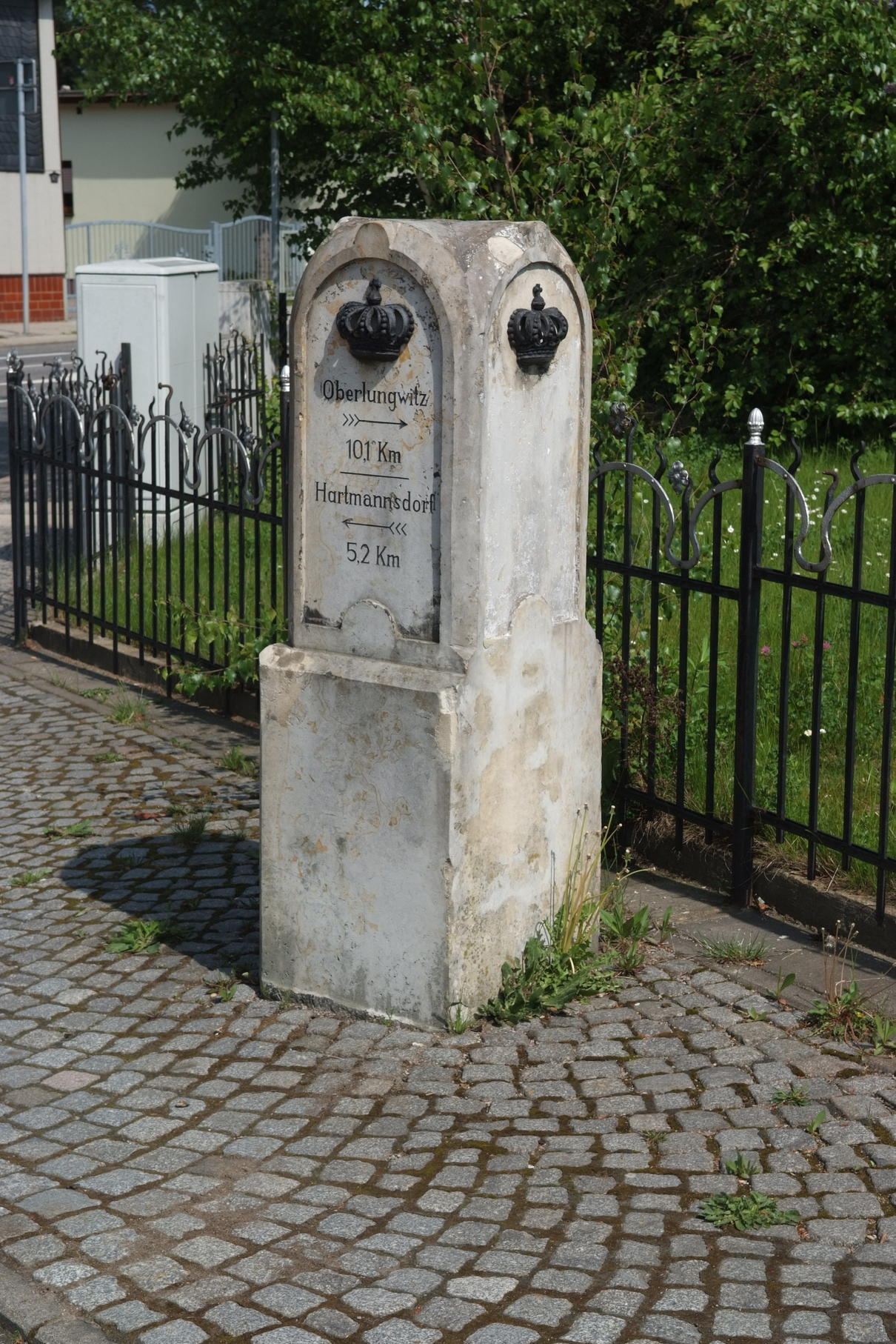
Stationsstein Chemnitzer/Hohensteiner Str.
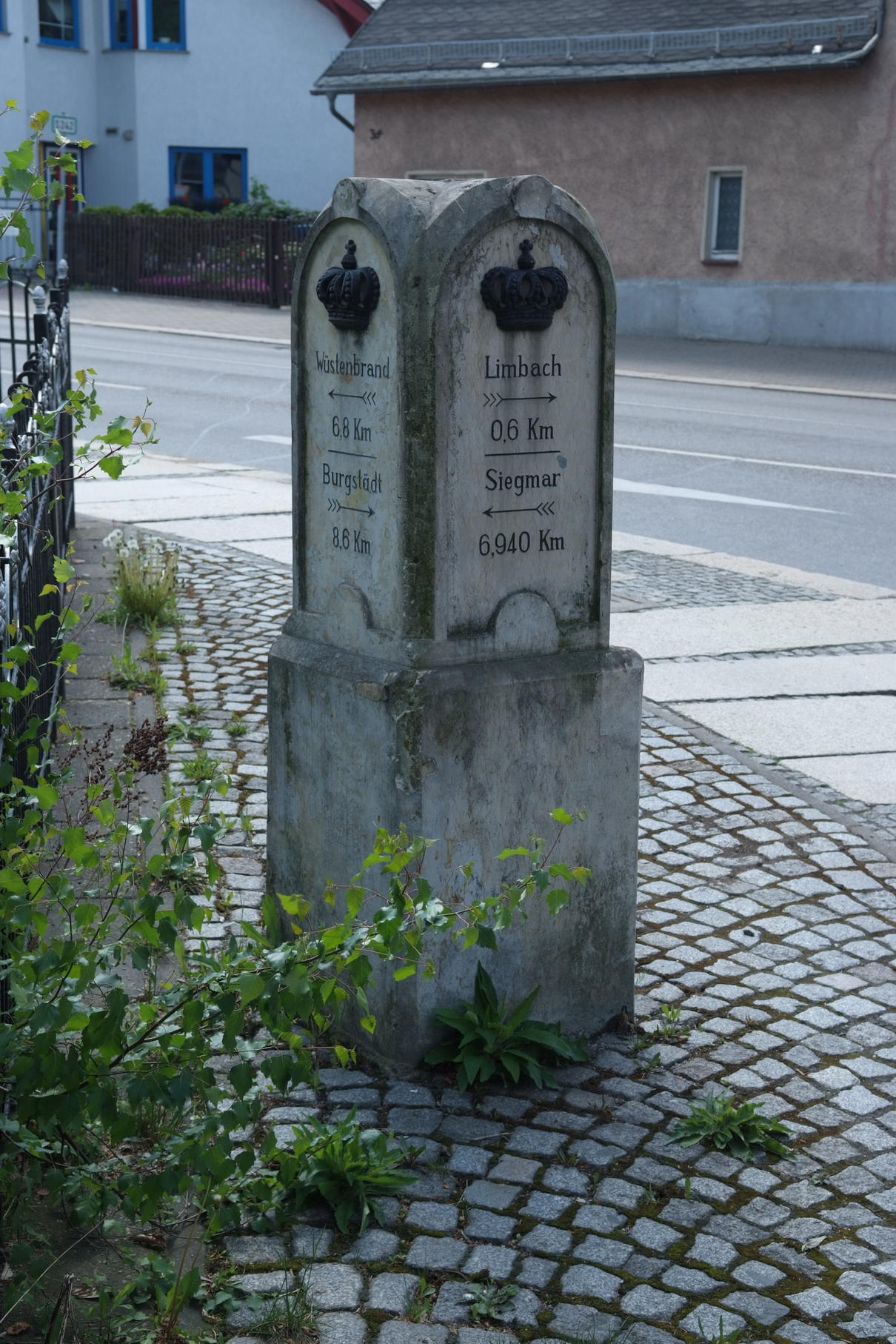
Stationsstein Chemnitzer/Hohensteiner Str.
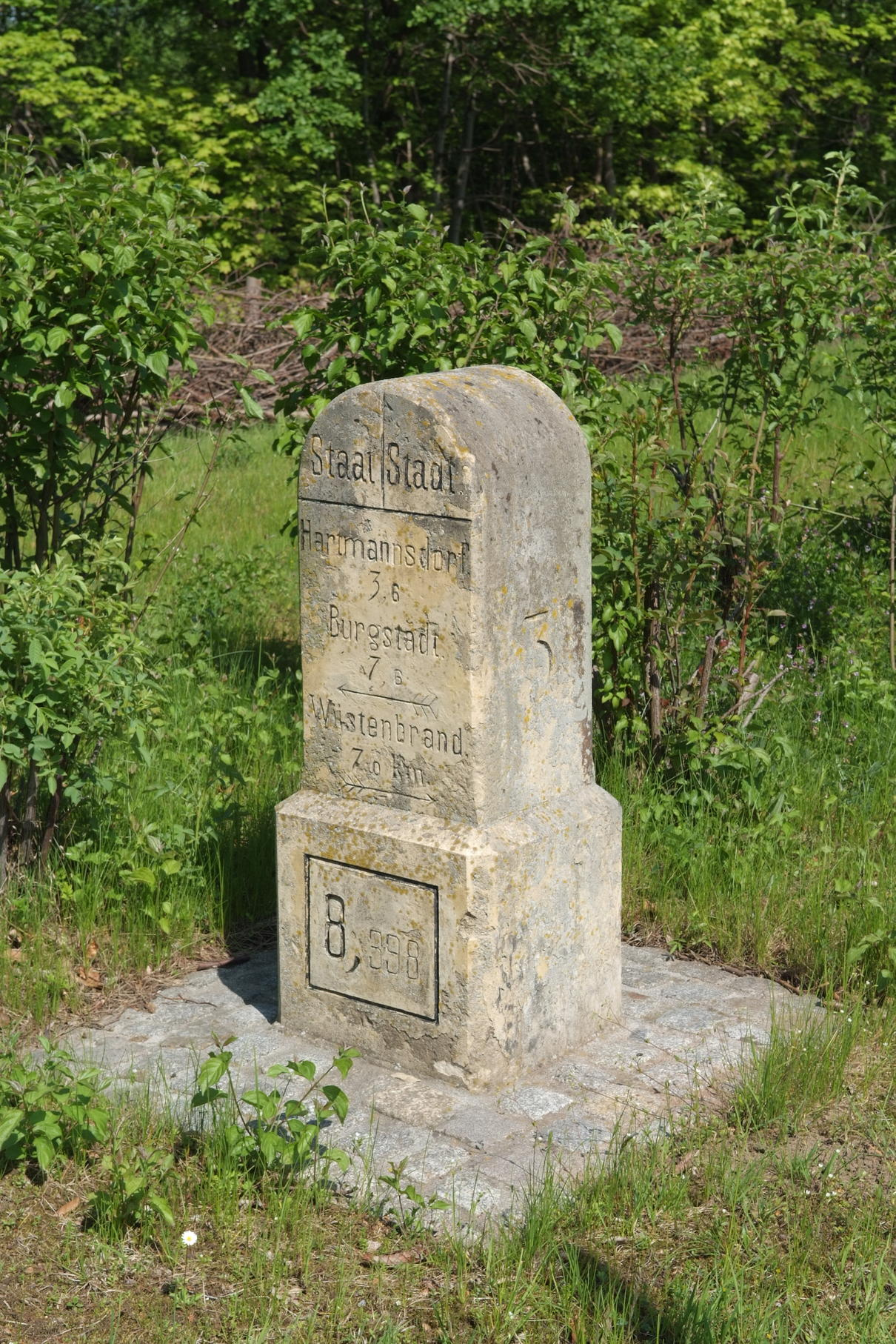
Ganzmeilenstein Burgstädter Str./Ostring
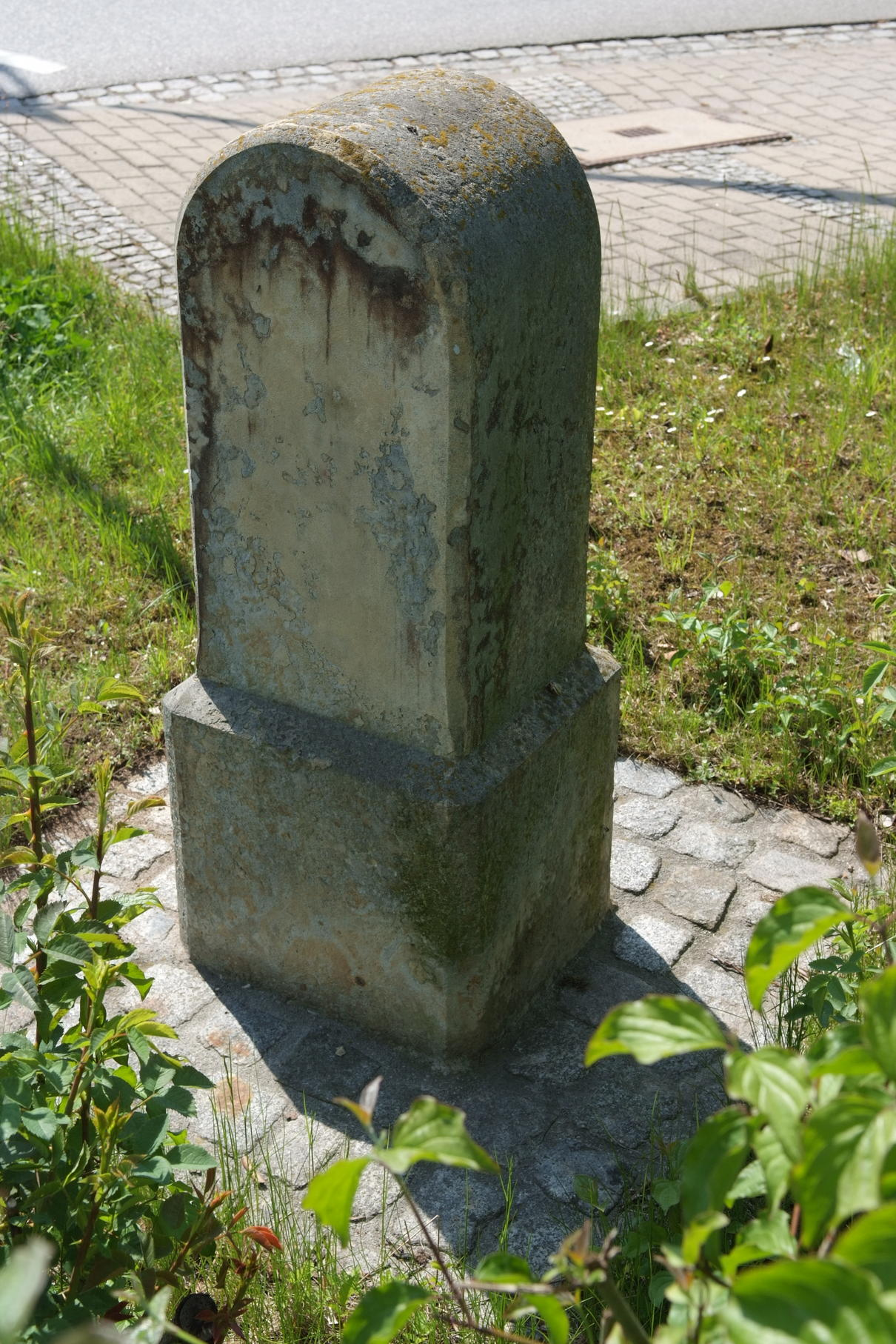
Ganzmeilenstein Burgstädter Str./Ostring

### Löbau
Löbau
1. Stationsstein am Bahnhof Löbau

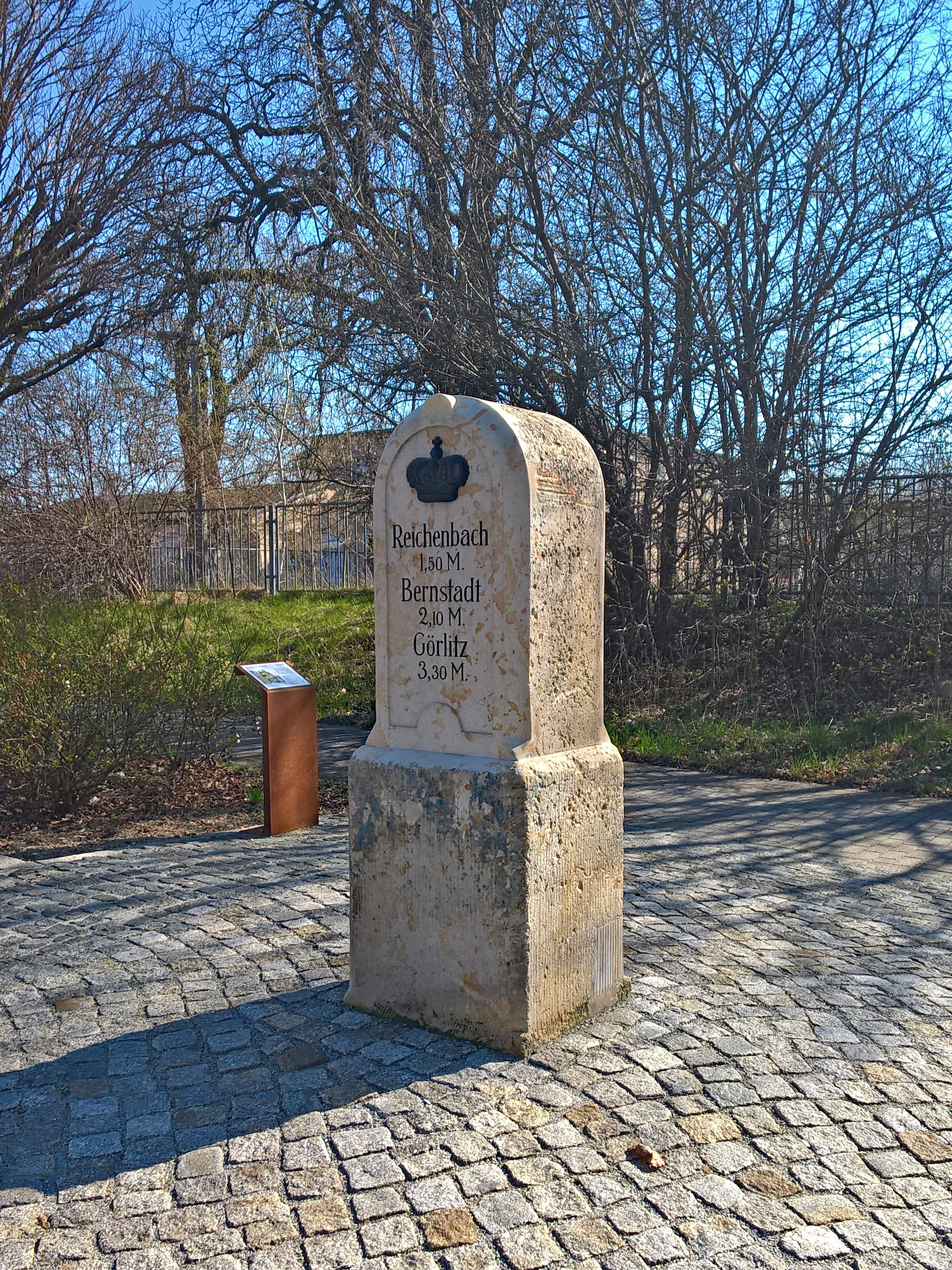
Stationsstein am Bahnhof

1. Ganzmeilenstein als Stationsstein an der S 122 im OT Kittlitz

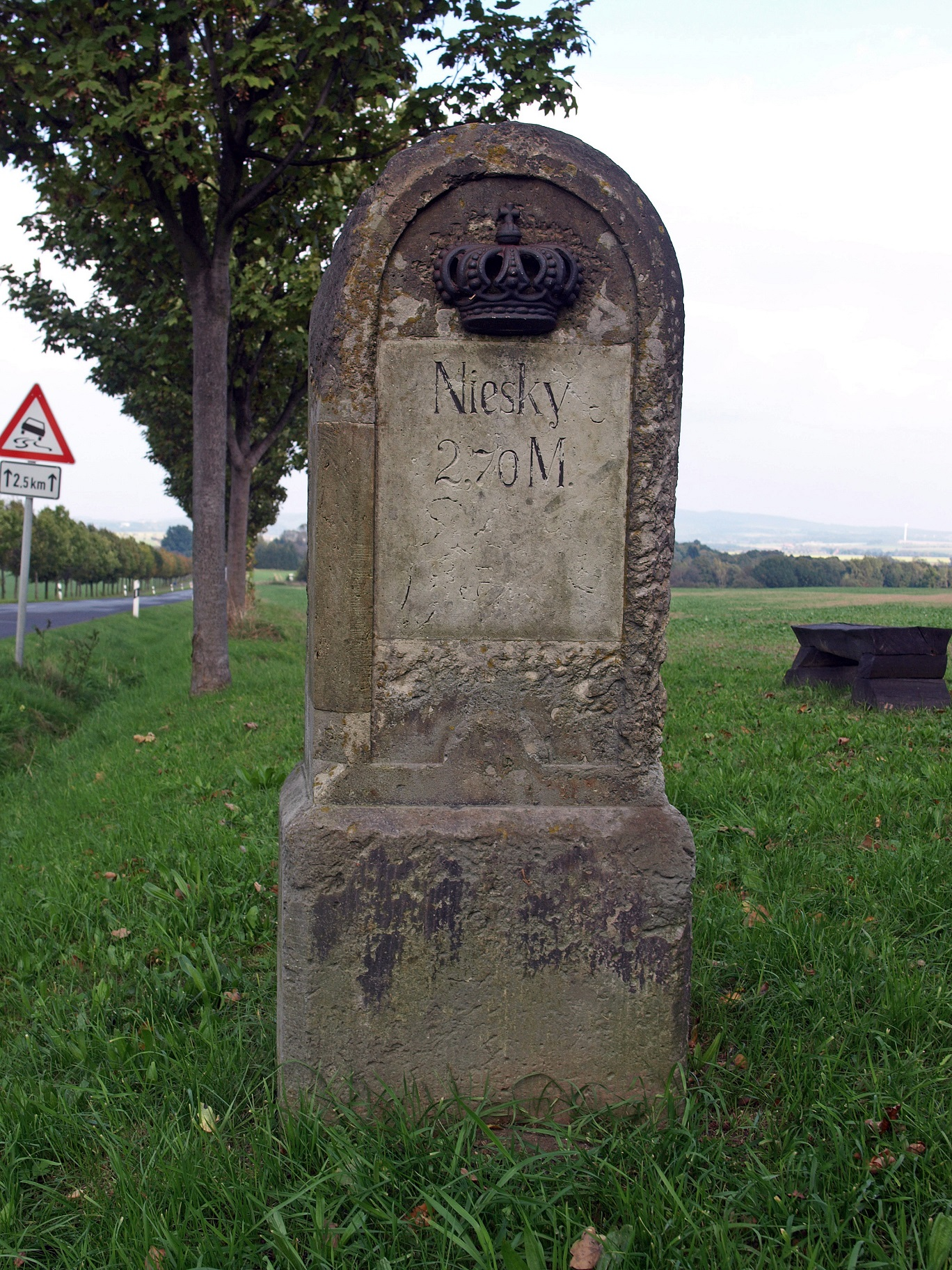
Ganzmeilenstein an der S 122
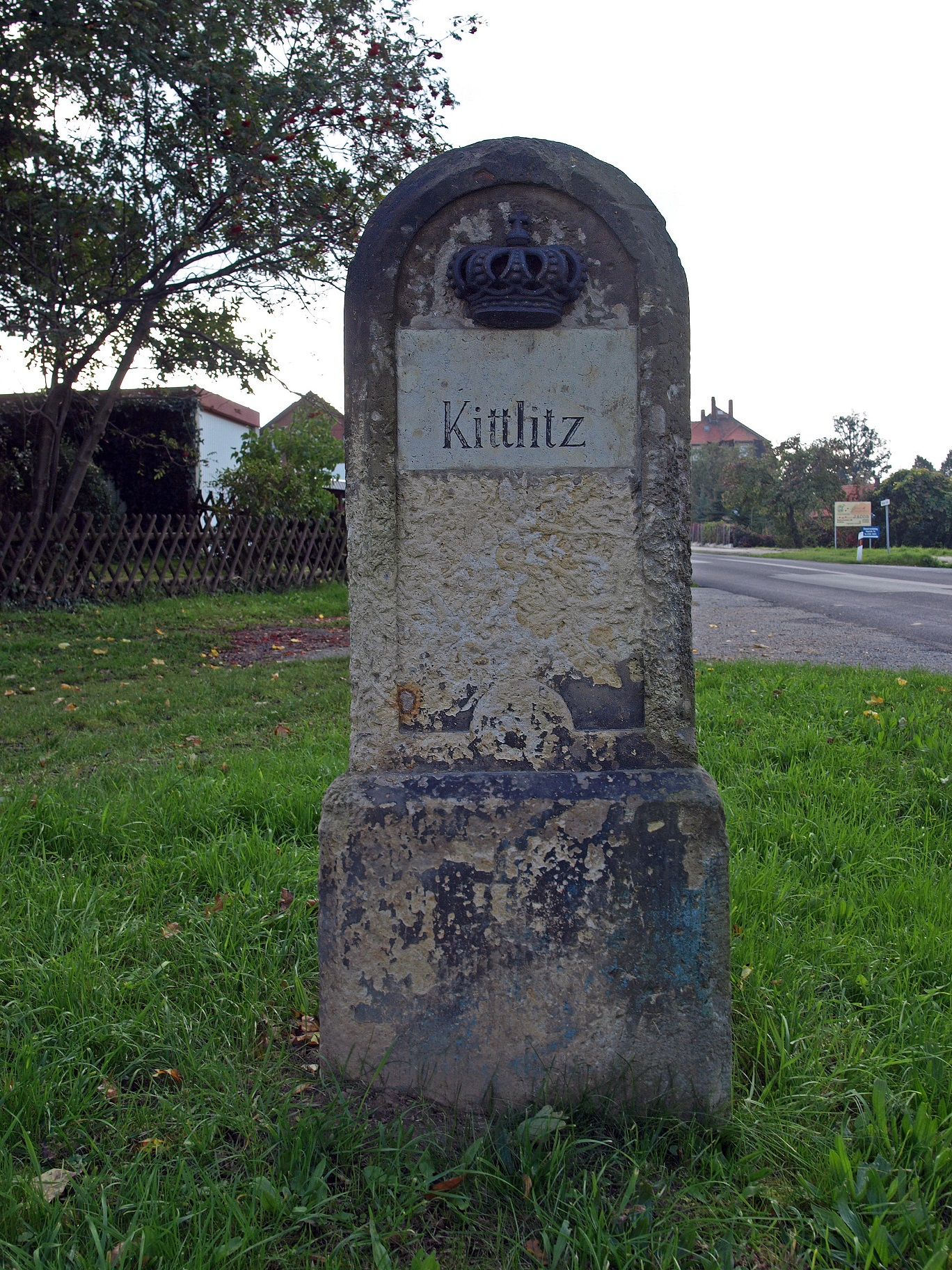
Ganzmeilenstein an der S 122

### Malschwitz
Malschwitz
1. Grenzübergangsstein an der S 109 zwischen dem OT Kleinsaubernitz und Dauban
2. Ganzmeilenstein an der B 156 im OT Niedergurig

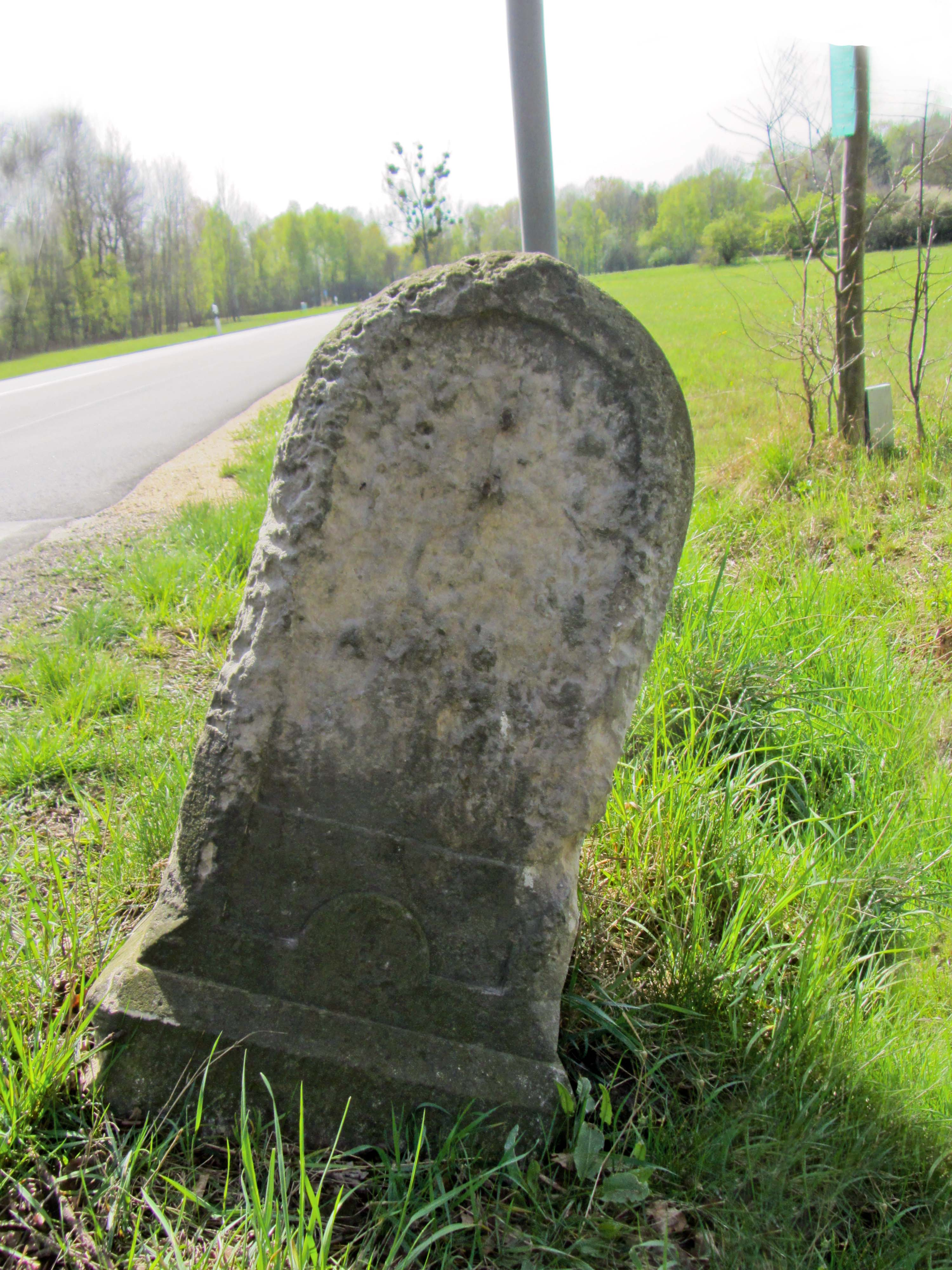
Grenzübergangsstein an der S 109
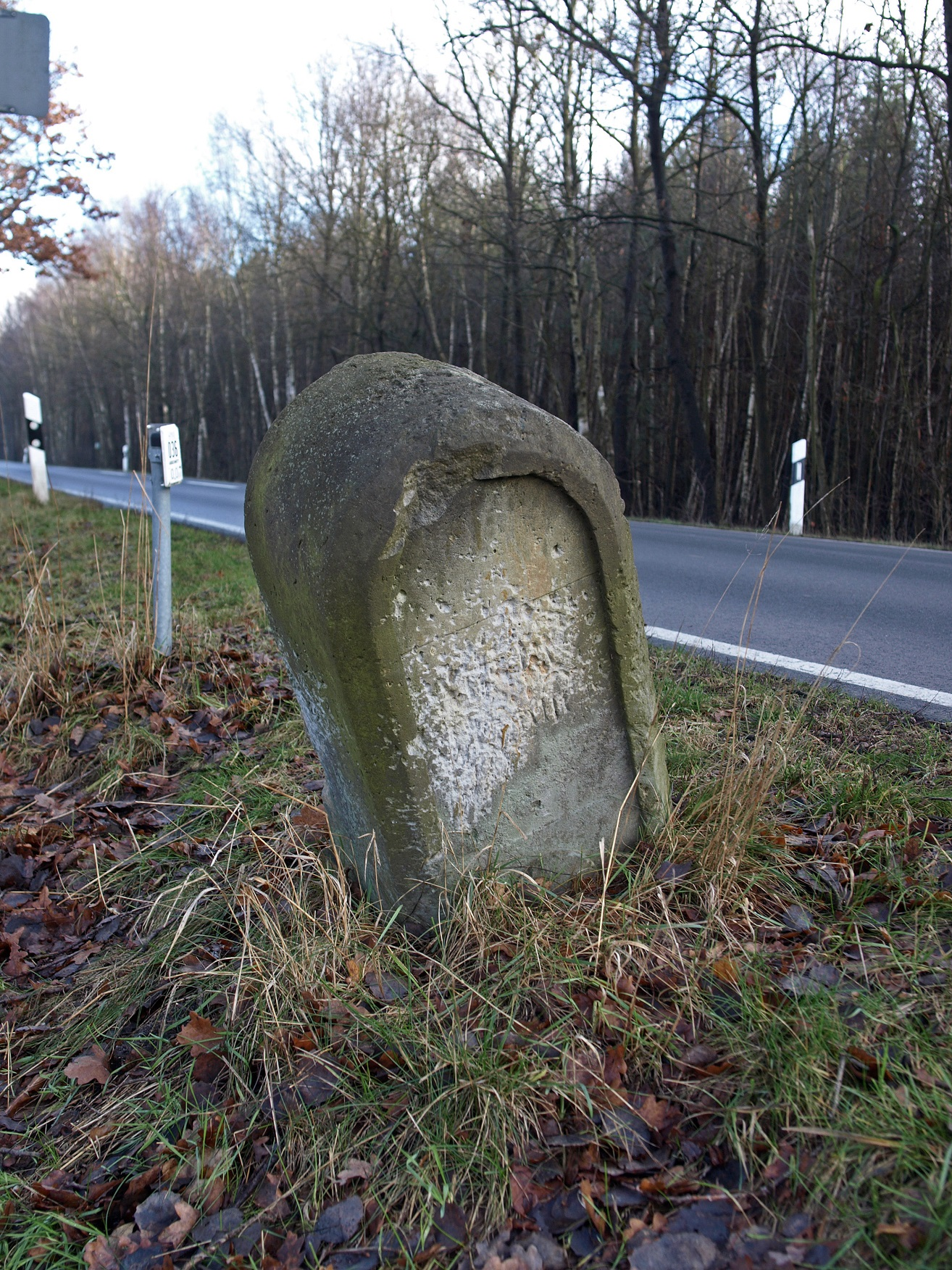
Grenzübergangsstein an der S 109
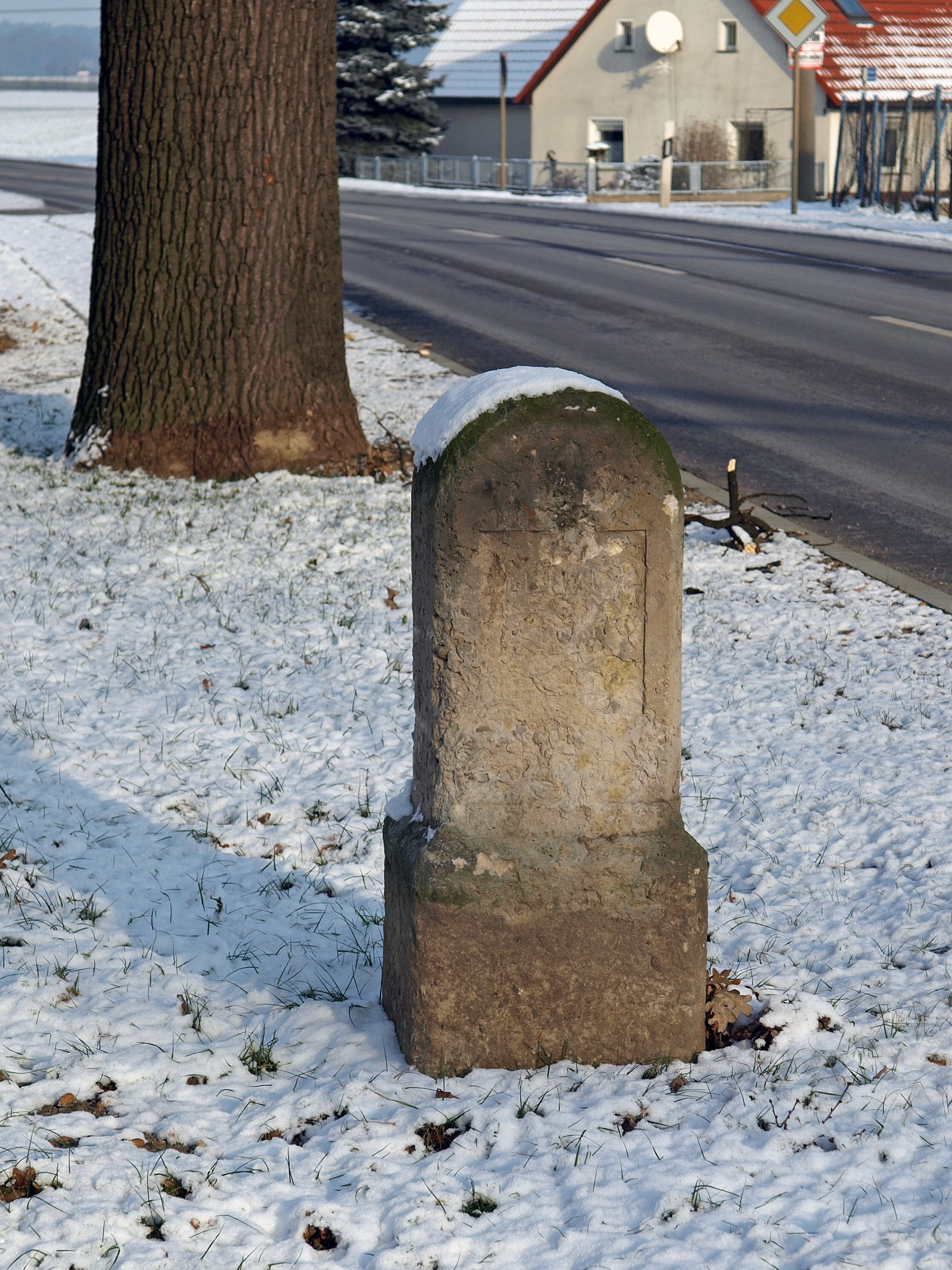
Ganzmeilenstein in Niedergurig
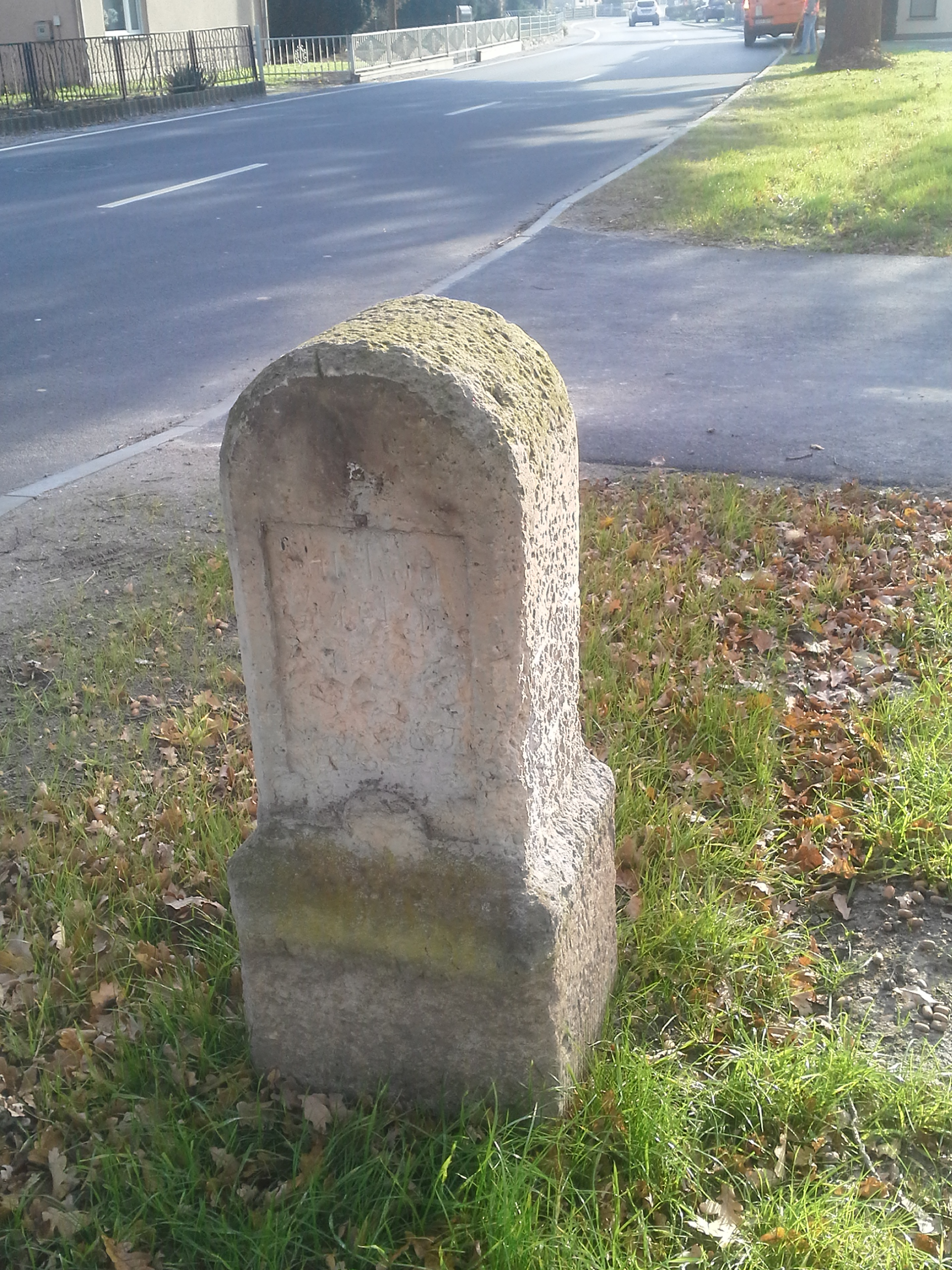
Ganzmeilenstein in Niedergurig

### Marienberg
Marienberg
1. 1900 als Kilometerstein umgearbeiteter Stationsstein an der Freiberger Straße (B 171) / Ecke Goethering, früher Trebra / Freiberger Straße, ehem. Freiberger Tor
2. Stationsstein in der Poststraße (B 171) / Ecke Töpferstraße, ehem. Annaberger Tor, zeitweise als Kilometerstein bei Wolfsberg
3. 1900 zum Kilometerstein umgearbeiteter Stationsstein an der B 171 (Bahnhofstraße nahe der Armaturen- und Metallwerke Zöblitz GmbH) im OT Zöblitz
4. 1900 zum Kilometerstein umgearbeiteter Abzweigstein an der B 171, am Abzweig Lauterbach

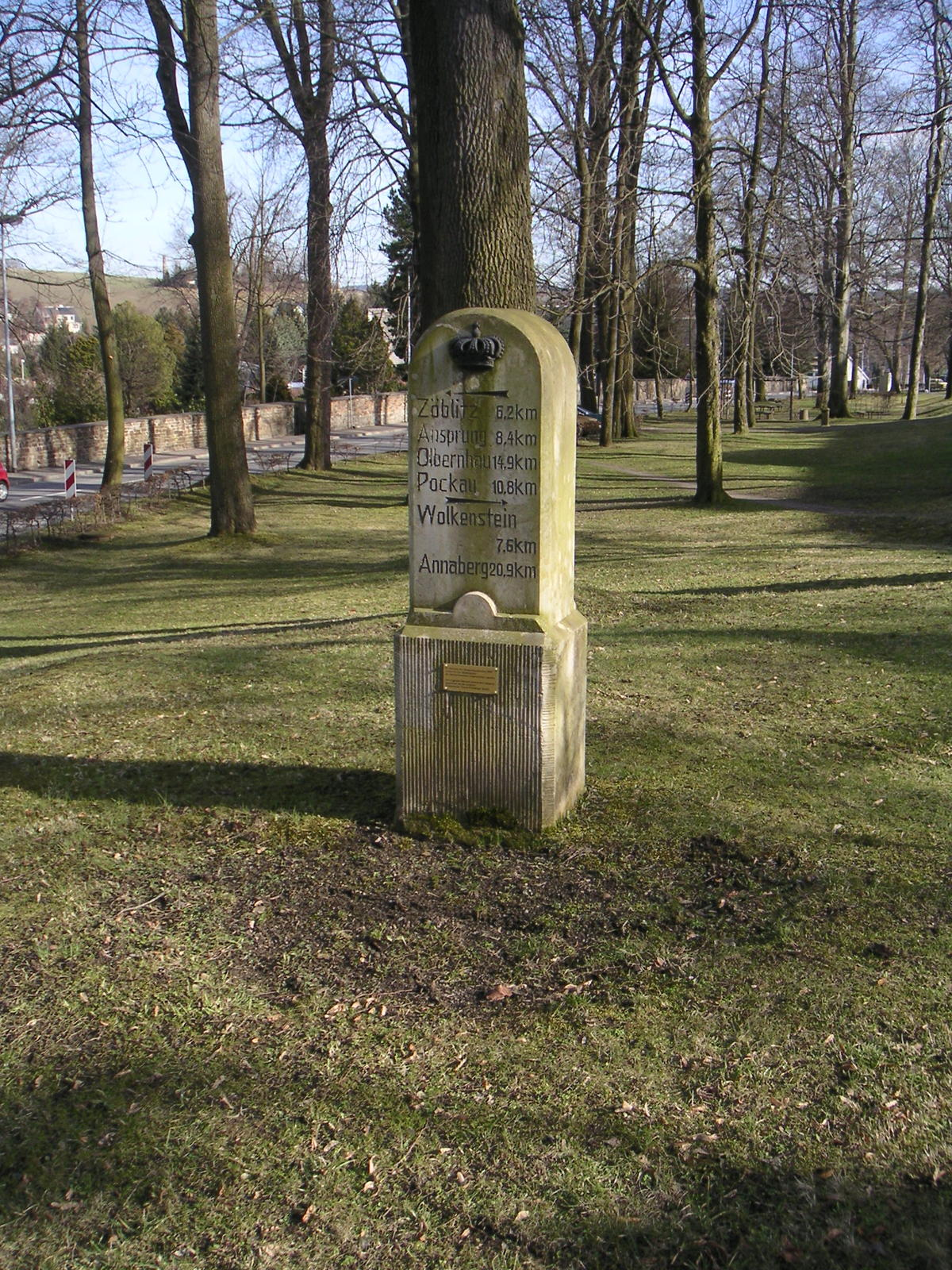
Stationsstein B 171/Goethering
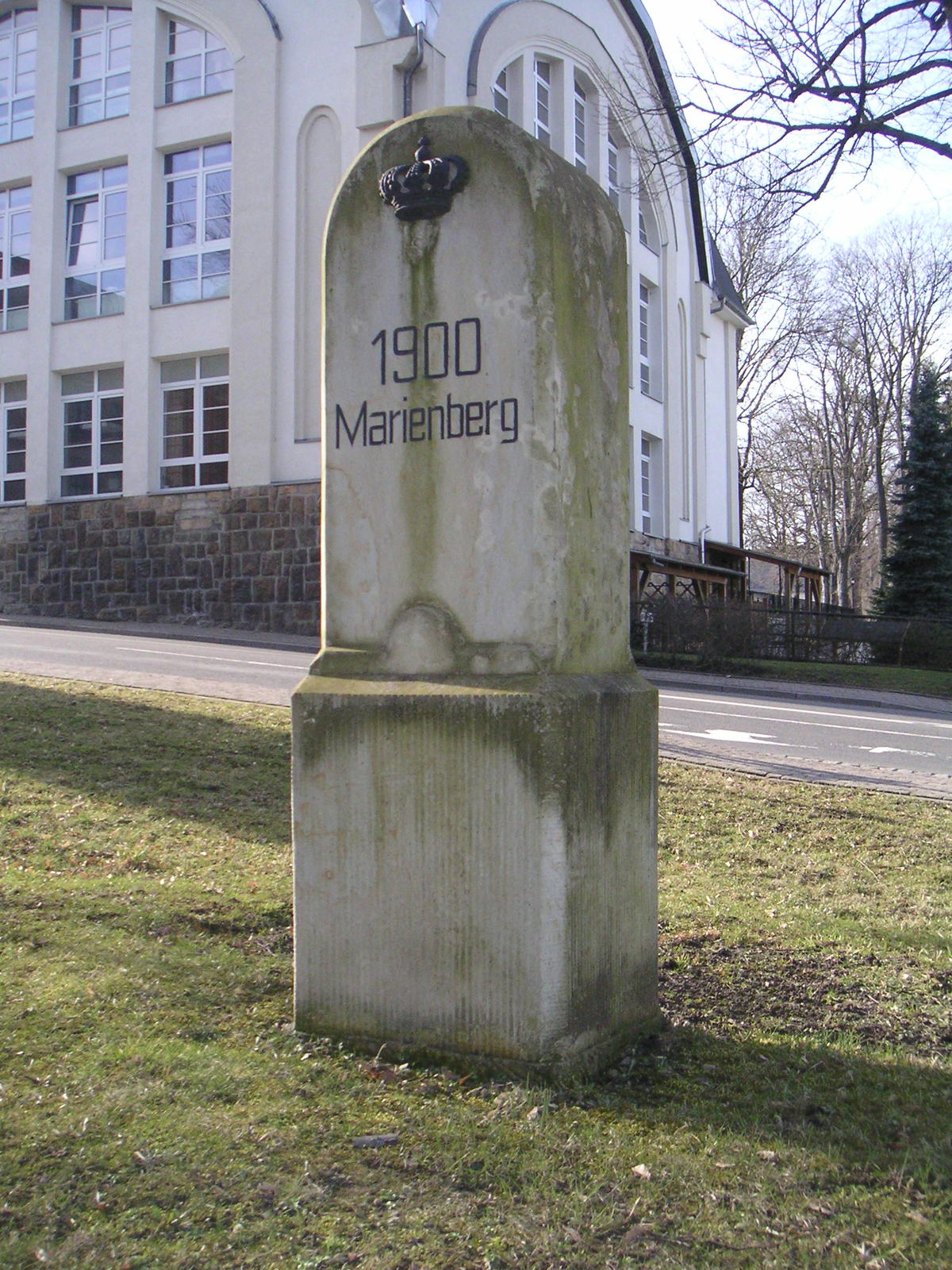
Stationsstein B 171/Goethering
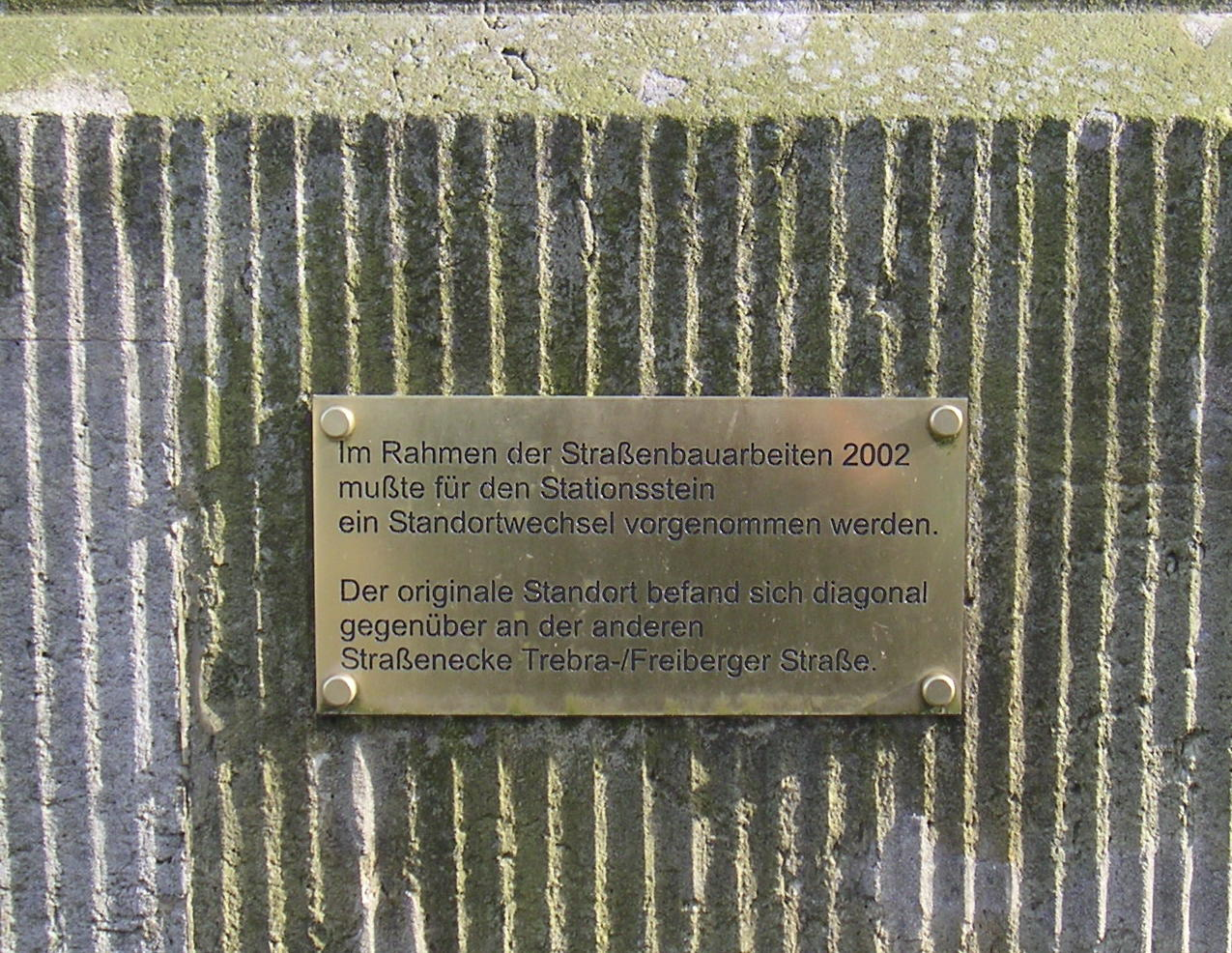
Hinweistafel
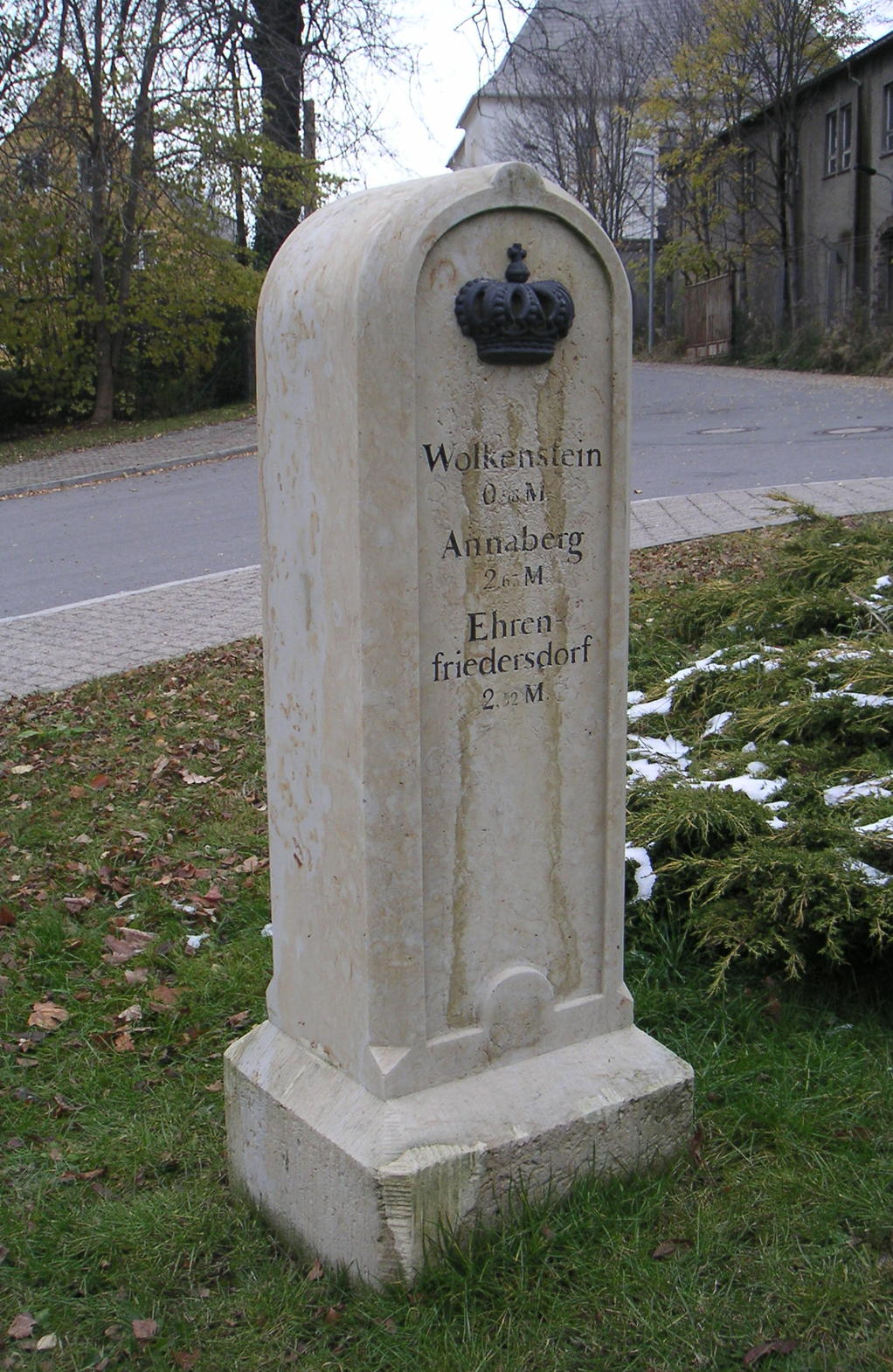
Stationsstein Poststraße (B 171)/Töpferstraße
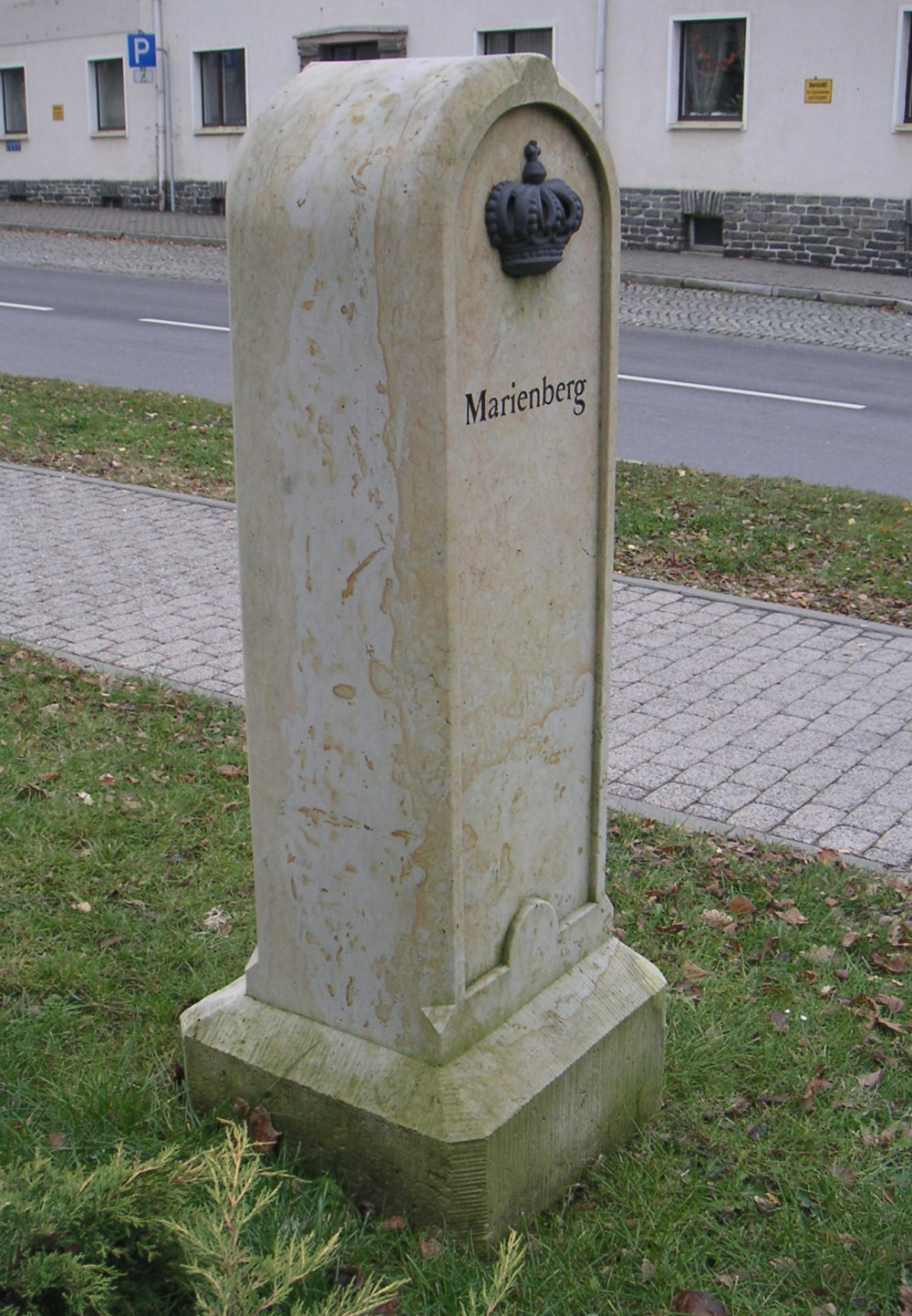
Stationsstein Poststraße (B 171)/Töpferstraße
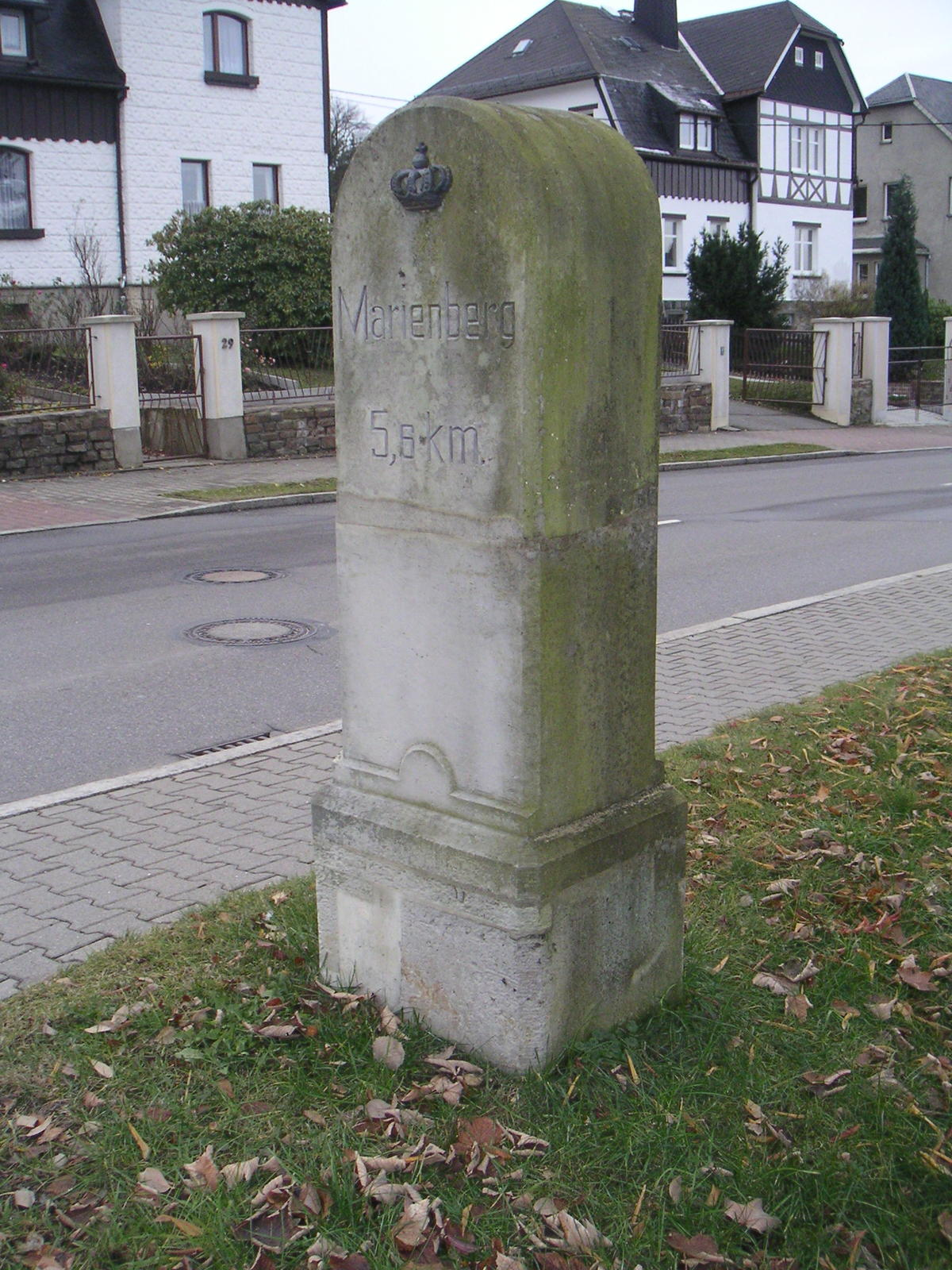
Stationsstein an der B 171 in Zöblitz
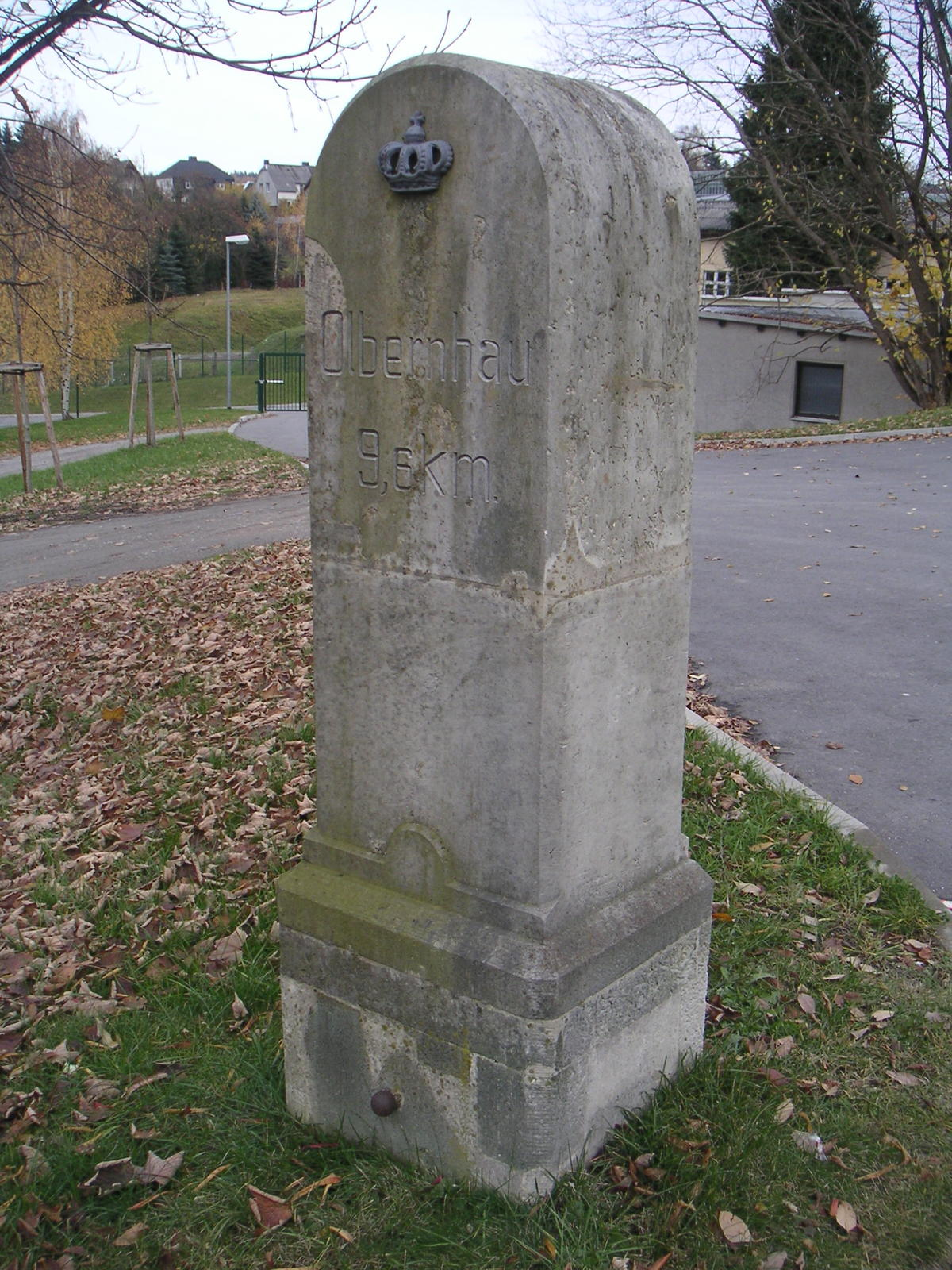
Stationsstein an der B 171 in Zöblitz
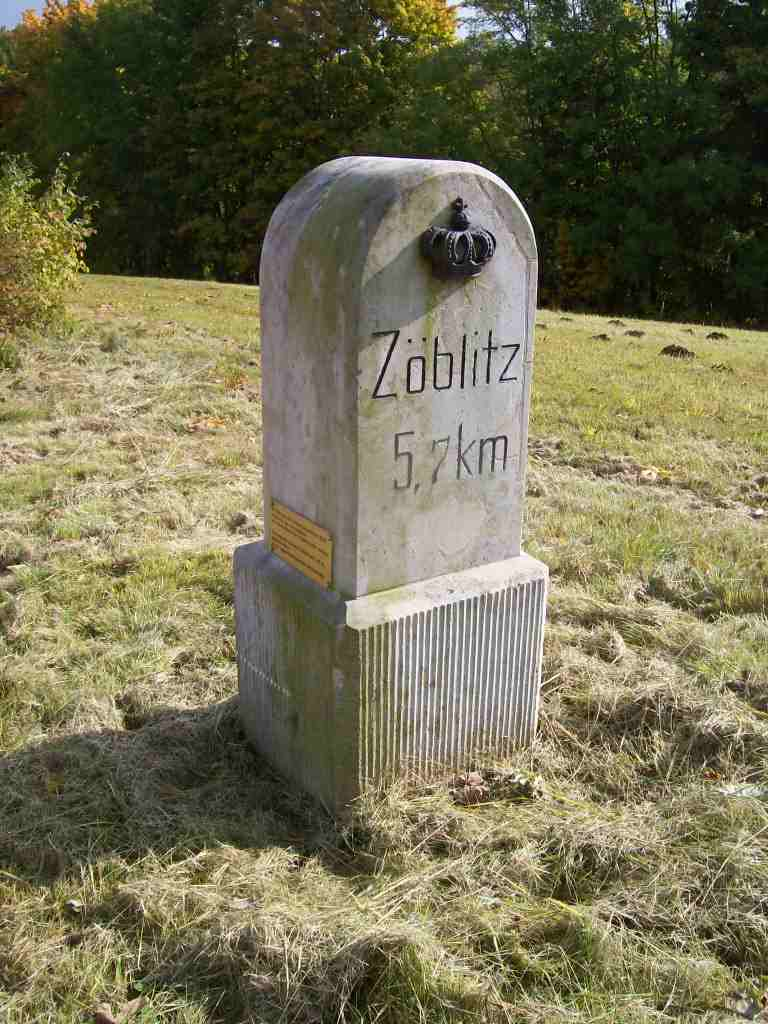
Abzweigstein mit Hinweistafel an der B 171

### Markkleeberg
Markkleeberg: Ganzmeilenstein in der Bornaischen Straße

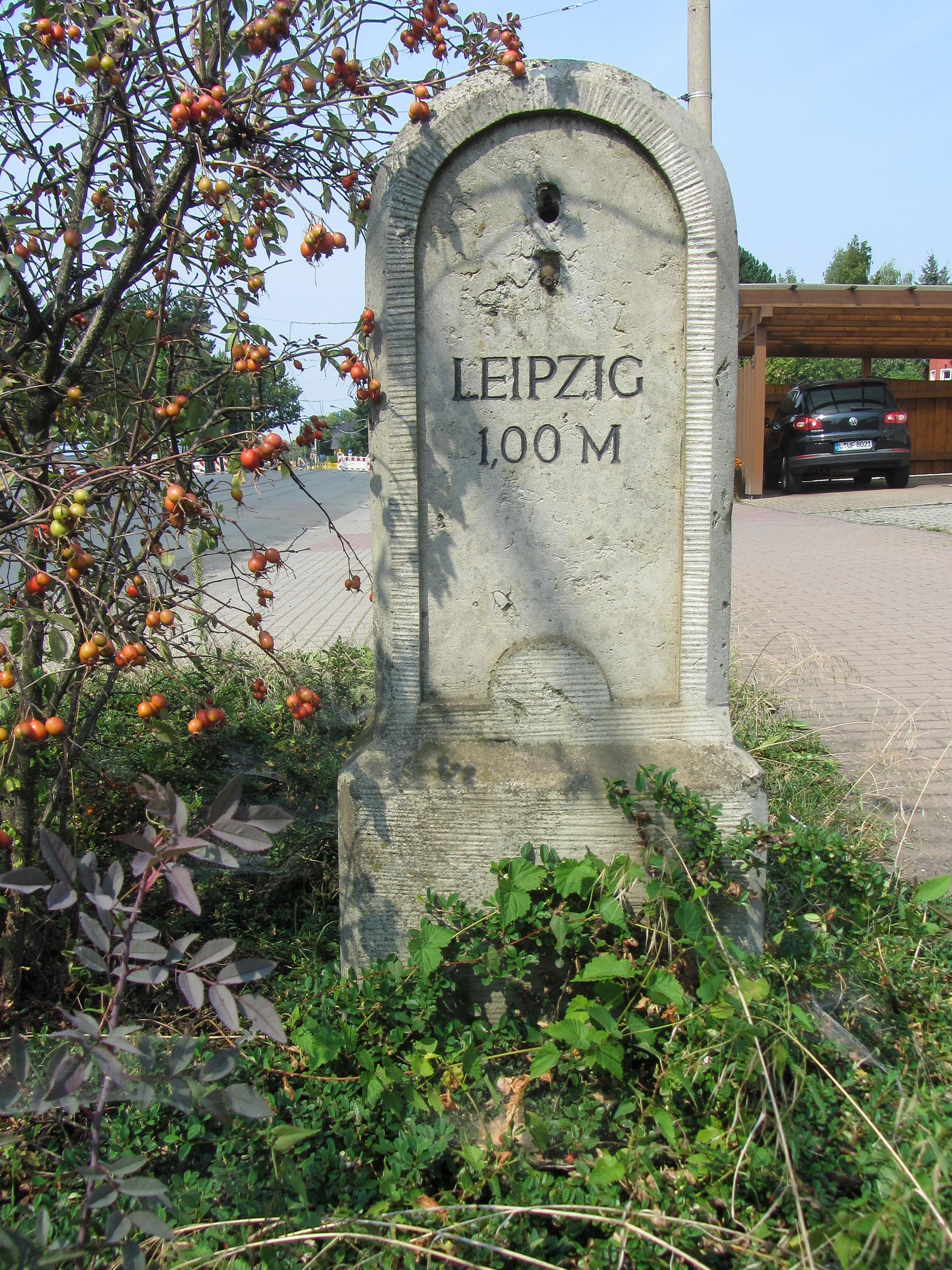
Ganzmeilenstein in Markkleeberg
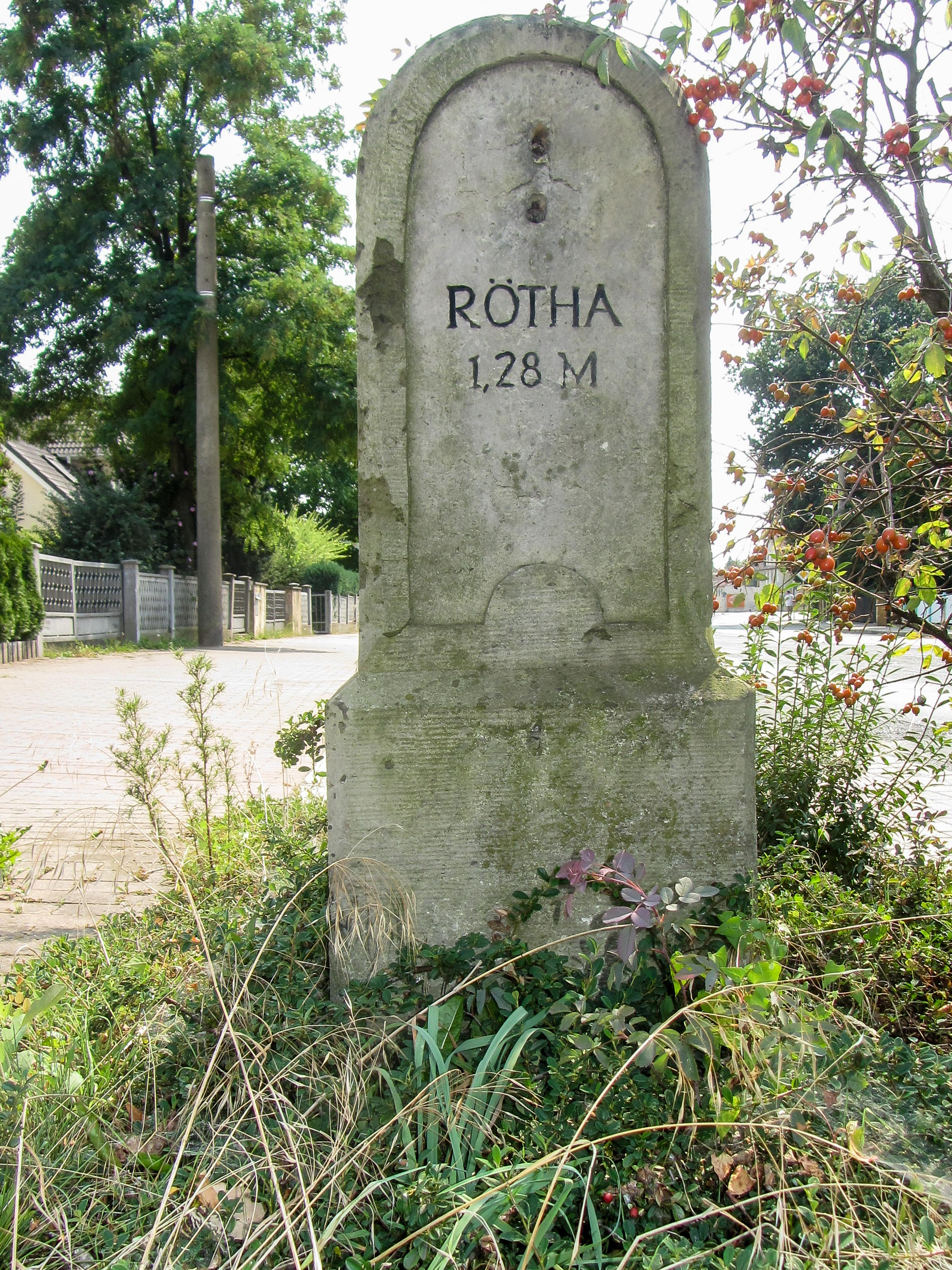
Ganzmeilenstein in Markkleeberg

### Markneukirchen
Markneukirchen: Ganzmeilenstein an der B 283, Richtung Klingenthal

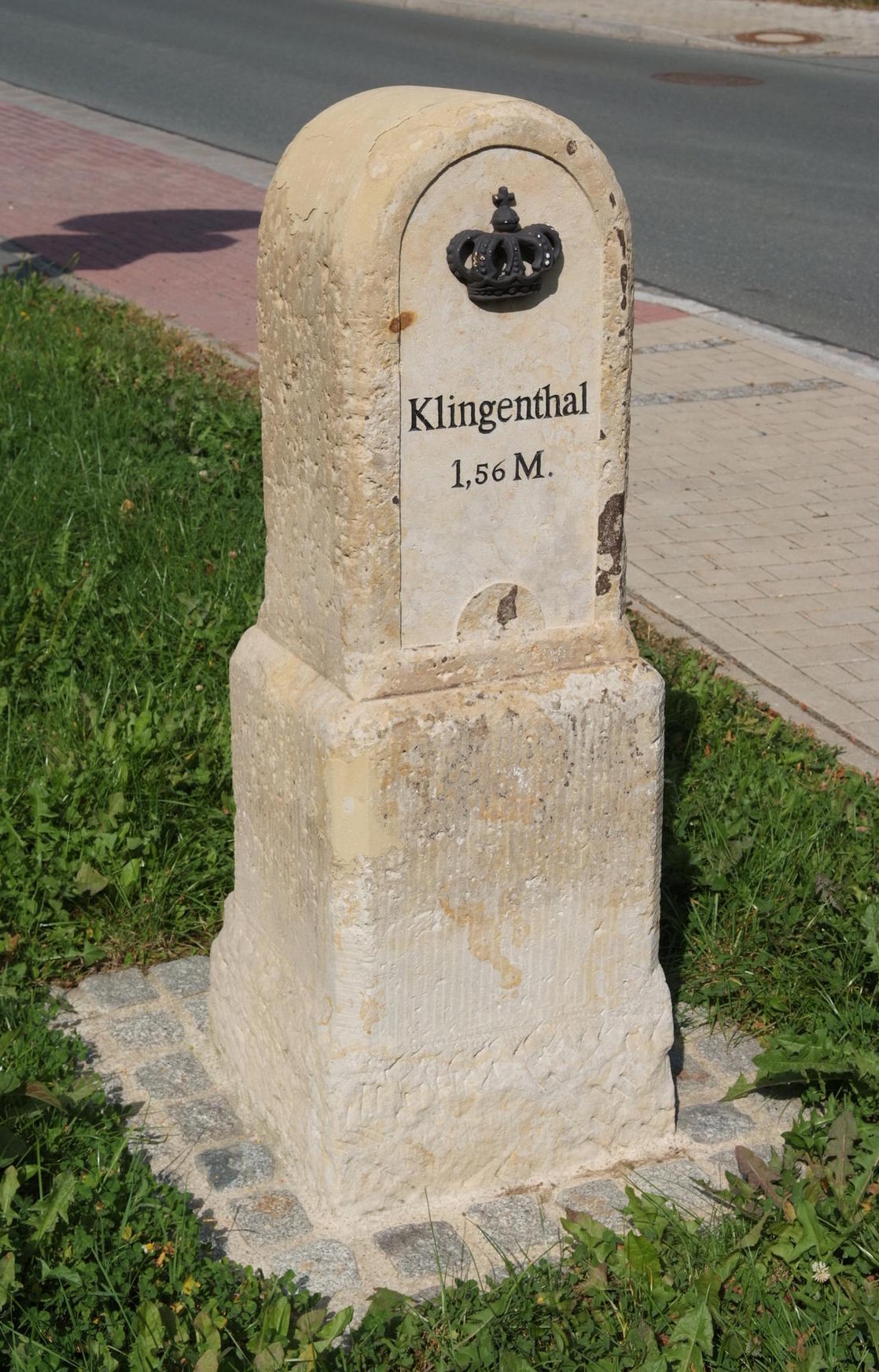
Ganzmeilenstein an der B 283, Richtung Klingenthal
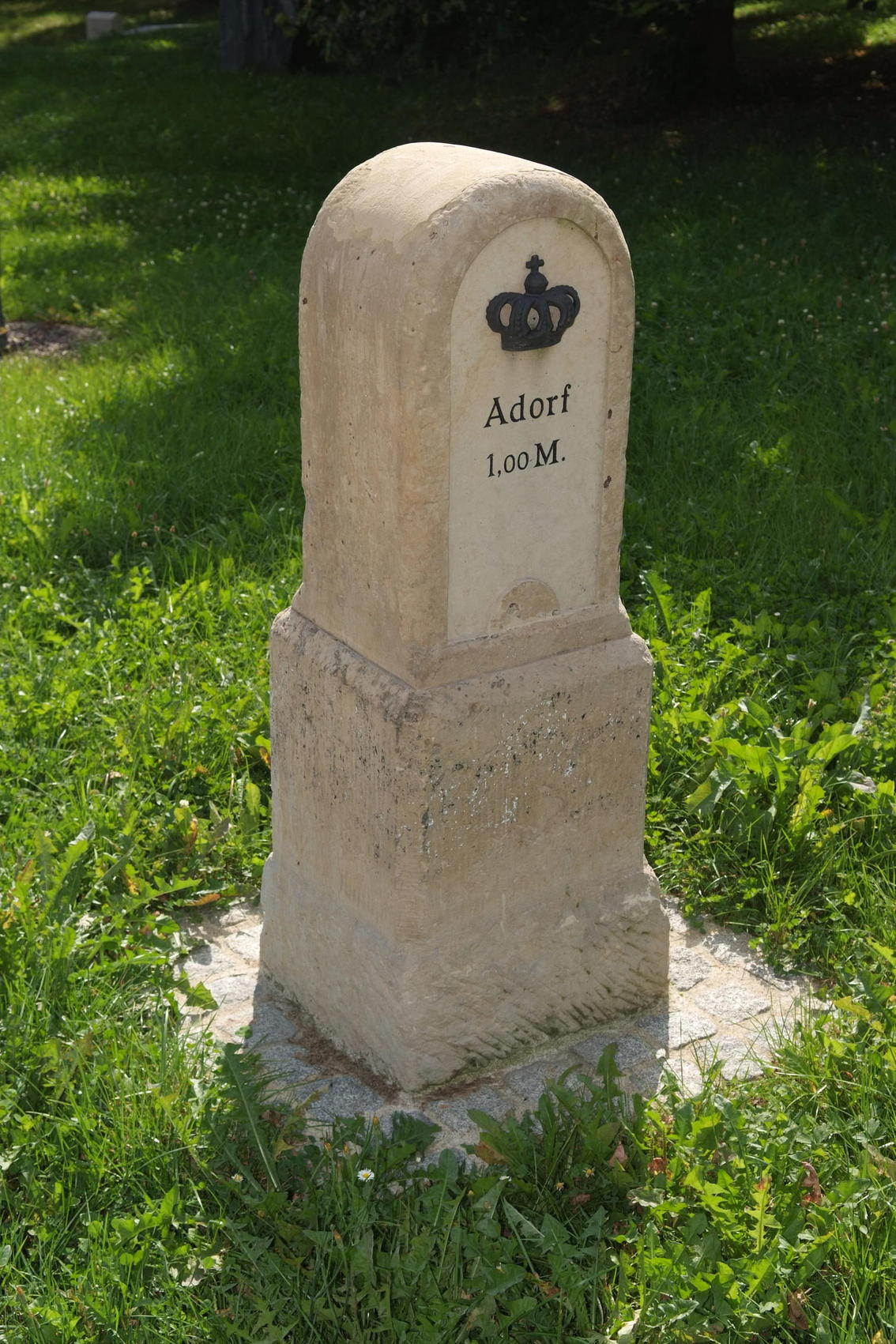
Ganzmeilenstein an der B 283, Richtung Klingenthal

### Mügeln
Mügeln
1. Ganzmeilenstein am Bahnhof in Mügeln
2. Ganzmeilenstein außerorts an der Leisniger Straße in Mügeln
3. Halbmeilenstein an der Leisniger Straße beim OT Neusornzig
4. Ganzmeilenstein an der S 41 im OT Gaudlitz

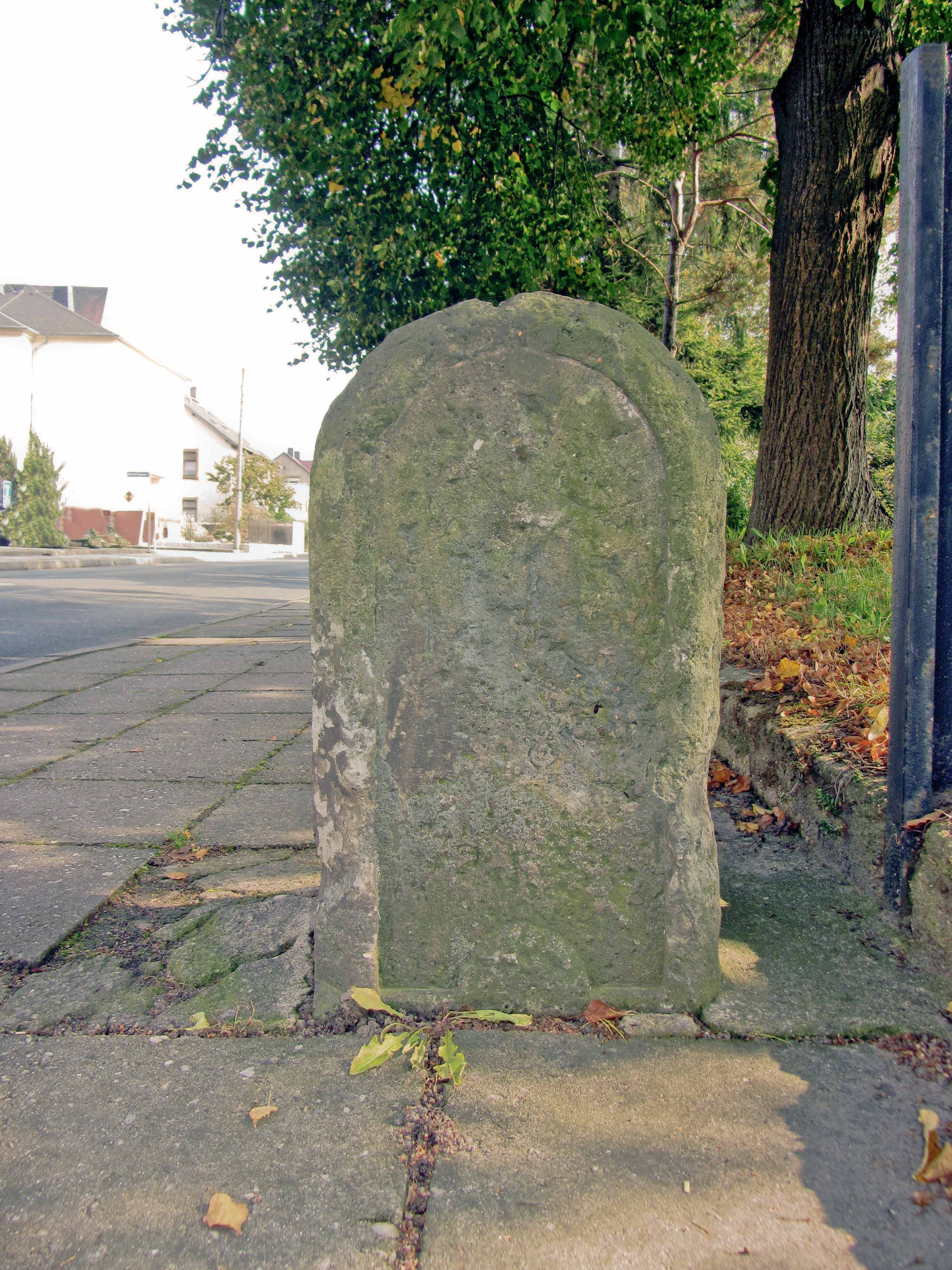
Ganzmeilenstein am Bahnhof Mügeln
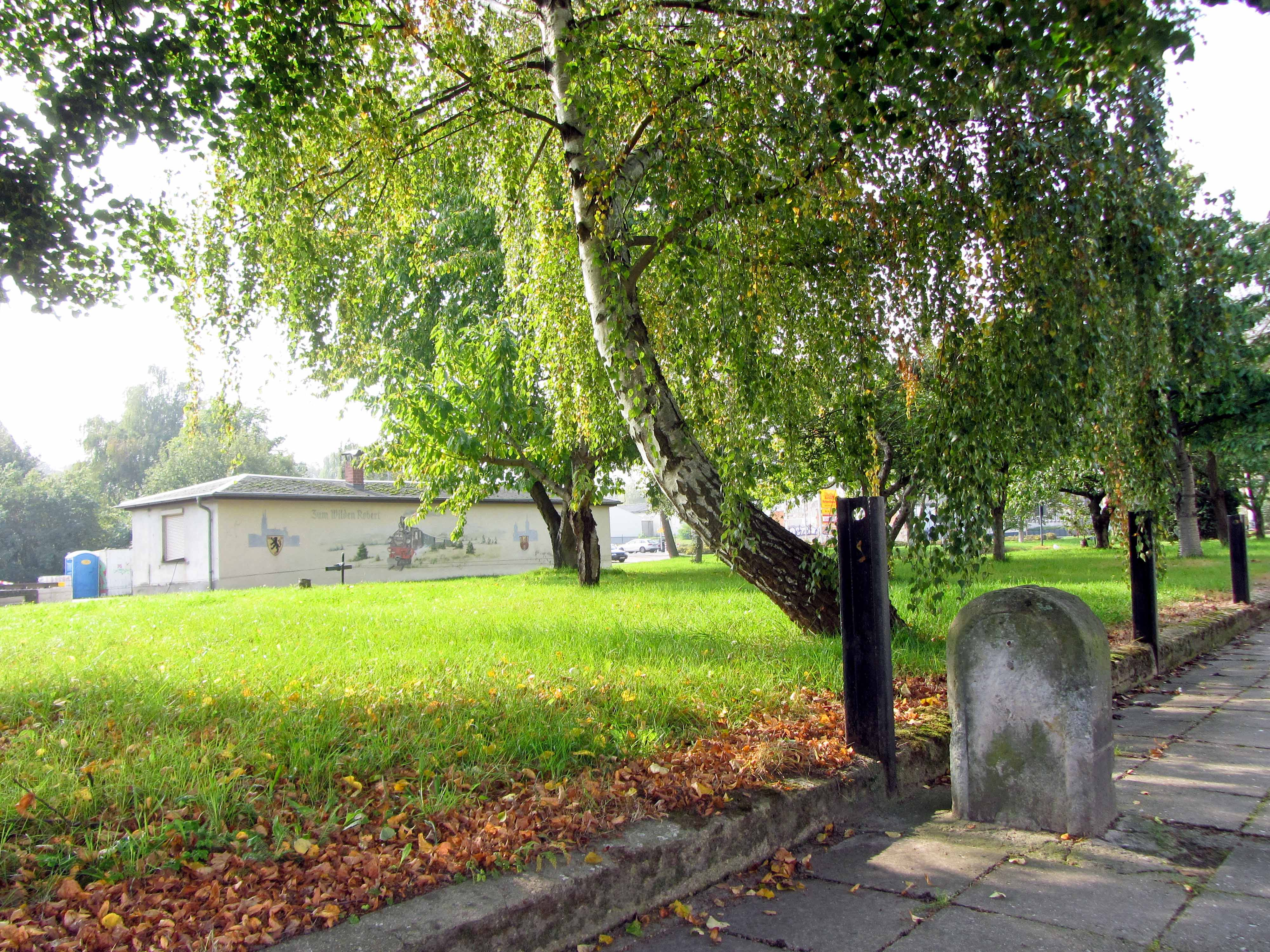
Ganzmeilenstein am Bahnhof Mügeln
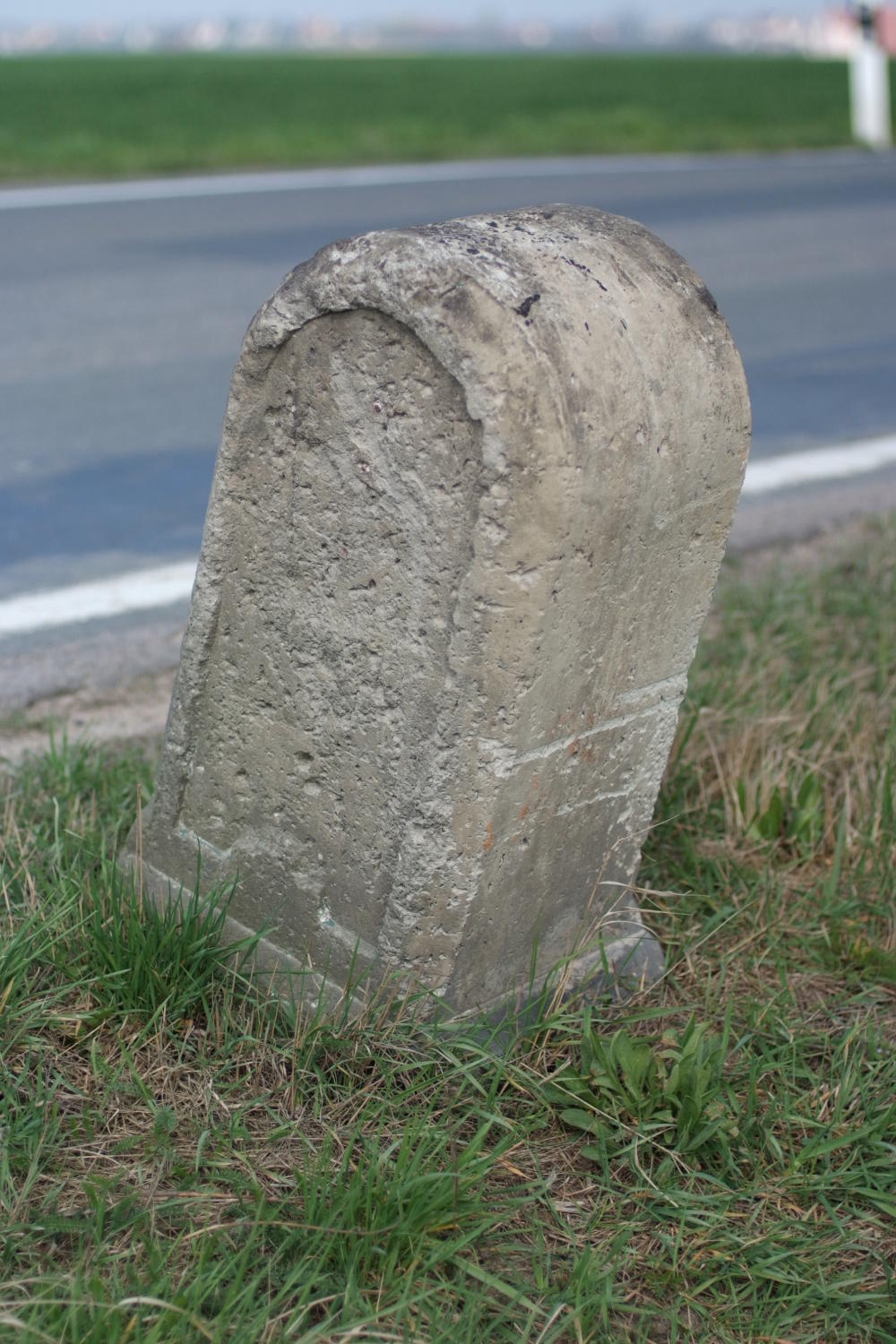
Ganzmeilenstein südlich von Mügeln
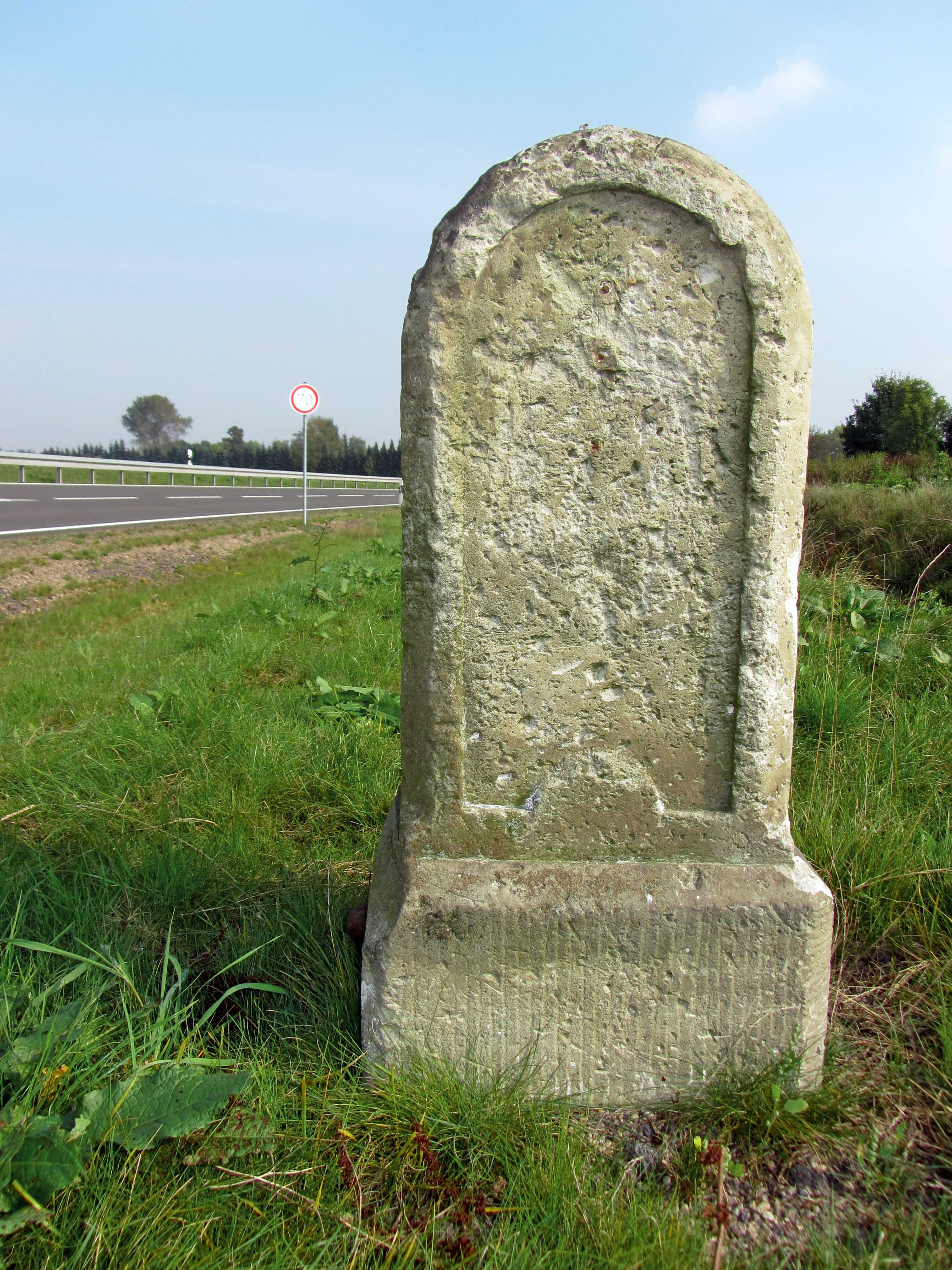
Ganzmeilenstein südlich von Mügeln
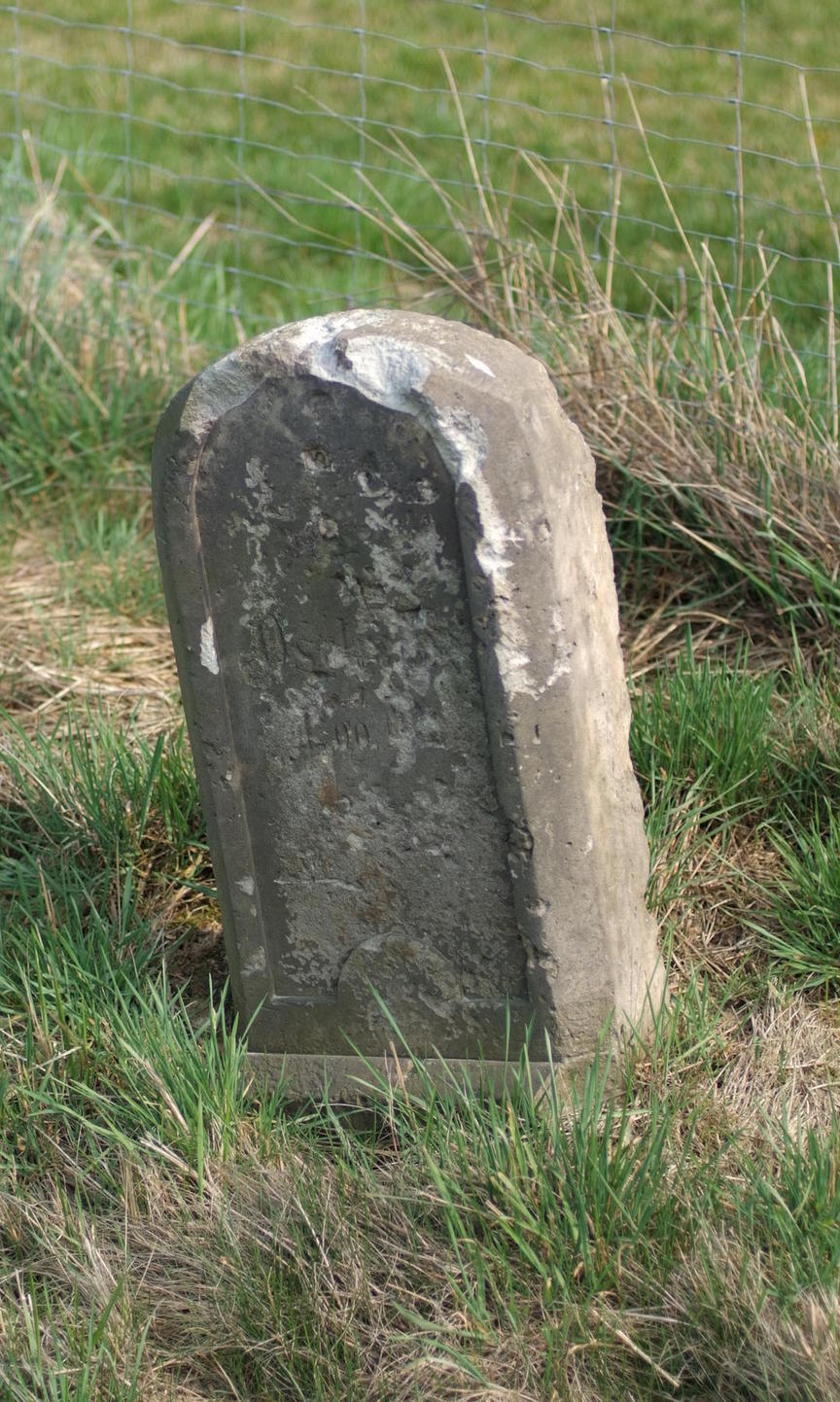
Halbmeilenstein bei Neusornzig
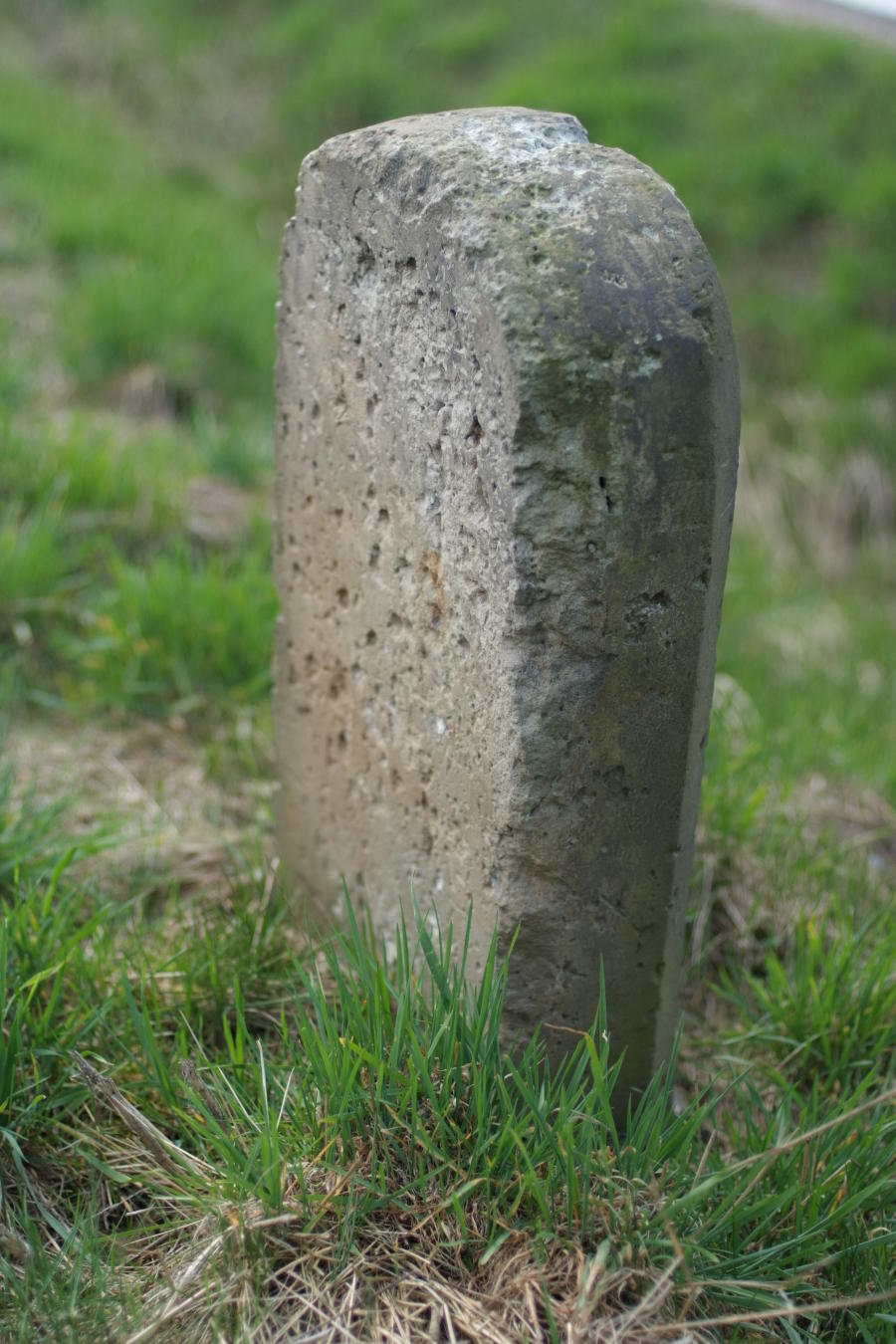
Halbmeilenstein bei Neusornzig
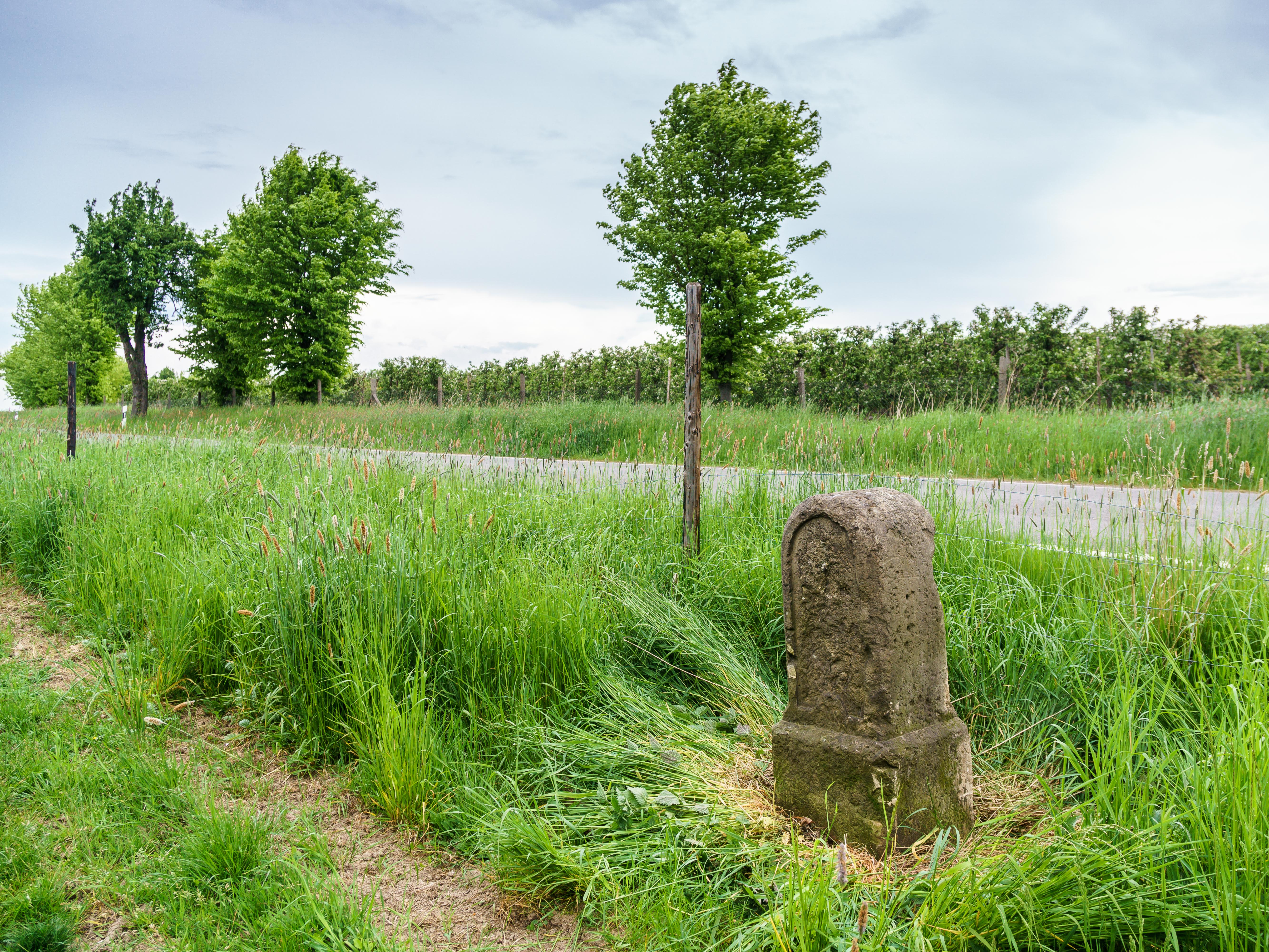
Ganzmeilenstein im OT Gaudlitz

### Mühlau
Mühlau: überarbeiteter Ganzmeilenstein in der Ortslage

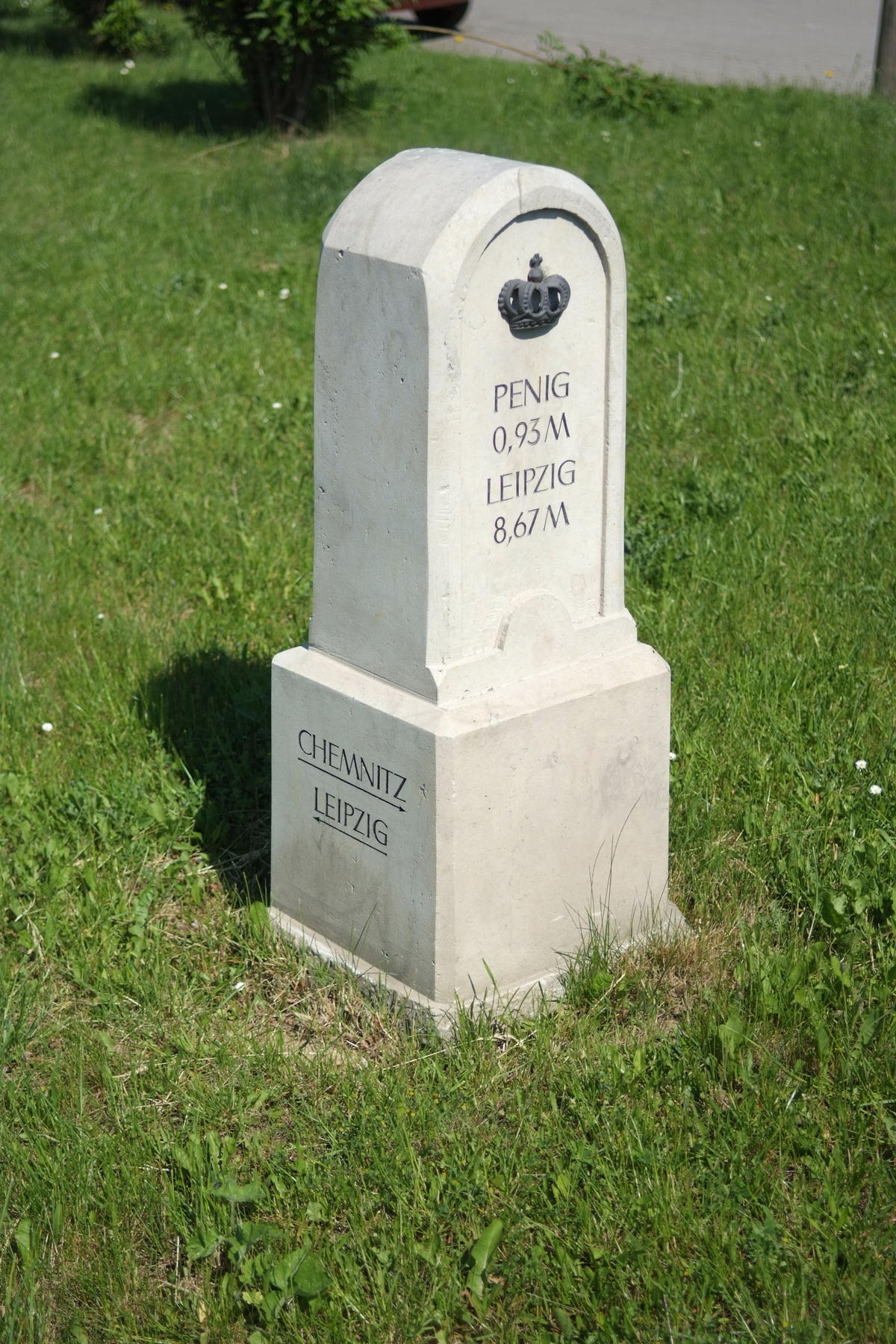
restaurierter Ganzmeilenstein in der Ortslage
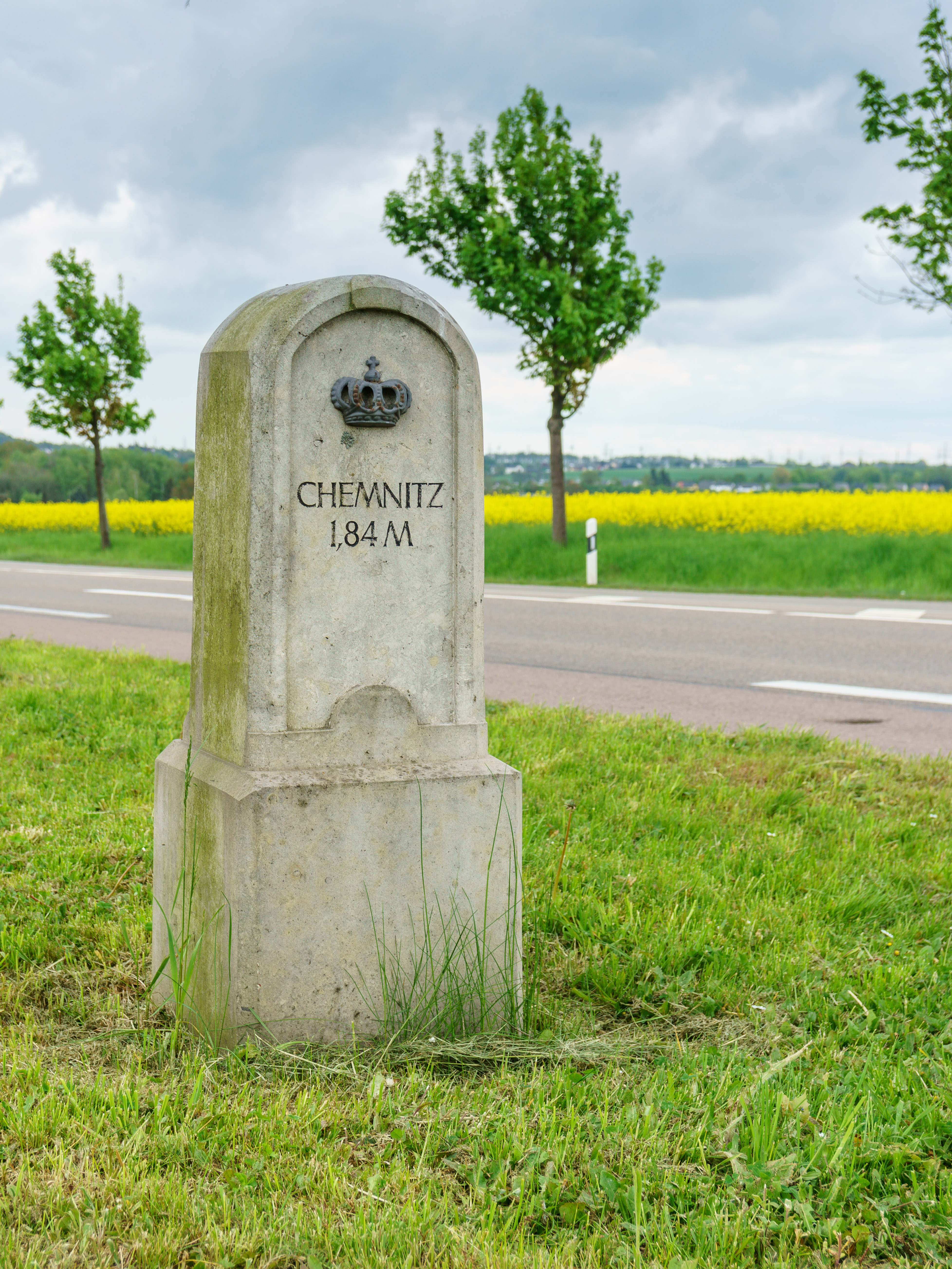
restaurierter Ganzmeilenstein in der Ortslage

### Mühlental
Ganzmeilenstein in Wohlbach neben der Kirche:

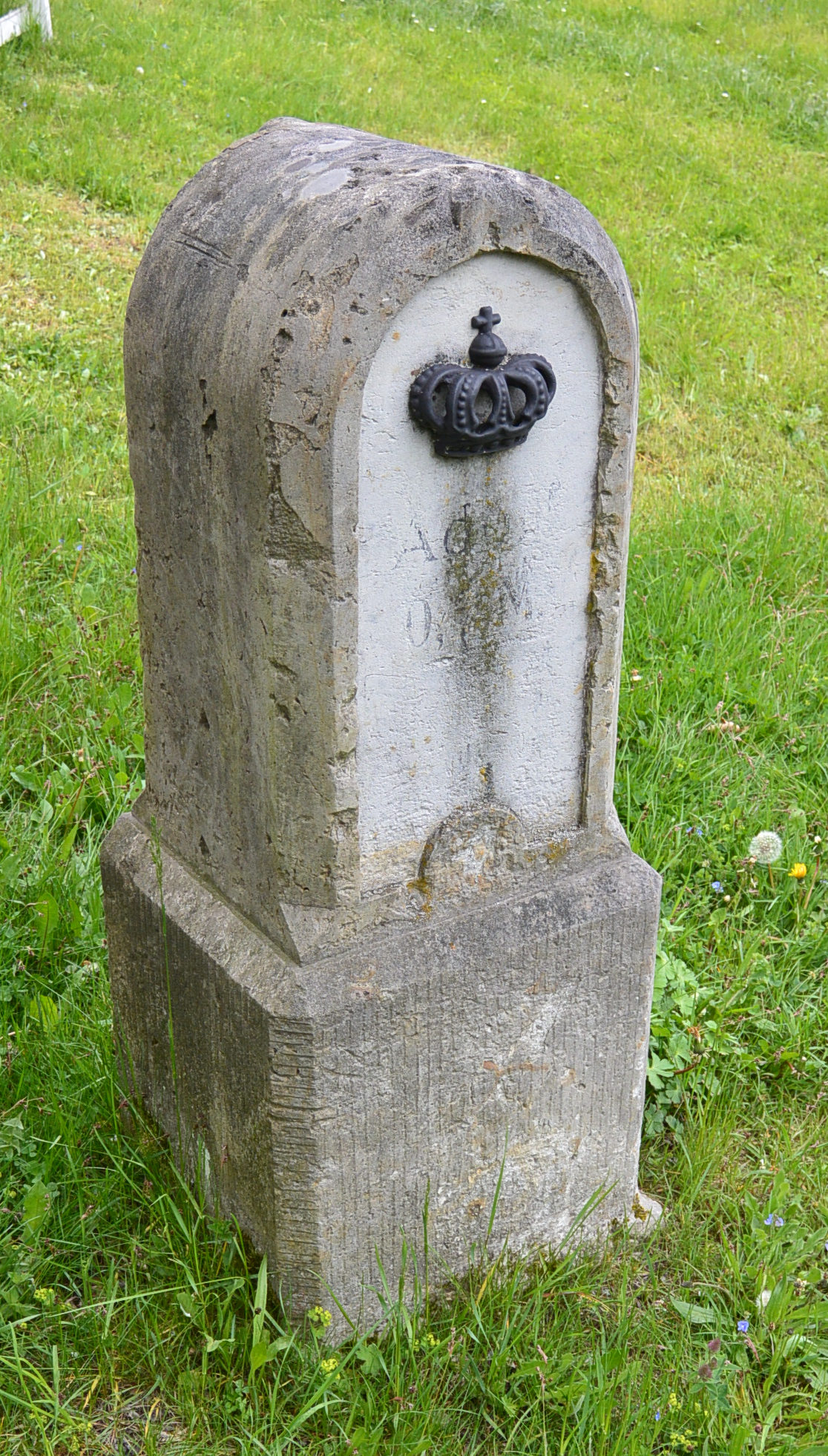
Ganzmeilenstein in Wohlbach
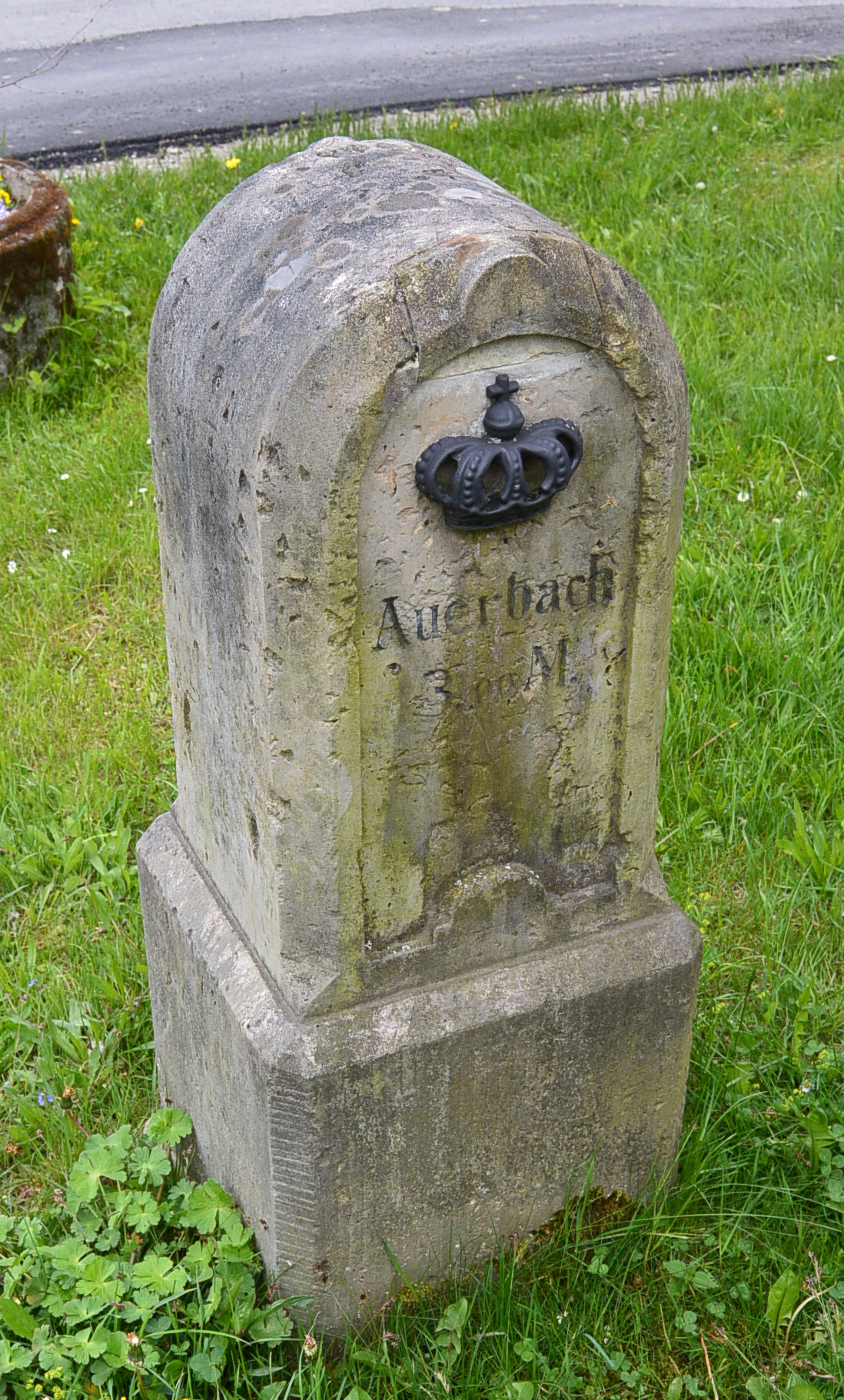
Ganzmeilenstein in Wohlbach

### Narsdorf
Narsdorf Abzweigstein an der Grünen Tanne (B 175 / S 242)

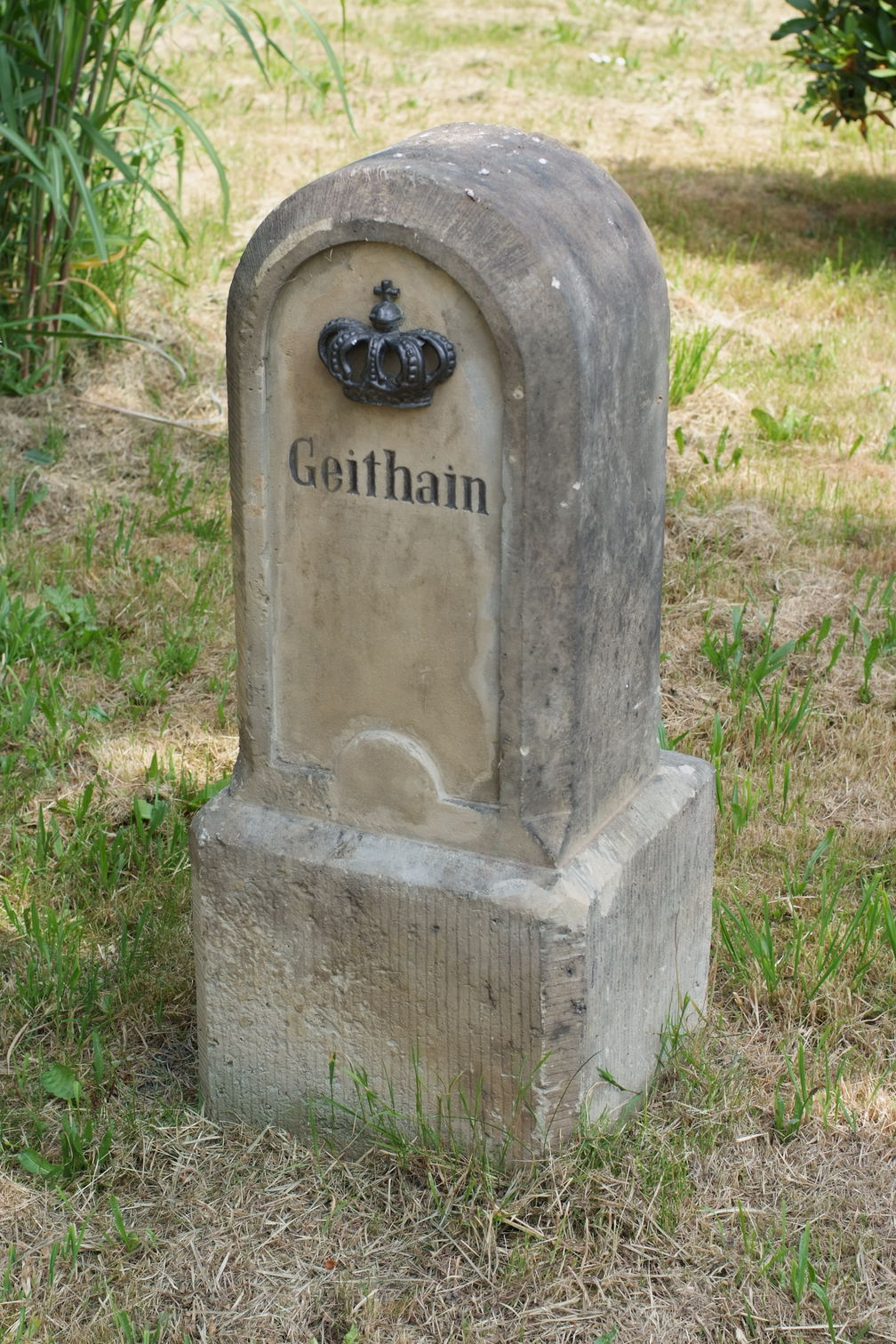
Abzweigstein an der Grünen Tanne
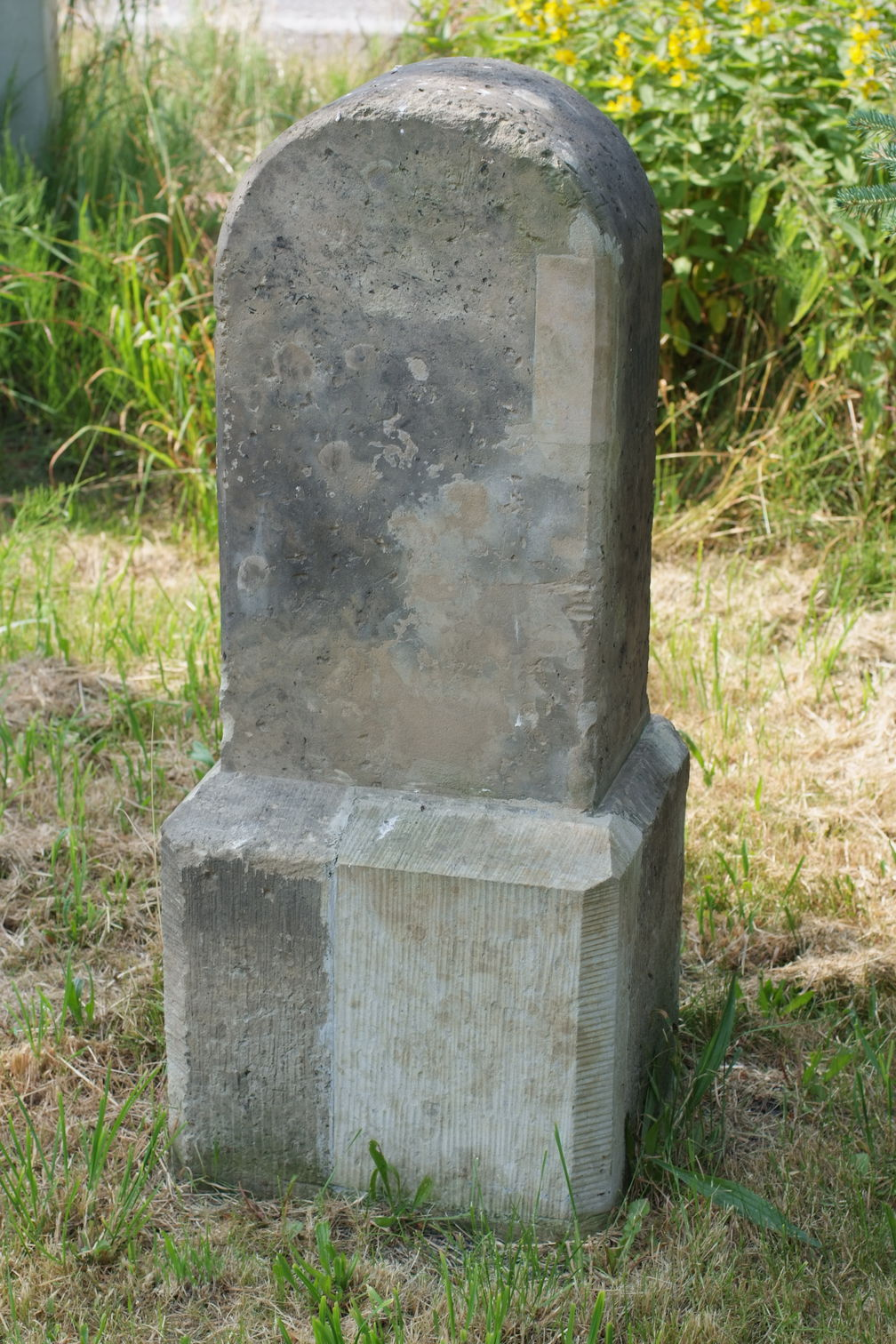
Abzweigstein an der Grünen Tanne

### Naundorf (Sachsen)
Naundorf (Sachsen): Halbmeilenstein an der S 31 zwischen Naundorf und Lonnewitz, am Abzweig nach Neu-Casabra

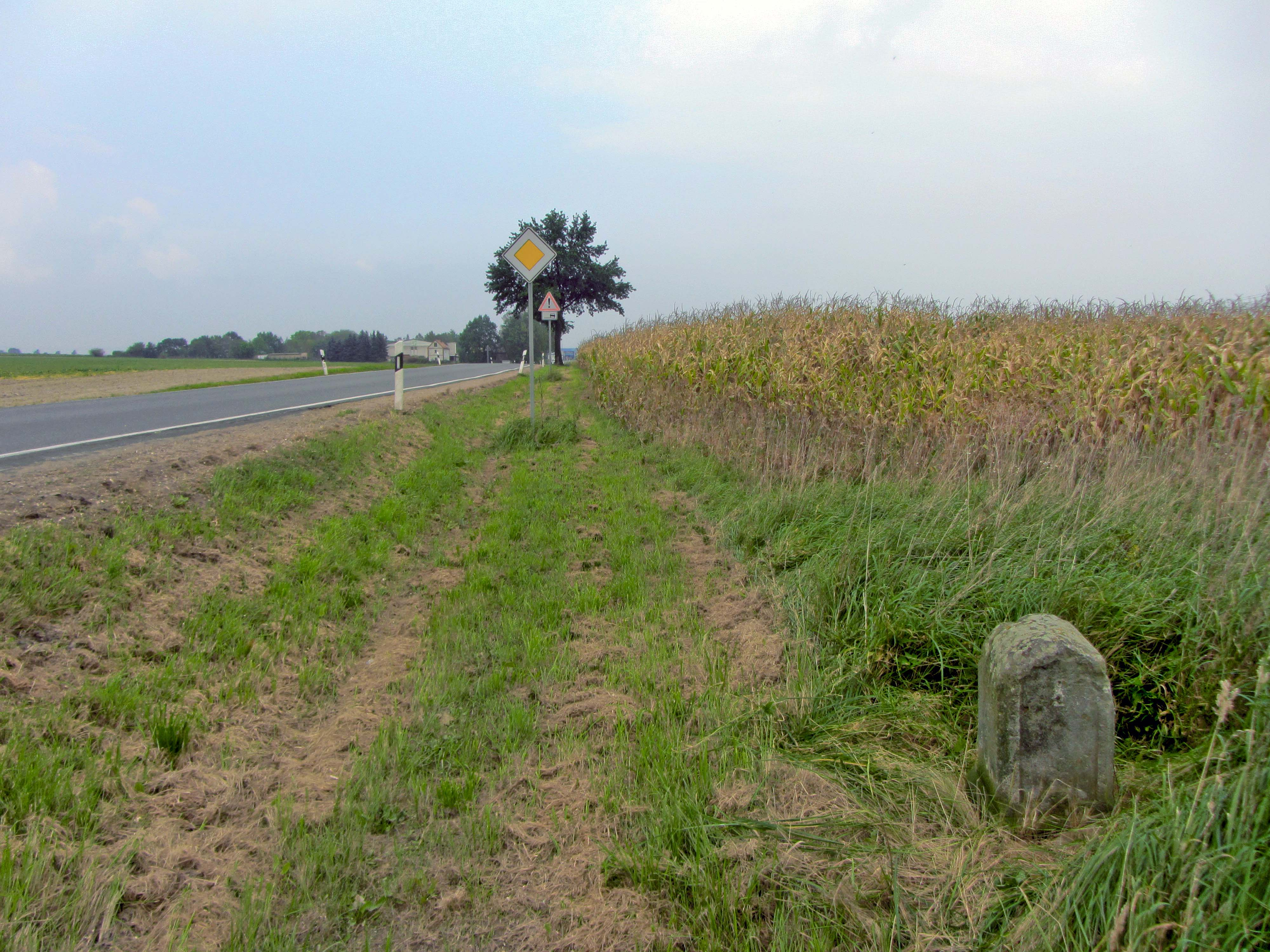

### Neschwitz
Neschwitz: Ganzmeilenstein als Kilometerstein an der B 96 im OT Zescha

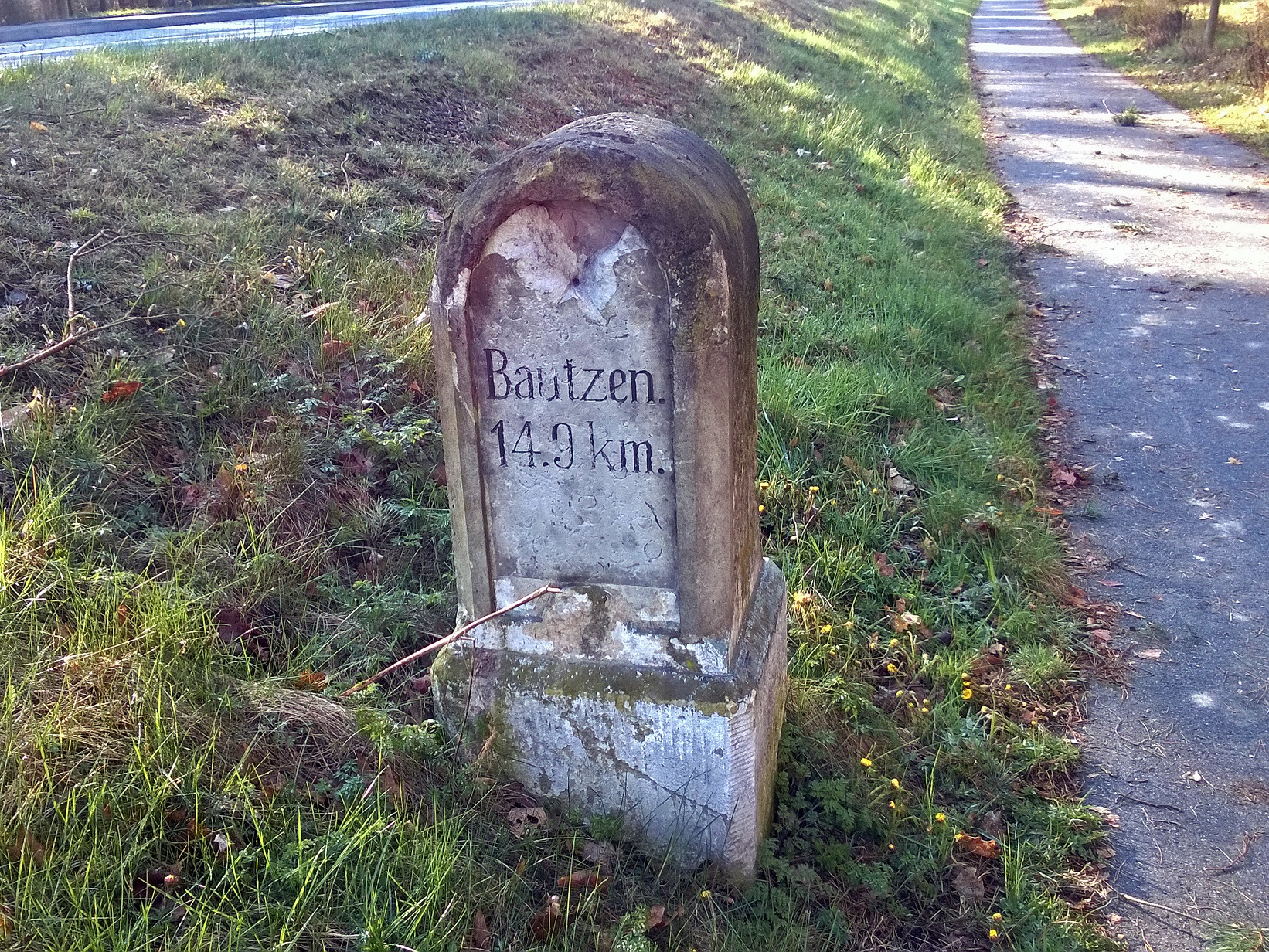
Ganzmeilenstein in Zescha
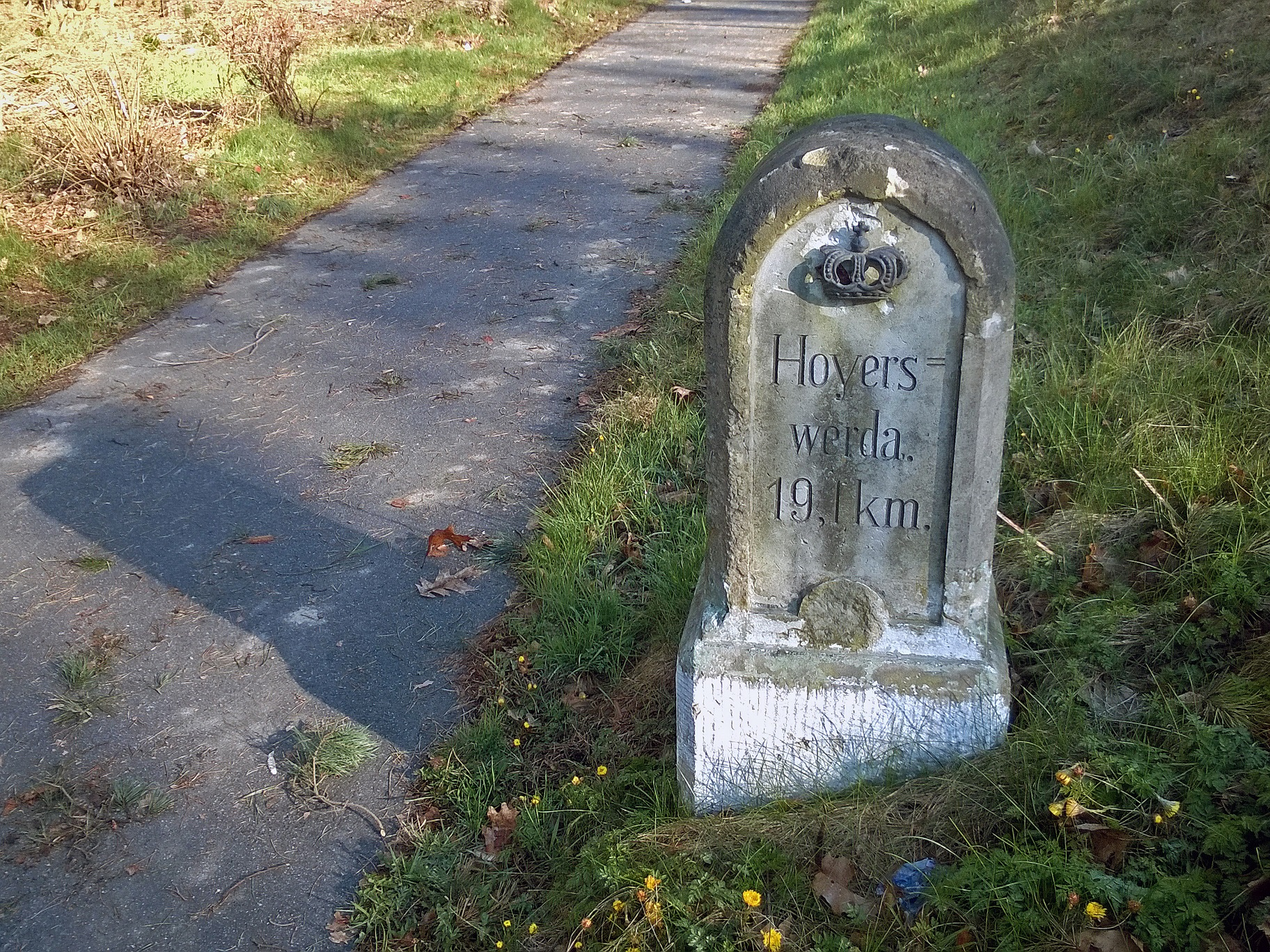
Ganzmeilenstein in Zescha

### Neuensalz
Neuensalz
1. Ganzmeilenstein bei der B 169
2. Abzweigstein beim OT Thoßfell

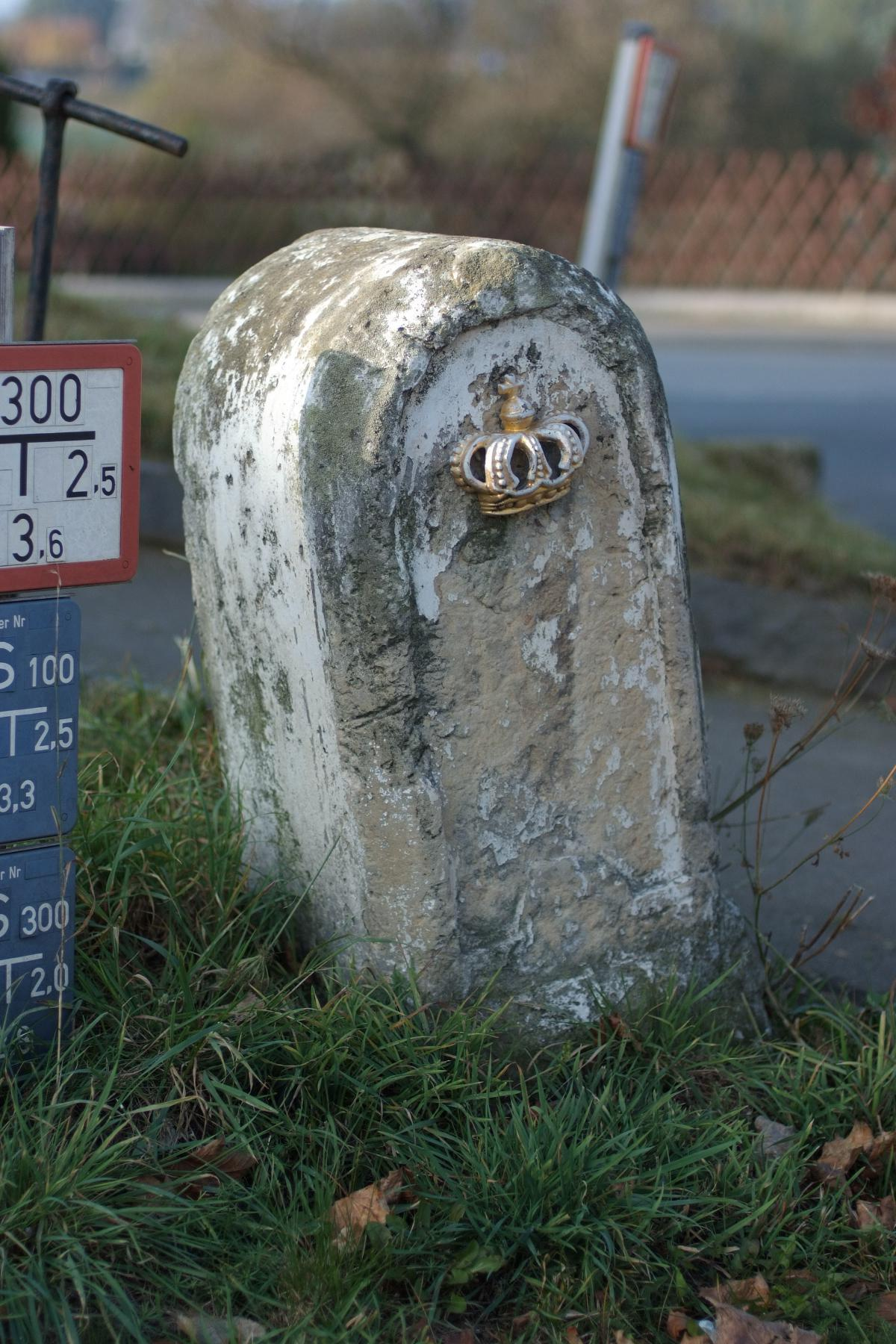
Ganzmeilenstein bei der B 169 in Neuensalz
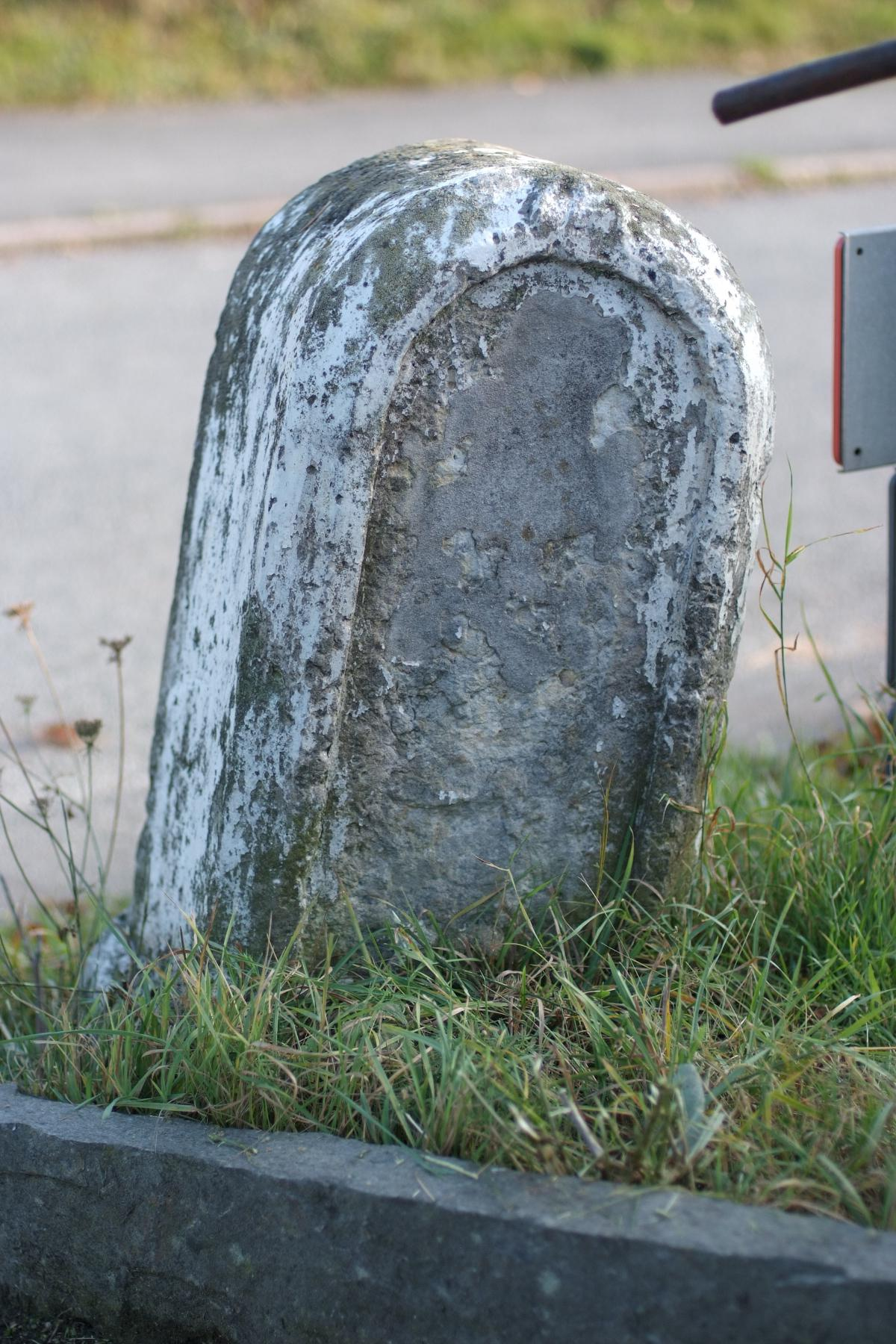
Ganzmeilenstein bei der B 169 in Neuensalz
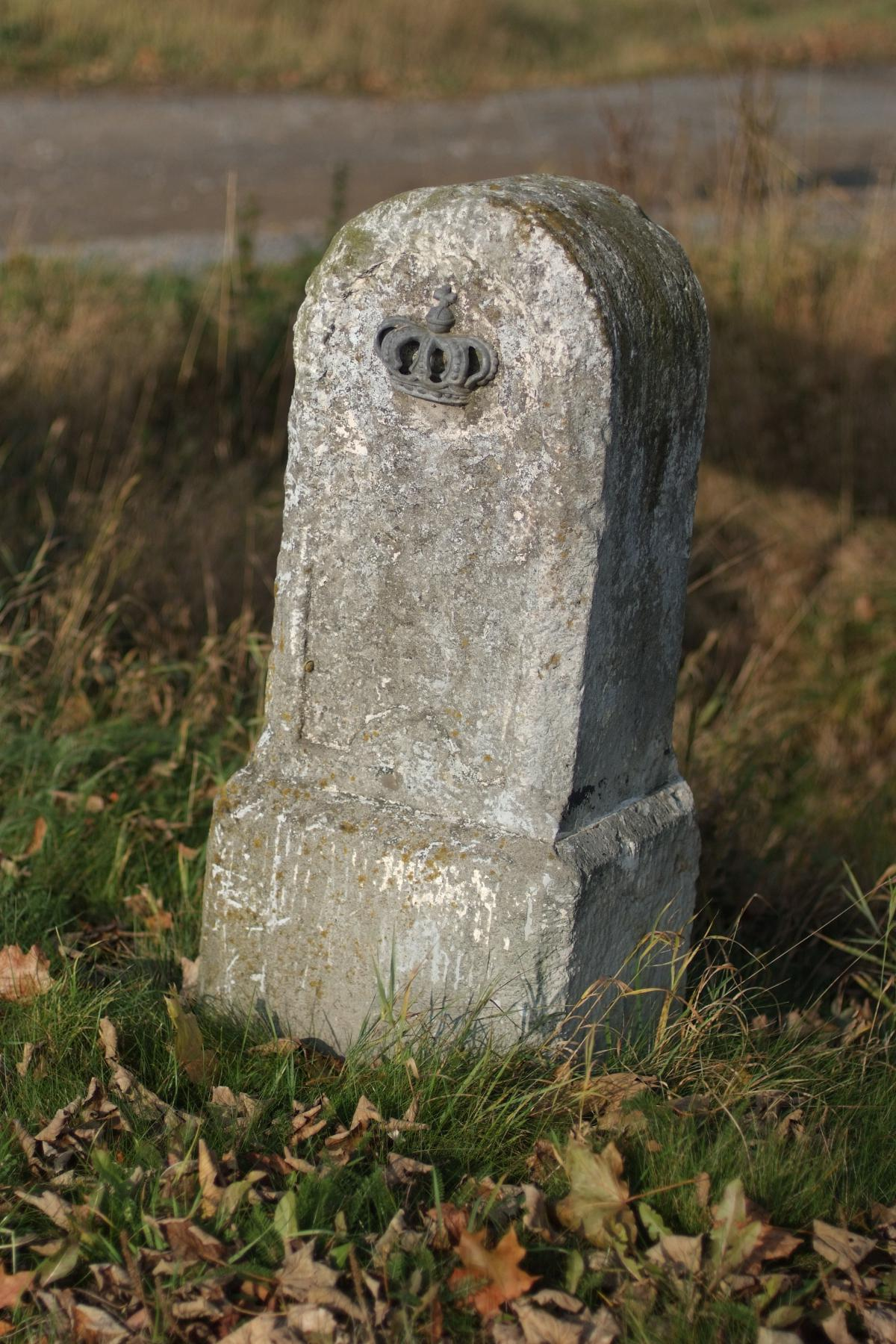
Abzweigstein bei Thoßfell
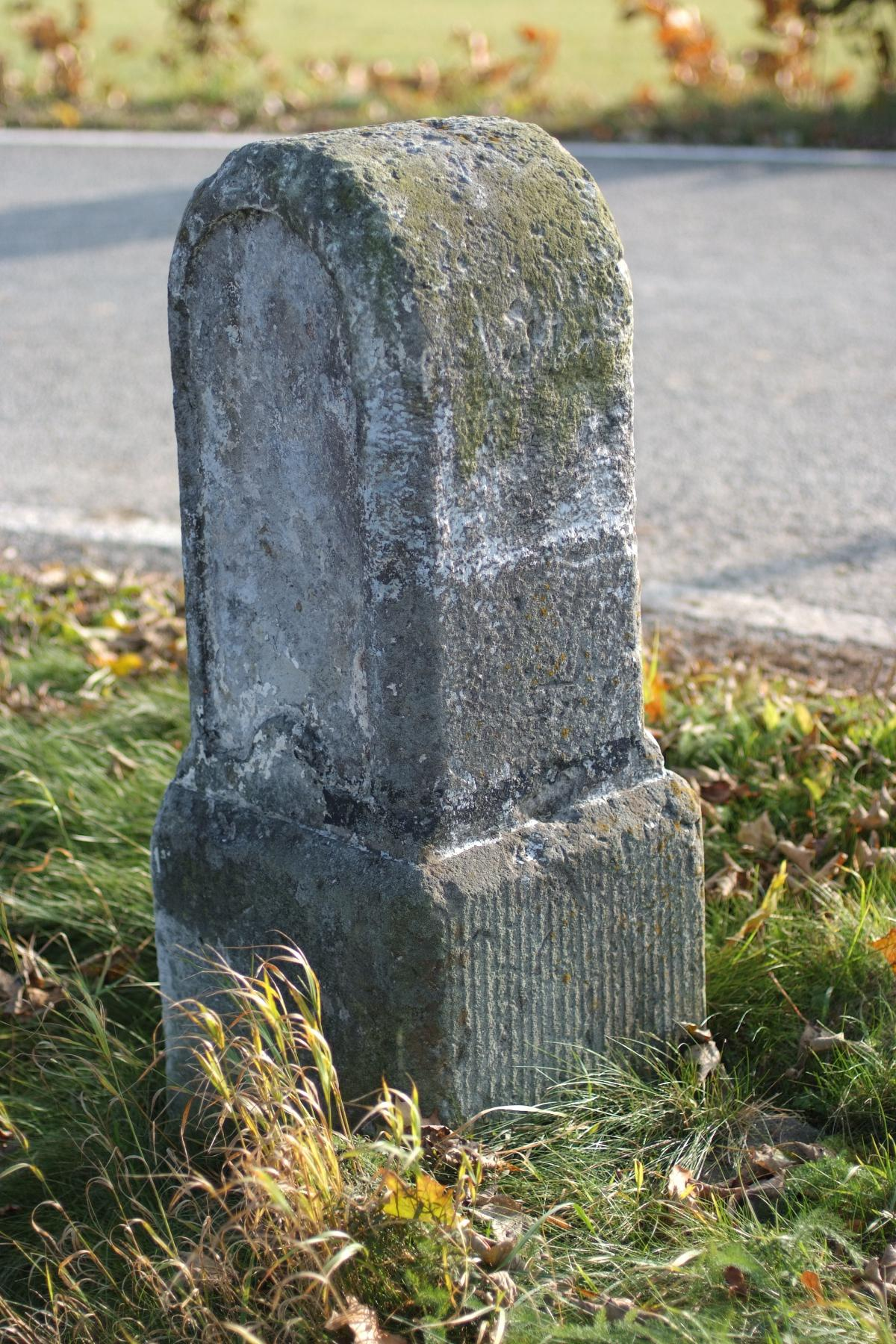
Abzweigstein bei Thoßfell

### Neukirch
Neukirch: beschädigter Halbmeilenstein an der B 97 bei Schmorkau

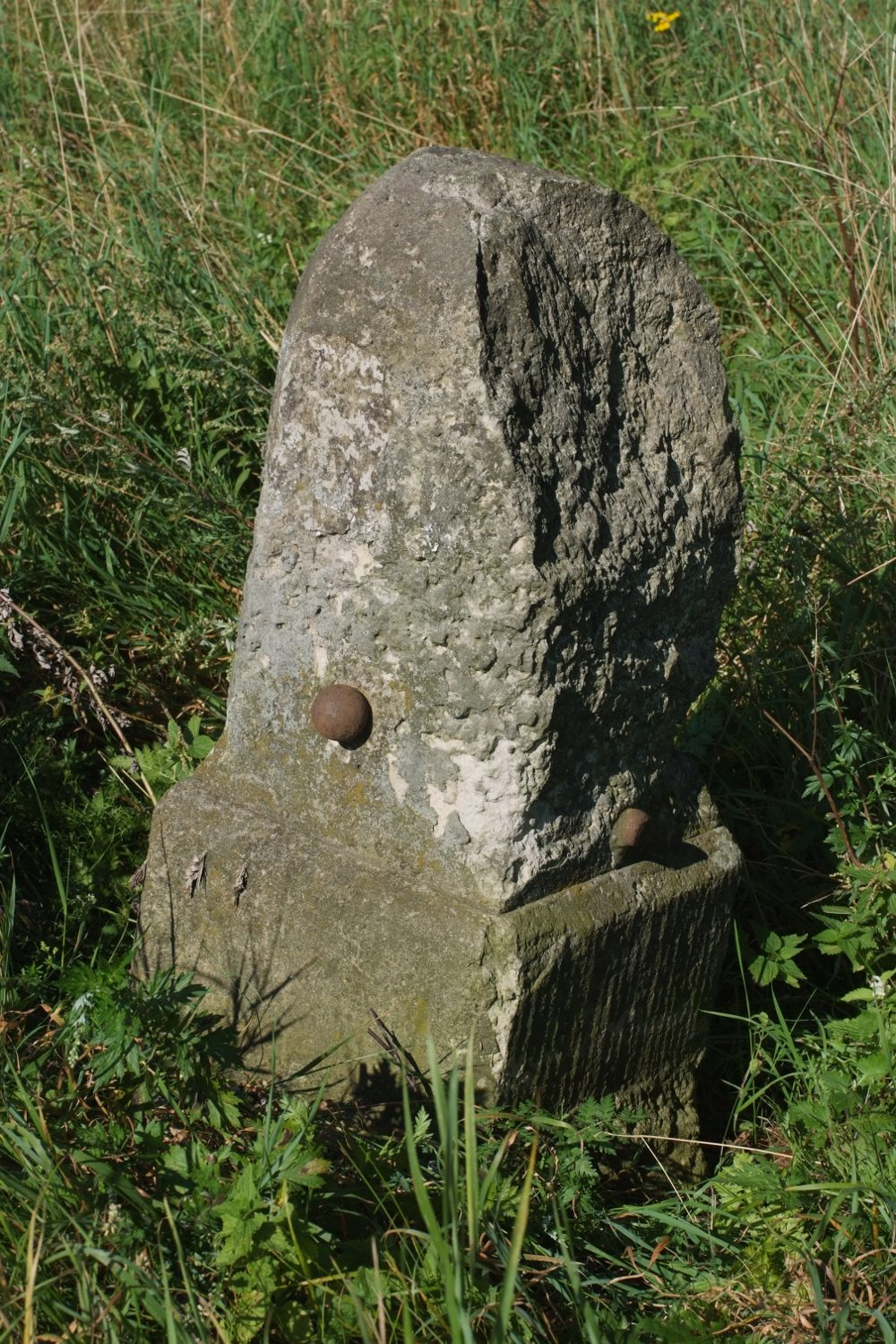
Halbmeilenstein an der B 97 bei Schmorkau

### Neukirch/Lausitz
Neukirch/Lausitz: Halbmeilenstein als Kilometerstein an der B 98

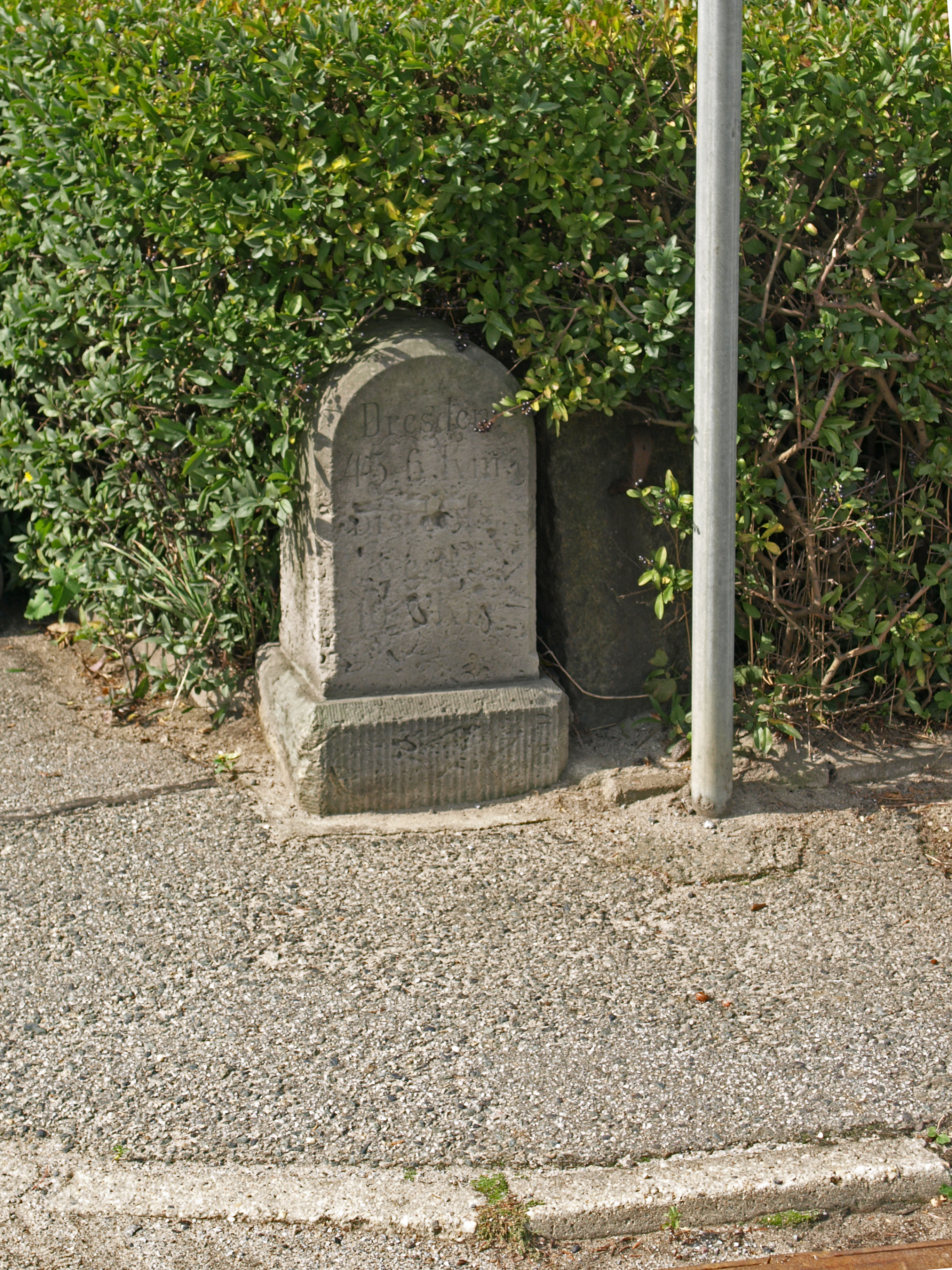
Halbmeilenstein an der B 98

### Neukirchen/Pleiße
Neukirchen/Pleiße: Ganzmeilenstein an der Werdauer Straße

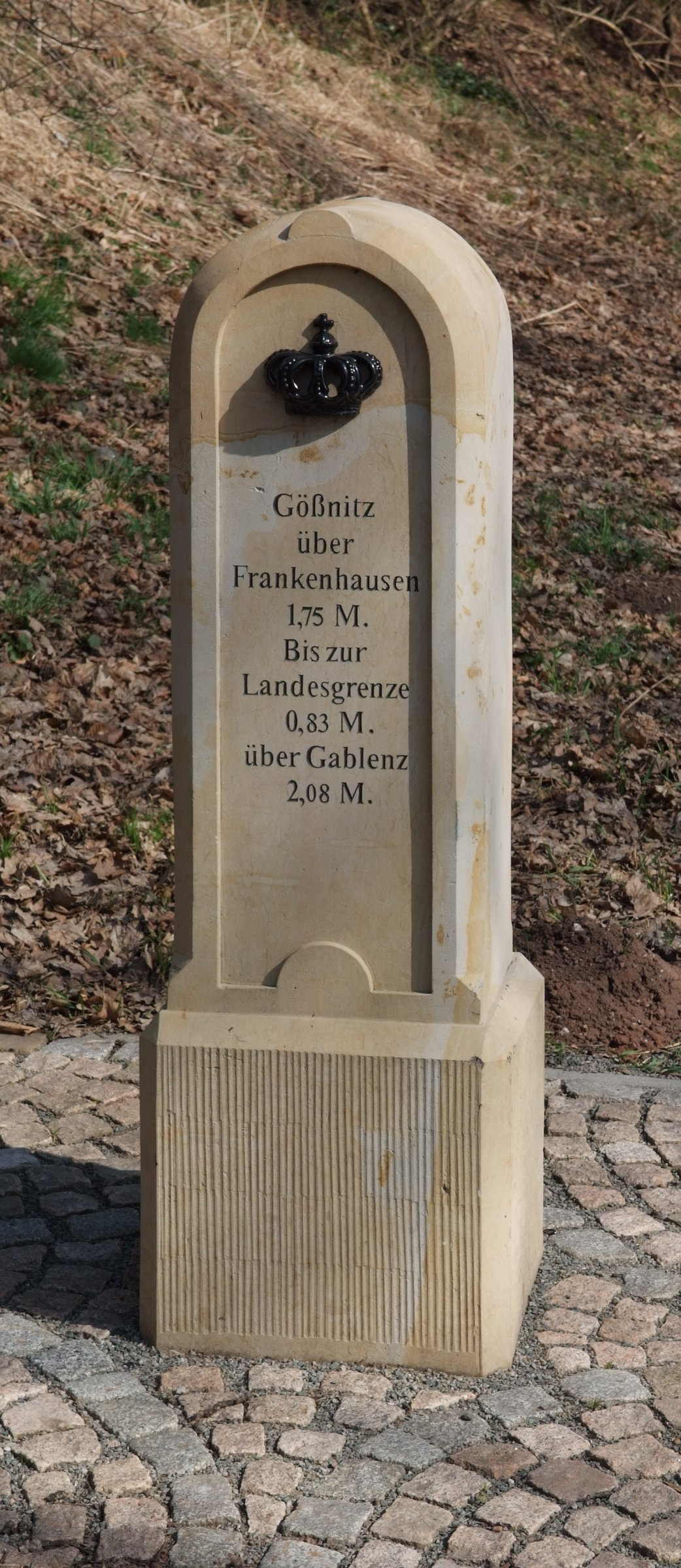
Ganzmeilenstein an der Werdauer Straße
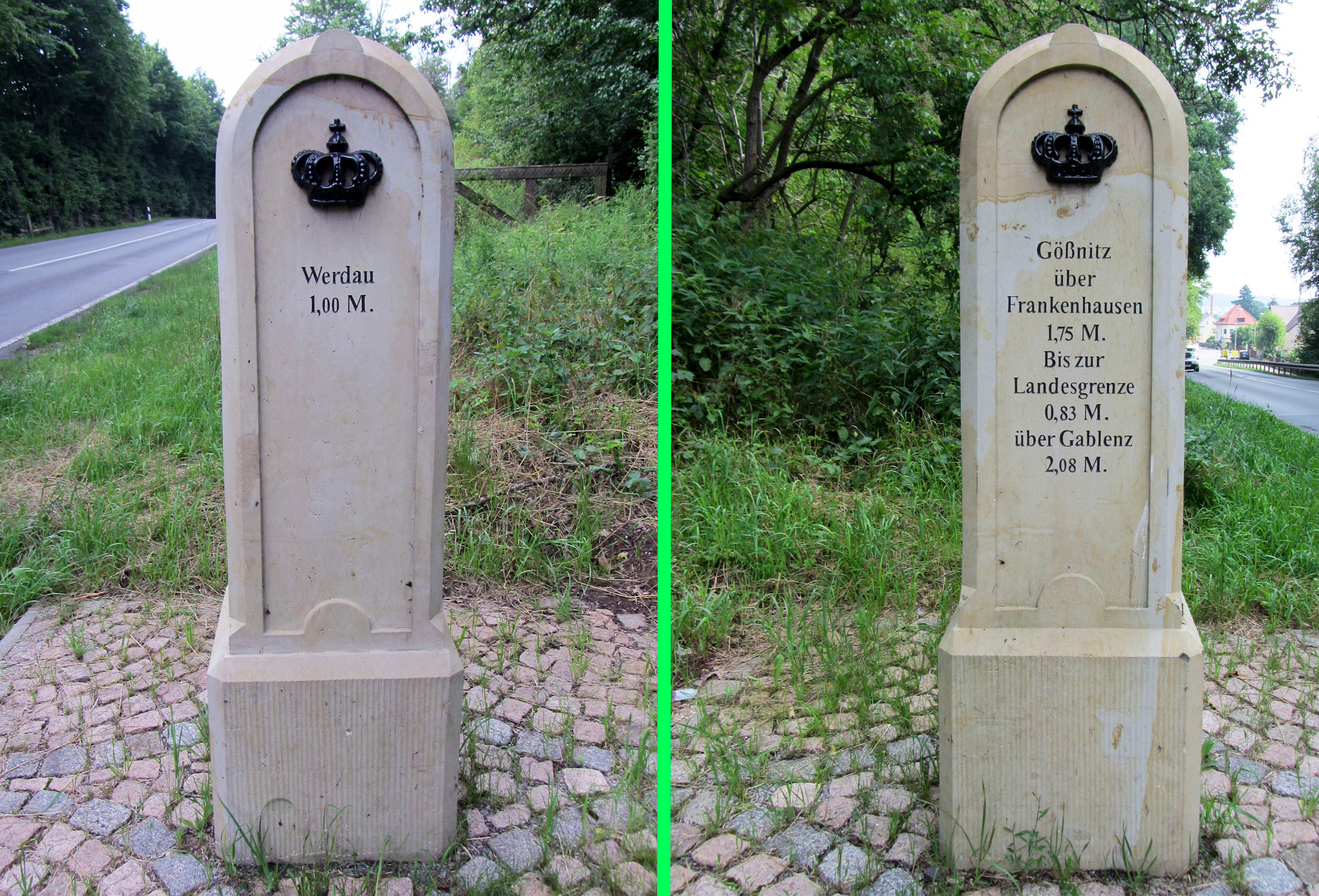
Ganzmeilenstein an der Werdauer Straße

### Neustadt/Vogtl.
Neustadt/Vogtl.: zur Wegweisersäule umgearbeiteter Ganzmeilenstein im OT Poppengrün

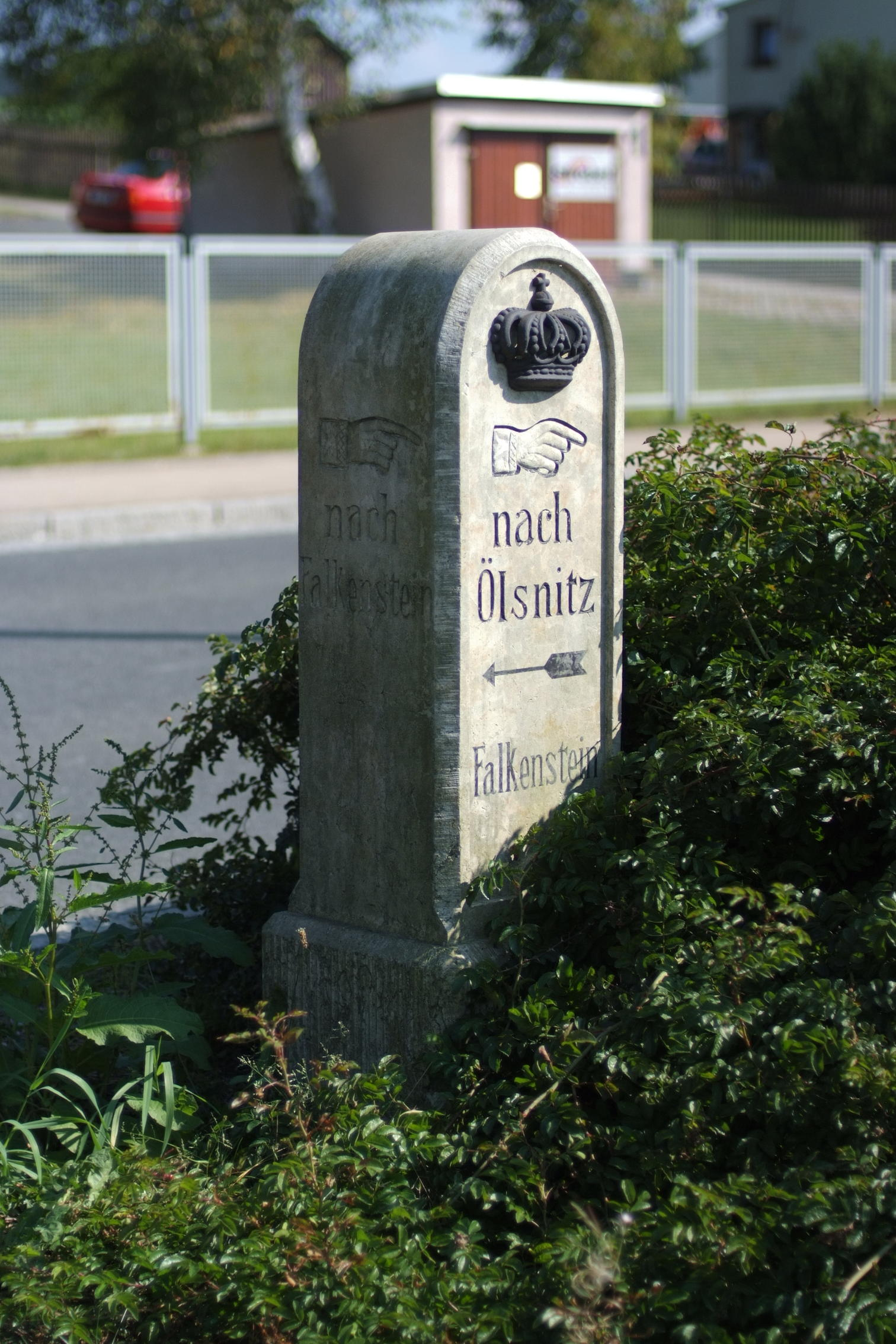
umgearbeiteter Ganzmeilenstein in Poppengrün

### Niederoderwitz
Niederoderwitz: Abzweigstein an der Kreuzung Straße der Republik / Bahnhofstraße

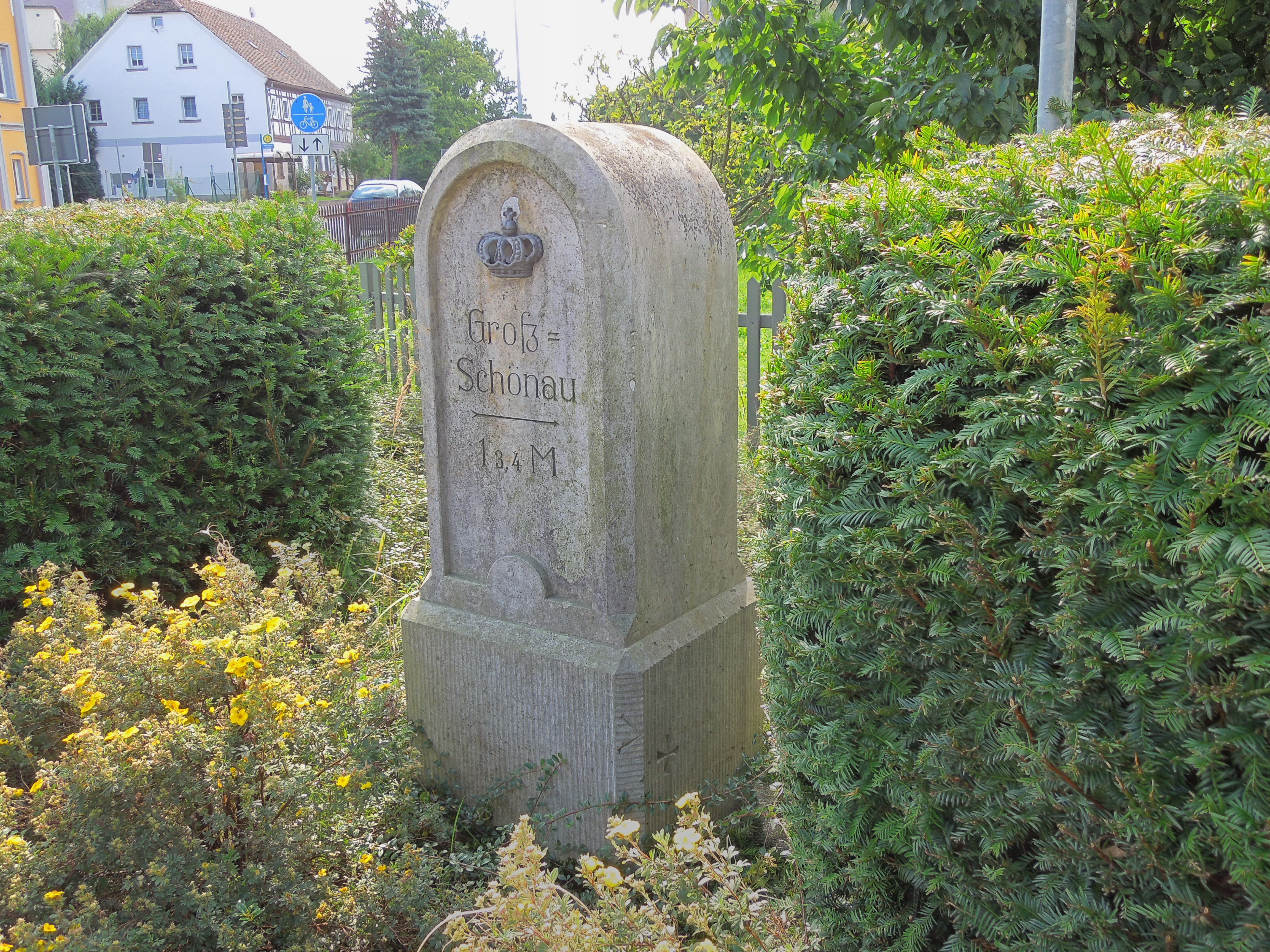
Abzweigstein

### Niederwiesa
Niederwiesa: Halbmeilenstein aus Flöha an der Ecke Chemnitzer / Braunsdorfer Straße (N50°51.880 E013°00.709)

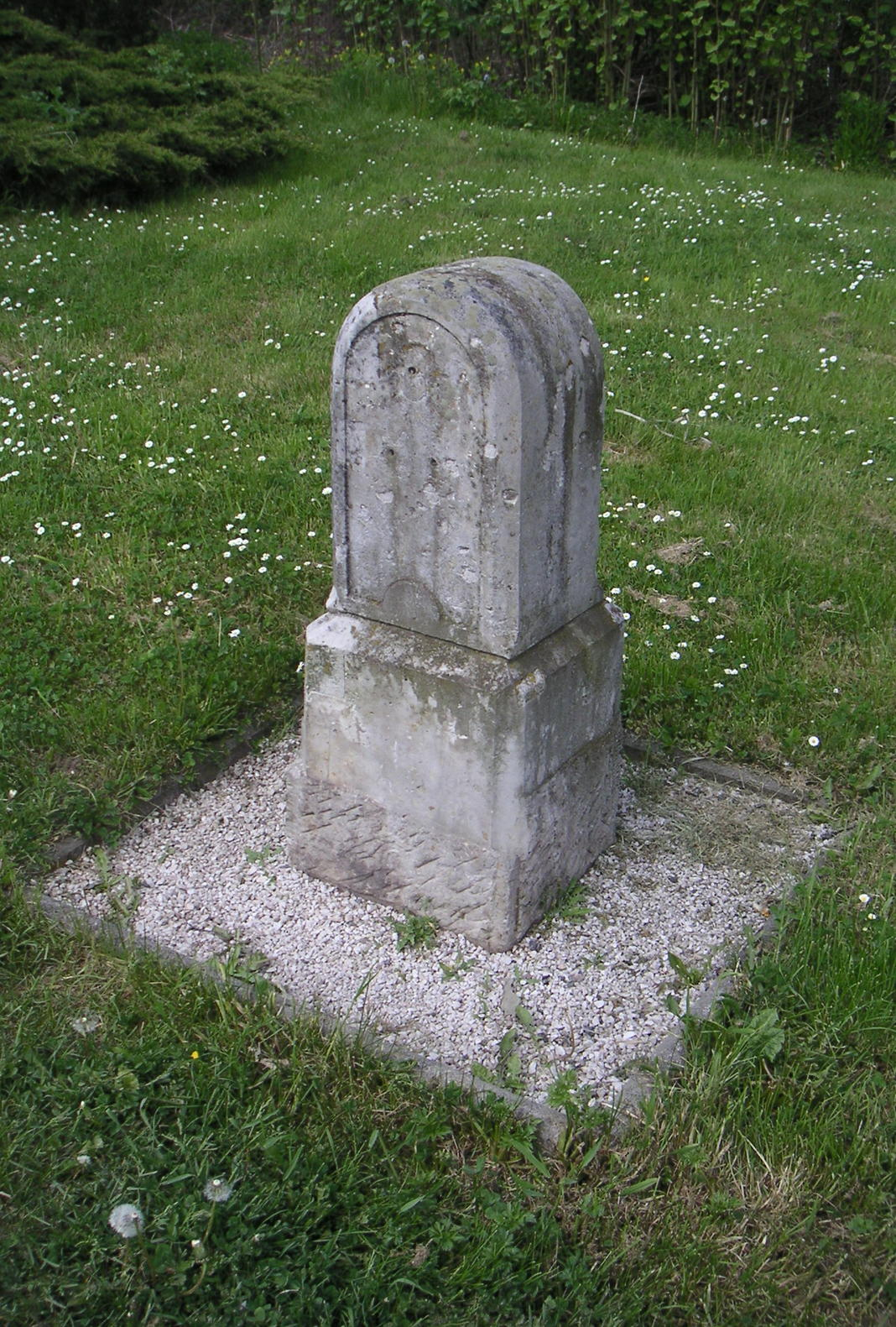
Halbmeilenstein vor der Restaurierung
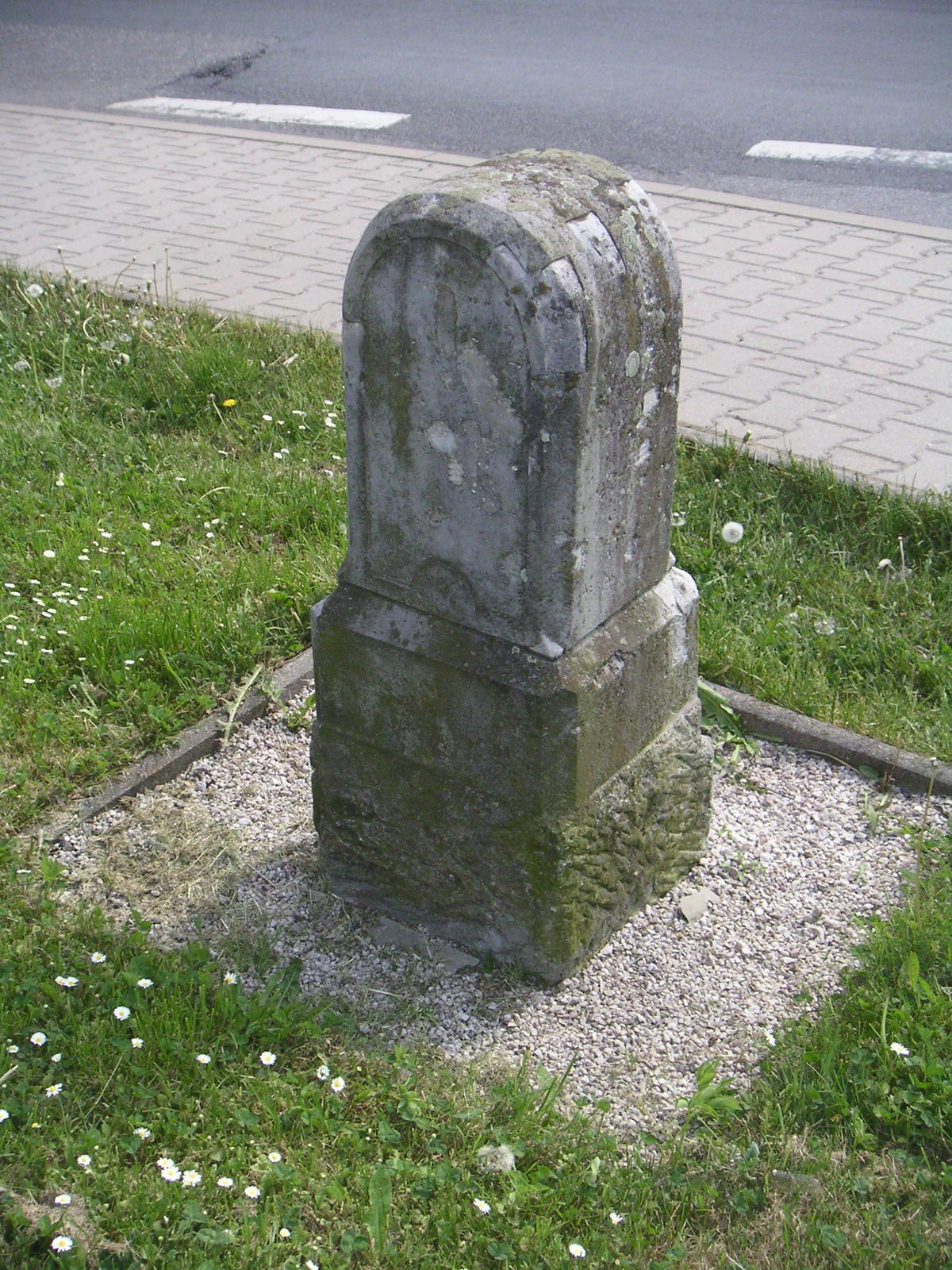
Halbmeilenstein vor der Restaurierung
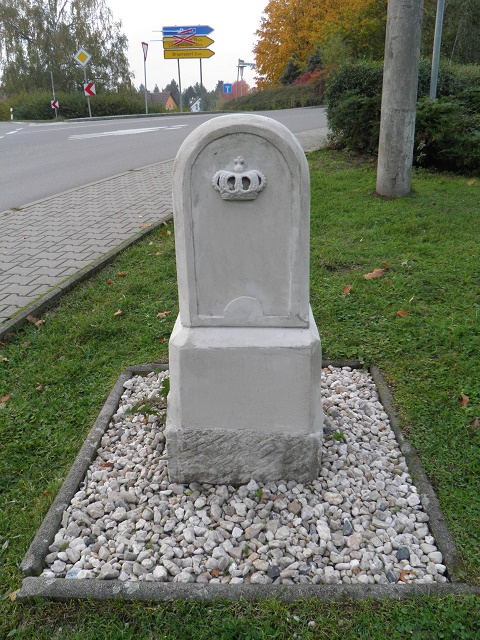
Halbmeilenstein nach der Restaurierung

### Oberlungwitz
Oberlungwitz Stationsstein in der Ortsmitte

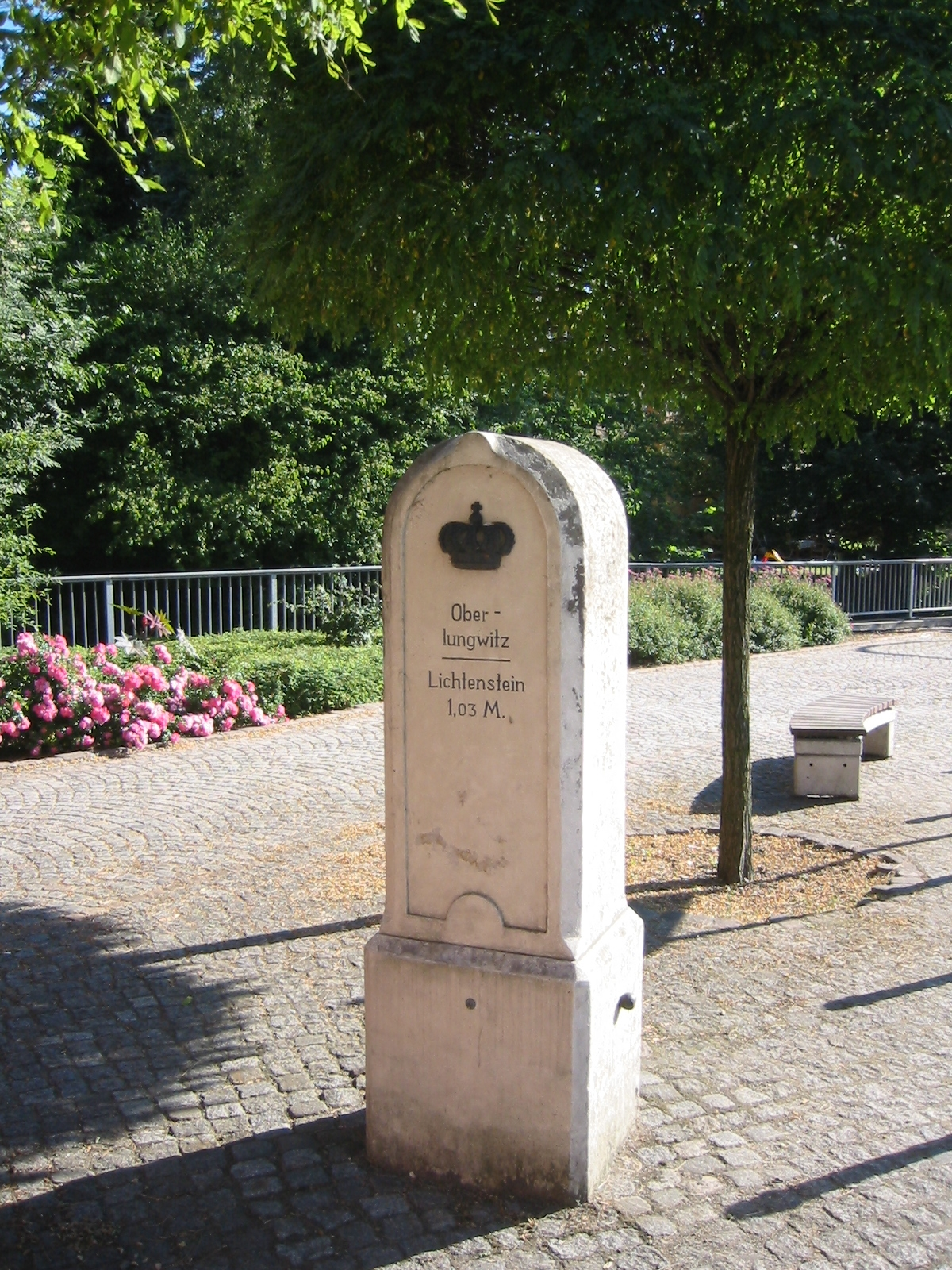
Stationsstein mit Nivellierungspunkt
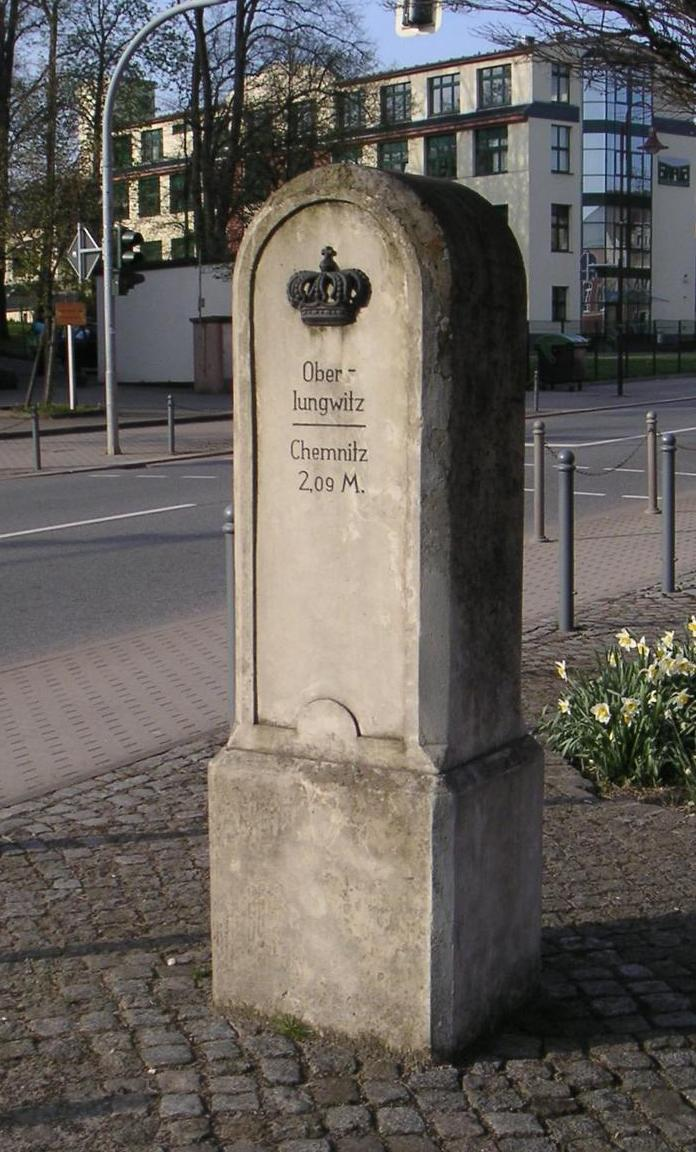
Stationsstein, andere Seite

### Oberschöna
Oberschöna
1. zur Wegweisersäule umgearbeiteter Abzweigstein an der B 173, am Abzweig nach Hainichen
2. zur Wegweisersäule umgearbeiteter Stationsstein aus Freiberg an der Ecke Bahnhofstr. / Wegefarther Str. im OT Kleinschirma

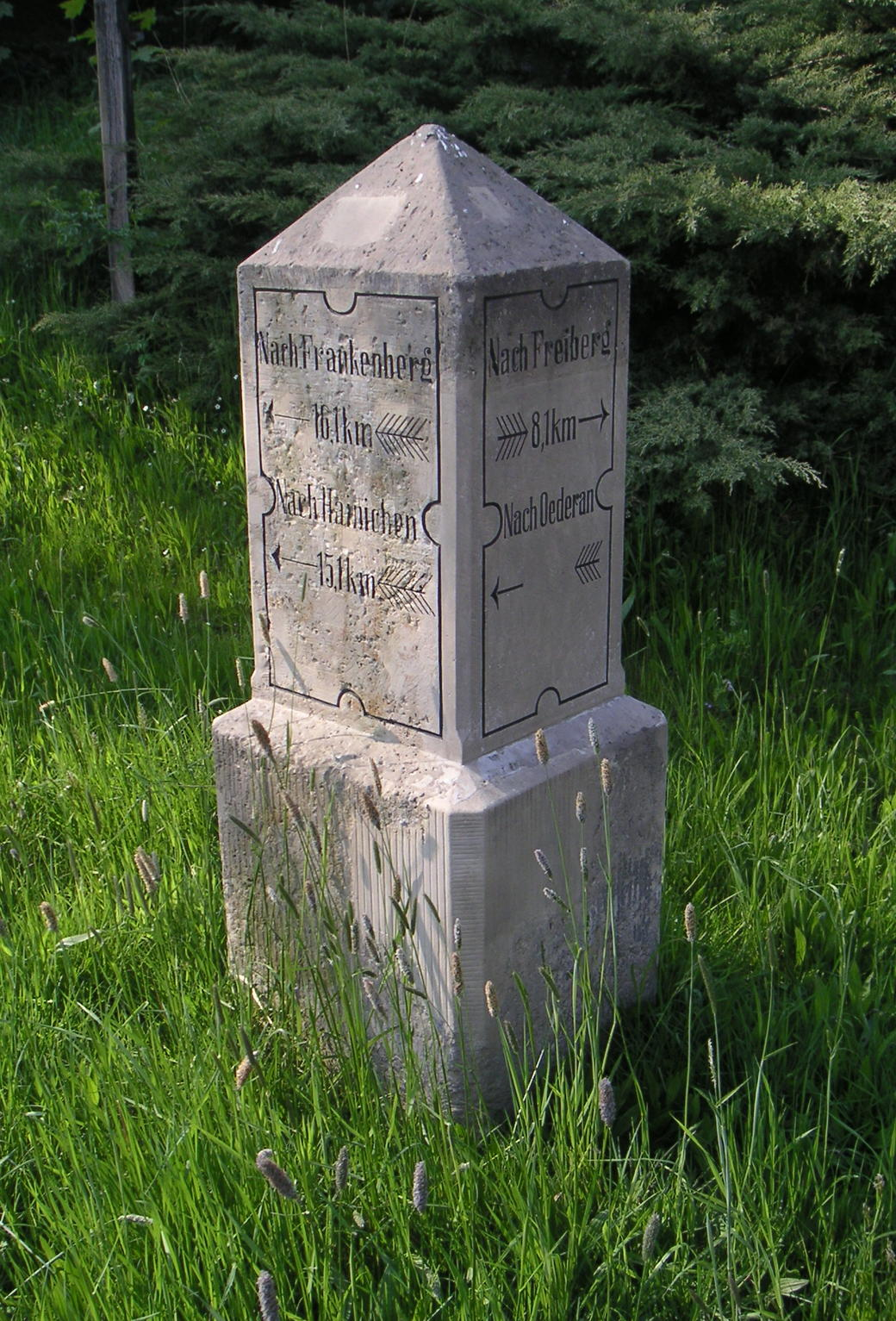
überarbeiteter Abzweigstein
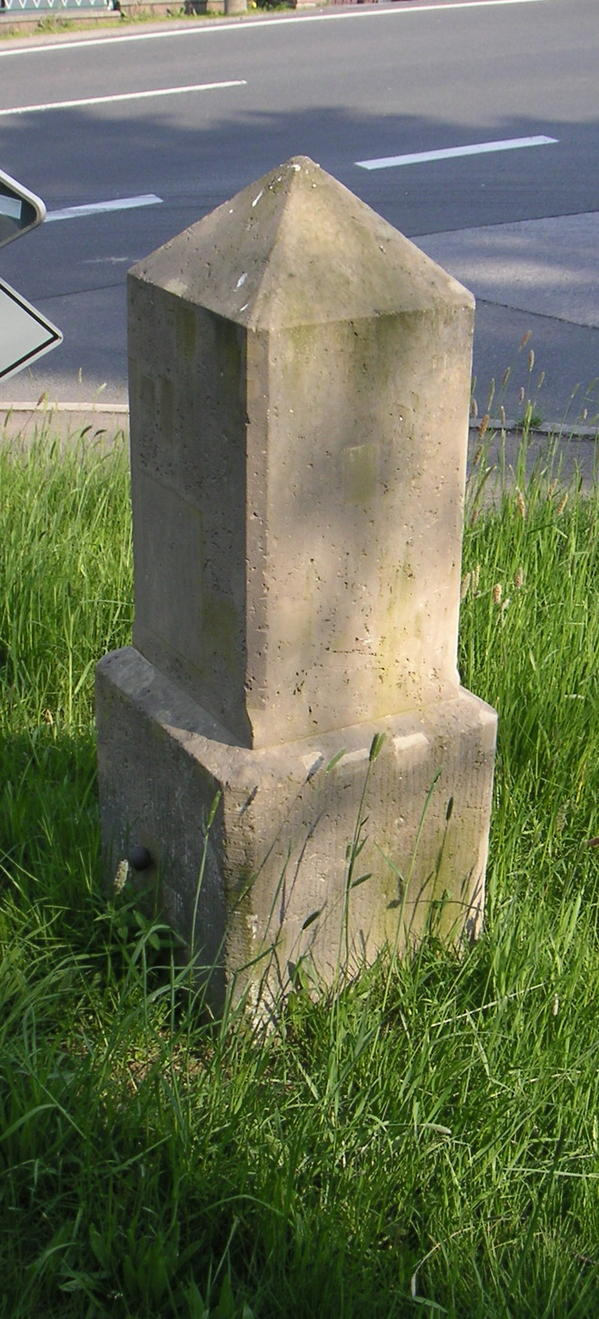
überarbeiteter Abzweigstein
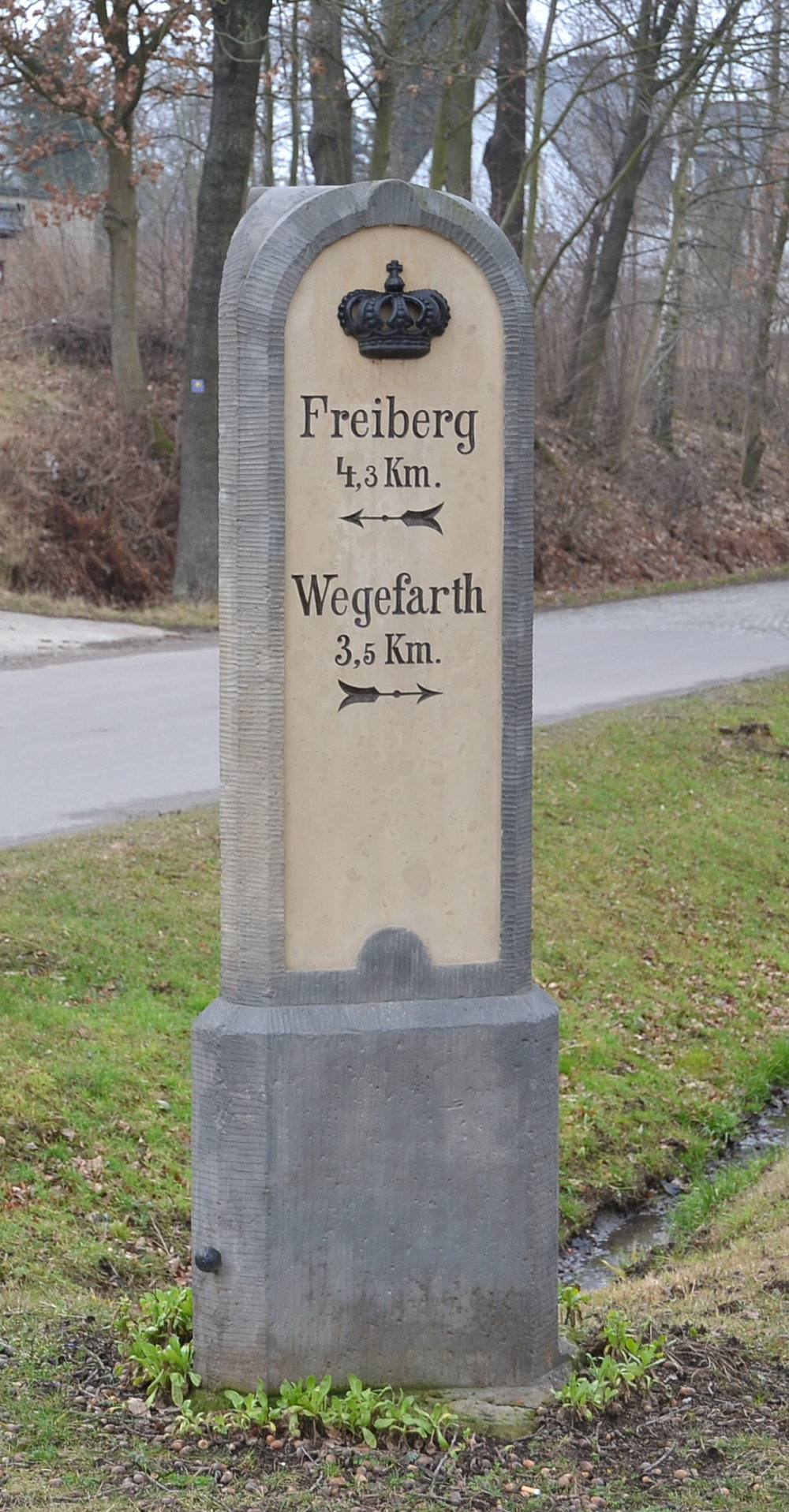
umgearbeiteter Stationsstein in Kleinschirma
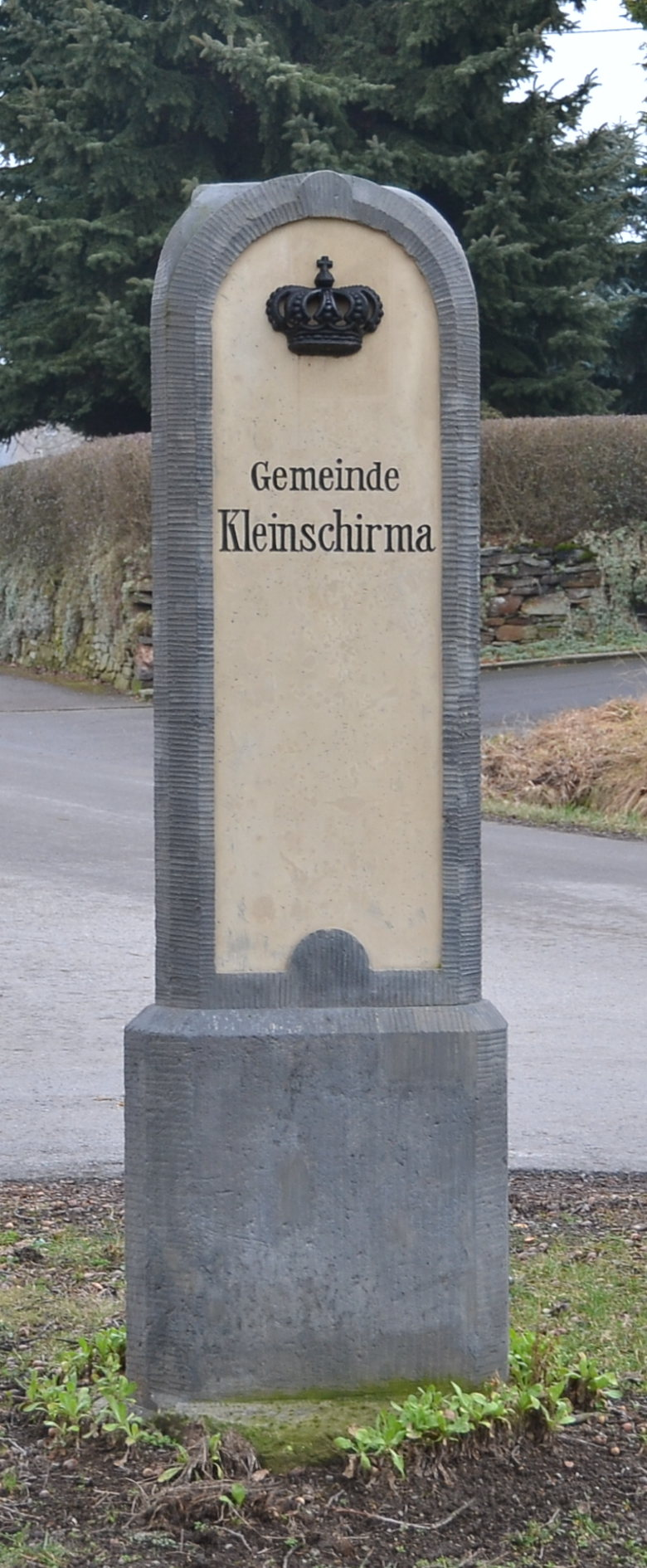
umgearbeiteter Stationsstein in Kleinschirma
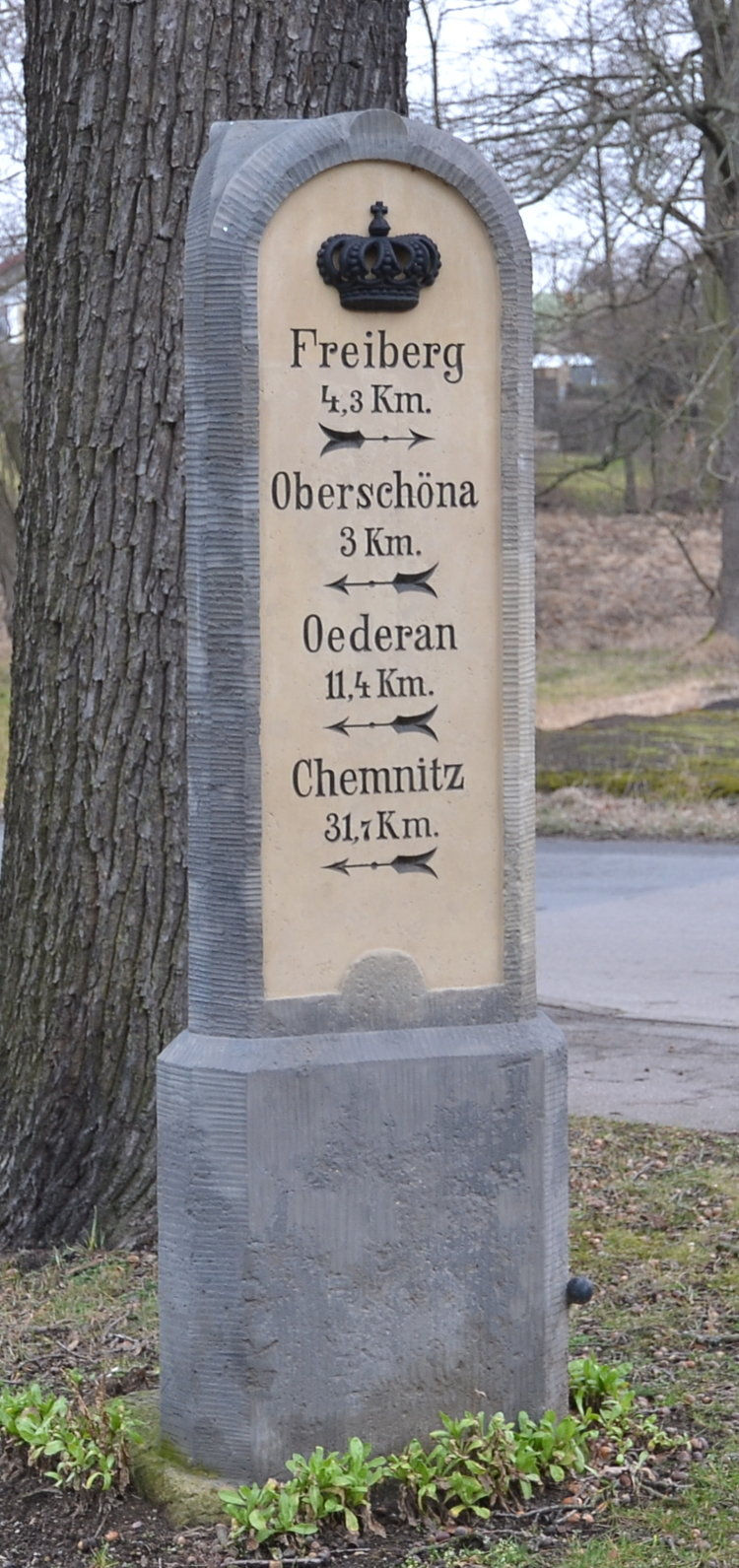
umgearbeiteter Stationsstein in Kleinschirma

### Oberwiesenthal
Oberwiesenthal Stationsstein am Neuen Haus, Originalstandort am Markt

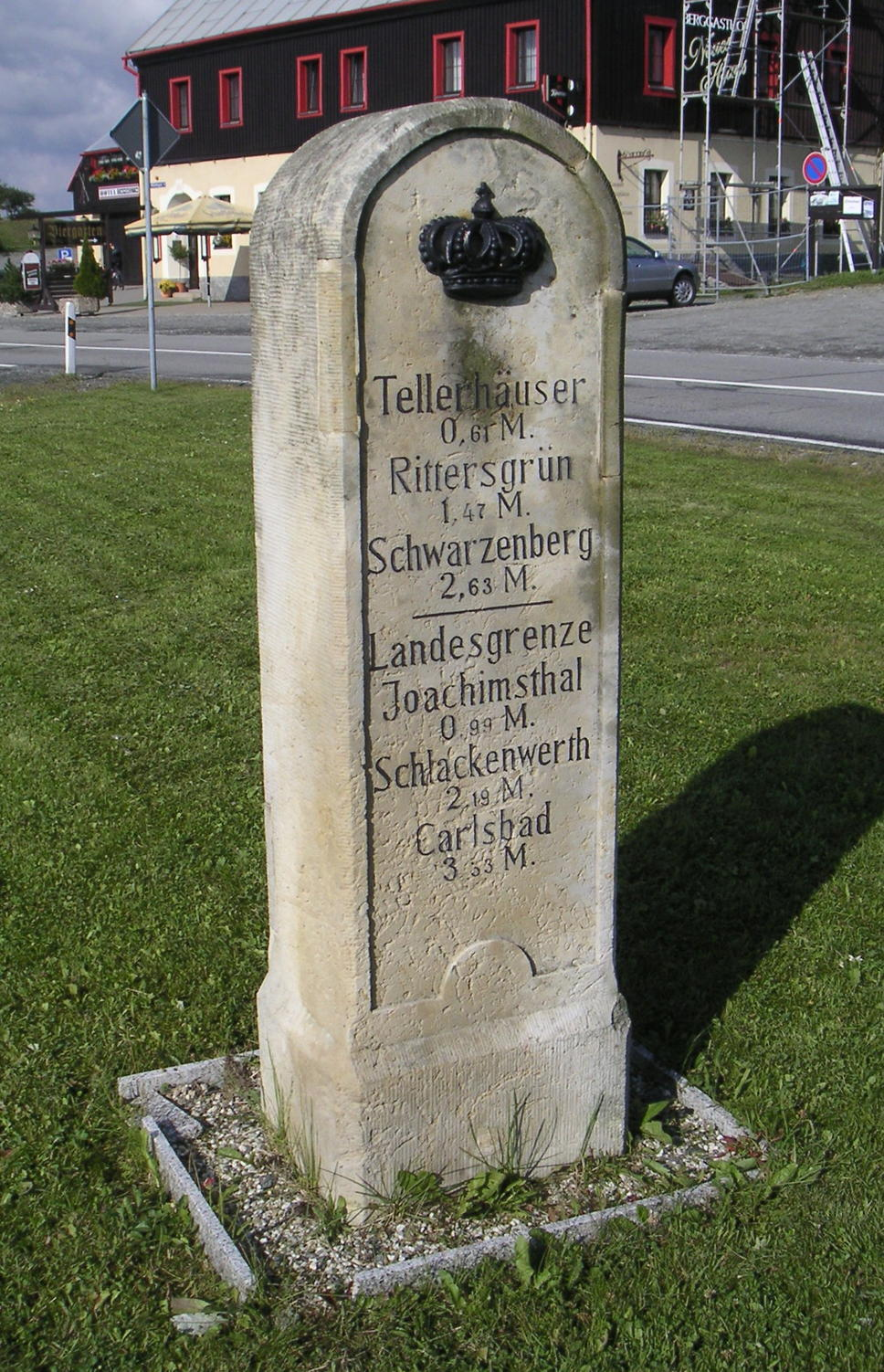
Stationsstein am Neuen Haus
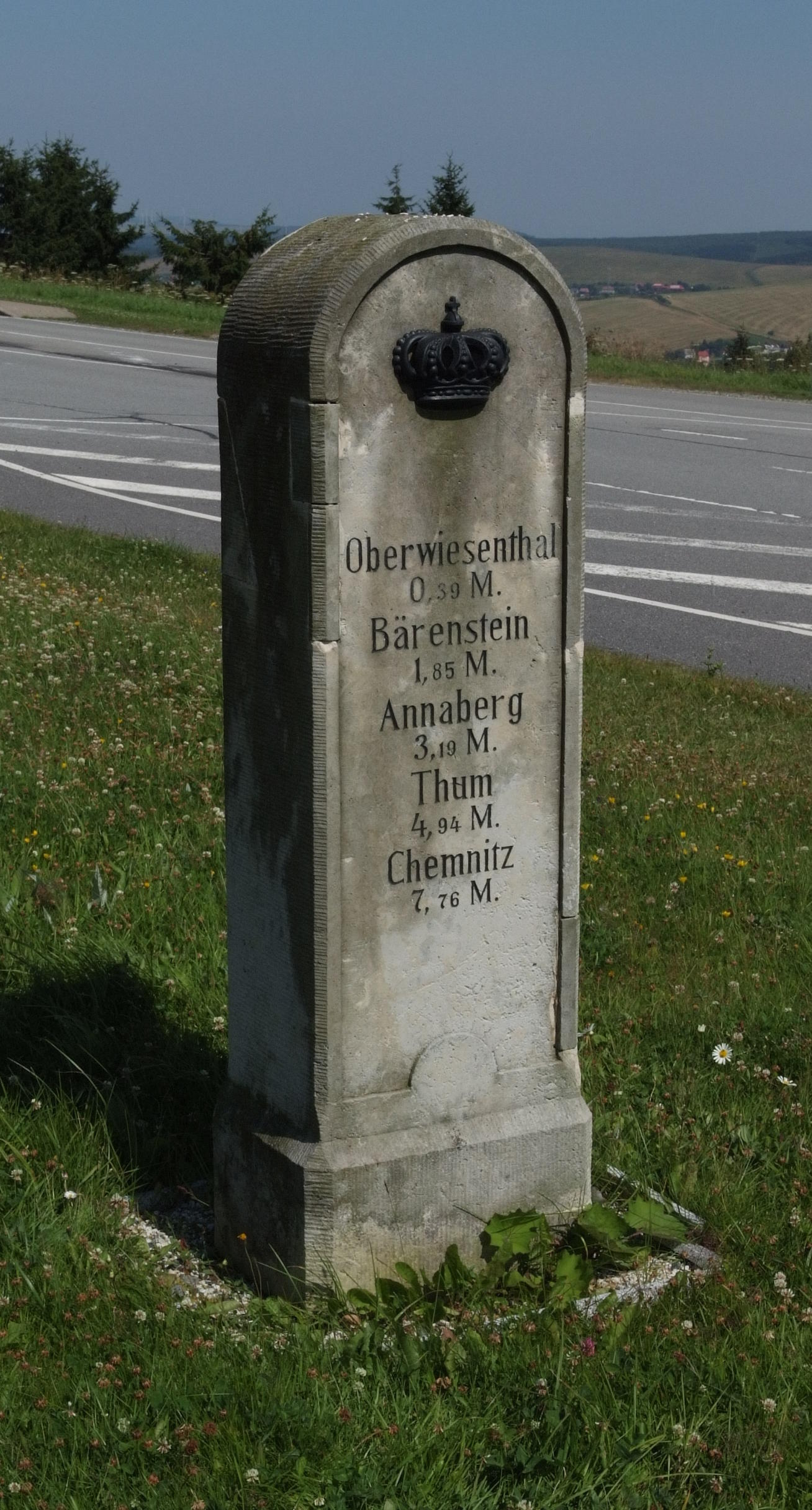
Stationsstein am Neuen Haus

### Oelsnitz/Vogtl.
Oelsnitz/Vogtl.: überarbeiteter Ganzmeilenstein an der B 92 bei Unterhermsgrün

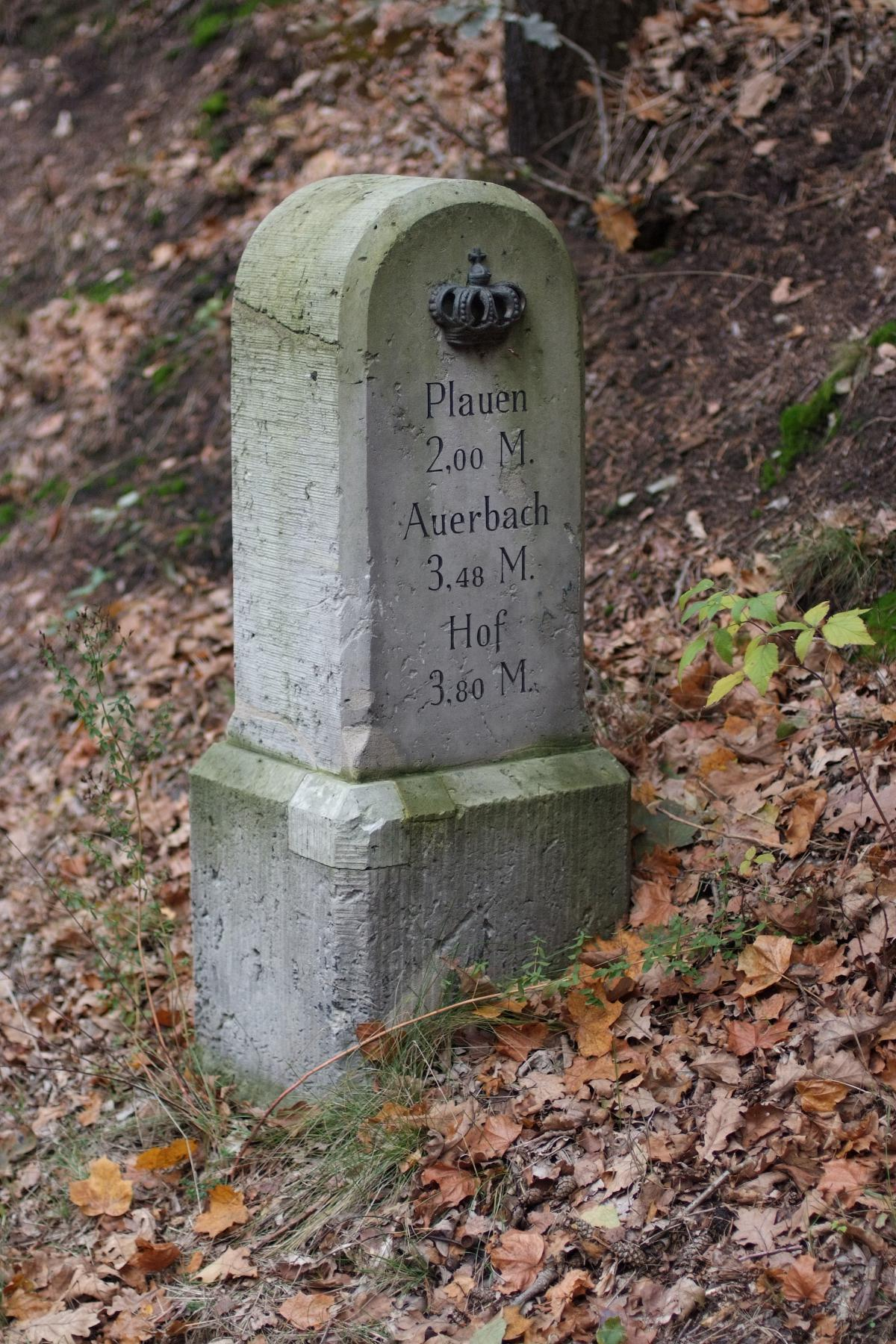
Ganzmeilenstein an der B 92, bei Unterhermsgrün
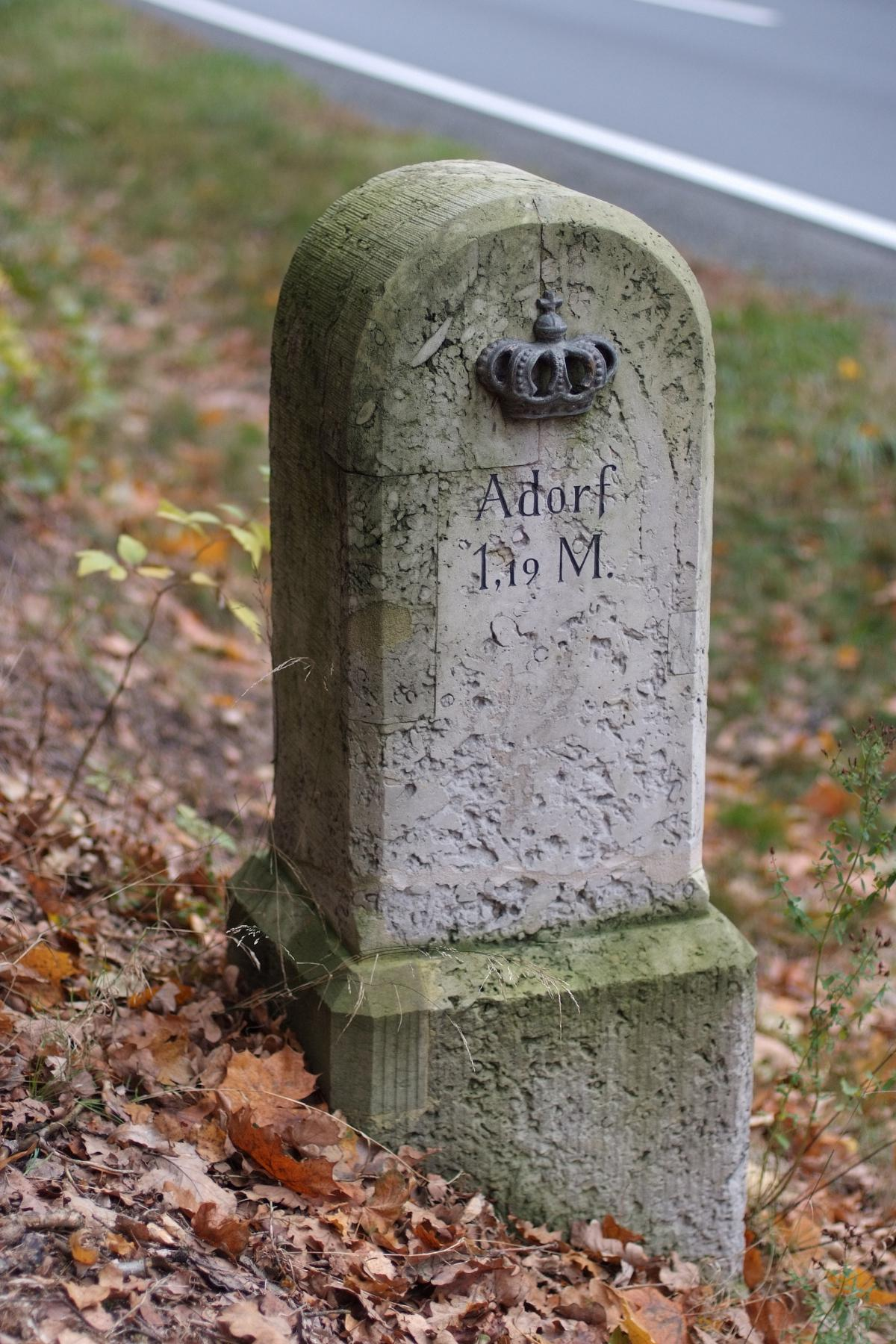
Ganzmeilenstein an der B 92, bei Unterhermsgrün

### Olbernhau
Olbernhau
1. Stationsstein als Kilometerstein am Marktplatz
2. Ganzmeilenstein im Forst Richtung Olbernhau beim OT Pfaffroda
3. Halbmeilenstein unweit OT Hirschberg
4. Halbmeilenstein als Straßenwärter- bzw. Chauseestein im OT Dörnthal

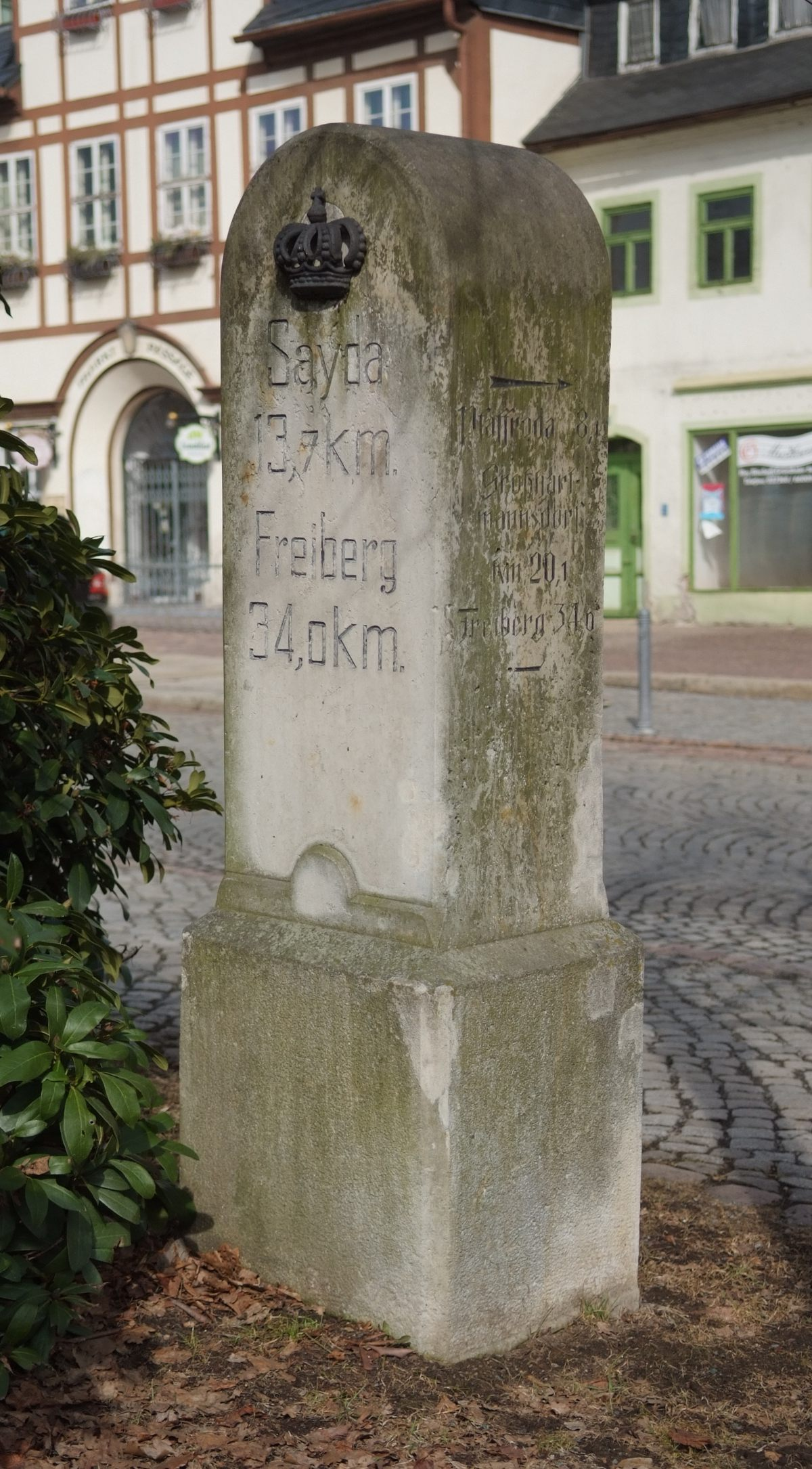
Stationsstein als Kilometerstein am Marktplatz
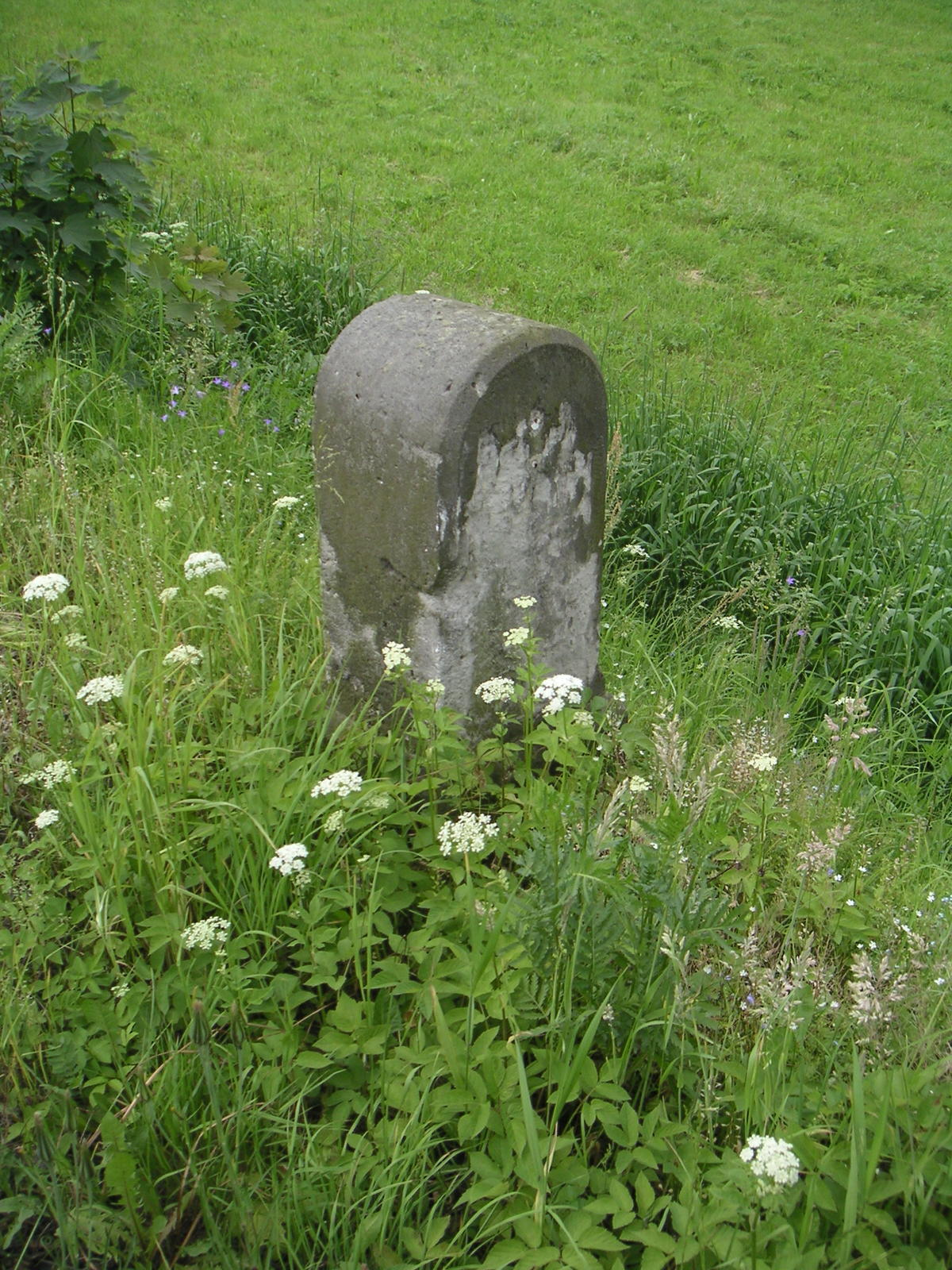
Überarbeiteter Halbmeilenstein unweit des OT Hirschberg
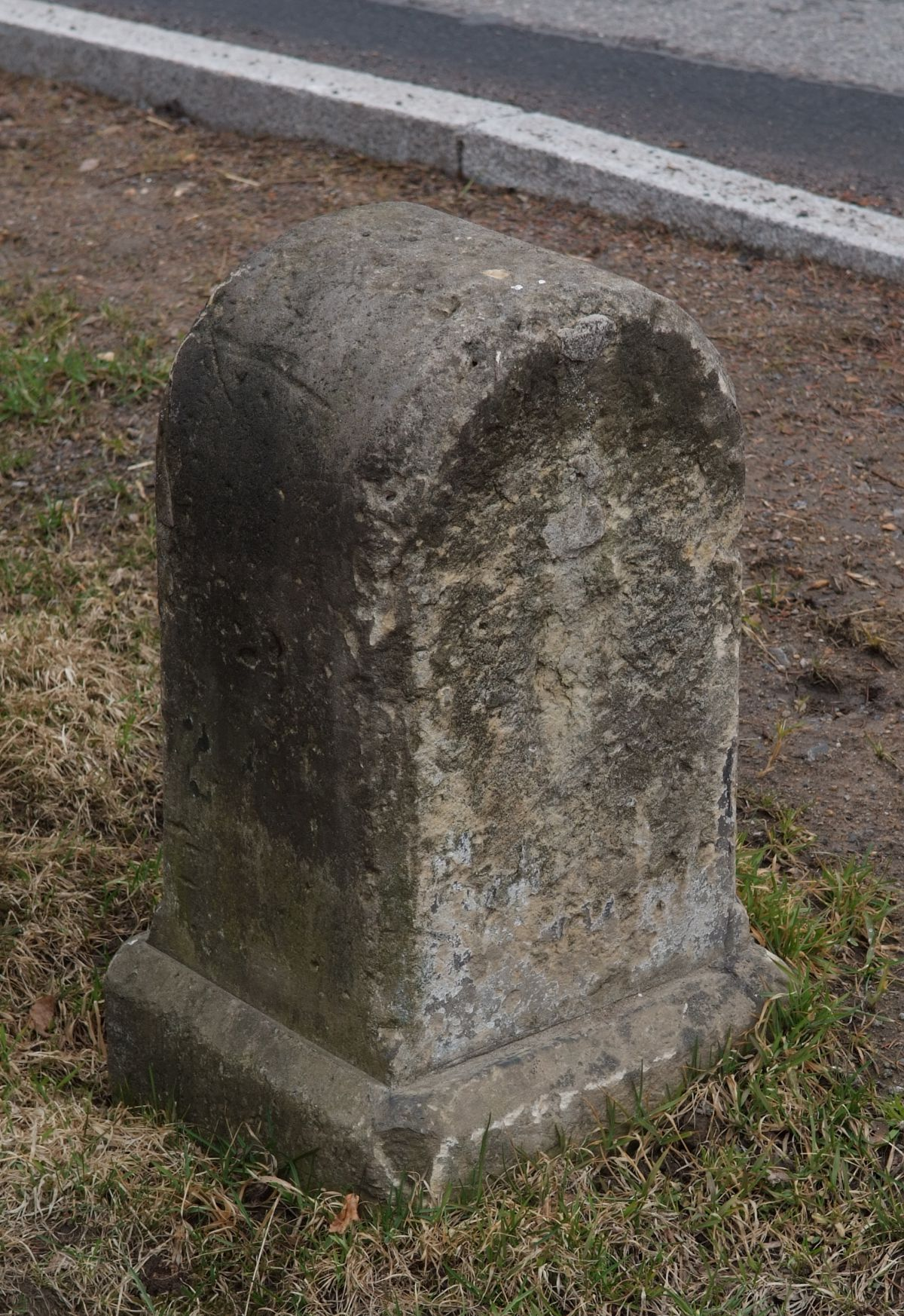
Halbmeilenstein in Dörnthal
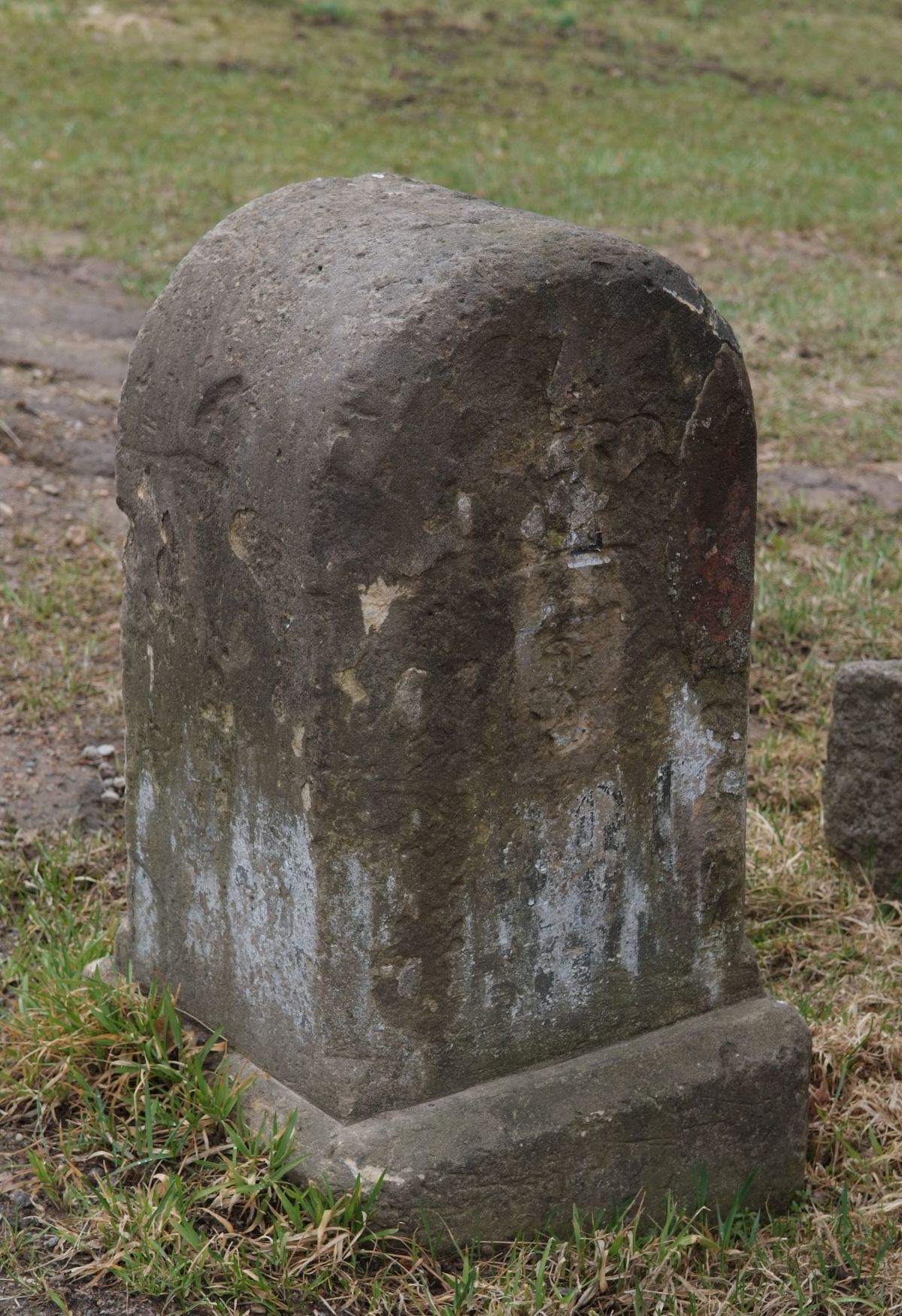
Halbmeilenstein in Dörnthal

### Oschatz
Oschatz
Stationsstein als Kopie an der S 38 am Abzweig Altoschatzer Straße und Originalstein im Zwingergarten des Stadtmuseums

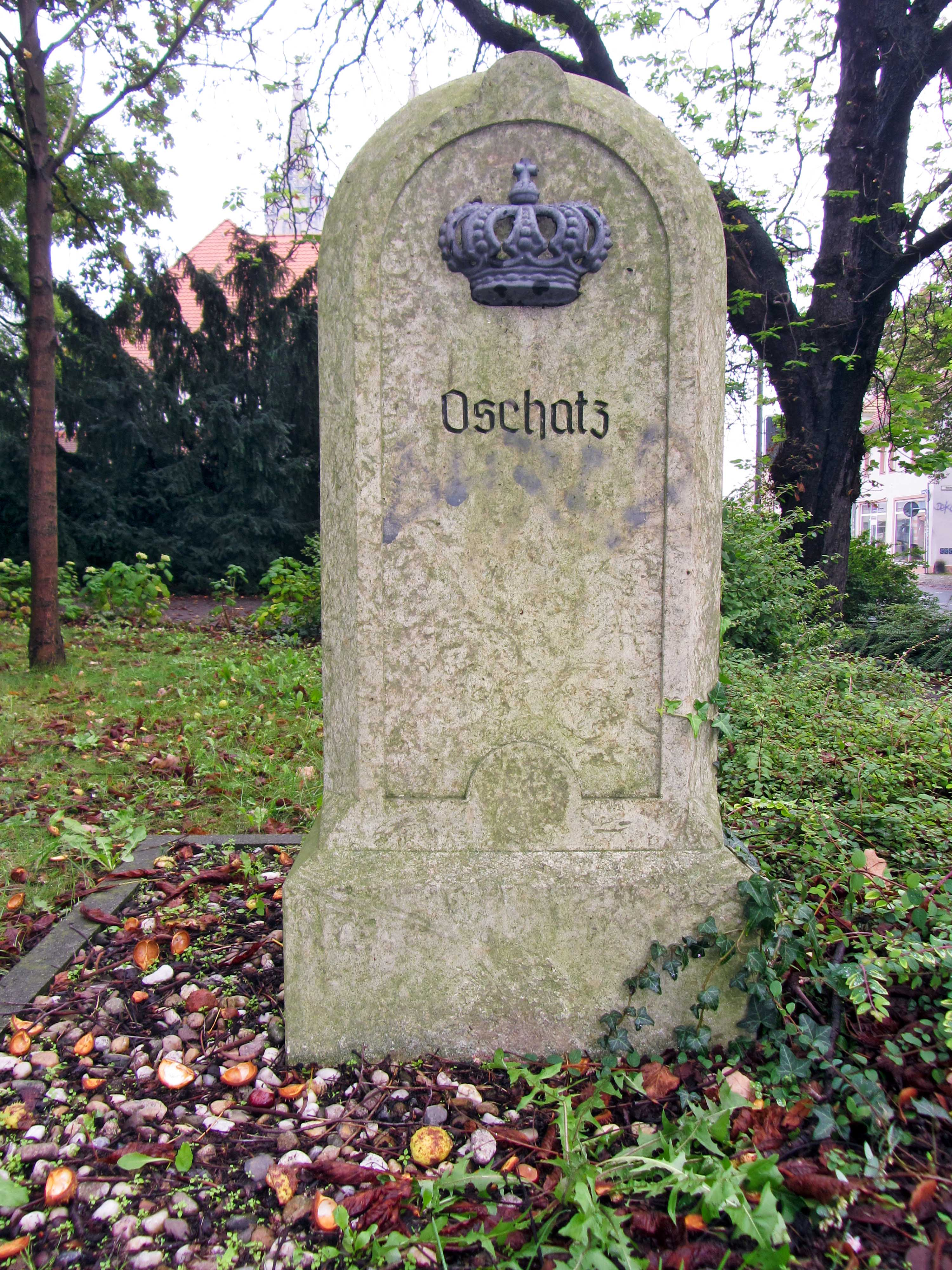
Stationsstein (Kopie) an der S 38
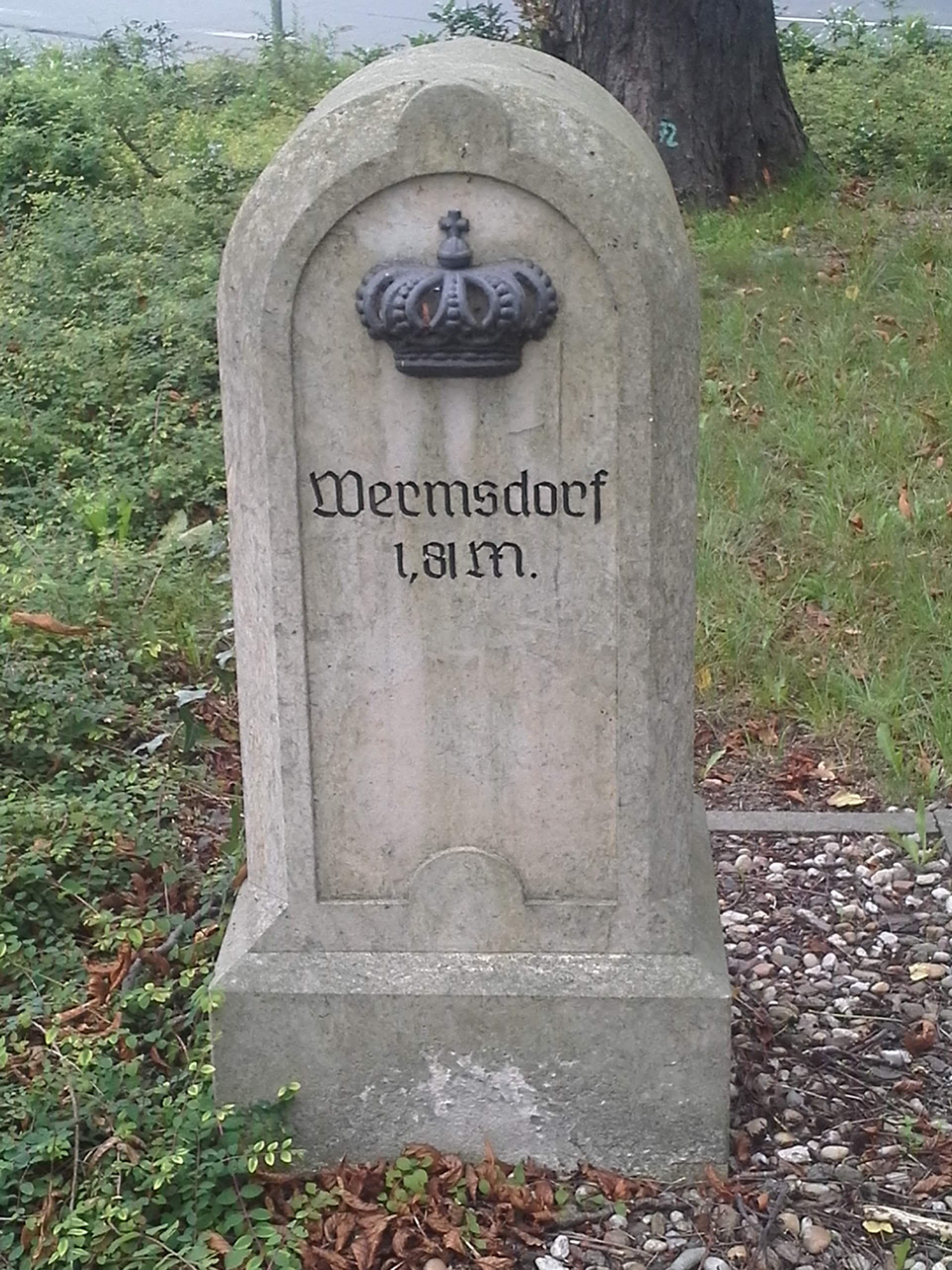
Stationsstein (Kopie) an der S 38
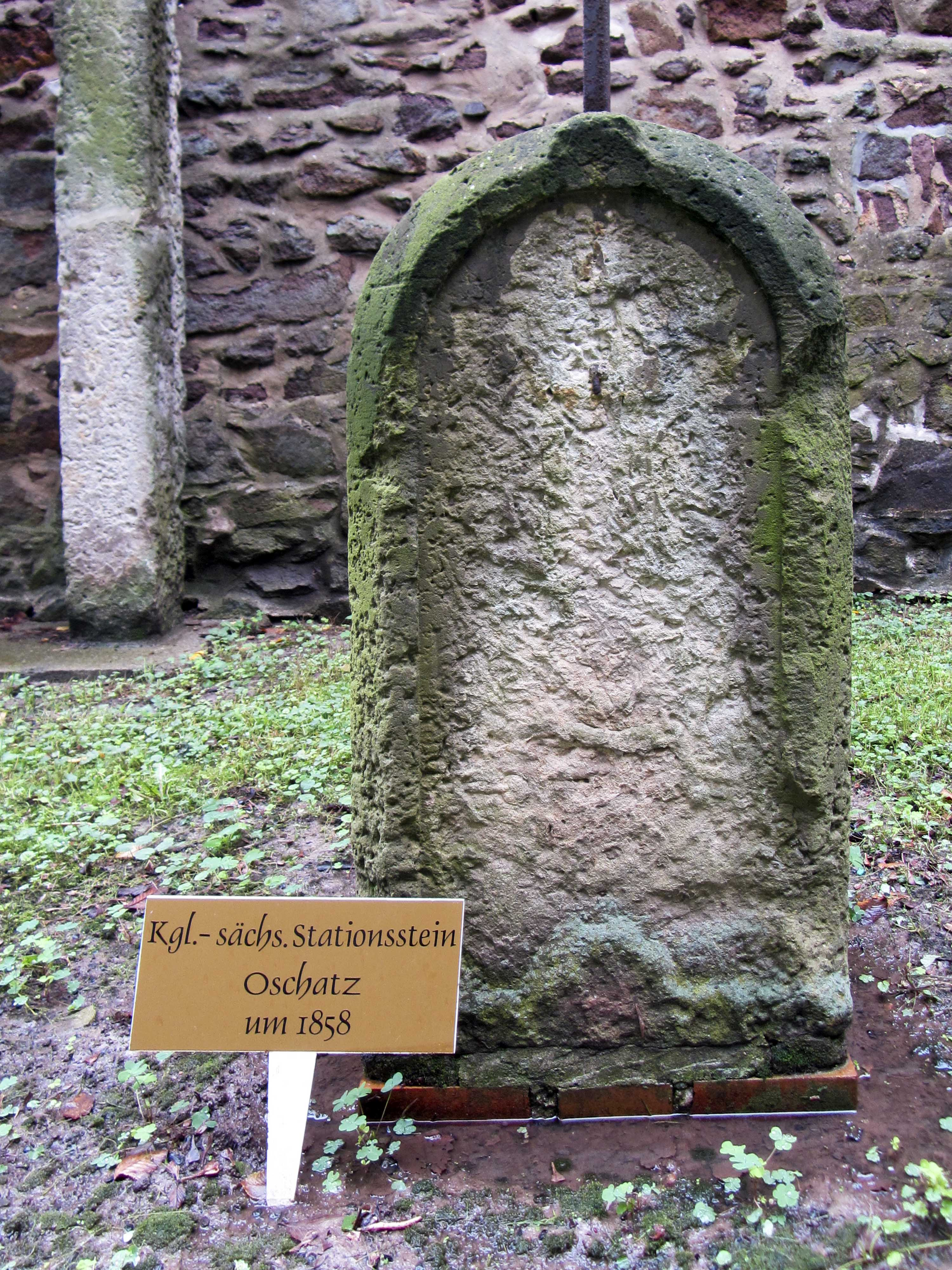
Stationsstein (Original) im Zwingergarten des Stadtmuseums

### Panschwitz-Kuckau
Panschwitz-Kuckau: Ganzmeilenstein an der S 100 bei Lehndorf

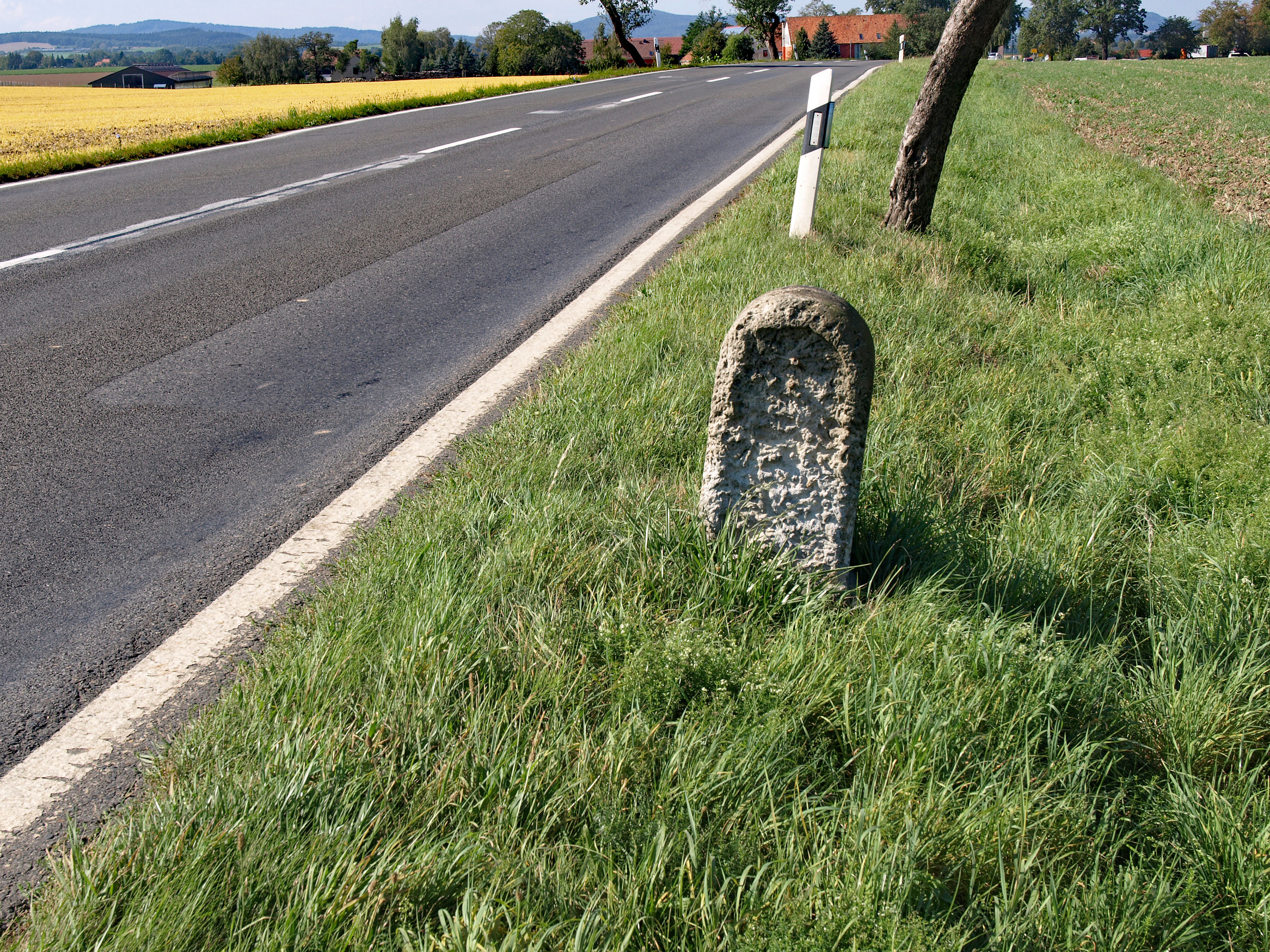
Ganzmeilenstein bei Lehndorf

### Parthenstein
Parthenstein: Ganzmeilenstein und Straßenwärter-Chaussee-Kilometerstein (um 1900) des ehem. Straßen- und Wasserbauamtes Leipzig im OT Grethen an der S38 in Richtung OT Pomßen; 2016 im Auftrag des Landesamtes für Straßenbau und Verkehr, Niederlassung Leipzig, restauriert und an den Ortseingang Grethen umgesetzt.

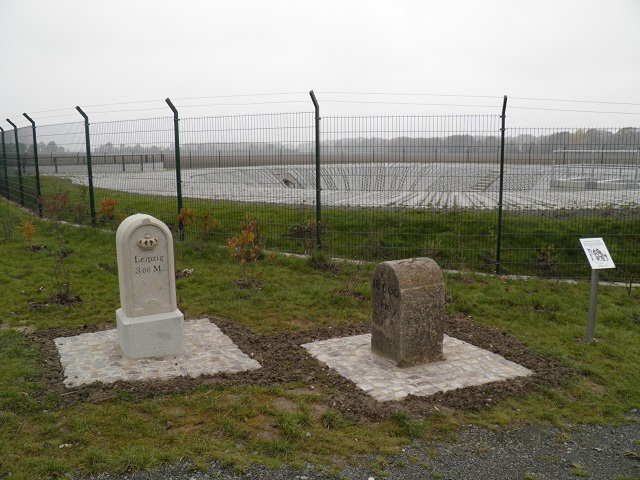
Ganzmeilen- und Kilometerstein an der S38
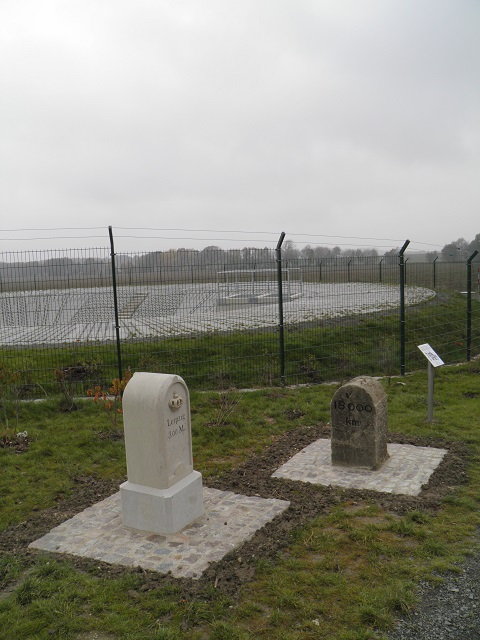
Ganzmeilen- und Kilometerstein an der S38

### Penig
Penig
1. verwitterter Ganzmeilenstein an der ehem. B 95, kurz vor der Grenze zu Thüringen, bei Langenleuba-Oberhain.
2. Halbmeilenstein am Abzweig Langensteinbach von der ehem. B 95 (verschollen)
3. verwitterter Stationsstein an der Reitzenhainer Straße in Penig.

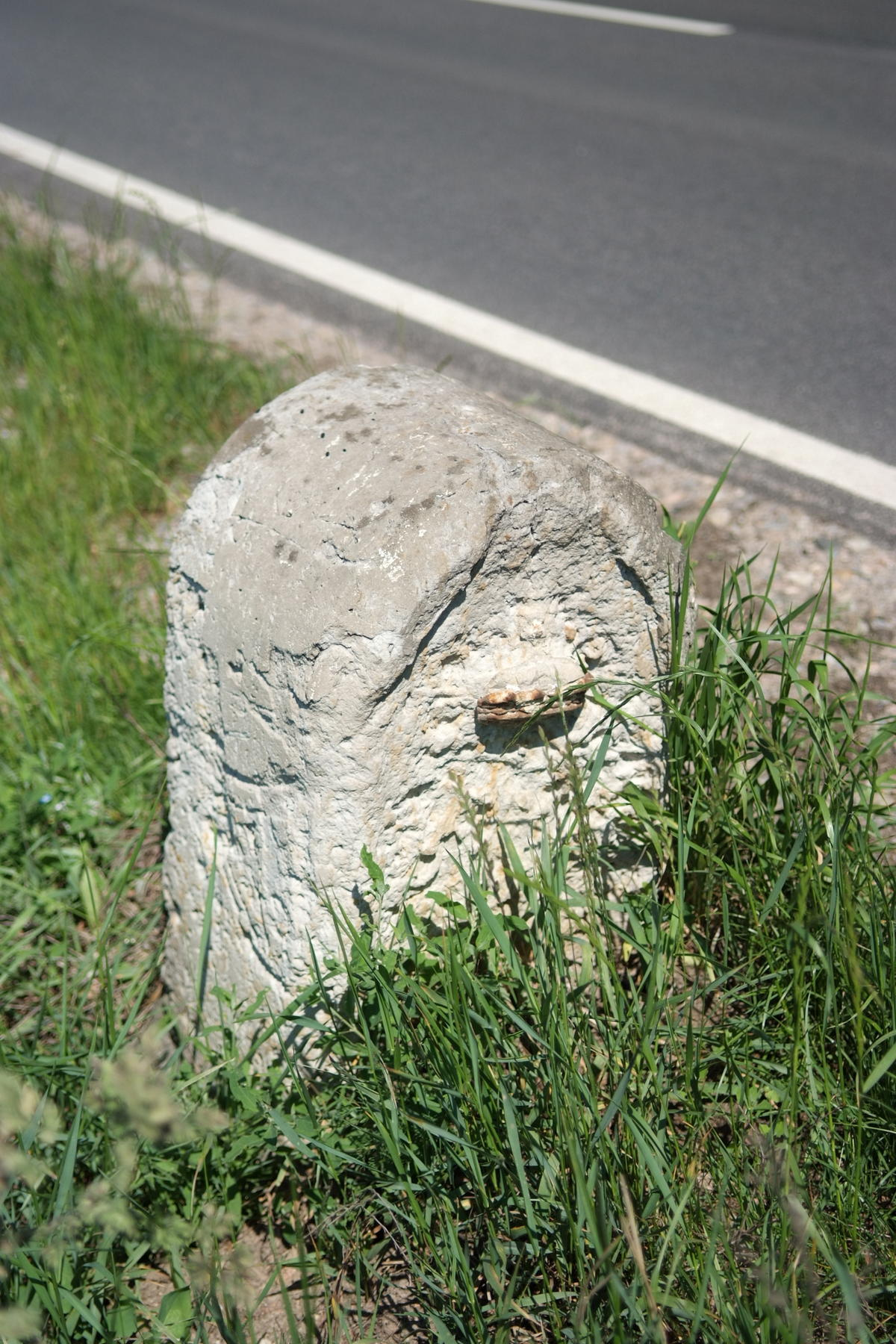
Ganzmeilenstein an der ehem. B 95, unweit Langenleuba-Oberhain
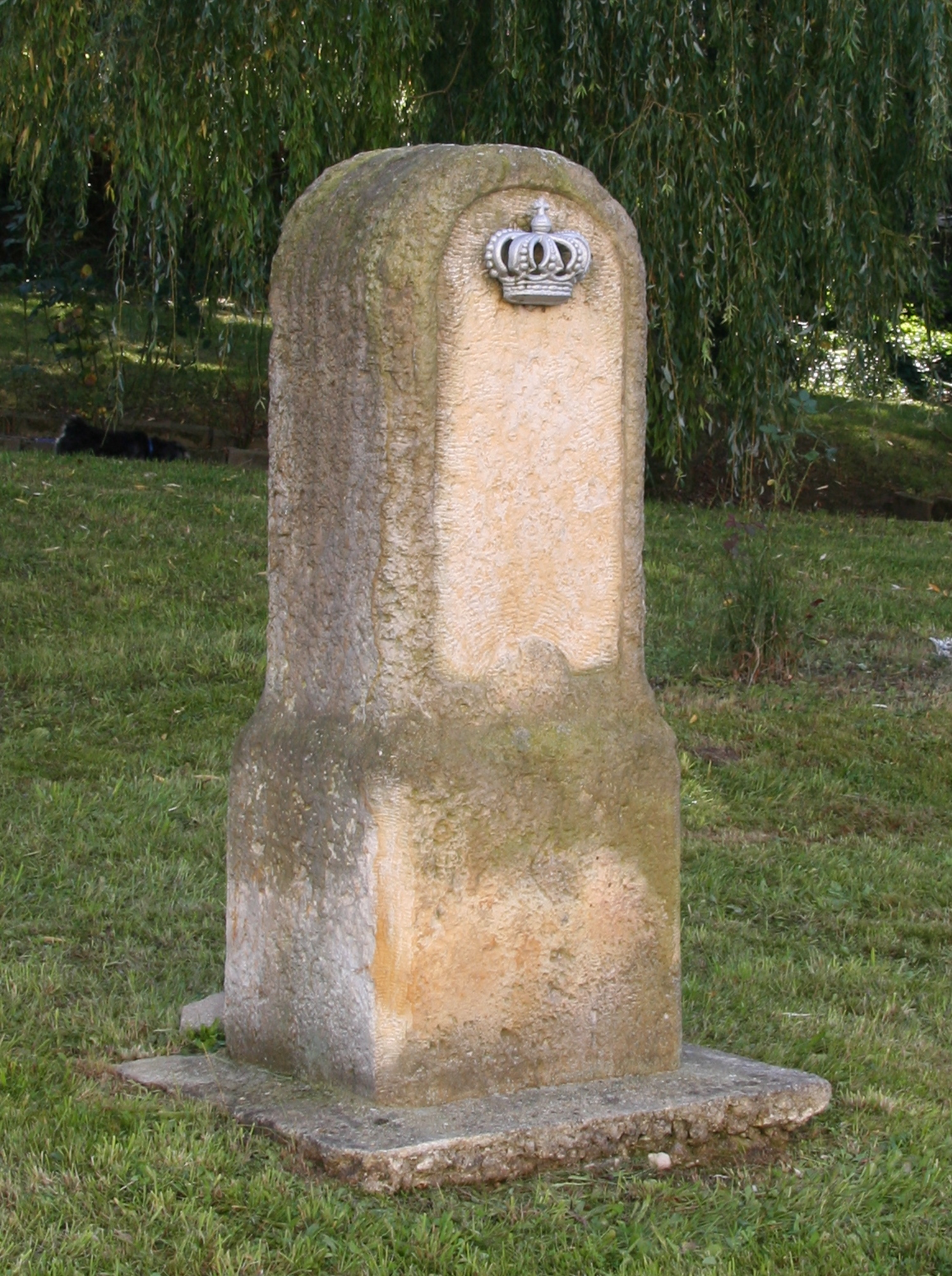
Stationsstein an der Reitzenhainer Straße in Penig

### Plauen
Plauen: Nach 1875 als Wegweisersäule umgestalteter Stationsstein im OT Reißig an der Reußenländer Straße, Ecke Pfaffengutstraße, mit Originalstandort an der Alten Elsterbrücke in Plauen; 2016 im Auftrag der Stadtverwaltung Plauen restauriert.

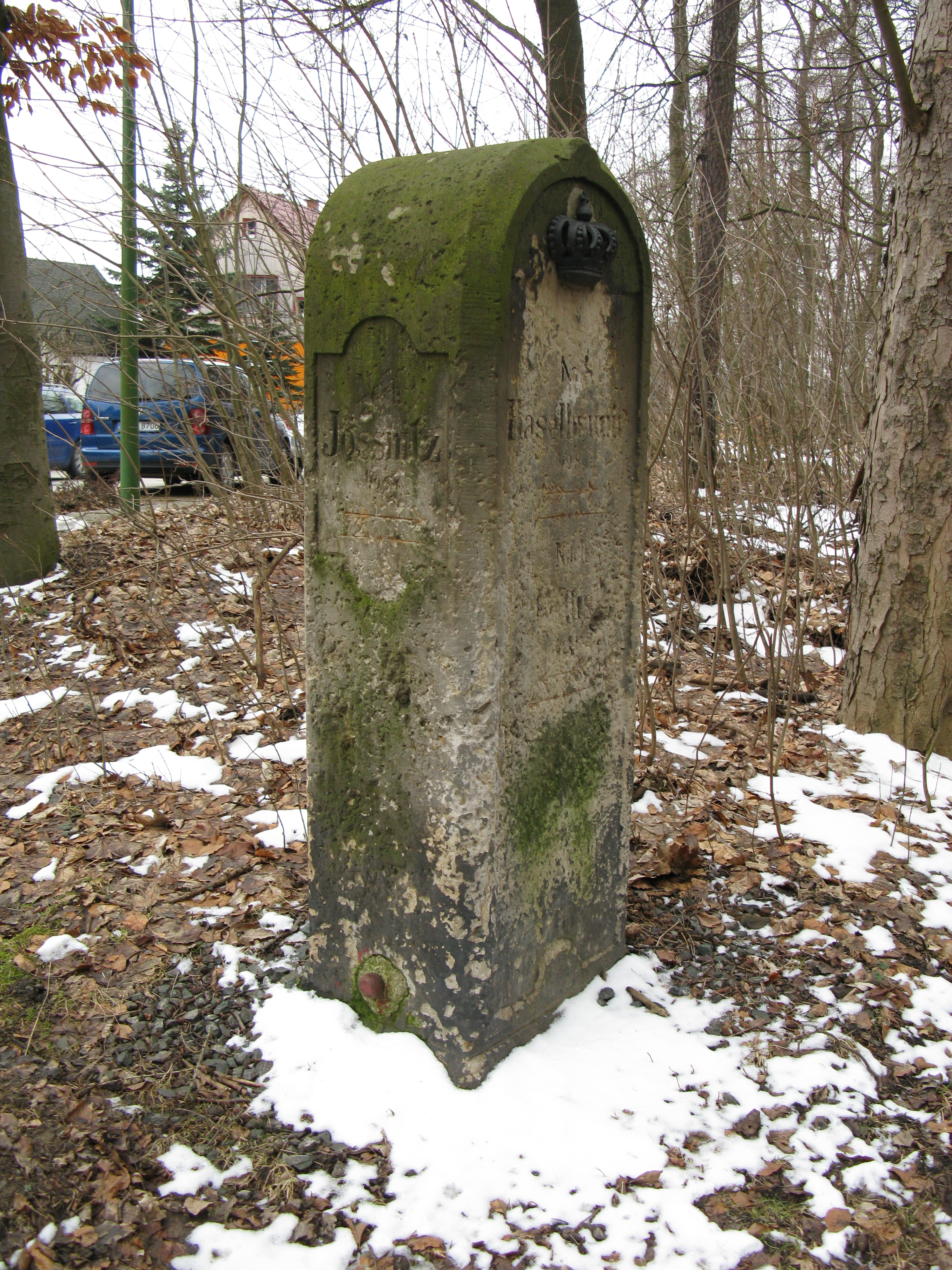
überarbeiteter Stationsstein an der Reußenländer Straße

### Pockau-Lengefeld
Pockau-Lengefeld
1. Überarbeiteter Stationsstein am Marktplatz im OT Lengefeld (N50°43.138 E013°11.566)
2. unsachgemäß restaurierter Ganzmeilenstein im OT Reifland, am Abzweig nach Eppendorf (N50°44.261 E013°12.661)
3. restaurierter Halbmeilenstein an der S 223 im OT Pockau (N50°42.050 E013°13.762), vorher zeitweise am Marktplatz Lengefeld
4. restaurierter Halbmeilenstein im OT Rauenstein, gegenüber Gaststätte „Zur Bleiche“ (N50°43.472 E013°12.008)
5. Halbmeilenstein im OT Wünschendorf (N50°44.420 E013°10.255)
6. überarbeiteter Ganzmeilenstein im OT Nennigmühle (N50°41.355 E013°15.349)

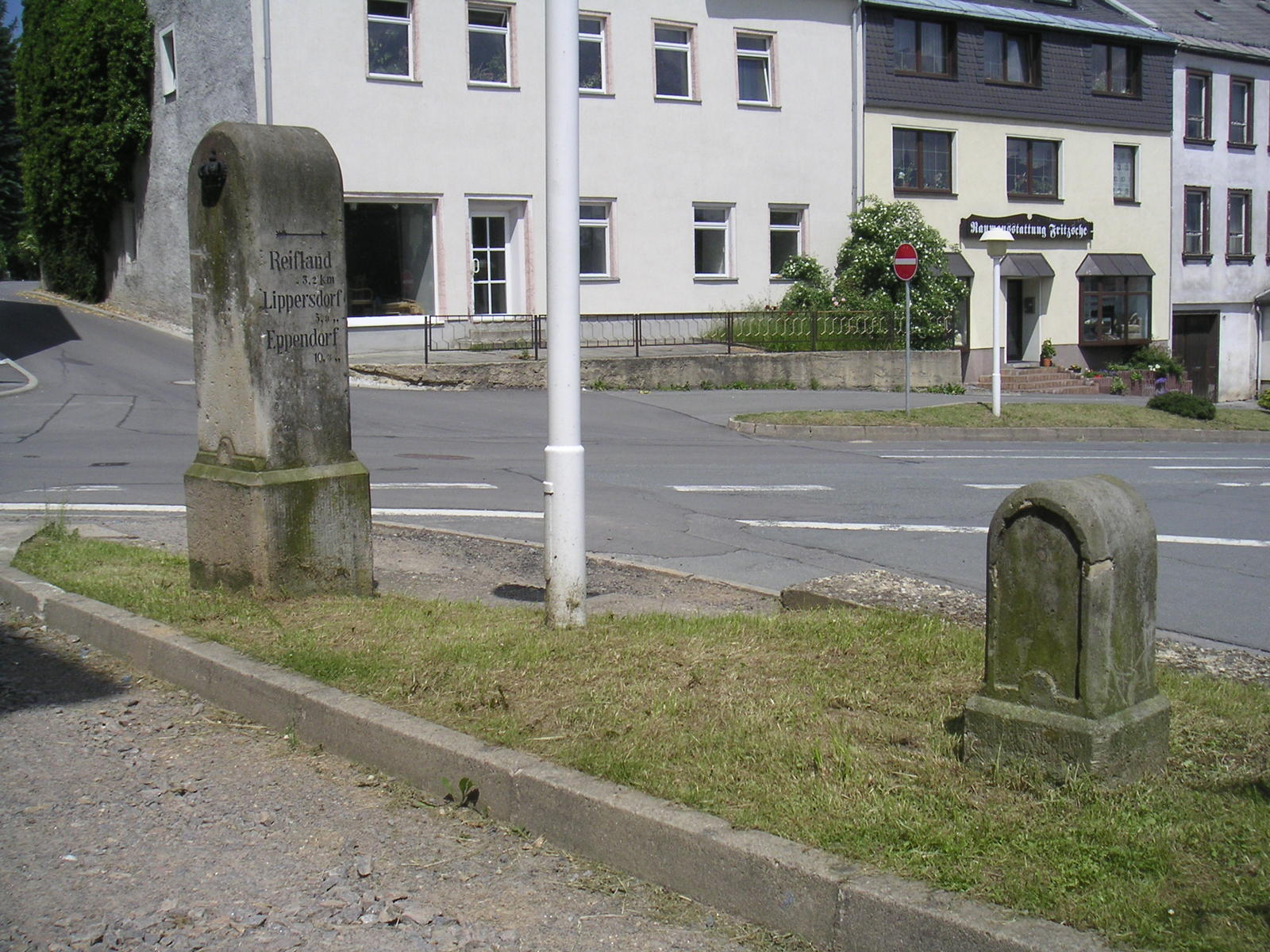
Stations- und Halbmeilenstein am Markt
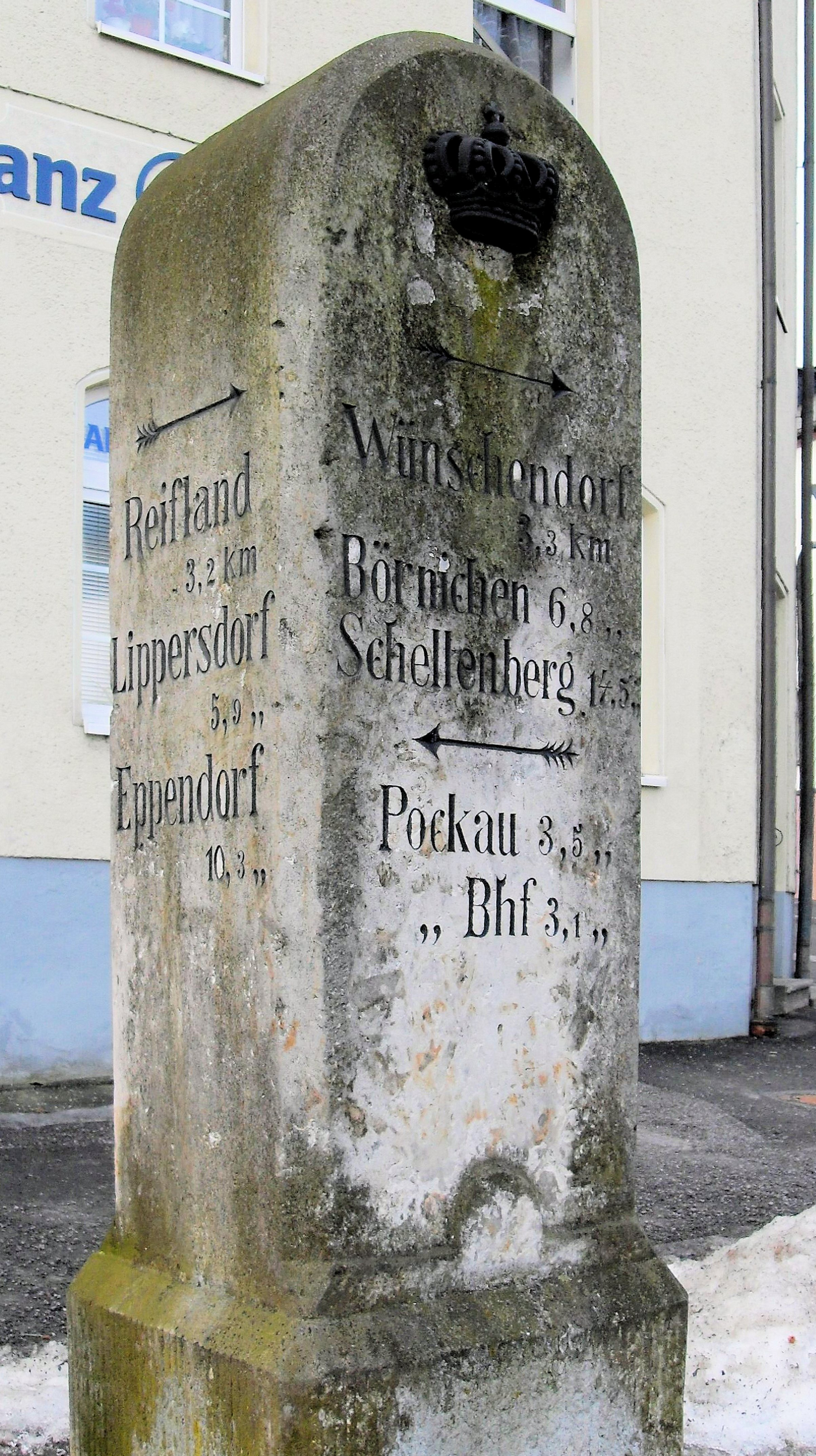
Stationsstein am Markt
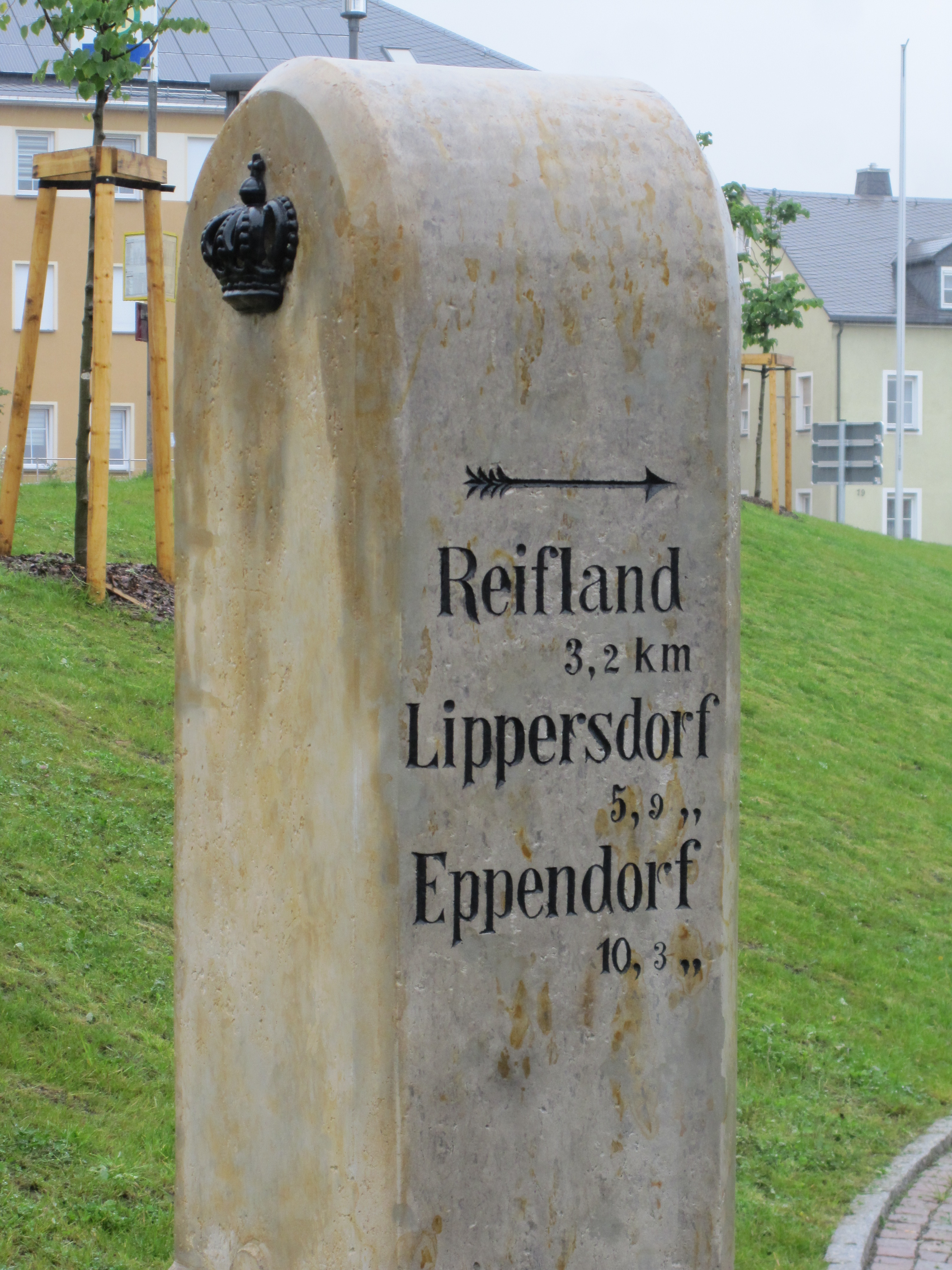
Restaurierter Stationsstein am Markt im Jahr 2014
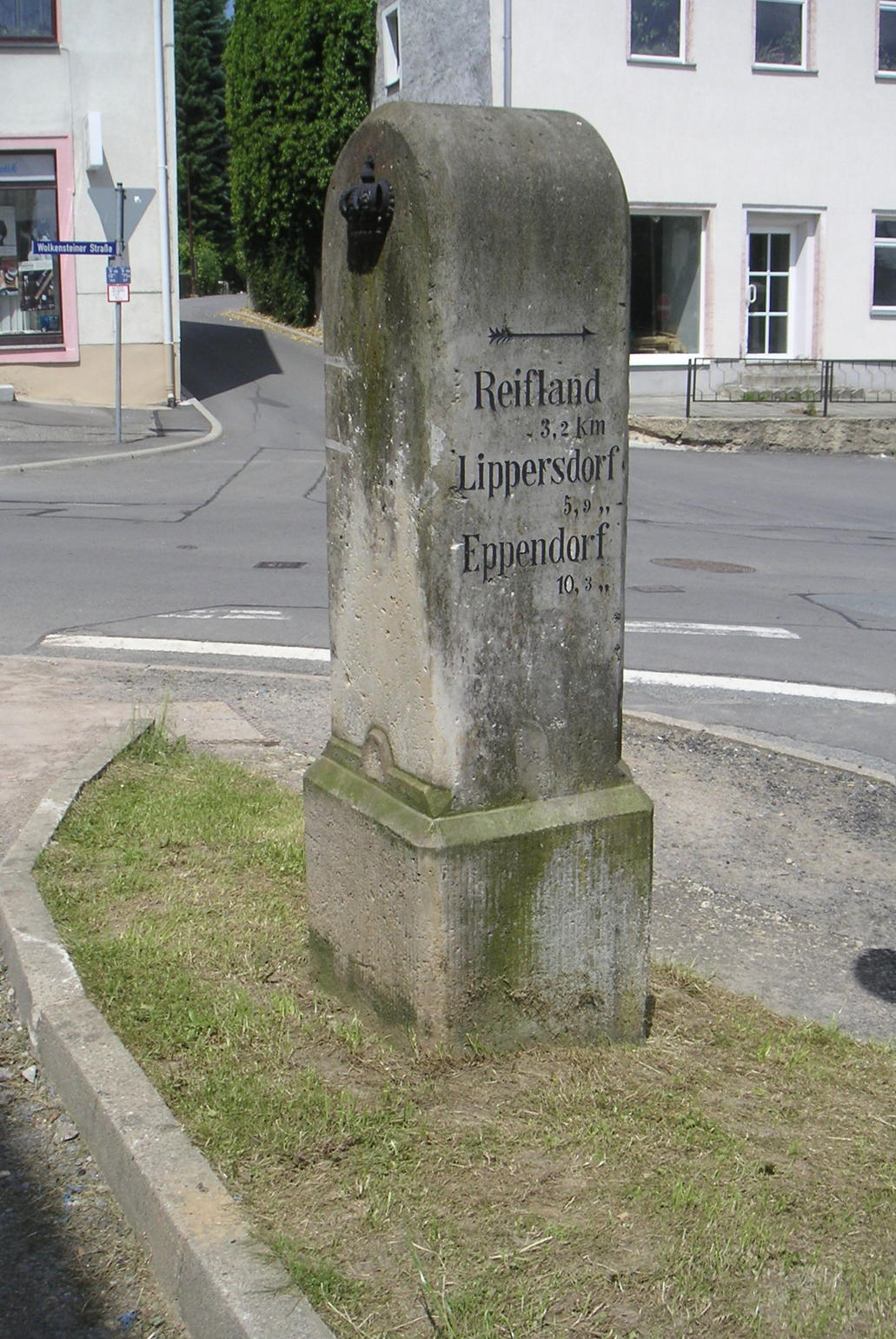
Stationsstein am Markt
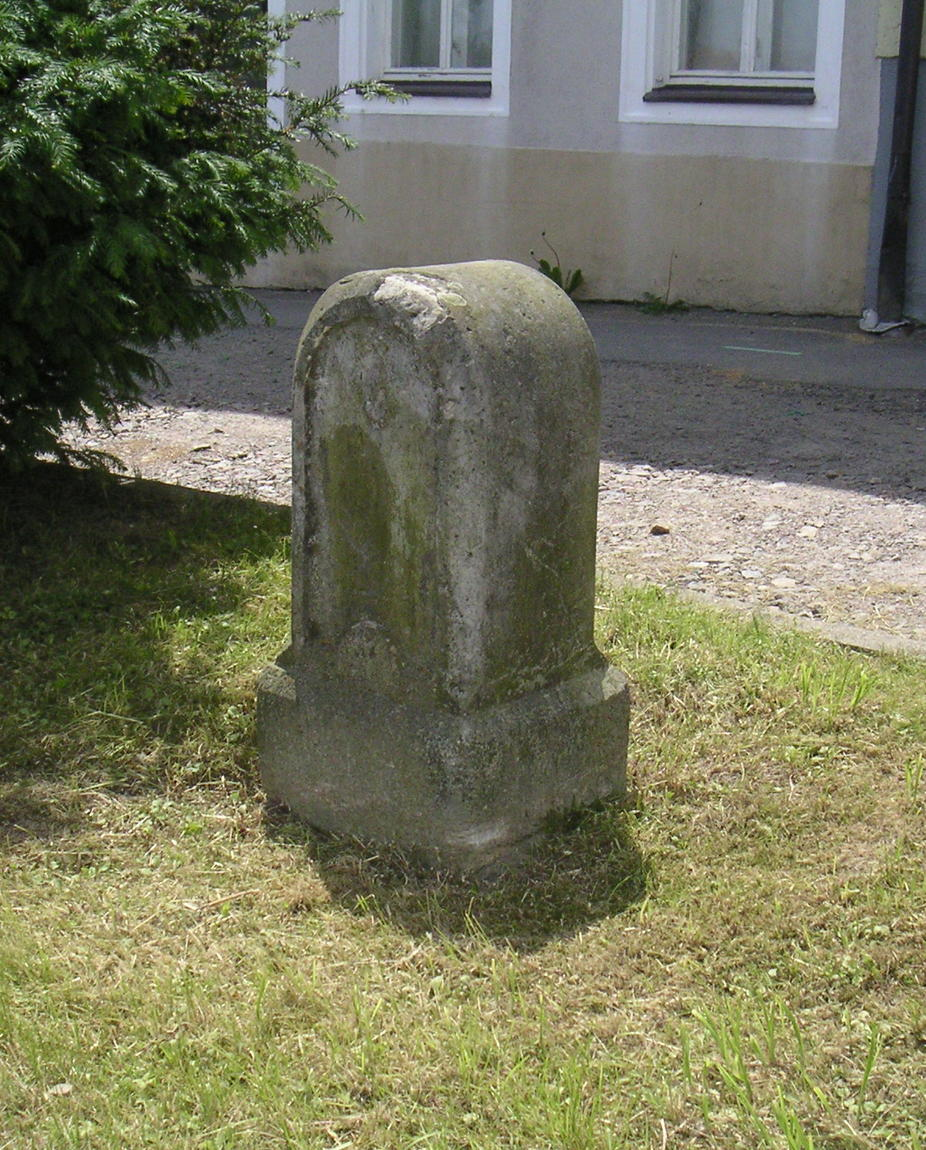
Halbmeilenstein am Markt
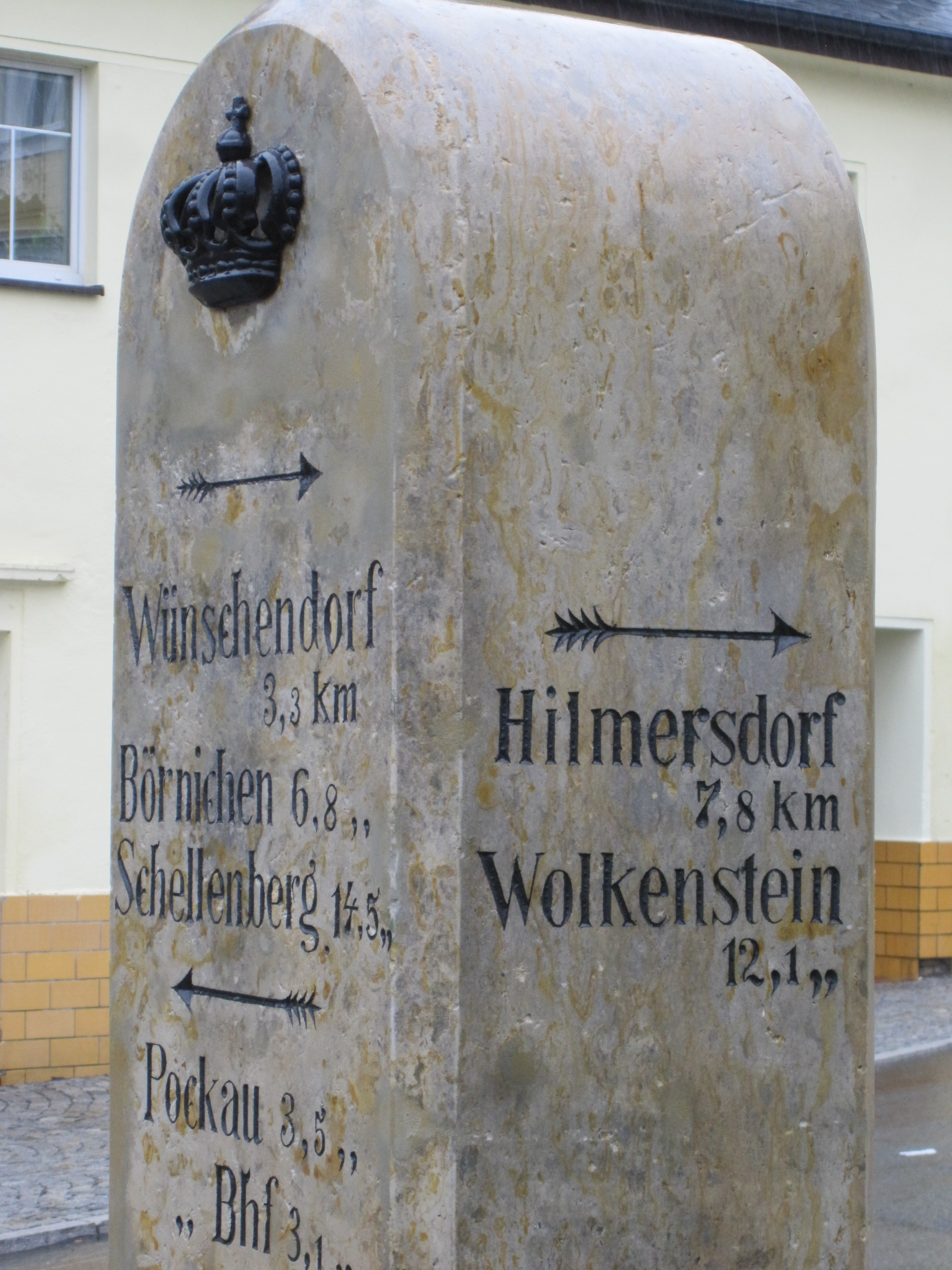
Stein mit Angaben in Kilometern
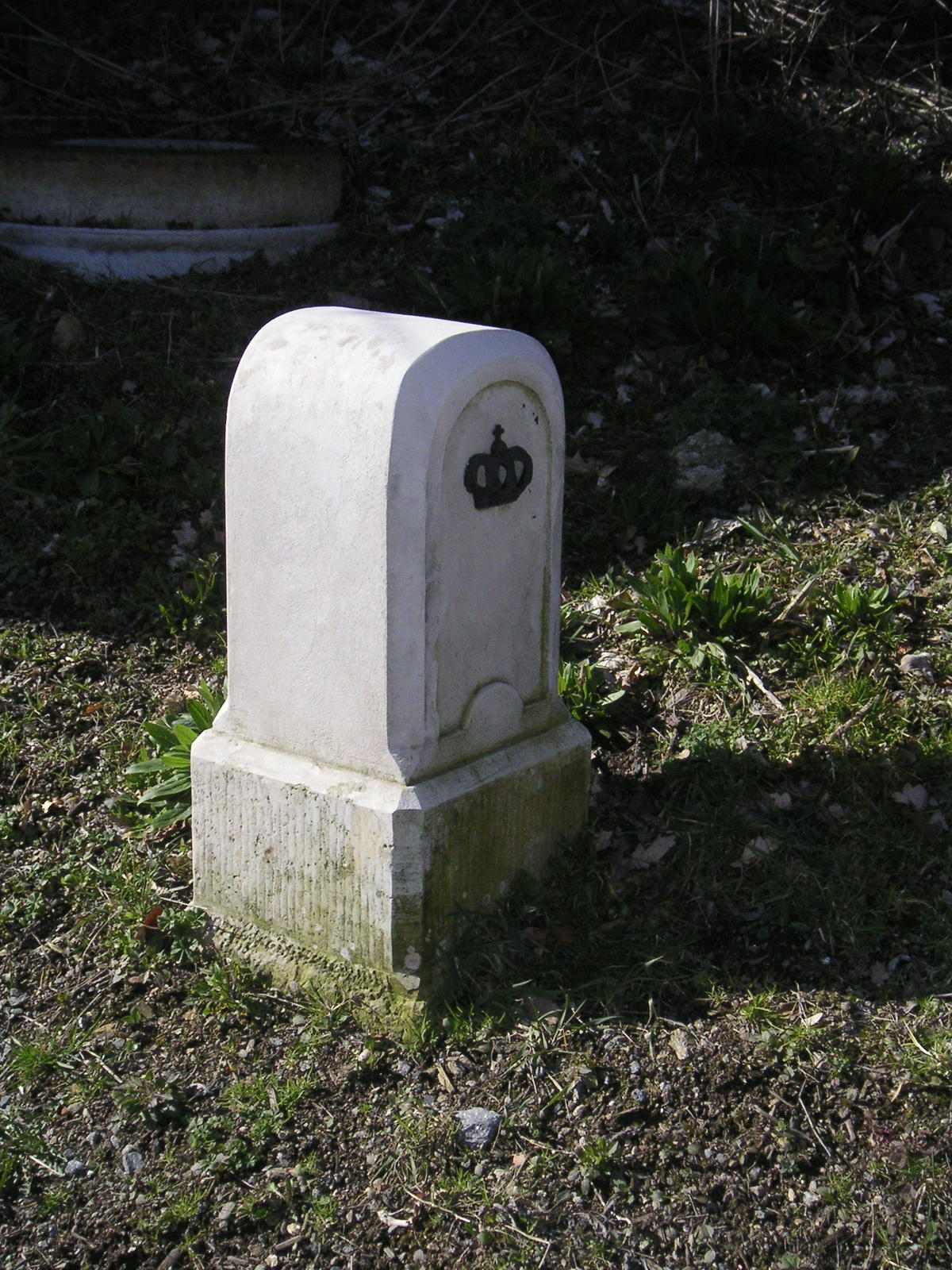
Halbmeilenstein im OT Rauenstein
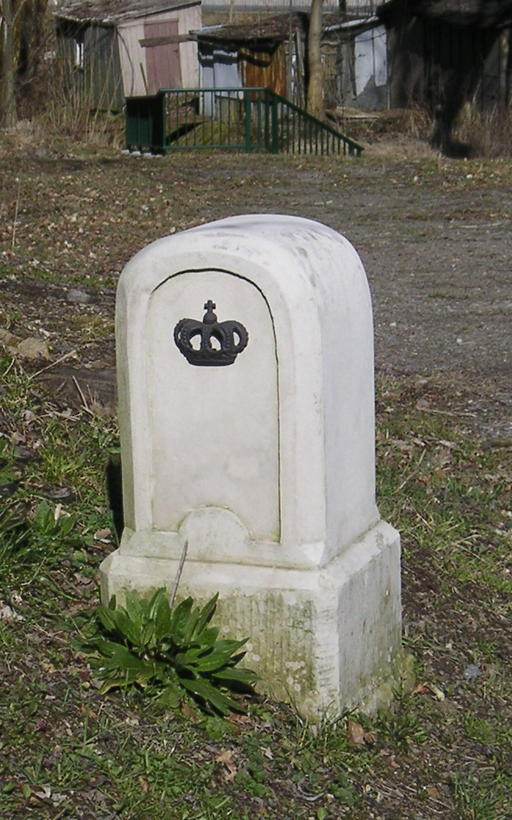
Halbmeilenstein im OT Rauenstein
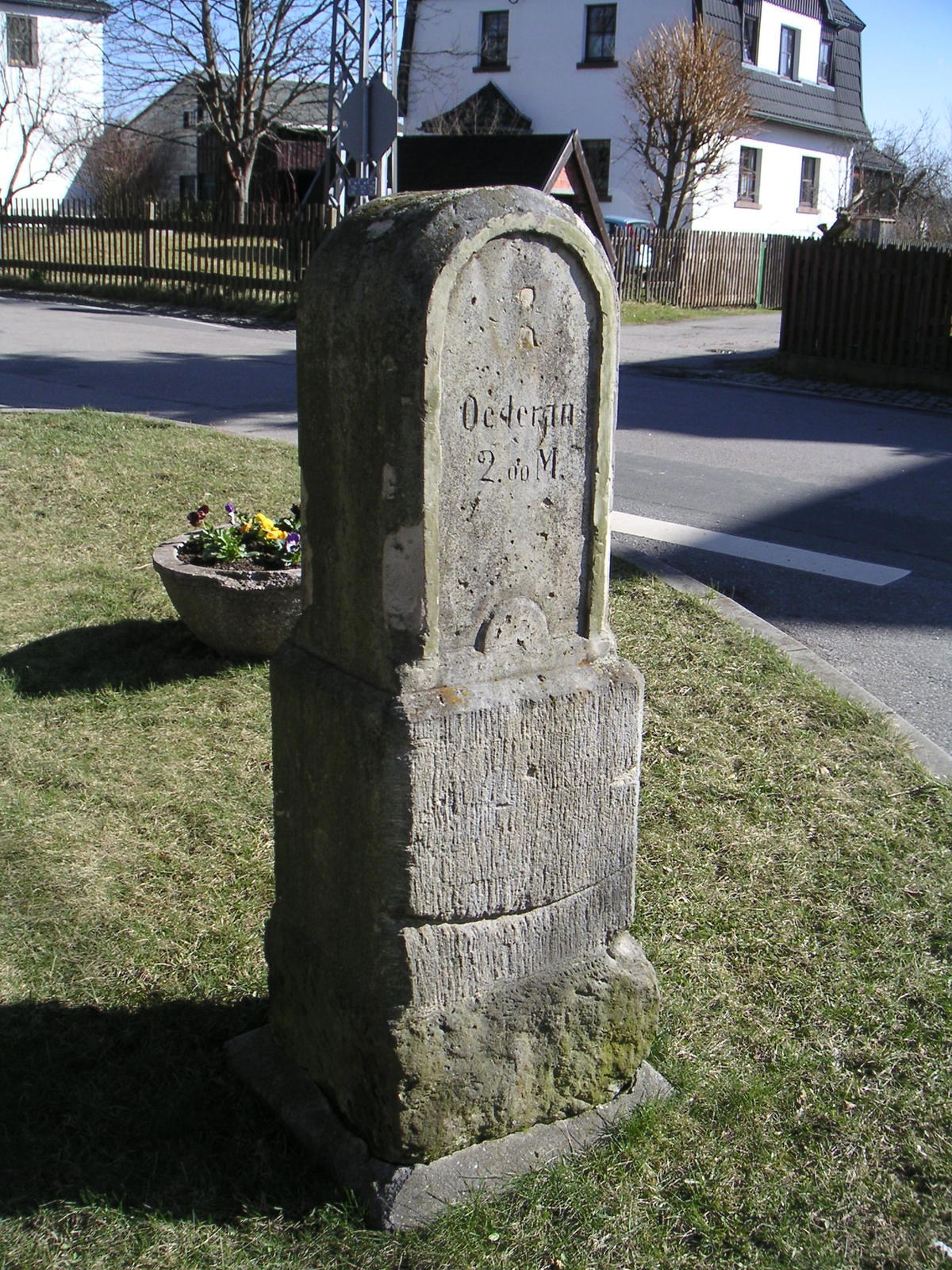
Ganzmeilenstein im OT Reifland
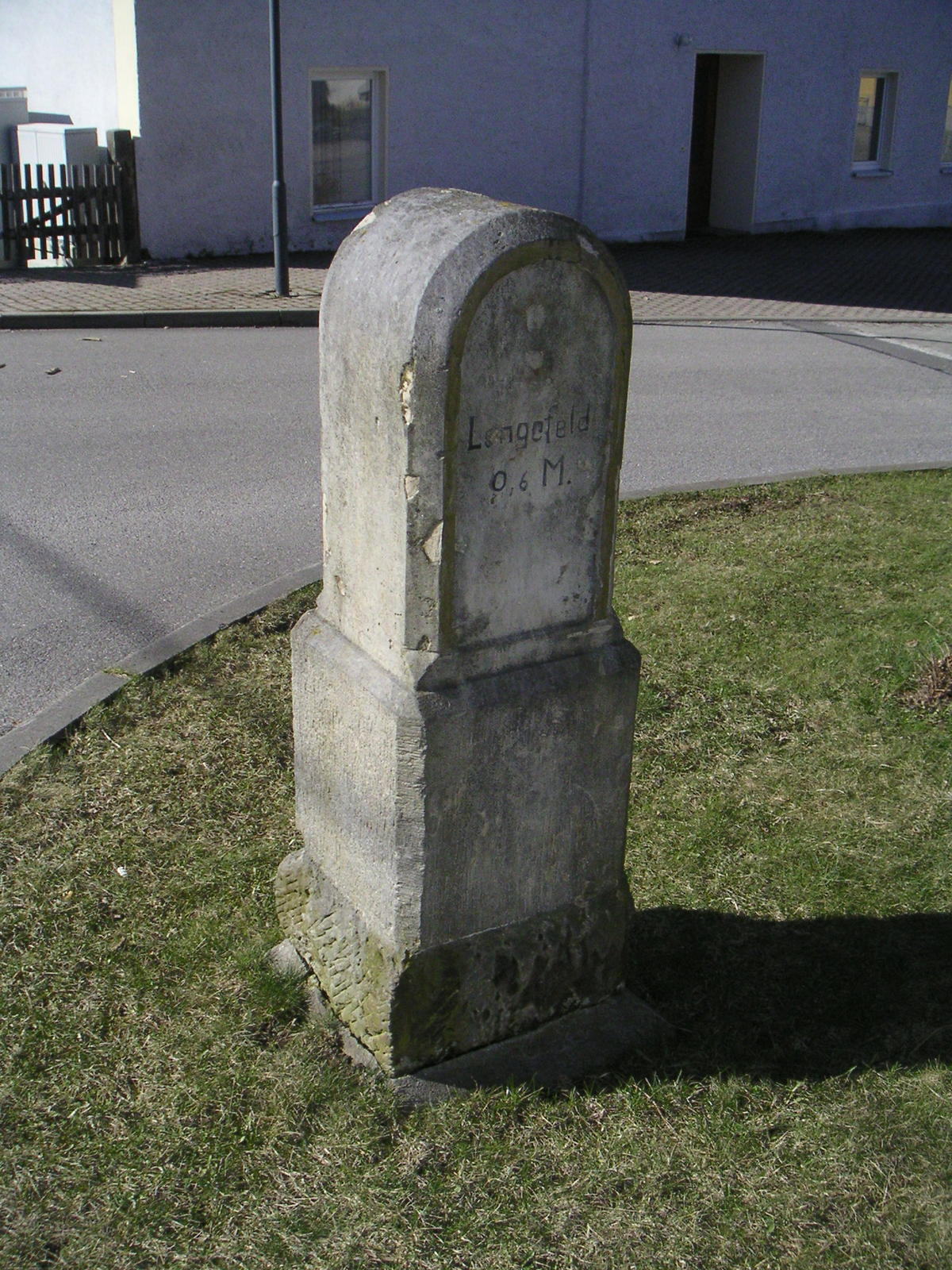
Ganzmeilenstein im OT Reifland
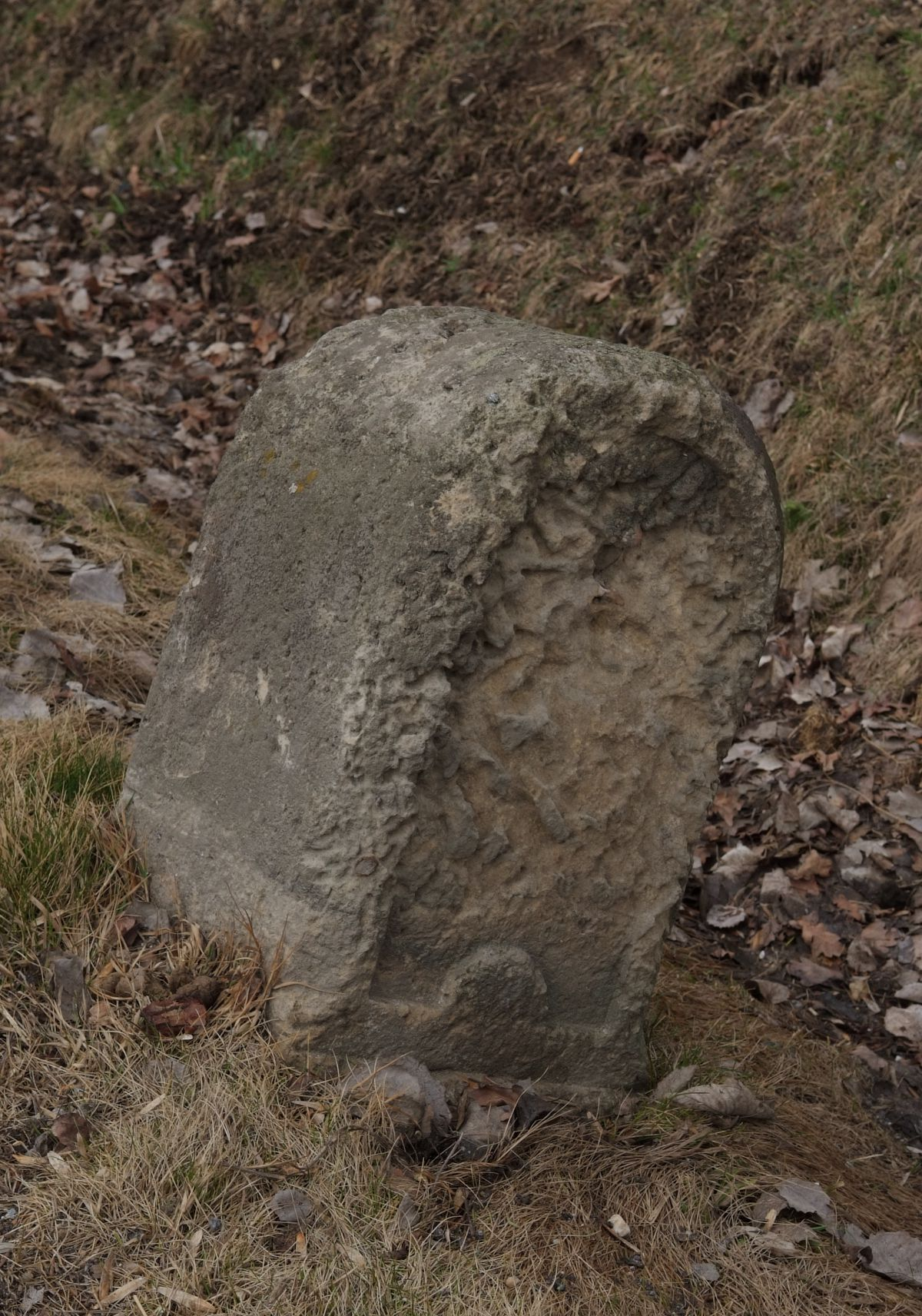
Halbmeilenstein im OT Wünschendorf
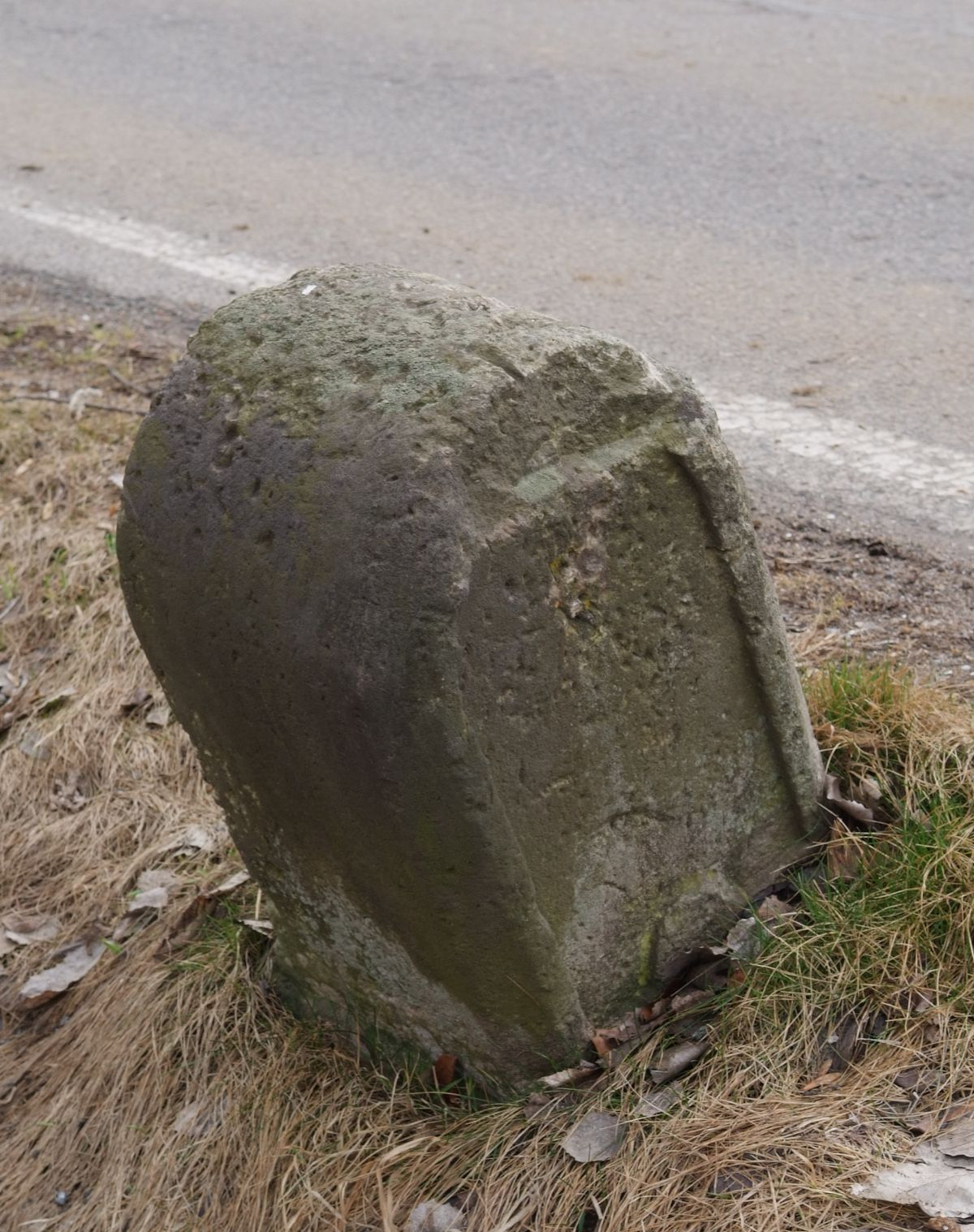
Halbmeilenstein im OT Wünschendorf
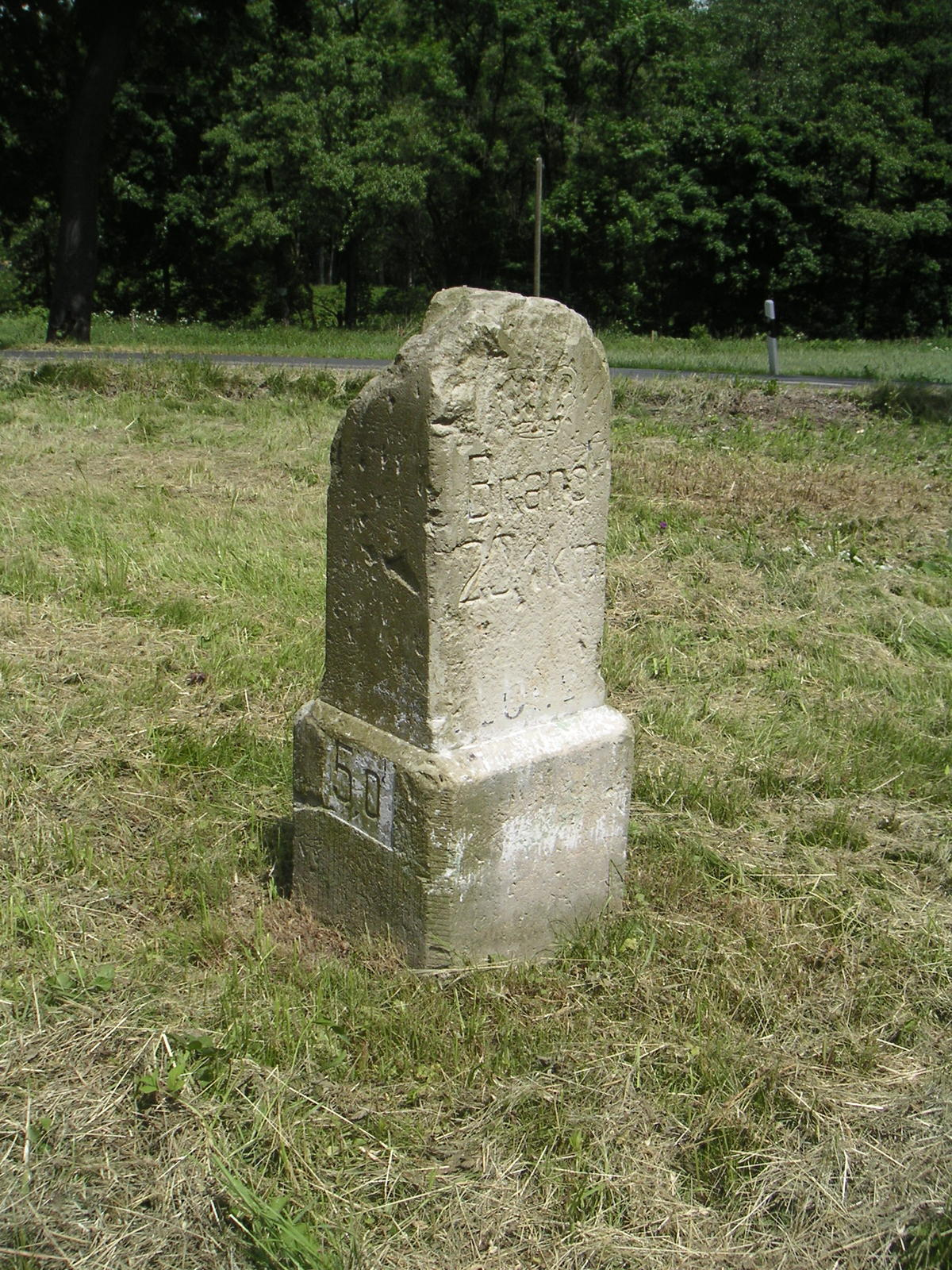
Überarbeiteter Ganzmeilenstein im OT Nennigmühle
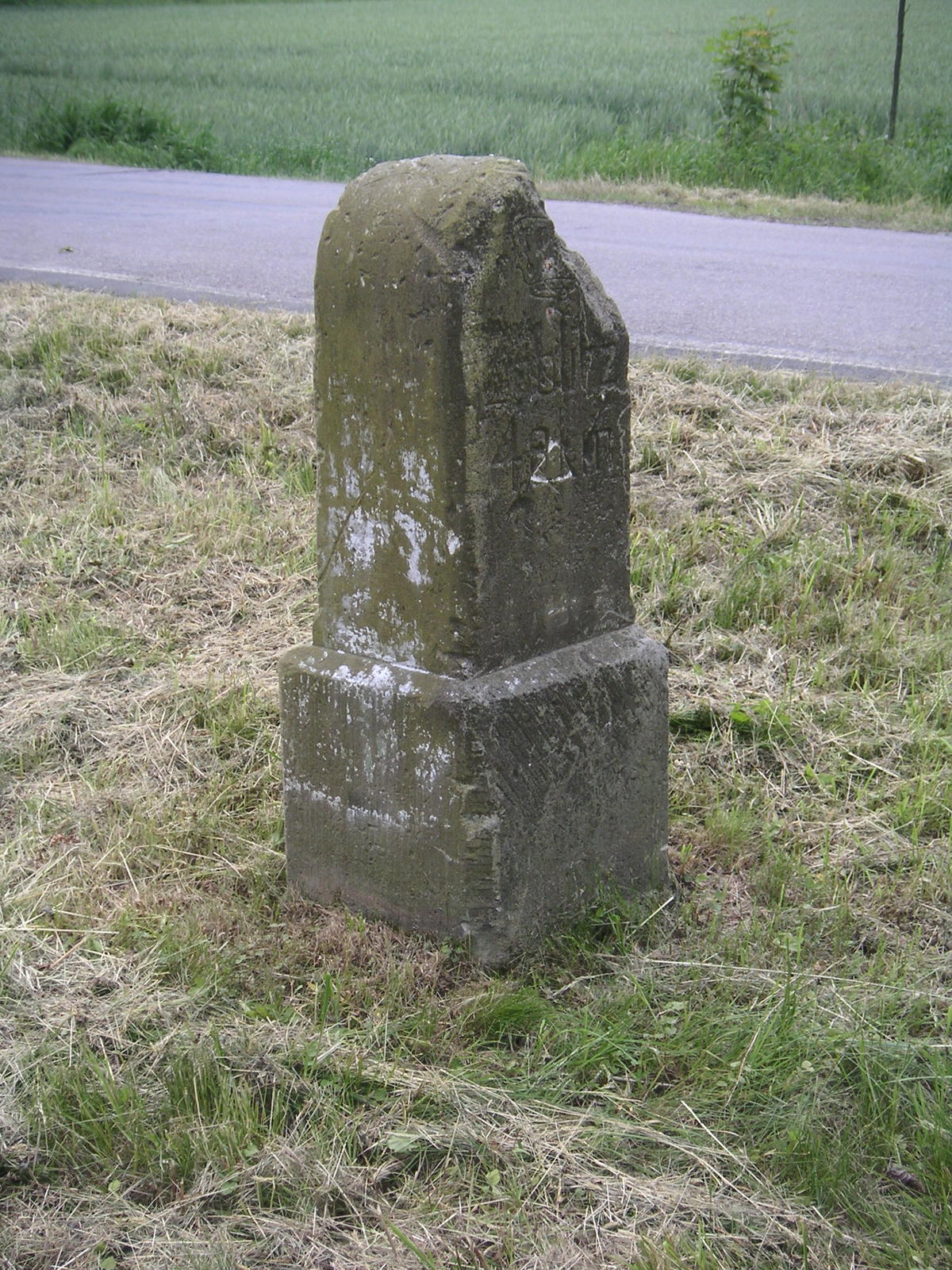
Überarbeiteter Ganzmeilenstein im OT Nennigmühle

### Radeburg
Radeburg
1. Abzweigstein mit Krone und Inschrift in der Dresdner Straße

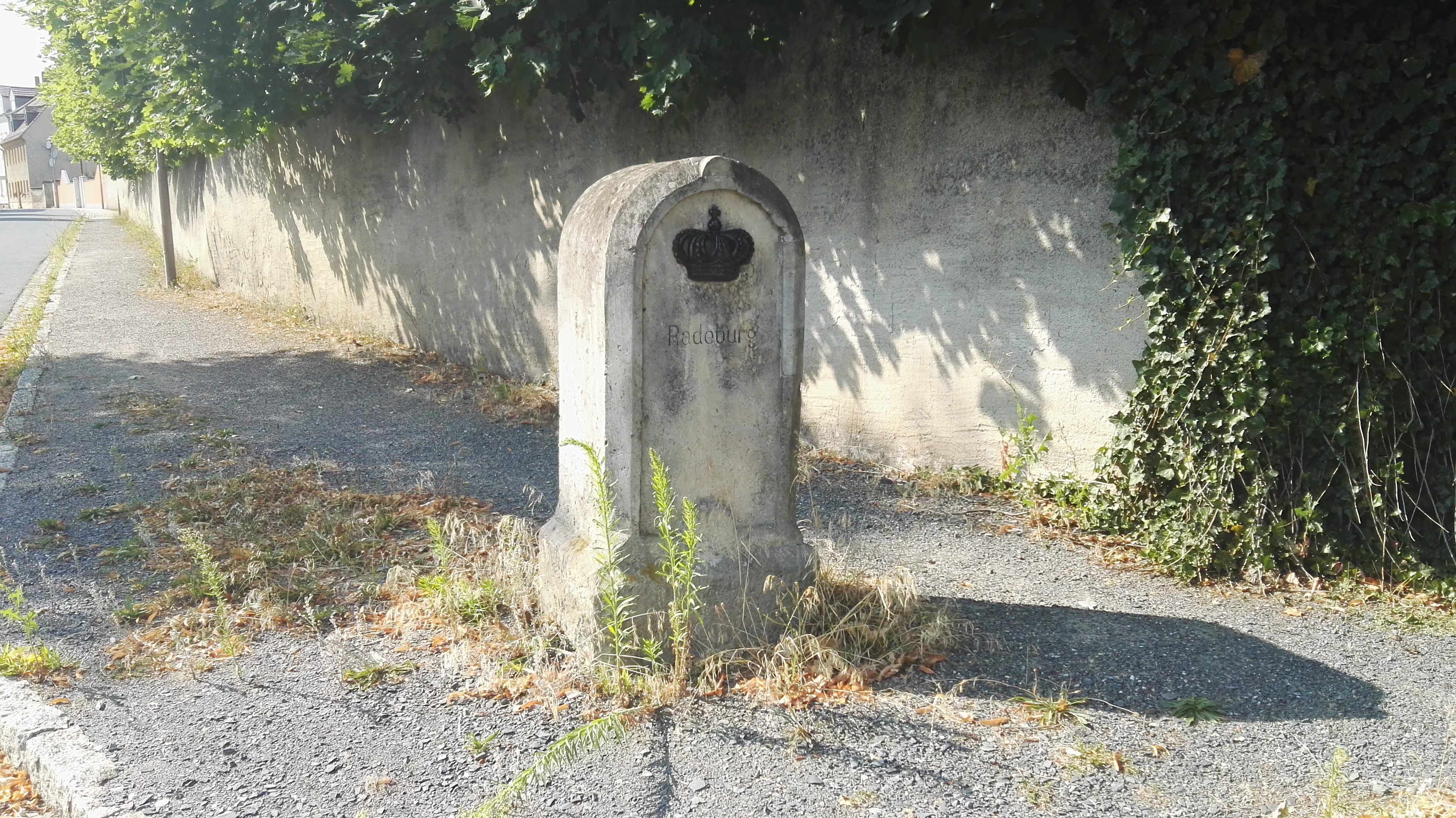
Abzweigstein
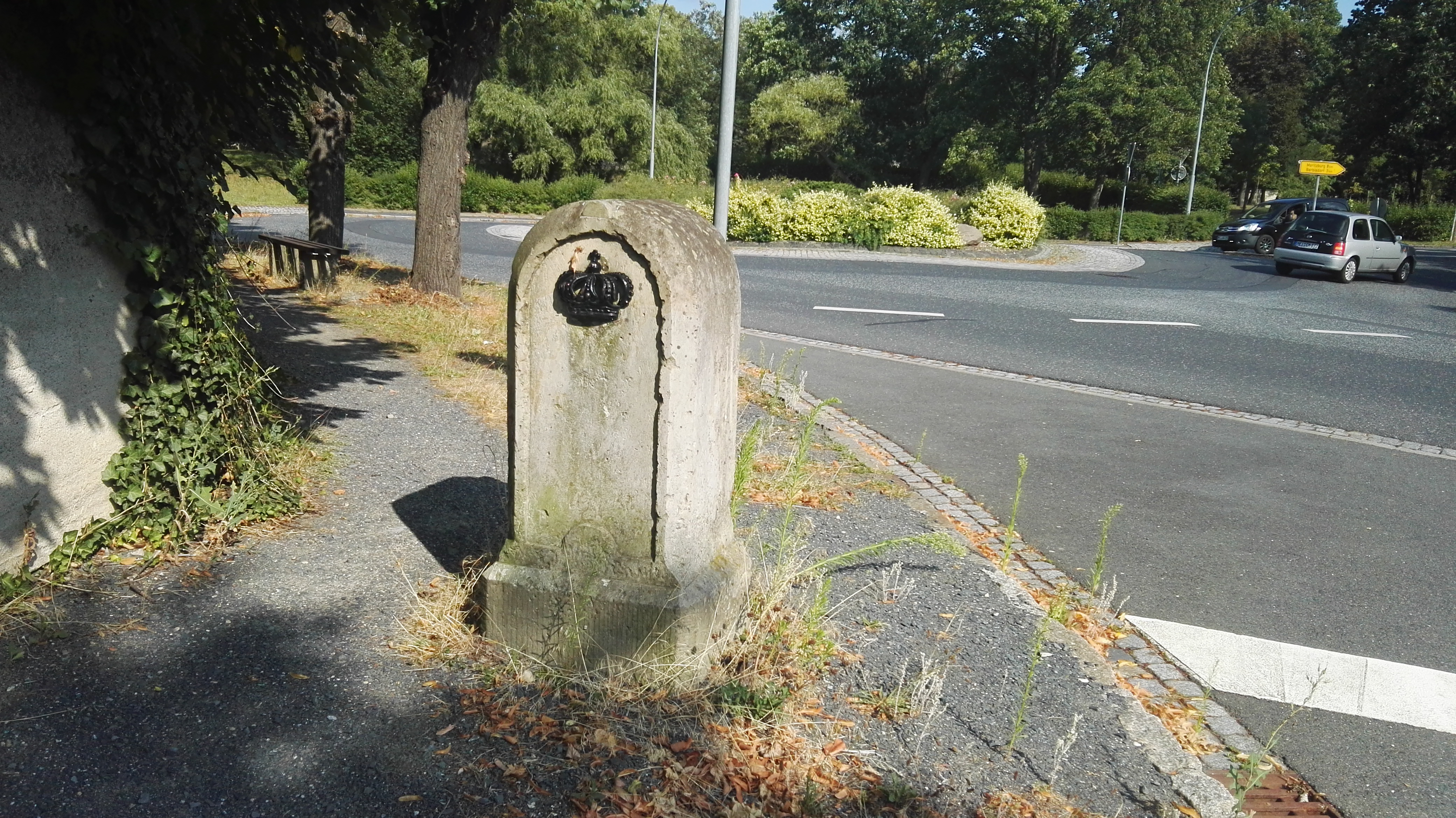
Abzweigstein

### Rechenberg-Bienenmühle
Rechenberg-Bienenmühle
1. umgearbeiteter / umgesetzter Halbmeilenstein von der Kammstraße bei Hermsdorf/Erzgeb. im OT Holzhau
2. originaler Ganzmeilenstein an der Kalkstraße im Holzhauer Forst (Töpferwald)
3. zum Wegweiser umgearbeiteter Halbmeilenstein von der Obergebirgischen Poststraße im OT Rechenberg-Bienenmühle

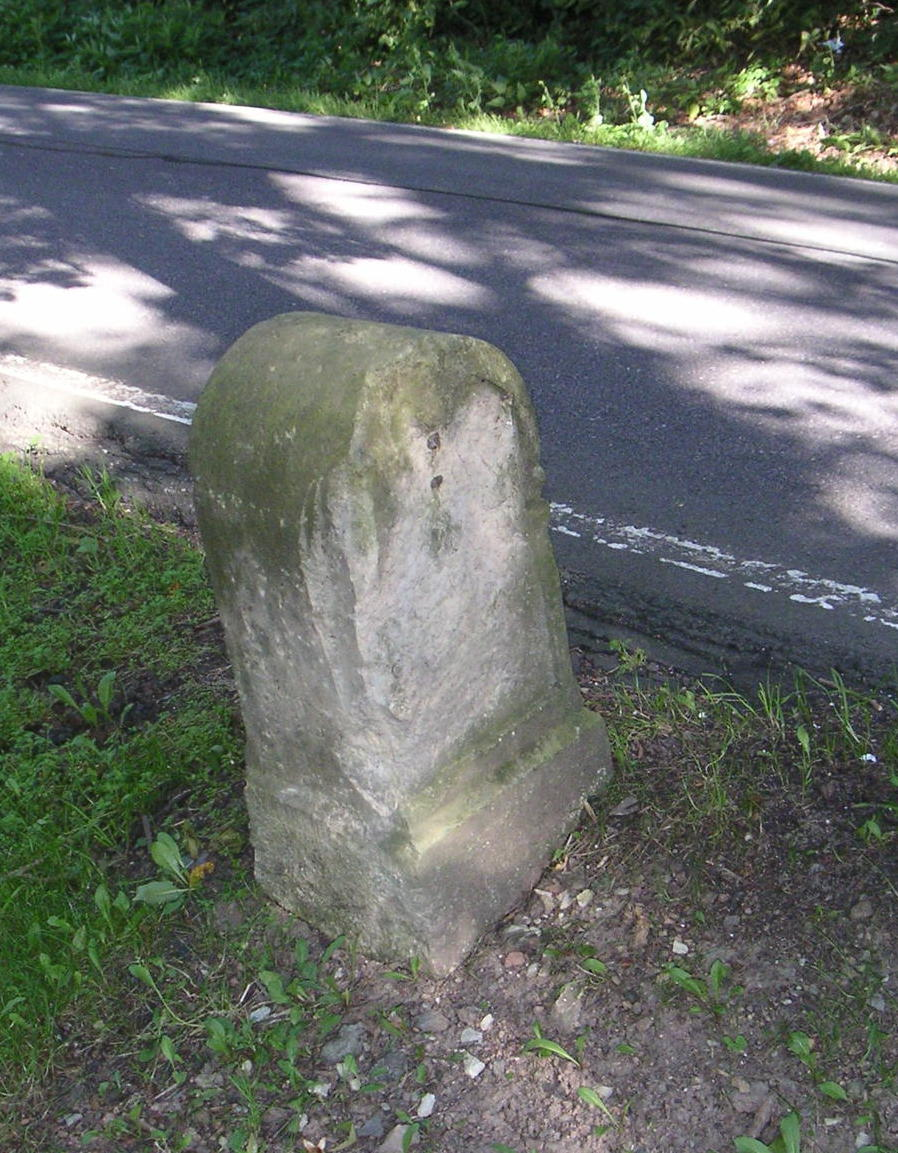
Halbmeilenstein in Holzhau
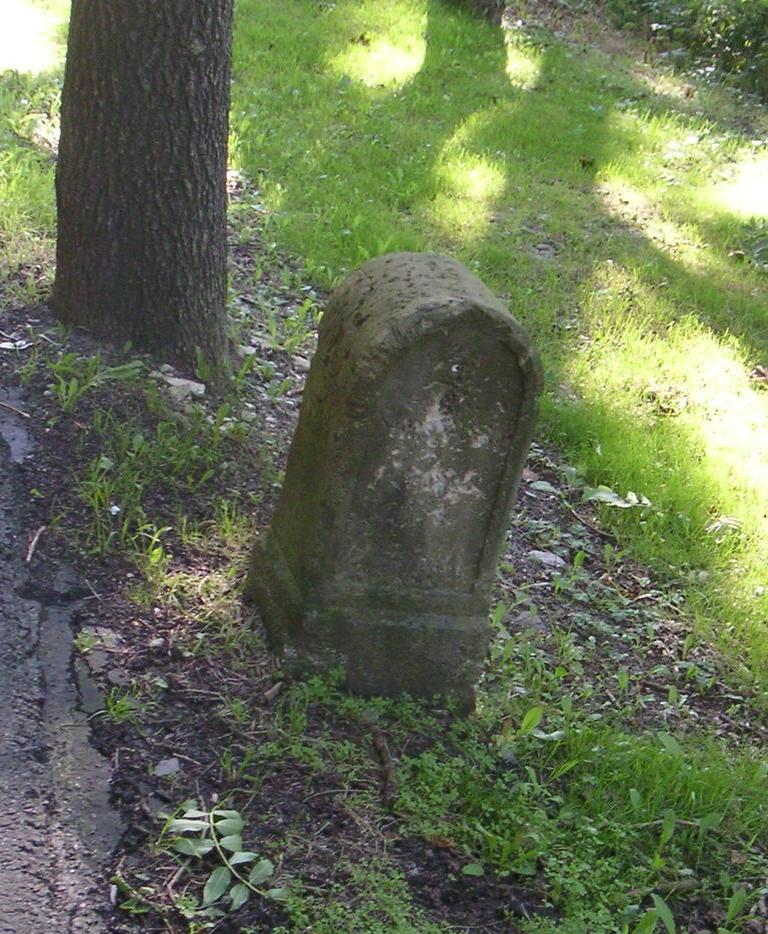
Halbmeilenstein in Holzhau
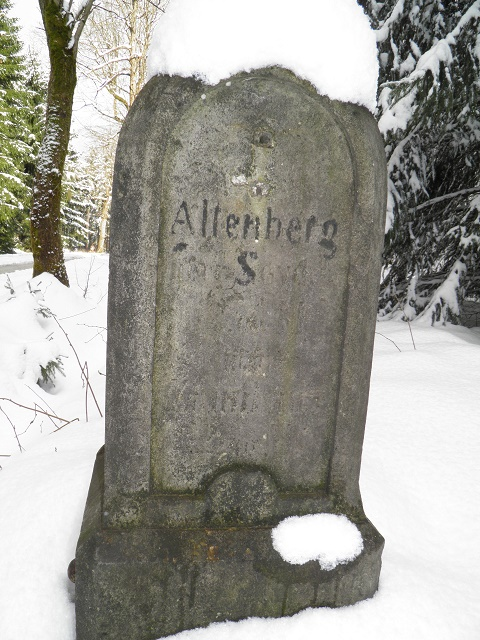
Ganzmeilenstein im Holzhauer Forst (Kalkstr. / Töpferwald)
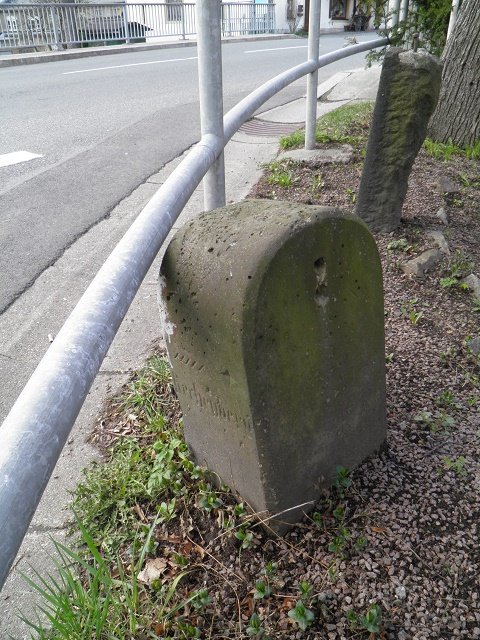
Halbmeilenstein in Rechenberg-Bienenmühle

### Reinsdorf
Reinsdorf: Ganzmeilenstein an der S 283 im OT Friedrichsgrün

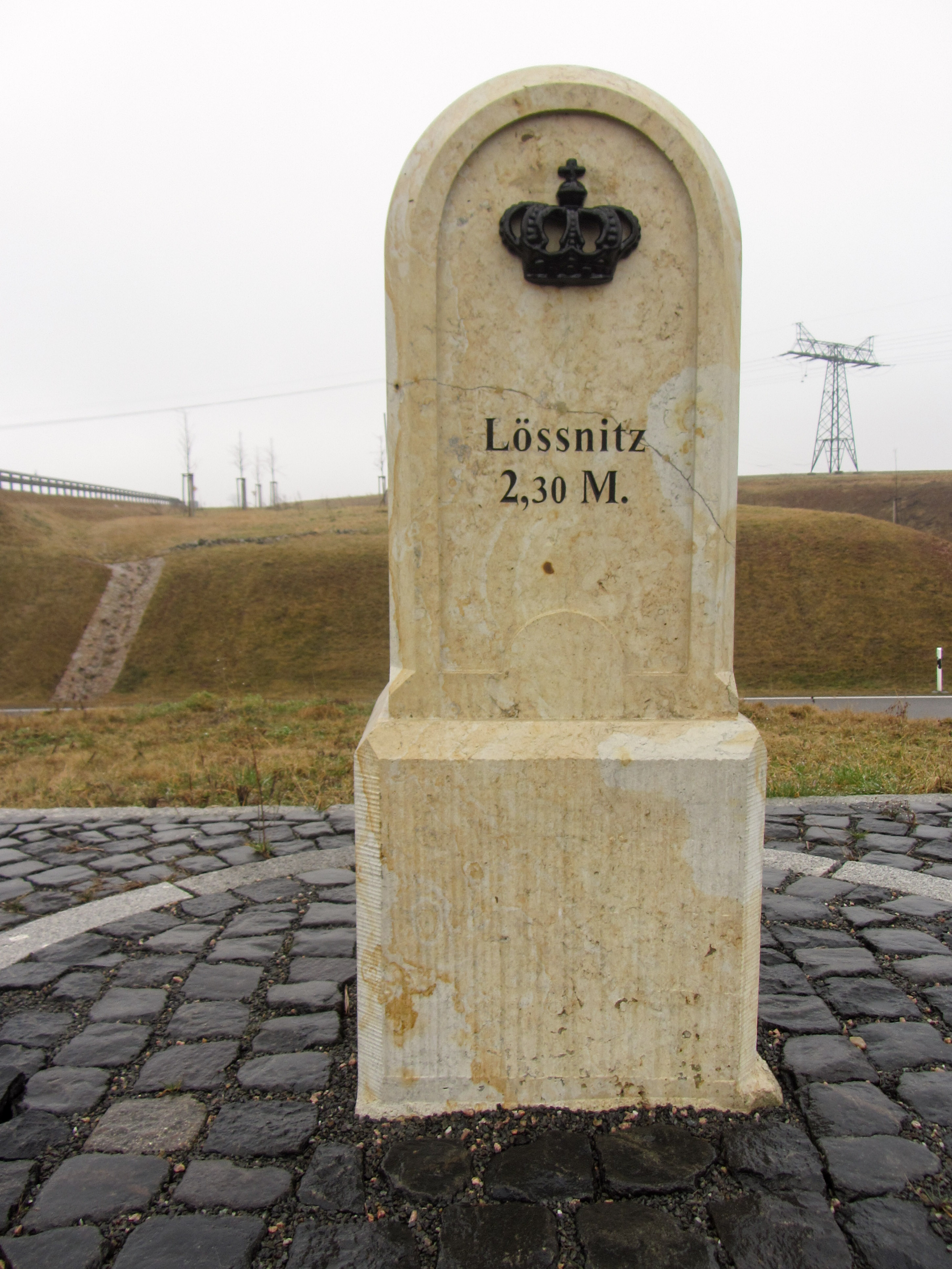
Ganzmeilenstein an der S 283

### Riesa
Riesa: Halbmeilenstein an der K 8561

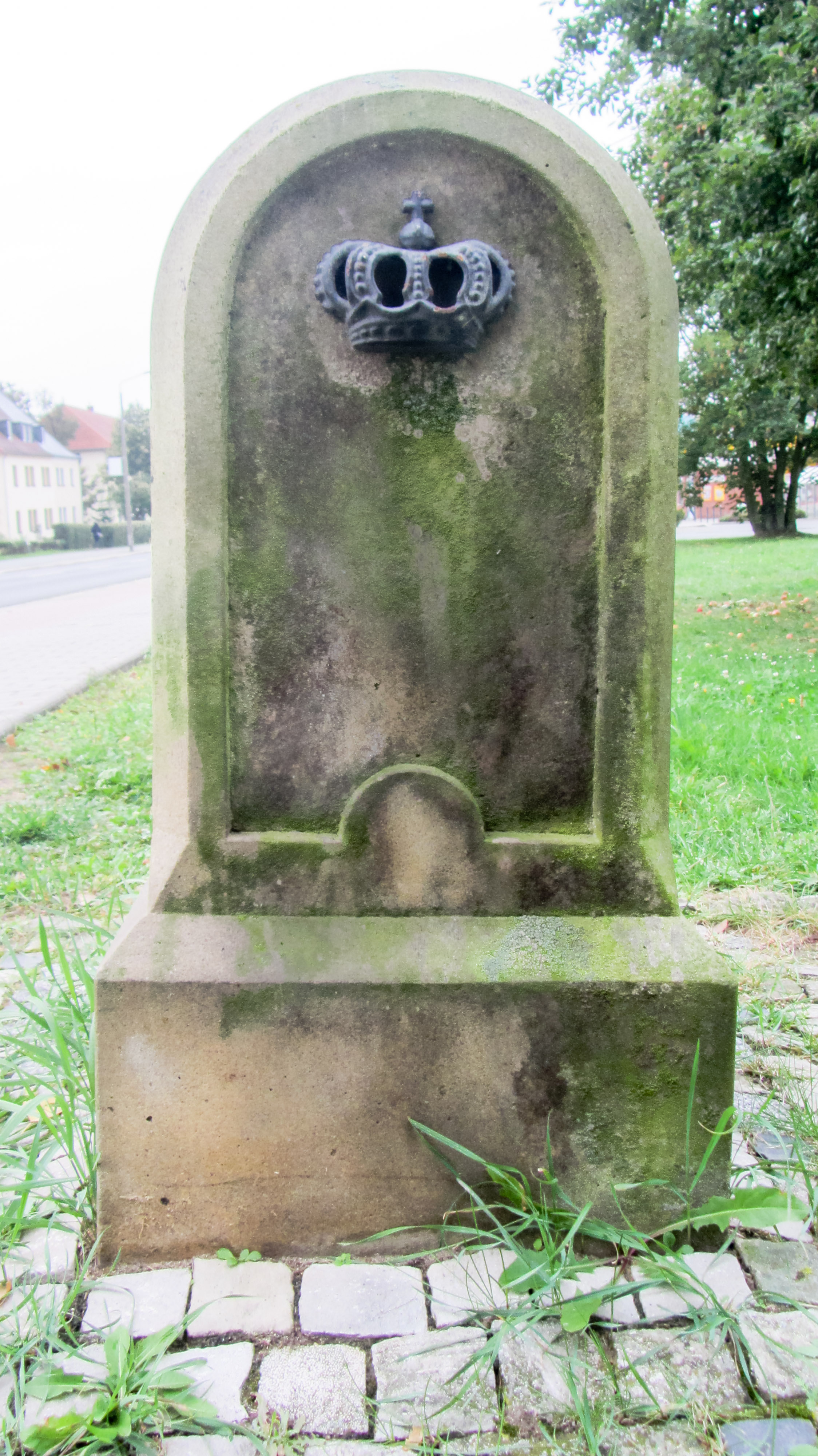
Halbmeilenstein in Riesa
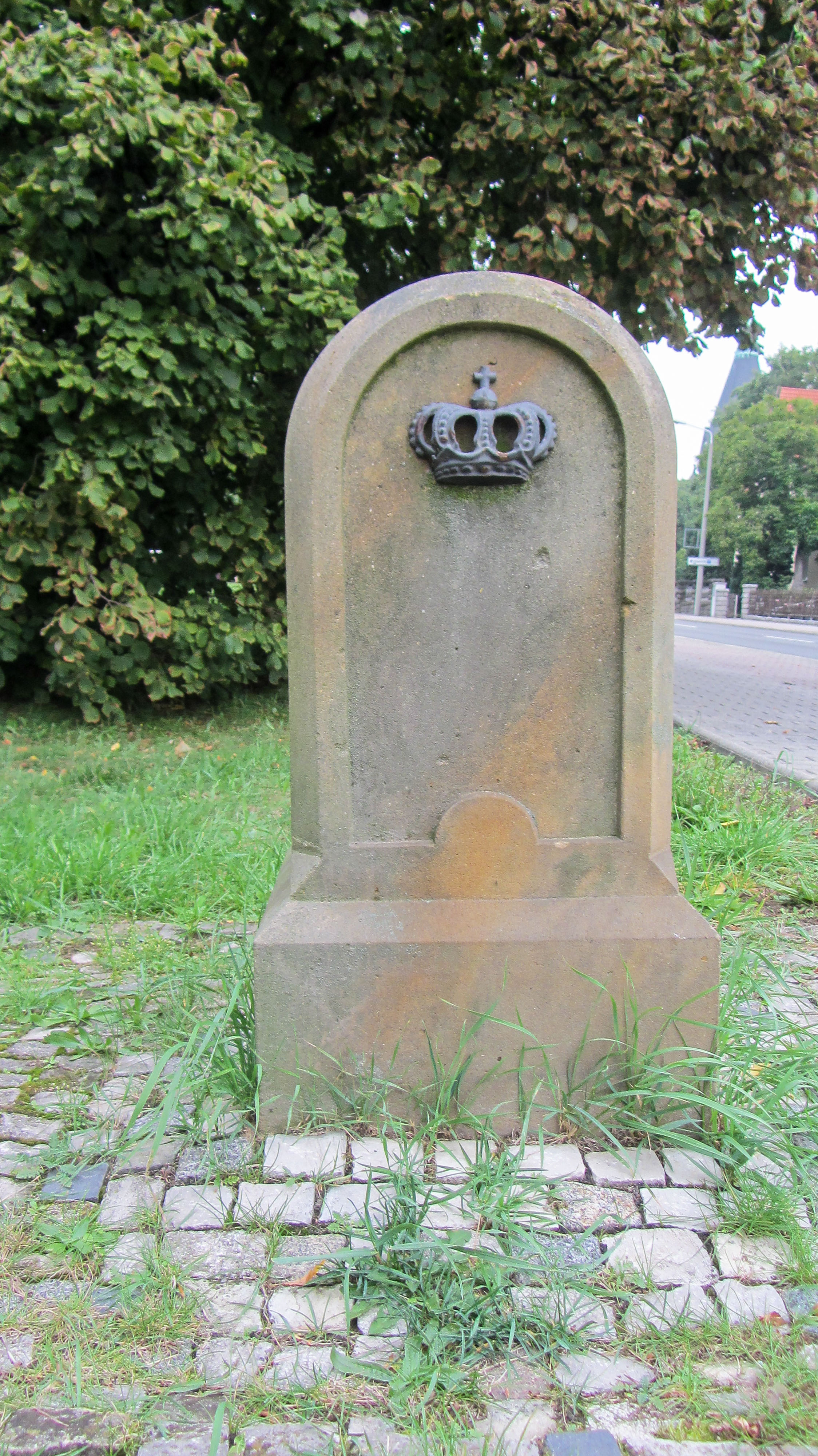
Halbmeilenstein in Riesa
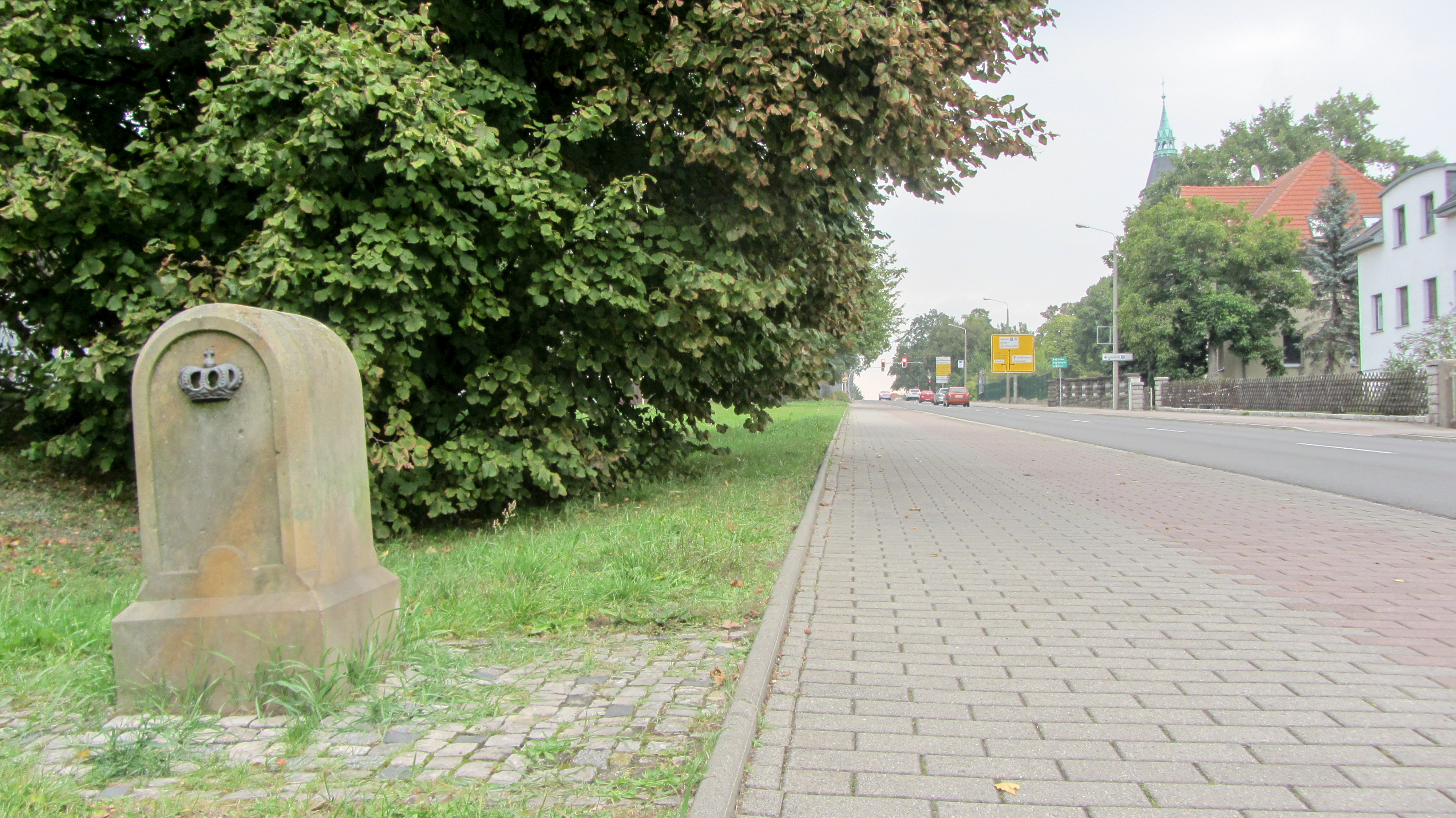
Halbmeilenstein in Riesa

### Rochlitz
Rochlitz: Ganzmeilenstein, um 1900 zum Kilometerstein umgearbeitet und an die Muldenbrücke versetzt. 2008 im Auftrag des Rochlitzer Geschichtsvereines restauriert und unweit des Fundortes neu errichtet.

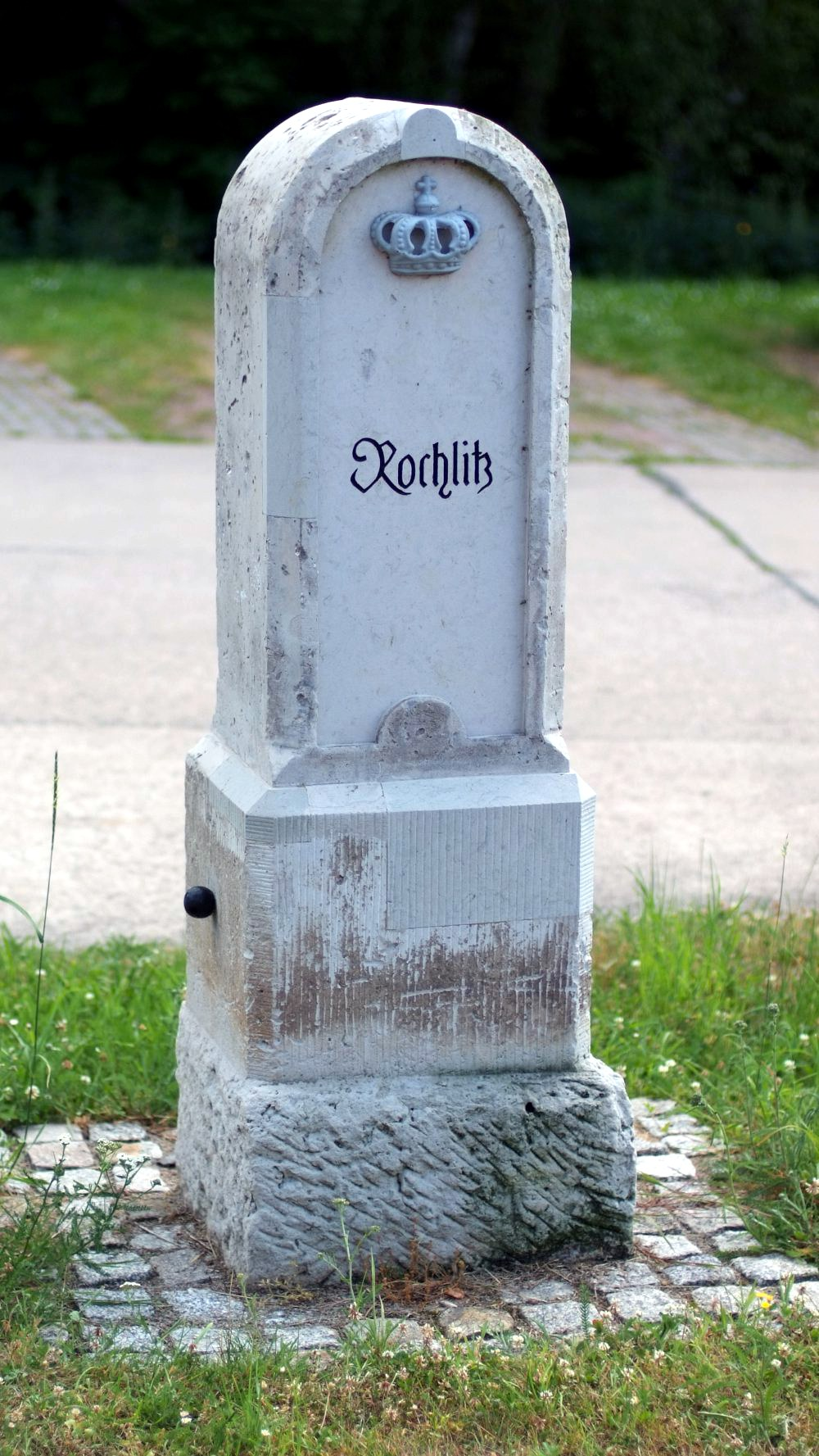
Meilenstein an der B 175 in Rochlitz
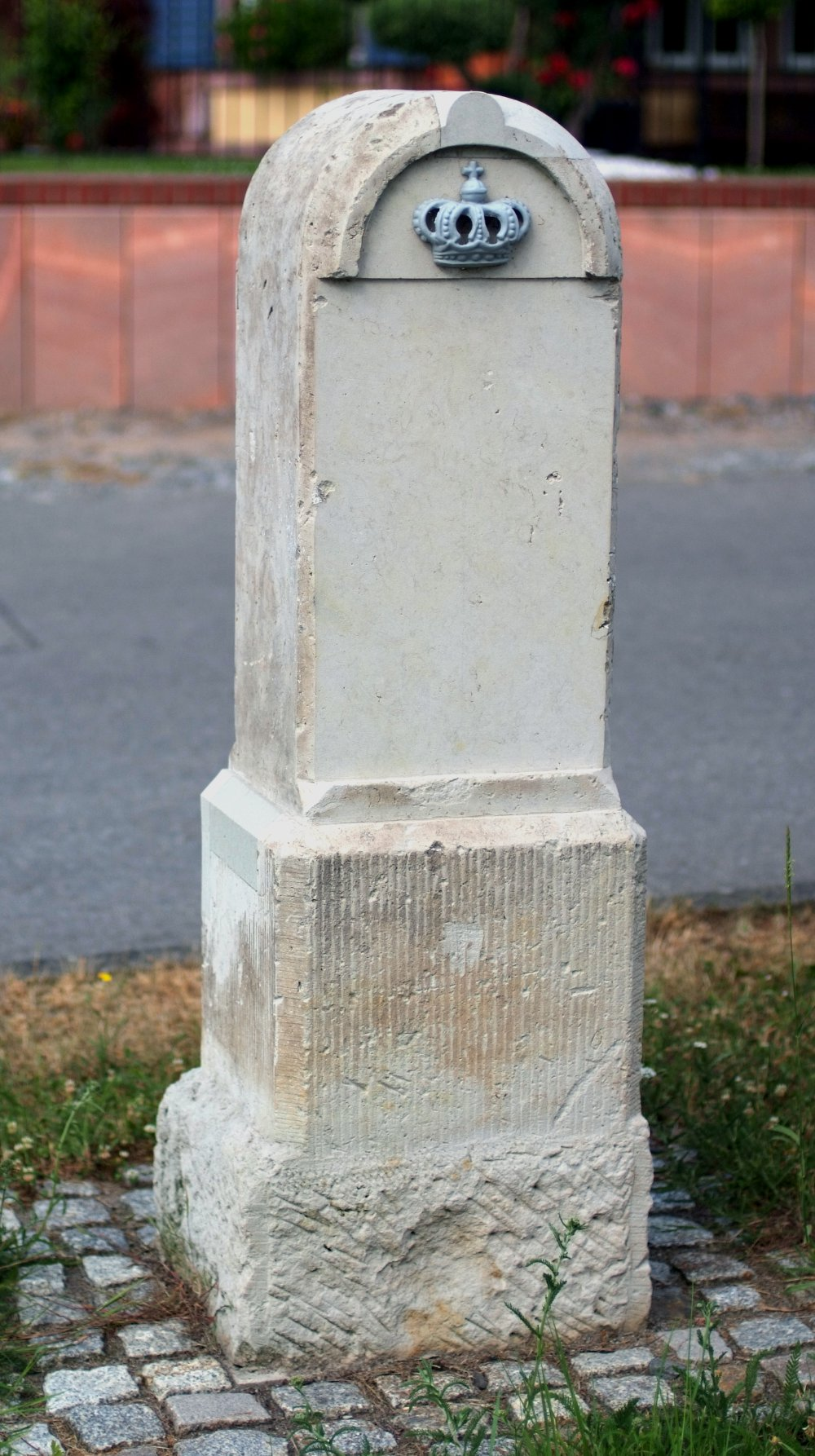
Meilenstein an der B 175 in Rochlitz

### Rosenbach/Vogtl.
Rosenbach/Vogtl.: Stationsstein an der B 282 im OT Mehltheuer

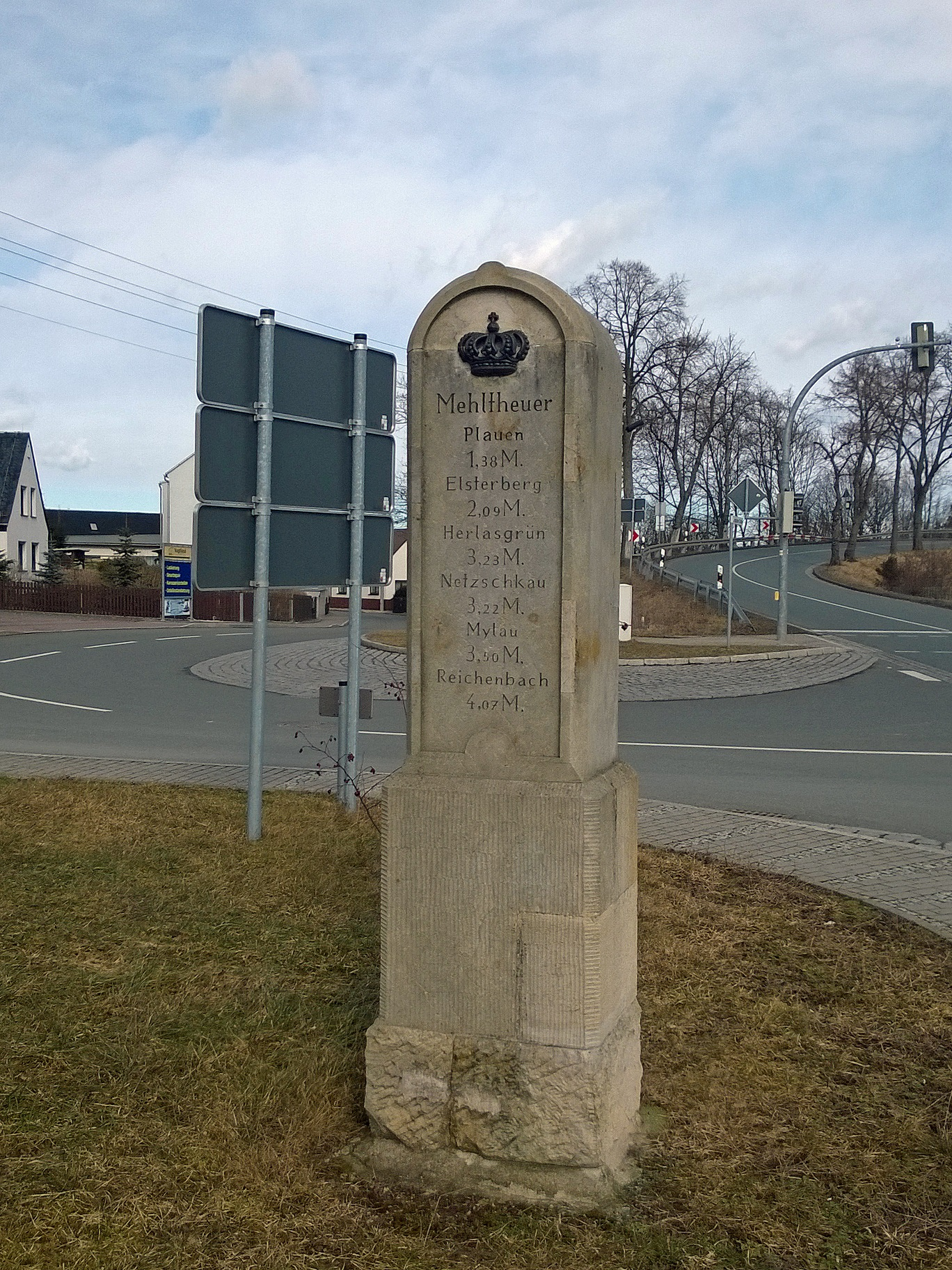
Stationsstein in Mehltheuer
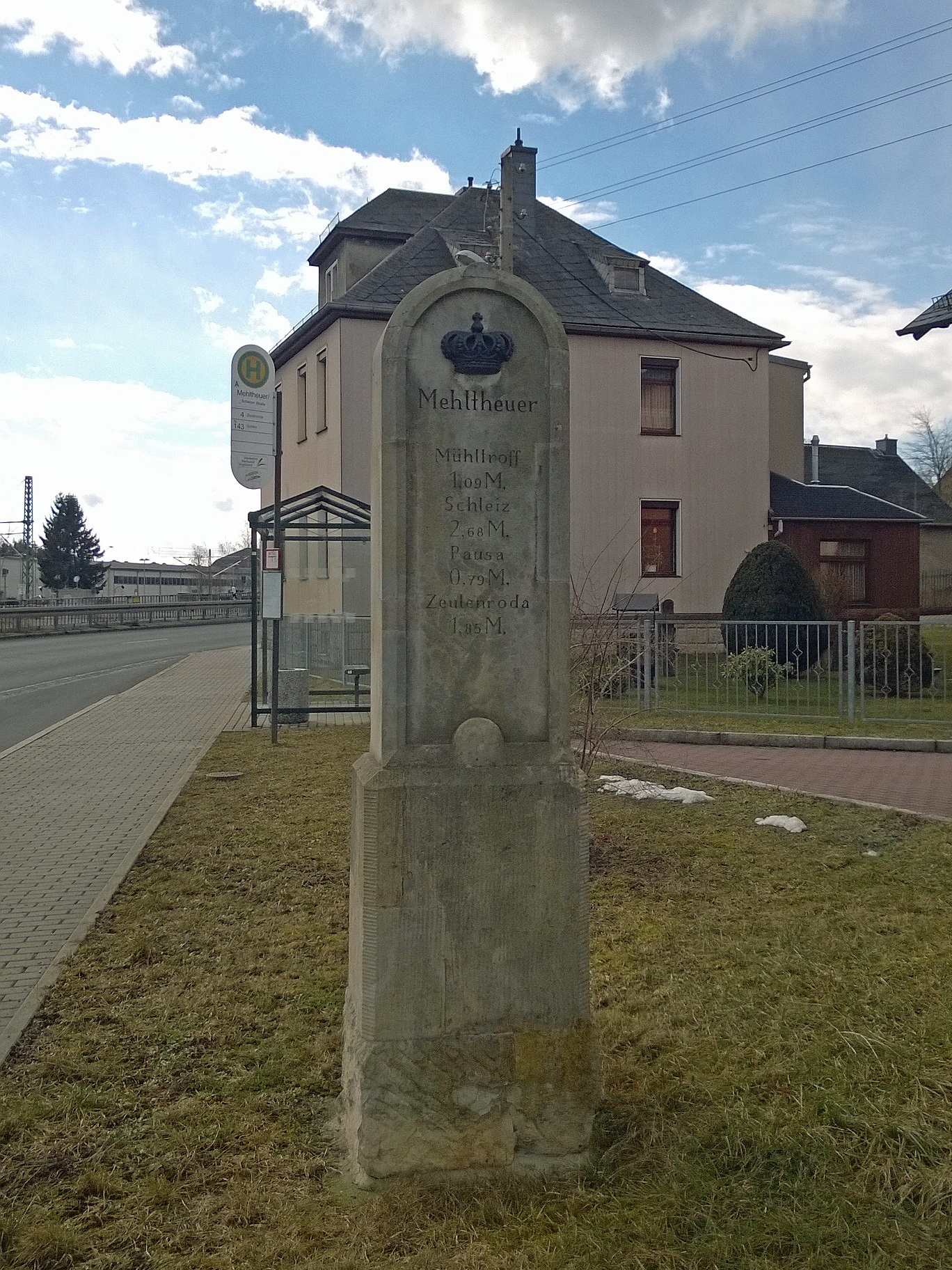
Stationsstein in Mehltheuer

### Rosenthal-Bielatal
Rosenthal-Bielatal: im OT Raum Halbmeilenstein an der Straßenkreuzung vor dem Gasthof, seit dem Jahr 2022 offenbar nach Beschädigung nicht mehr existent, Sockel noch vorhanden

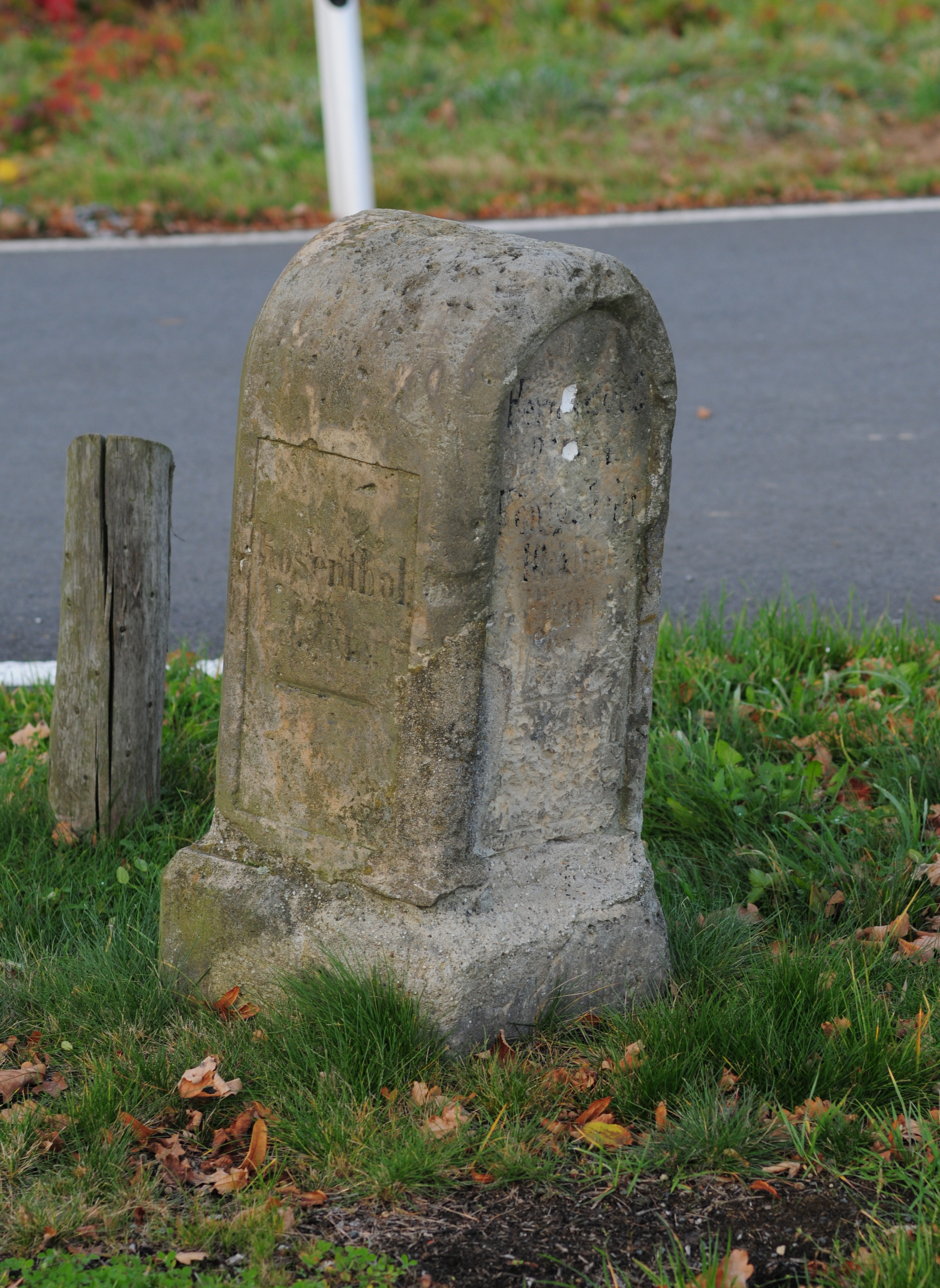
Halbmeilenstein Raum (2020)
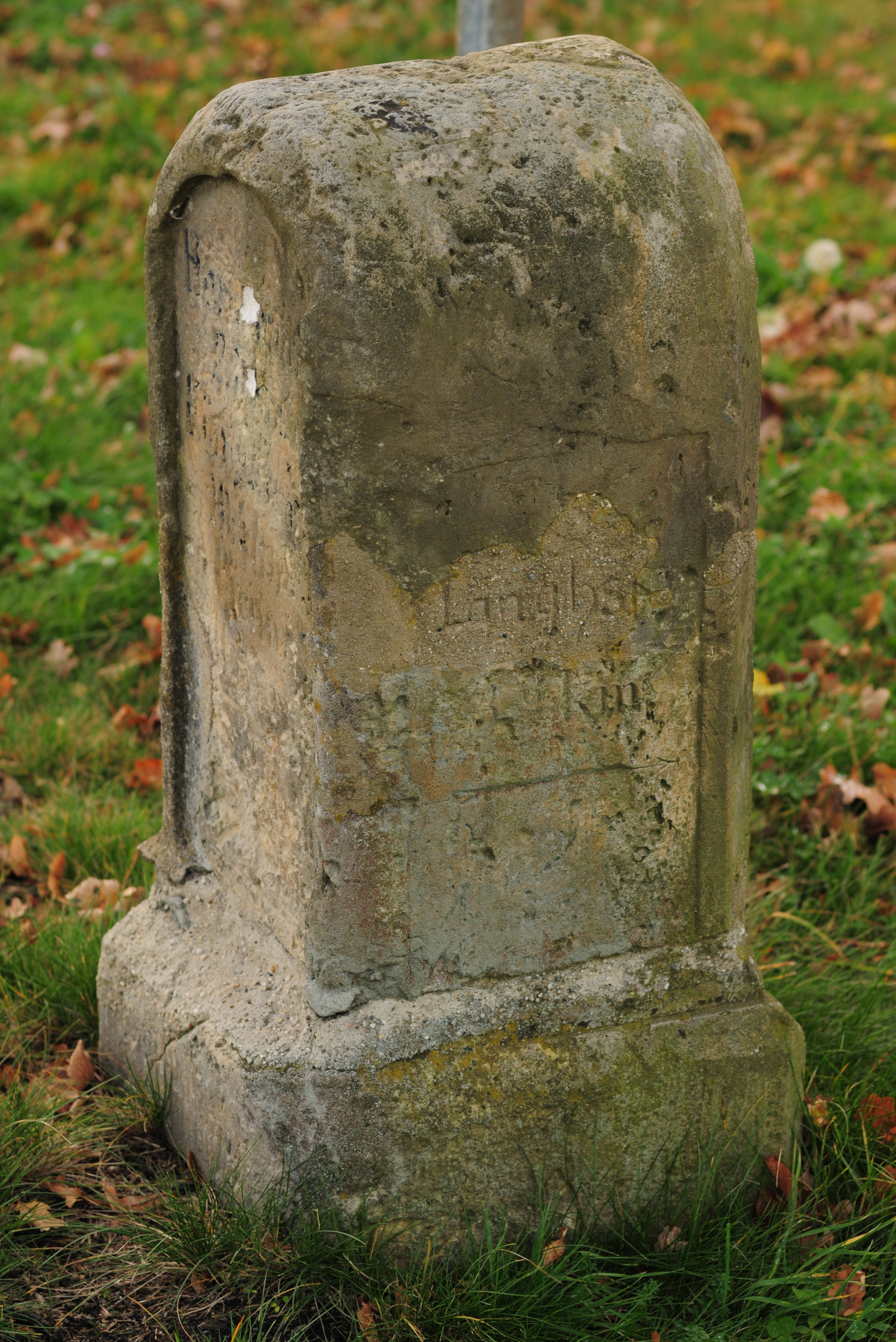
Halbmeilenstein Raum (2020)
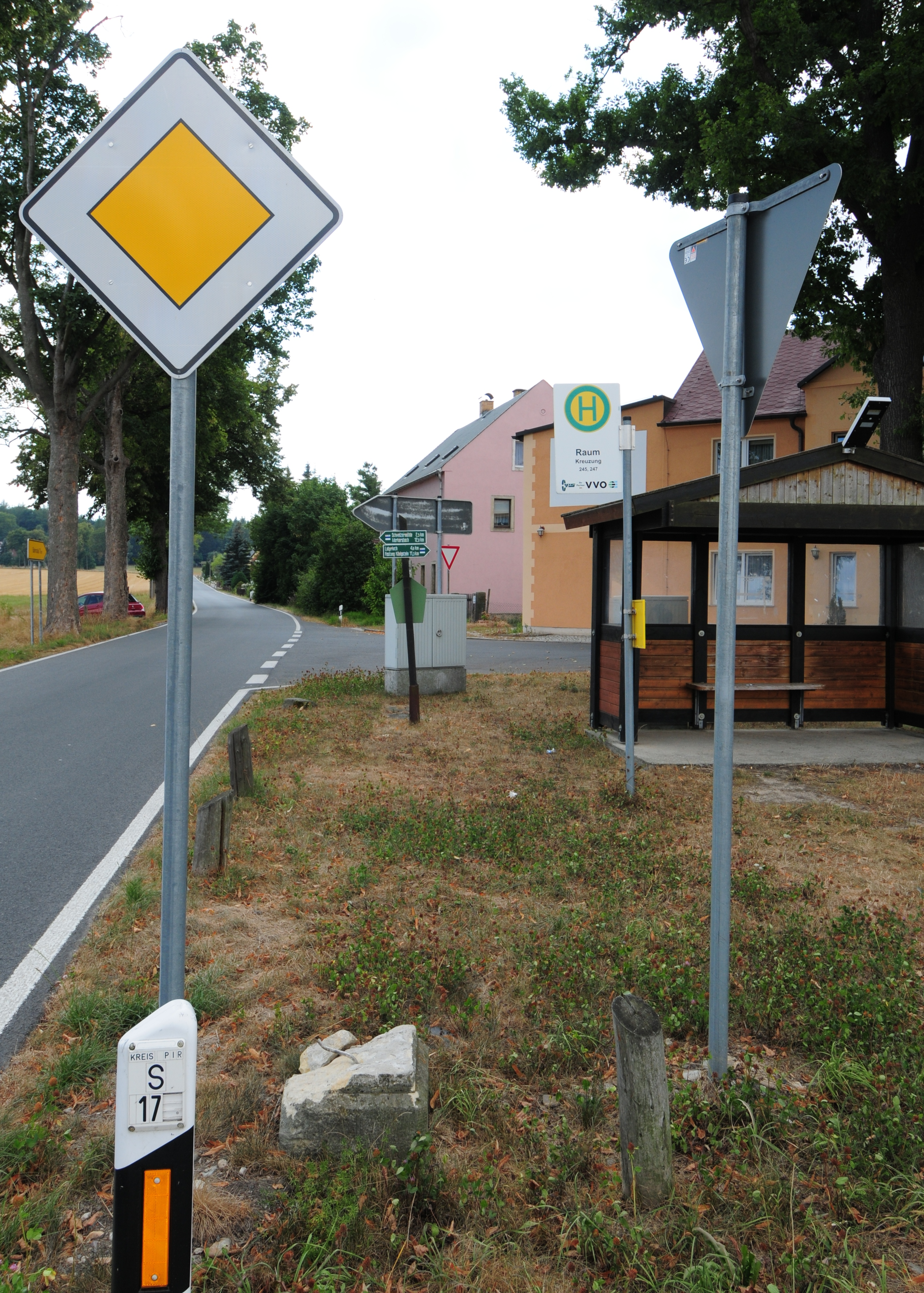
Sockel des Halbmeilenstein Raum (2022)

### Rossau (Sachsen)
Rossau (Sachsen) Ganzmeilenstein beim OT Seifersbach an der S 201 von Rossau nach Mittweida

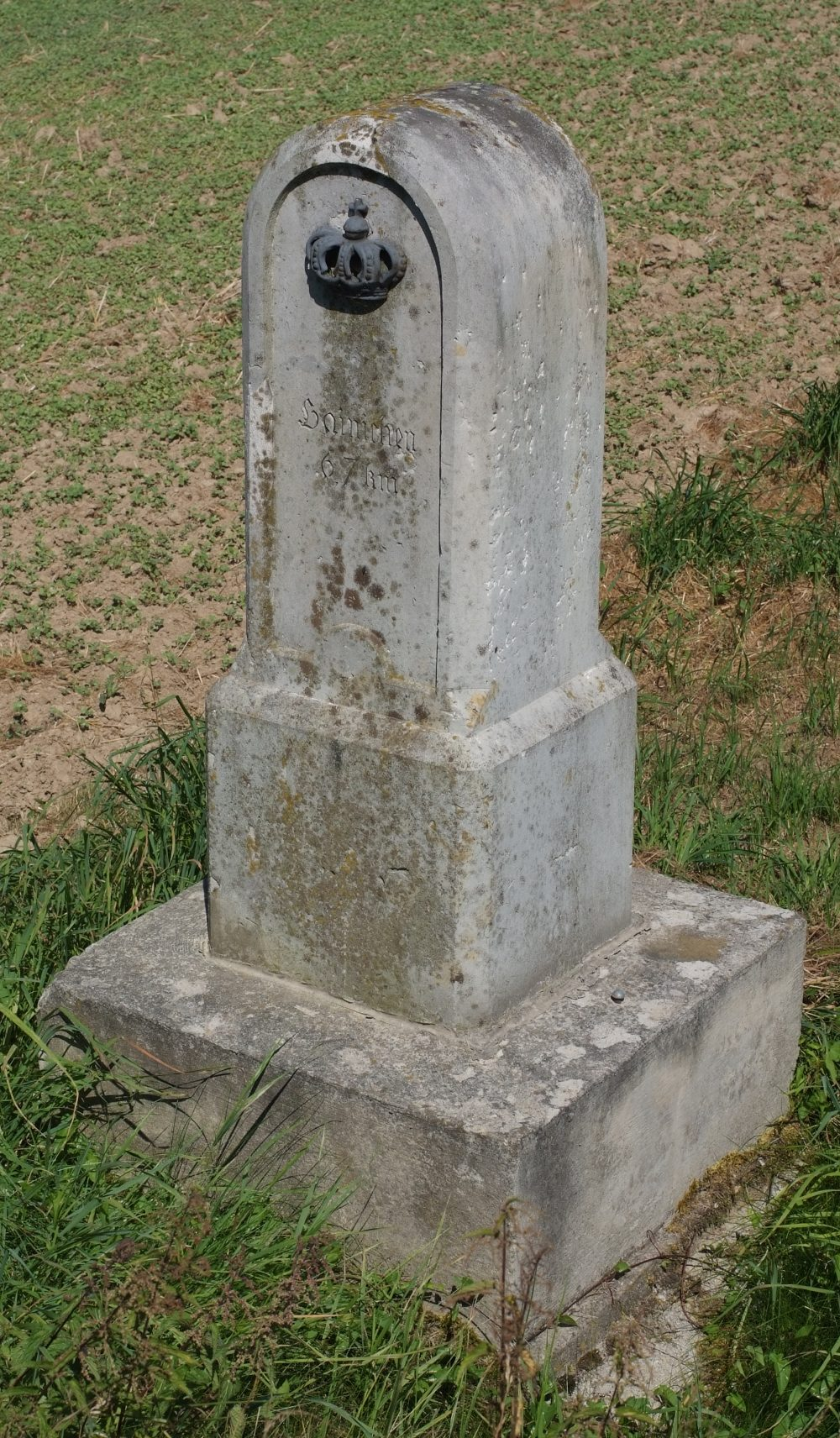
Ganzmeilenstein an der S 201
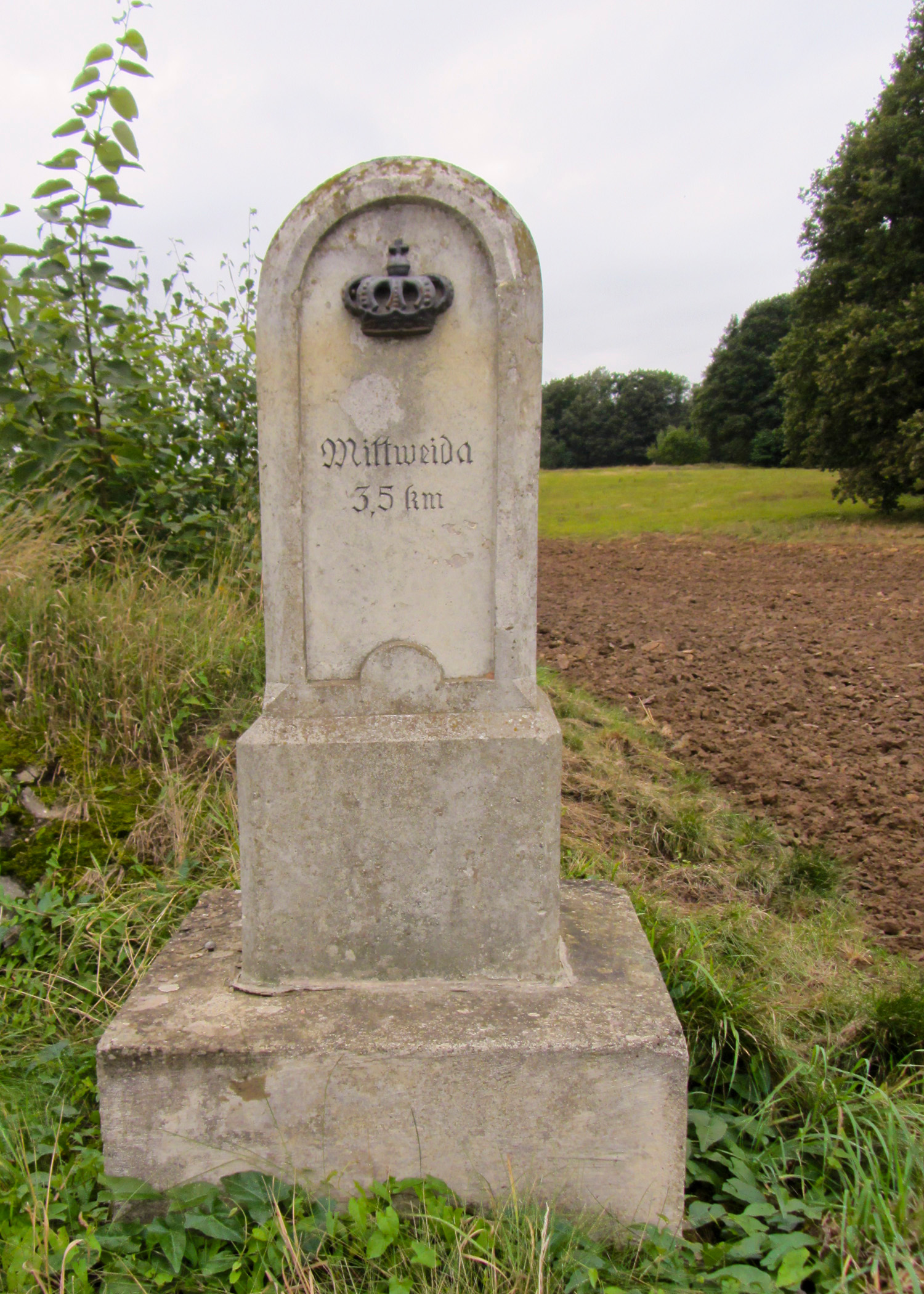
Ganzmeilenstein an der S 201

### Rötha
Rötha Stationsstein in der Marienstraße

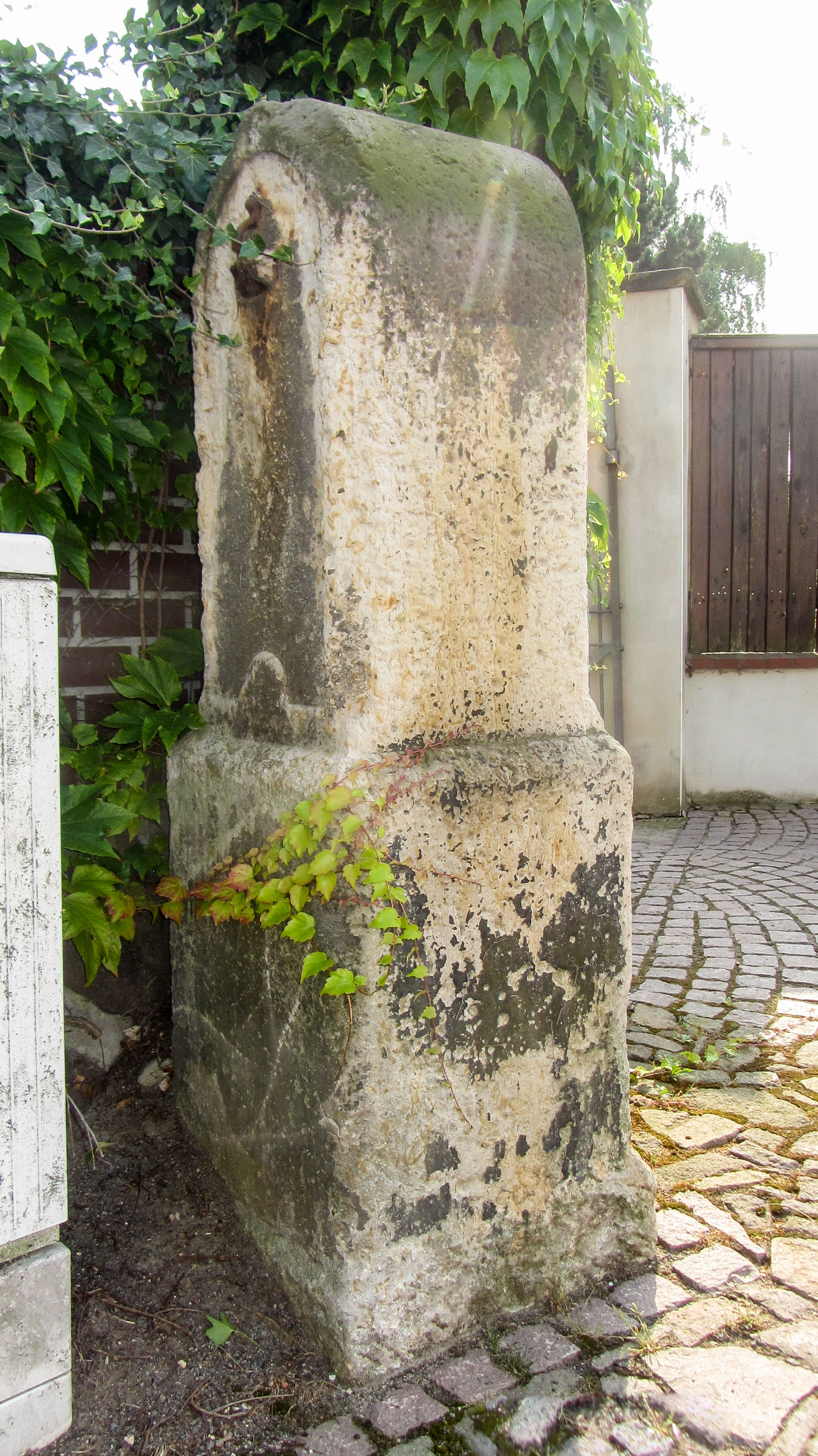
Stationsstein in Rötha
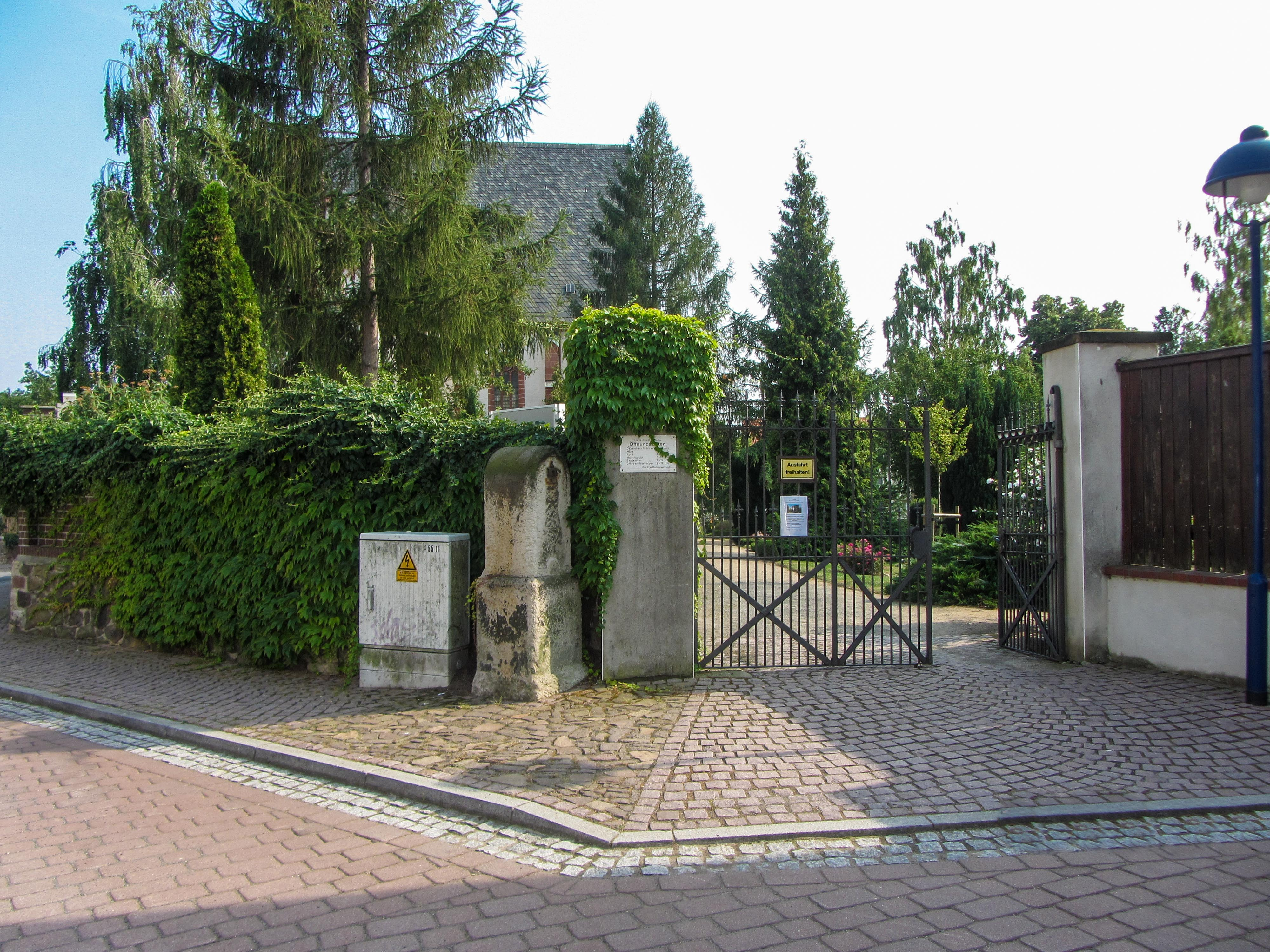
Stationsstein in Rötha

### Sayda
Sayda
1. rekonstruierter Stationsstein neben dem Museum Hospital an der B 171 (N50°42.594 E013°25.526), zeitweise als Kilometerstein im OT Friedebach
2. überarbeiteter Abzweigstein an der B 171 in der Teichstadt

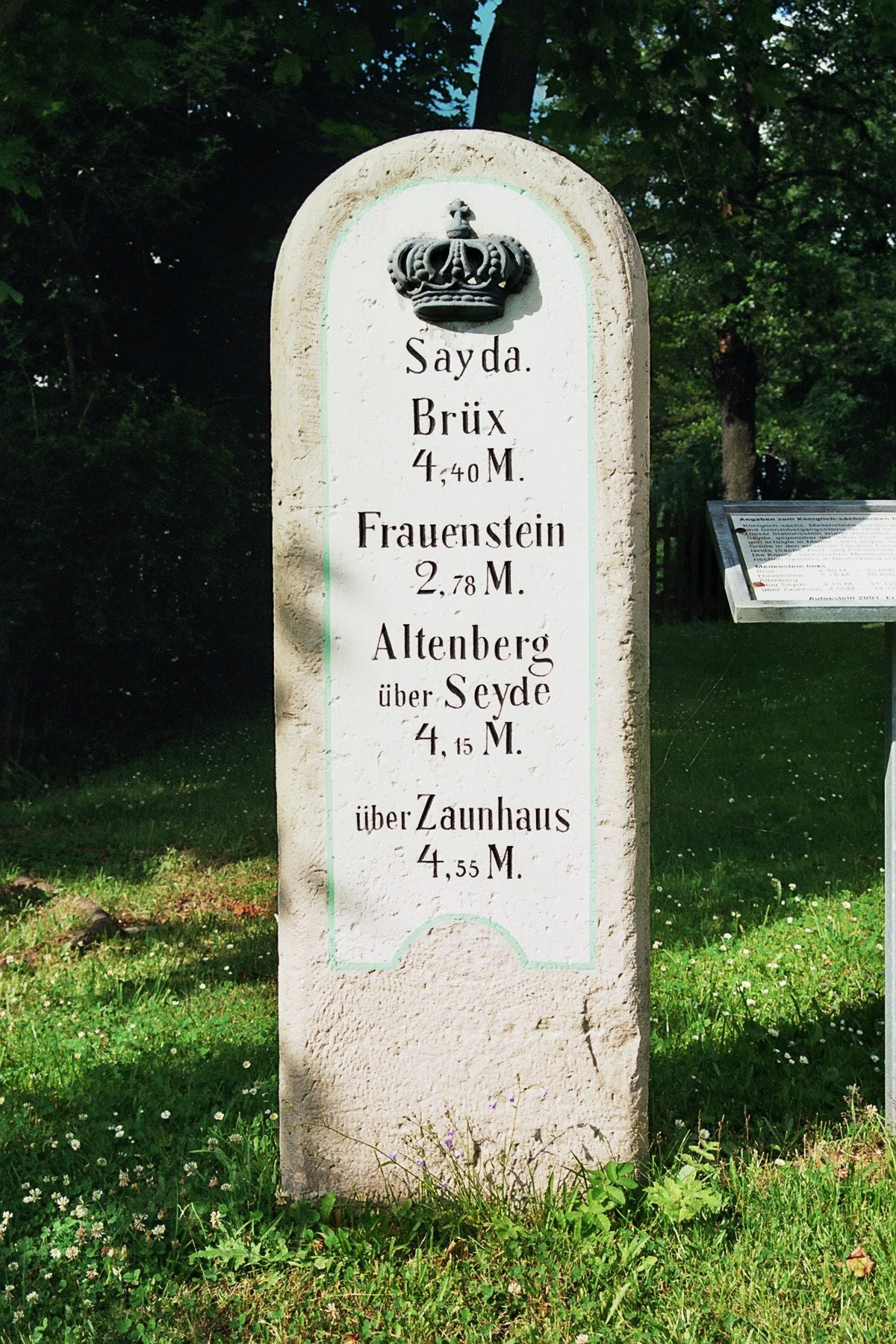
Stationsstein neben dem Hospital
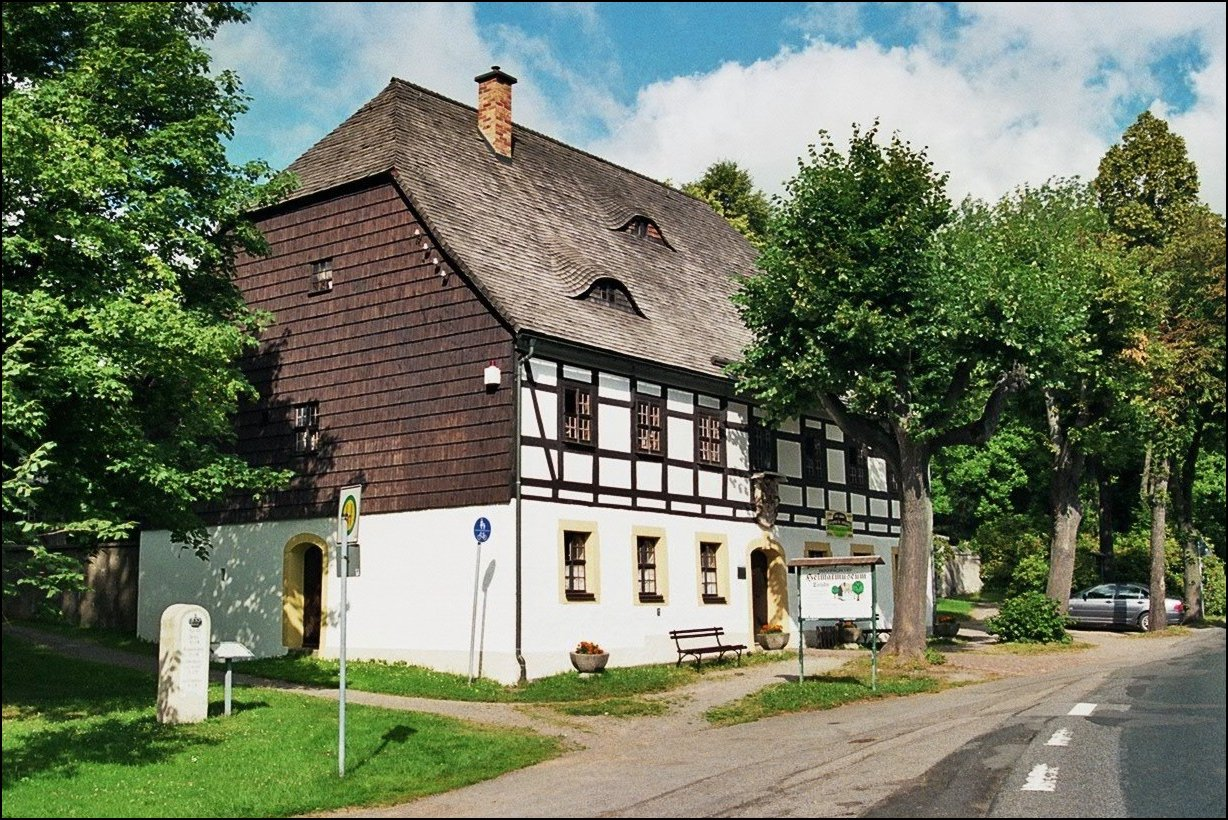
Stationsstein neben dem Hospital

### Scheibenberg
Scheibenberg
1. Stationsstein am Ortsausgang Richtung Oberscheibe
2. Ganzmeilenstein an der B 101, Richtung Schlettau
3. Ganzmeilenstein an der Elterleiner Straße
4. Halbmeilenstein an der B 101, zwischen Oberscheibe und Scheibenberg

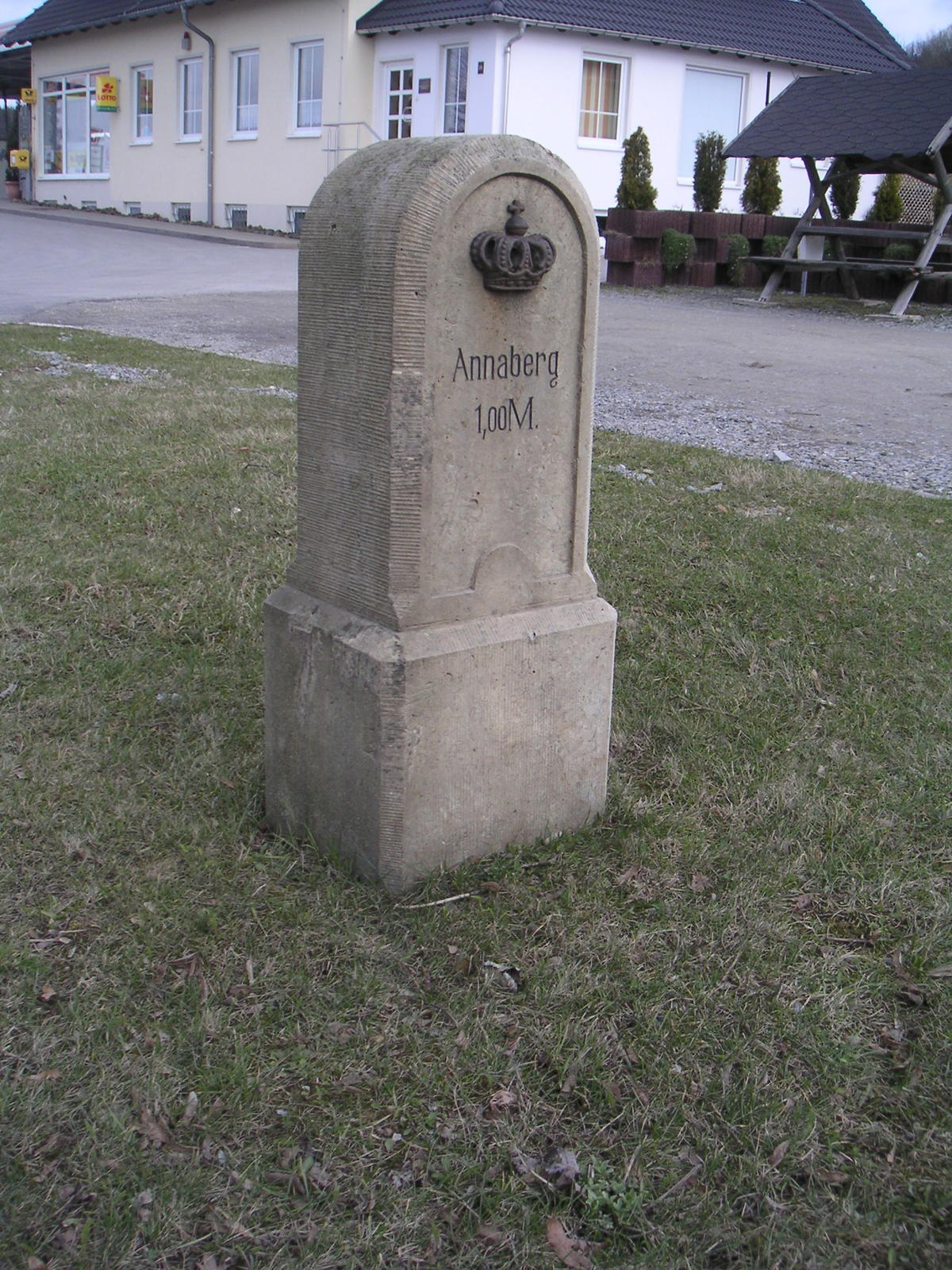
Ganzmeilenstein in Scheibenberg
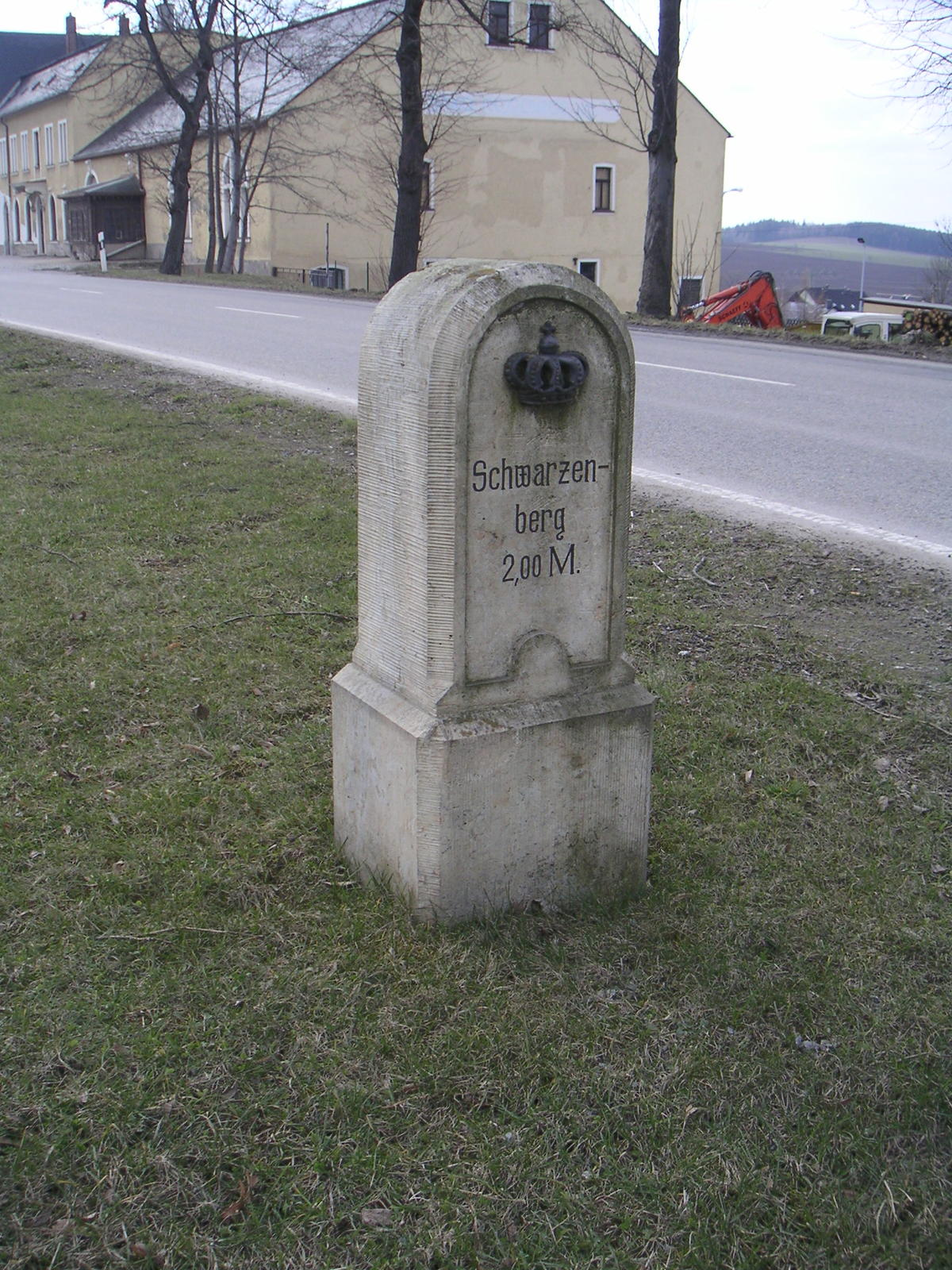
Ganzmeilenstein in Scheibenberg
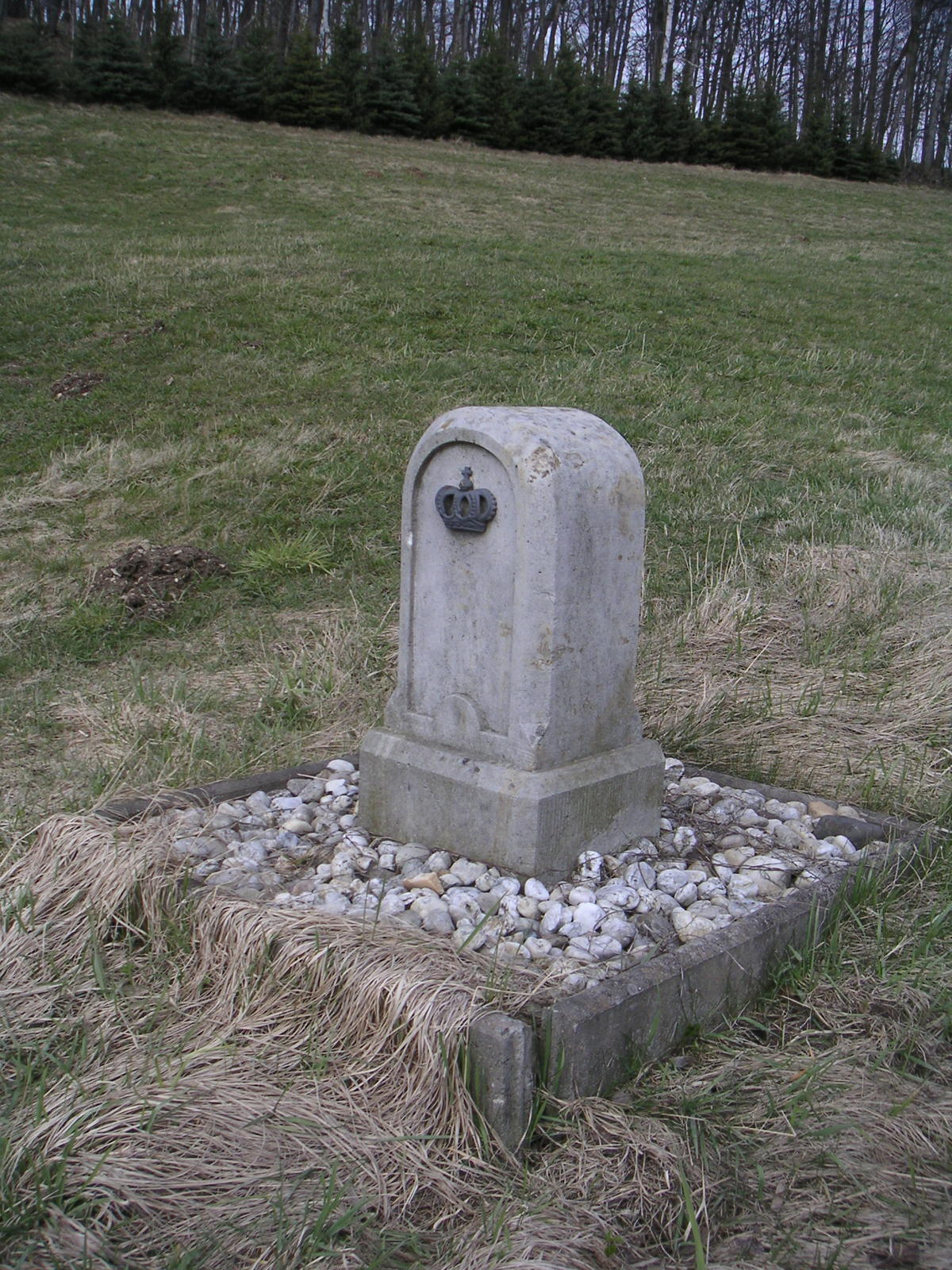
Halbmeilenstein zwischen Oberscheibe und Scheibenberg
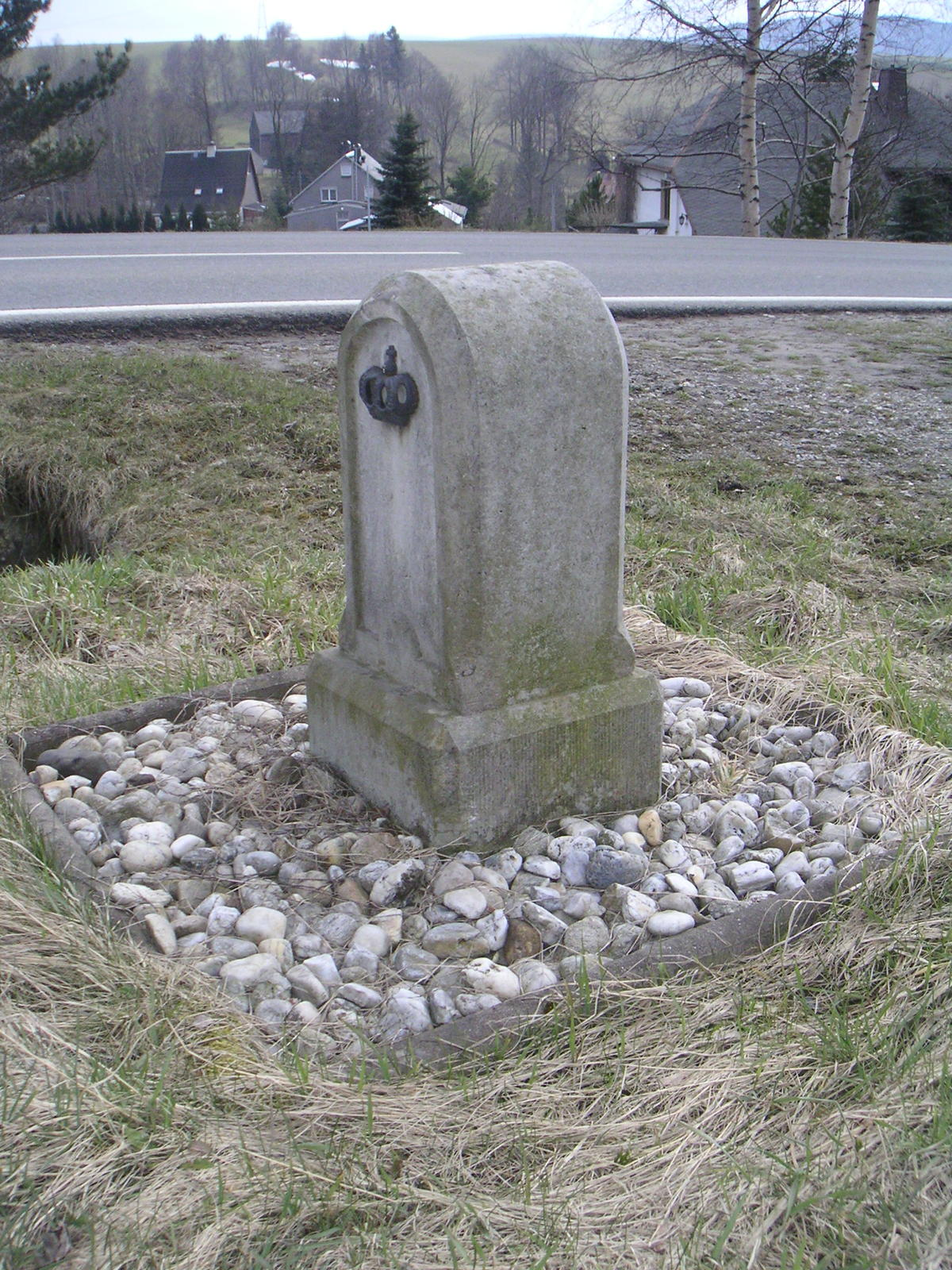
Halbmeilenstein zwischen Oberscheibe und Scheibenberg
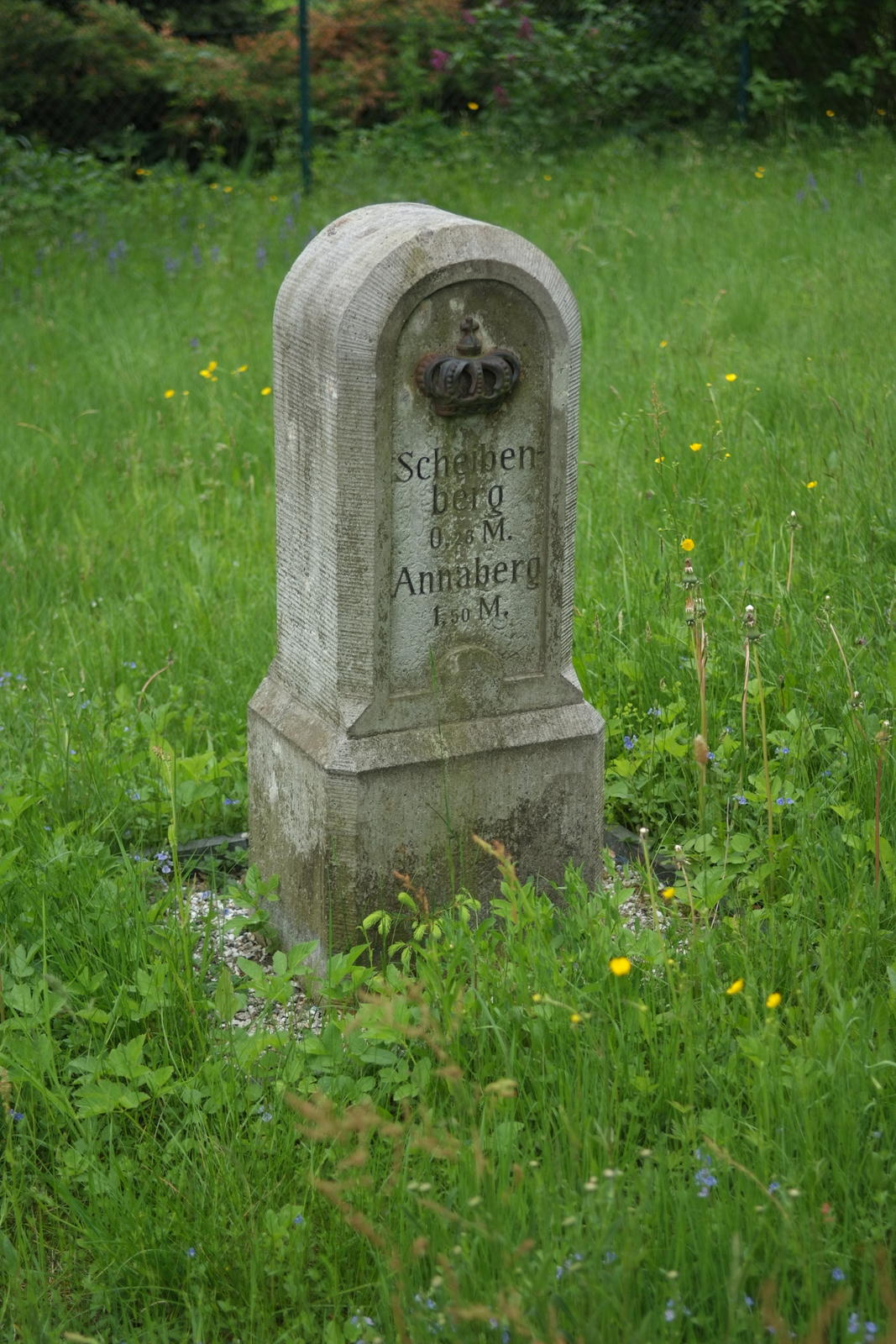
Ganzmeilenstein an der Elterleiner Straße
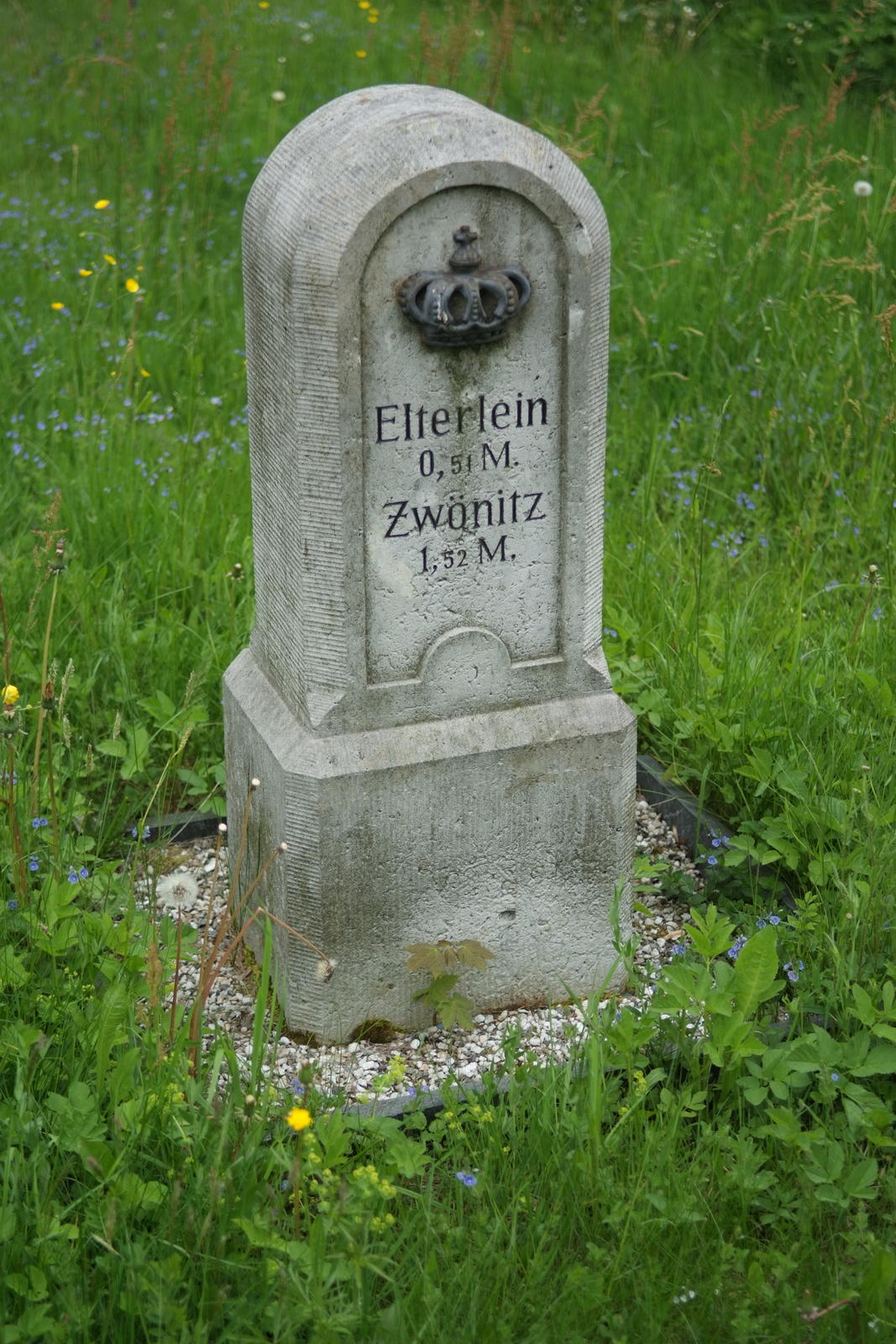
Ganzmeilenstein an der Elterleiner Straße

### Schildau
Schildau: Grenzübergangsstein als Kilometerstein zwischen Schildau und Wurzen bei Falkenhain.

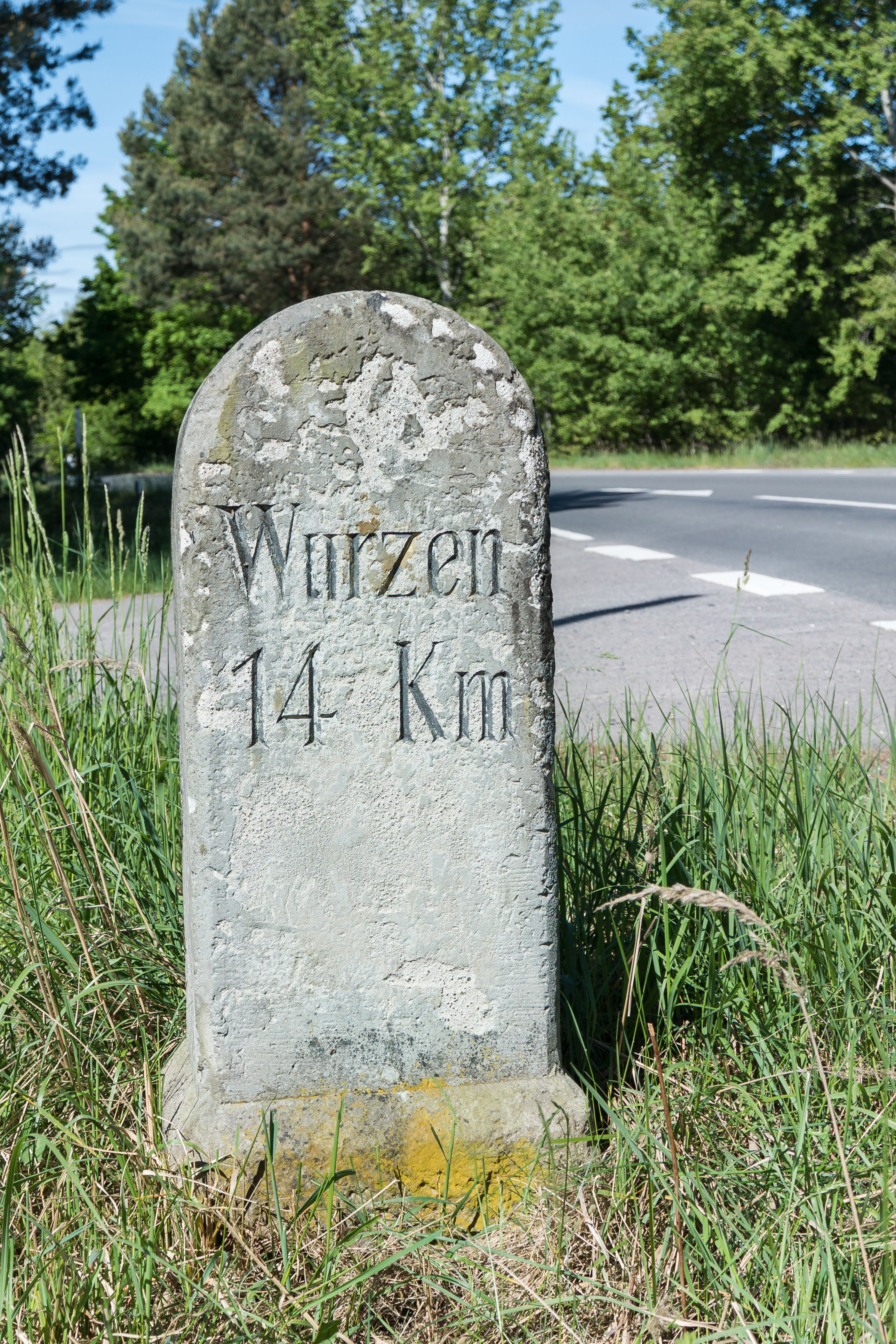
Grenzübergangsstein Schildau / Wurzen bei Falkenhain
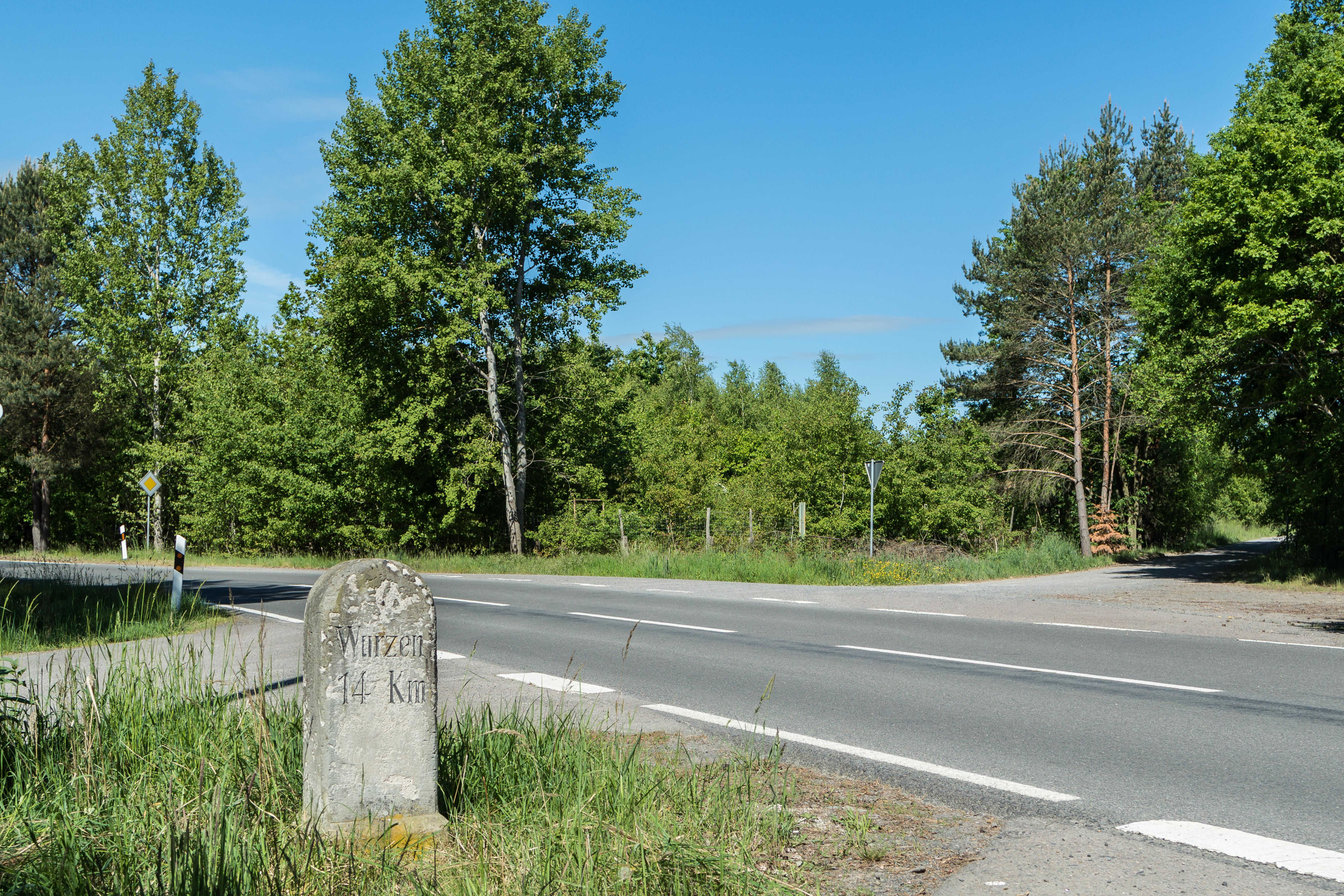
Grenzübergangsstein Schildau / Wurzen bei Falkenhain
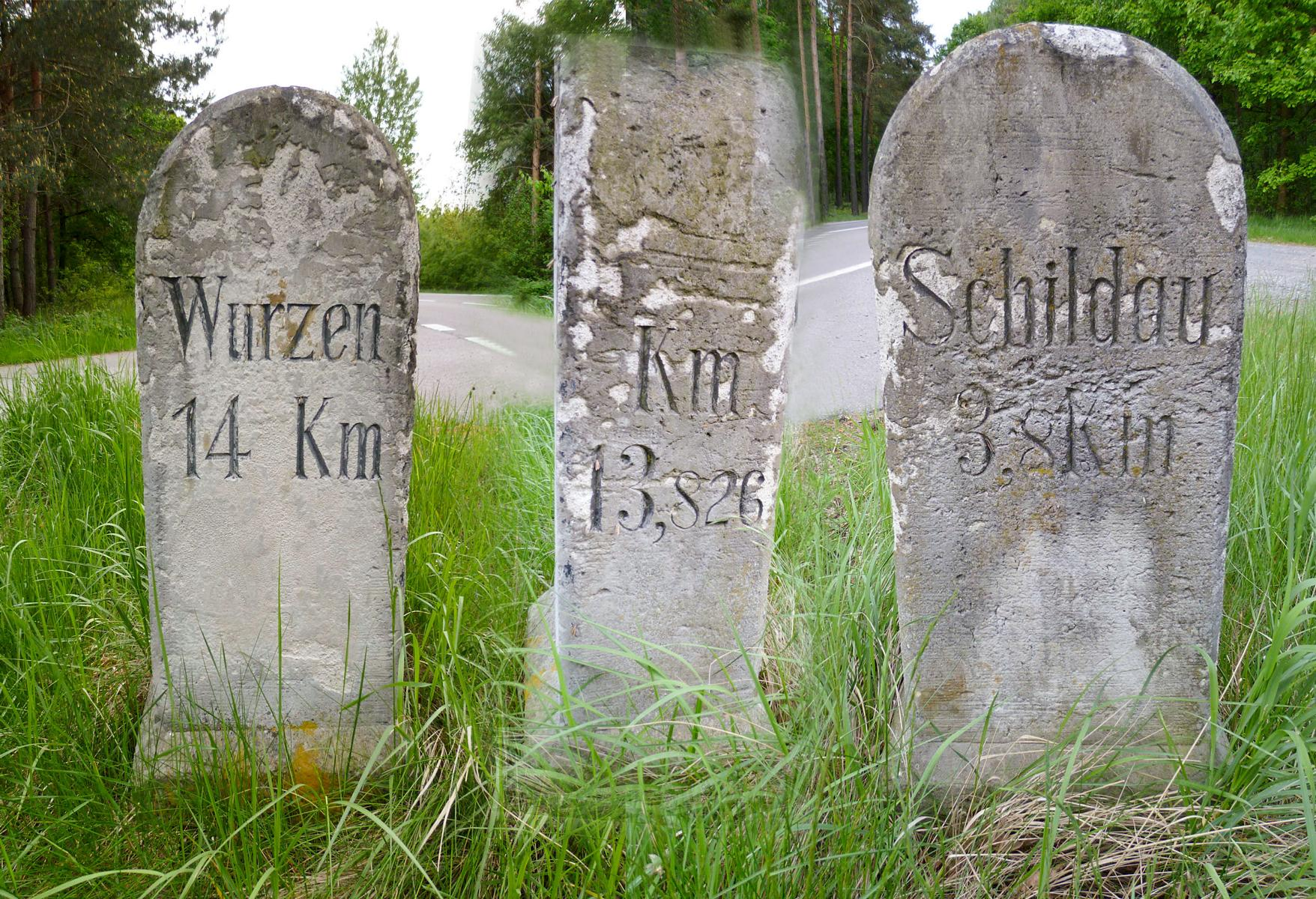
Grenzübergangsstein Schildau / Wurzen bei Falkenhain

### Schirgiswalde-Kirschau
Schirgiswalde-Kirschau: Ganzmeilenstein als Kilometerstein an der B 96 im OT Crostau

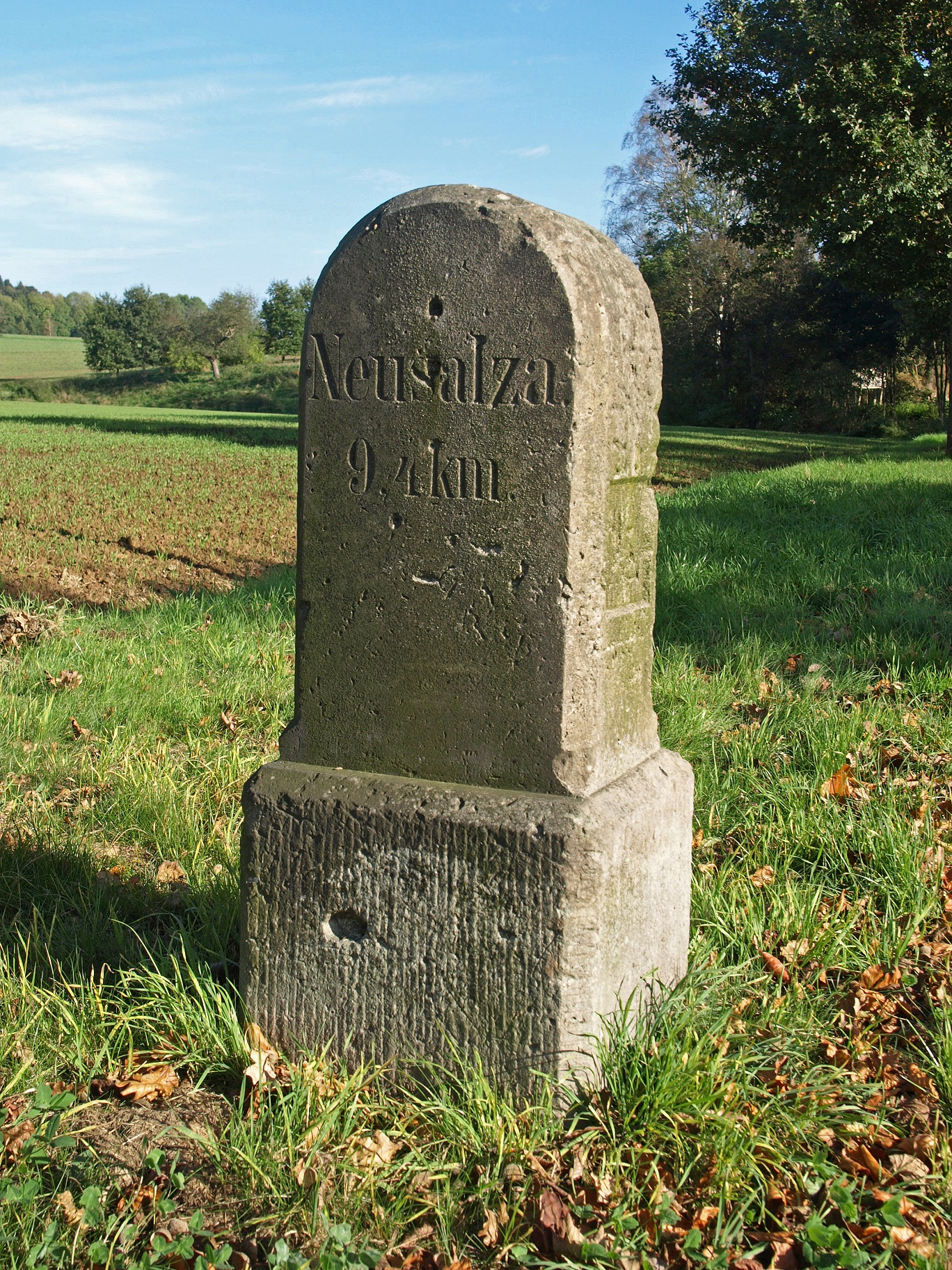
Ganzmeilenstein an der B 96 im OT Crostau
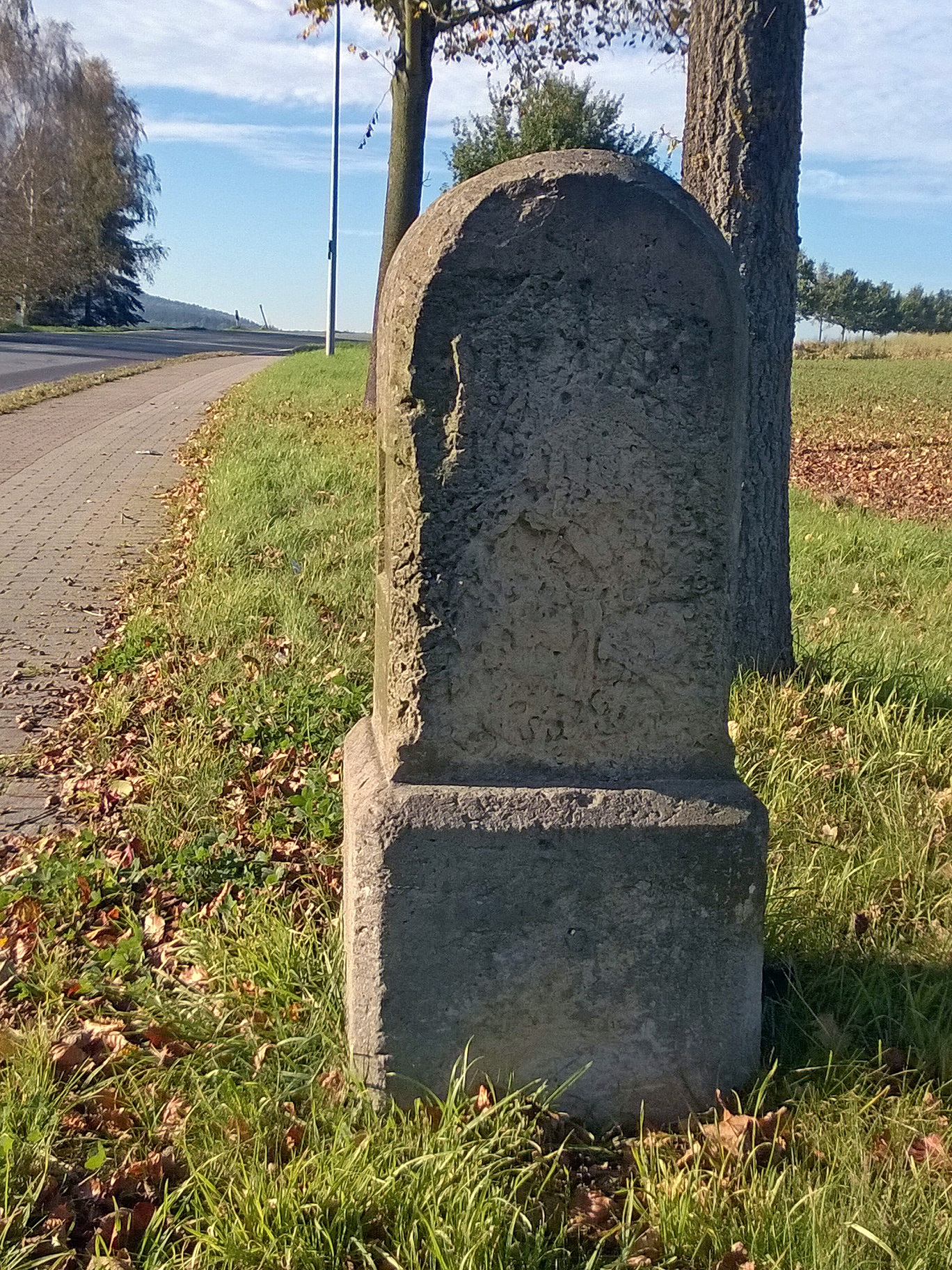
Ganzmeilenstein an der B 96 im OT Crostau

### Schneeberg
Schneeberg (Erzgebirge): Stationsstein an der Kreuzung Hartensteiner Straße / Auer Straße, in den 1990er Jahren restauriert

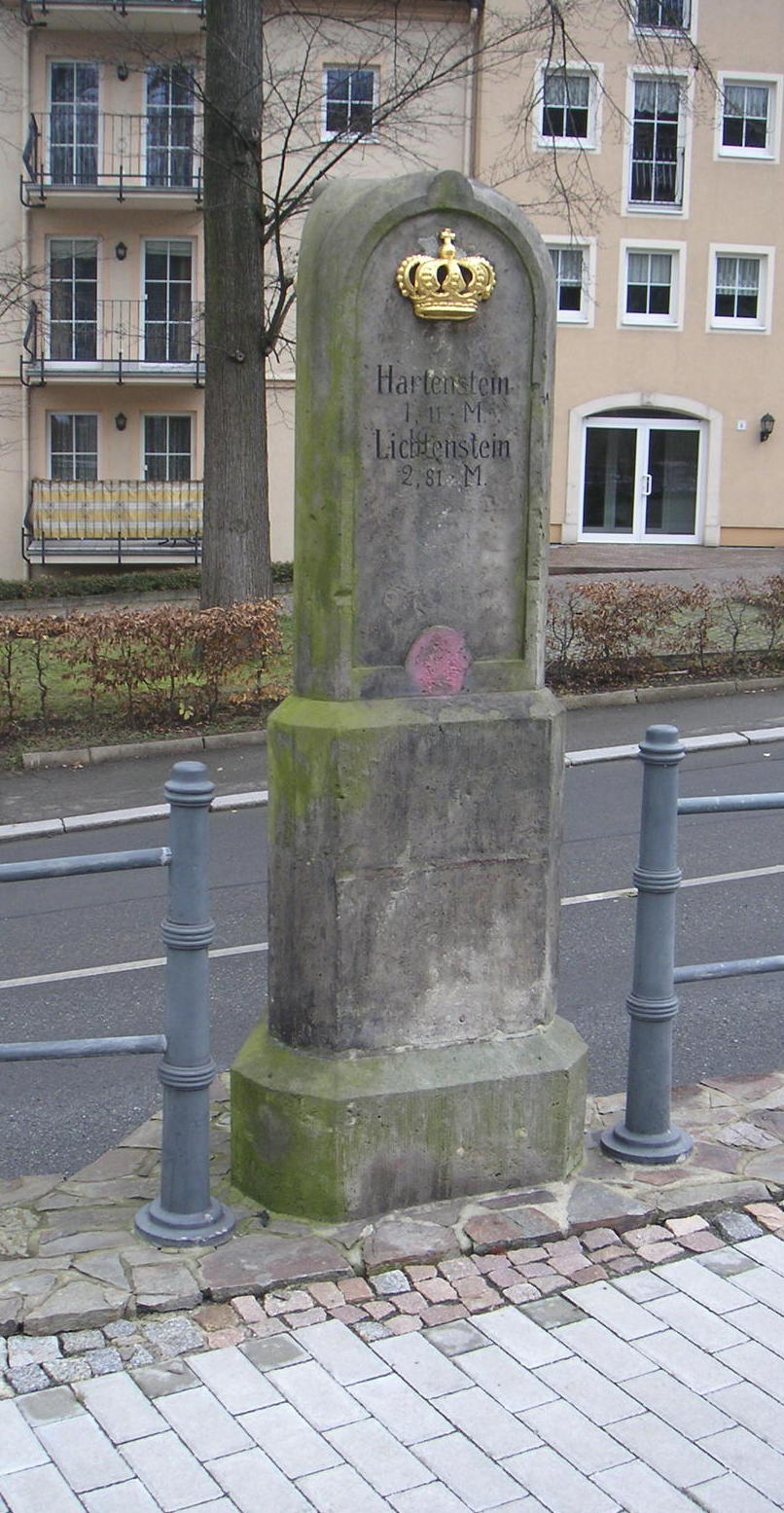
Stationsstein Auer Straße / Hartensteiner Straße
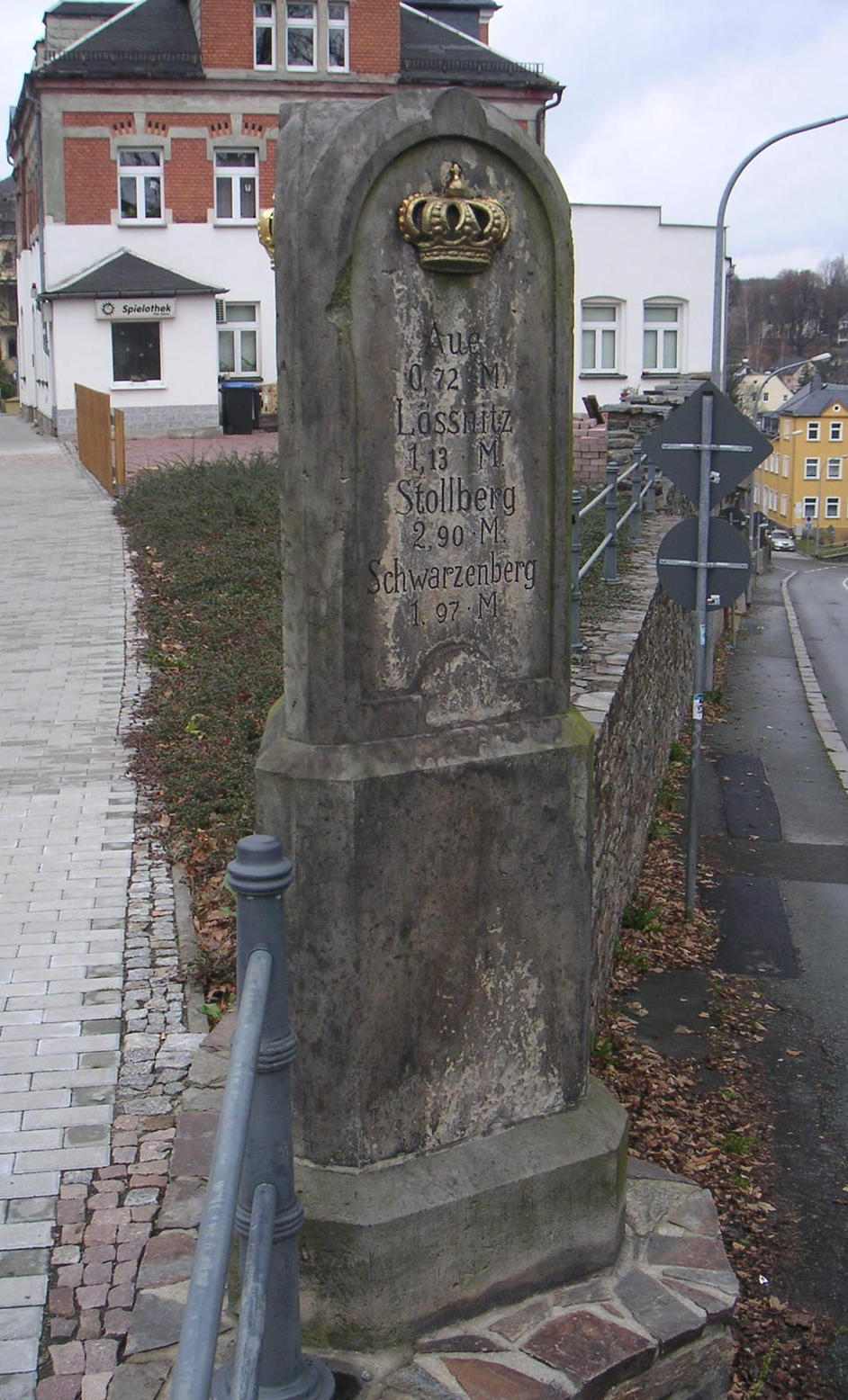
Stationsstein Auer Straße / Hartensteiner Straße
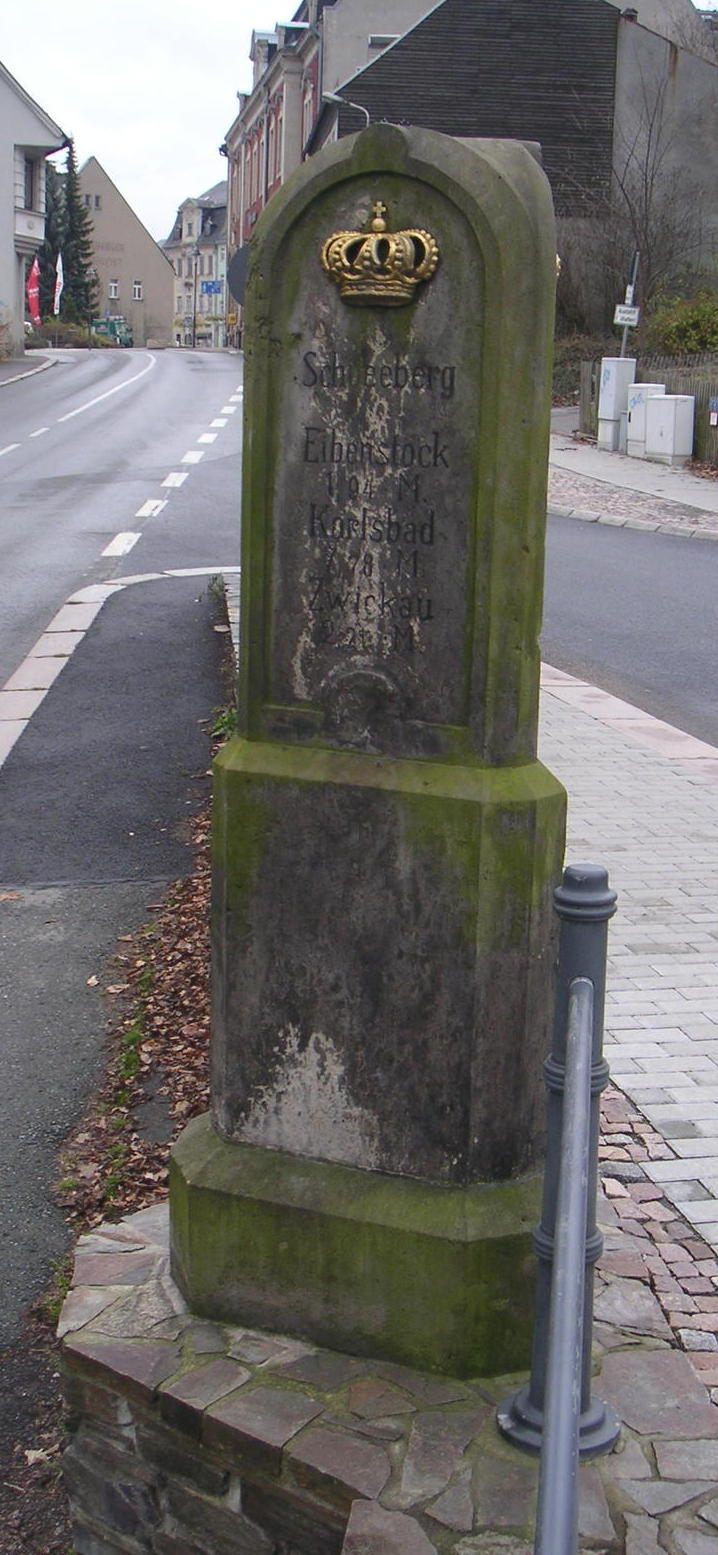
Stationsstein Auer Straße / Hartensteiner Straße

### Schwarzenberg
Schwarzenberg/Erzgeb.: Stationsstein am Busbahnhof

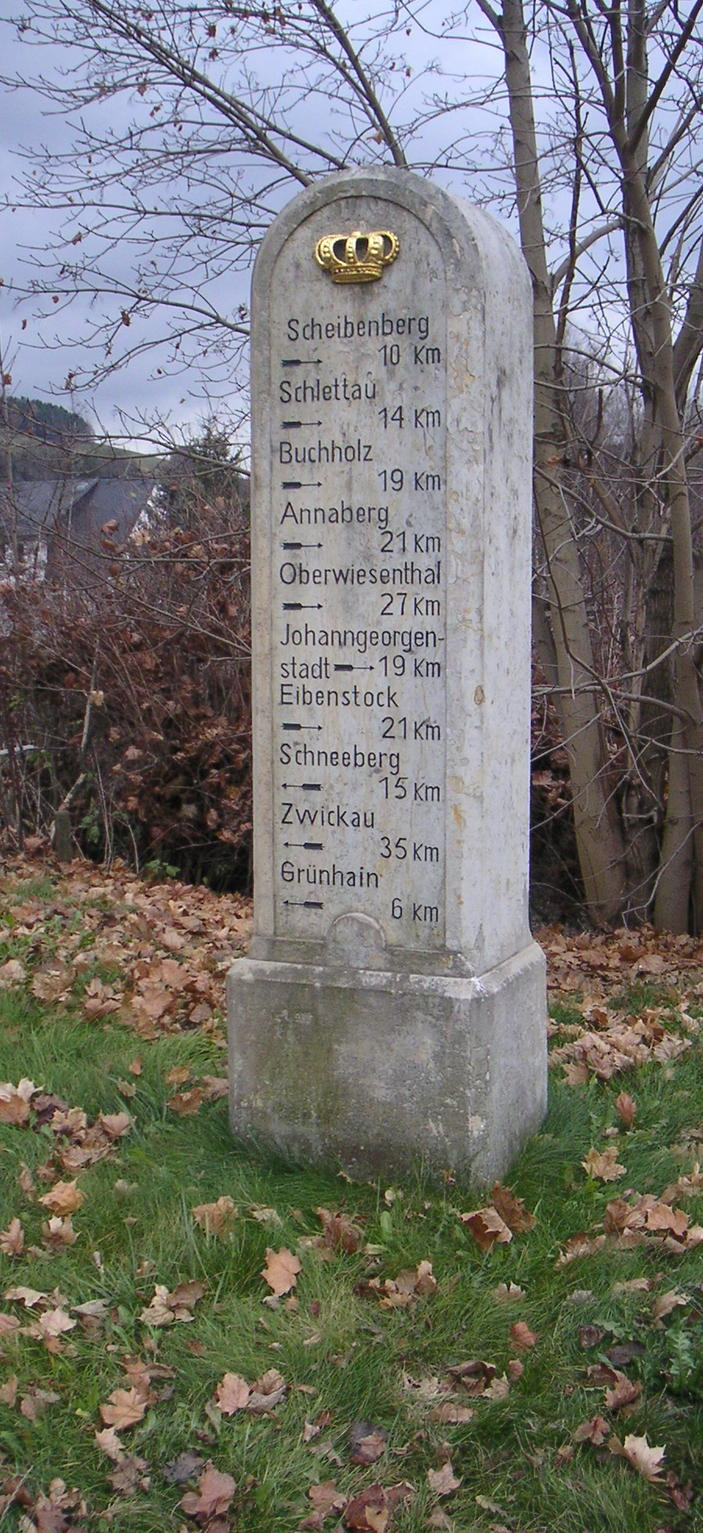
Stationsstein am Busbahnhof
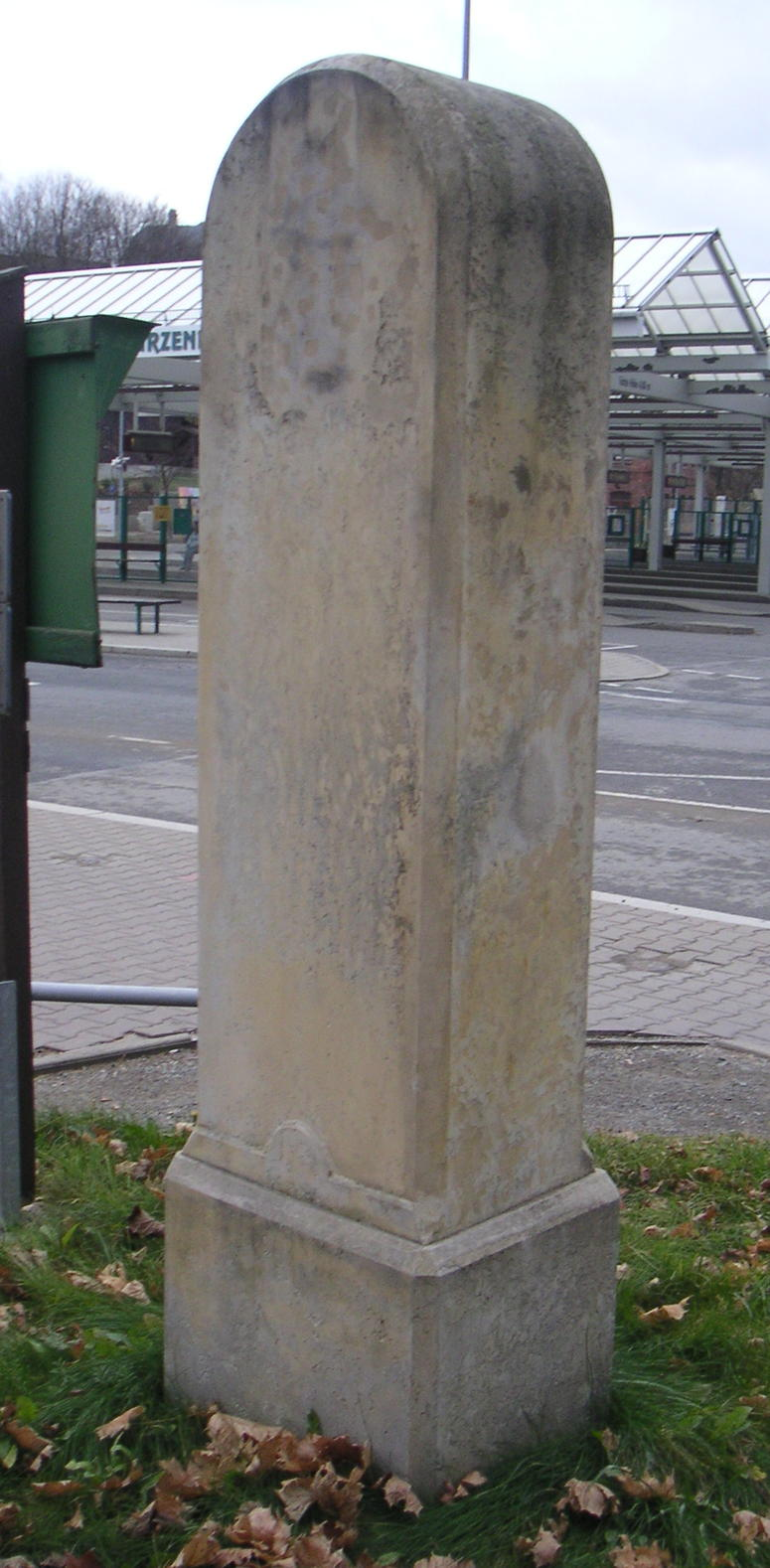
Stationsstein am Busbahnhof

### Schwepnitz
Schwepnitz: umgearbeiteter Halbmeilenstein an der B 97

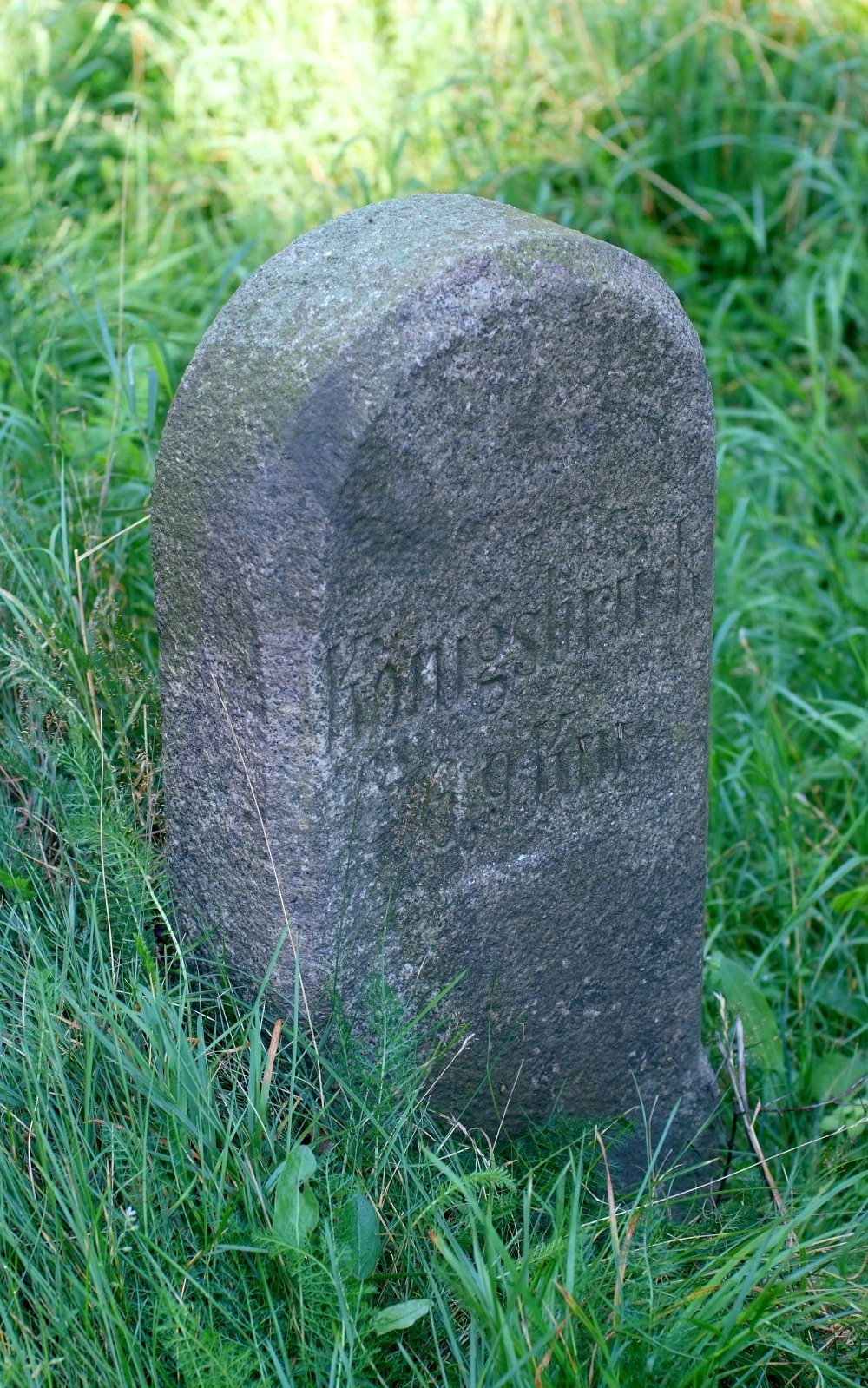
umgearbeiteter Halbmeilenstein an der B 97

### Sebnitz
Sebnitz: als Wegweiser erhaltener Ganzmeilenstein an der Kinitzschtalstraße zwischen der Haidemühle und dem Gasthaus Lichtenhainer Wasserfall, ursprünglicher Standort wahrscheinlich an der von Bad Schandau nach Sebnitz führenden Hohen Straße

### Sohland a.d. Spree
Sohland an der Spree
1. Stationsstein am Markt
2. Ganzmeilenstein als Kilometerstein an der B 98 im OT Pilzdörfel
3. Grenzübergangsstein als Kilometerstein an der S 116 im OT Hinterm Hohberg

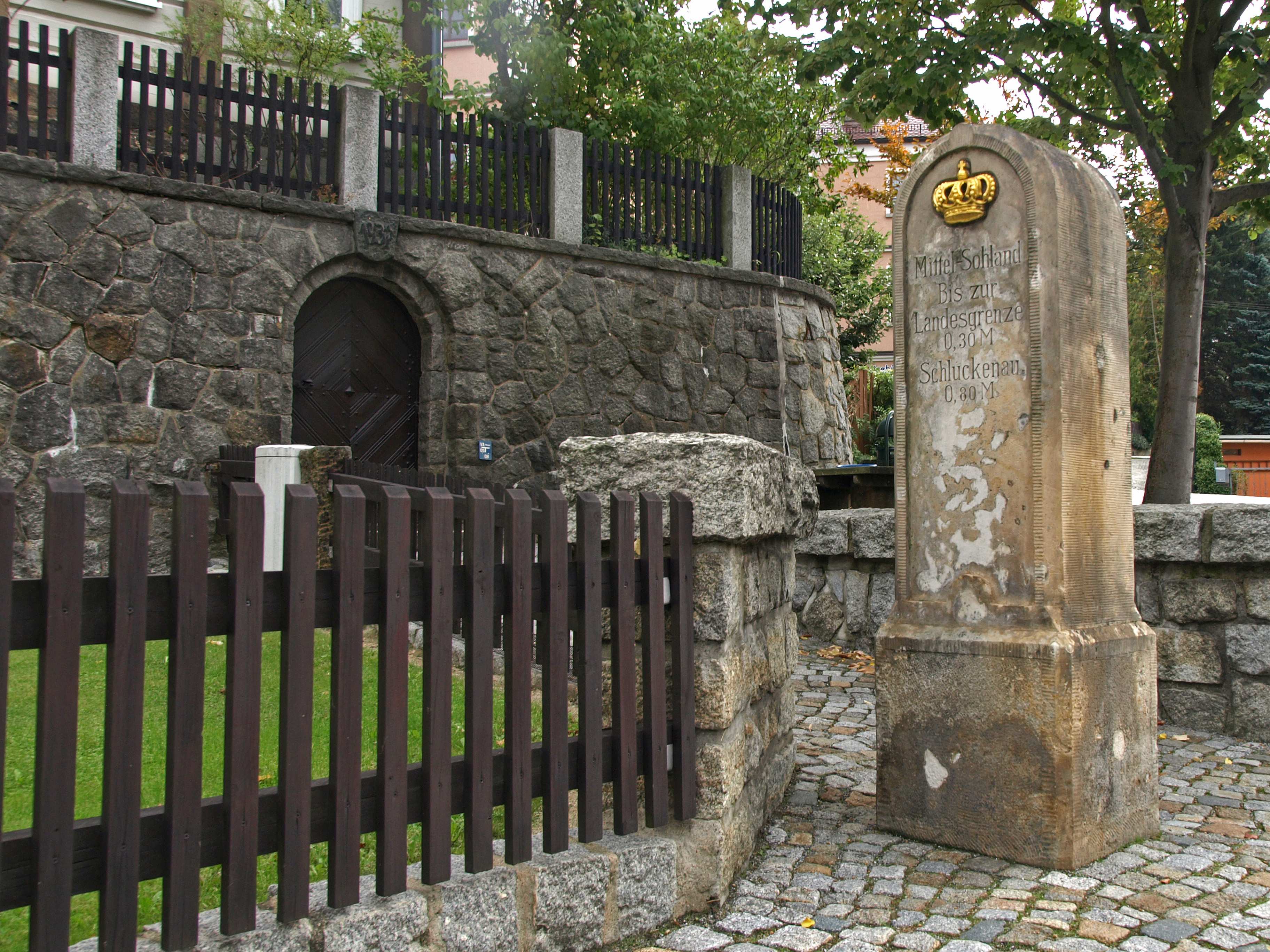
Stationsstein am Markt
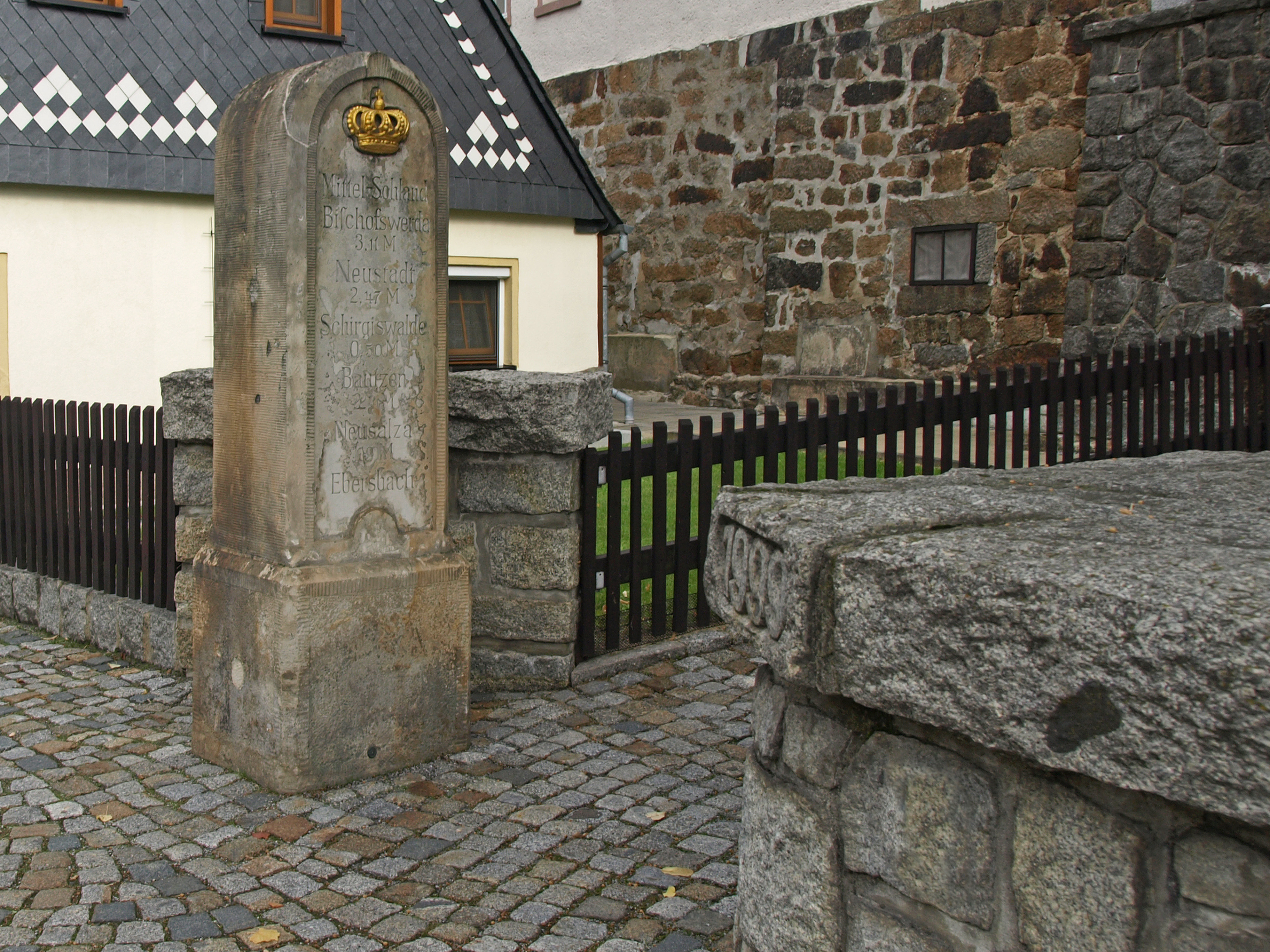
Stationsstein am Markt
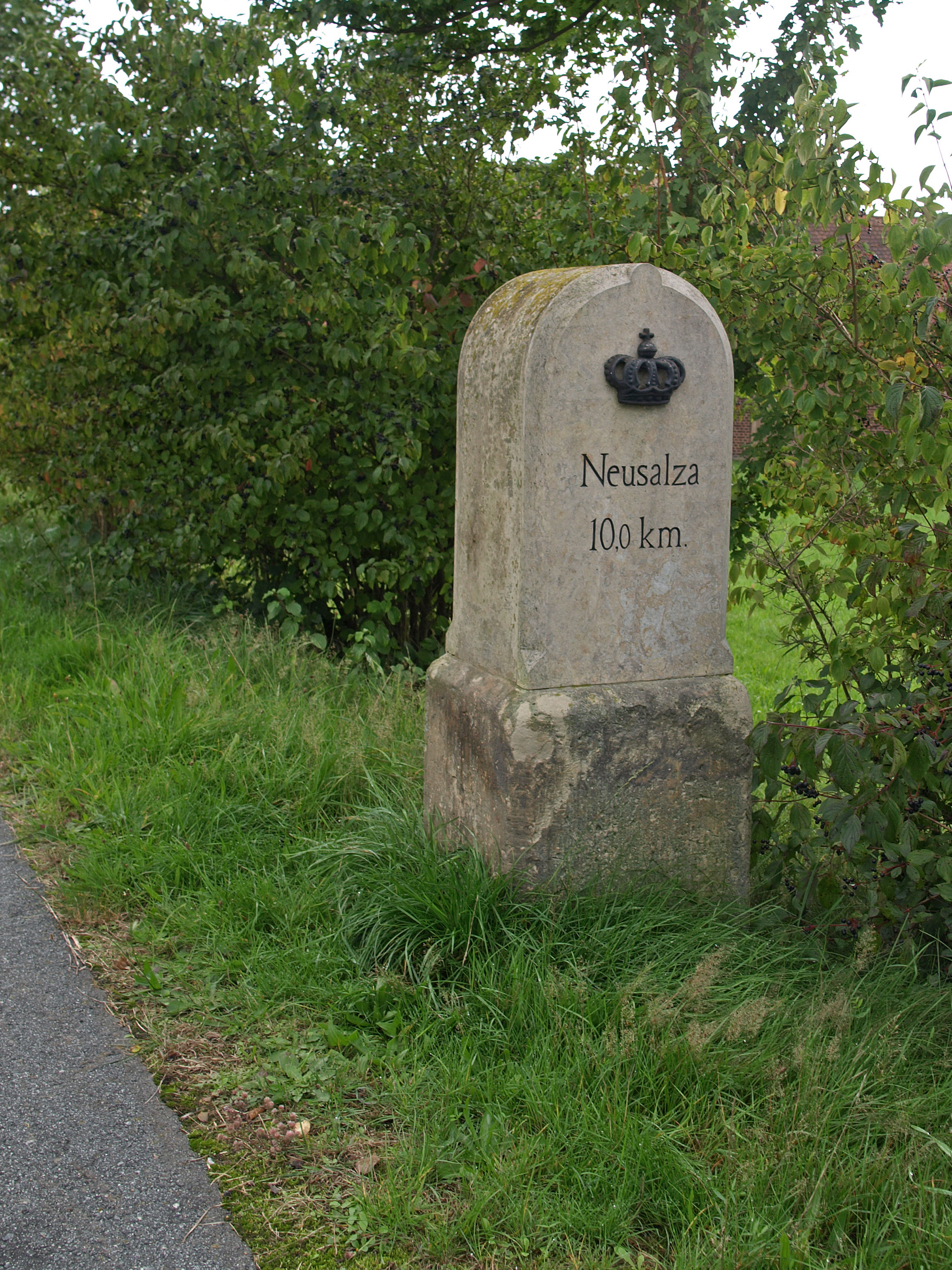
Ganzmeilenstein in Pilzdörfel
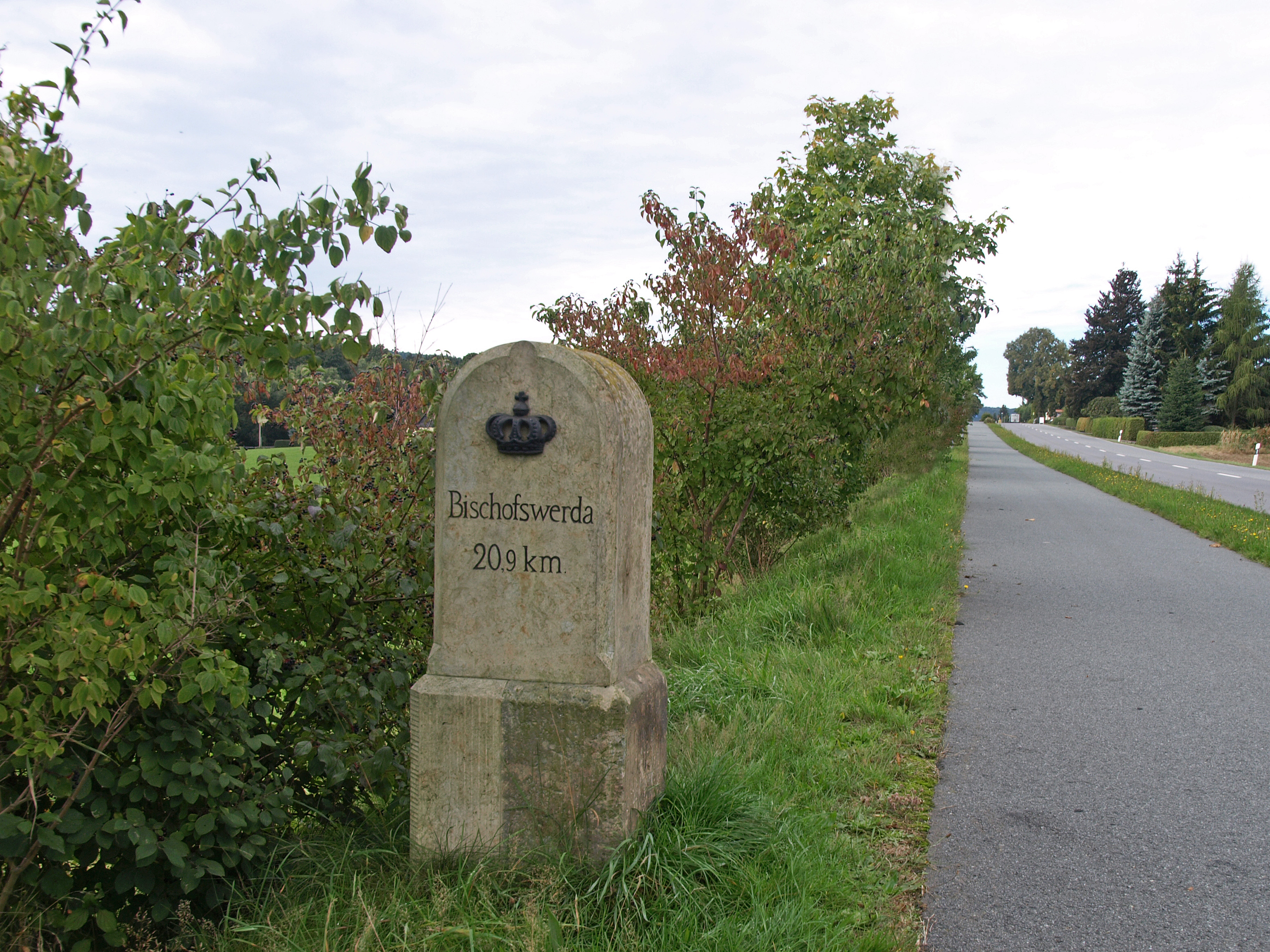
Ganzmeilenstein in Pilzdörfel
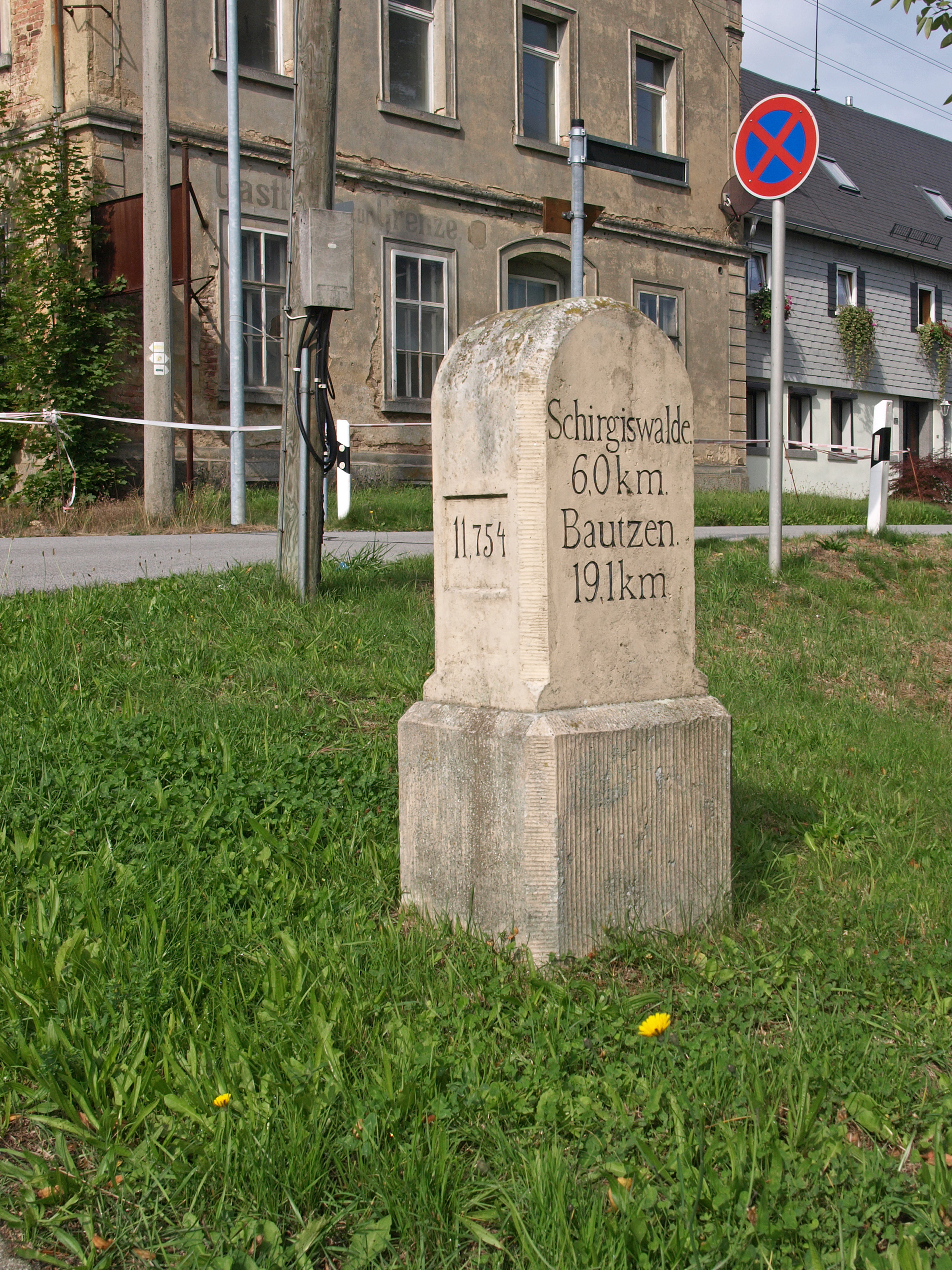
Grenzübergangsstein in Hohberg
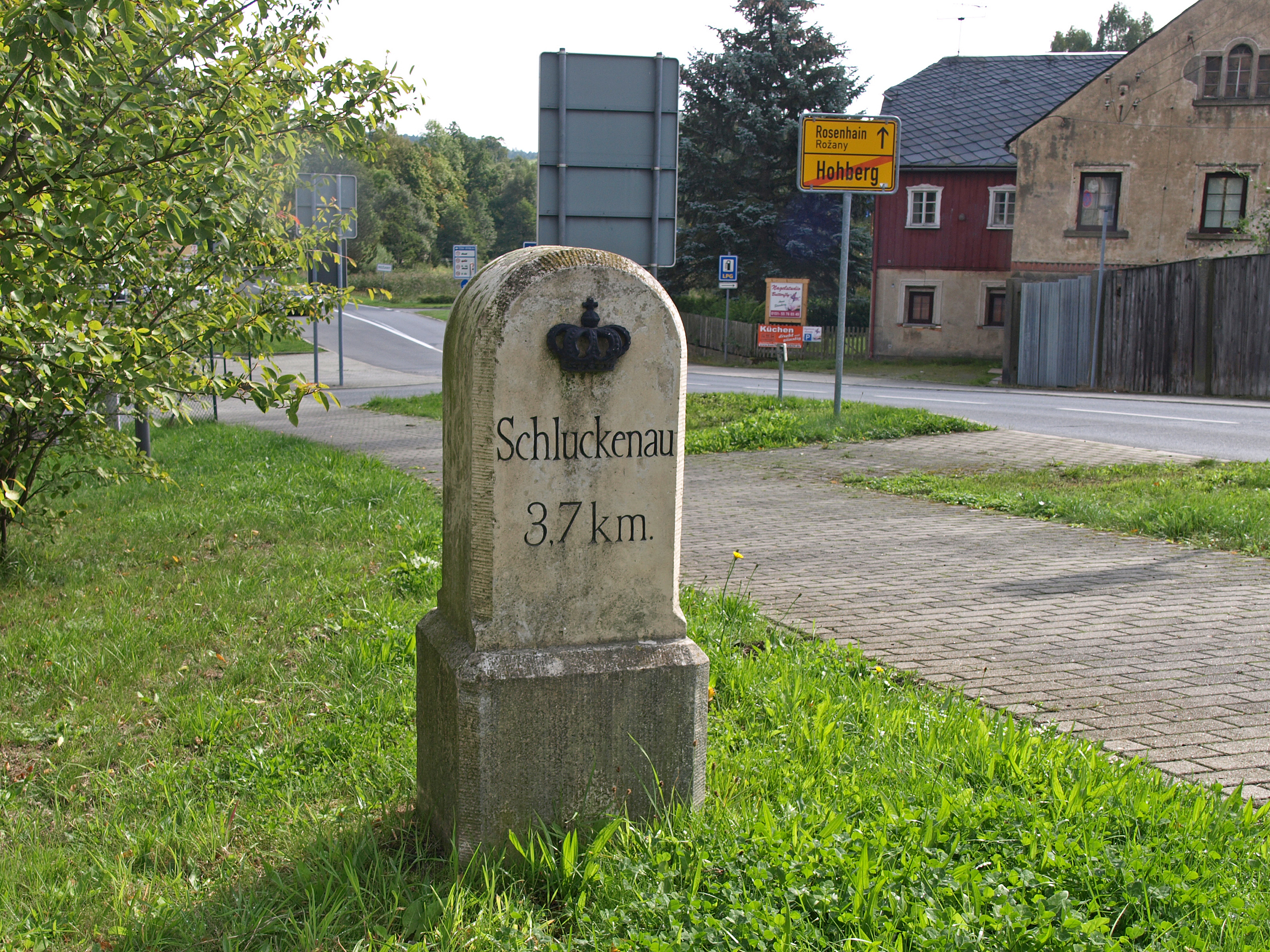
Grenzübergangsstein in Hohberg

### Seelitz
Seelitz
Halbmeilenstein vor dem Grundstück Hauptstraße 6a in Seelitz, OT Steudten

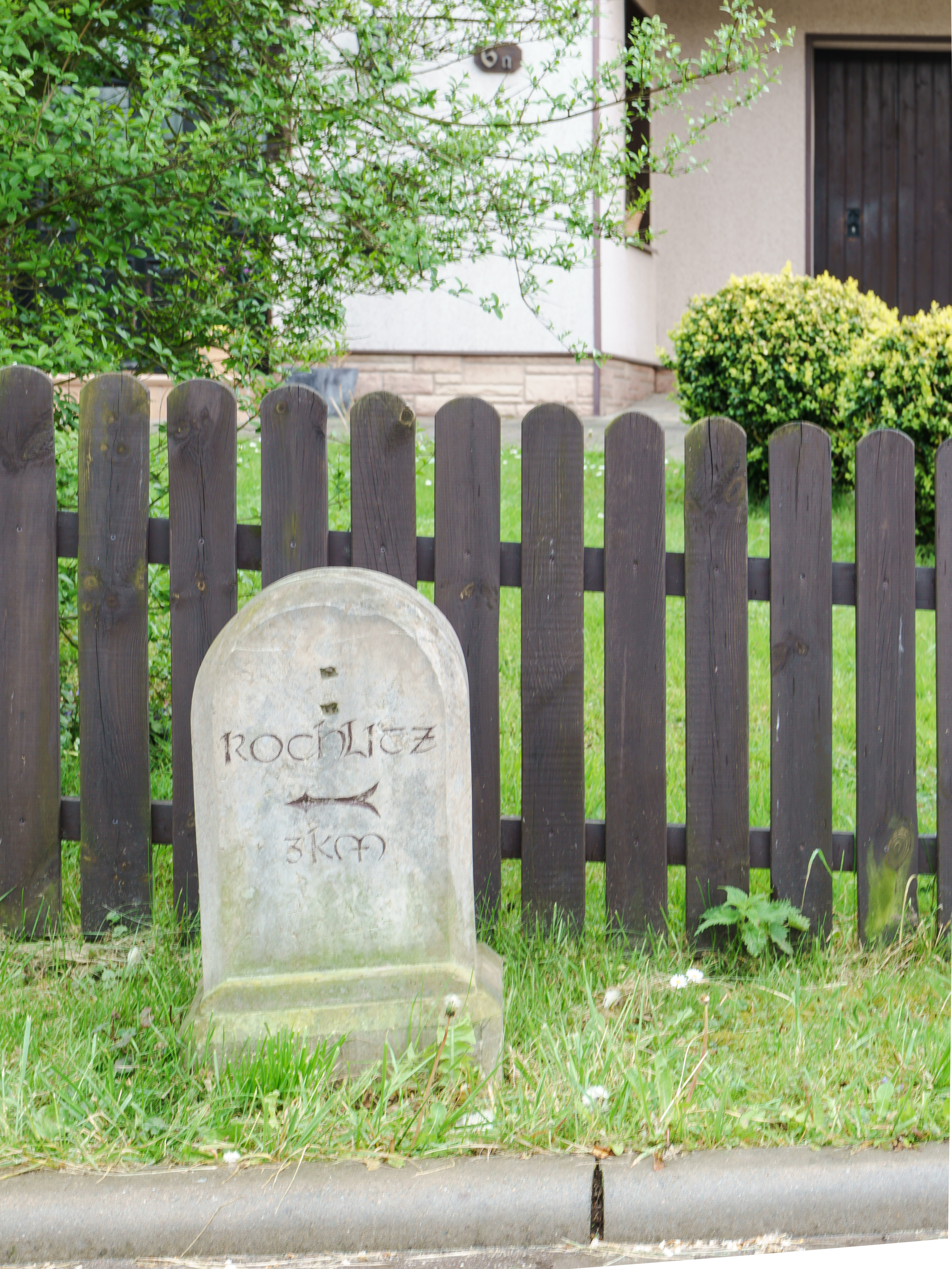
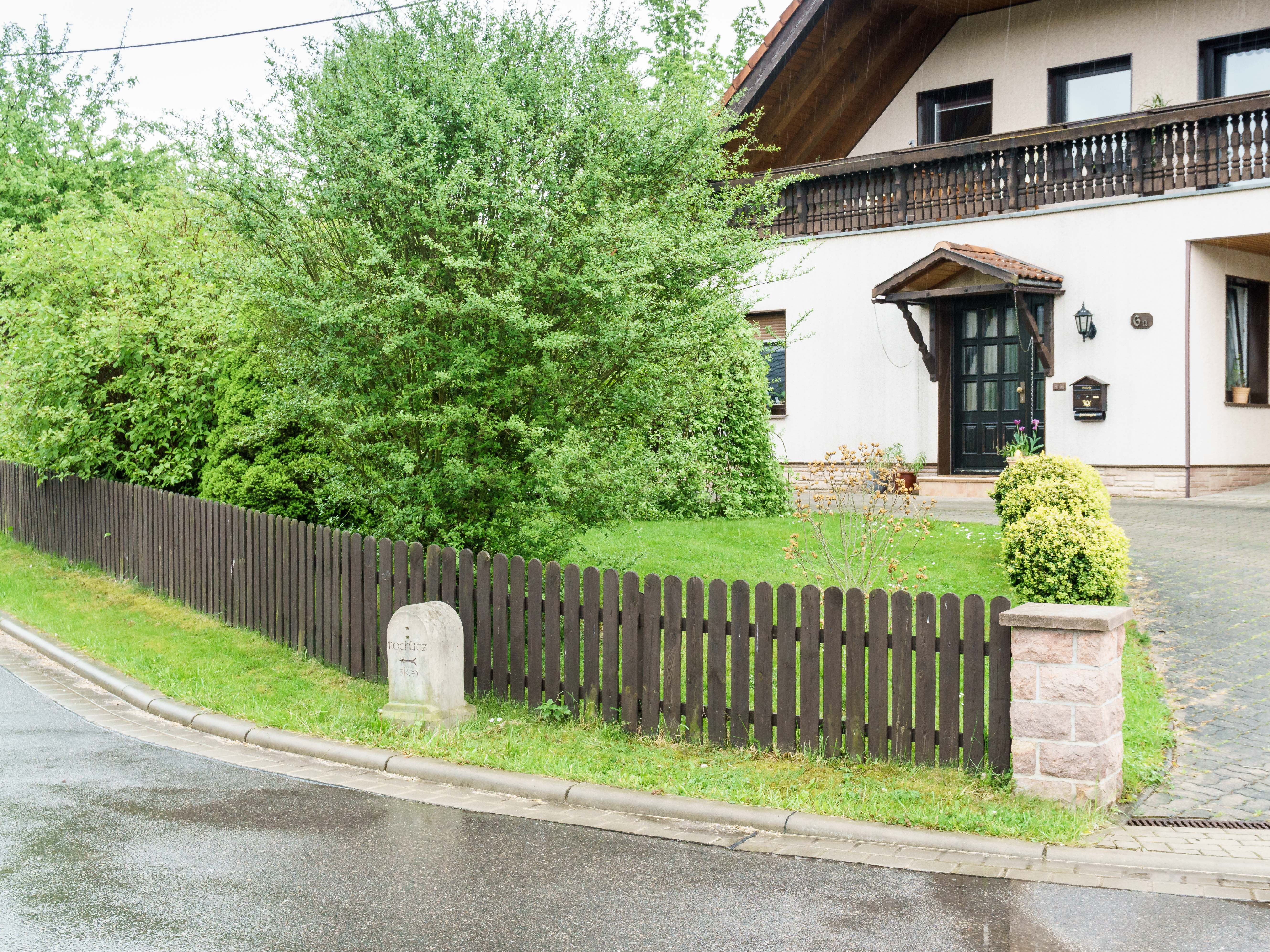

### Stauchitz
Stauchitz
1. Ganzmeilenstein an der B 6/B 169 im OT Seerhausen
2. Halbmeilenstein an der B 6/B 169 im OT Seerhausen
3. Halbmeilenstein an der B 169 in Stauchitz

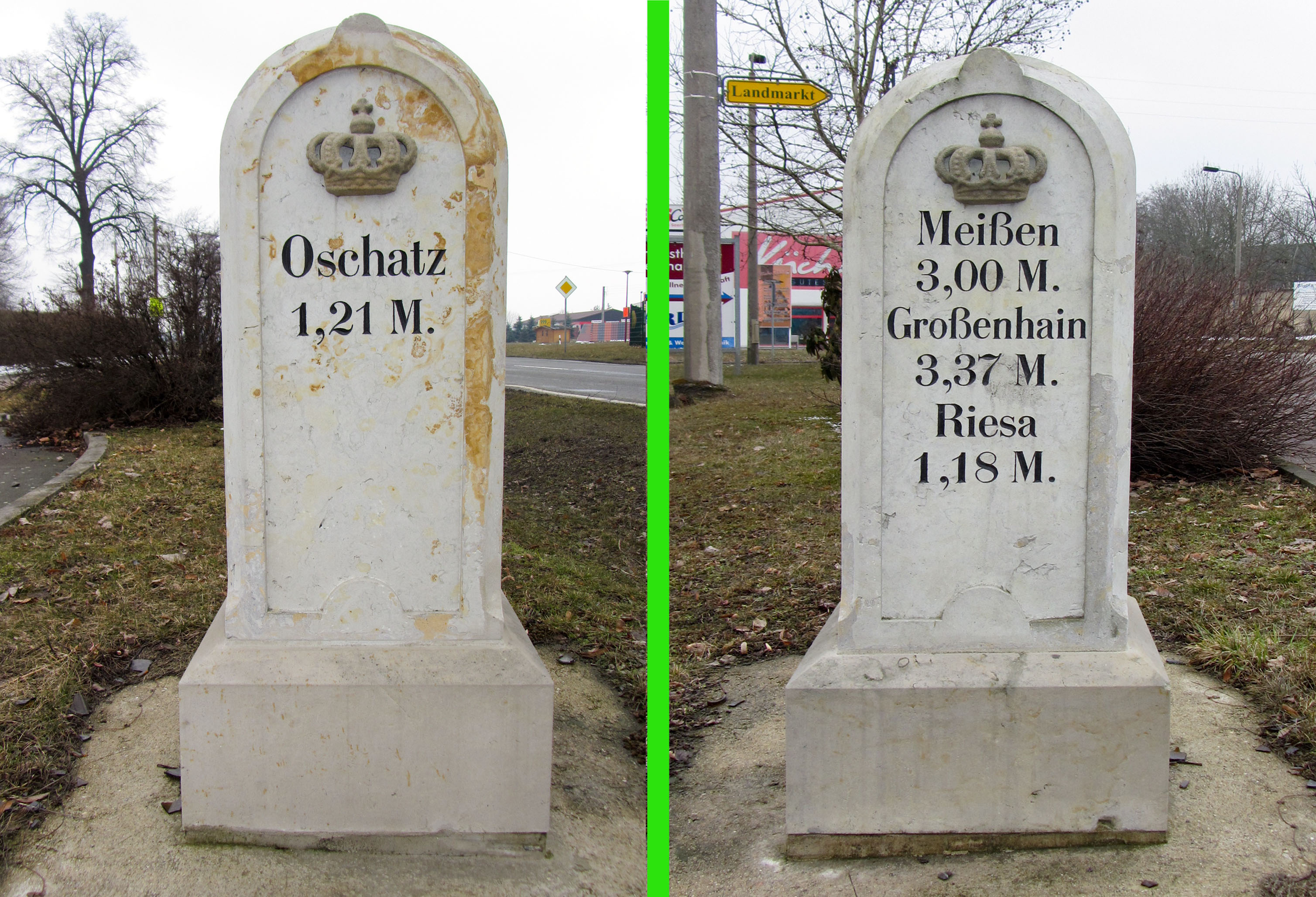
Ganzmeilenstein an der B 6/B 169 in Seerhausen
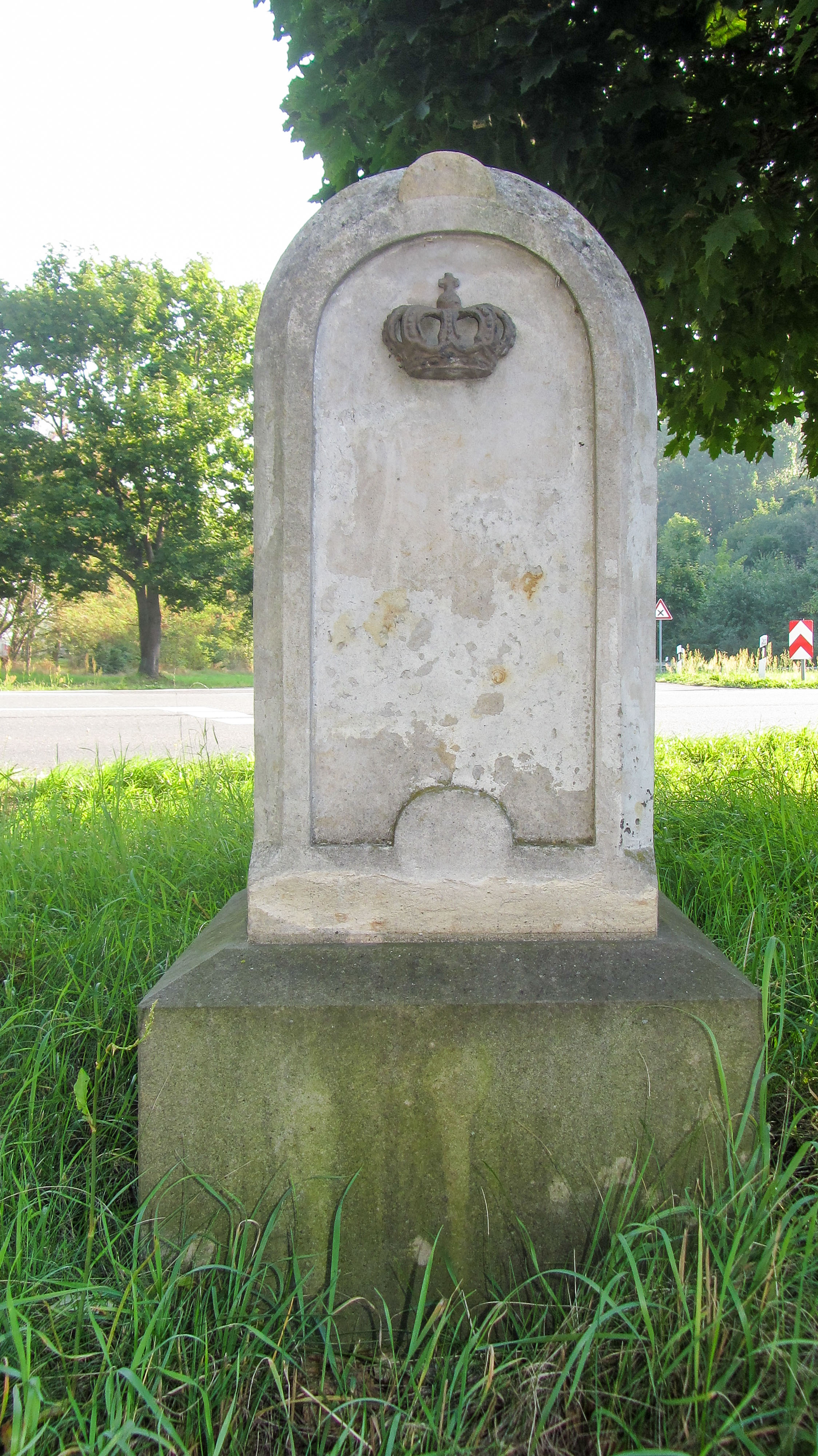
Halbmeilenstein an der B 6/B 169 in Seerhausen
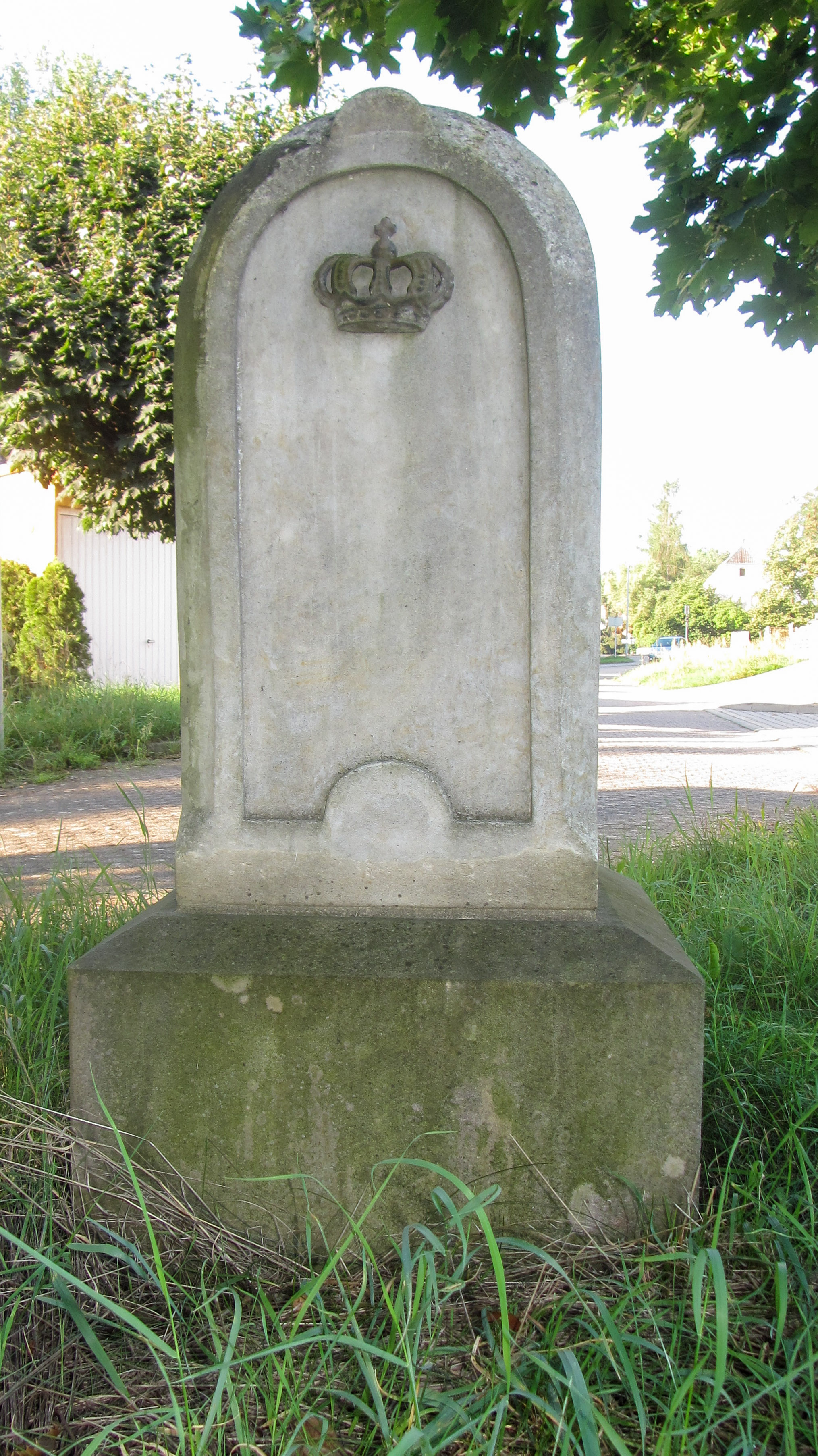
Halbmeilenstein an der B 6/B 169 in Seerhausen
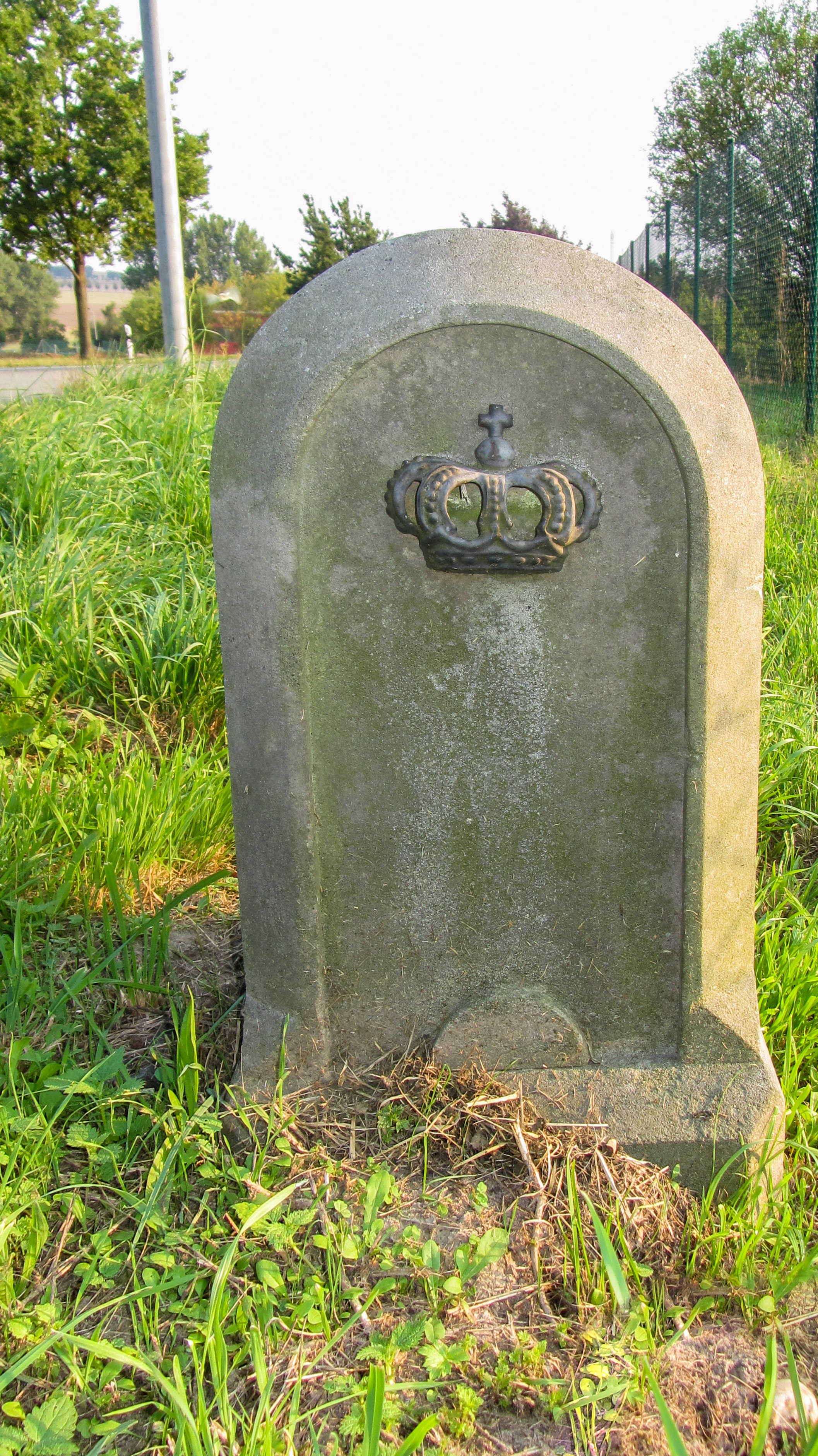
Halbmeilenstein an der B 169 in Stauchitz
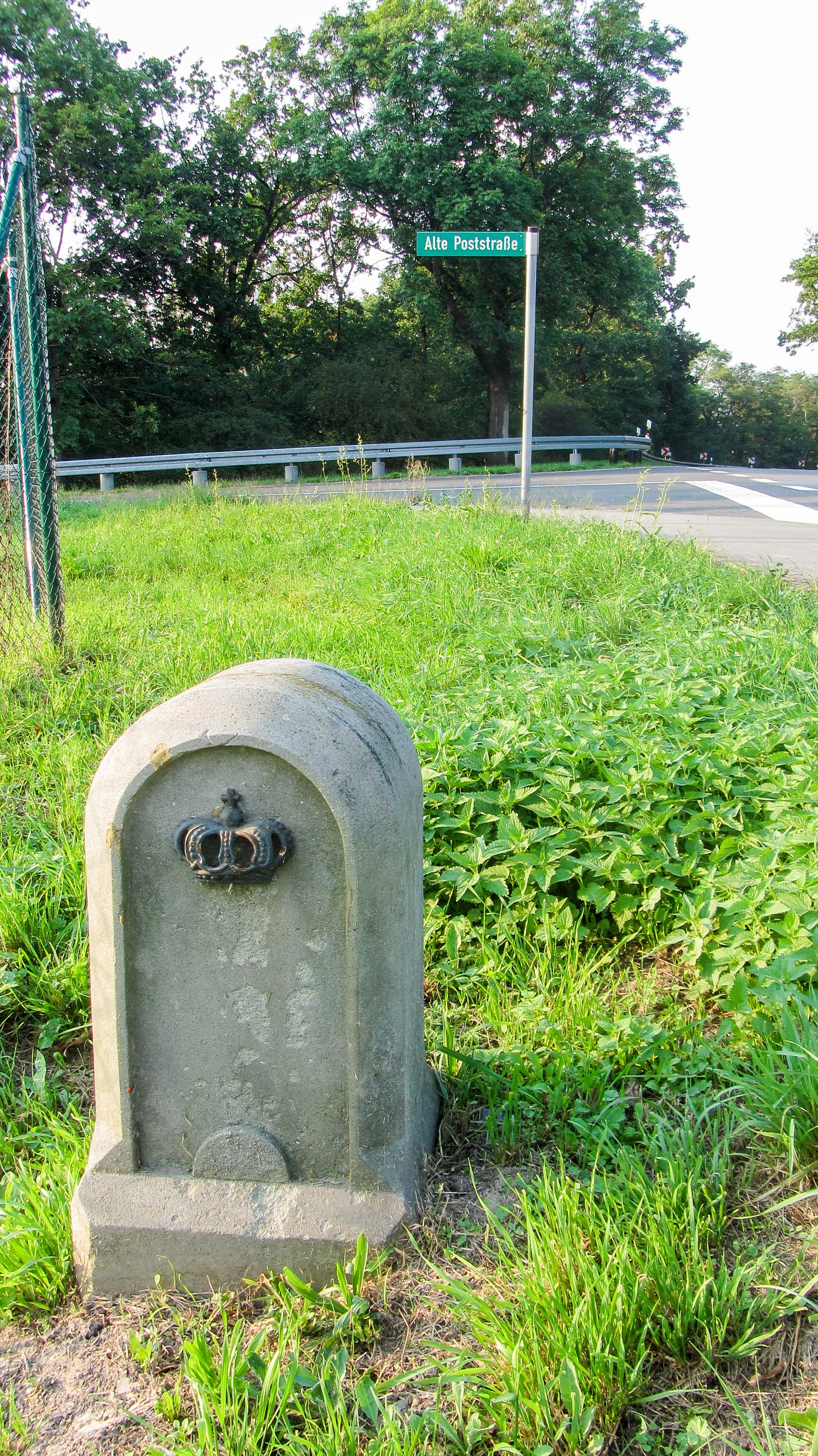
Halbmeilenstein an der B 169 in Stauchitz

### Stollberg
Stollberg/Erzgeb.
1. Stationsstein (Nachbildung) am Postplatz
2. als Wegweisersäule umgearbeiteter (Original-)Stationsstein von 1865 an der Ecke B 180 / Alte Stollberger Straße, Richtung Brünlos

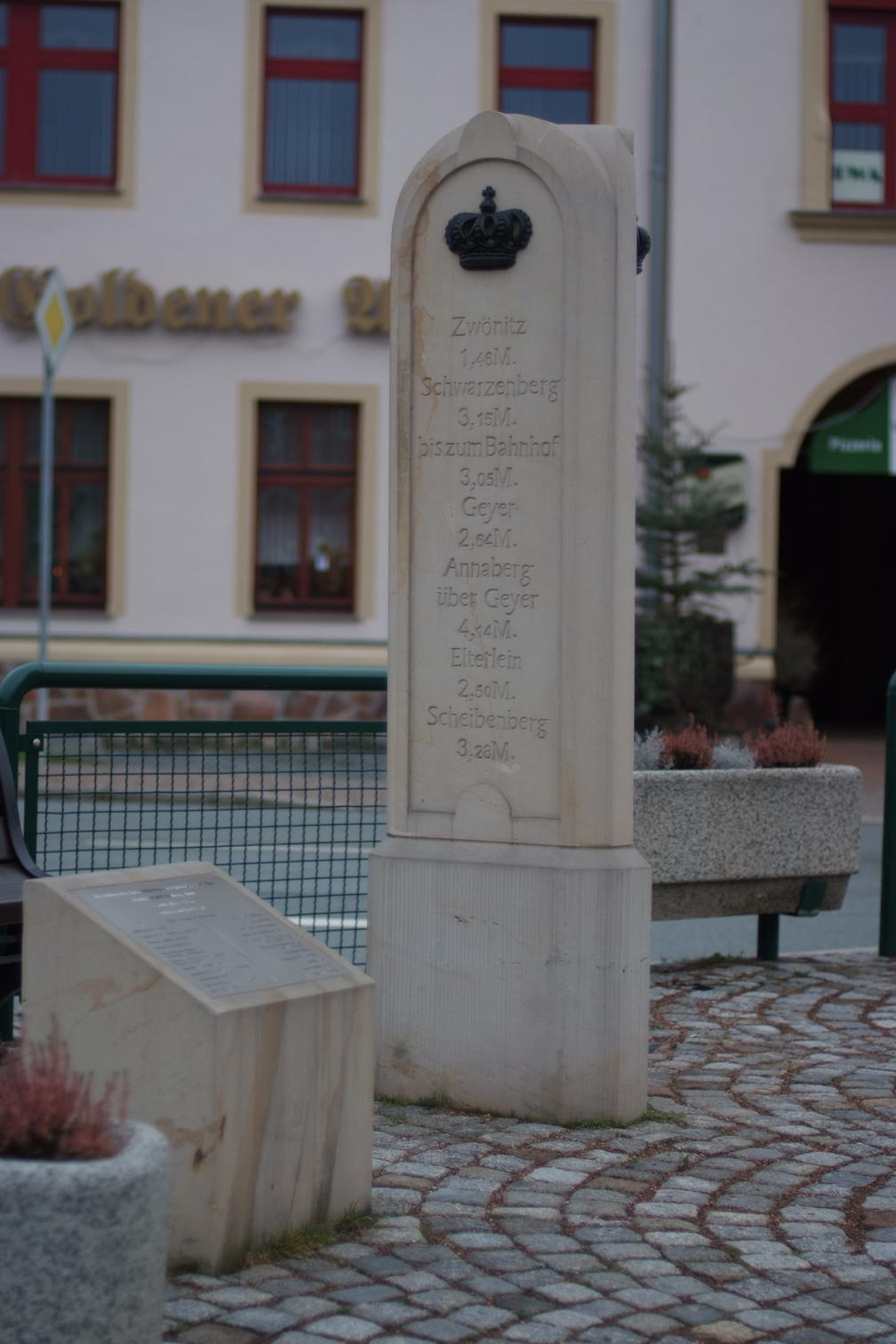
Nachbildung des Stationssteins am Postplatz
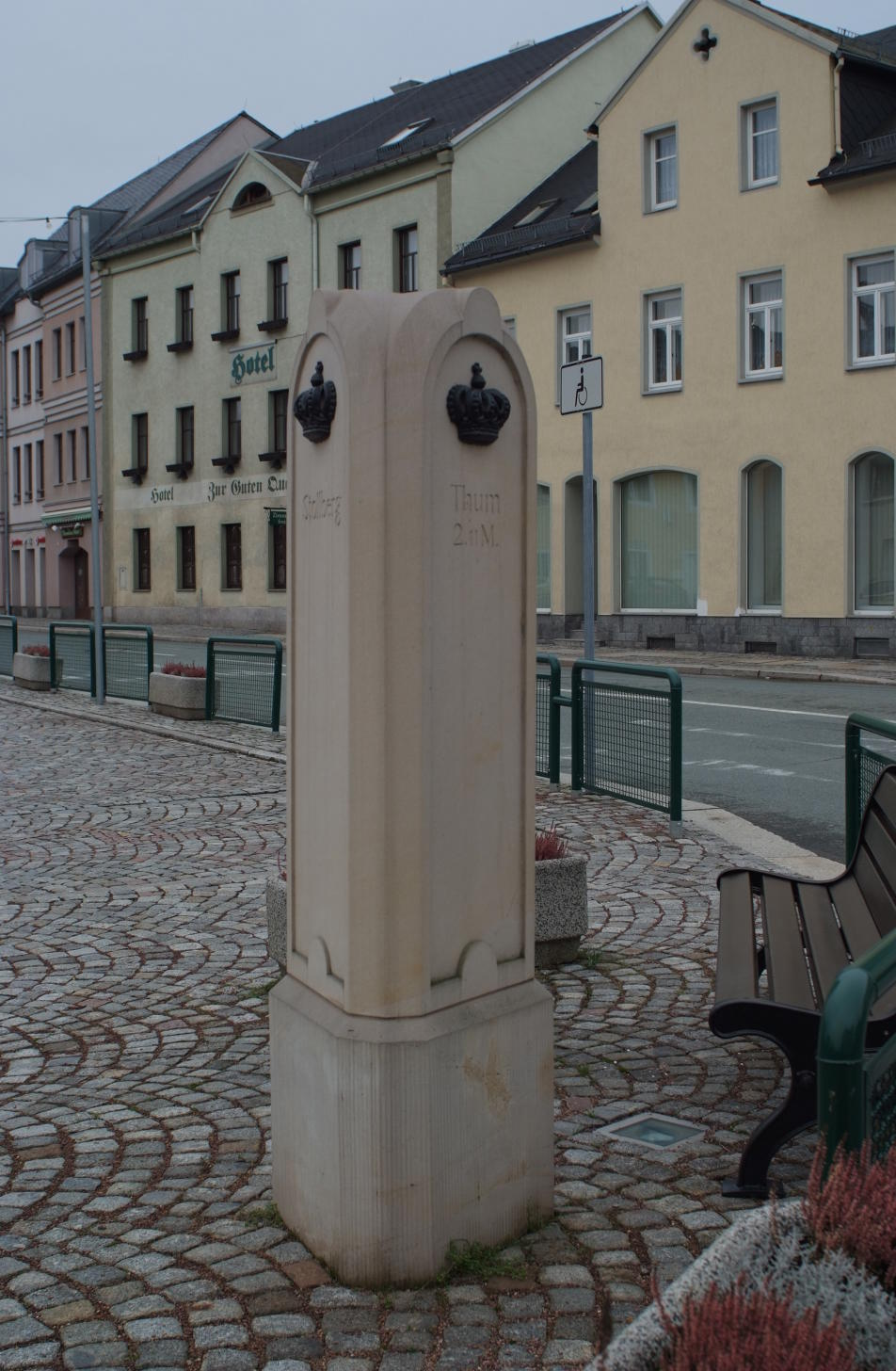
Nachbildung des Stationssteins am Postplatz
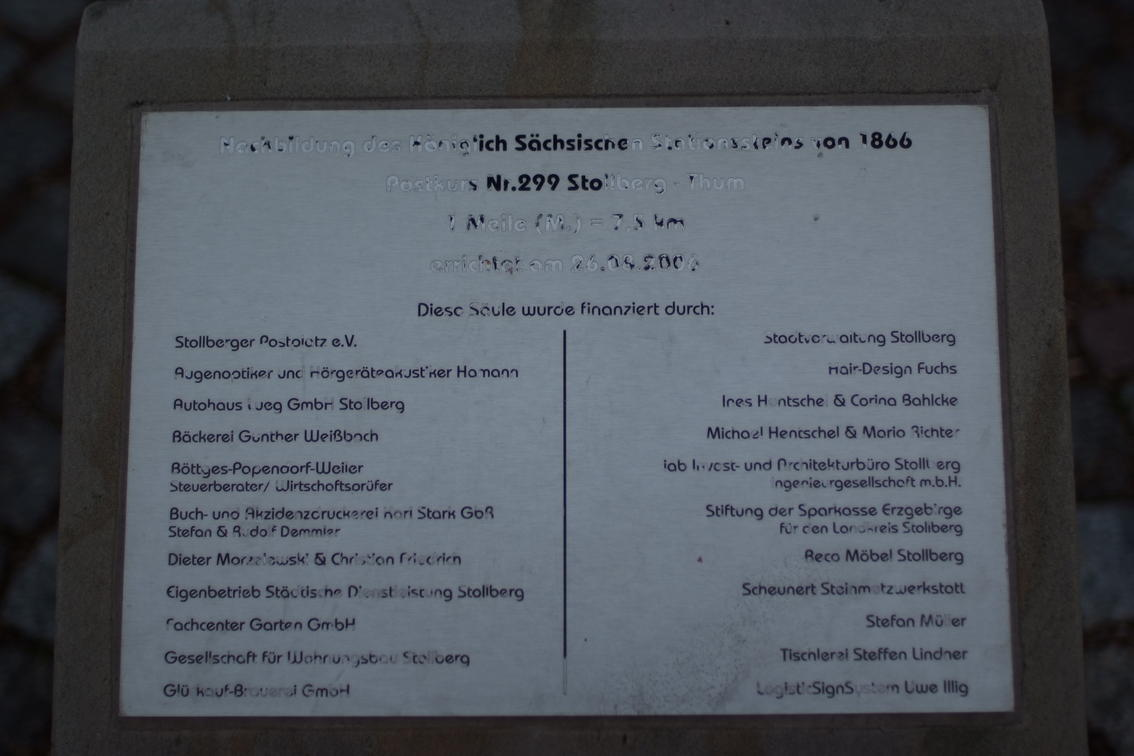
Hinweistafel neben dem Stationsstein am Postplatz
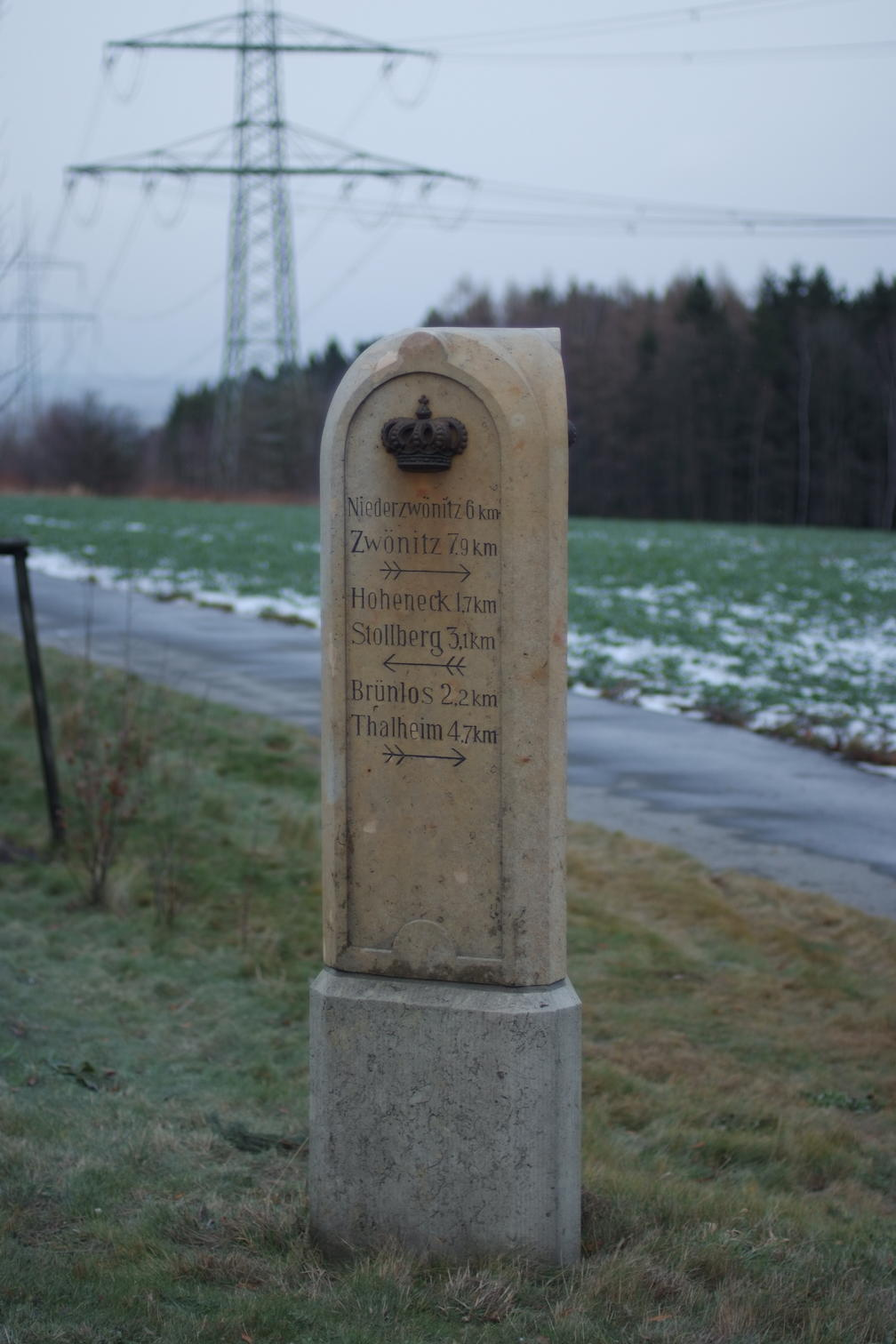
Stationsstein an der B 180 / Alte Stollberger Straße
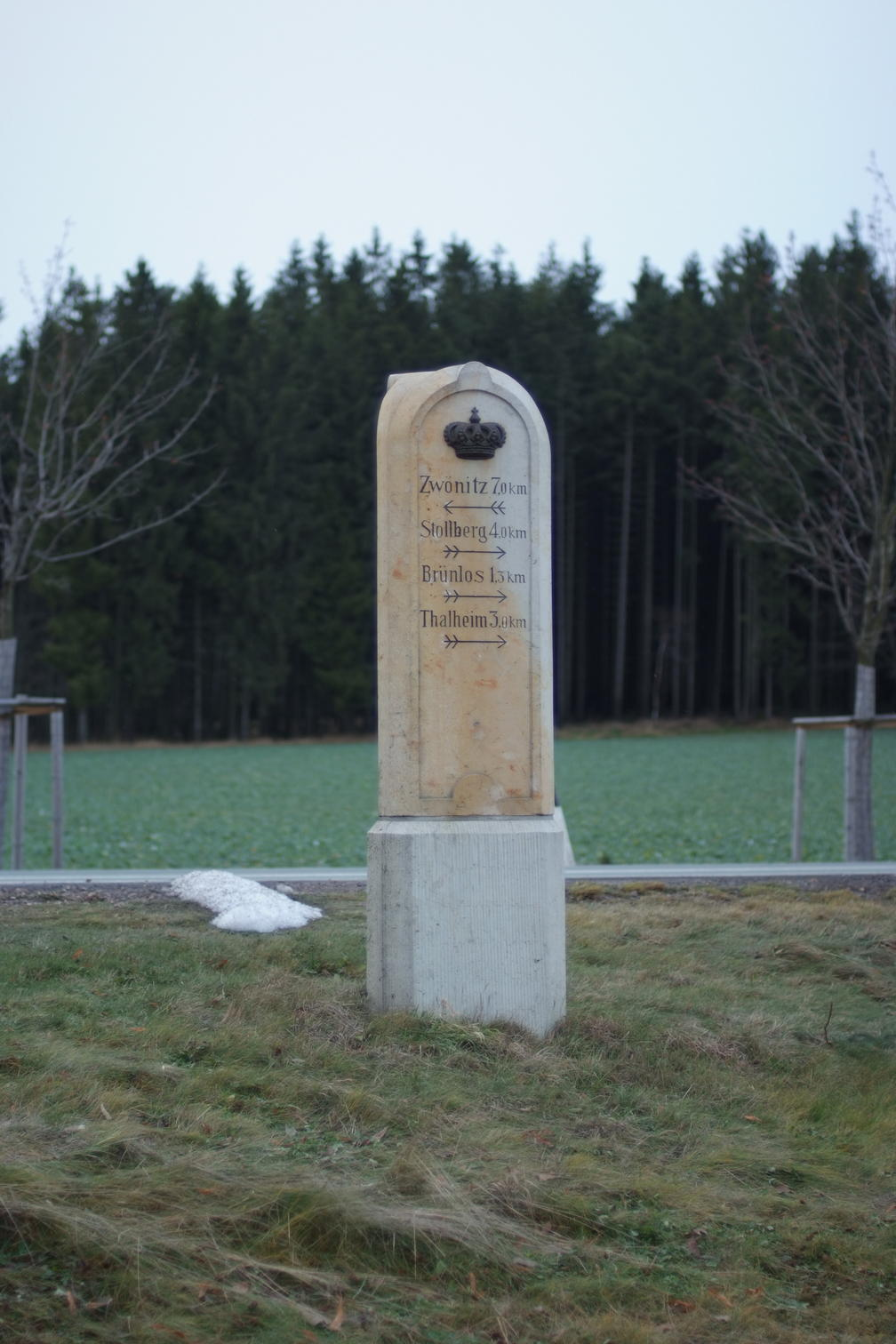
Stationsstein an der B 180 / Alte Stollberger Straße
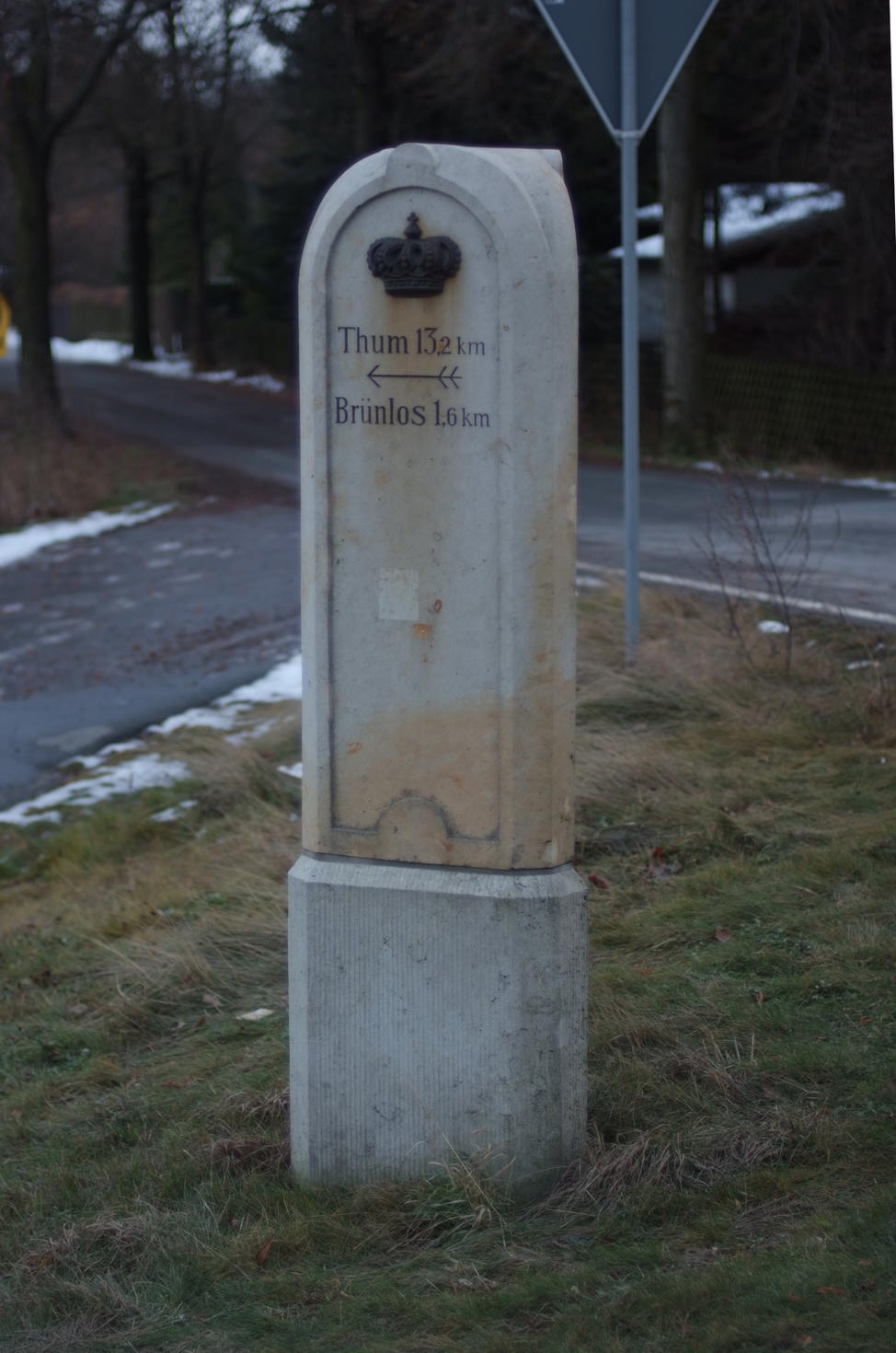
Stationsstein an der B 180 / Alte Stollberger Straße

### Strehla
Strehla
1. Abzweigstein an der B 182 am Ortseingang an der Straße nach Riesa
2. Ganzmeilenstein in der Oschatzer Straße (S 31)

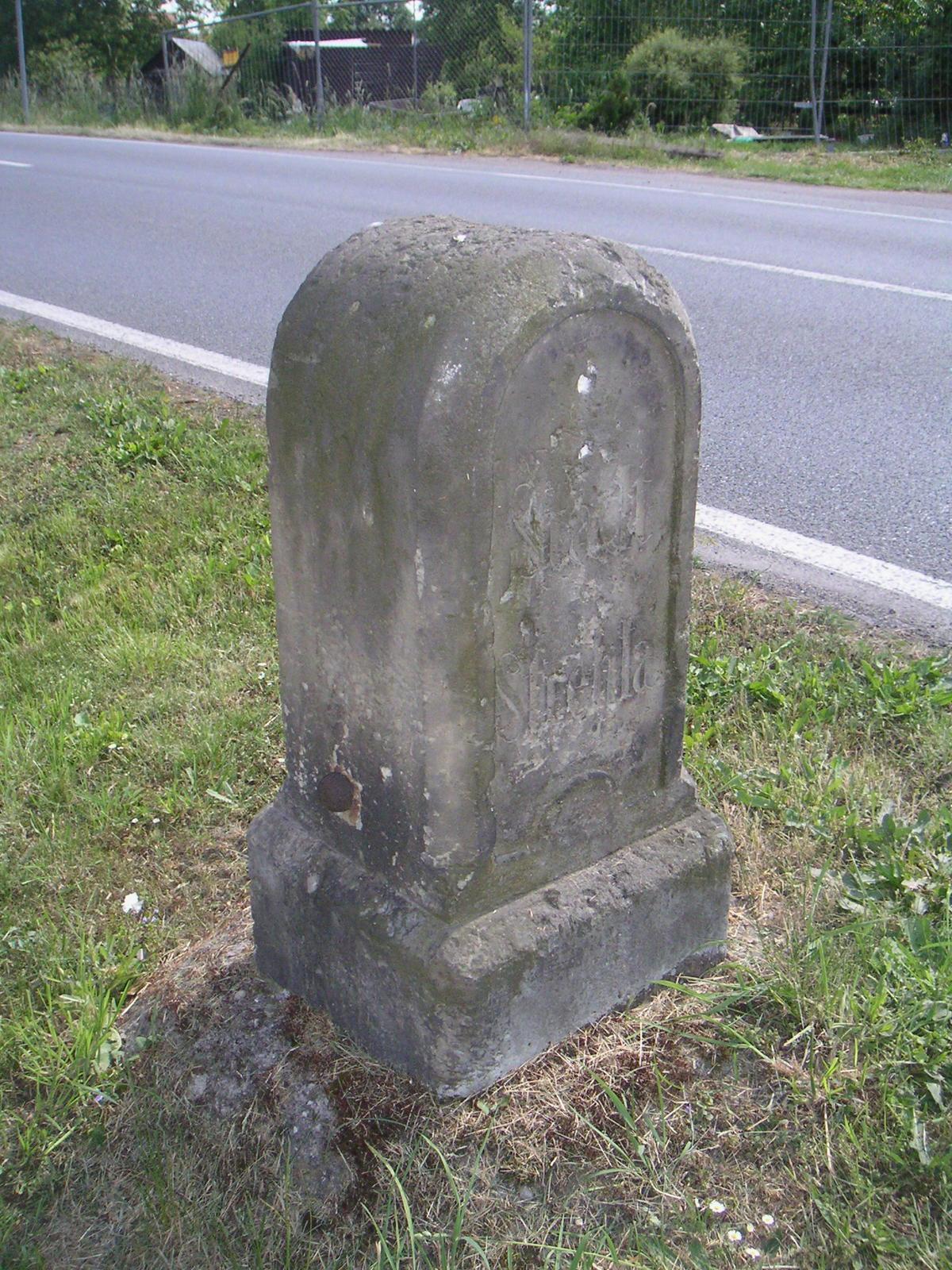
Abzweigstein an der B 182 nach Riesa
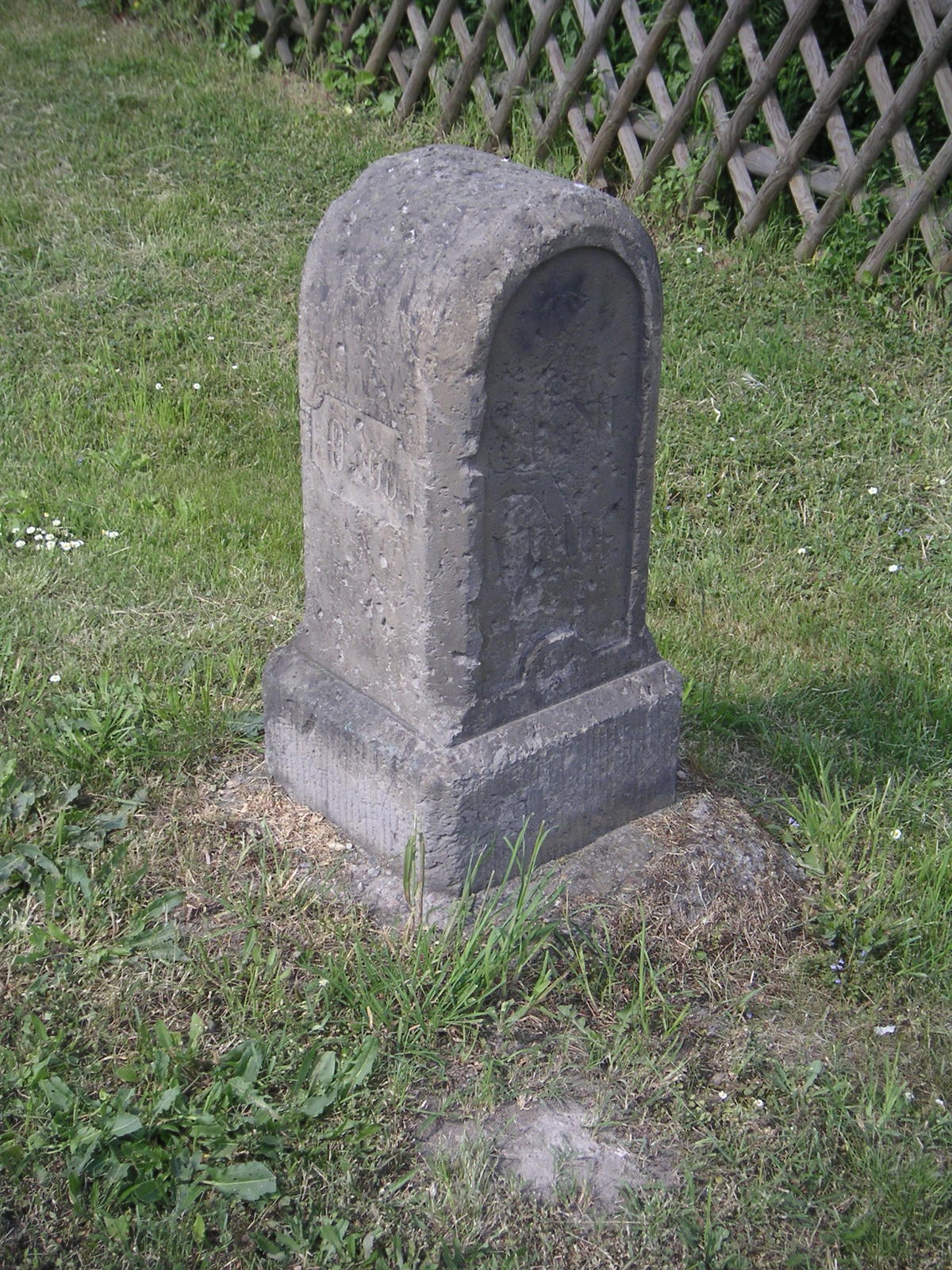
Abzweigstein an der B 182 nach Riesa
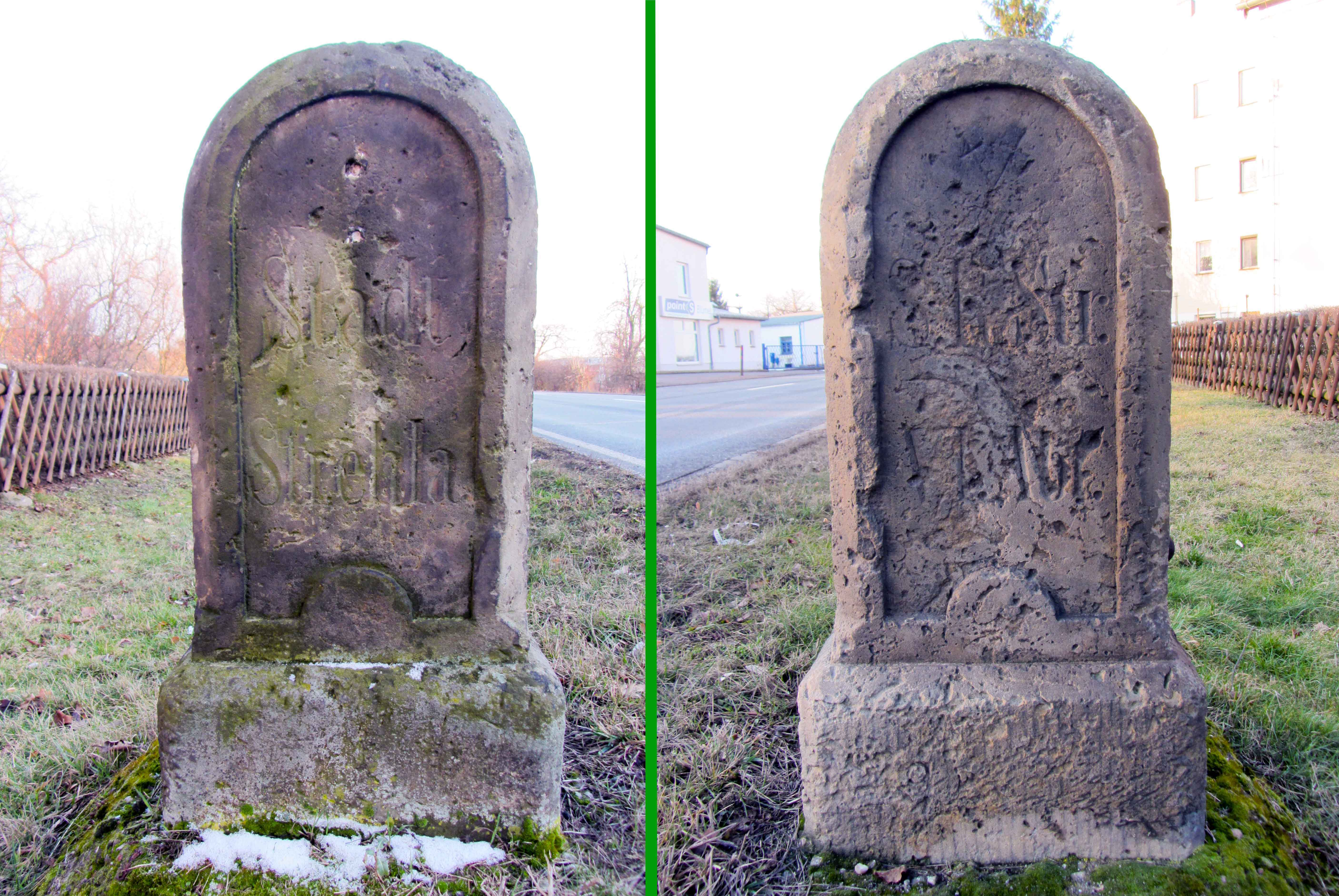
Abzweigstein an der B 182 nach Riesa
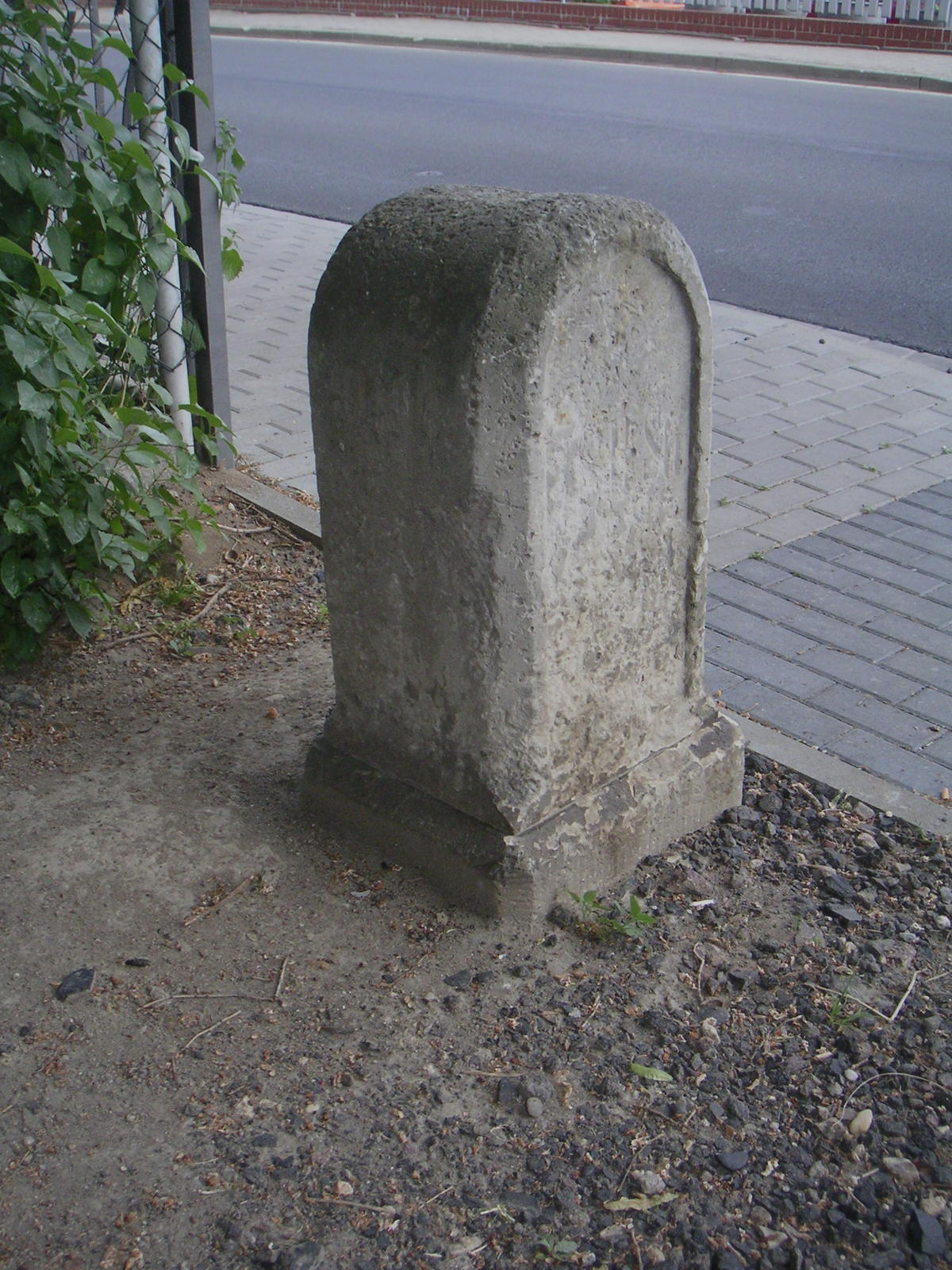
Ganzmeilenstein in der Oschatzer Straße
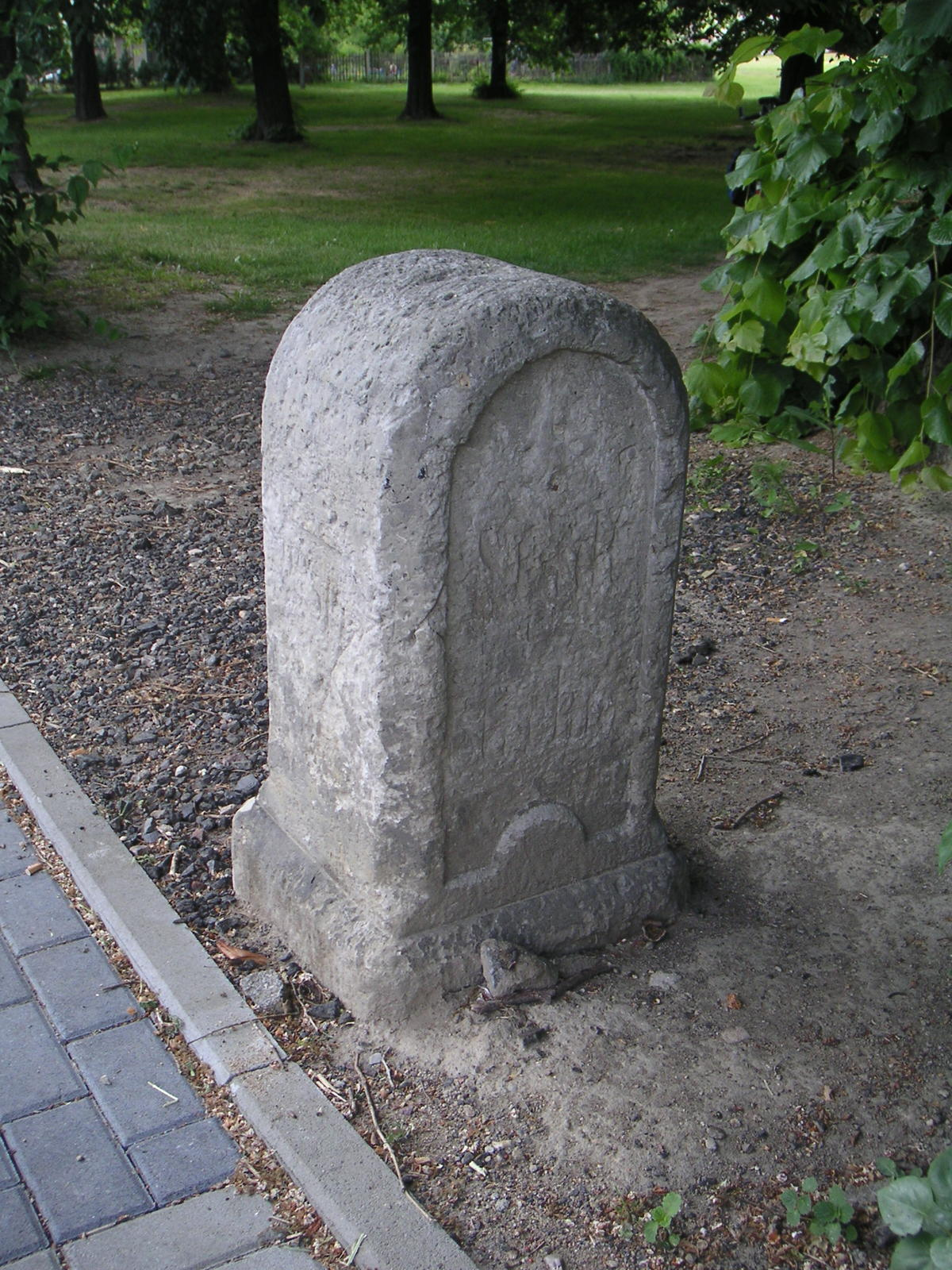
Ganzmeilenstein in der Oschatzer Straße
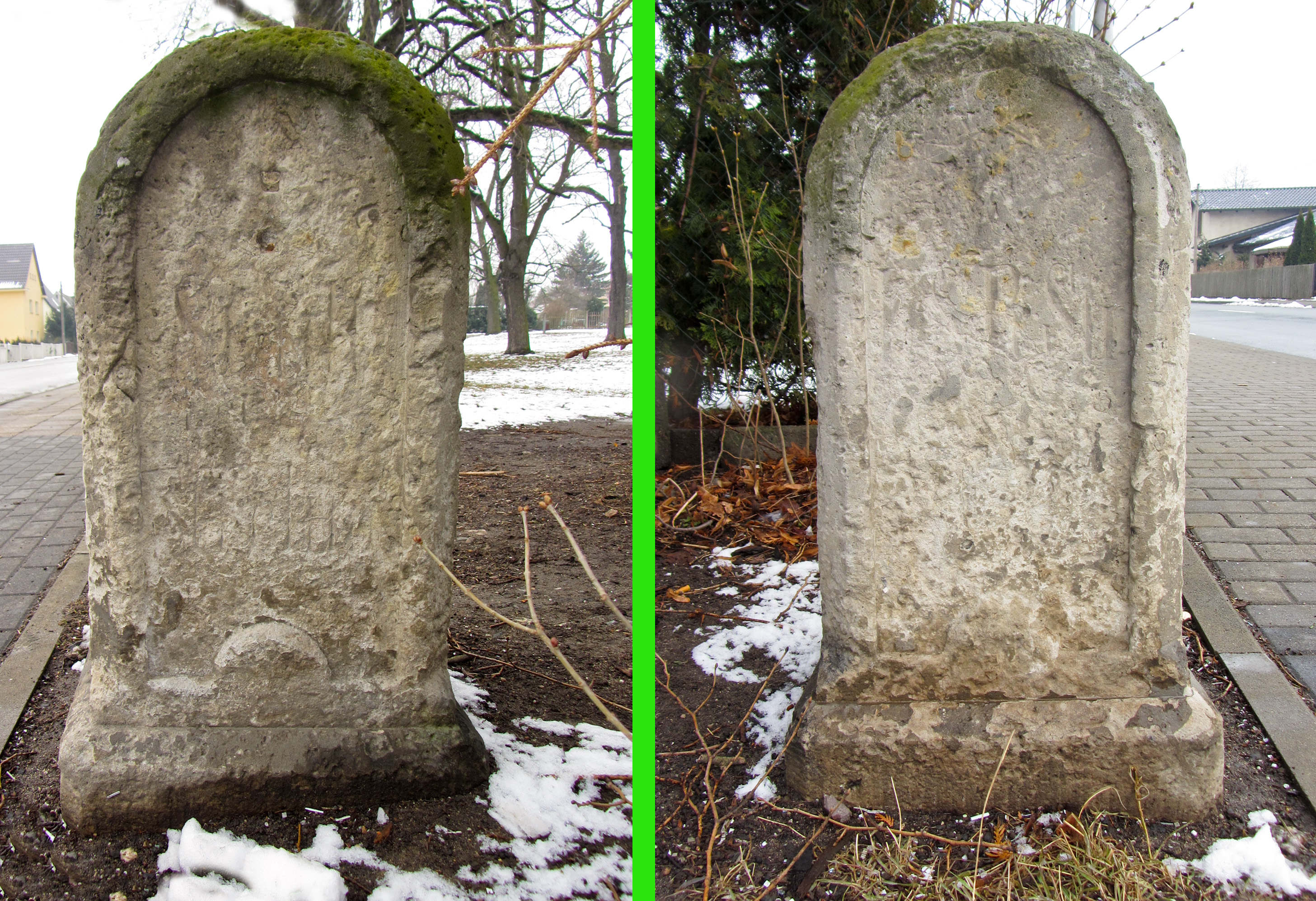
Ganzmeilenstein in der Oschatzer Straße

### Striegistal
Striegistal
1. als Wegweiser umgearbeiteter Ganzmeilenstein an der Straße Freiberg – Hainichen, im OT Mobendorf – Ziegerhäuser
2. Ganzmeilenstein beim OT Etzdorf, am Abzweig nach OT Gersdorf (zeitweise unweit Steinbruch Walter), 2008 restauriert
3. als Straßenwärterstein umgearbeiteter Ganzmeilenstein im OT Etzdorf, am Abzweig zum Sportplatz, 2008 restauriert
4. Halbmeilenstein im OT Etzdorf, Richtung Waldheim, am Steinbruch Walter (zeitweise Straße nach OT Böhrigen), 2008 restauriert
5. Nachbildung eines Halbmeilensteines im OT Marbach, Richtung Nossen

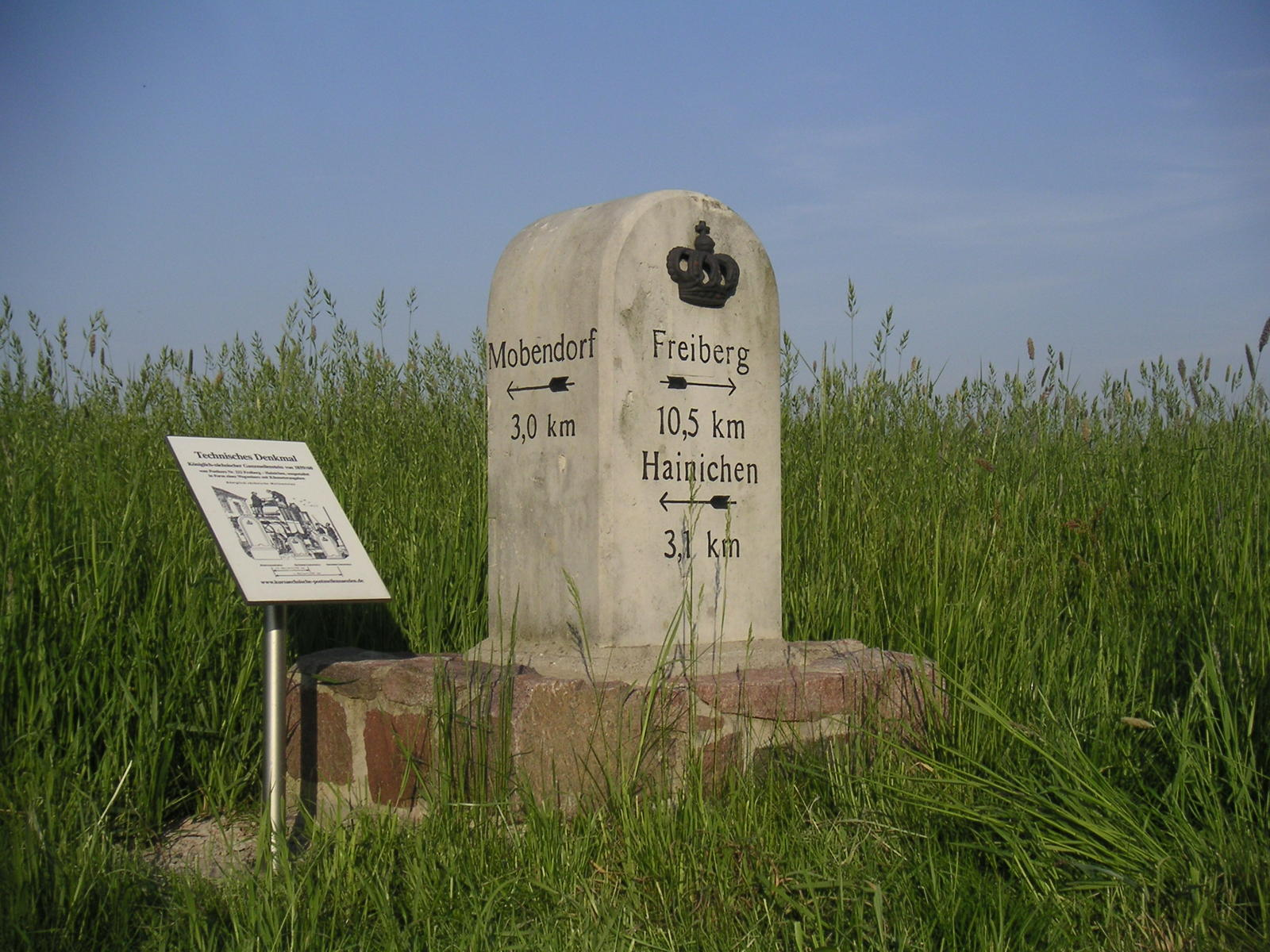
Ganzmeilenstein in Mobendorf, Ziegerhäuser
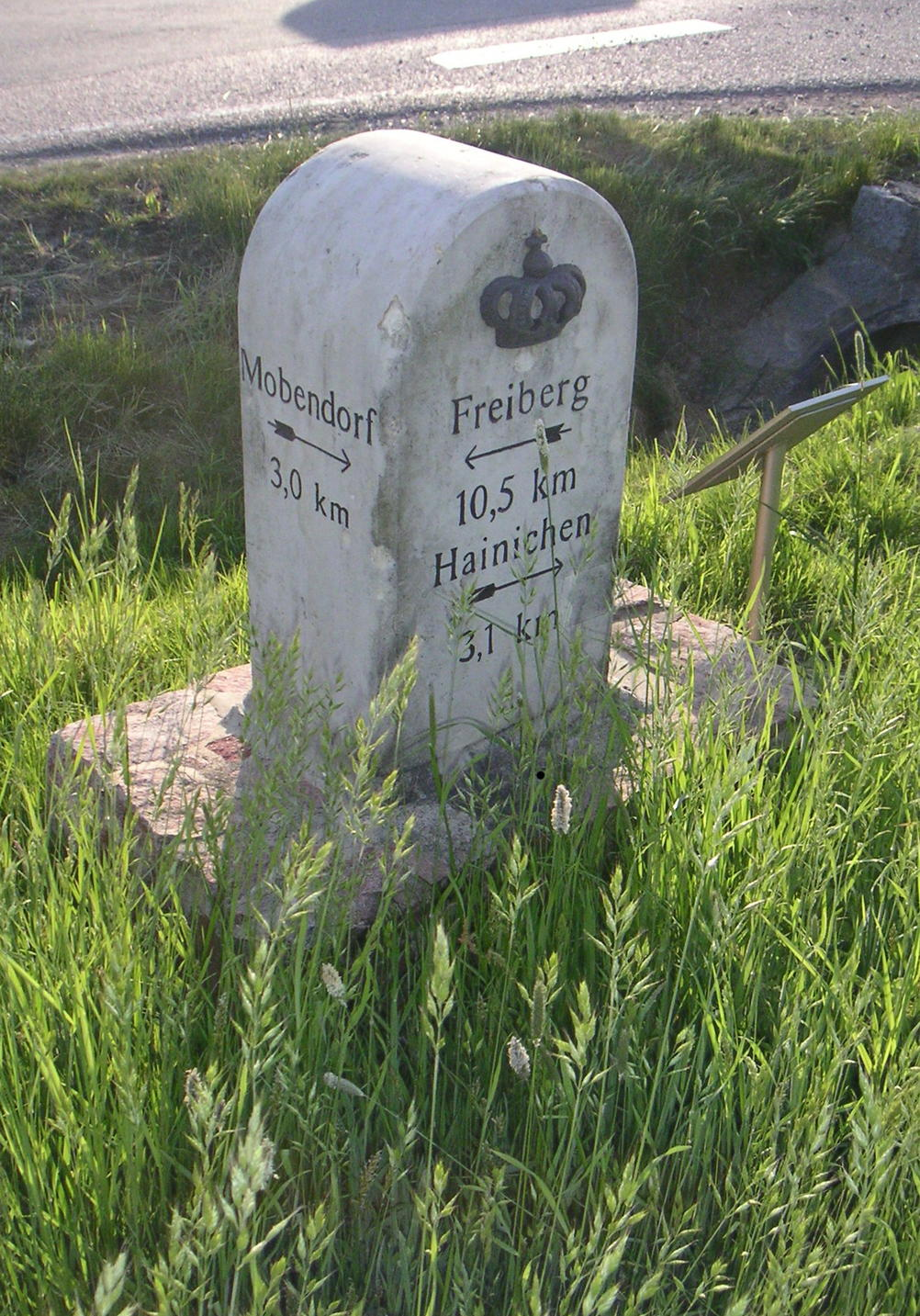
Ganzmeilenstein in Mobendorf, Ziegerhäuser
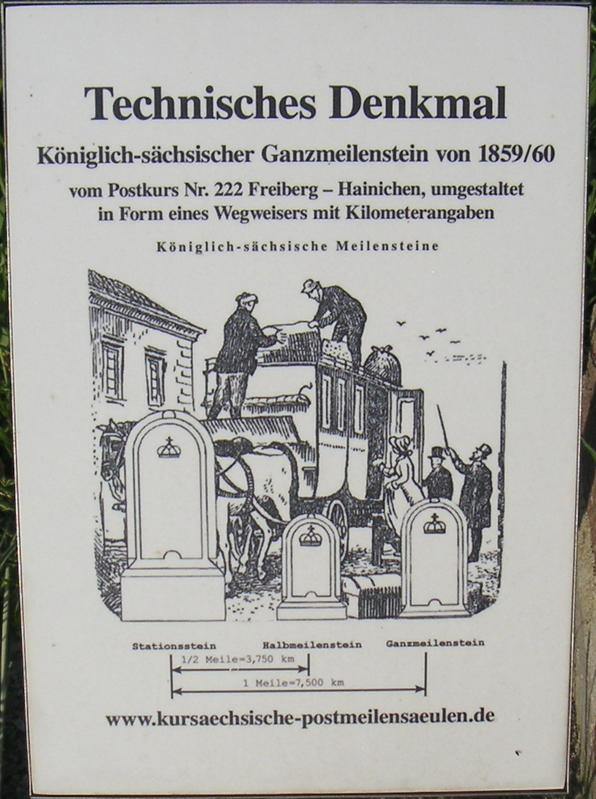
Hinweistafel
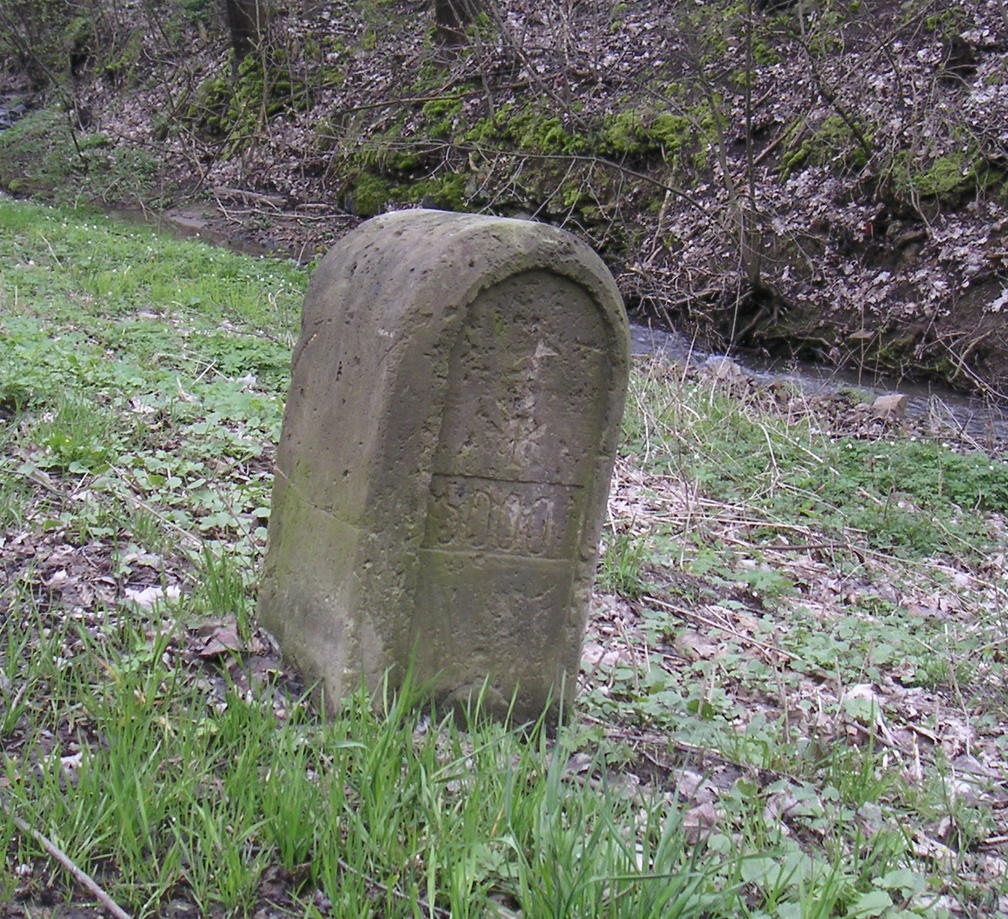
Ganzmeilenstein an der Straße von Waldheim nach Nossen kurz vor Etzdorf (jetzt Abzweig Gersdorf)
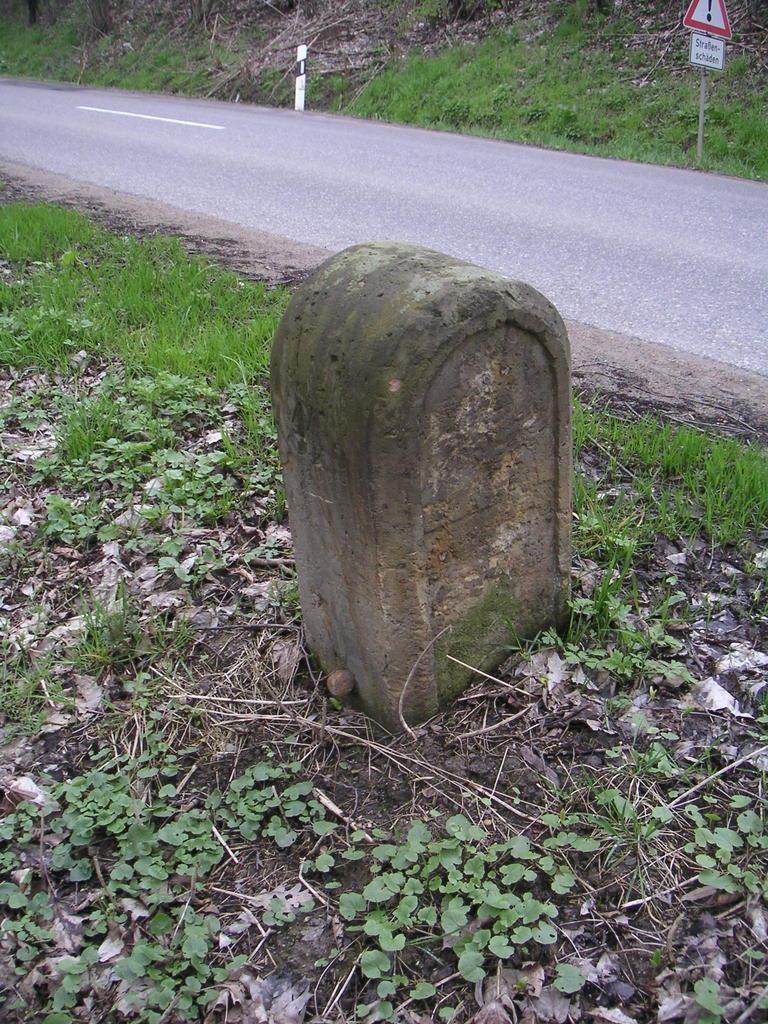
Ganzmeilenstein an der Straße von Waldheim nach Nossen kurz vor Etzdorf (jetzt Abzweig Gersdorf)
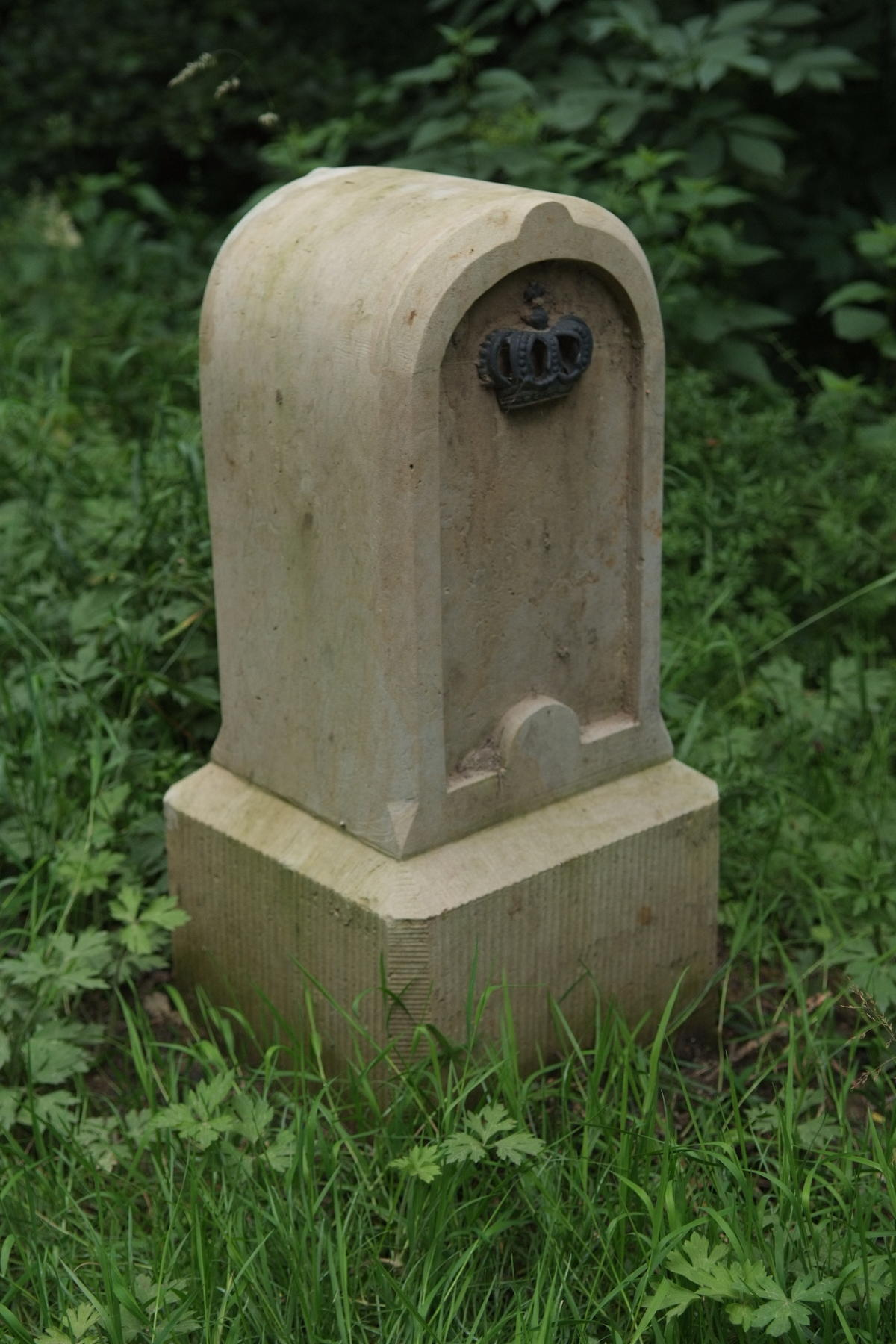
Halbmeilenstein an der Straße von Waldheim nach Nossen kurz vor Etzdorf (vorher Richtung Böhrigen)
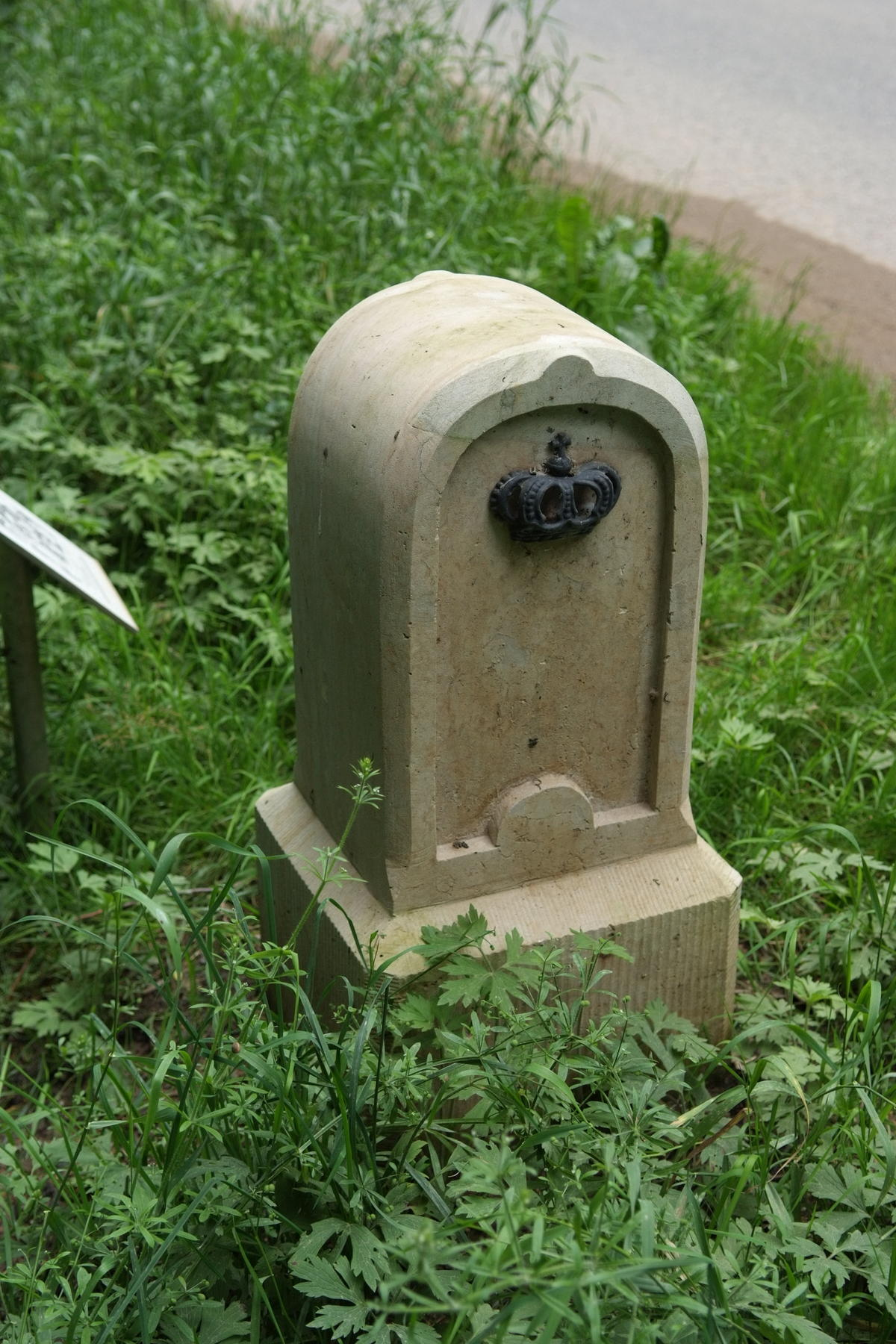
Halbmeilenstein an der Straße von Waldheim nach Nossen kurz vor Etzdorf (vorher Richtung Böhrigen)
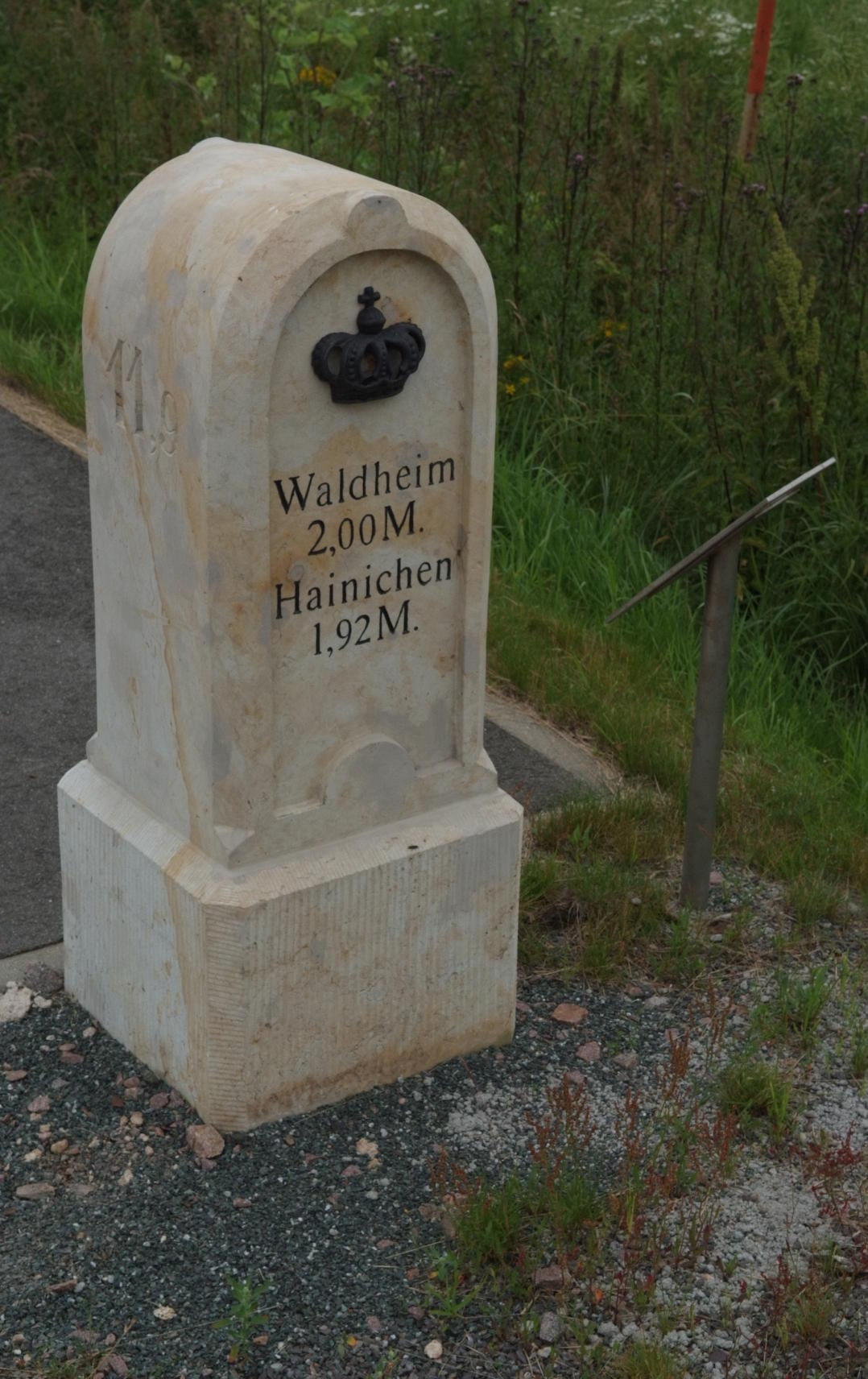
Ganzmeilenstein bei Etzdorf am Abzweig nach Gersdorf (vorher unweit Steinbruch Walter)
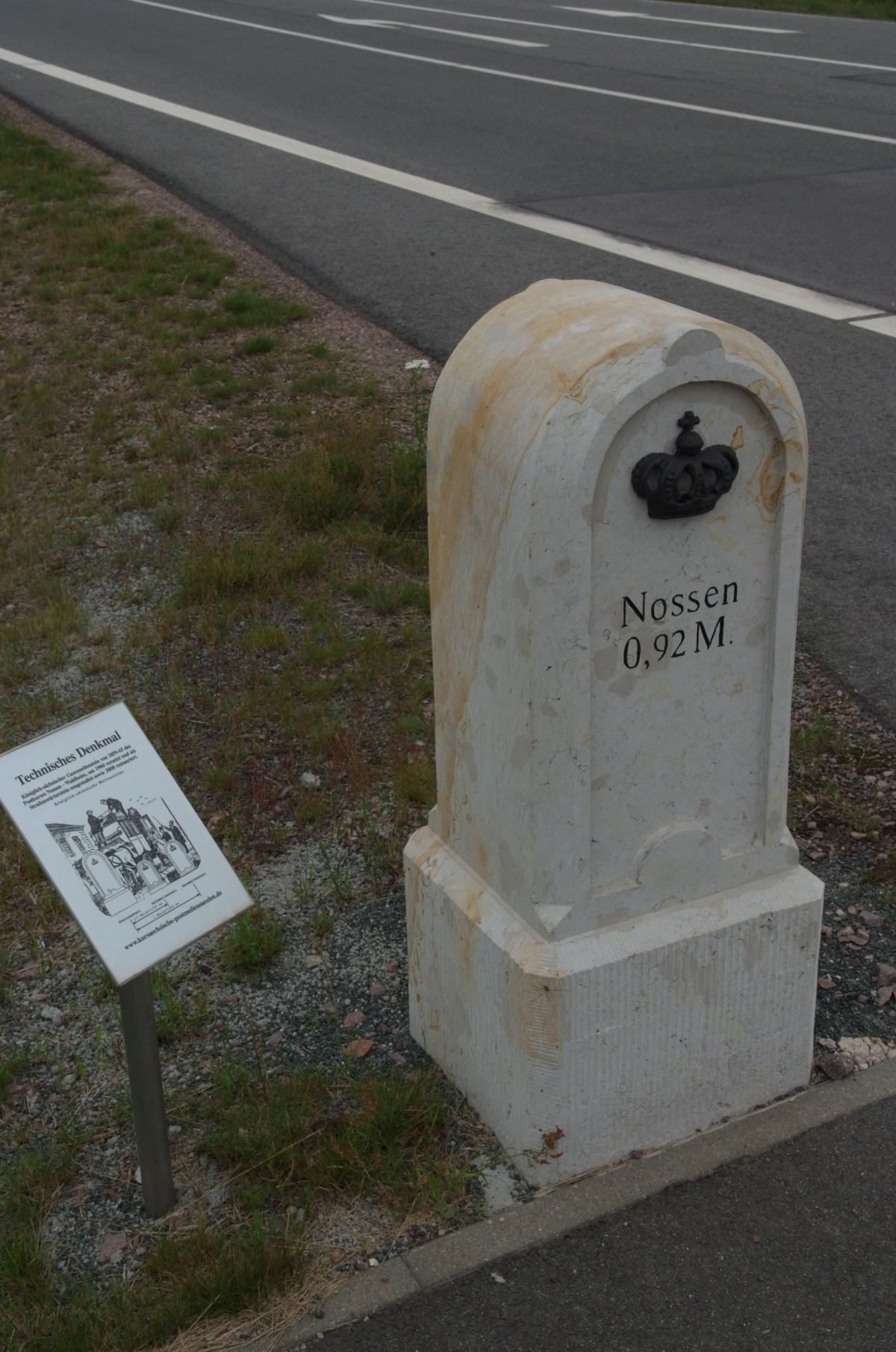
Ganzmeilenstein bei Etzdorf am Abzweig nach Gersdorf (vorher unweit Steinbruch Walter)
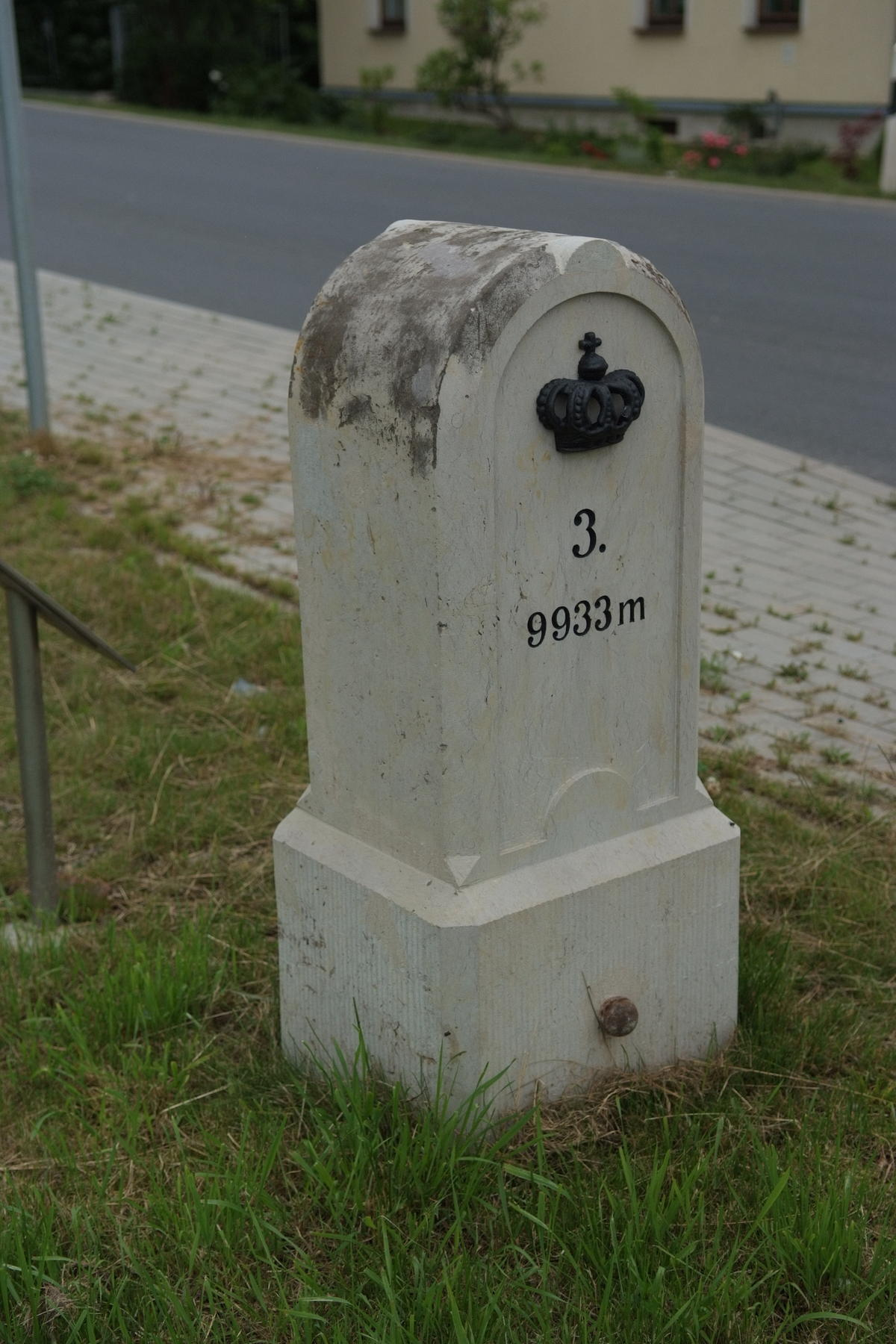
Überarbeiteter Ganzmeilenstein in Etzdorf am Abzweig zum Sportplatz
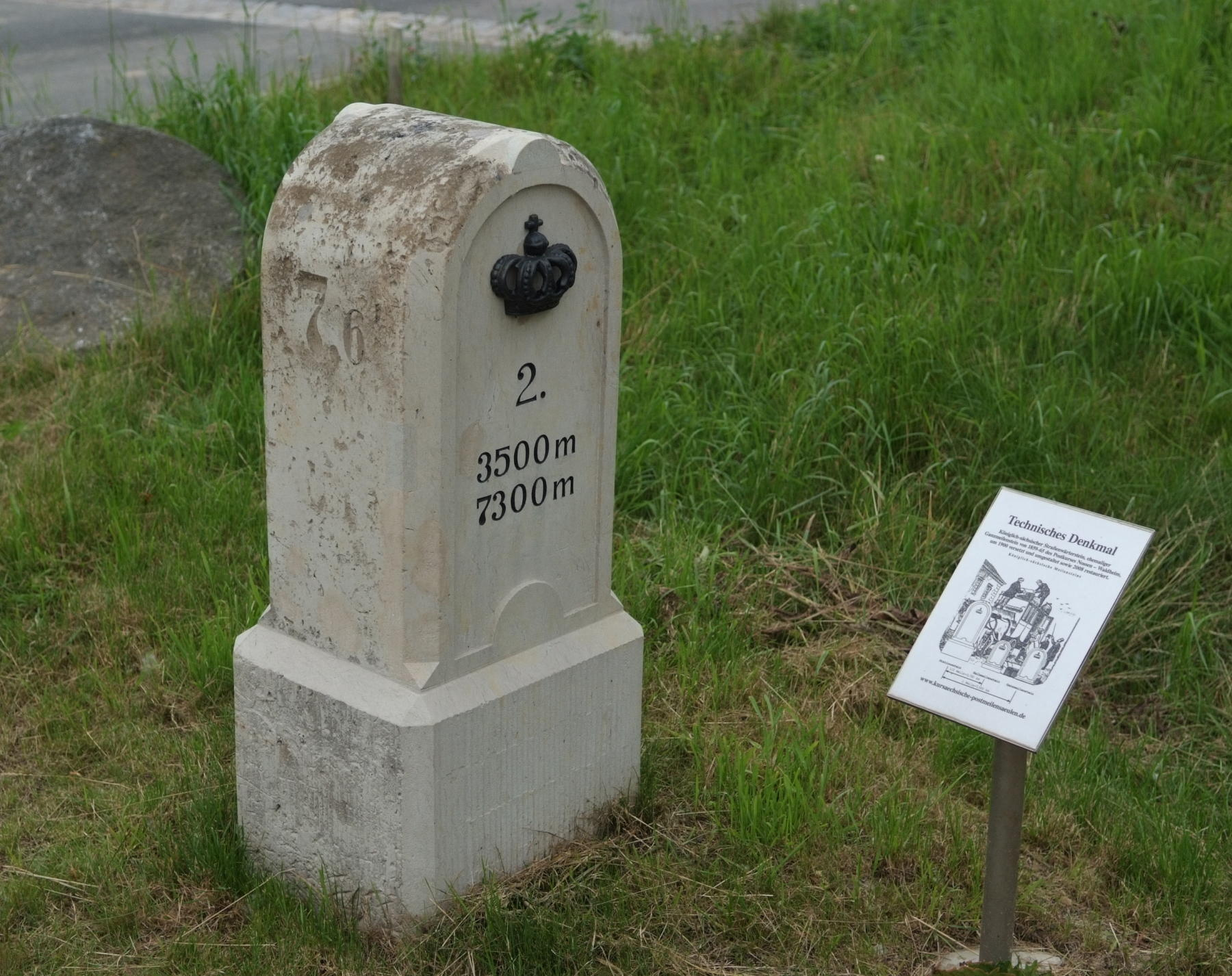
Überarbeiteter Ganzmeilenstein in Etzdorf am Abzweig zum Sportplatz
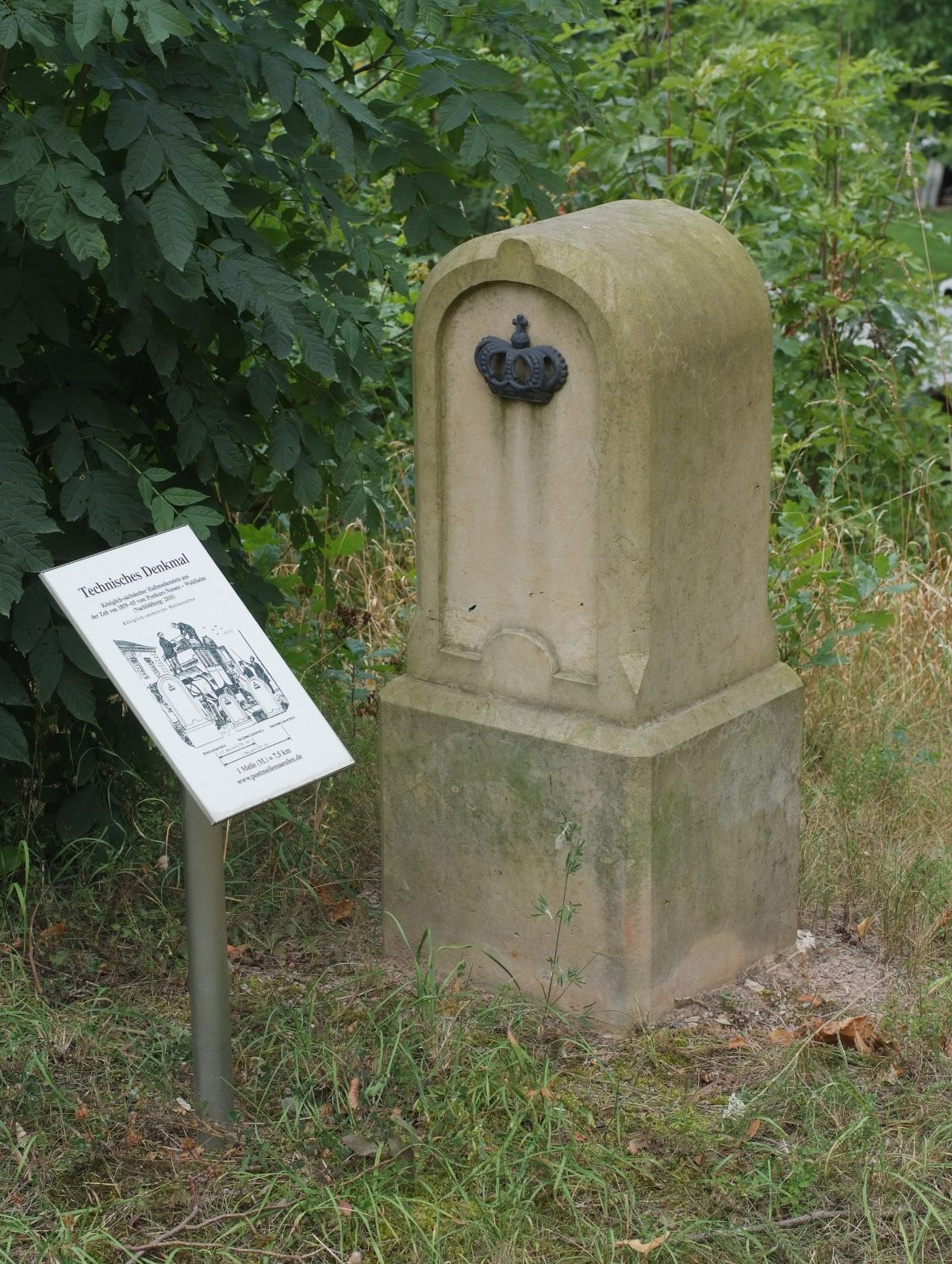
Halbmeilenstein in Marbach
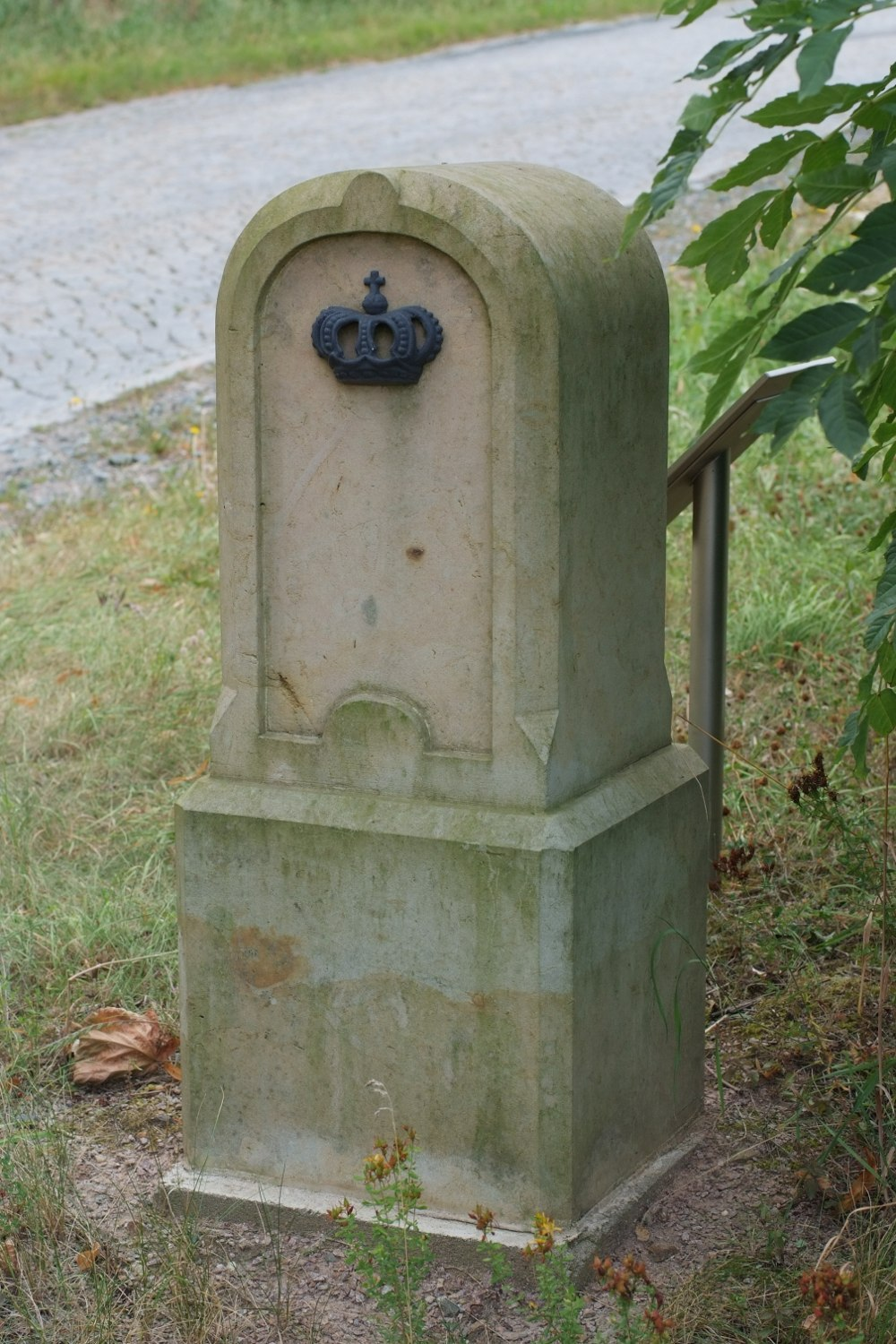
Halbmeilenstein in Marbach

### Stützengrün
Stützengrün

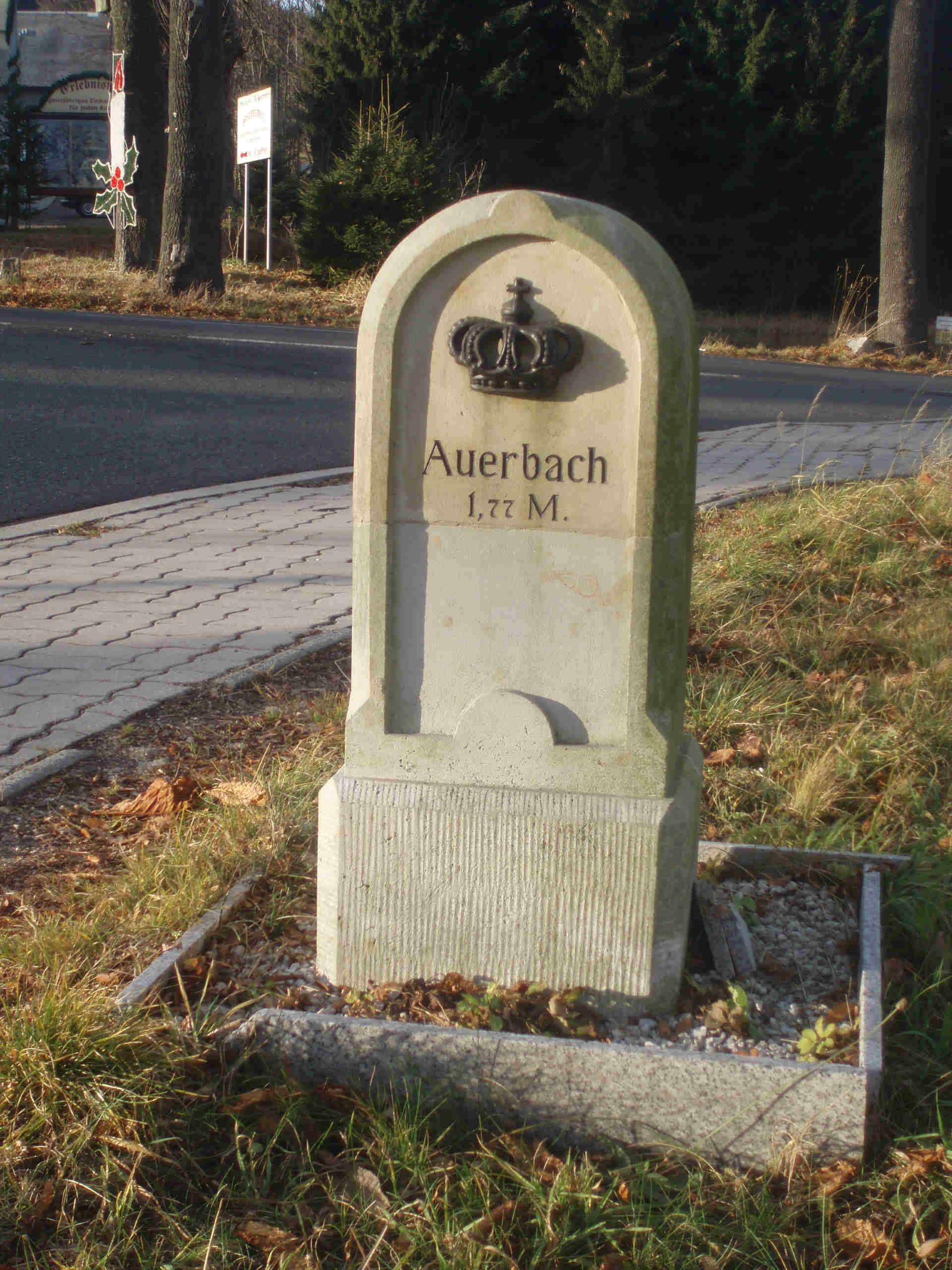
Ganzmeilenstein
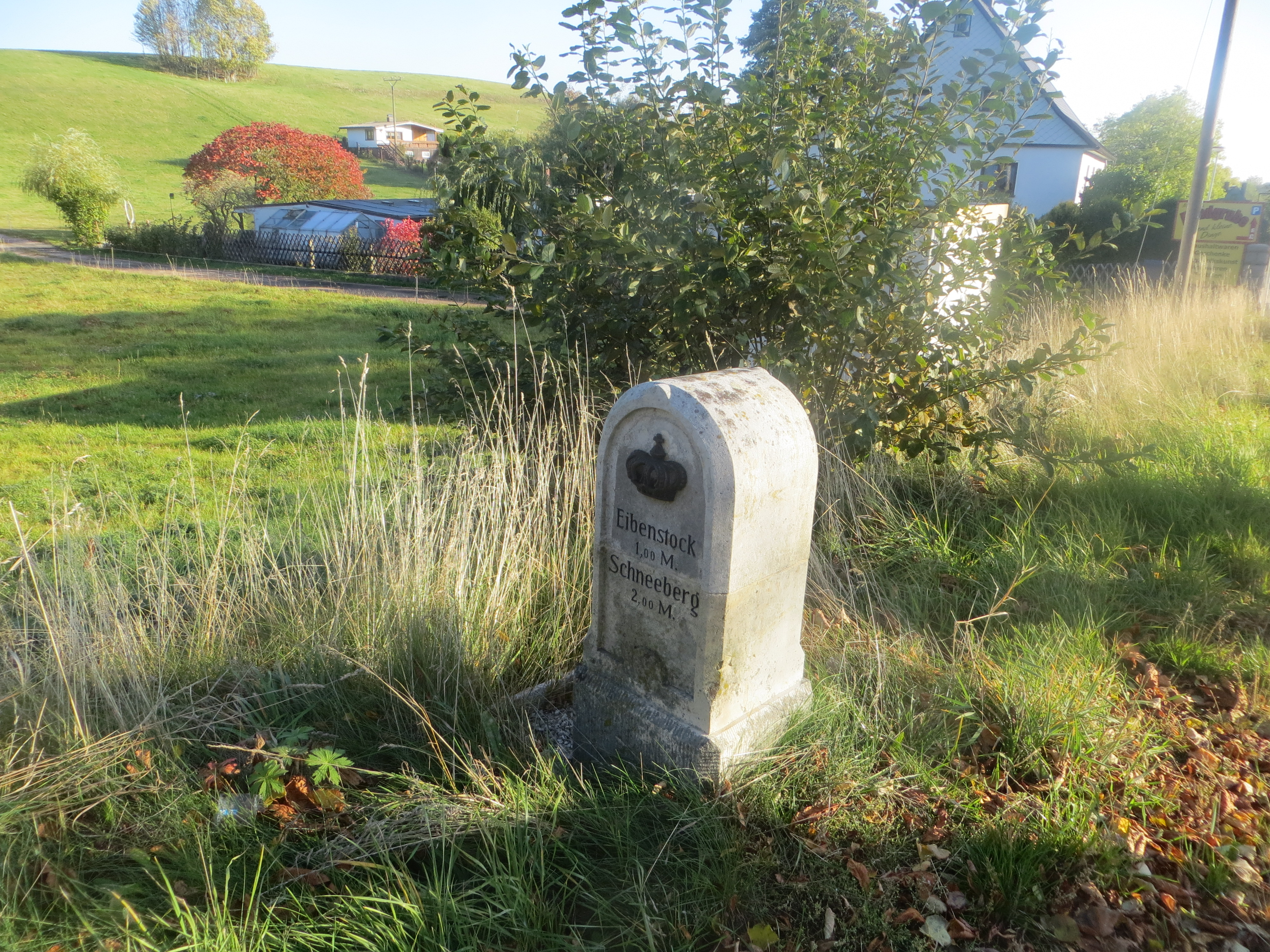
Ganzmeilenstein

### Tannenberg
Tannenberg: Ganzmeilenstein an der Geyerschen Straße, nicht am Originalstandort

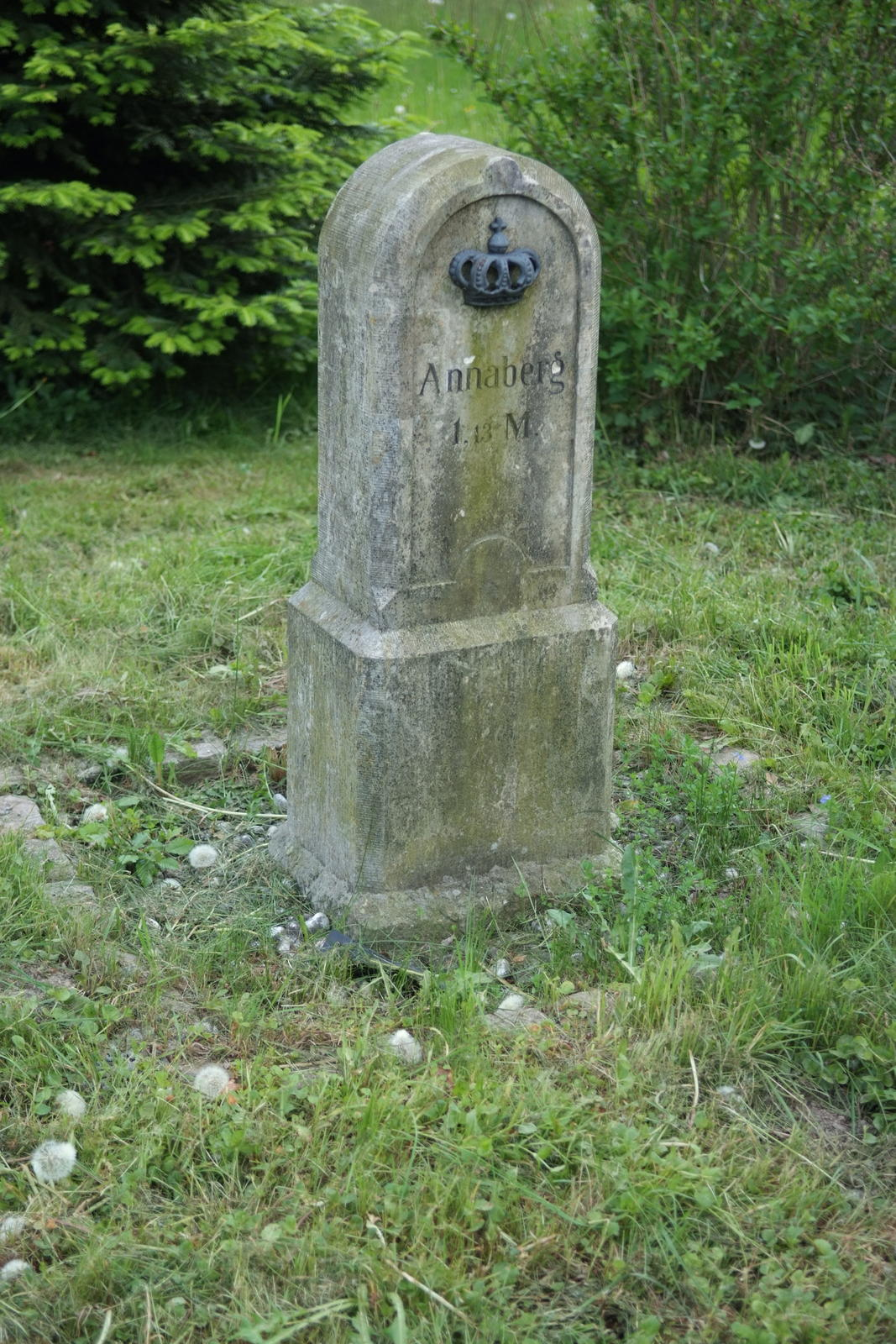
Ganzmeilenstein an der Geyerschen Straße
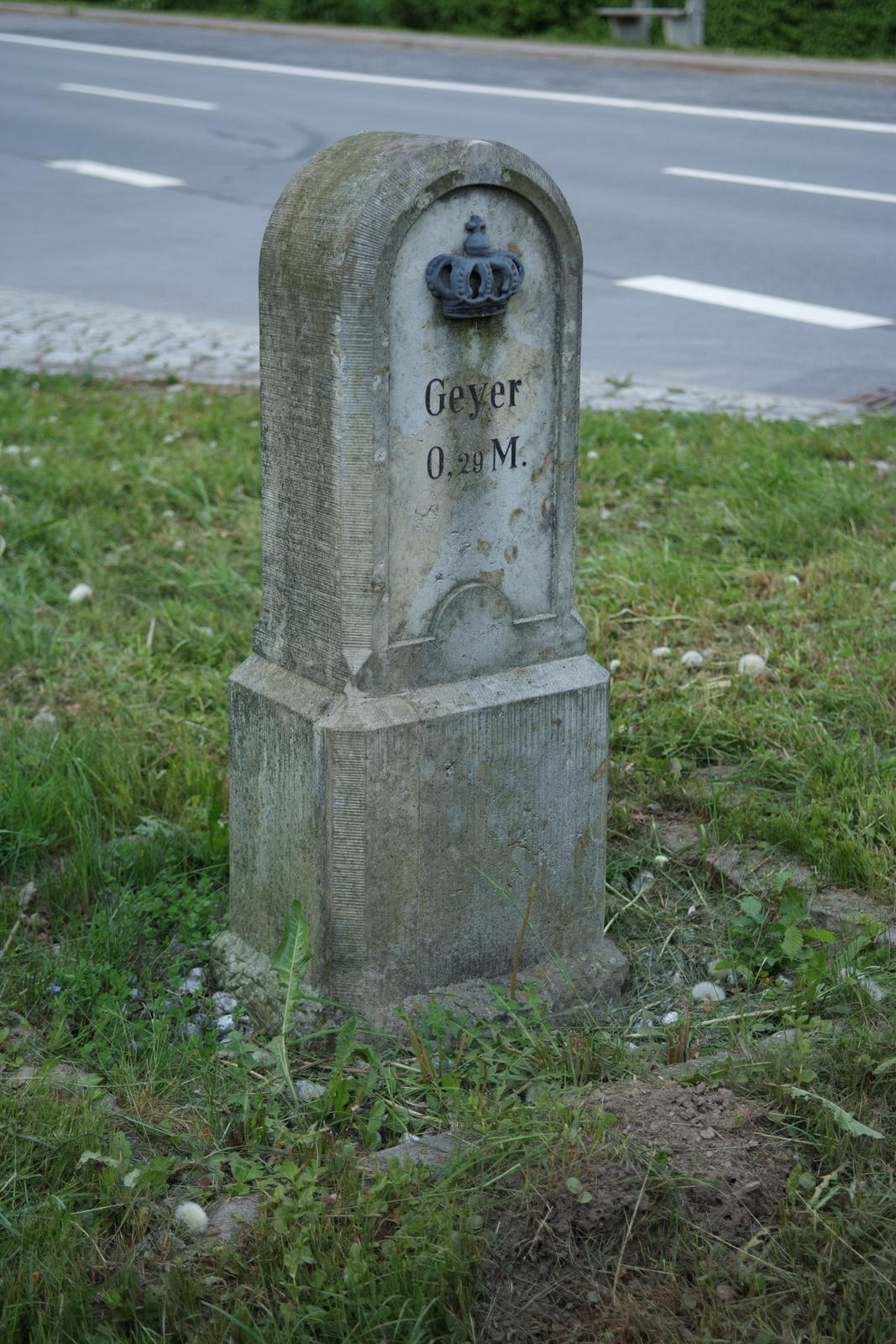
Ganzmeilenstein an der Geyerschen Straße

### Tharandt
Tharandt
1. Ganzmeilenstein der Dresden-Freiberger Chaussee als Nachbildung, unweit vom Originalstandort, am Markt
2. zum Kilometerstein umgearbeiteter Ganzmeilenstein vom Postkurs Tharandt – Wilsdruff an der Kreuzung Wilsdruffer / Talmühlen- / Roßmäßlerstraße / Opitzer Weg
3. Nachbildung eines Ganzmeilensteines von der Dresden-Freiberger-Chaussee am Zentralparkplatz / Hauptstraße Richtung Kurort Hartha bzw. Tharandt aus Grillenburger Sandstein von 2013 im OT Grillenburg im Tharandter Wald

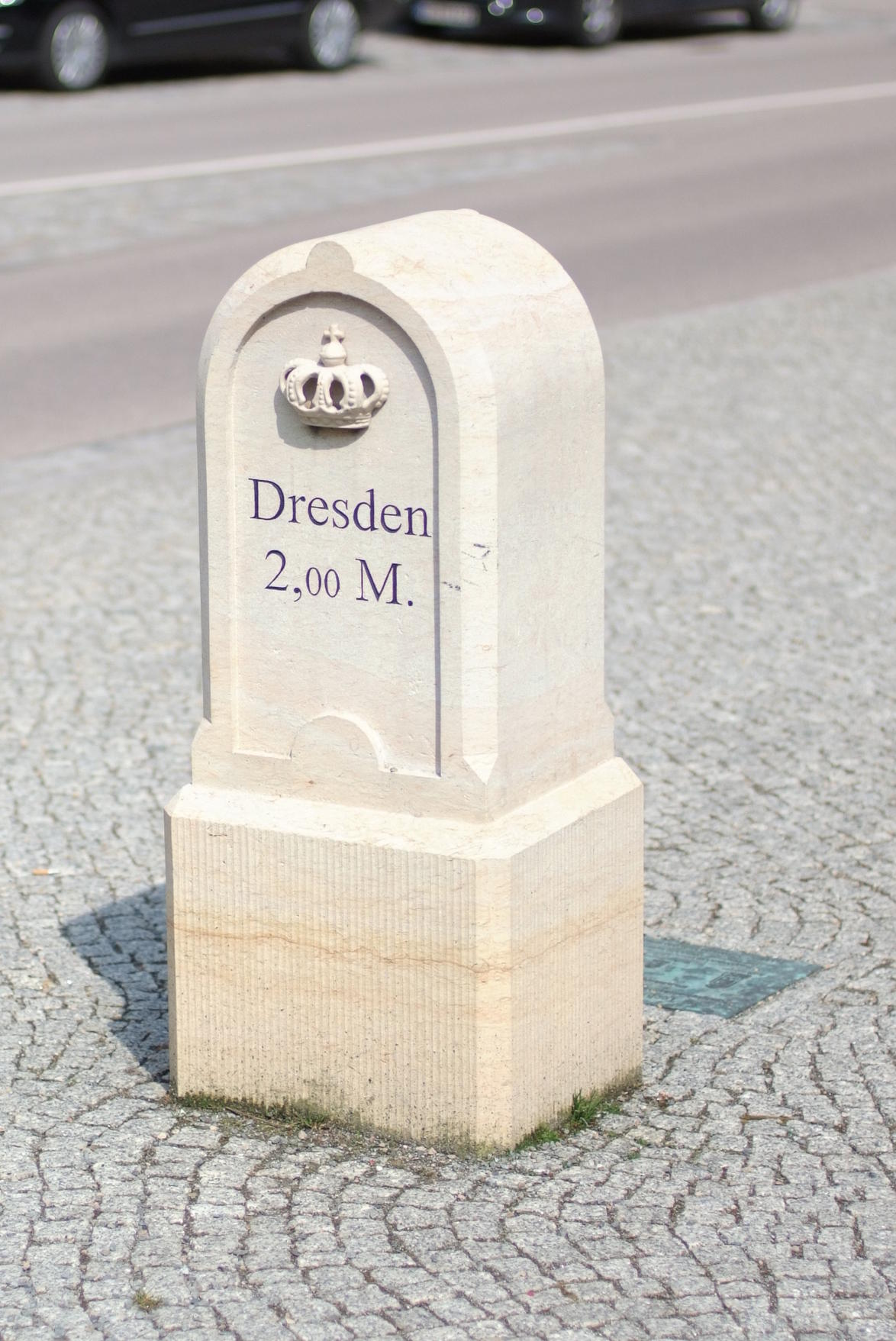
Ganzmeilenstein am Markt
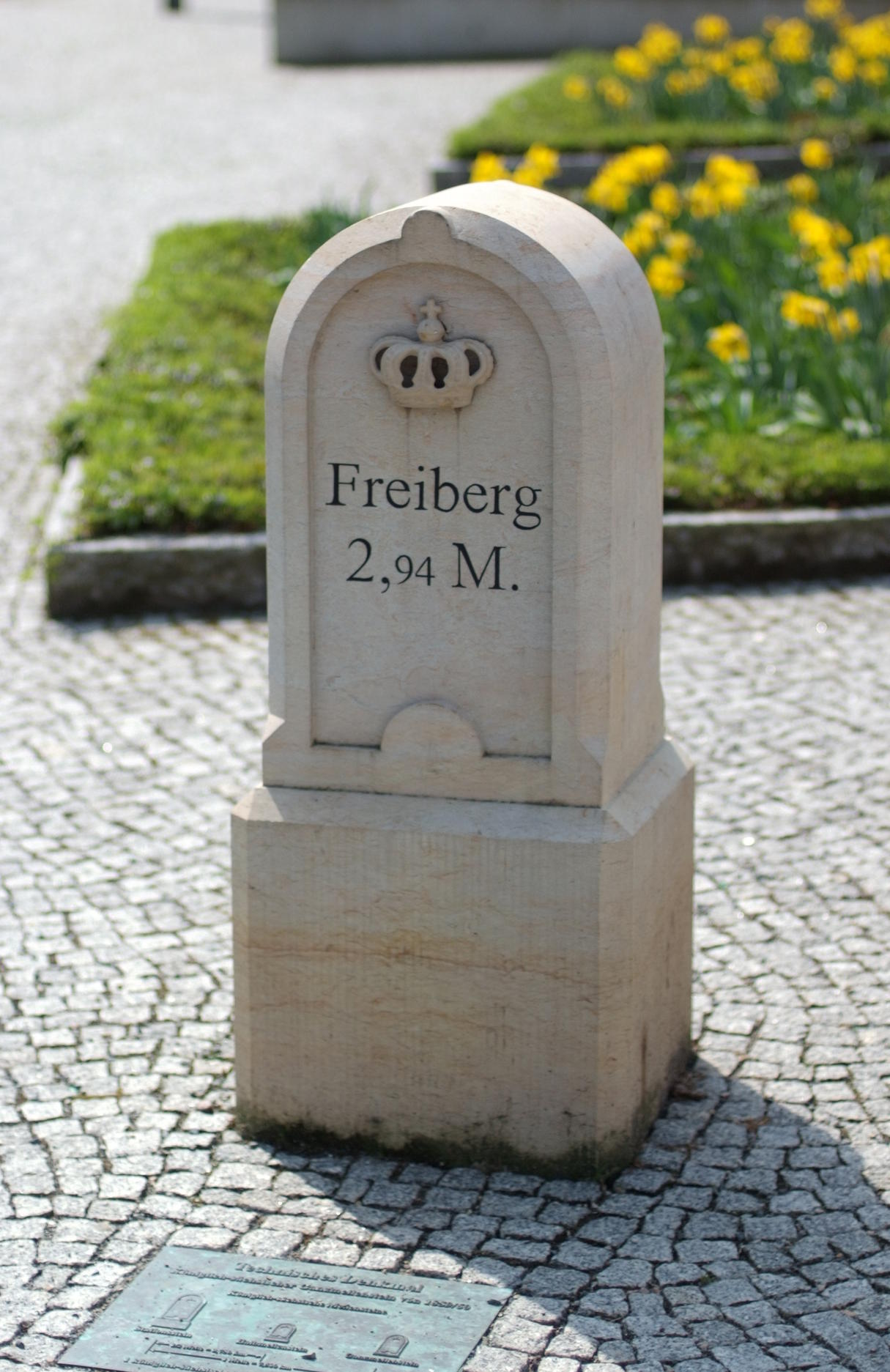
Ganzmeilenstein am Markt
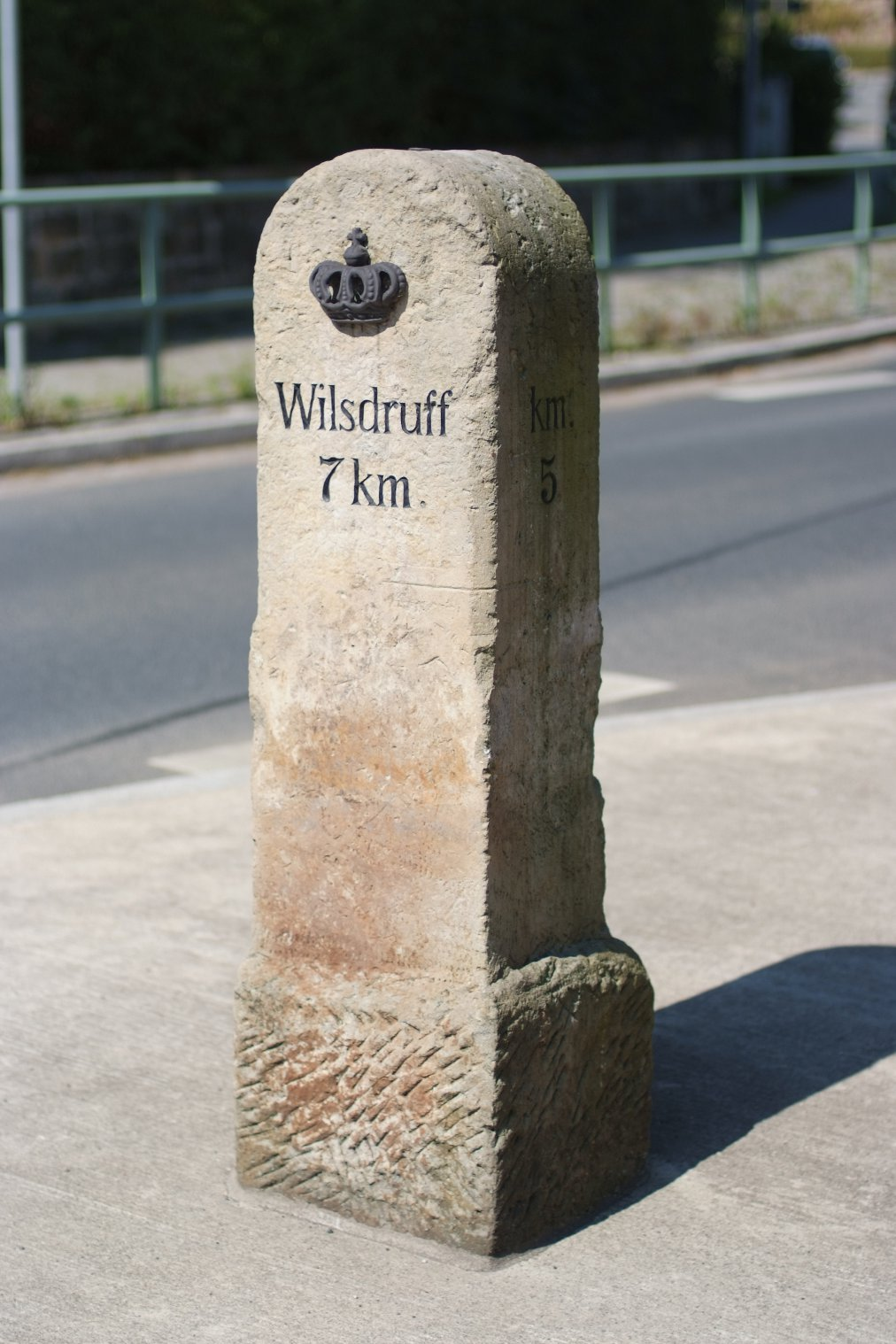
umgearbeiteter Ganzmeilenstein an der Kreuzung Wilsdruffer-/Talmühlen-/Roßmäßlerstraße/Opitzer Weg
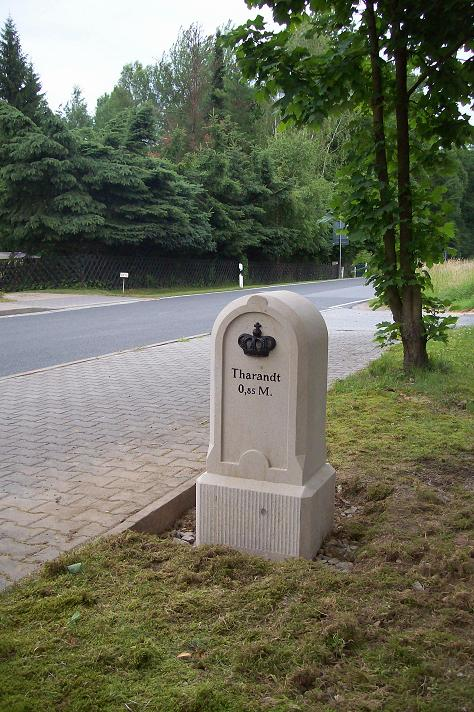
Ganzmeilenstein Grillenburg
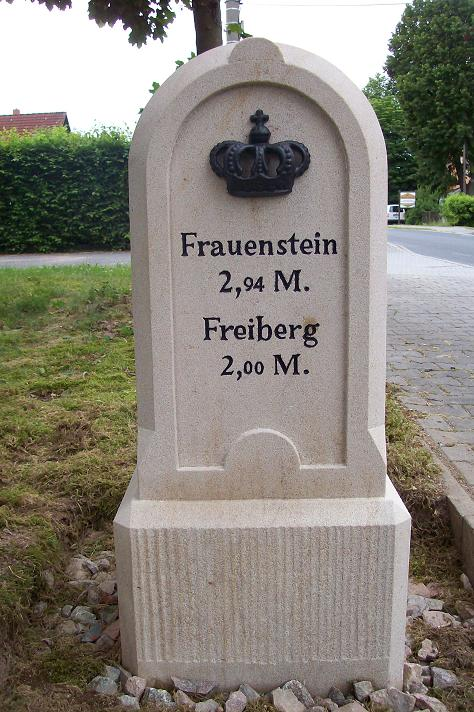
Ganzmeilenstein Grillenburg

### Thum
Thum
1. Ganzmeilenstein von 1865 im OT Jahnsbach, Straße der Freundschaft
2. Ganzmeilenstein von 1865 im OT Herold, Zschopauer Straße

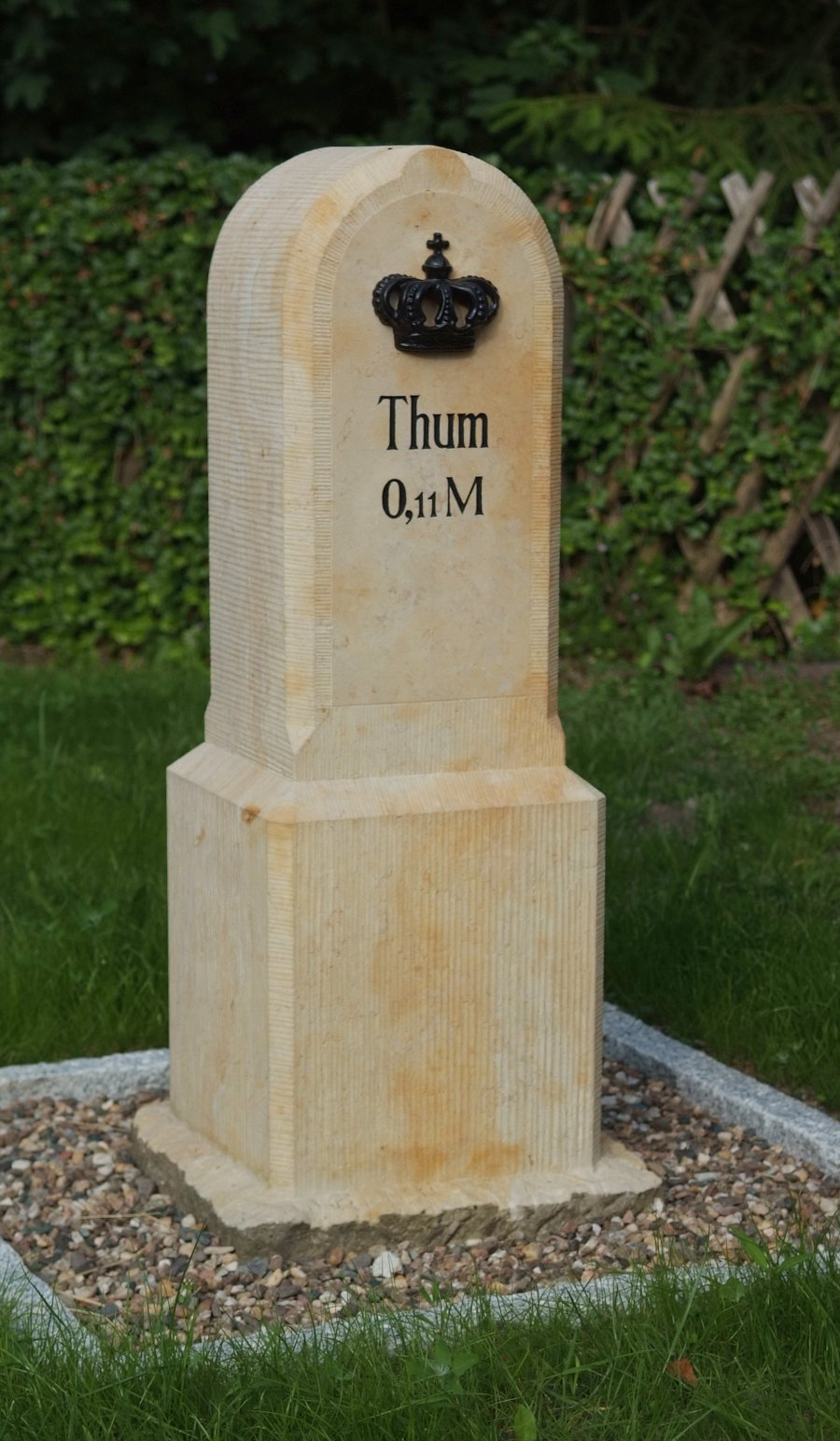
Ganzmeilenstein in Jahnsbach
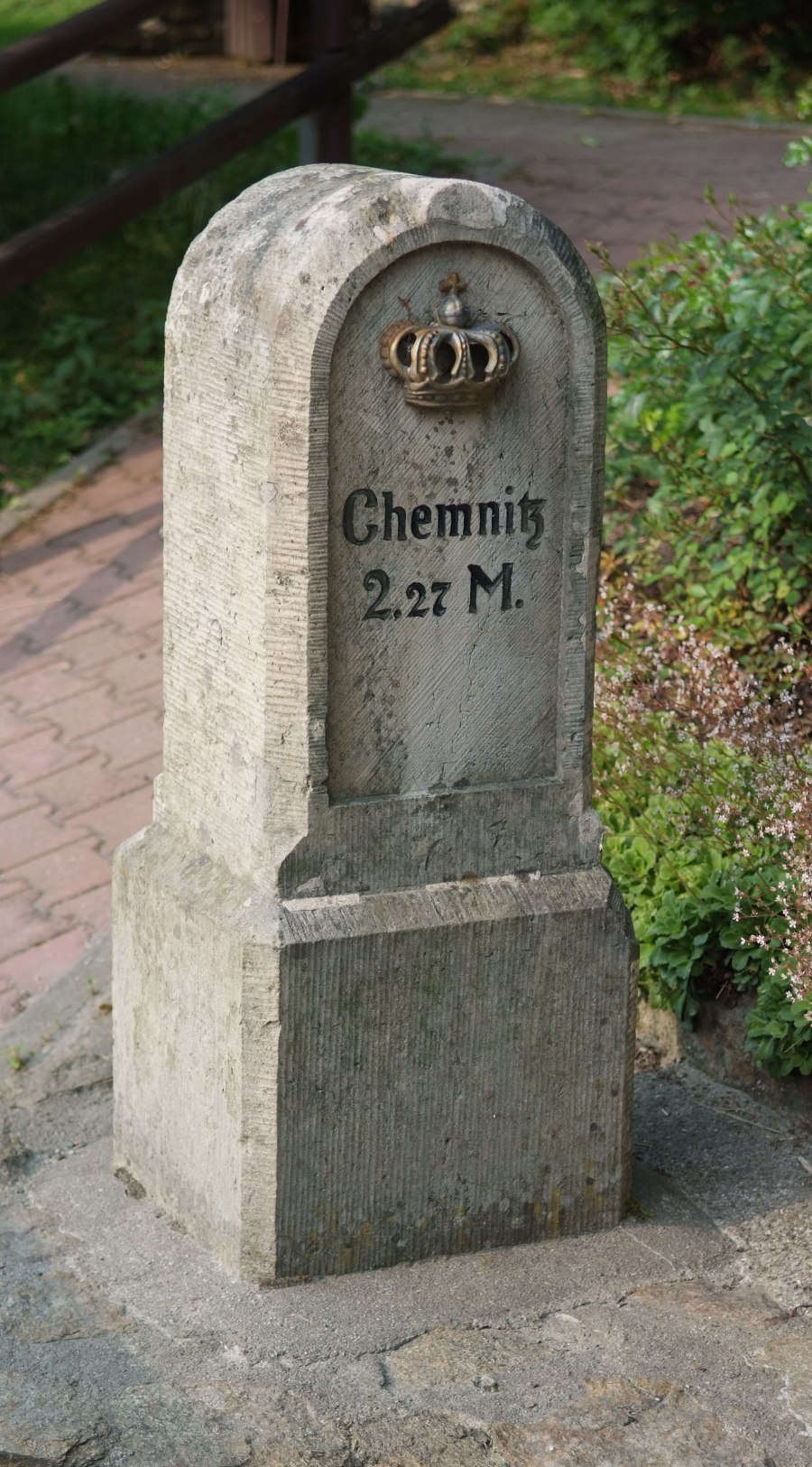
Ganzmeilenstein in Herold, Zschopauer Straße
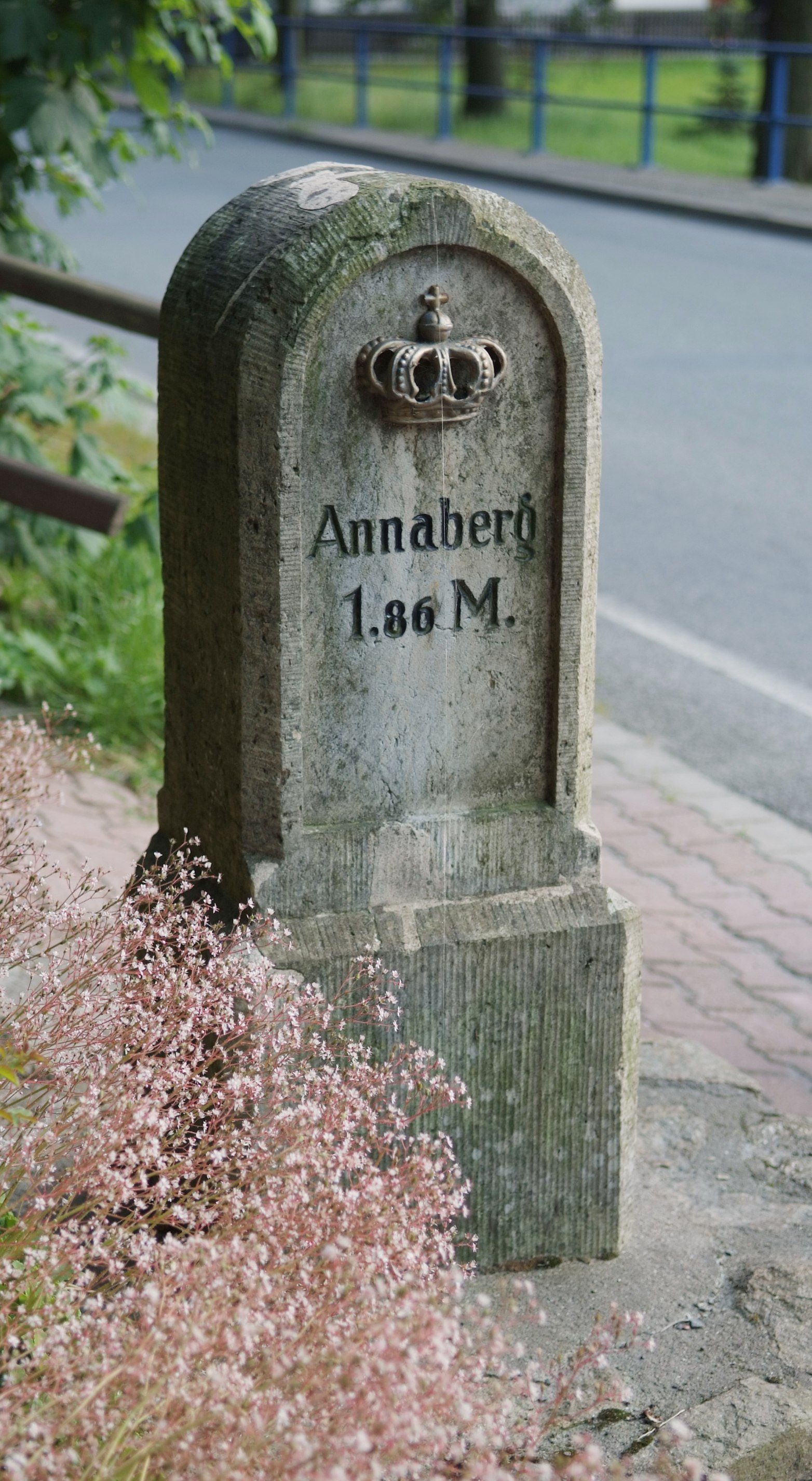
Ganzmeilenstein in Herold, Zschopauer Straße

### Treuen
Treuen
1. vermutlich umgestalteter Halbmeilenstein an der B 173, beim OT Gospersgrün oder Miriameterstein der Eisenbahn
2. rekonstruierter Abzweigstein an der Eicher Spange, bis 2013 in der Straßenmeisterei Falkenstein gelagert

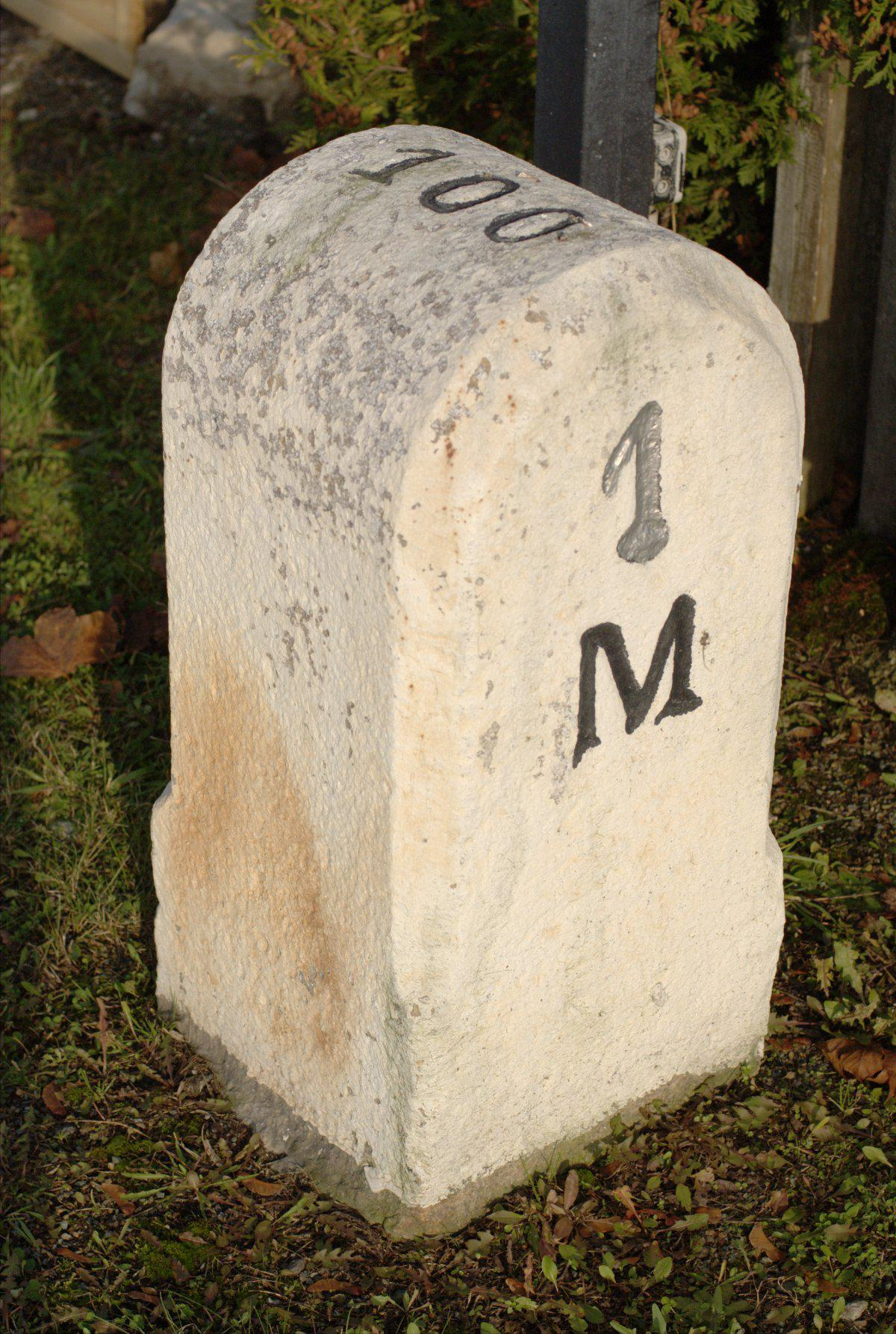
vermutlich ehem. Halbmeilenstein bei Gospersgrün
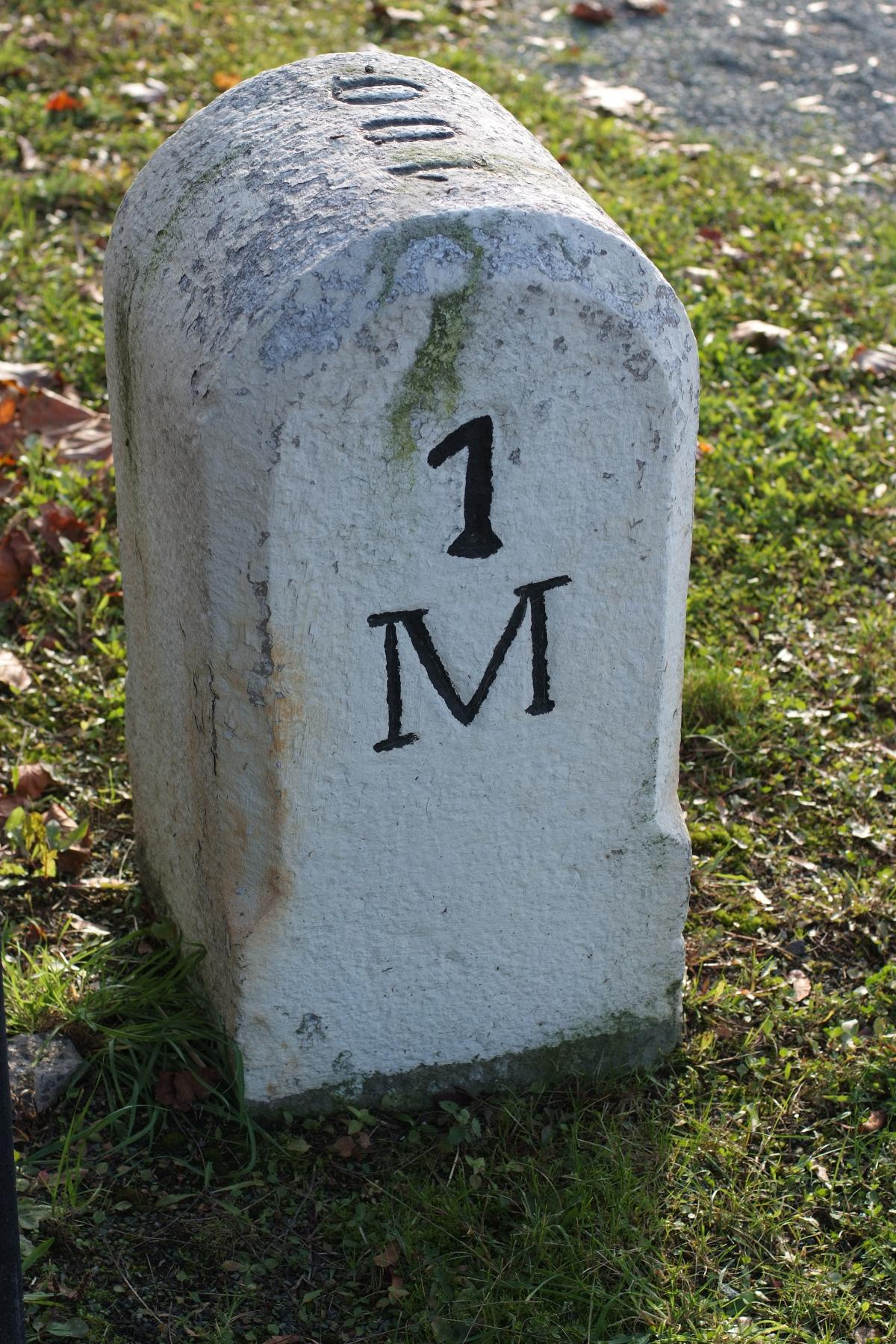
vermutlich ehem. Halbmeilenstein bei Gospersgrün

### Trogen
Trogen: überarbeiteter Halbmeilenstein an der B 173 im OT Ullitz

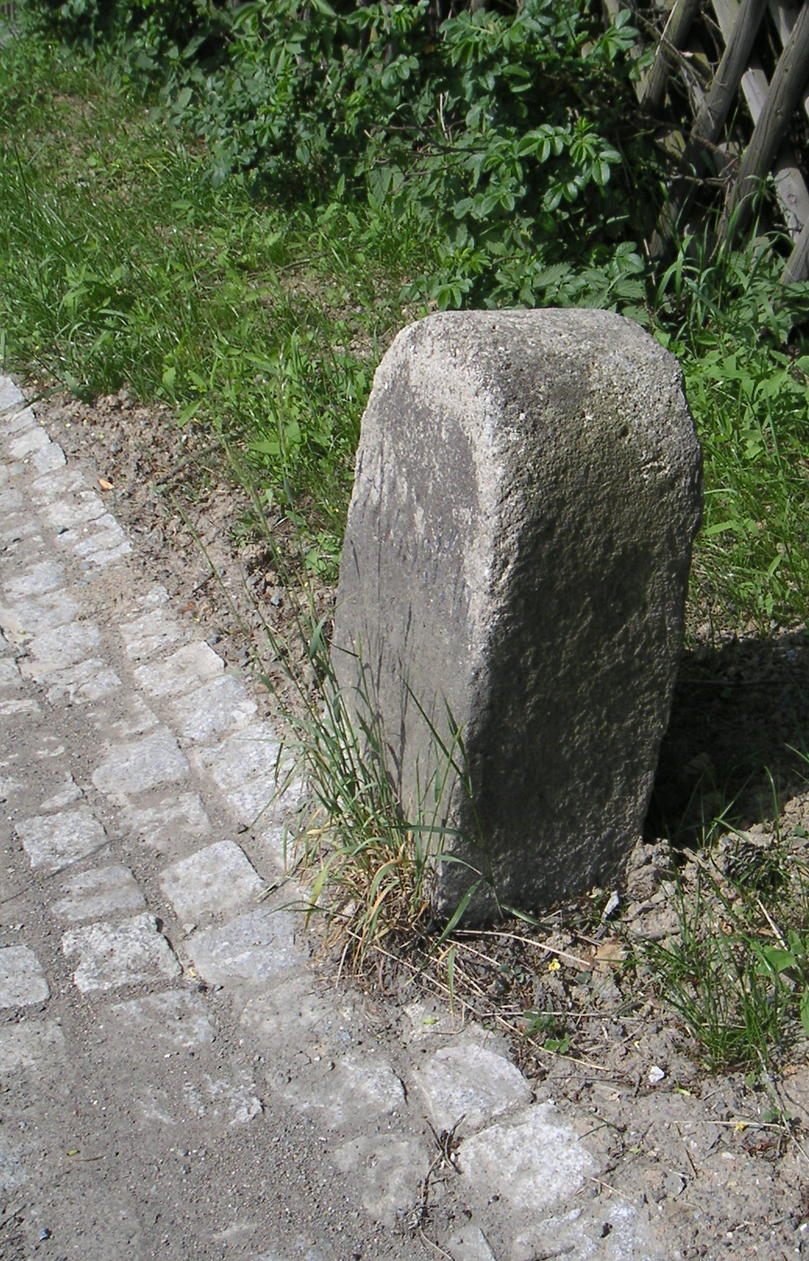
überarbeiteter Halbmeilenstein
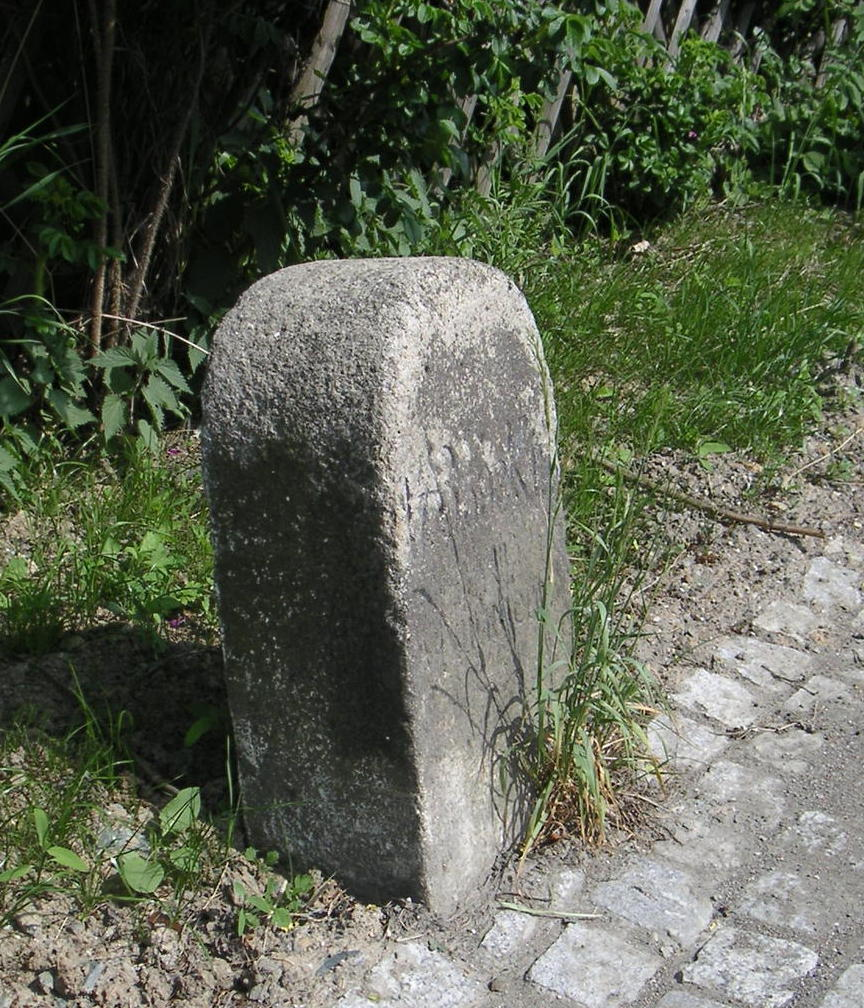
überarbeiteter Halbmeilenstein

### Waldenburg
Waldenburg: Stationsstein an der B 175 / Glauchauer Straße

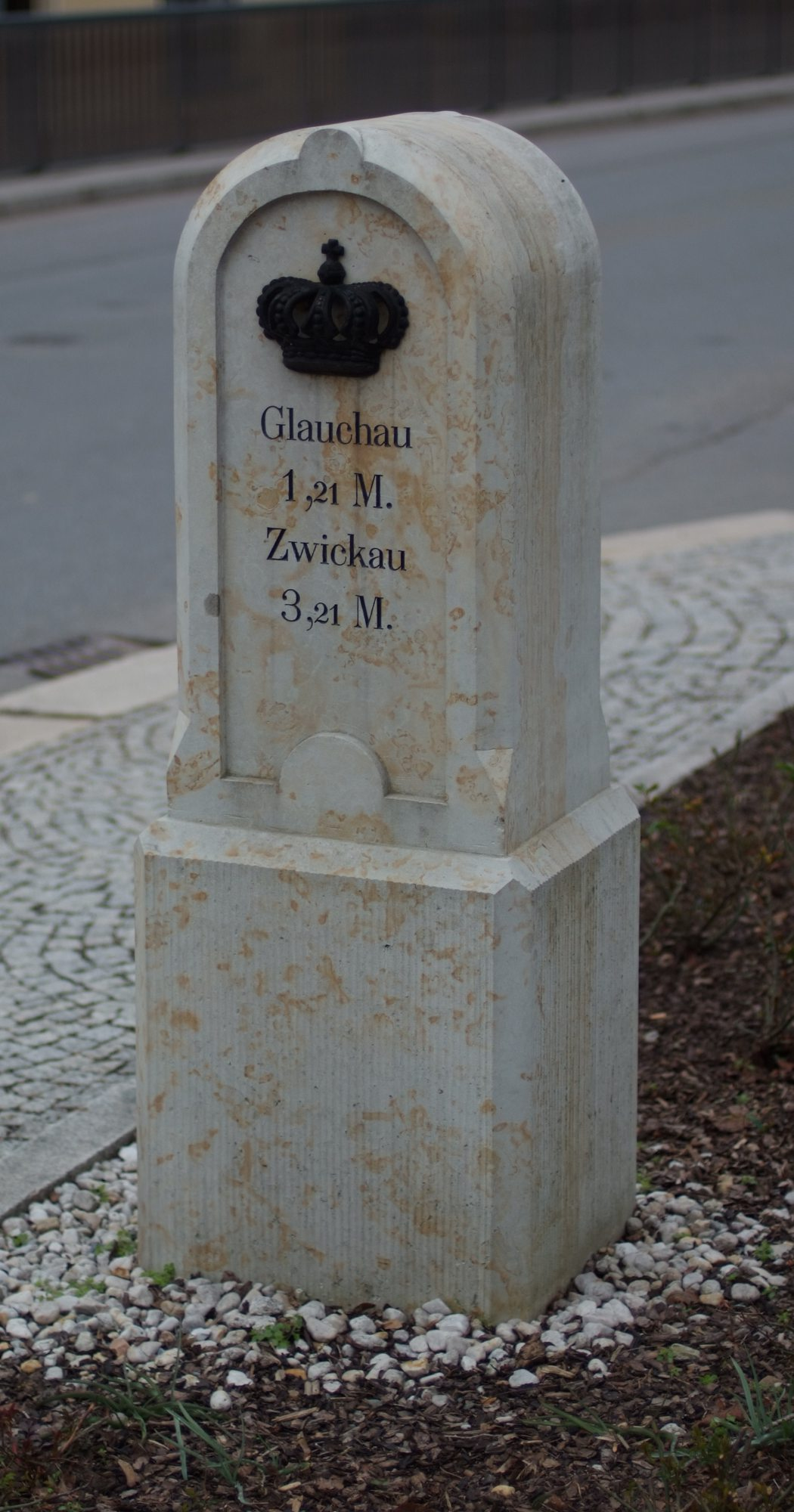
Stationsstein in Waldenburg

### Wechselburg
Wechselburg:
1. Stationsstein an der K 8271 an der Friedhofsmauer
2. Abzweigstein an der B 175, Abzw. Geithain, im OT Mutzscheroda

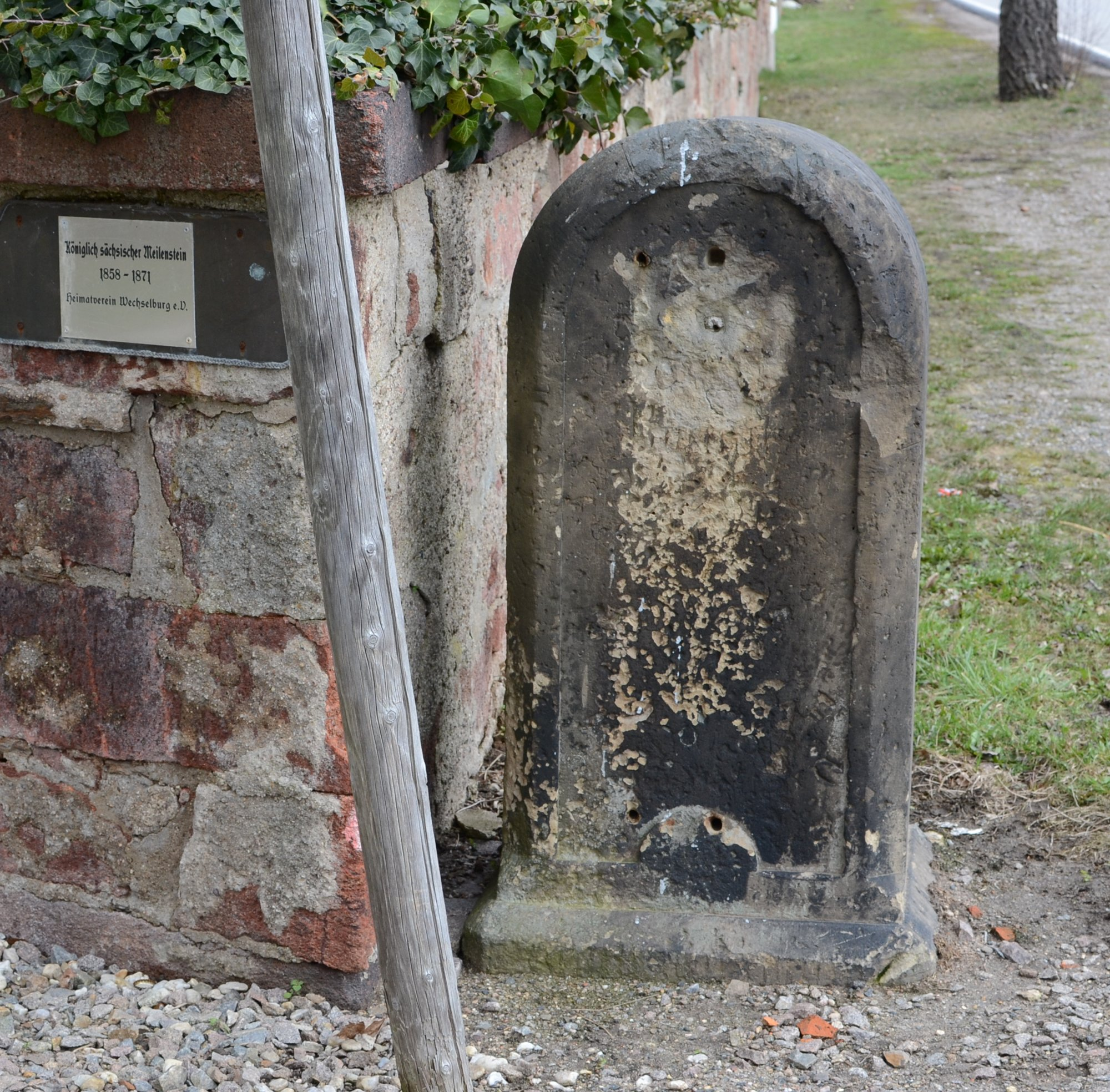
Stationsstein an der K 8271
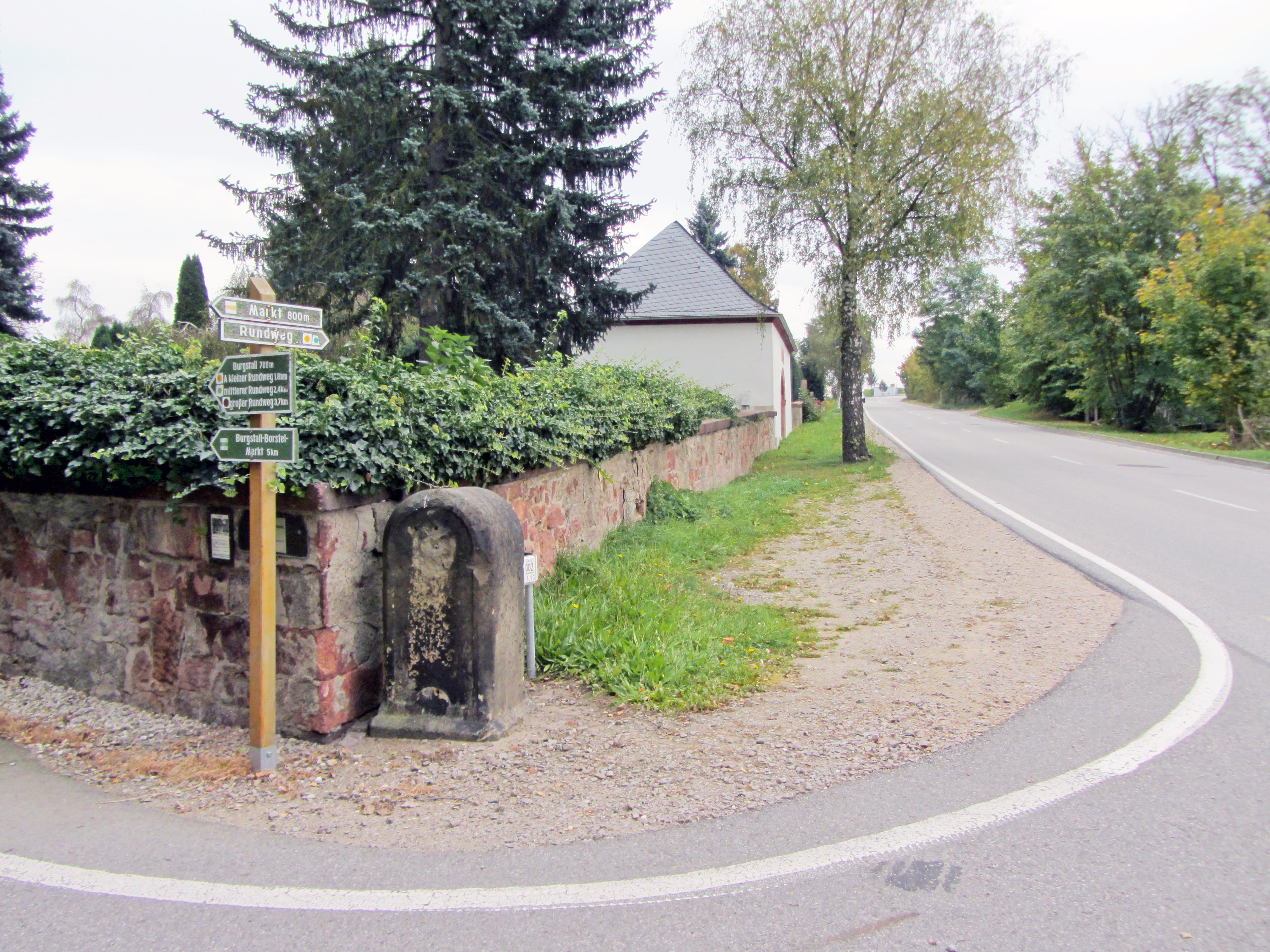
Stationsstein an der K 8271
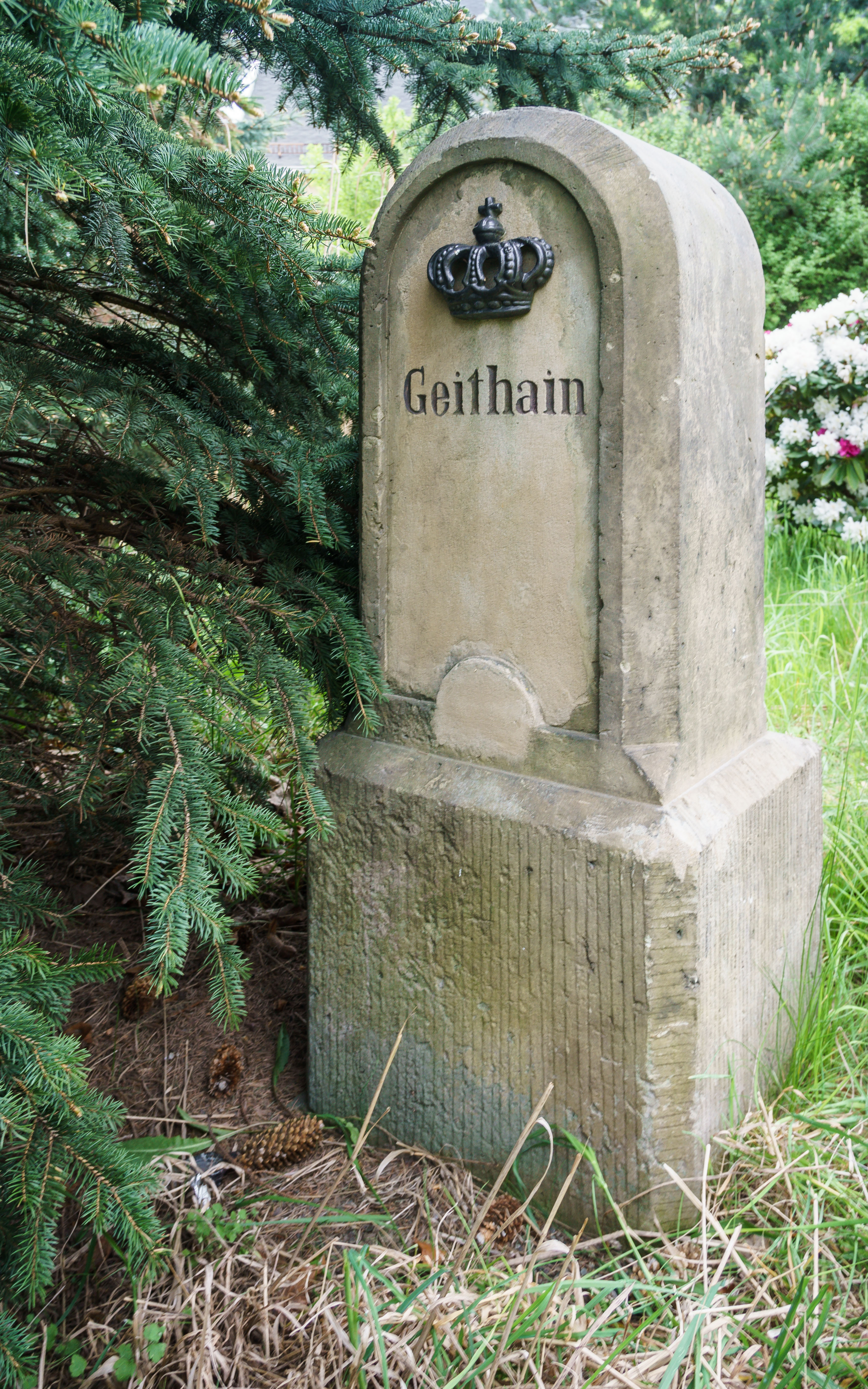
Abzweigstein in Mutzscheroda
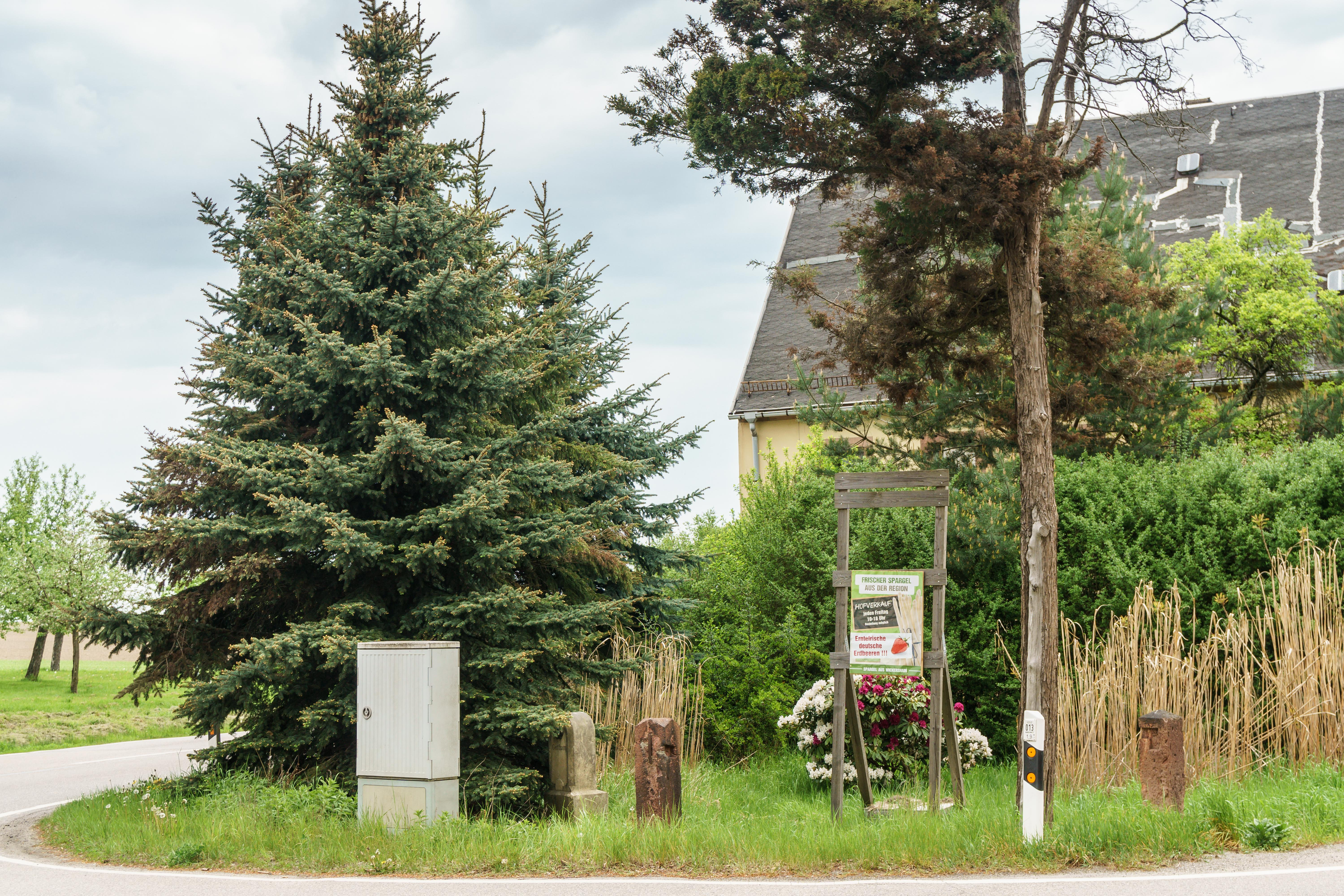
Abzweigstein in Mutzscheroda

### Weinböhla
Weinböhla: Stationsstein an der Moritzburger Straße (S 80)

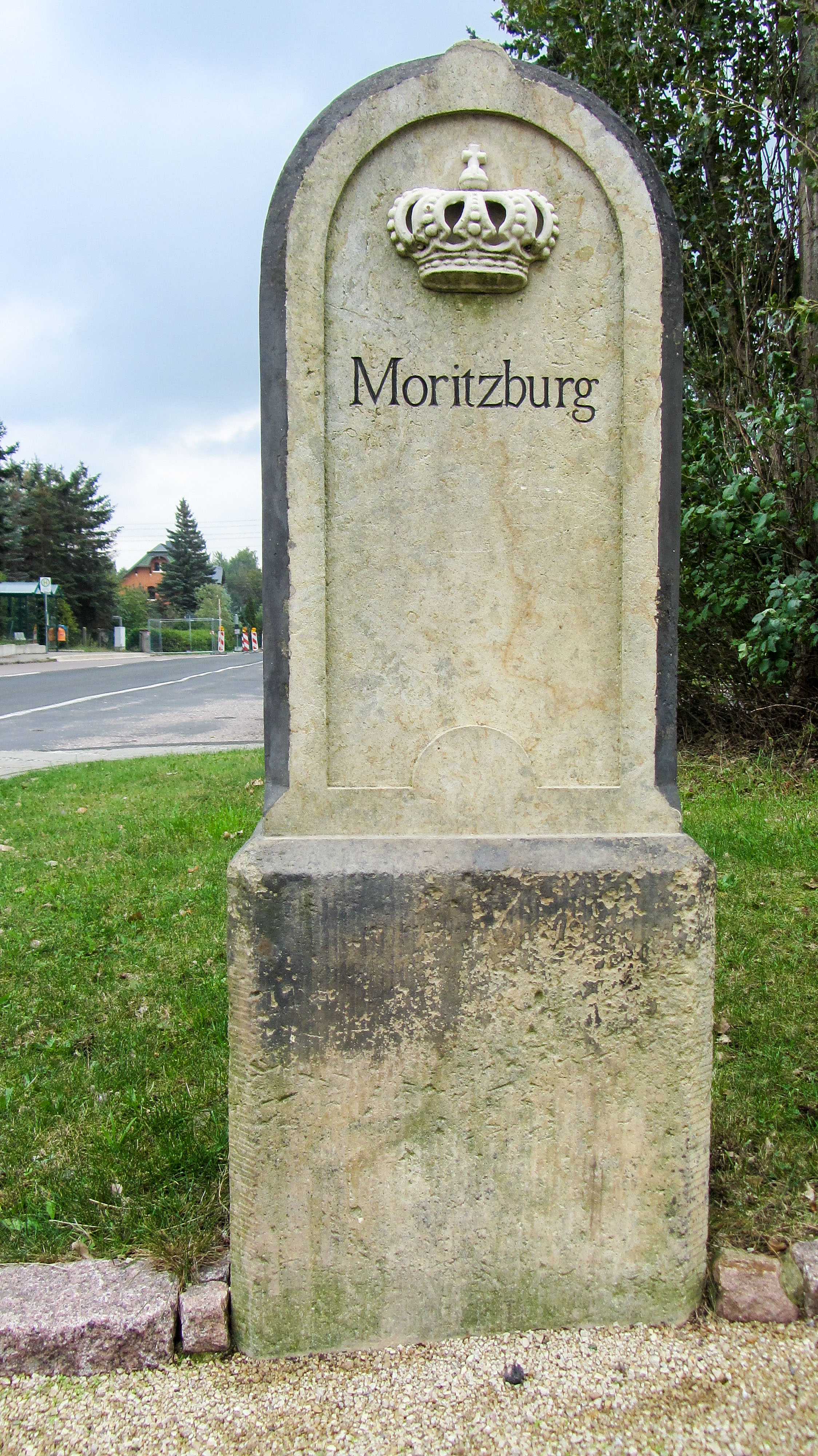
Stationsstein in Weinböhla
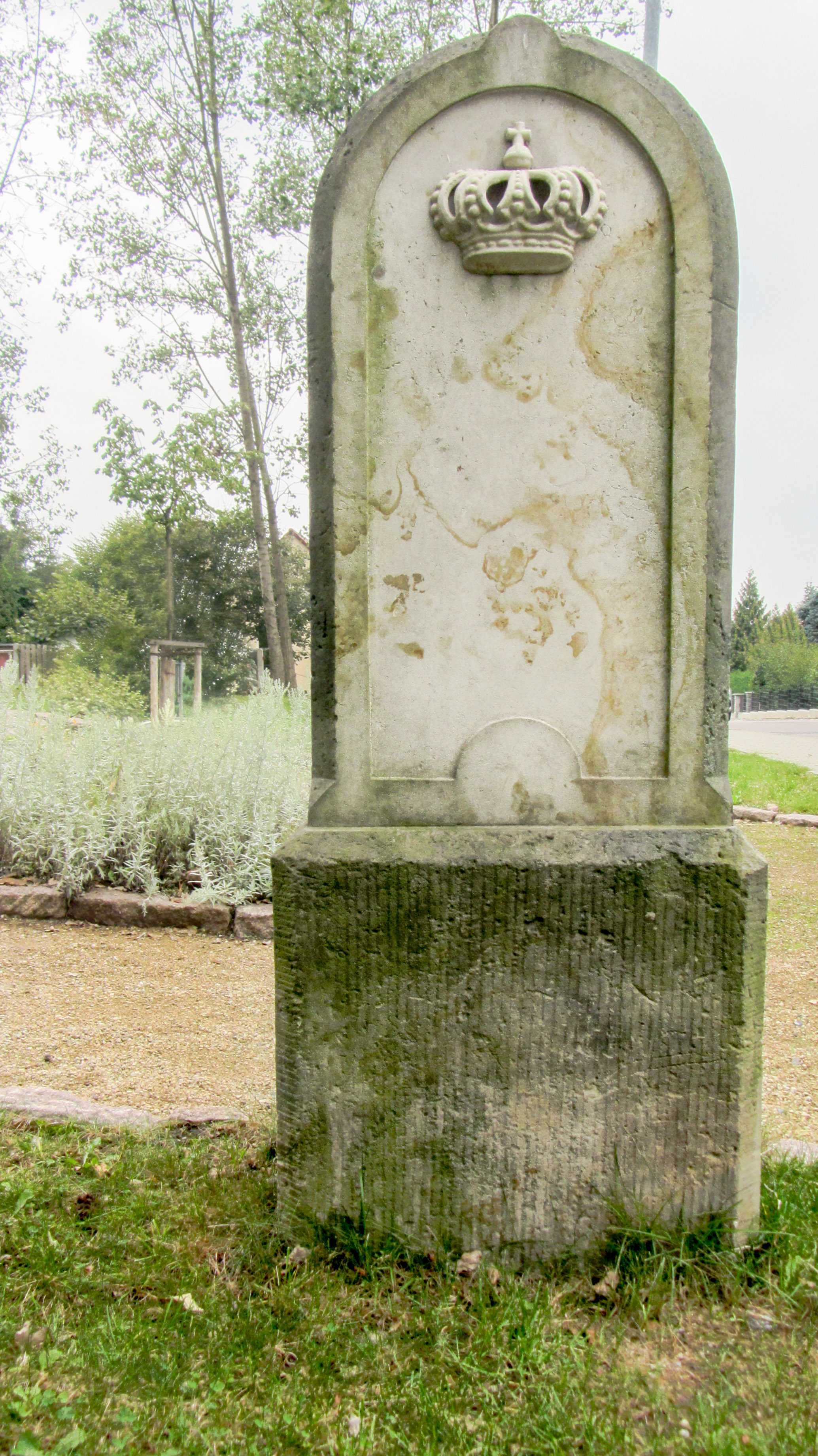
Stationsstein in Weinböhla
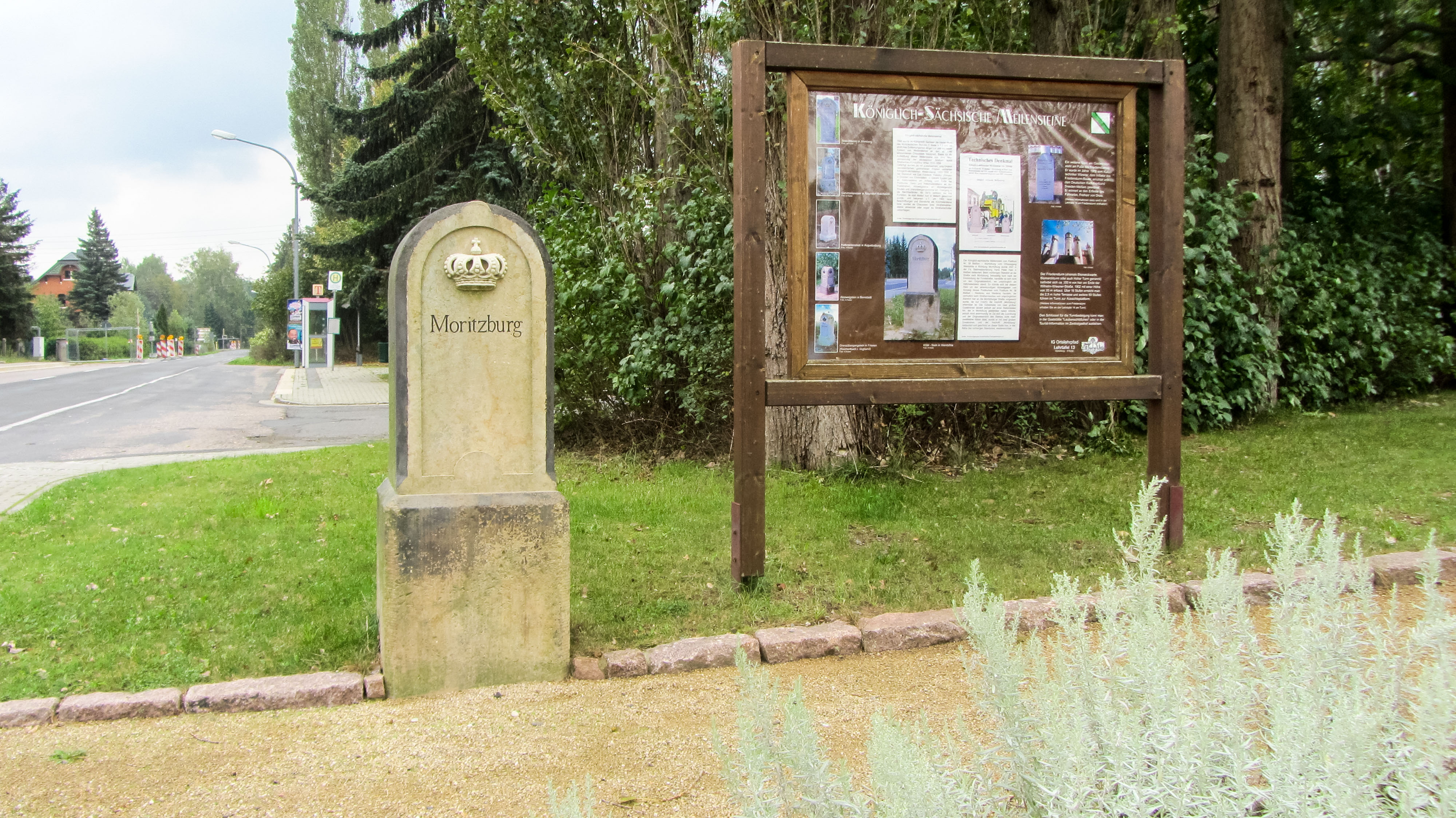
Stationsstein in Weinböhla

### Weischlitz
Weischlitz
1. Stationsstein im OT Reuth, an der Gefeller Straße, Höhe Bahnhof
2. Ganzmeilenstein an der B 173 bei Weischlitz

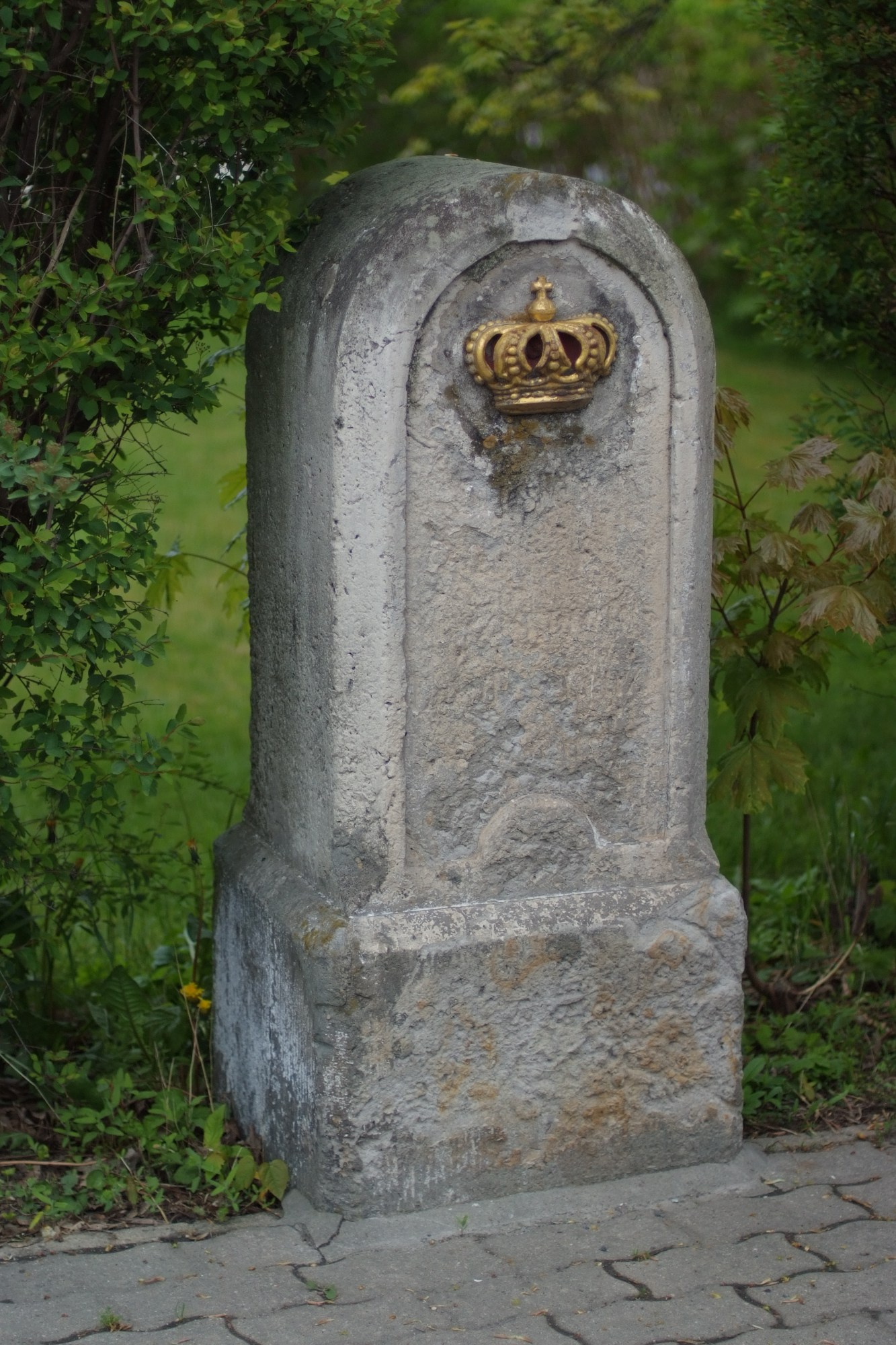
Stationsstein an der Gefeller Straße
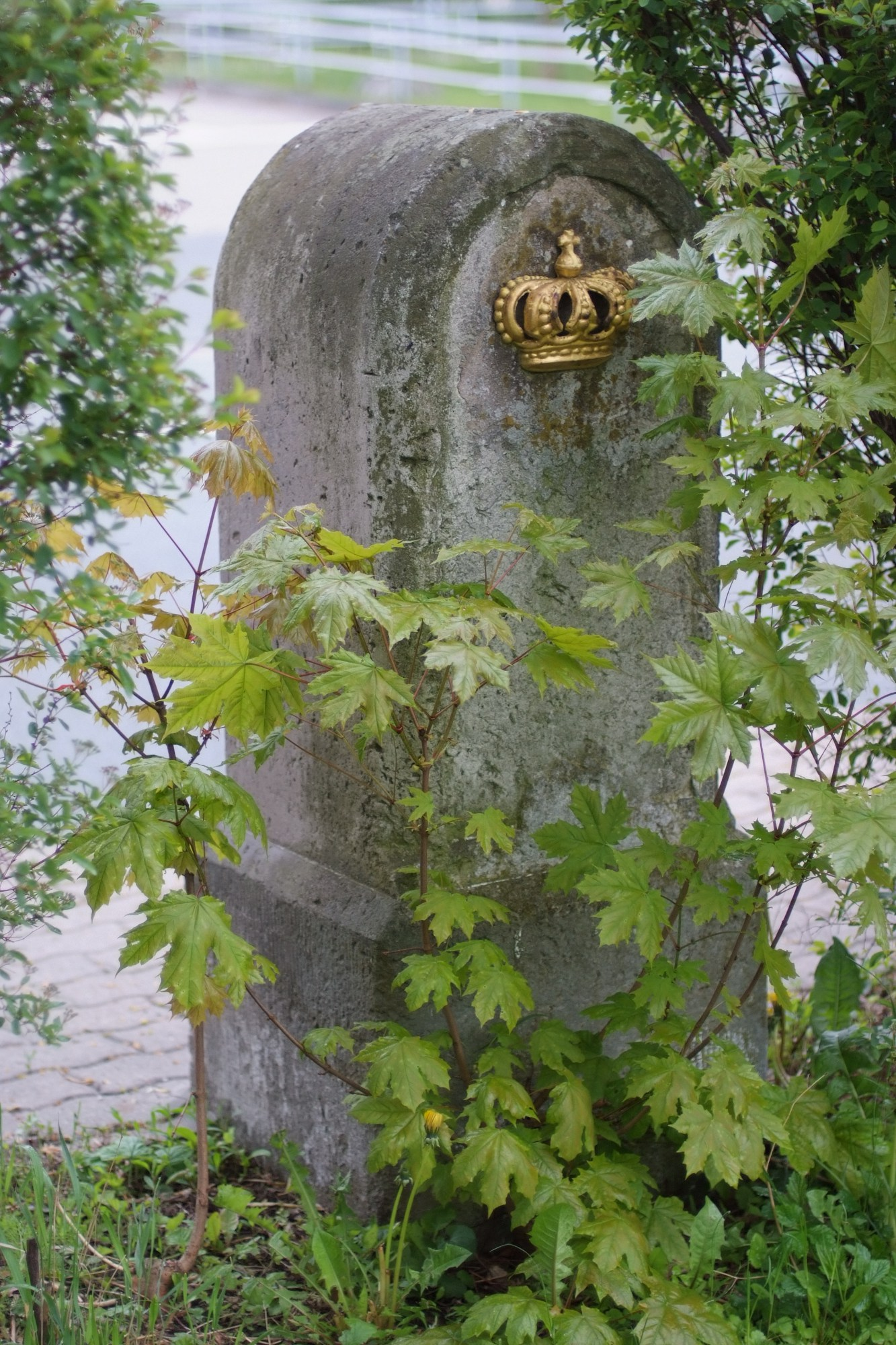
Stationsstein an der Gefeller Straße
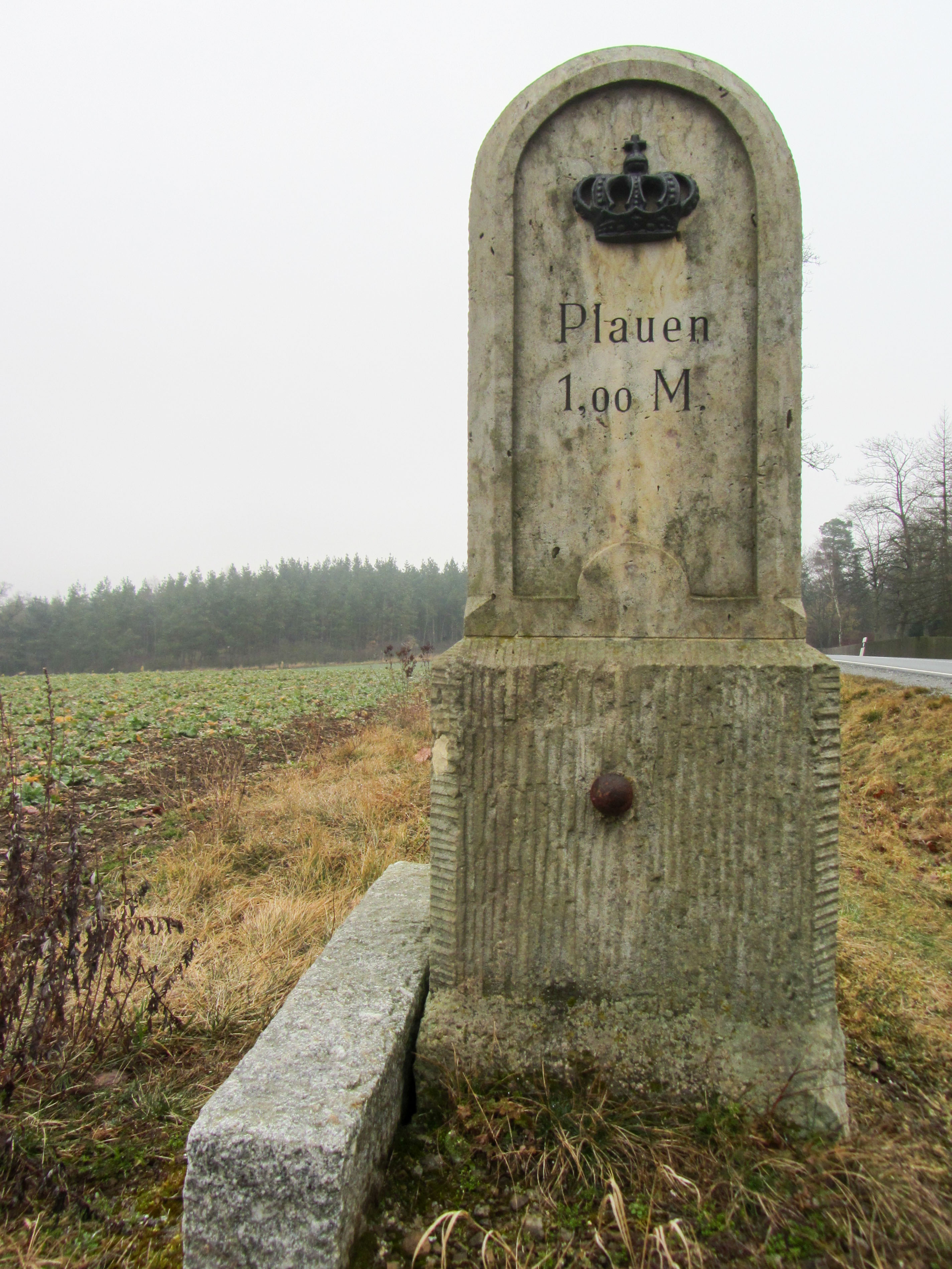
Ganzmeilenstein an der B 173

### Weißenberg
Weißenberg
1. Ganzmeilenstein als Kilometerstein an der S 111 zwischen Bautzen und Weißenberg im OT Neubelgern
2. Halbmeilenstein als Kilometerstein an der S 112 zwischen OT Kotitz und Kittlitz im OT Särka
3. Ganzmeilenstein als Kilometerstein an der S 111 im OT Kotitz
4. Abzweigstein im Hof des Museums Alte Pfefferküchlerei, ursprünglicher Standort am Abzweig S 111/S 112 bei Kotitz

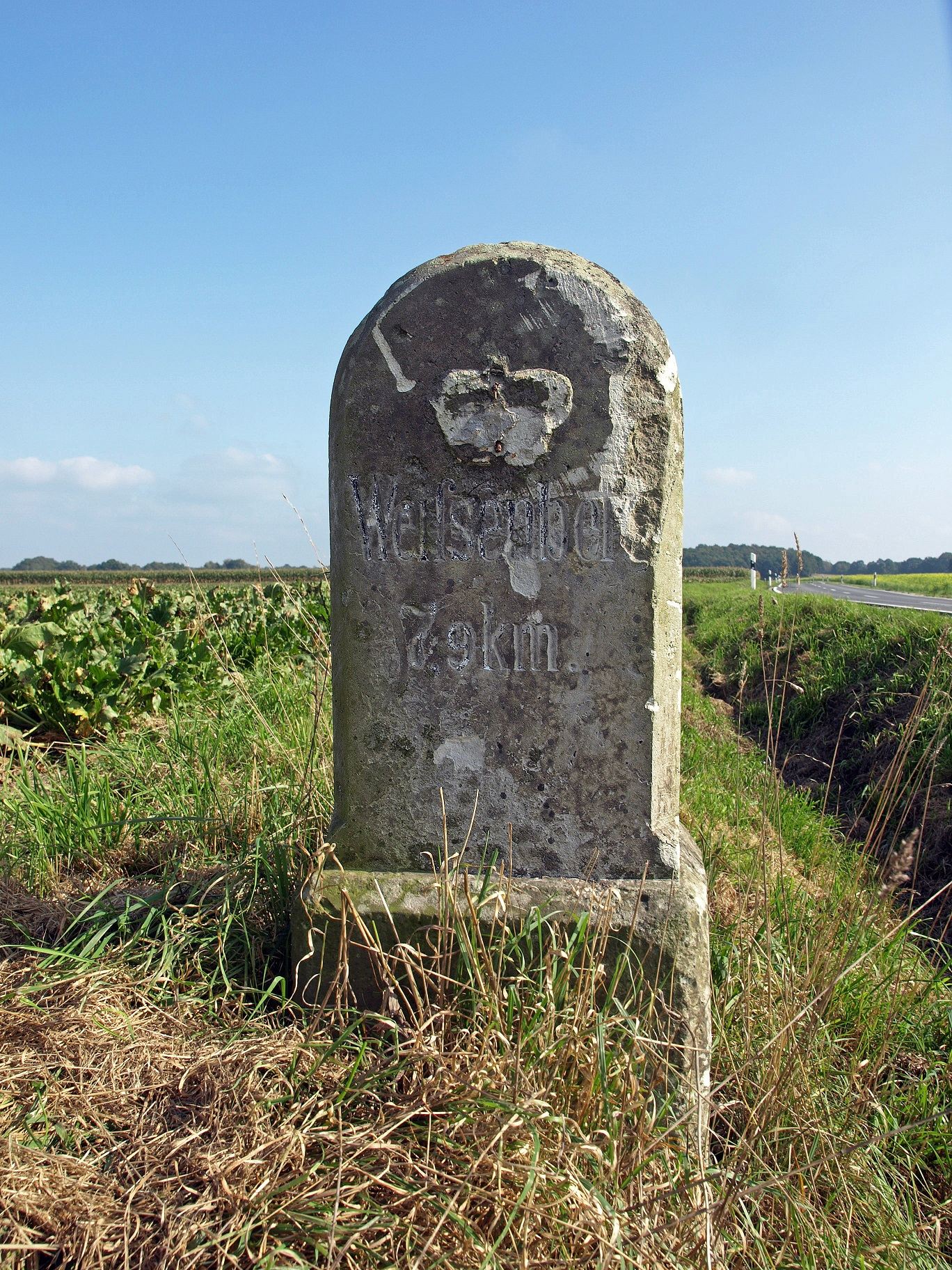
Ganzmeilenstein an der S 111 in Neubelgern
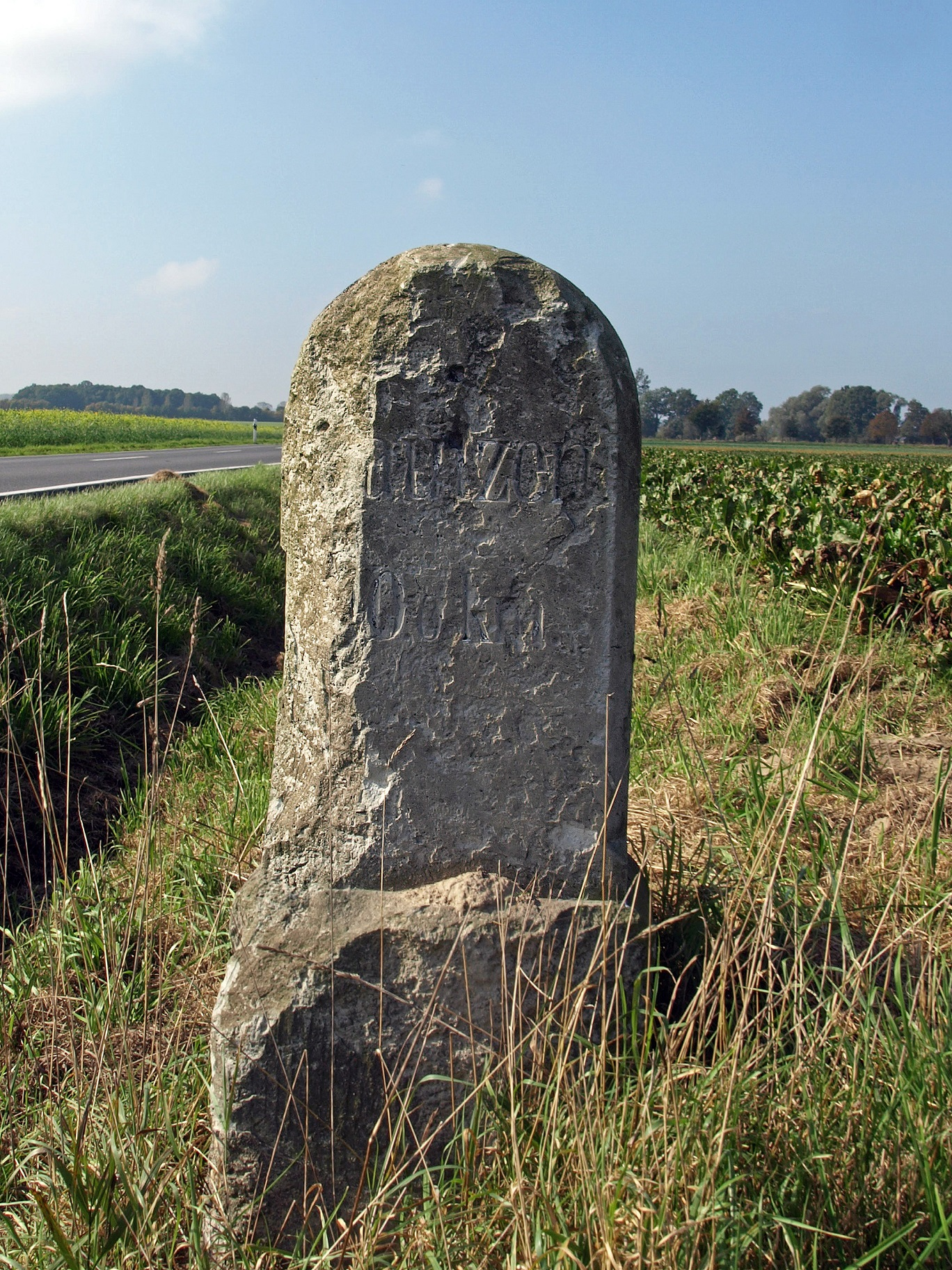
Ganzmeilenstein an der S 111 in Neubelgern
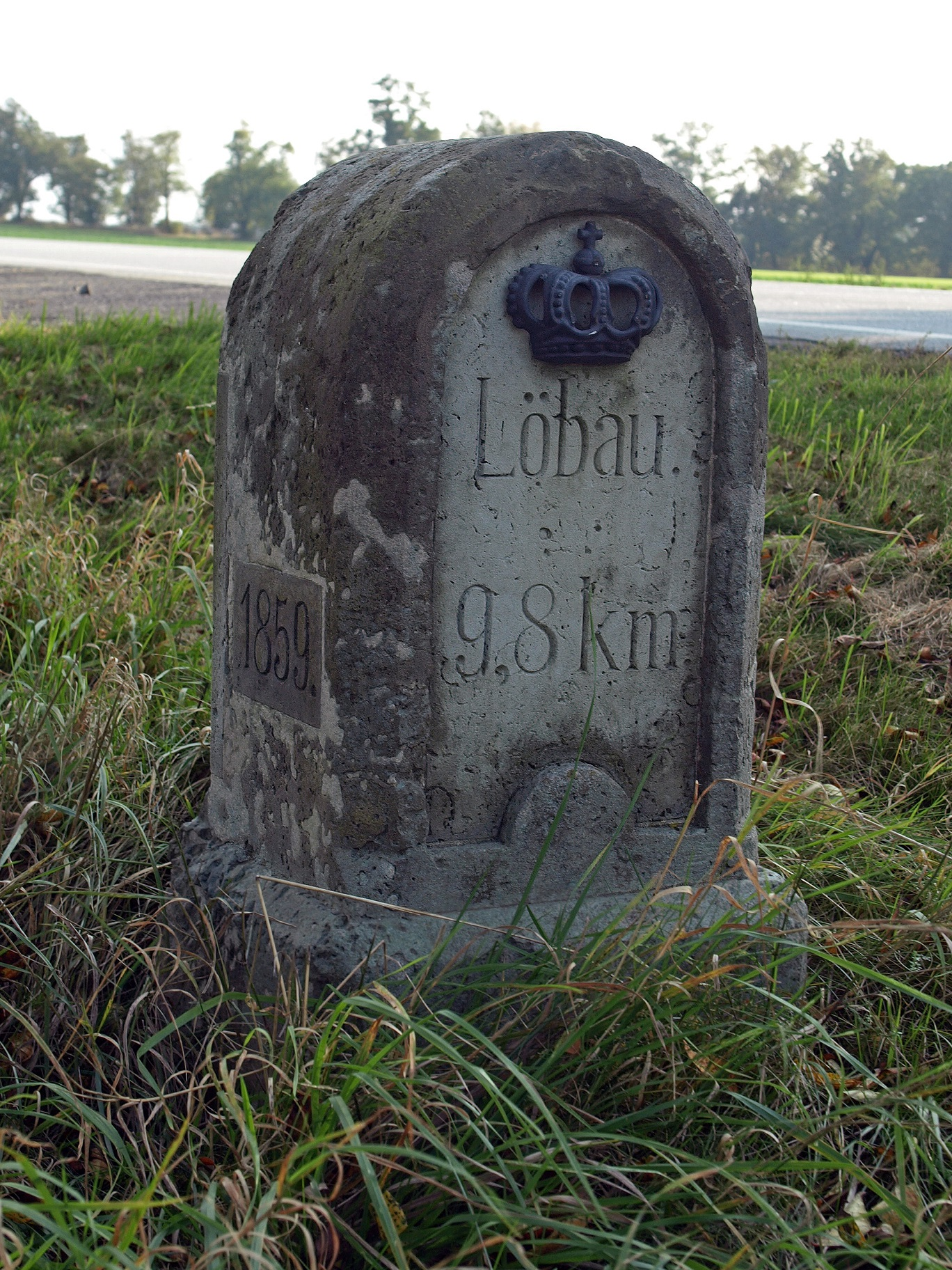
Halbmeilenstein an der S 112 in Särka
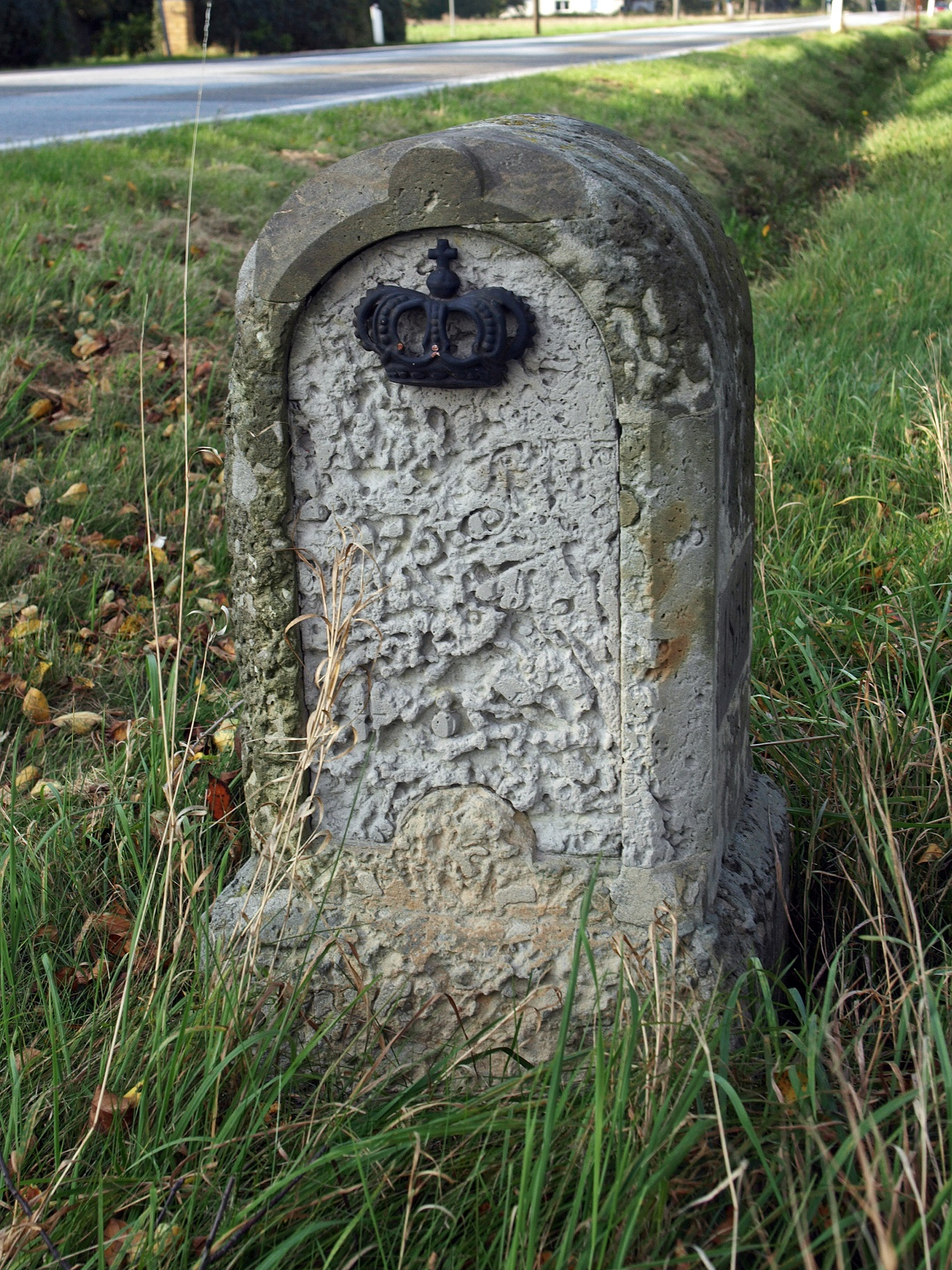
Halbmeilenstein an der S 112 in Särka
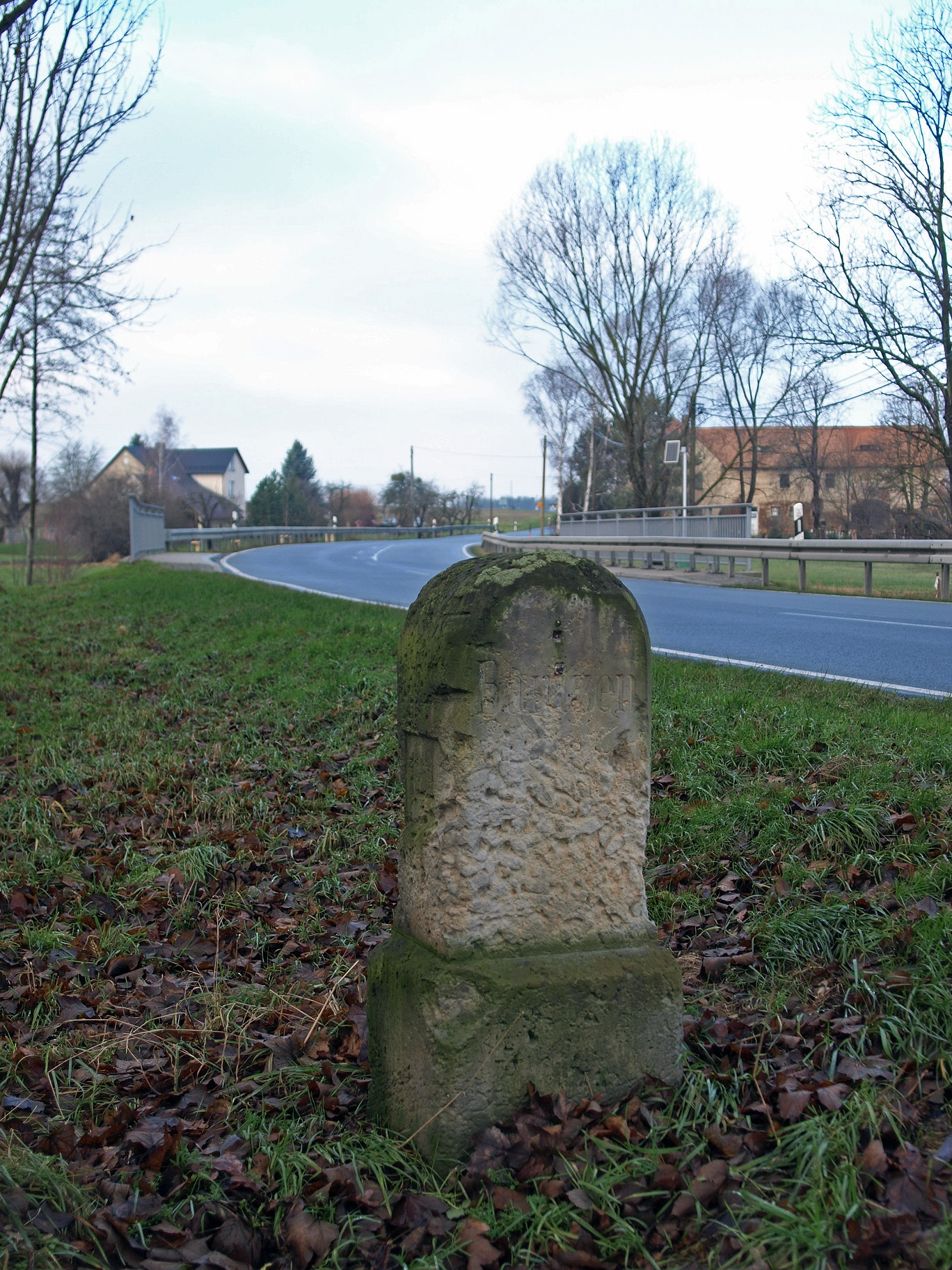
Ganzmeilenstein an der S 111 in Kotitz
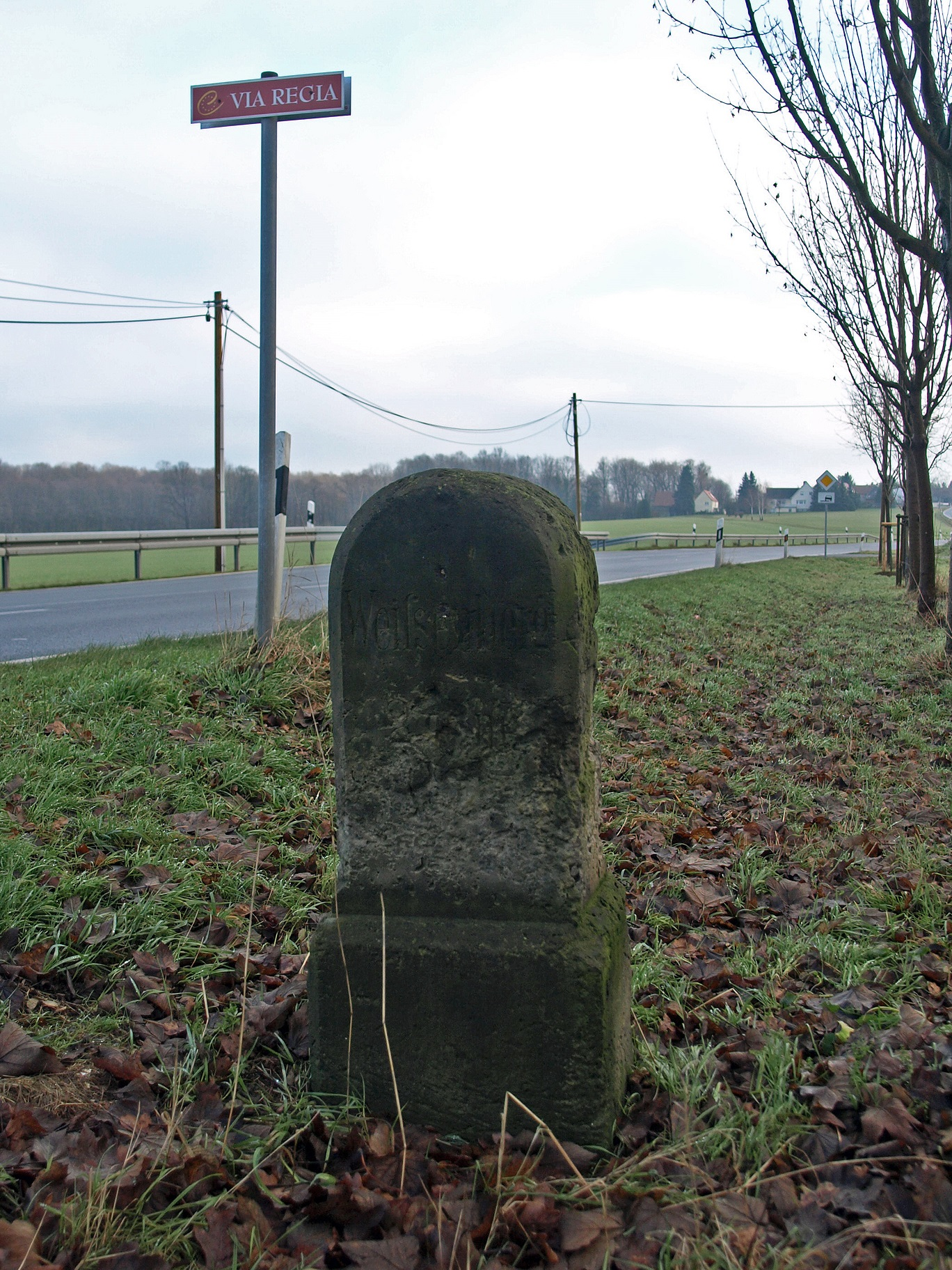
Ganzmeilenstein an der S 111 in Kotitz
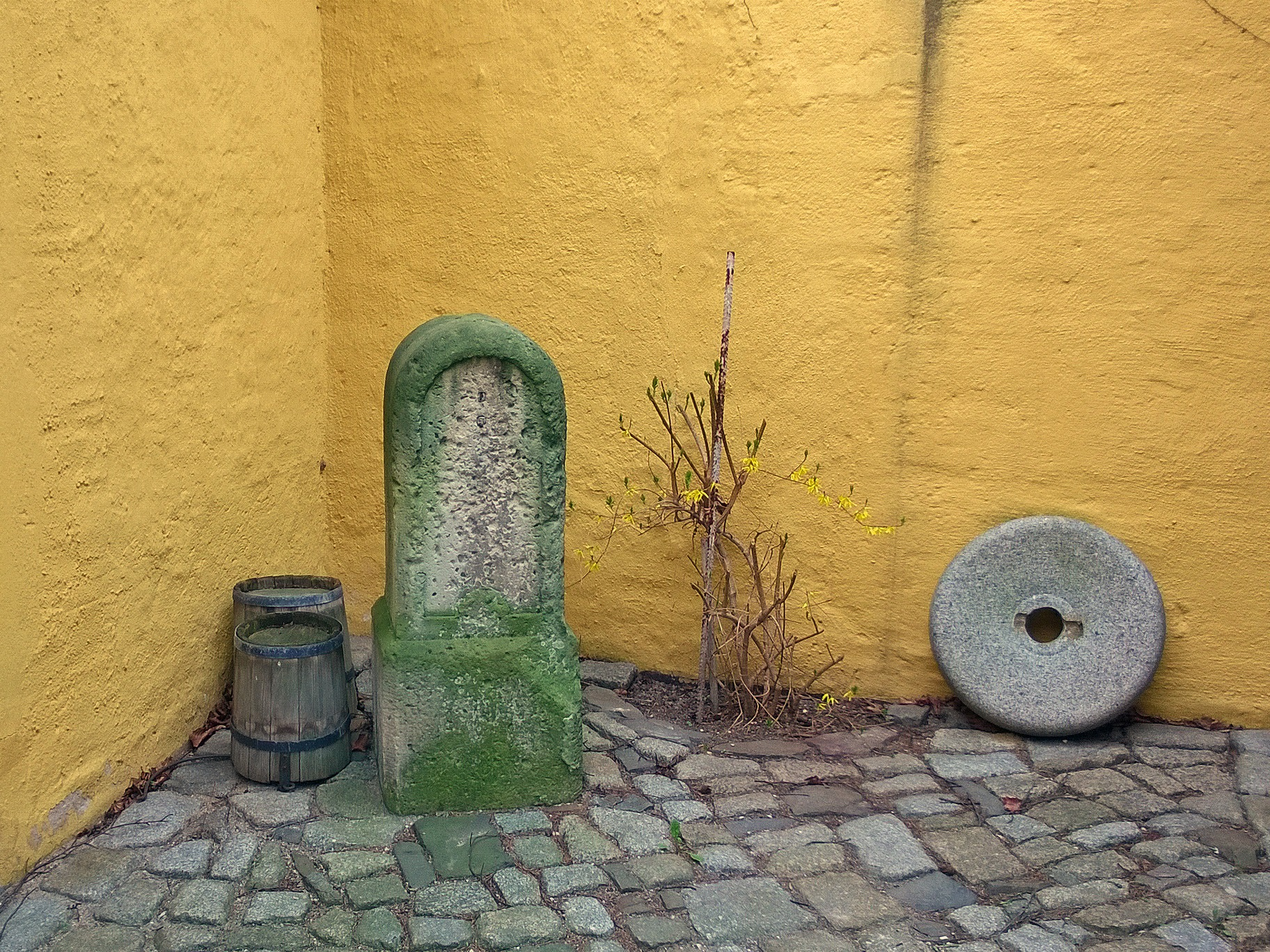
Abzweigstein in der Alten Pfefferküchlerei Weißenberg

### Werdau
Werdau
1. Stationsstein aus Werdau in der Crimmitschauer Straße, am Feuerwehrhaus im OT Langenhessen, zeitweise im Museum Werdau
2. Abzweigstein seit 2010 wieder im OT Langenhessen am Abzweig Ronneburg, zeitweise im Museum Werdau

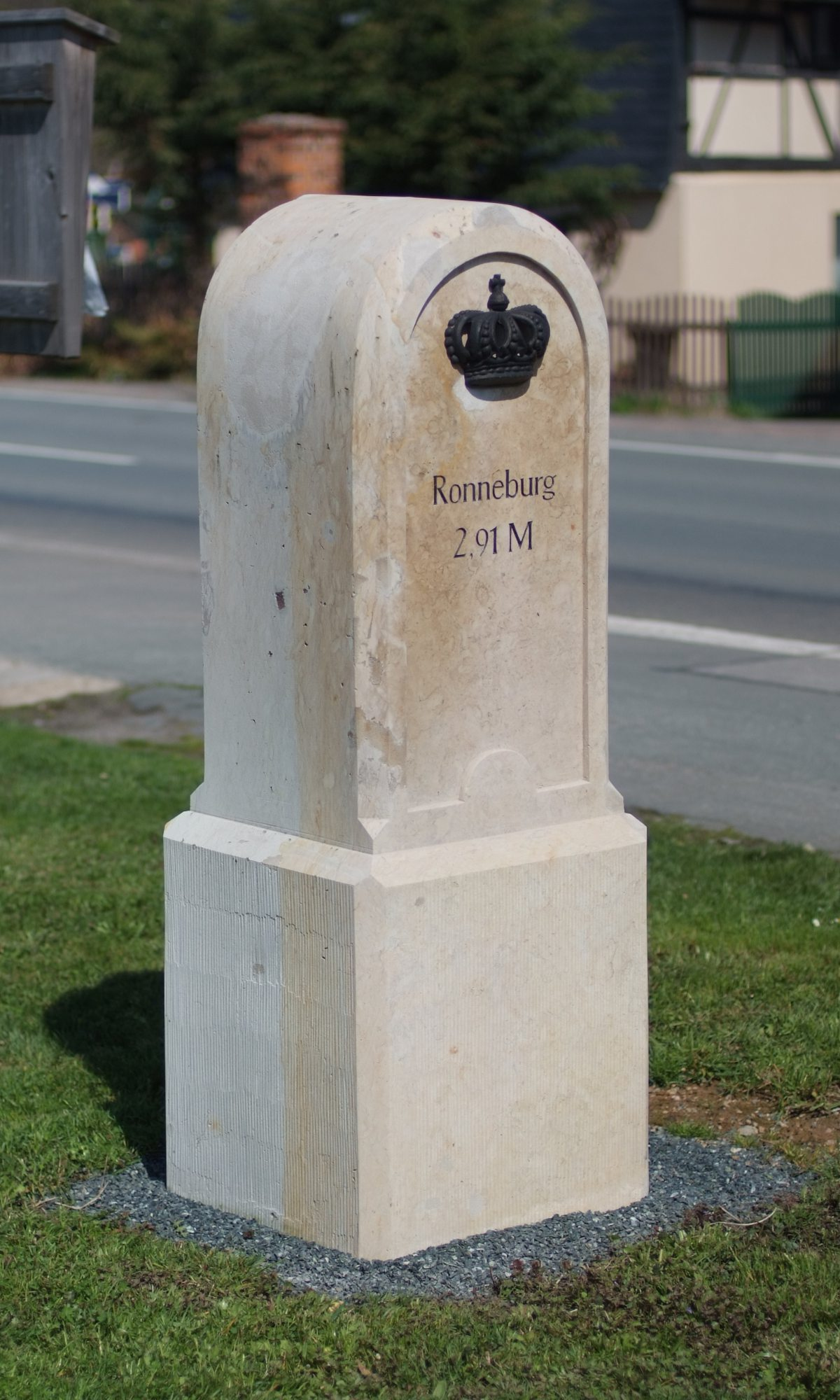
Stationsstein am Feuerwehrhaus

### Wermsdorf
Wermsdorf
1. Halbmeilenstein an der B 6 im OT Calbitz, westlicher Ortsausgang
2. Rest eines Ganzmeilensteines von der ehem. Poststraße nach Oschatz in der Steinsammlung am Alten Jagdschloss Wermsdorf mit Originalstandort an der S 38, unweit des Abzweigs von der Oschatzer Straße nach Liptitz, früher falsch als Abzweigstein gedeutet
3. Ganzmeilenstein vor der ehem. Poststation (Schule) mit Originalstandort an der ehem. Poststraße zum Bahnhof Luppa-Dahlen
4. Ganzmeilenstein am Originalstandort an der S 42 (ehem. Poststraße Dresden–Leipzig)

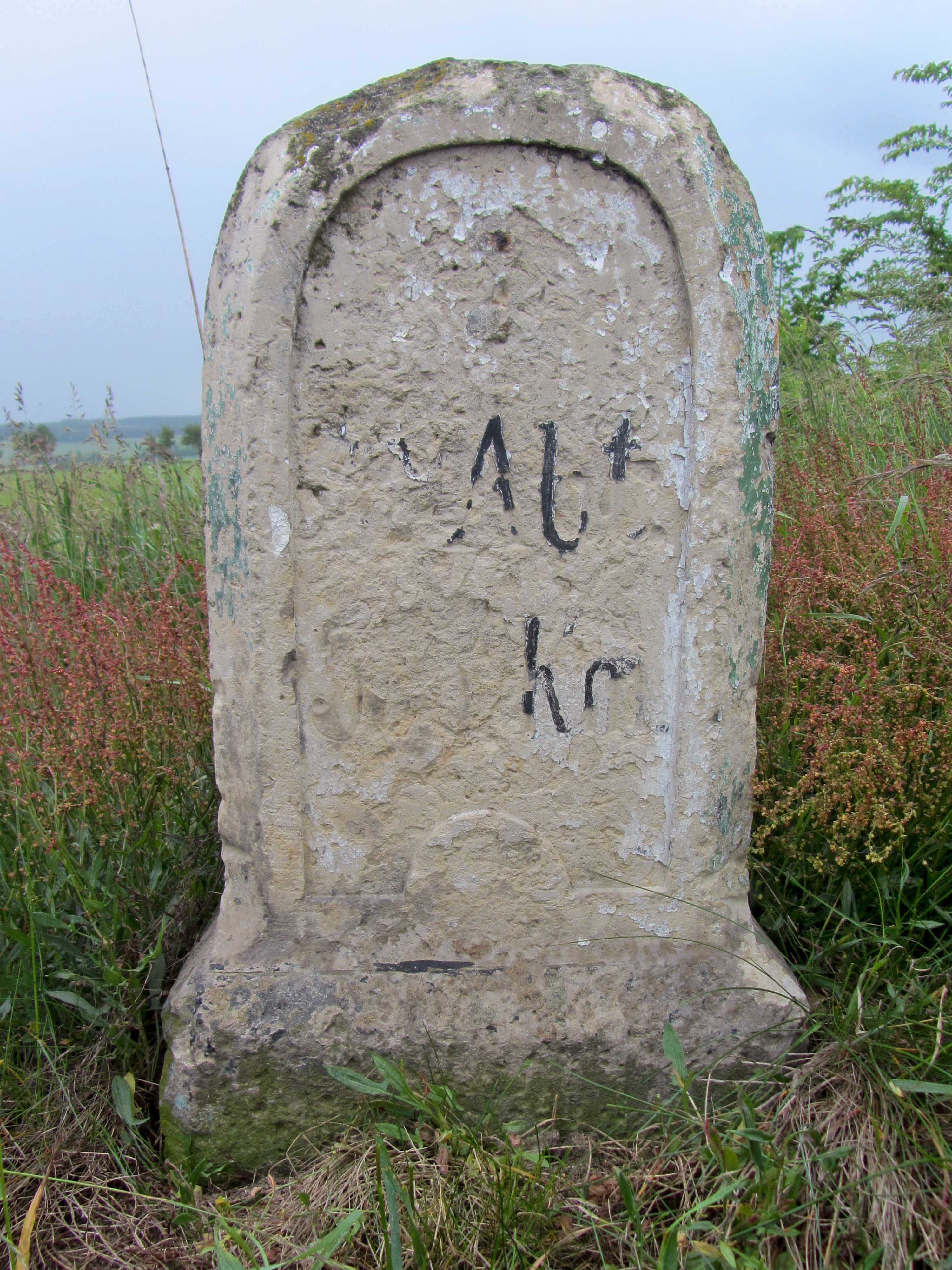
Halbmeilenstein an der B 6 in Calbitz
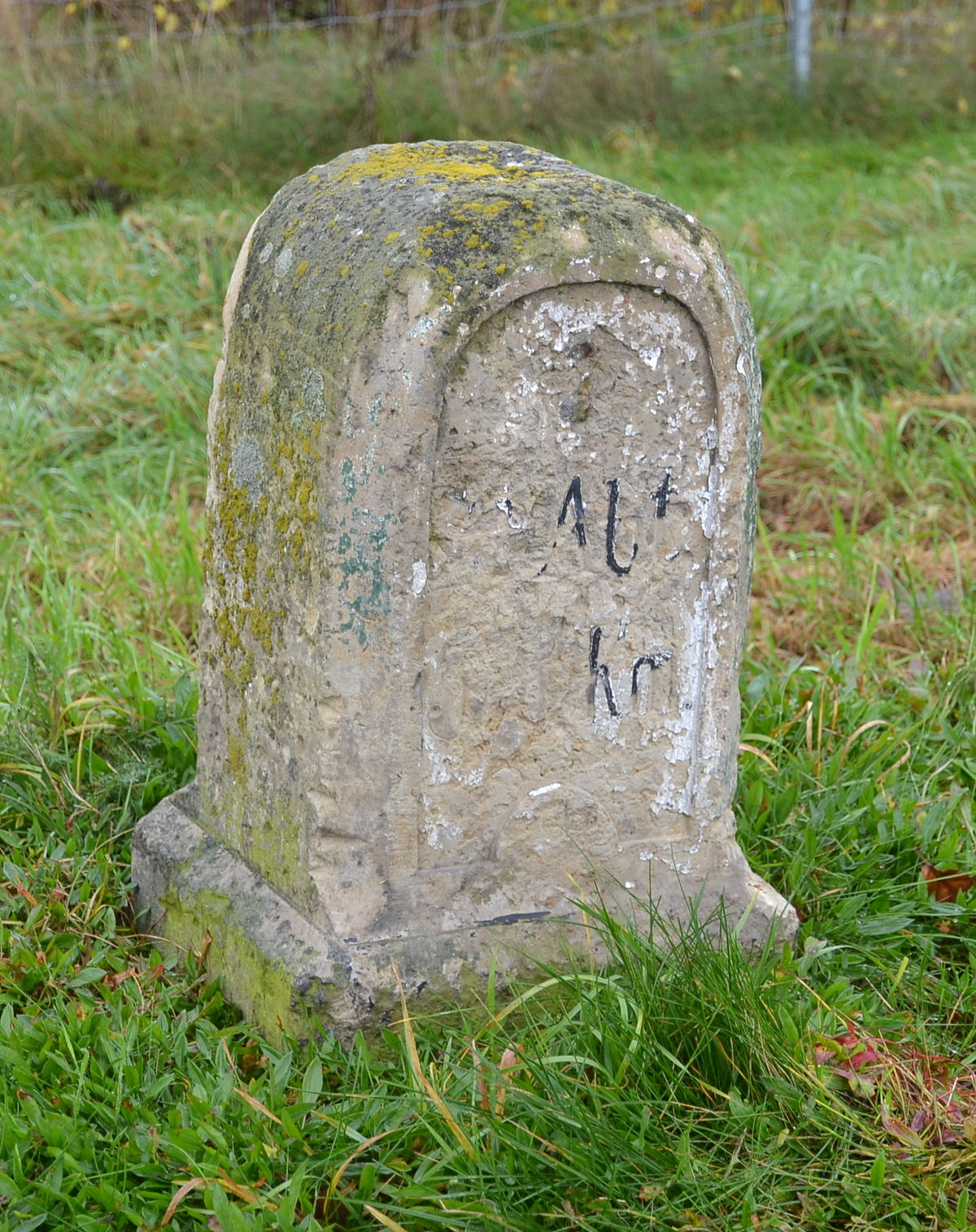
Halbmeilenstein an der B 6 in Calbitz
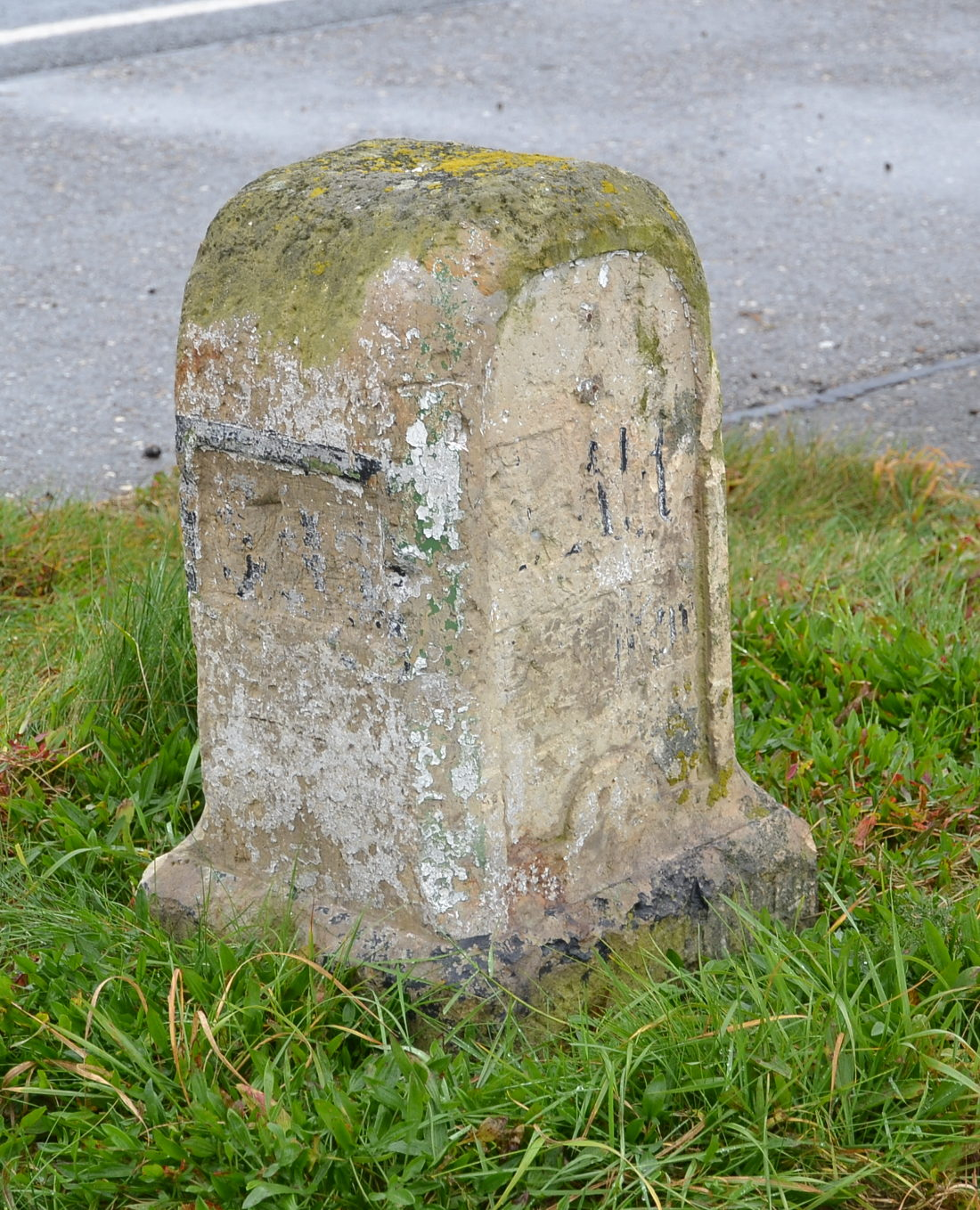
Halbmeilenstein an der B 6 in Calbitz
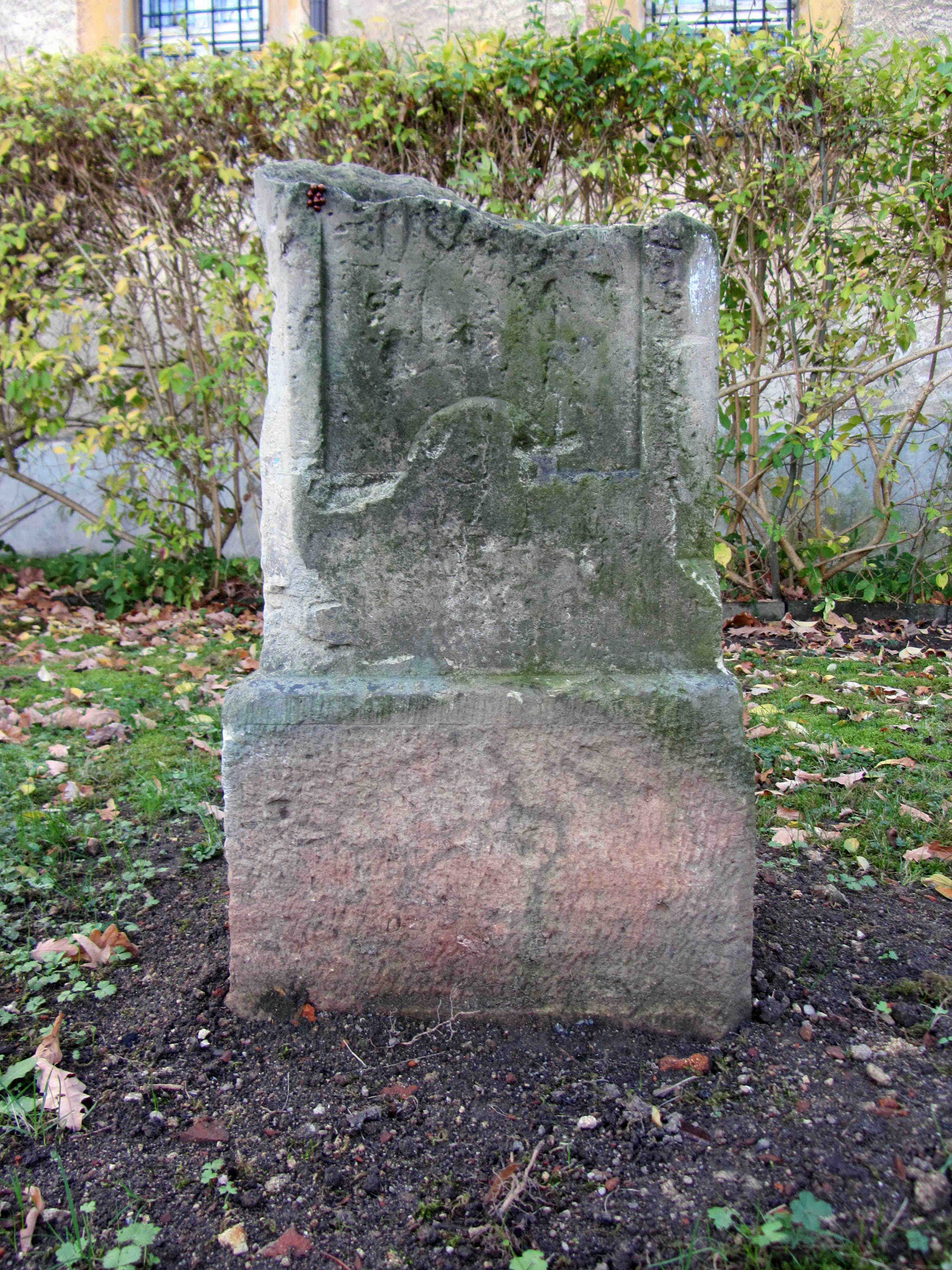
Ganzmeilenstein von der Straße nach Oschatz am Alten Jagdschloss Wermsdorf
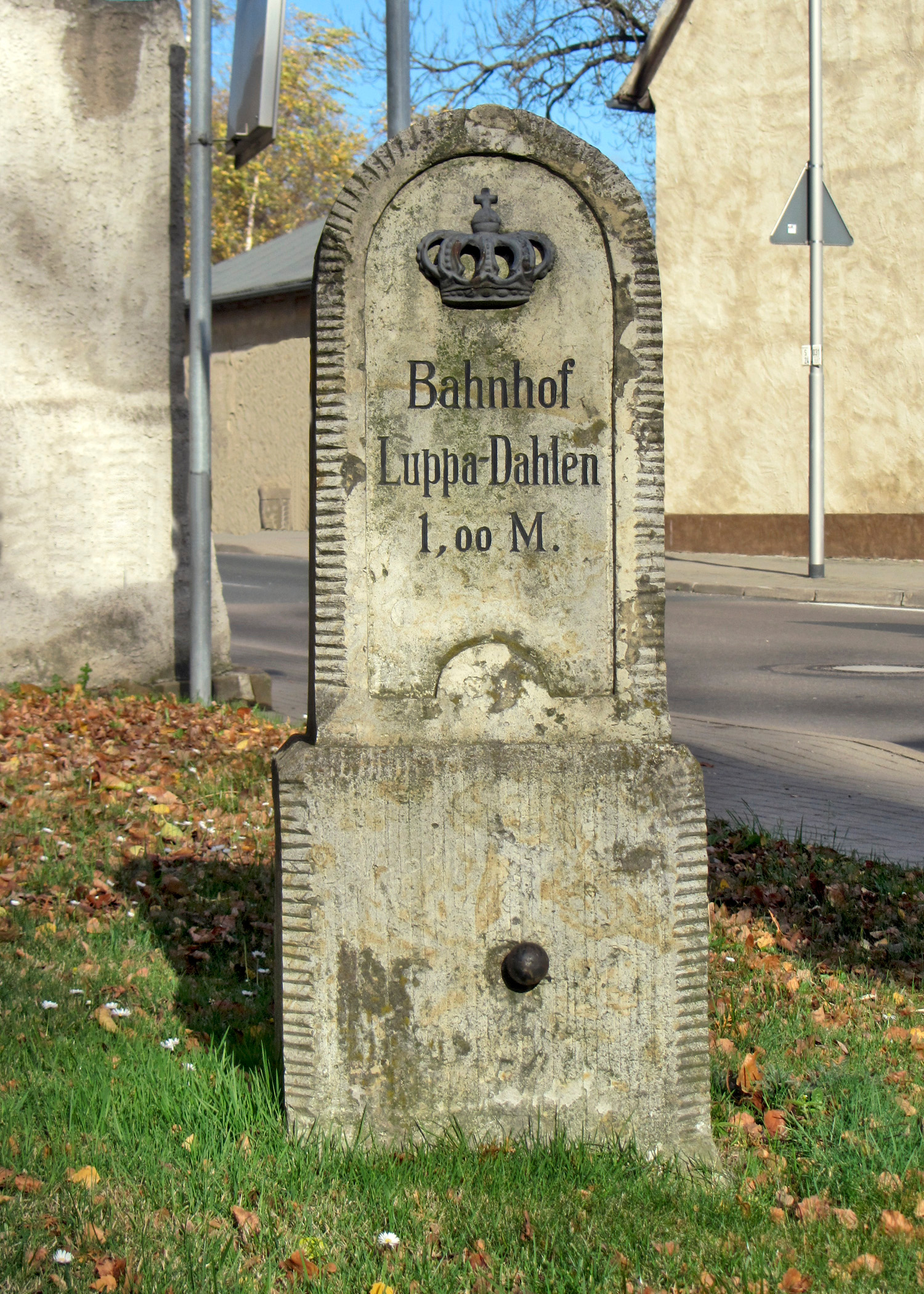
Ganzmeilenstein vor der ehem. Poststation in Wermsdorf
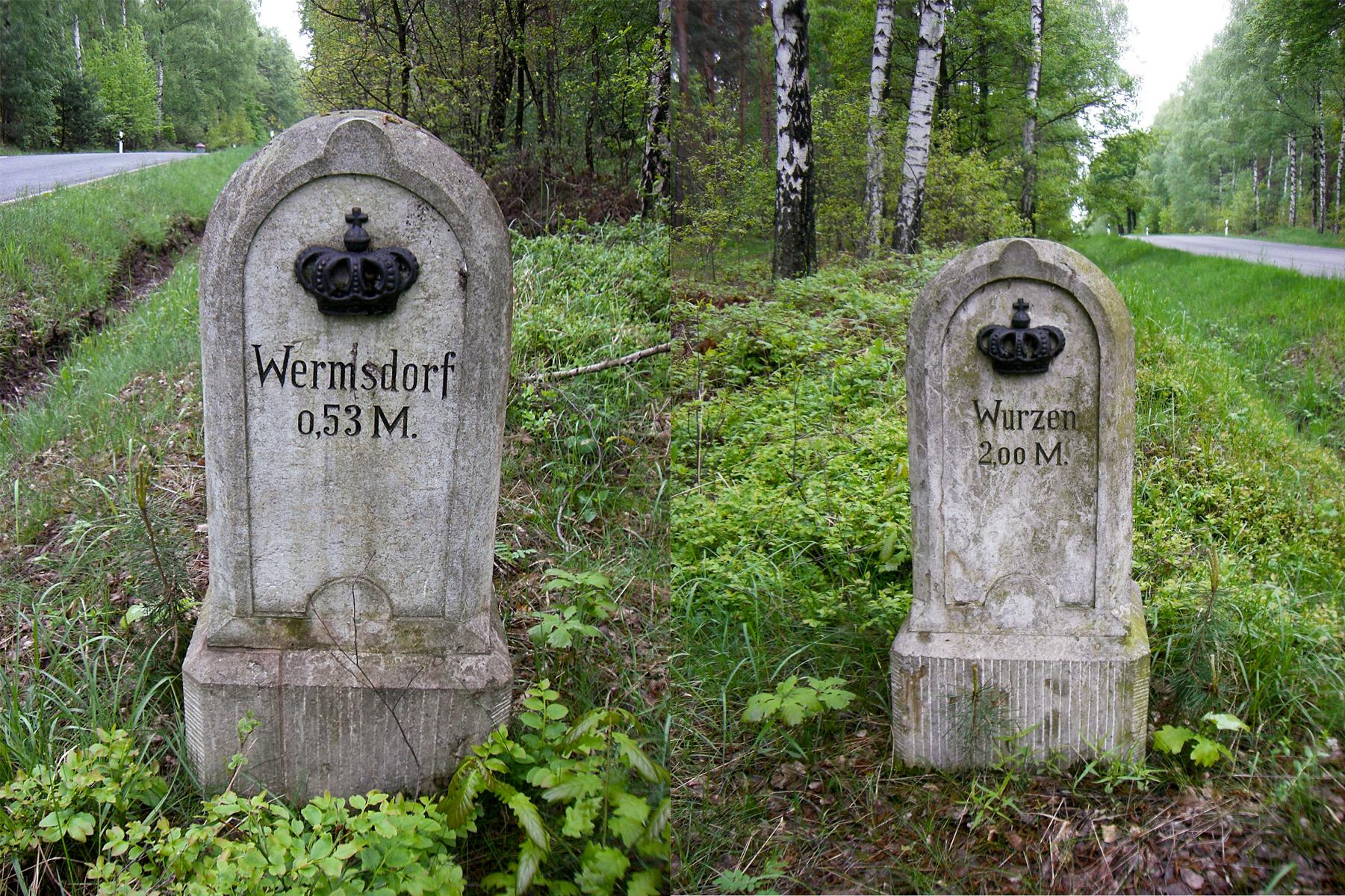
Ganzmeilenstein an der S 42

### Wilsdruff
Wilsdruff
1. Ganzmeilenstein vom Postkurs Freiberg – Wilsdruff an der B 173 (Bushaltestelle/Geleitschranke) im OT Grumbach
2. Halbmeilenstein vom Postkurs Tharandt – Wilsdruff als Straßenwärterstein an der B 173 (Bushaltestelle/Geleitschranke) im OT Grumbach
3. Abzweigstein vom Postkurs Wilsdruff – Potschappel am Markt im OT Kesselsdorf

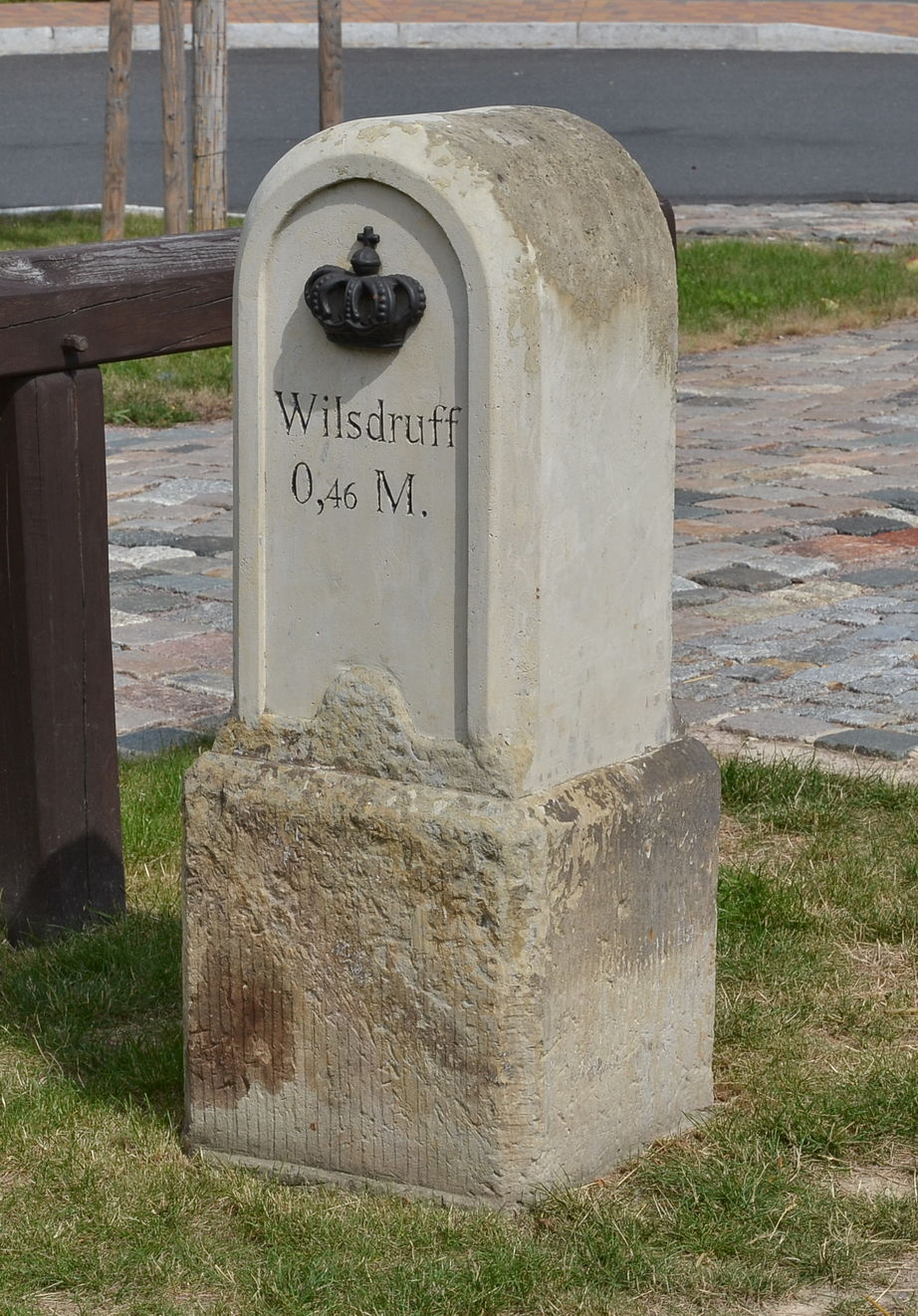
Ganzmeilenstein in Grumbach
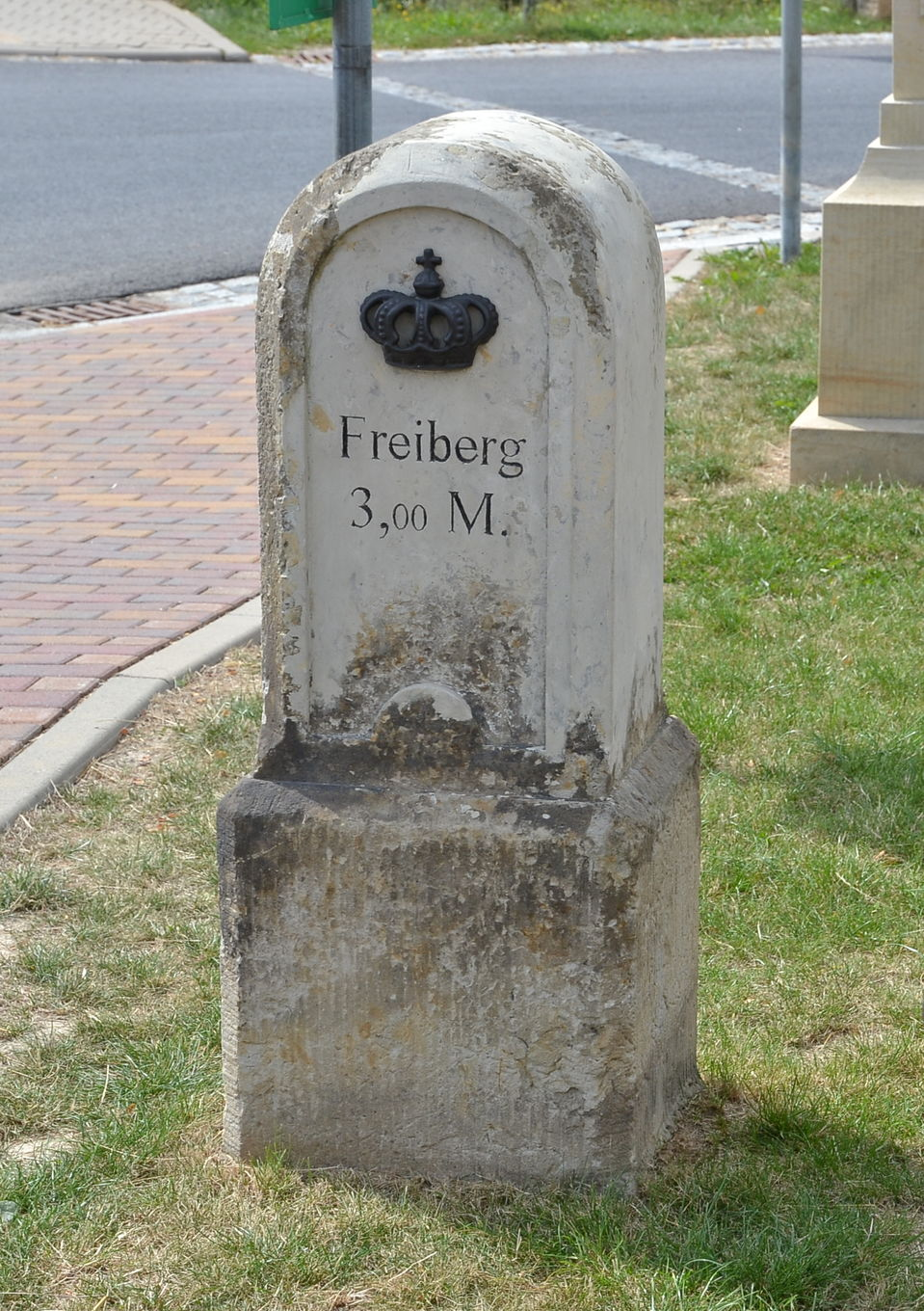
Ganzmeilenstein in Grumbach
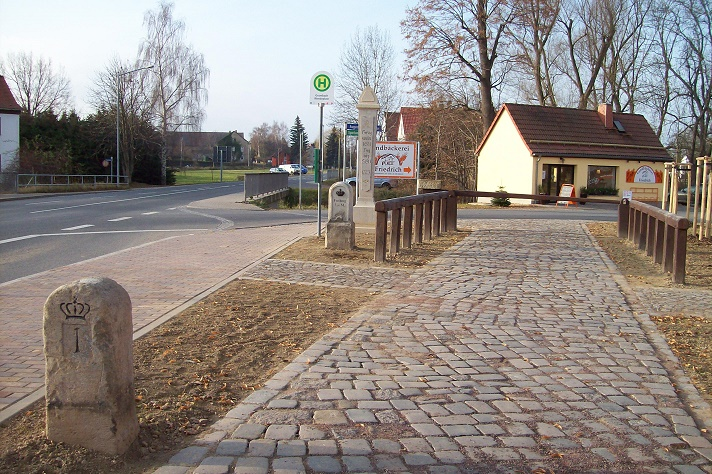
Halbmeilenstein (im Vordergrund) in Grumbach
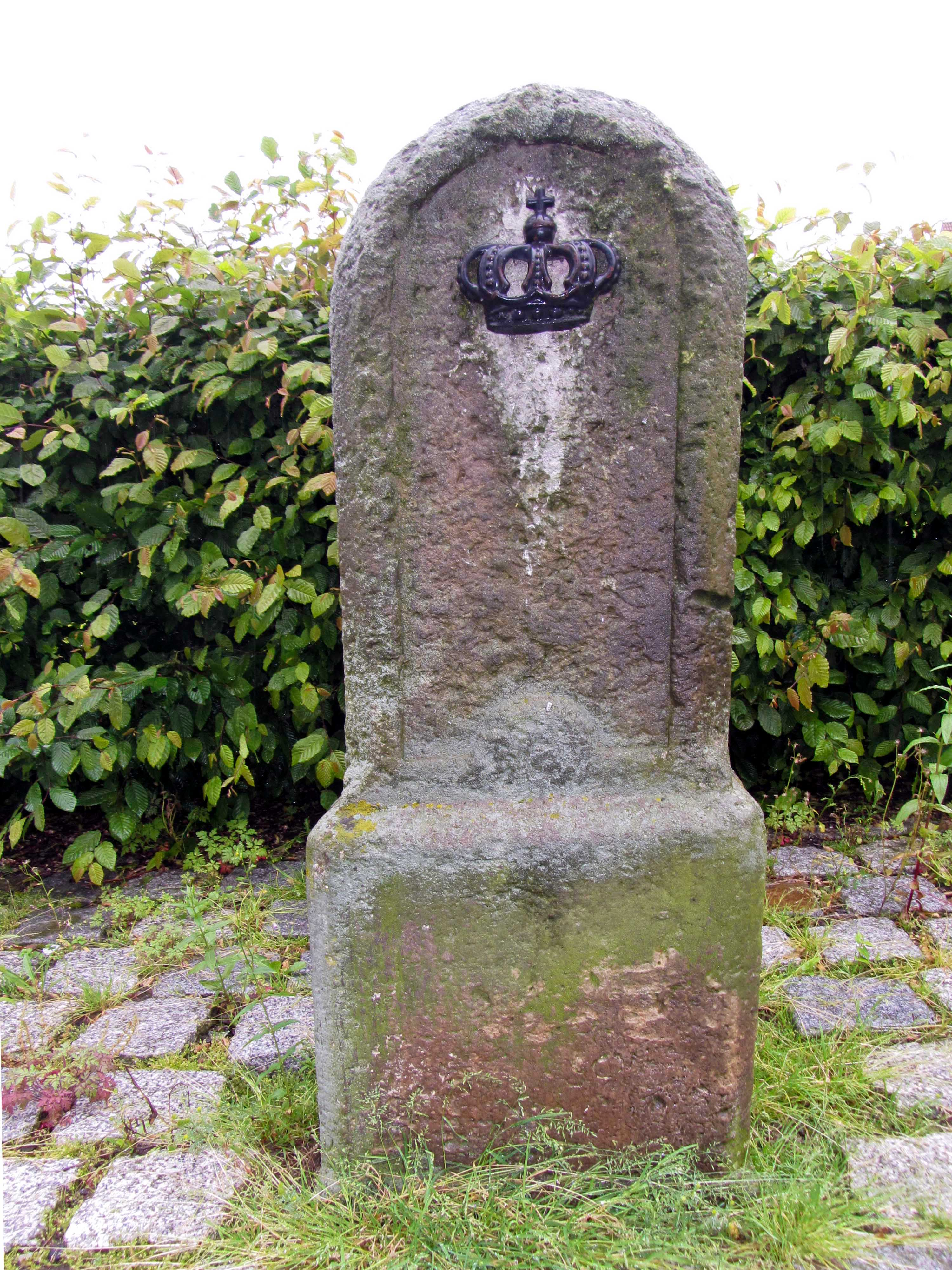
Abzweigstein in Kesselsdorf

### Wolkenstein
Wolkenstein (Erzgebirge)
1. restaurierter Abzweigstein an der B 101 / Abzweig Falkenbach, im OT Schönbrunn
2. in Wegweiser umgearbeiteter Abzweigstein an der Bushaltestelle an der B 171, im OT Heinzebank
3. restaurierter Halbmeilenstein an der B 101 (Annaberger Straße) / Siedlungsweg, im OT Hilmersdorf

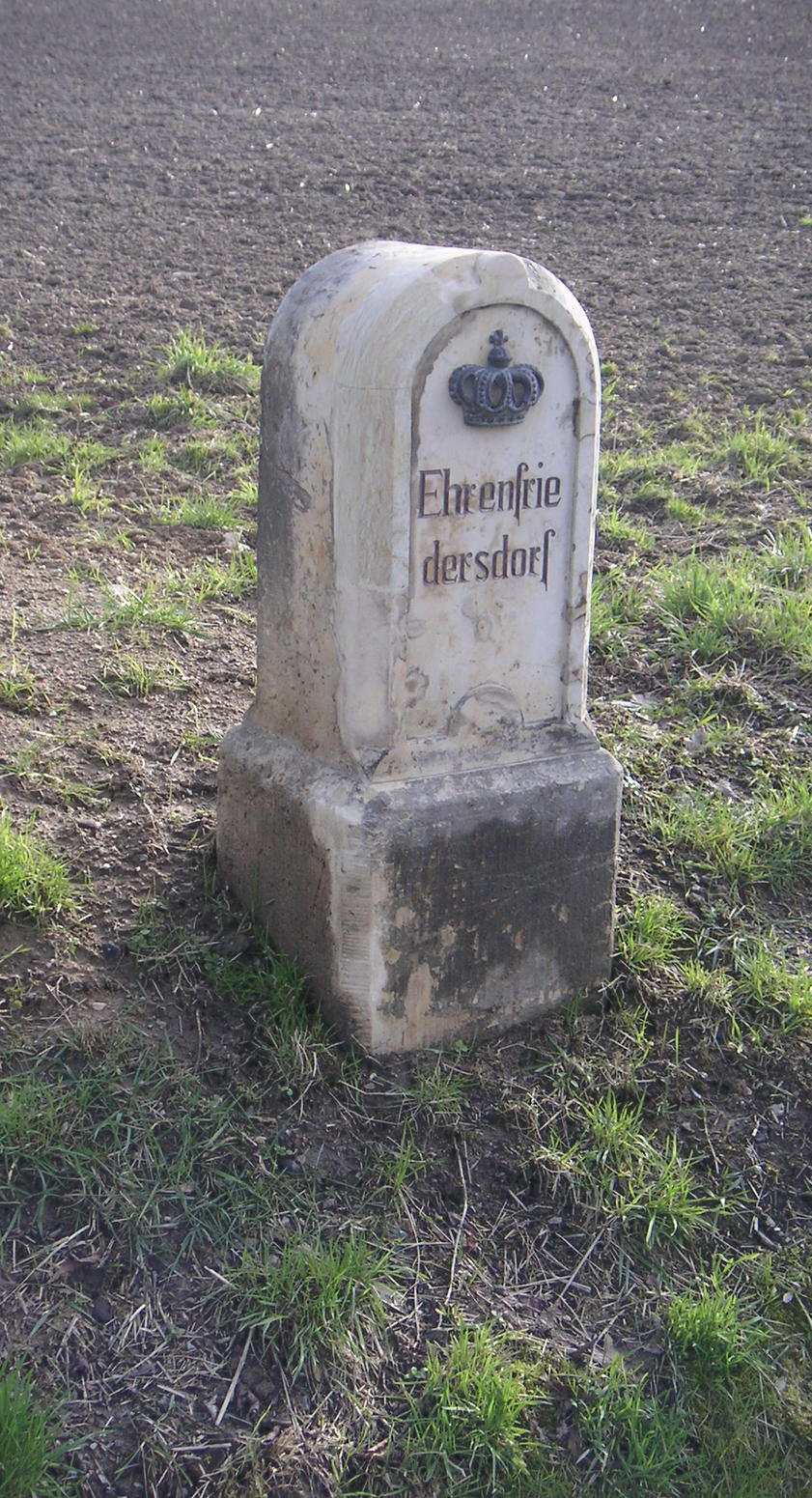
restaurierter Abzweigstein an der B 101, Abzweig Falkenbach
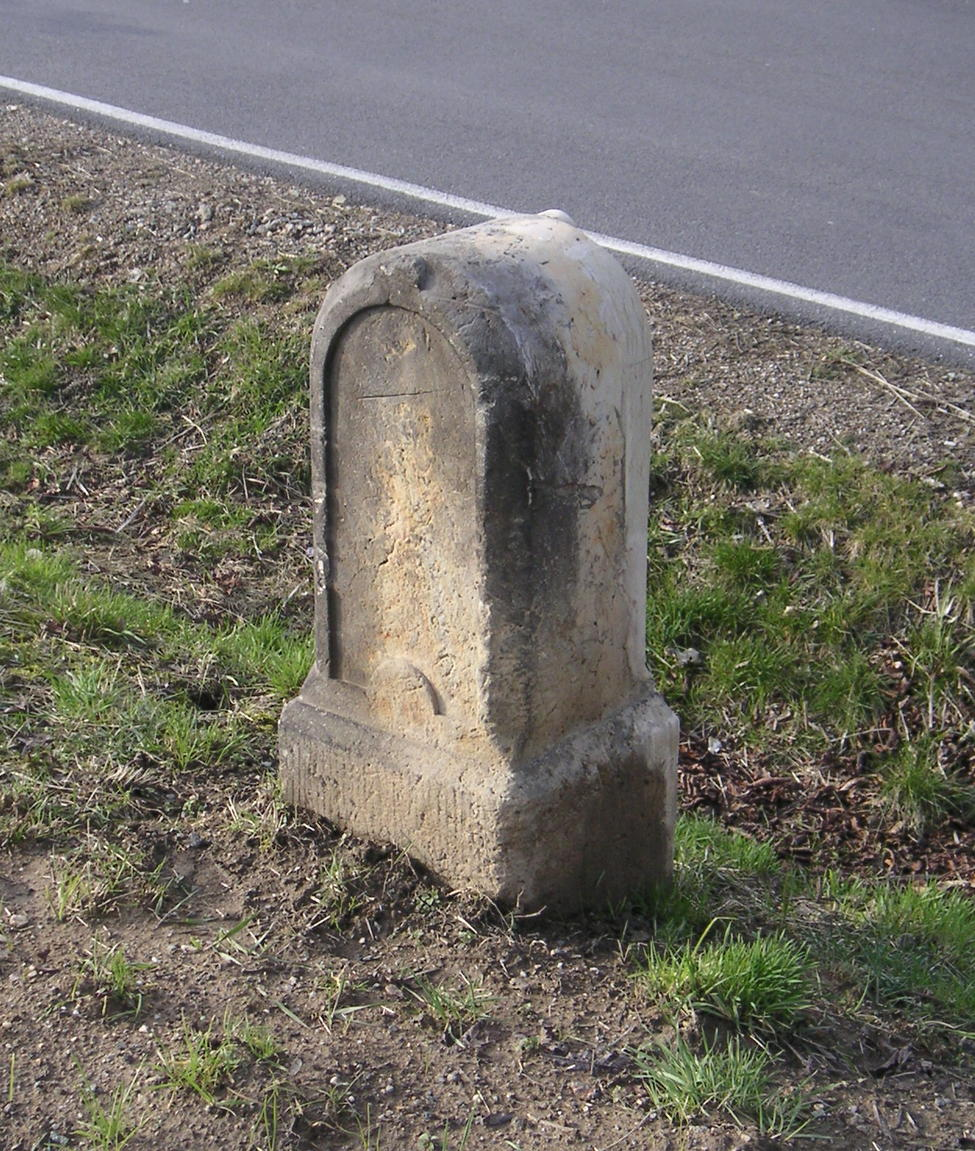
restaurierter Abzweigstein an der B 101, Abzweig Falkenbach
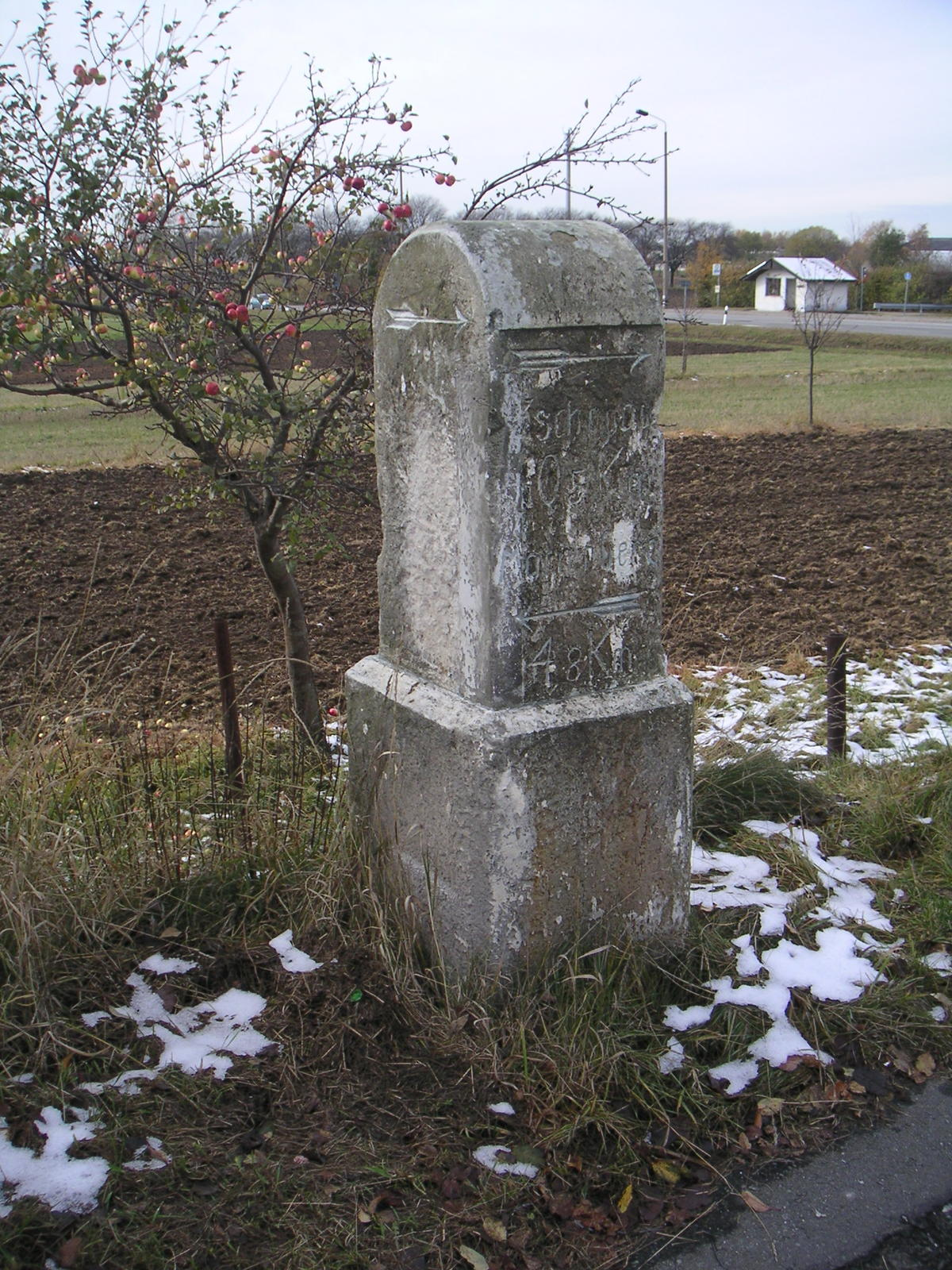
umgearbeiteter Meilenstein an der Heinzebank
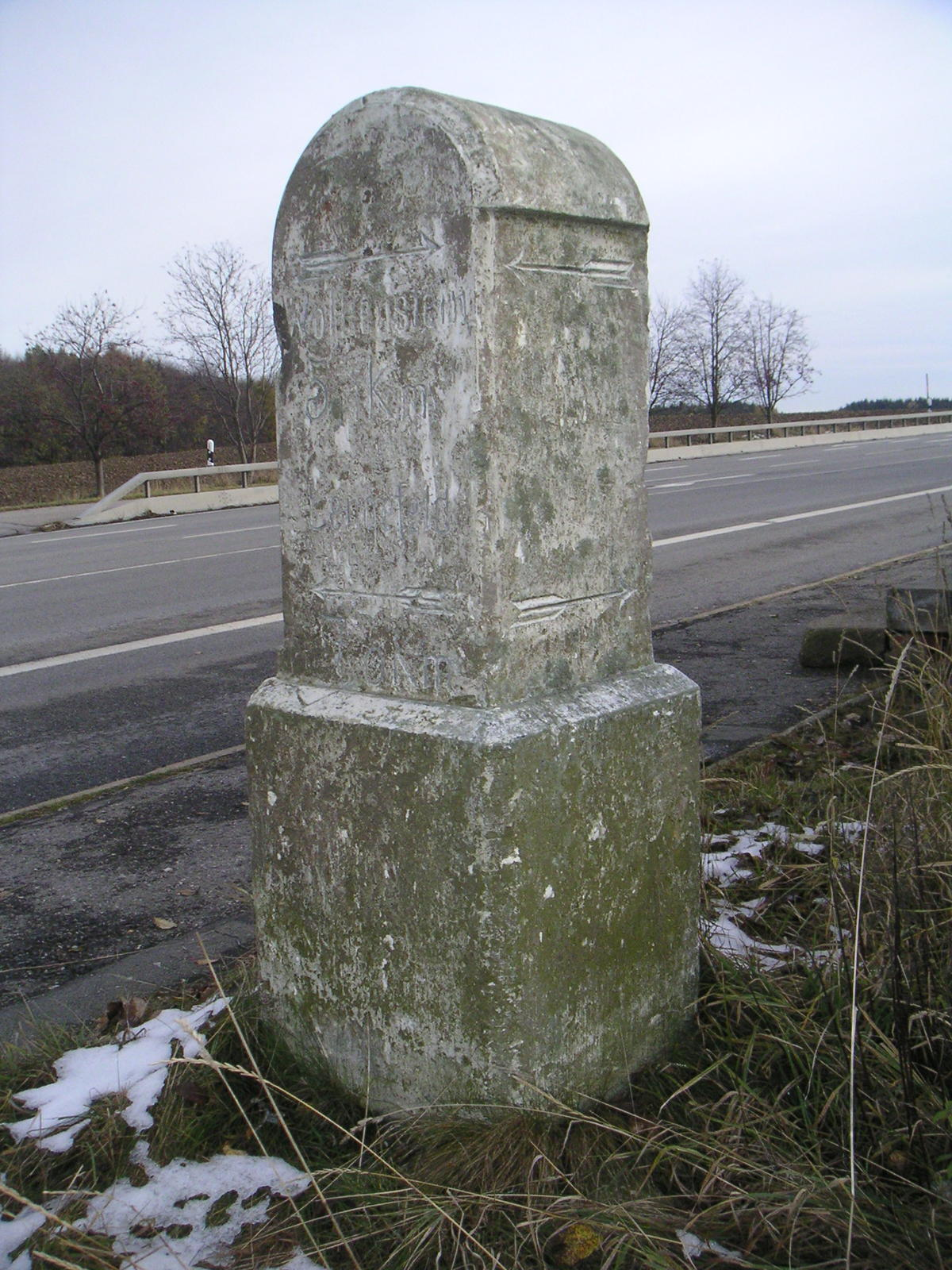
umgearbeiteter Meilenstein an der Heinzebank
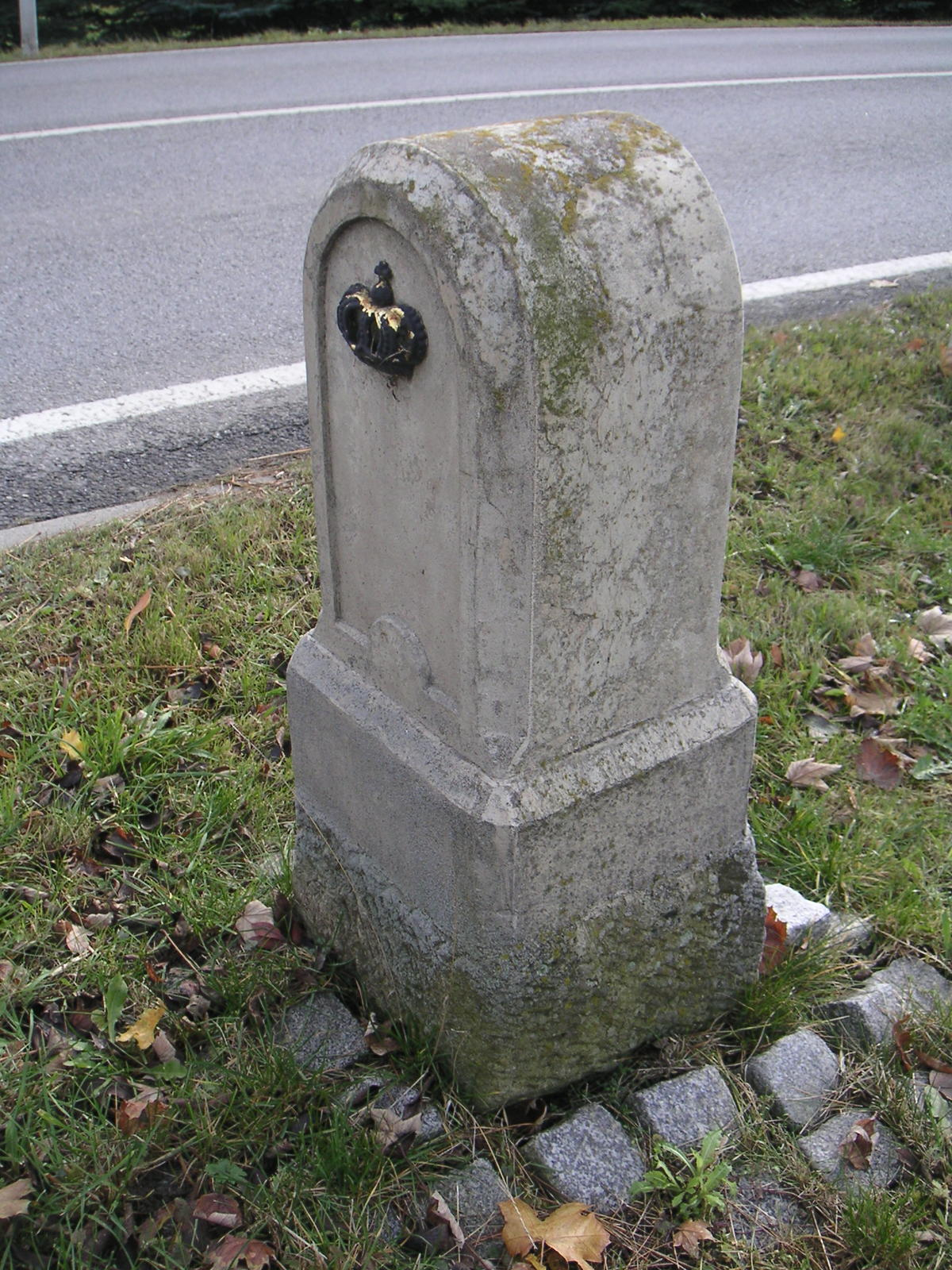
Halbmeilenstein an der B 101 in Hilmersdorf
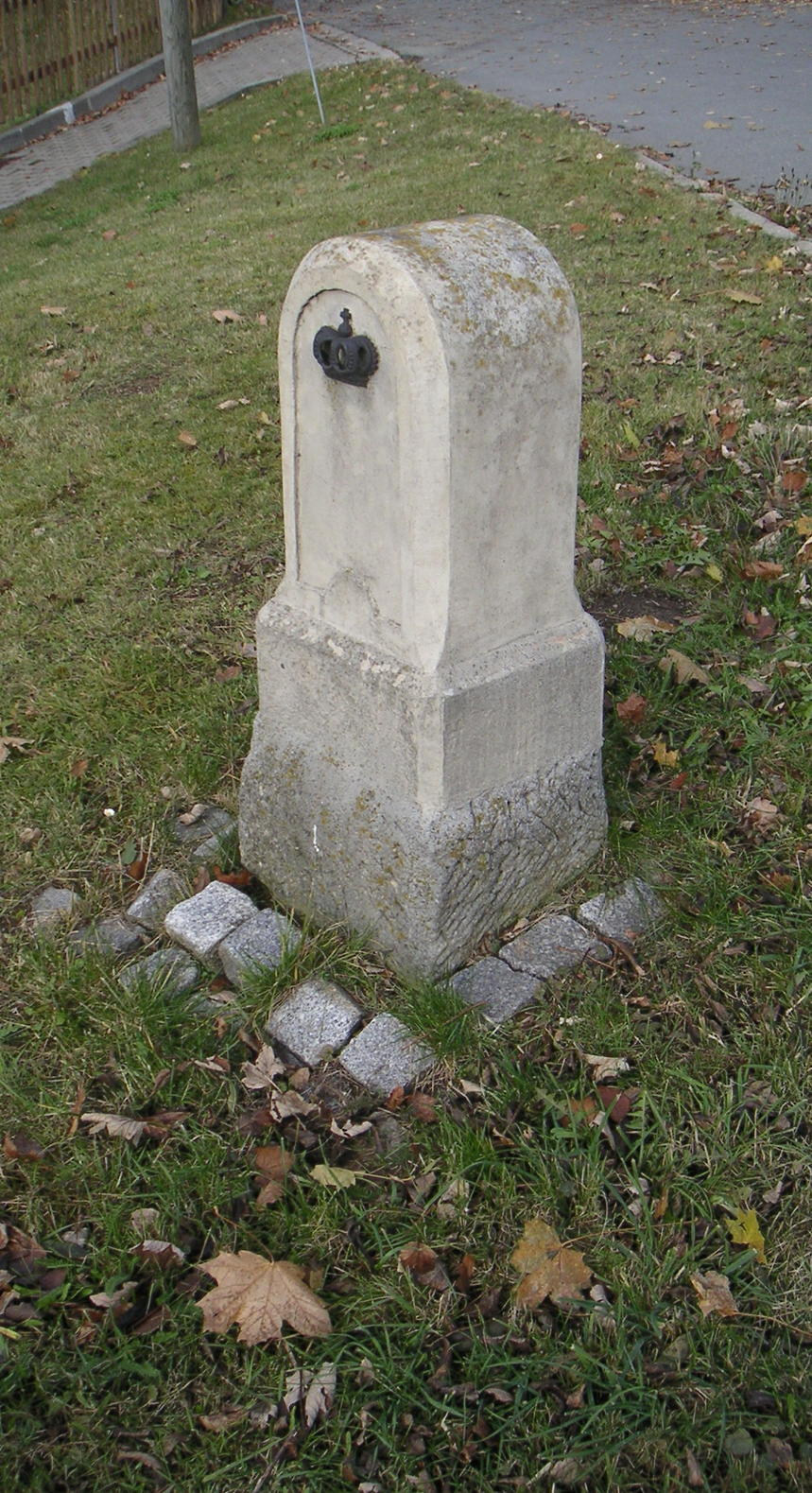
Halbmeilenstein an der B 101 in Hilmersdorf

### Wurzen
Wurzen
1. Nachbildung eines Ganzmeilensteines an der S 47 im OT Burkartshain, dessen Original sich im Bergelager Trebsen befindet
2. originaler Halbmeilenstein aus dem OT Nemt in einer Grünanlage am Badergraben in Wurzen

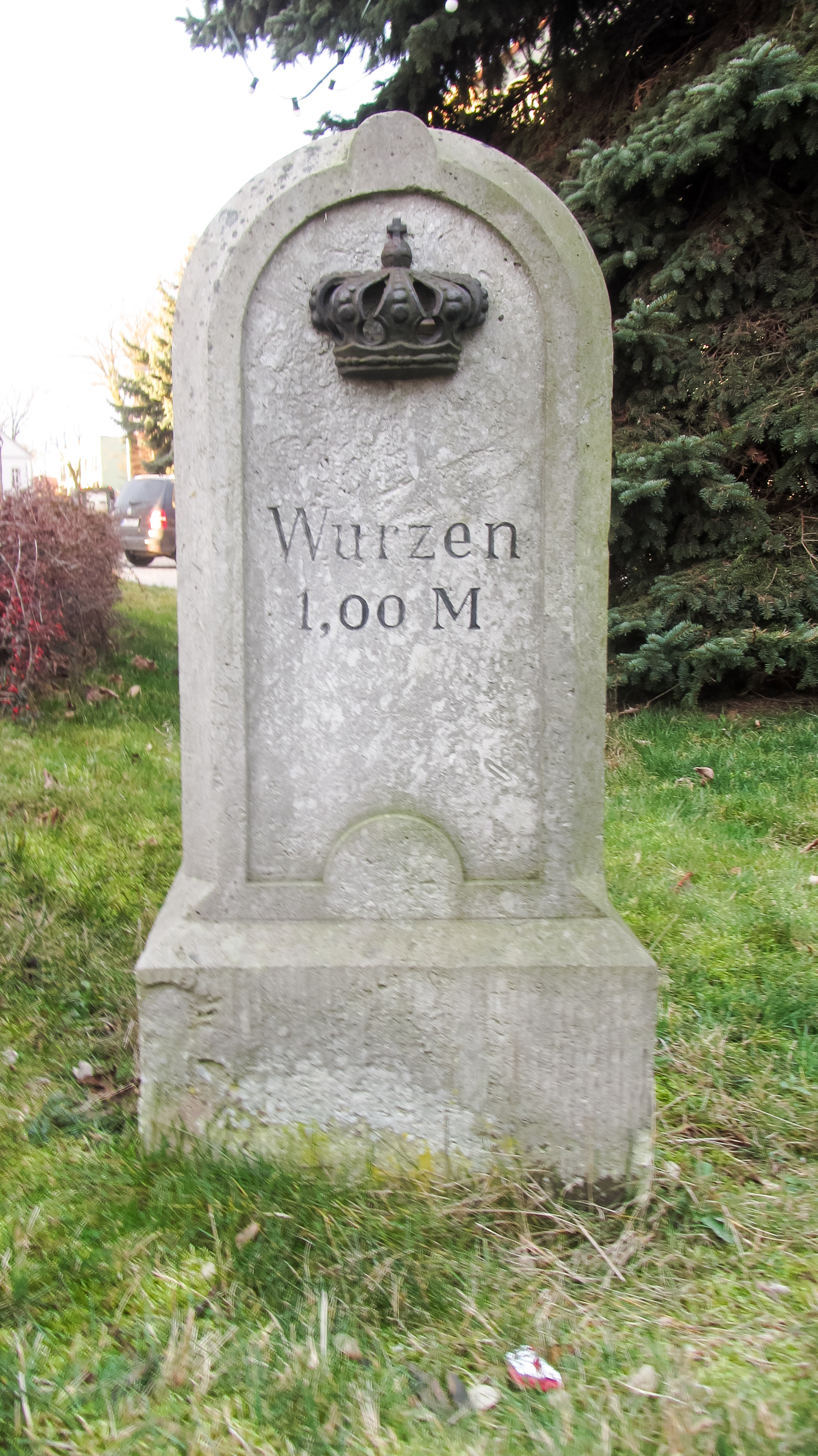
Ganzmeilenstein in Burkartshain
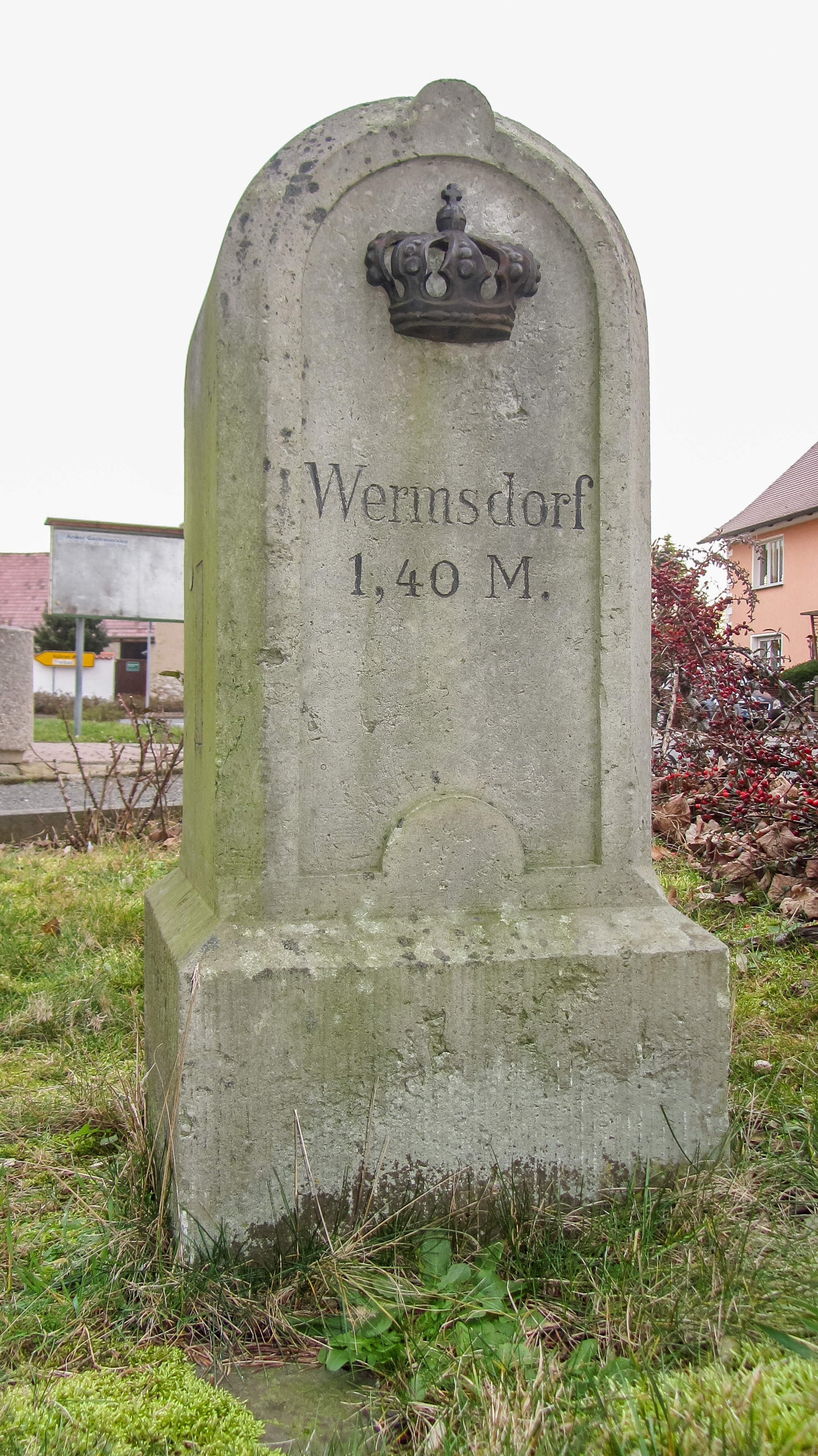
Ganzmeilenstein in Burkartshain

### Zittau
Zittau: Nachbildung eines dreiseitigen Stationssteines an der Ecke Äußere Weberstraße / Neusalzaer Straße in Zittau (Original im Museumsgarten)

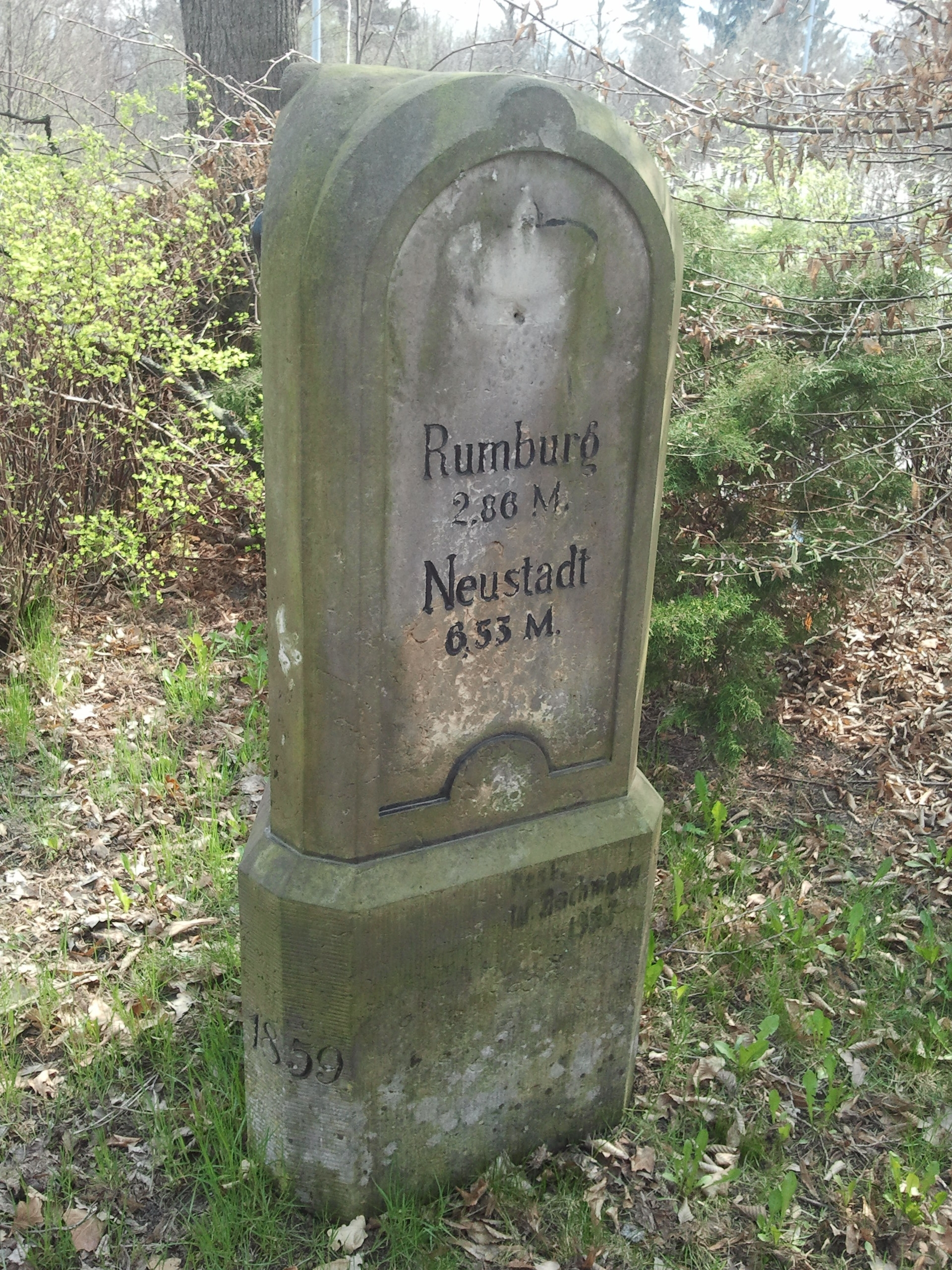
Stationsstein an der Äußeren Weberstraße, Richtung Rumburg – Neustadt
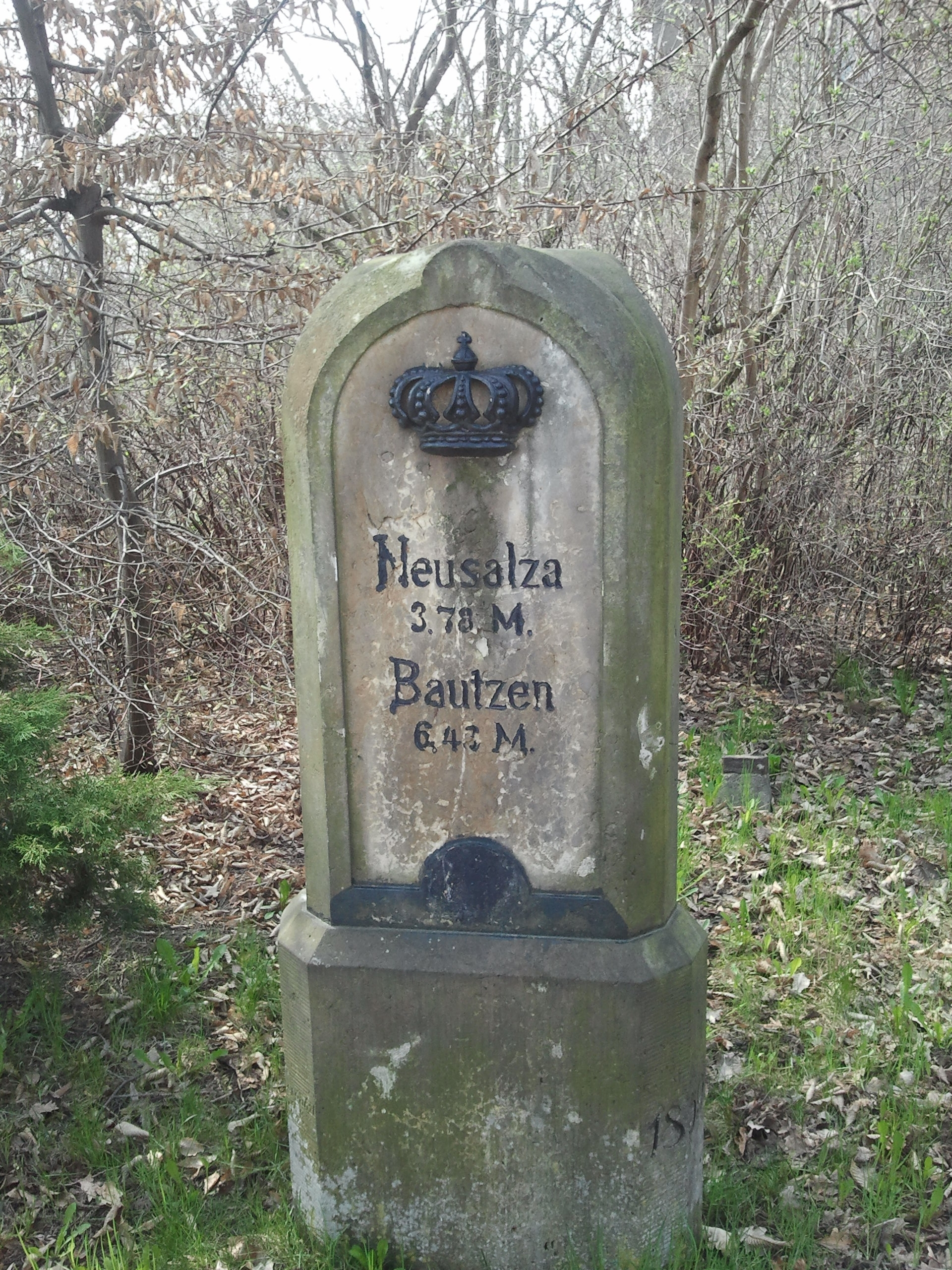
Stationsstein an der Äußeren Weberstraße, Richtung Neusalza – Bautzen
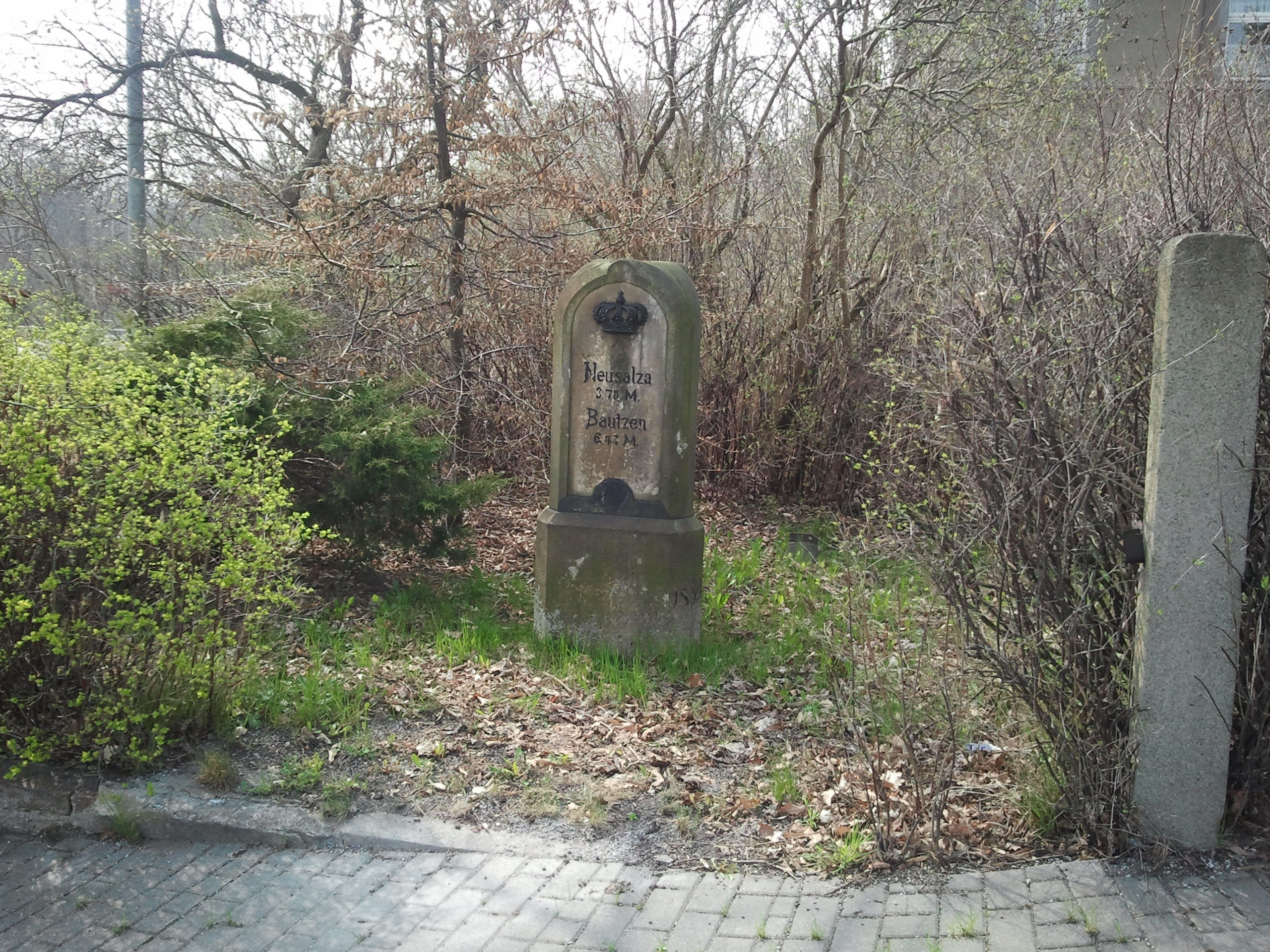
Stationsstein an der Äußeren Weberstraße, Gesamtansicht

### Zschopau
Zschopau: Stationsstein an der Chemnitzer Straße, zuletzt in Waldkirchen

### Zschorlau
Zschorlau: stark überarbeiteter Ganzmeilenstein im OT Burkhardtsgrün

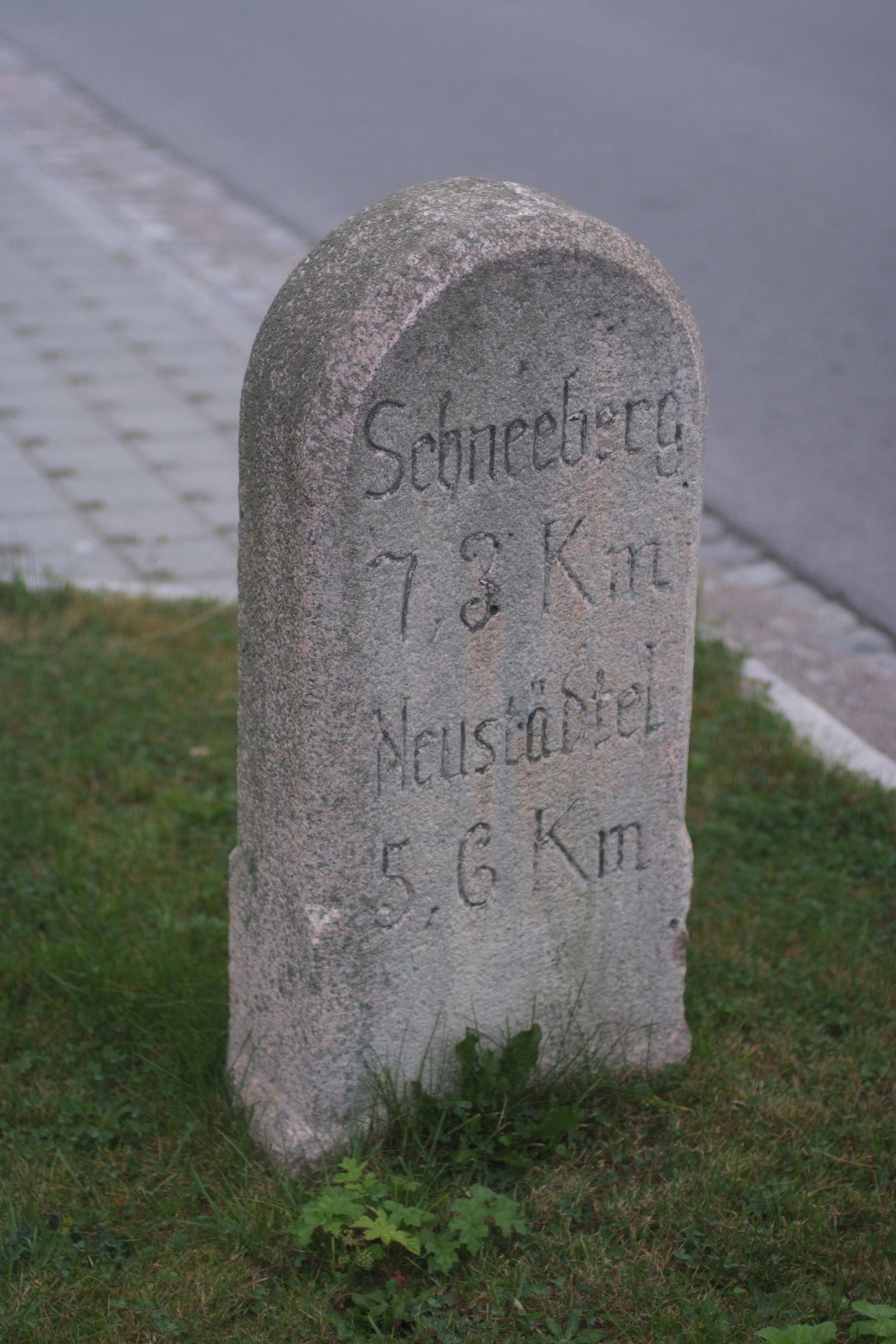
Ganzmeilenstein in Burkhardtsgrün
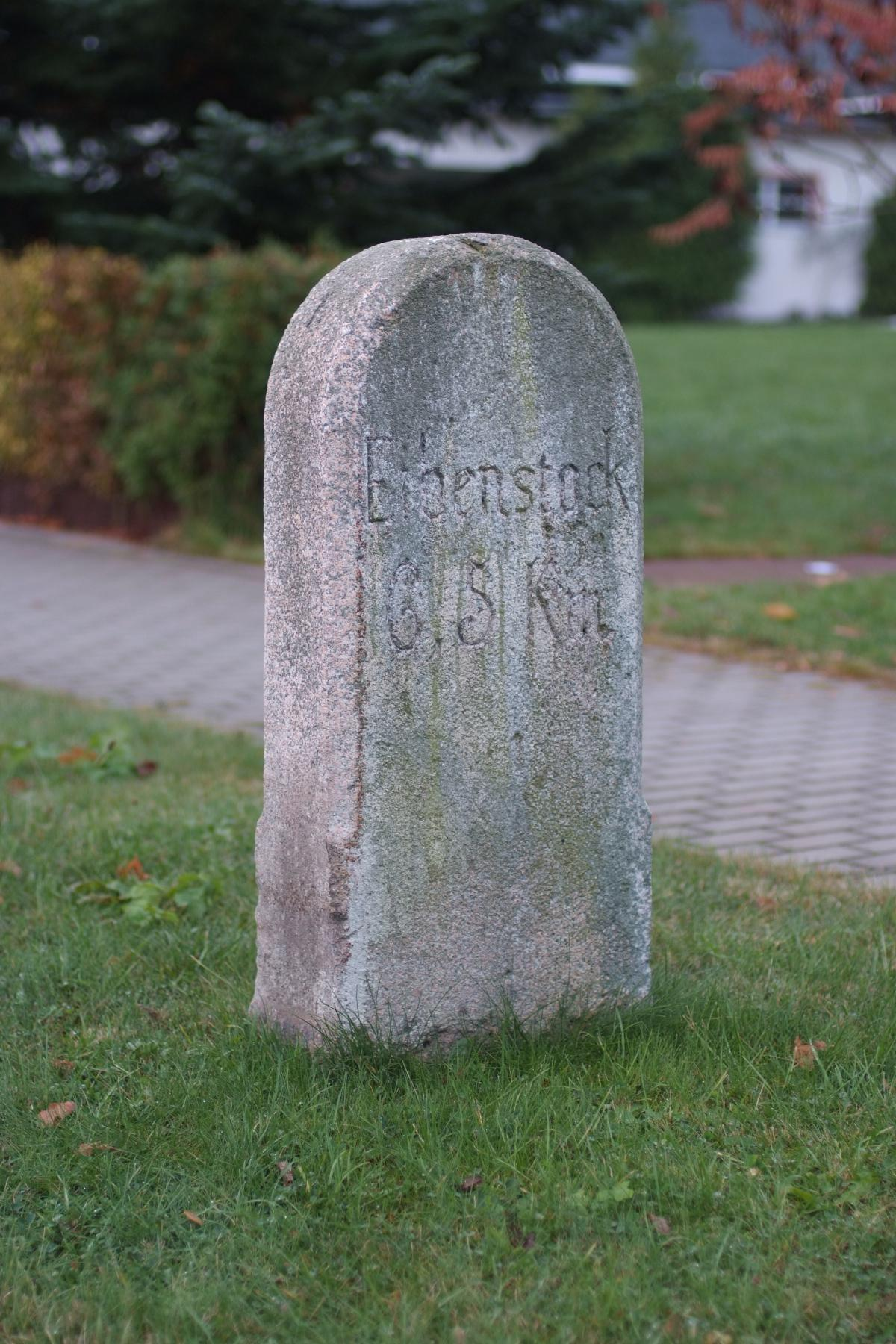
Ganzmeilenstein in Burkhardtsgrün

### Zwönitz
Zwönitz
1. stark überarbeiteter Abzweigstein an der Annaberger Straße, Abzweig Geyersche Straße (unweit Burgstädtel)
2. restaurierter Ganzmeilenstein beim Gasthaus Moosheide
3. Ganzmeilenstein als Kilometerstein im OT Dorfchemnitz

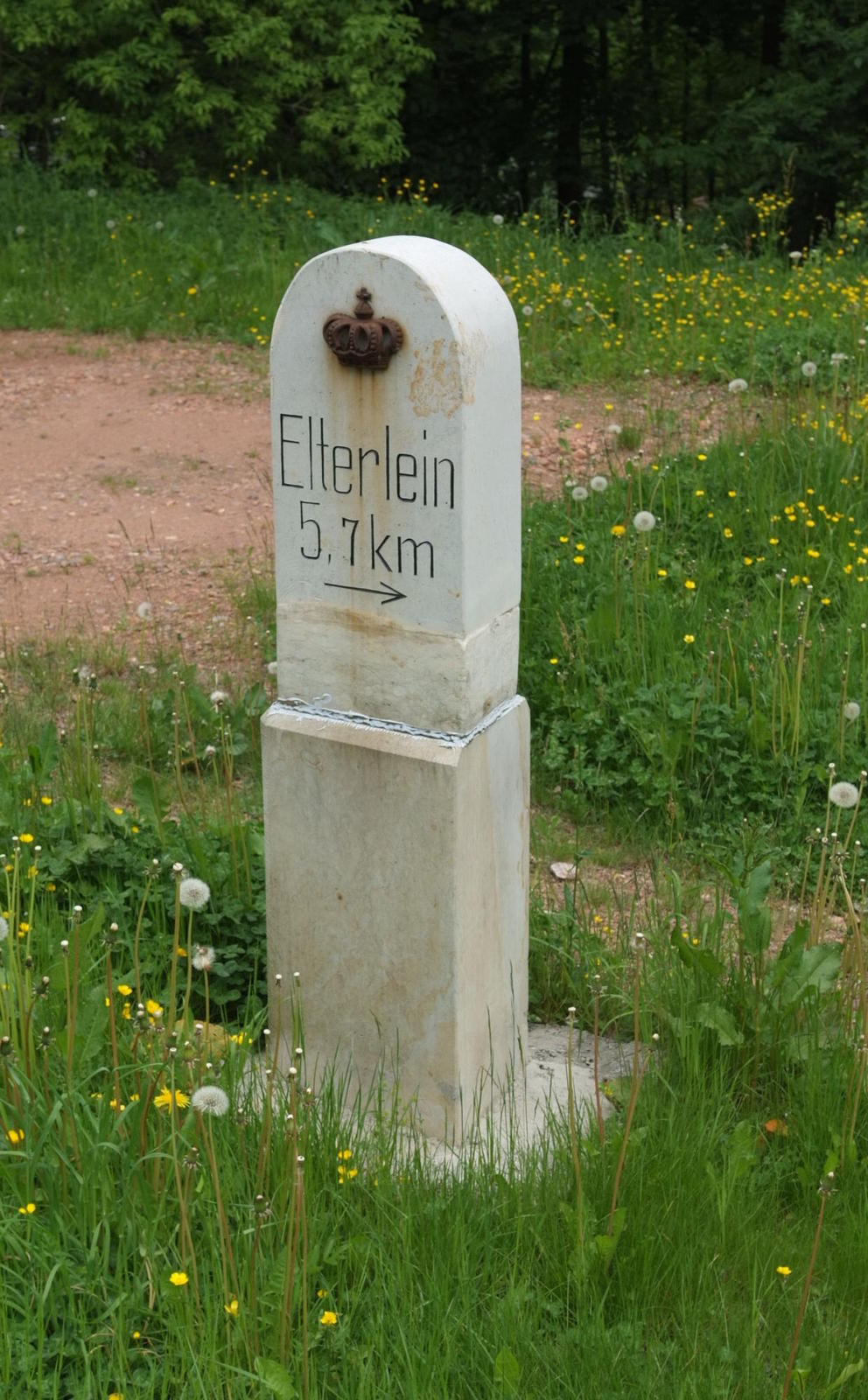
Abzweigstein an der Annaberger Straße, Abzweig Geyersche Straße
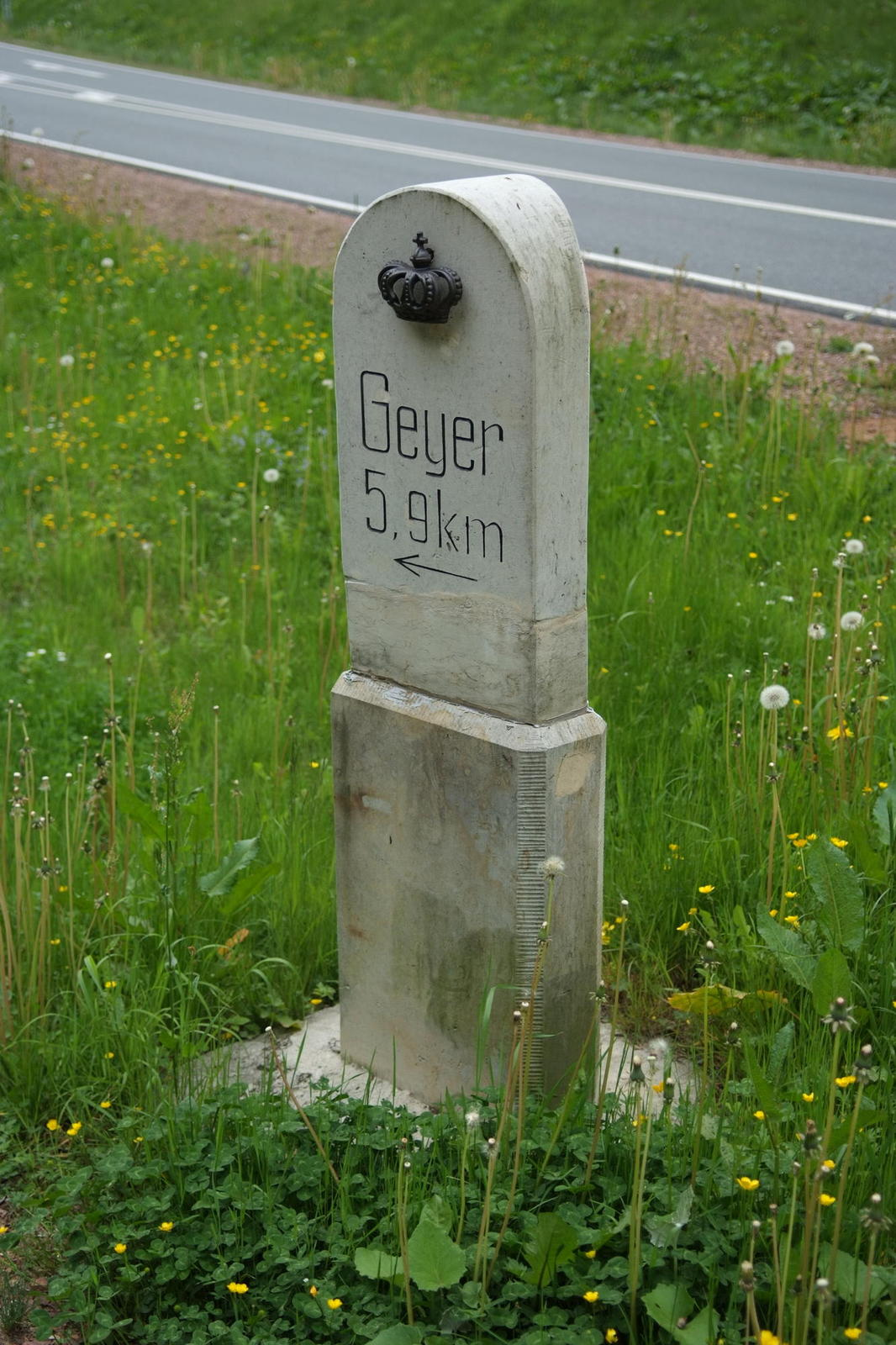
Abzweigstein an der Annaberger Straße, Abzweig Geyersche Straße
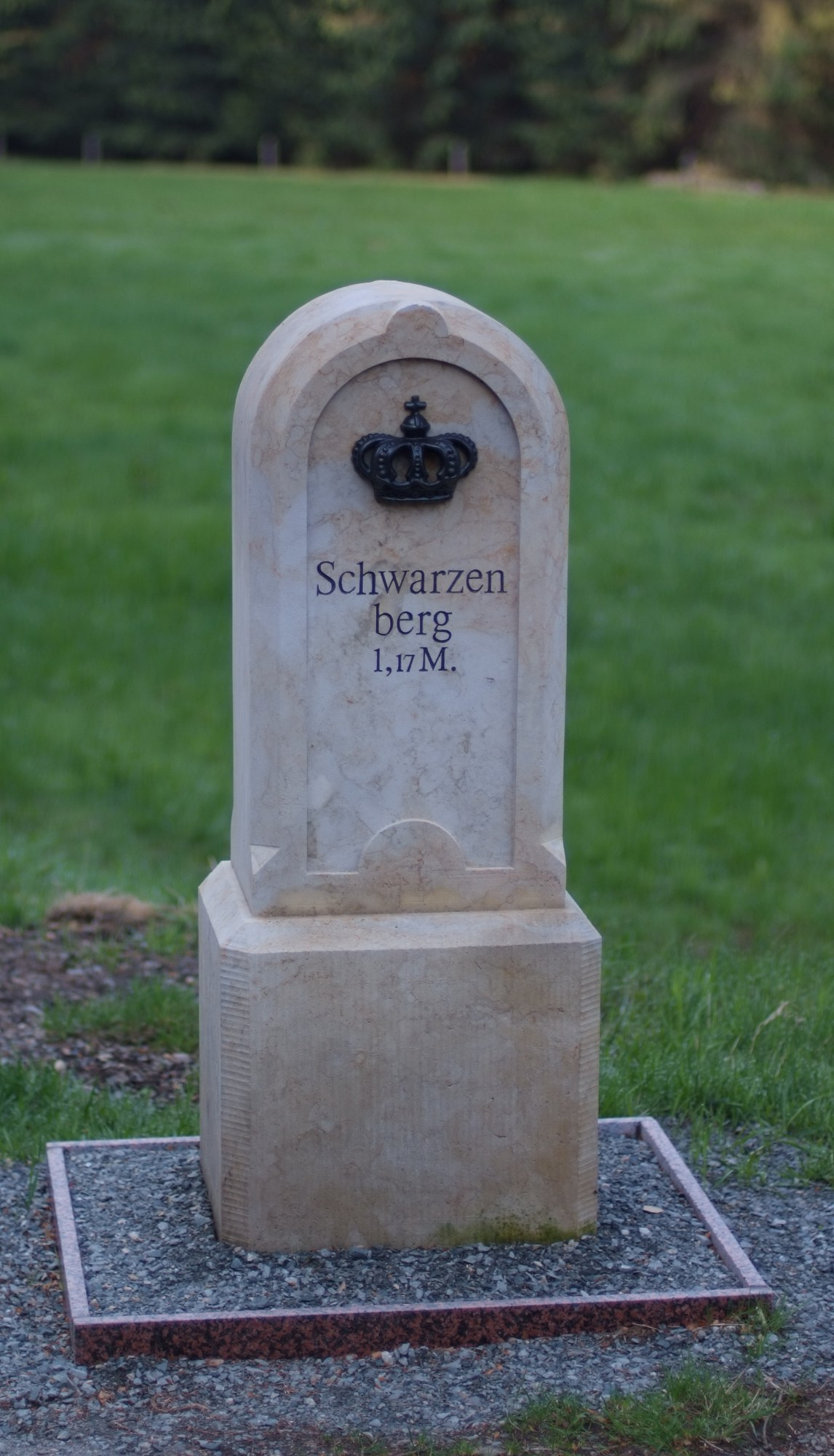
Meilenstein beim Gasthaus Moosheide
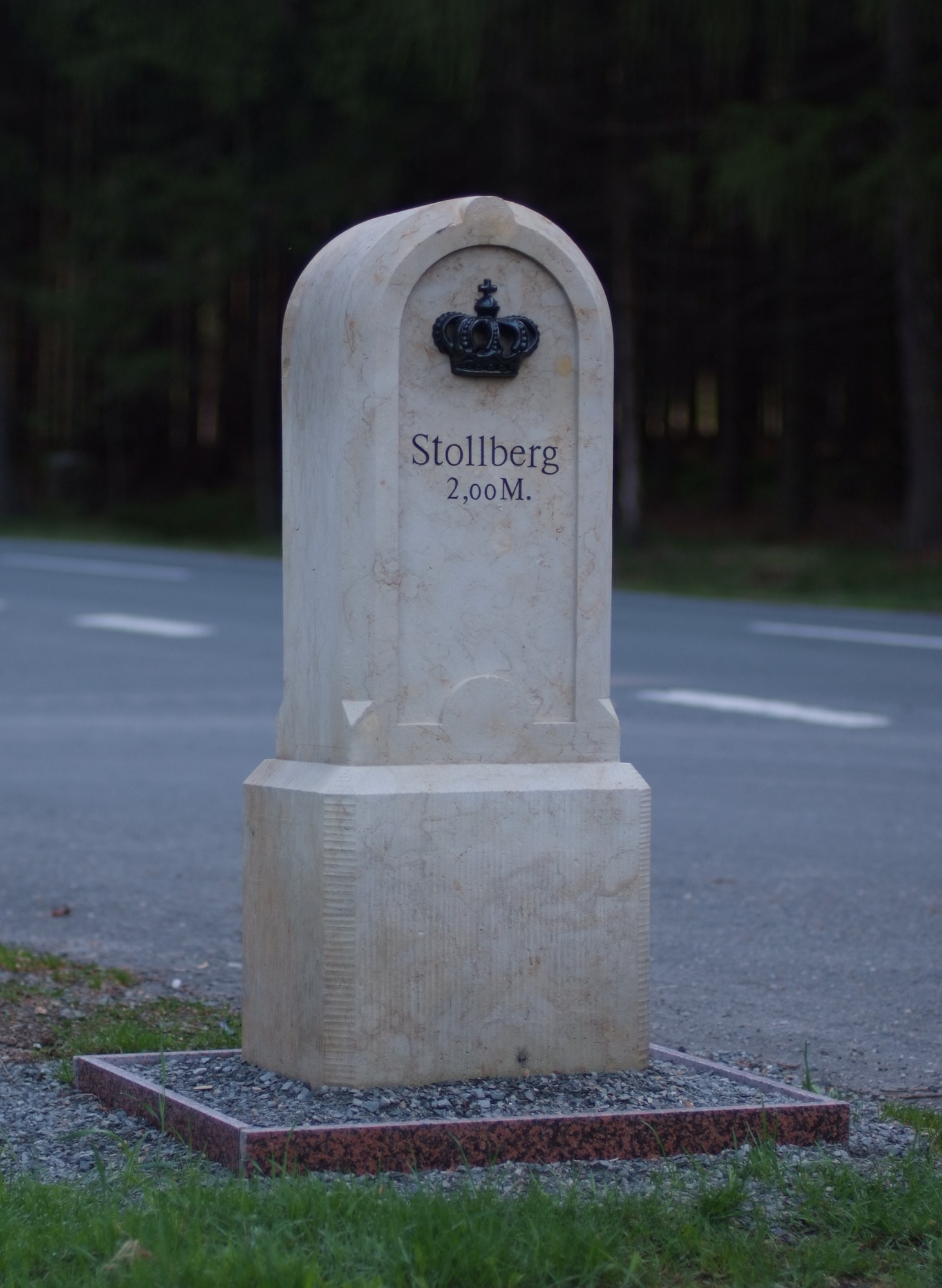
Meilenstein beim Gasthaus Moosheide

## Nicht mehr vorhandene Steine
1. Schwarzenberg (Neuwelt): Halbmeilenstein in der Auer Straße, zwischen Kreuzung mit F.-Engels- und Schillerstraße.